# Livrées SNCF

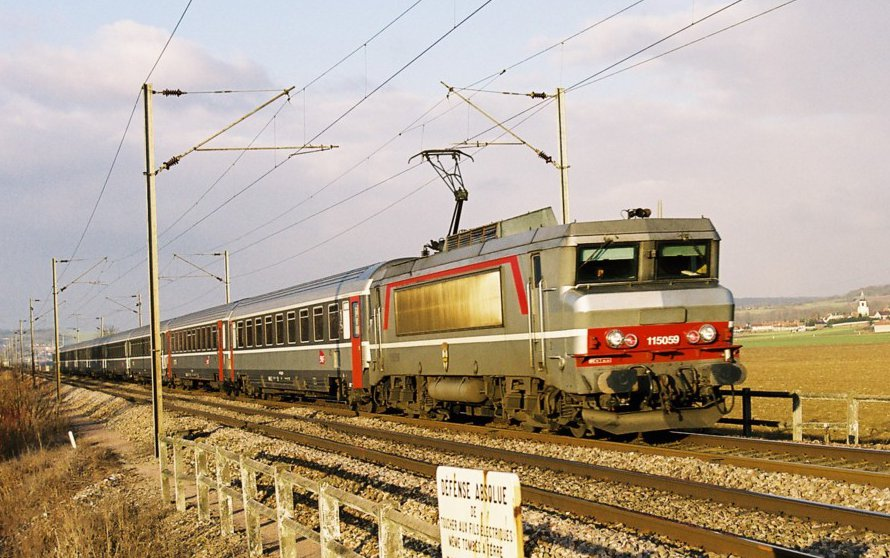
Livrée homogène entre une BB 15000 et sa rame Corail +.

On appelle livrée la décoration extérieure d'un matériel roulant ferroviaire. Au cours de son histoire, depuis 1938, la Société nationale des chemins de fer français (SNCF) a utilisé de nombreuses livrées liées aux modes et aux changements de matériels. Certaines sont des essais sans lendemain sur quelques machines alors que d'autres sont de véritables marqueurs de l'identité de l'entreprise, comme la livrée « Béton » apparue en 1975.
Par ailleurs, la diversité s'est considérablement accrue au cours des années. En 1938, la livrée des voitures est vert foncé et celle des locomotives à vapeur, noire. Dans les années 1950, l'inox fait son apparition, suivi par une grande variété de couleurs, dont le summum se situe vers le début des années 2010, avec la personnalisation du matériel TER aux couleurs des conseils régionaux qui les financent.

## Matériel moteur

### Locomotives à vapeur
En 1938, la Société nationale des chemins de fer français nouvellement créée, hérite des livrées personnalisées des anciennes compagnies de chemin de fer. Au cours des livraisons de matériel neuf ou des remises en peinture à la suite d'une modernisation, une livrée noire ou verte et noire est généralisée, avec la traverse de tamponnement rouge. De fins filets rouge, jaune ou doré peuvent souligner les lignes de la machine.

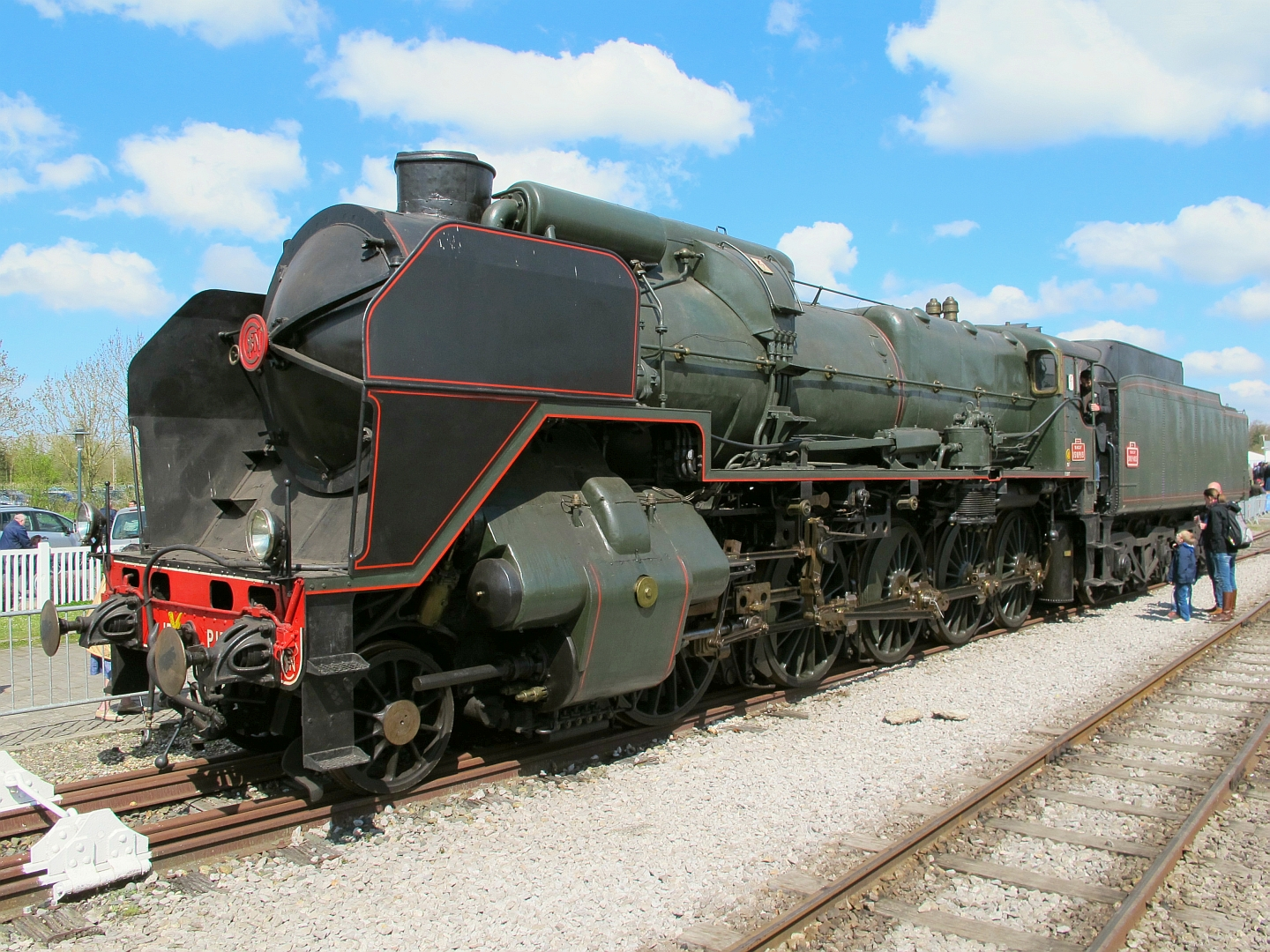
Livrée SNCF unifiée de la 150 P 13, avec corps de chaudière vert, écrans noirs et filets rouges.
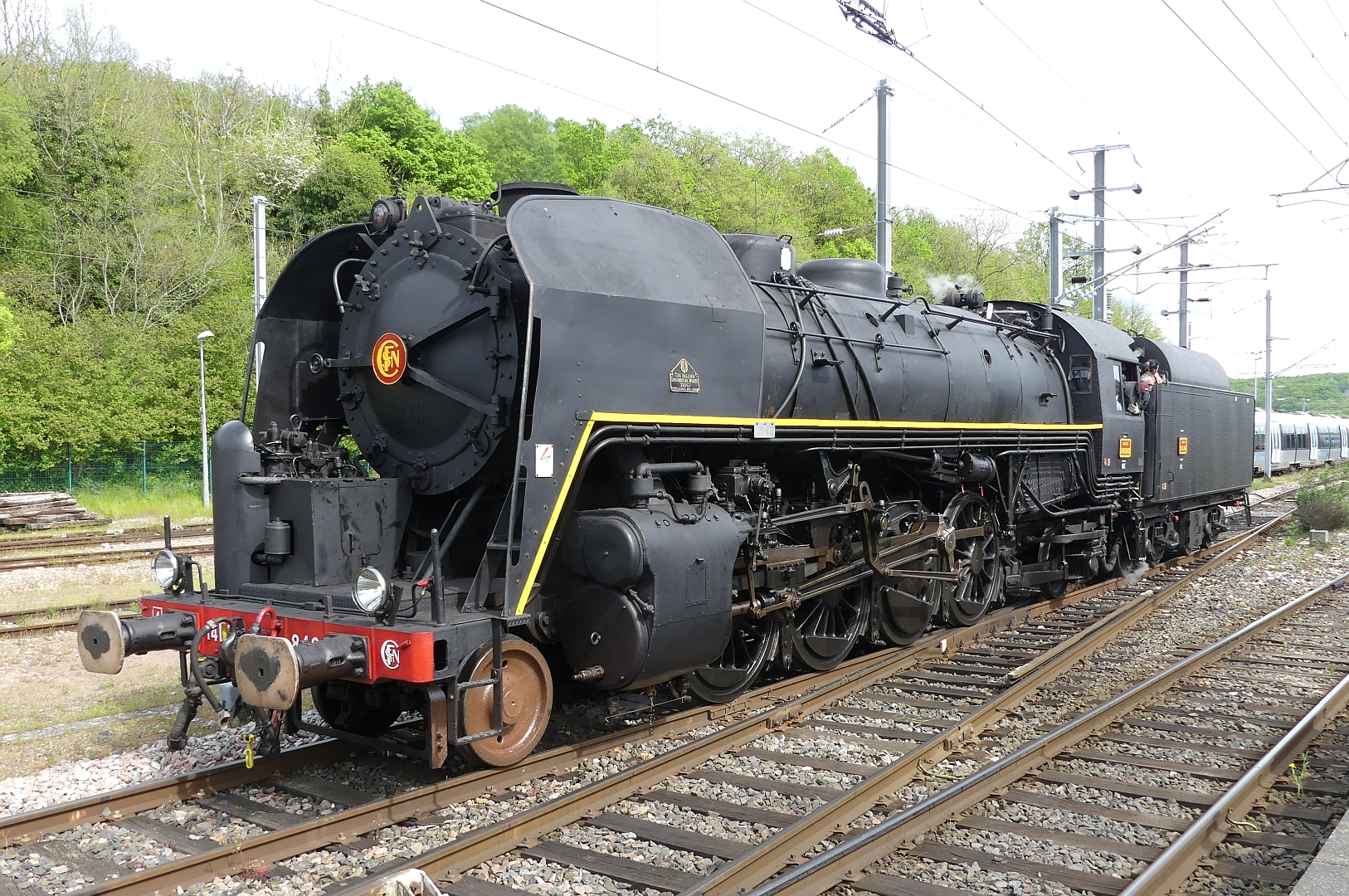
Les 141 R présentèrent des livrées allant du noir total au vert, selon les régions.
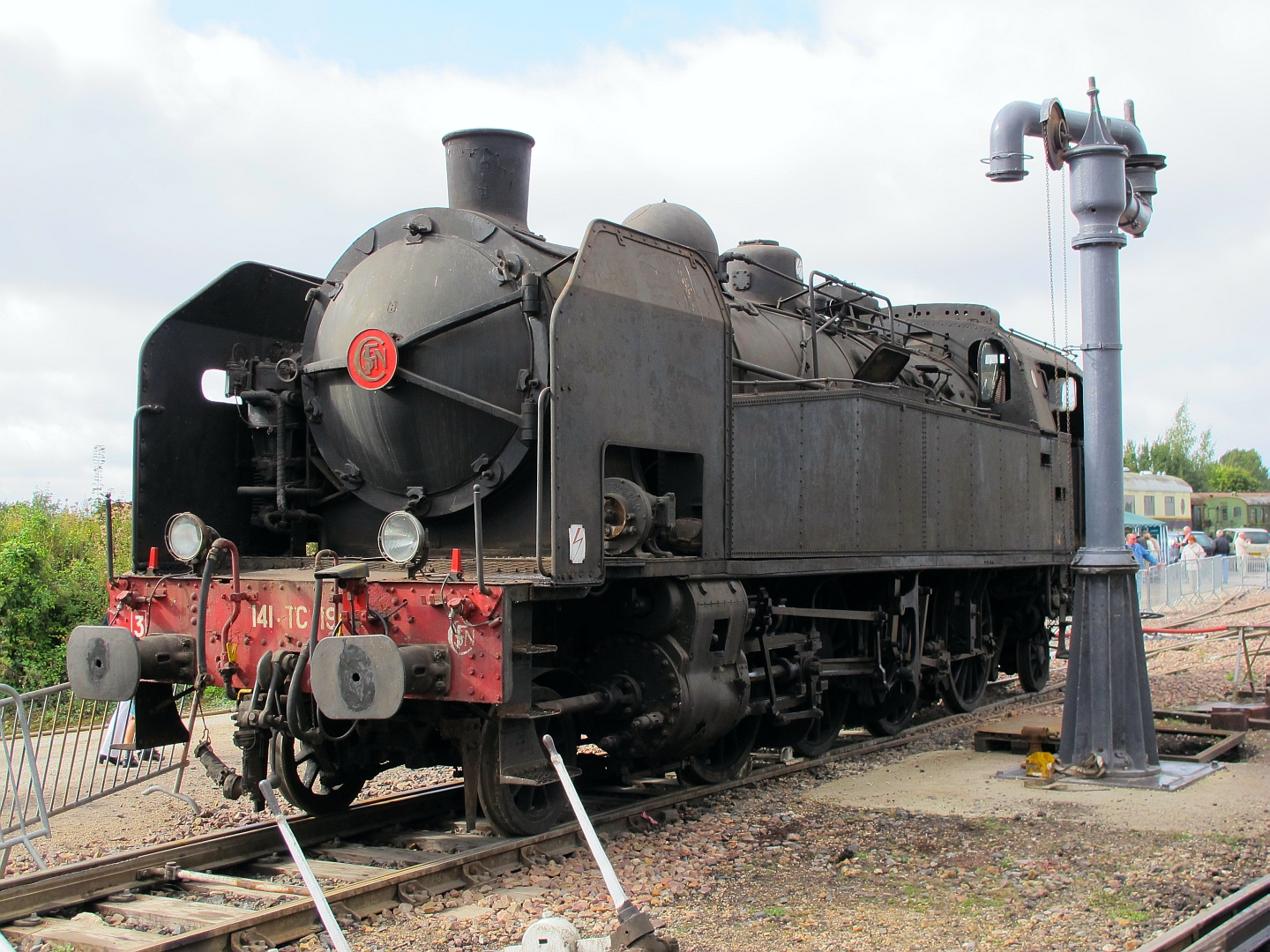
La 141 TC 19 dans une couleur « fin de carrière ».
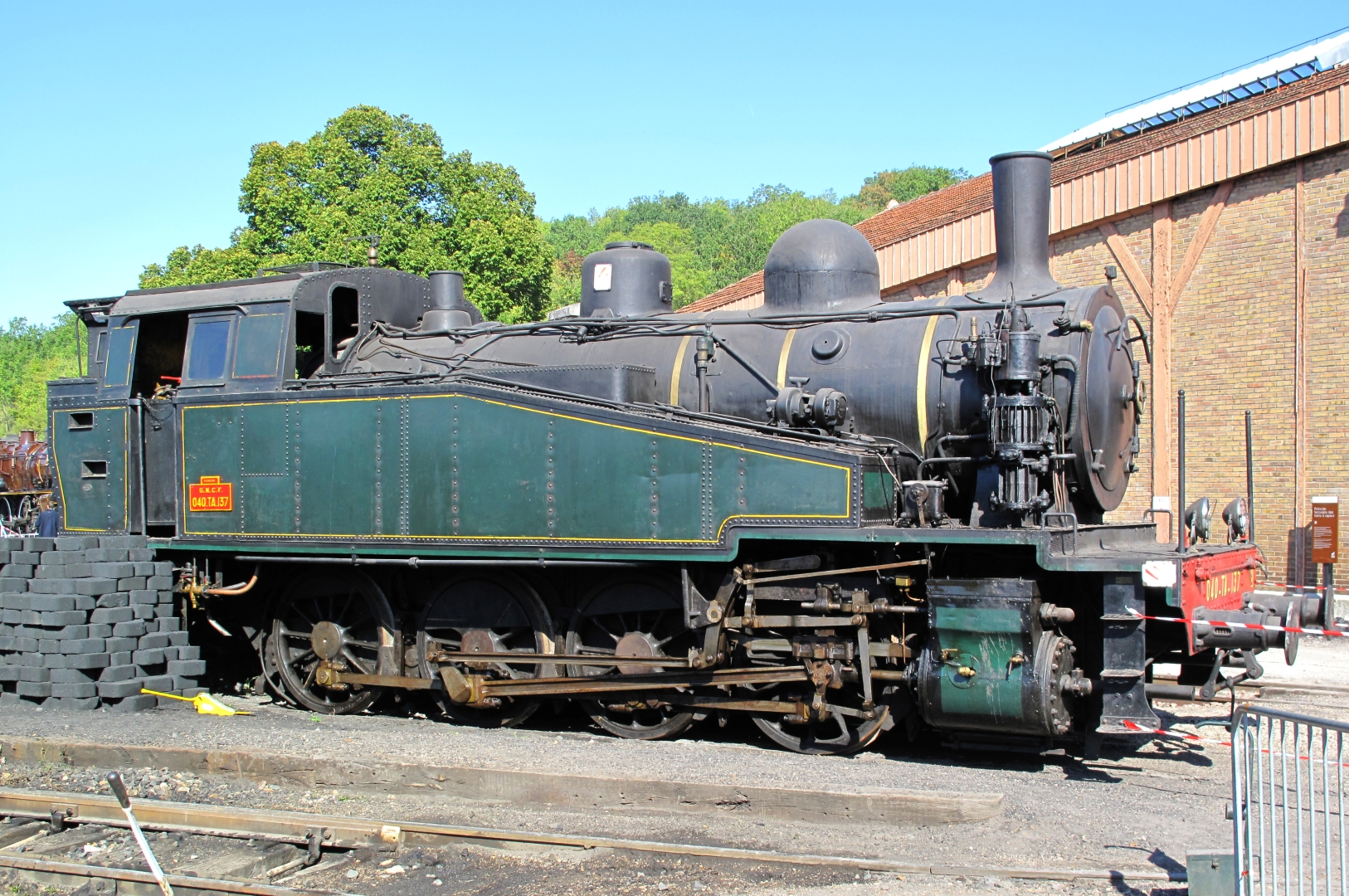
Corps de chaudière noir avec cerclages en laiton, et caisses à eau vertes pour la 040 TA 137.

### Locomotives électriques

#### Livrée verte
Elle est à base de vert foncé aux origines de la SNCF, puis bicolore (bas de caisse vert foncé et décorations inox ou aluminium) pour les séries de locomotives de vitesse des années 1950 : 2D2 9100 ou CC 7100, puis vert bleuté plus clair pour les BB Jacquemin : BB 9003 et 4, BB 9200, puis BB 9300. Les premières séries comprenaient également des enjoliveurs en aluminium apposés sur les faces avant dénommés « moustaches » et des filets également en aluminium le long des caisses. Ces ajouts ont cessé lors de la sortie de la BB 9300 en 1967, puis lors des remises en peinture pour les BB 9200 et 9400. Les CC 7100 et 2D2 9100 ont gardé ces décorations durant toute leur carrière.

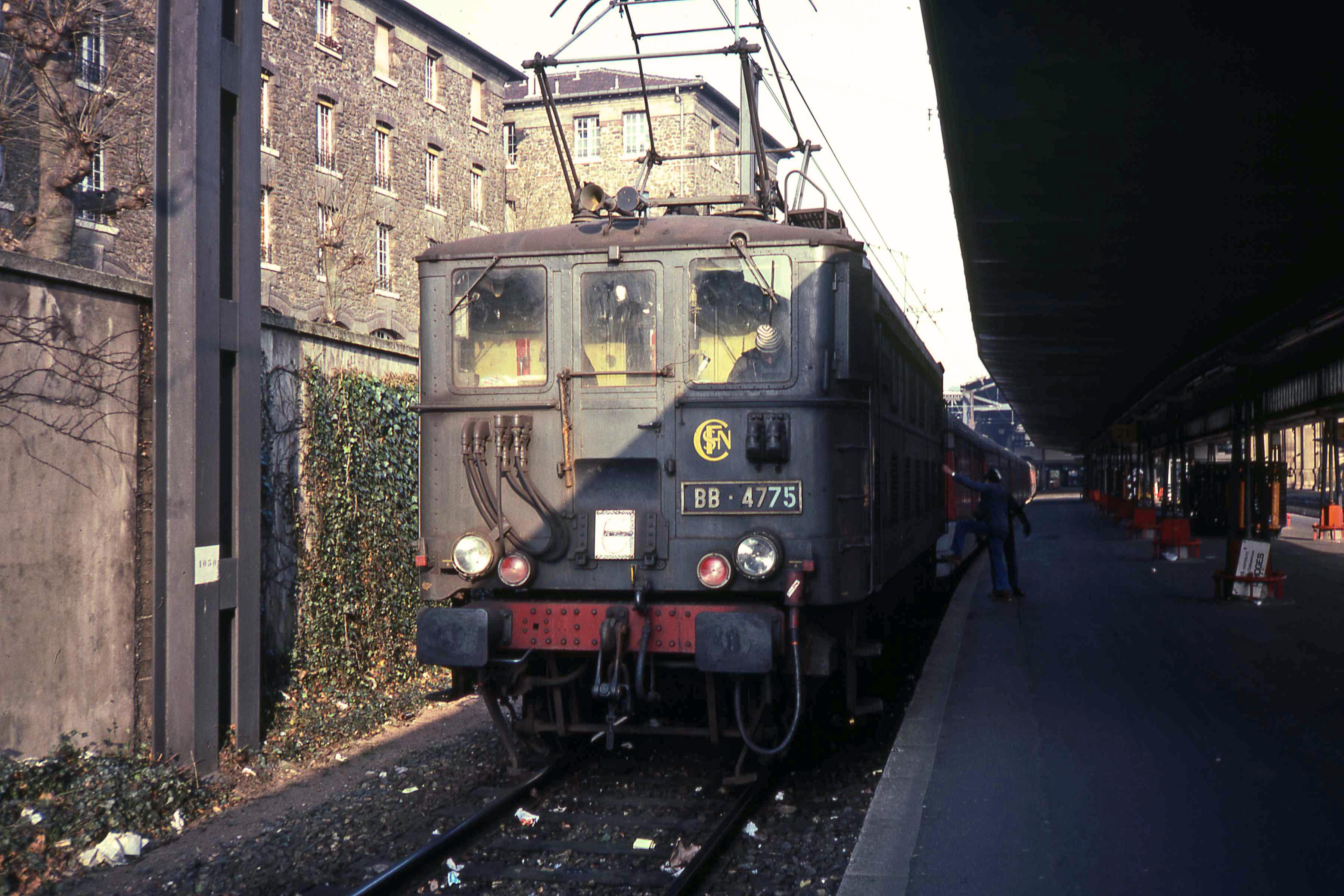
BB 4775, une locomotive issue de la Compagnie du Midi.
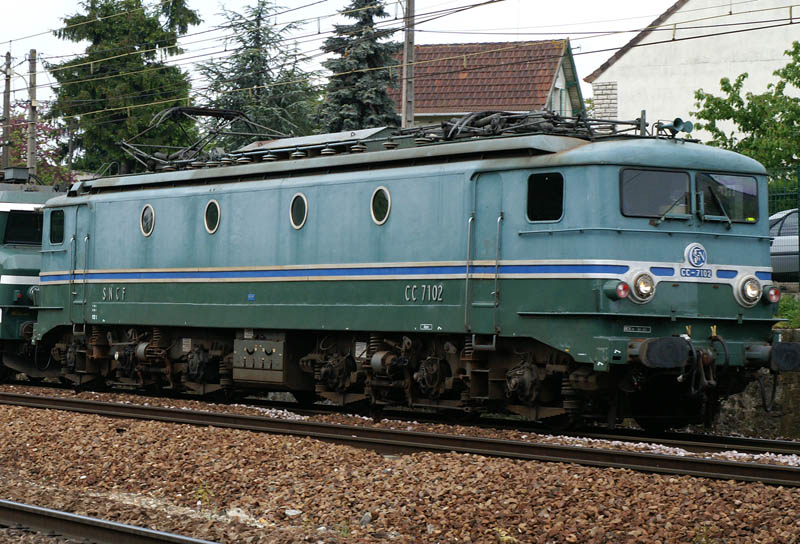
Livrée bicolore des CC 7100.
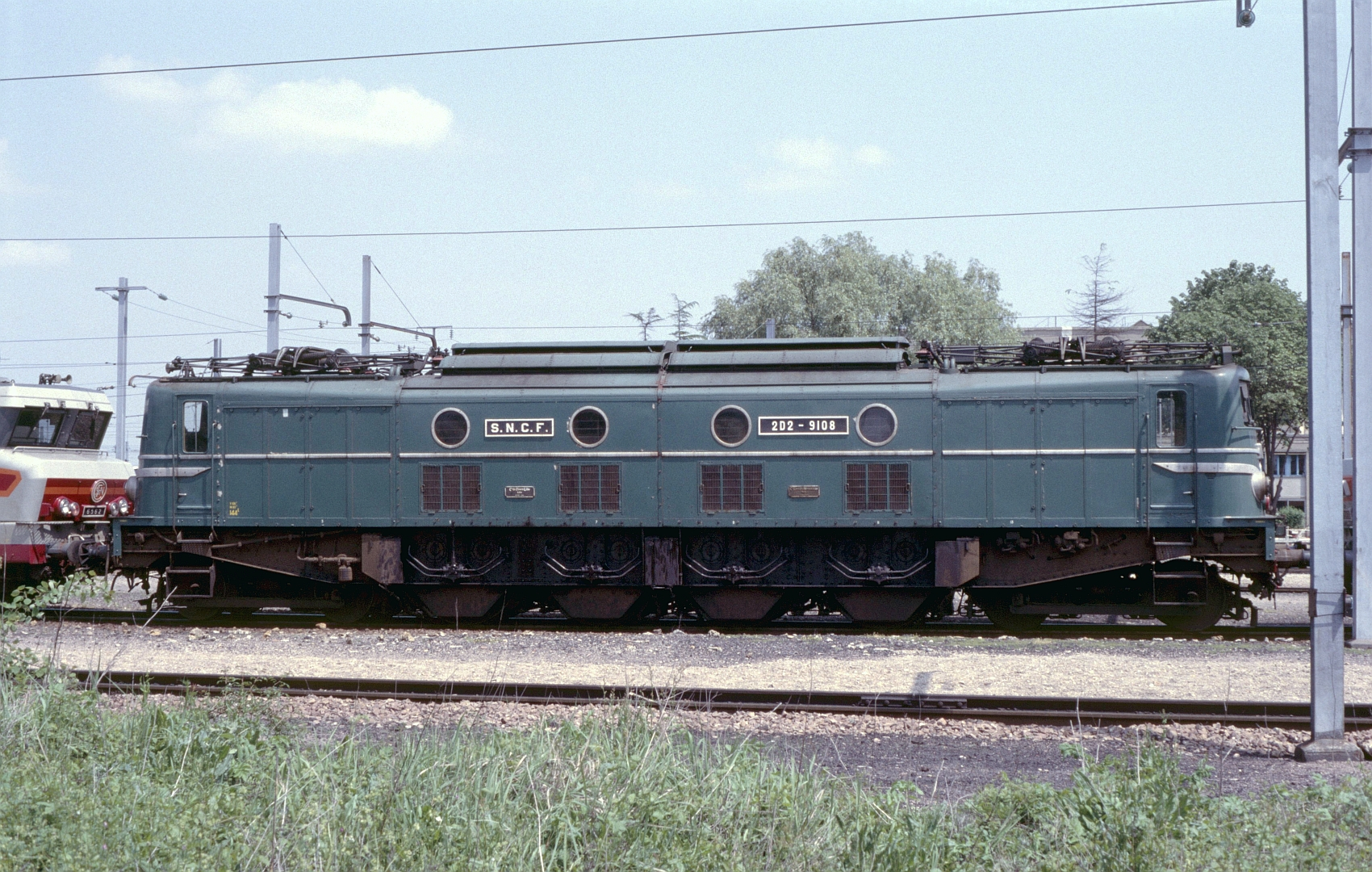
2D2 9108 en livrée de fin de carrière unicolore.
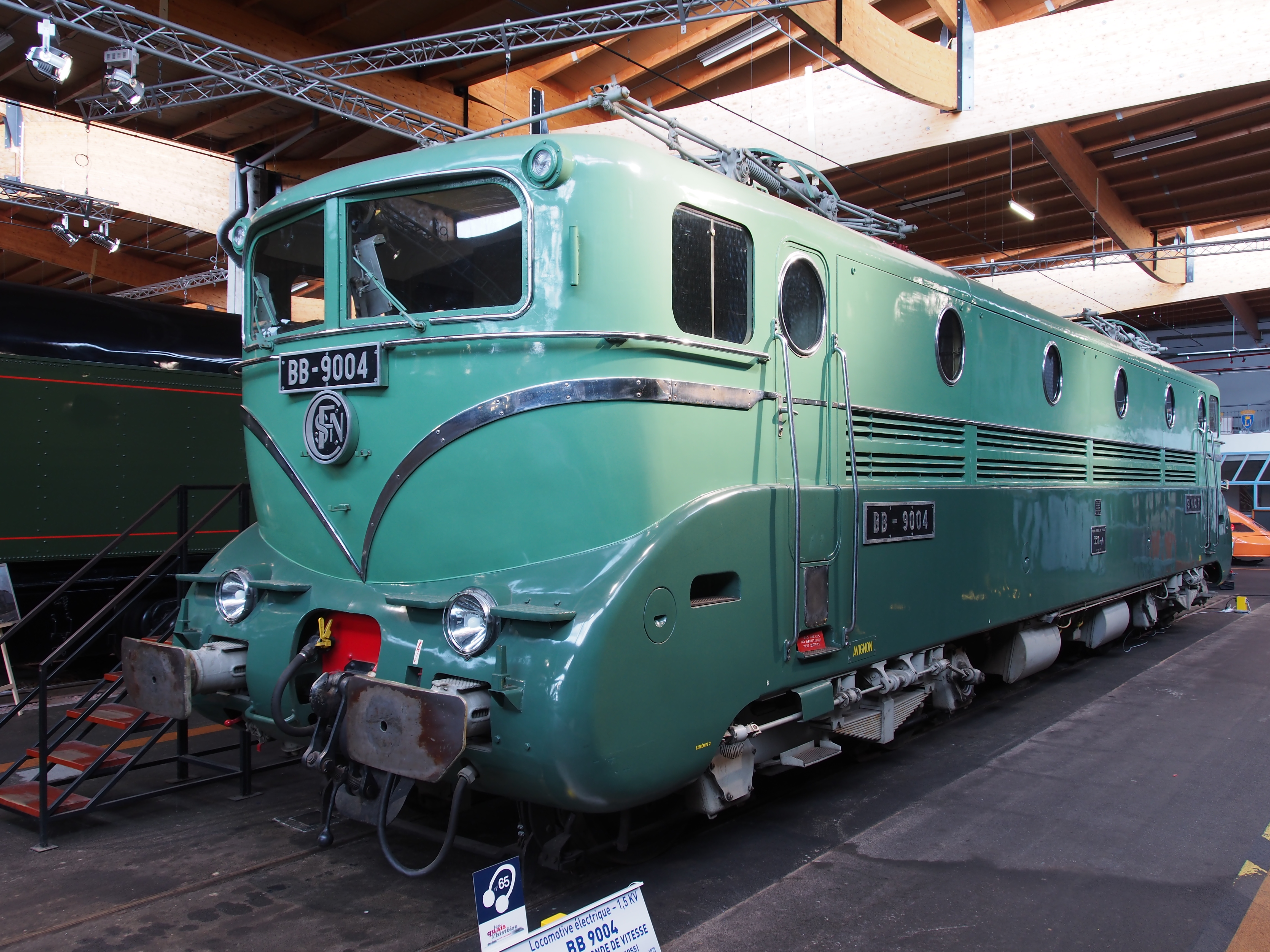
Livrée bicolore de la BB 9004.

Les dernières séries vertes sortent au début des années 1970, avec les CC 6500 surnommées « Mauriennes » et les cinq premières BB 15000.
Presque toutes les séries de cette époque ont conservé un exemplaire vert lors des remises en peinture ultérieures.

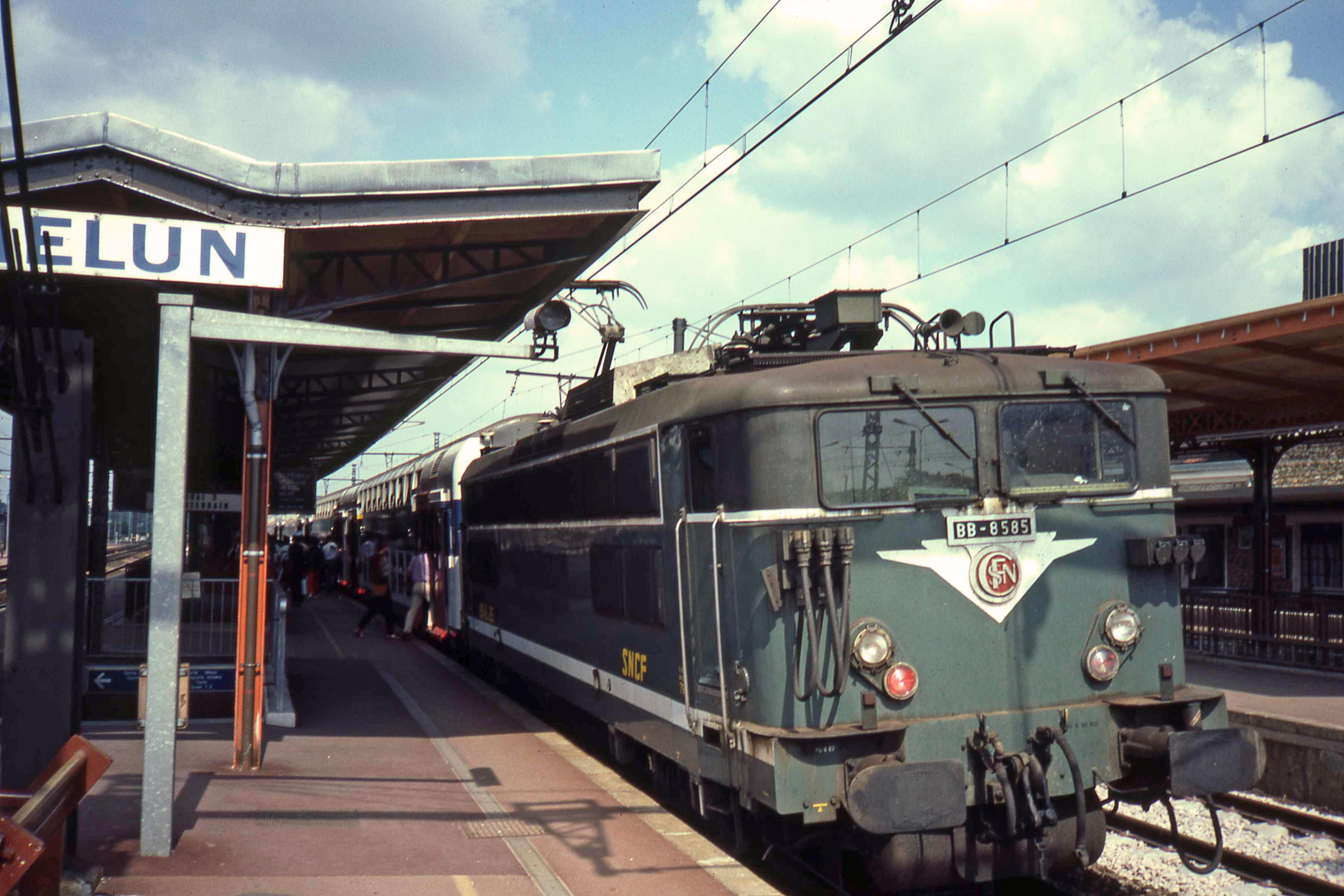
BB 8585.
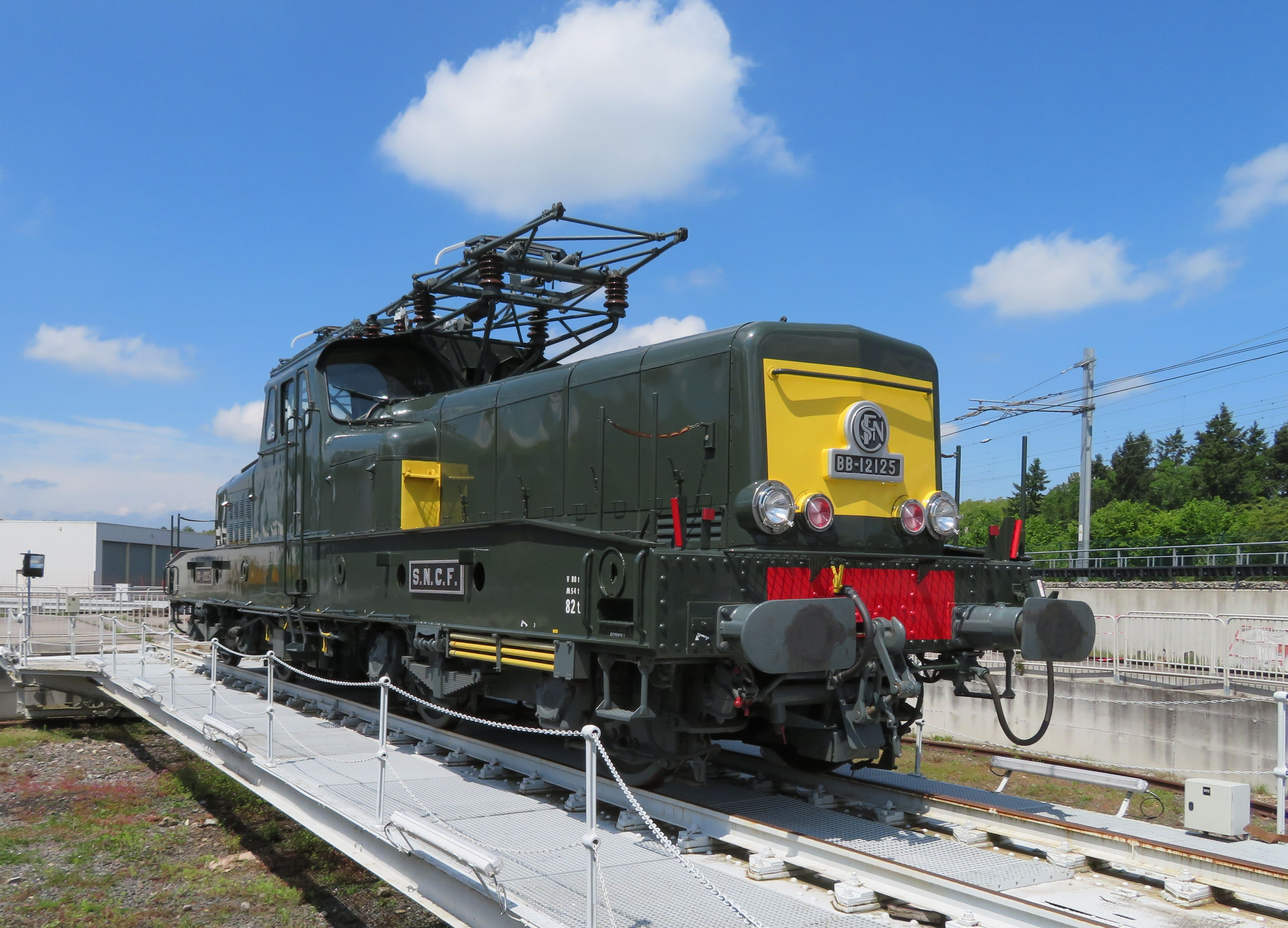
BB 12125 en livrée d'origine.
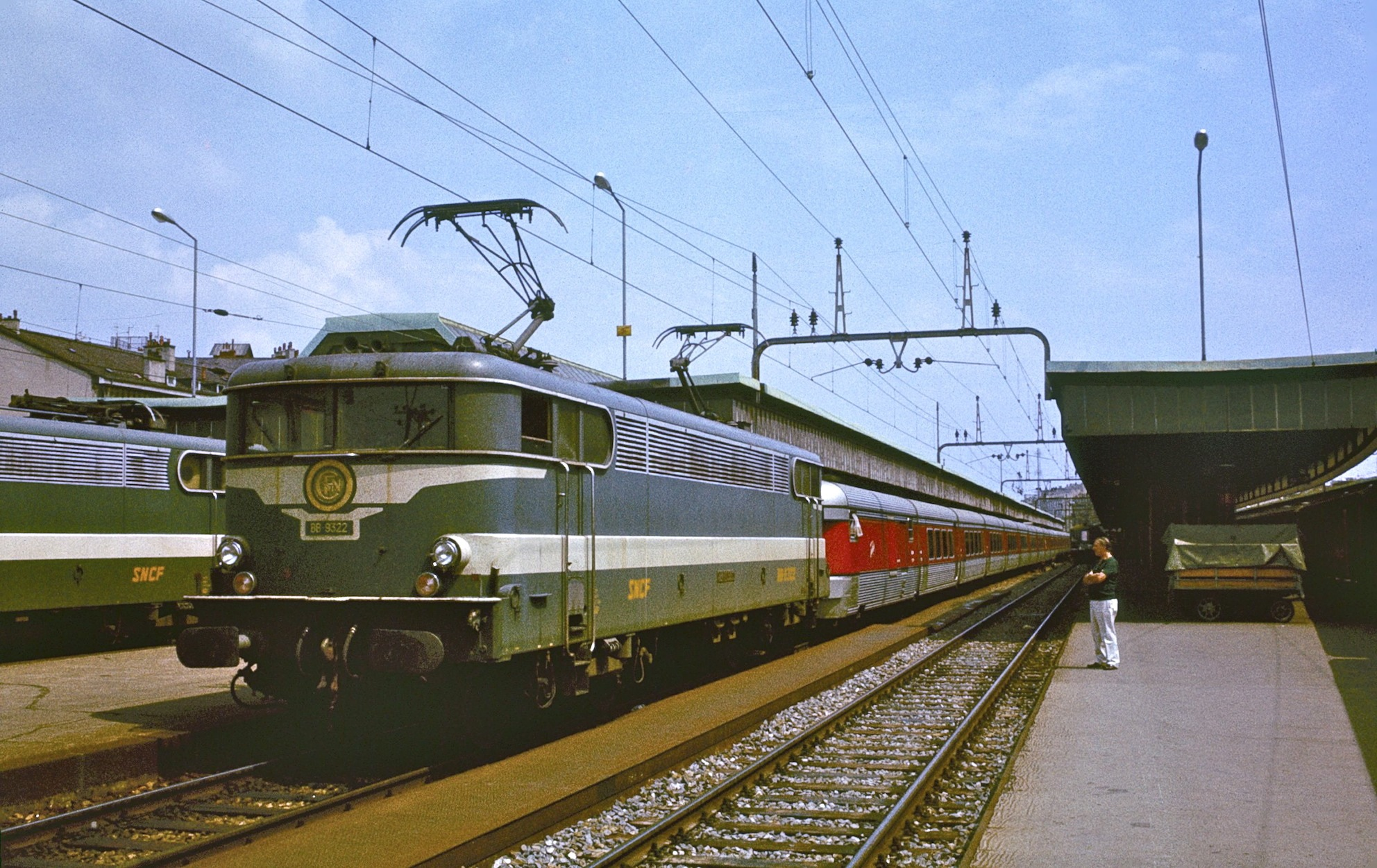
BB 9322.
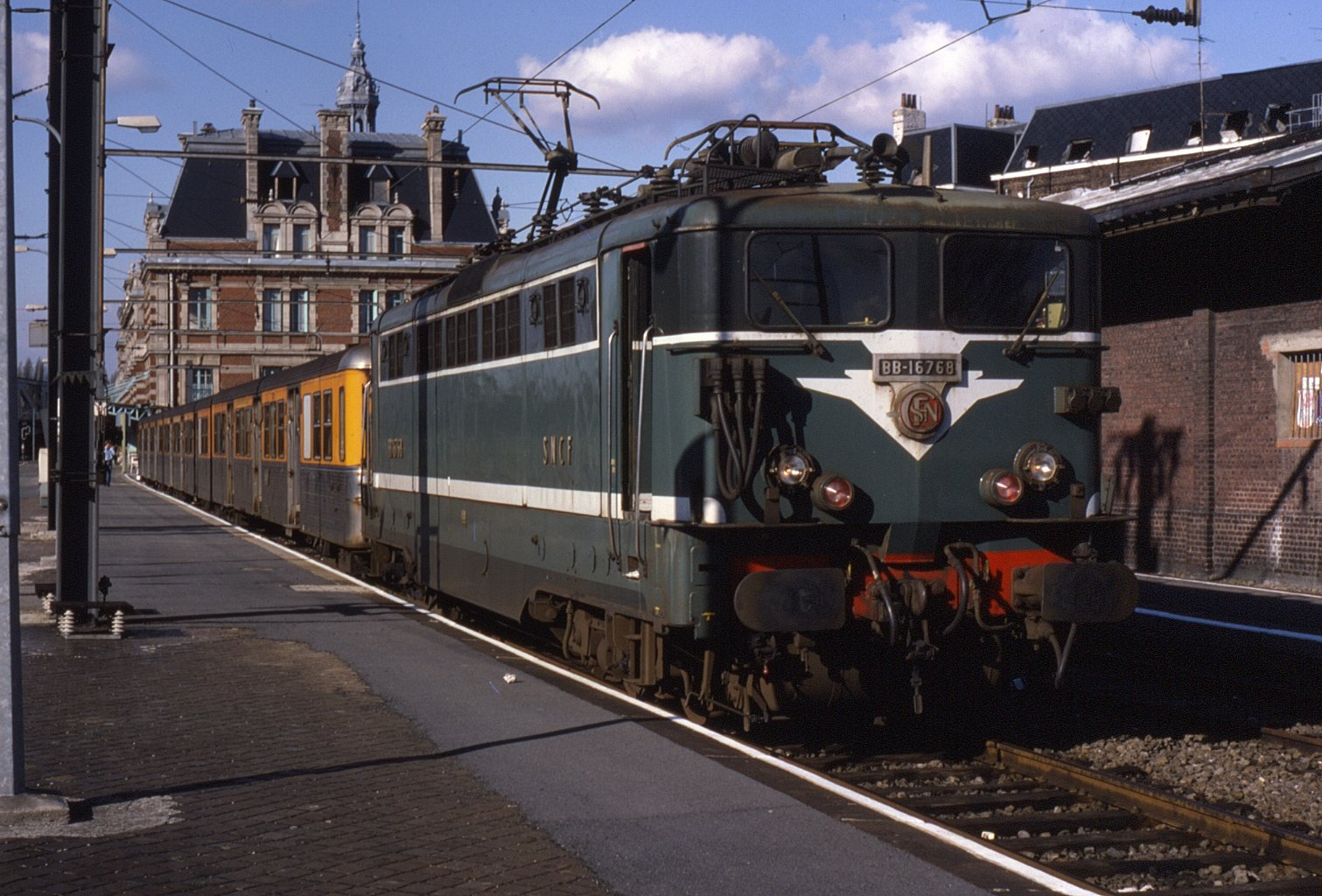
BB 16768 en gare de Valenciennes.
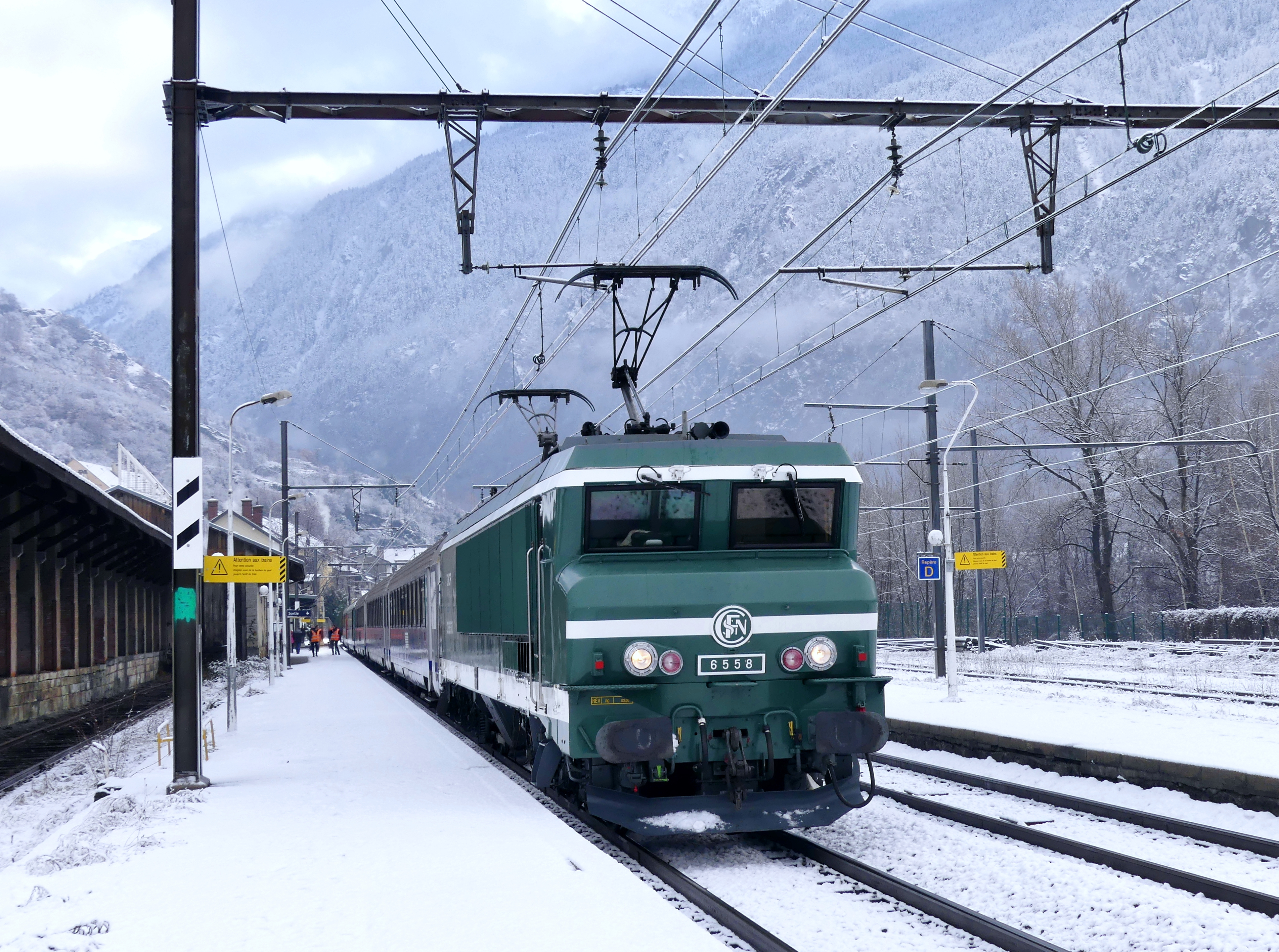
CC 6558 en livrée verte dite Maurienne, en gare de Saint-Michel - Valloire.

#### Cas particuliers
Lors de leur sortie d'usine, quelques séries ont revêtu des livrées qui sortaient de la norme générale. Ainsi, les BB 12000 et 13000 et les CC 14000 et 14100, arboraient une livrée bleu ciel. De même, les BB Jacquemin sont sorties en vert plus clair que celui en vigueur à l'époque. À la fin des années 1970, Paul Arzens a procédé à des essais de livrées en mariant le gris et vert, et plus original, le gris et chocolat.

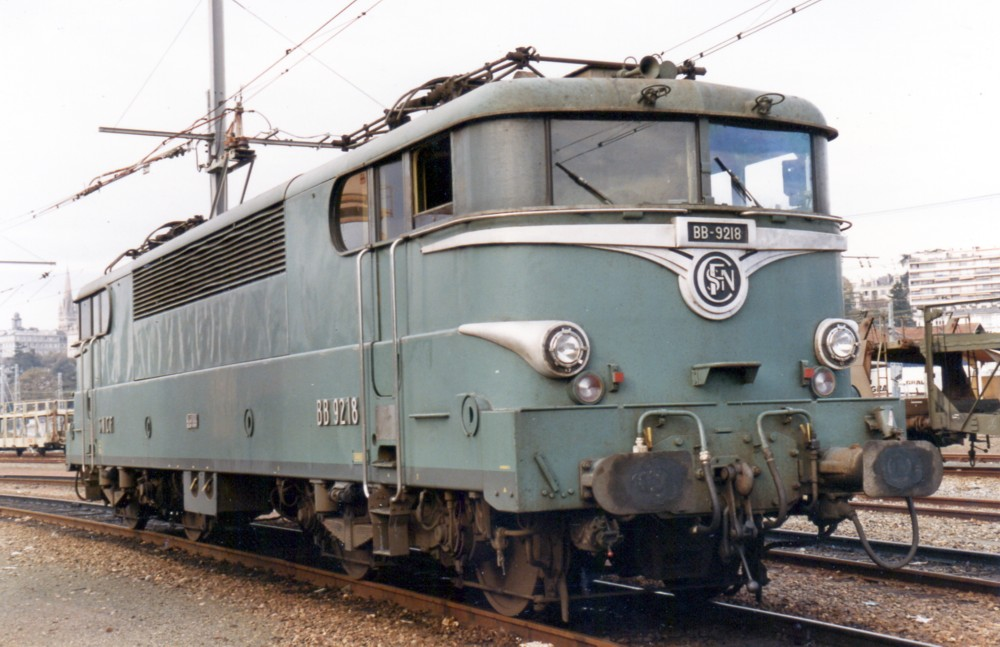
BB 9200 version d'origine vert bleuté clair 313 et persiennes vert foncé 312.
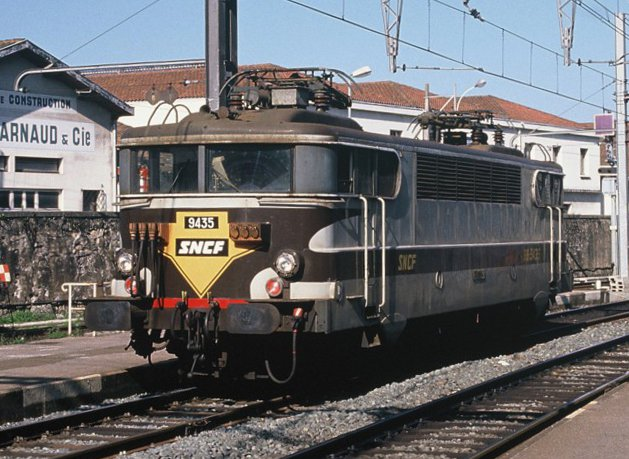
BB 9435 en livrée Arzens.

#### Livrée TEE inox
Les CC 40100 sortent d'usine en 1964 dans une livrée destinée à s'associer aux voitures DEV inox et TEE-PBA. Elles comportent une zone en inox assortie aux voitures citées et un liseré rouge vif de même teinte que le bandeau des voitures Trans-Europ-Express. Le reste de la caisse est peint en gris clair.

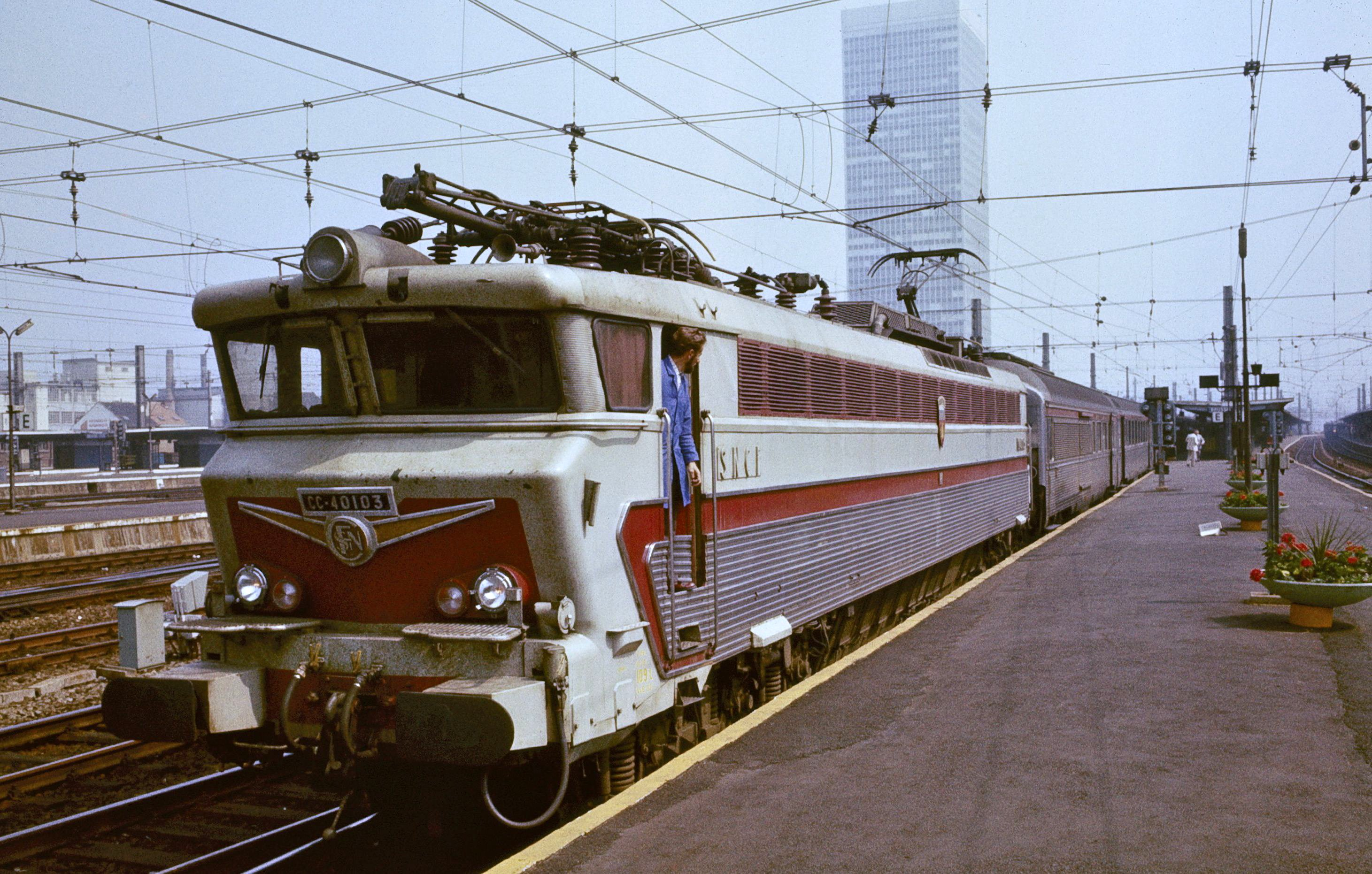
CC 40100 et sa rame inox.

#### Livrée Capitole
En 1967, la SNCF met en route le premier train apte à 200 km/h entre Paris et Toulouse. Incorporé dans le réseau Trans-Europ-Express, il reçoit le nom de Capitole et une livrée spéciale créée par Paul Arzens à base de rouge 602. Une bande gris bleutée clair 836 ceinture la caisse, la toiture est gris ardoise 807, les trumeaux de cabine gris foncé 809 et l'appareillage de toiture gris container 838.
Cette livrée, la première qui renie le vert wagon universel, a été appliquée à six locomotives, BB 9200 Capitole portant les numéros 9278, 9281, 9282, 9288, 9291 et 9292. Cette livrée sera remplacée en 1978 par la livrée verte ou béton pour les machines.
Au début de l'année 2019, les locomotives thermiques BB 67611 et BB 67613 ont été repeintes dans cette livrée.

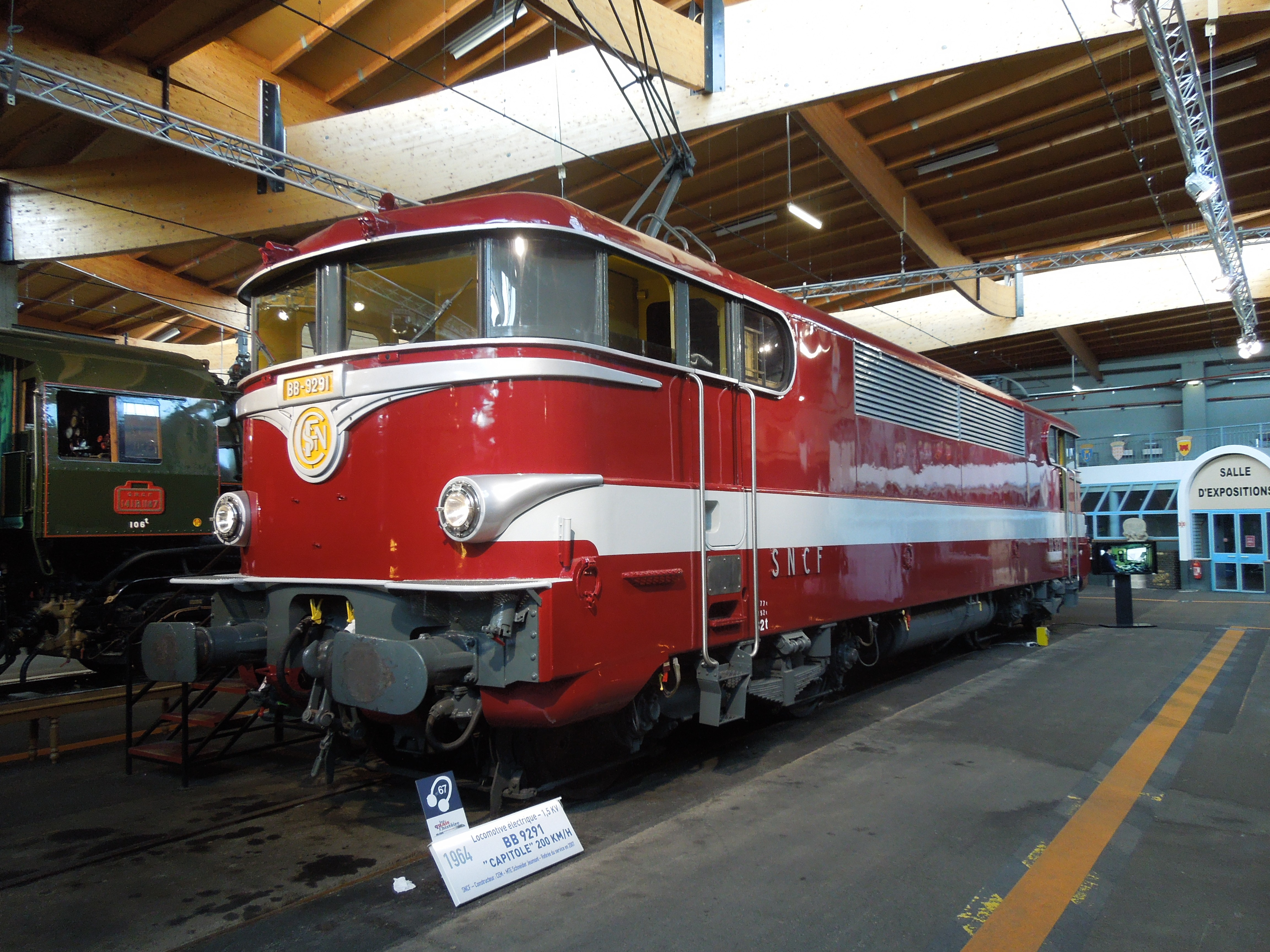
BB 9291 en livrée capitole à la Cité du train.

#### Livrée TEE Grand Confort
Cette livrée, parfois surnommée « coup de soleil », est également due à Paul Arzens. Elle apparait en 1969 lors de la mise en service des CC 6500 et CC 21000. Elle est aussi portée par les BB 15000. Elle est composée de gris métallisé et rouge rehaussé d'orange. Par la suite, le gris béton 804 remplacera le gris métallisé, pour des raisons de tenue de la peinture dans le temps. Cette livrée était assortie aux voitures Grand Confort. Ces rames formaient des trains de prestige inclus dans les Trans-Europ-Express.

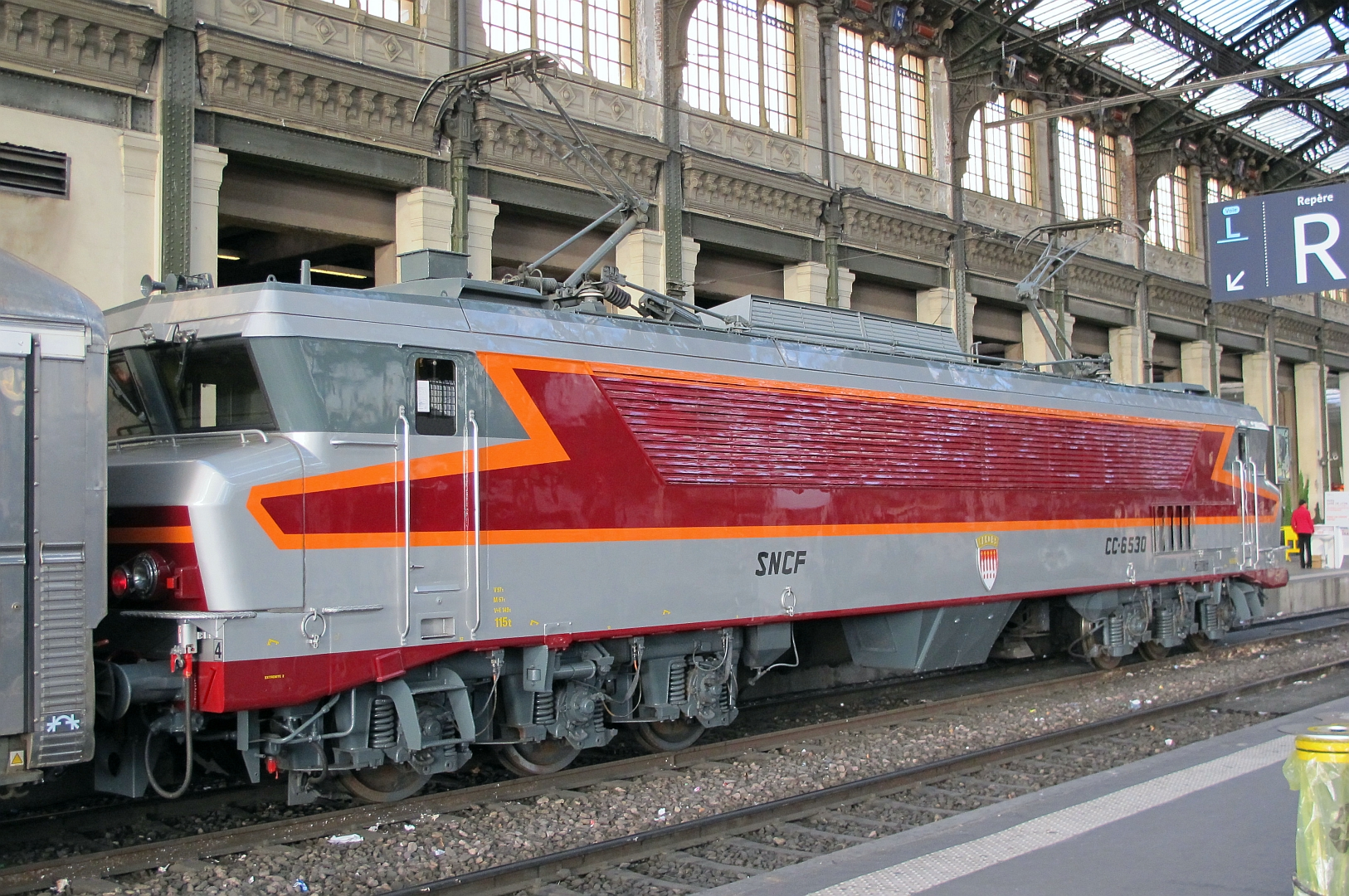
La CC 6530 restaurée en livrée métallisée.
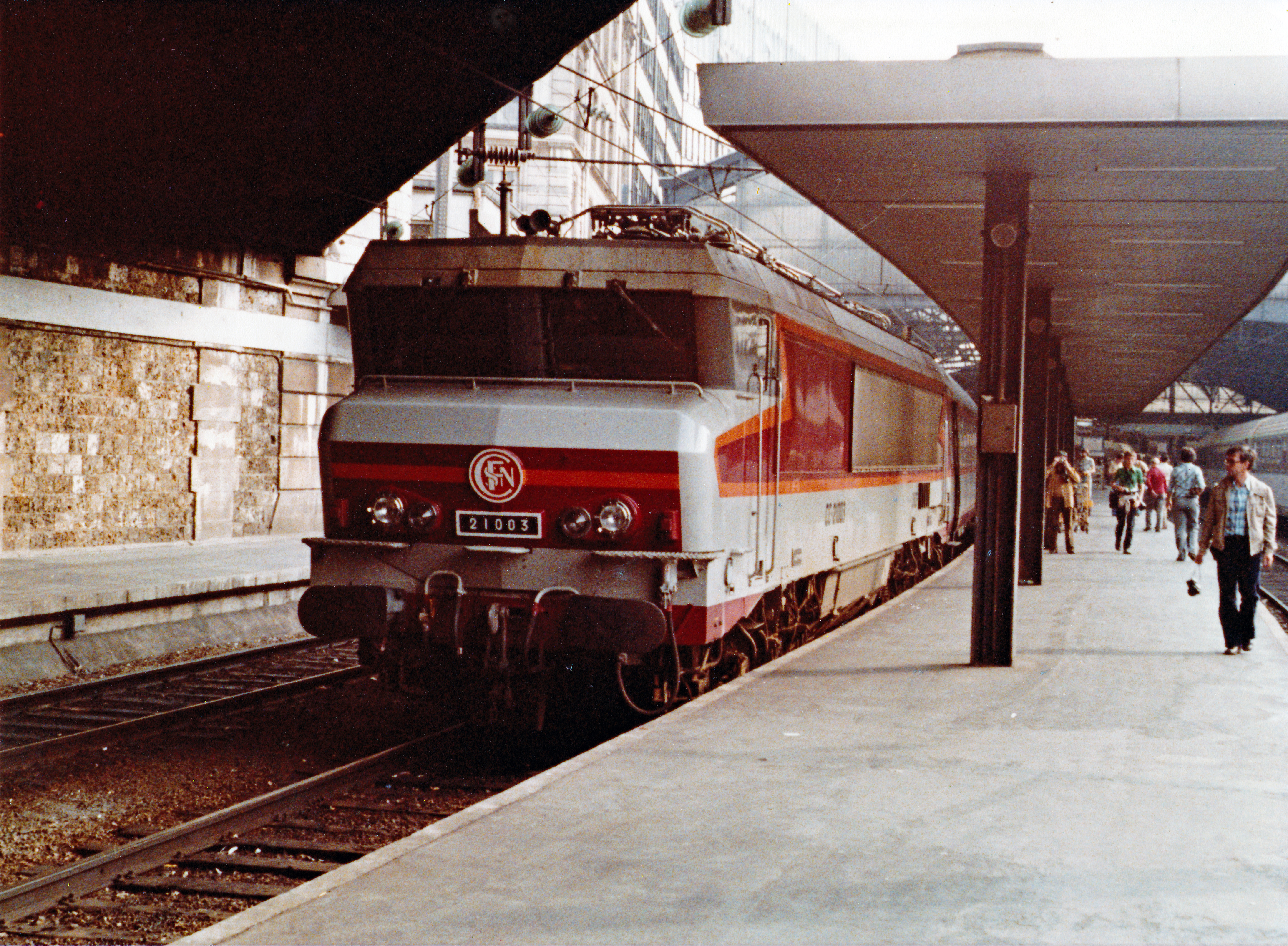
CC 21003.
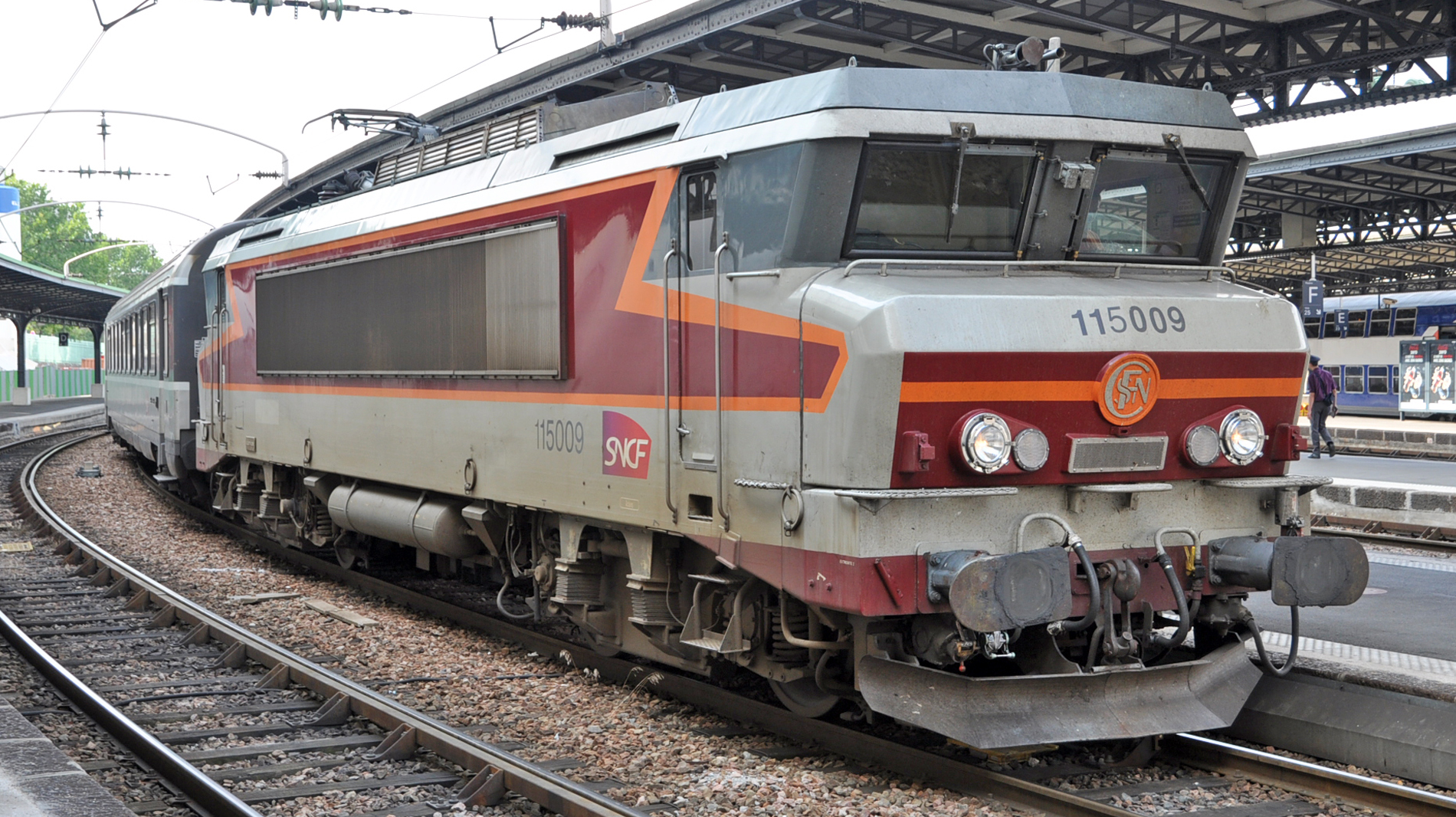
BB 15009 en gare de Paris-Est.

#### Livrée Béton
Apparue fin 1975 sur les BB 17000 à l'occasion de la livraison des Voitures de Banlieue à deux Niveaux (VB2N), avec un orange de teinte plus claire, et poursuivie en 1976 lors de la sortie des BB 7200 et BB 22200, elle est à base de gris béton 804 et rehaussée d'une ligne orange 435 appliquée d'origine aux locomotives précitées et aux BB 26000. Elle a, par la suite, été appliquée à de nombreuses autres séries dans le cas de remises en peinture : BB 7200, BB 8100, BB 8500, BB 9300, BB 16000, BB 17000, BB 20200, BB 22200, BB 25100, BB 25150, BB 25200 et BB 25500.
Quelques CC 6500 (6512 et 6568) et BB 15000 (15034 et 15040) l'ont revêtu sans que l'expérience ne soit poursuivie.

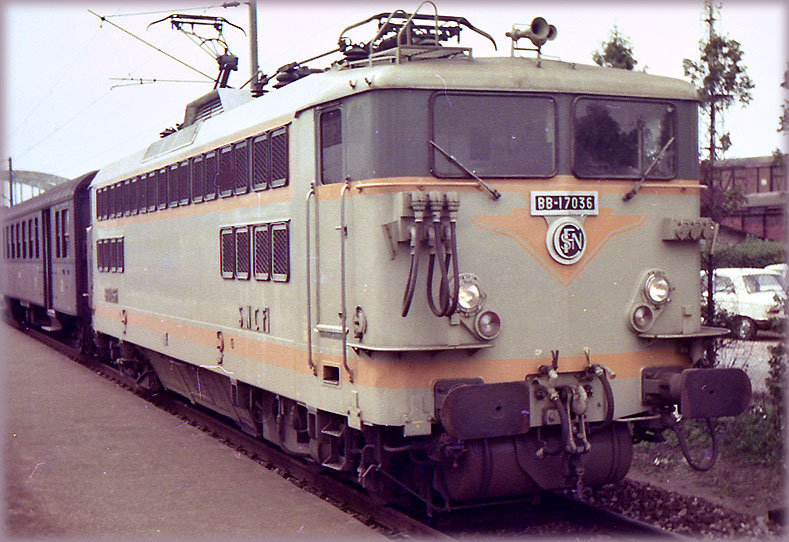
La 17036 a porté très tôt la livrée béton, qui côtoyait alors celle des rames anciennes Talbot et Etat à deux niveaux, ainsi que les rames inox RIB. Vue début 1976 à Achères.

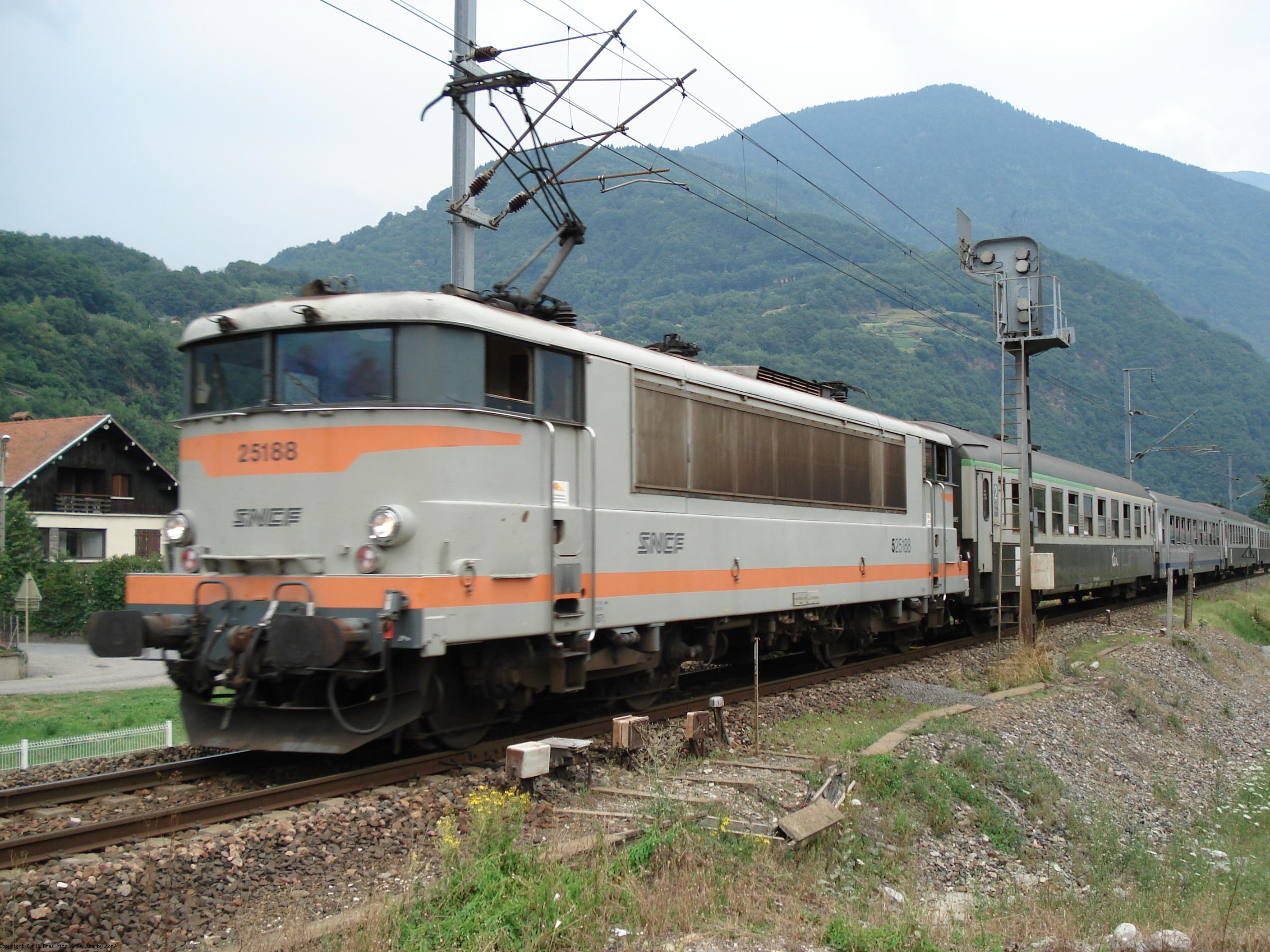
La BB 25188 arrive à Albertville.
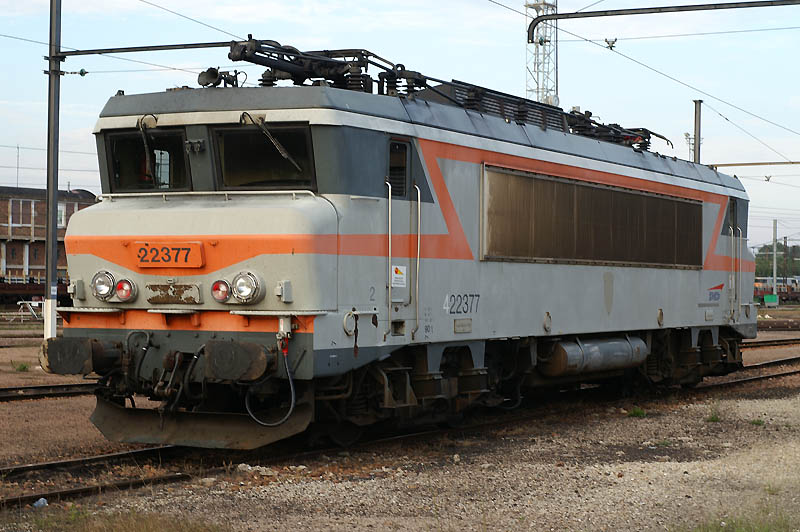
BB 22200.
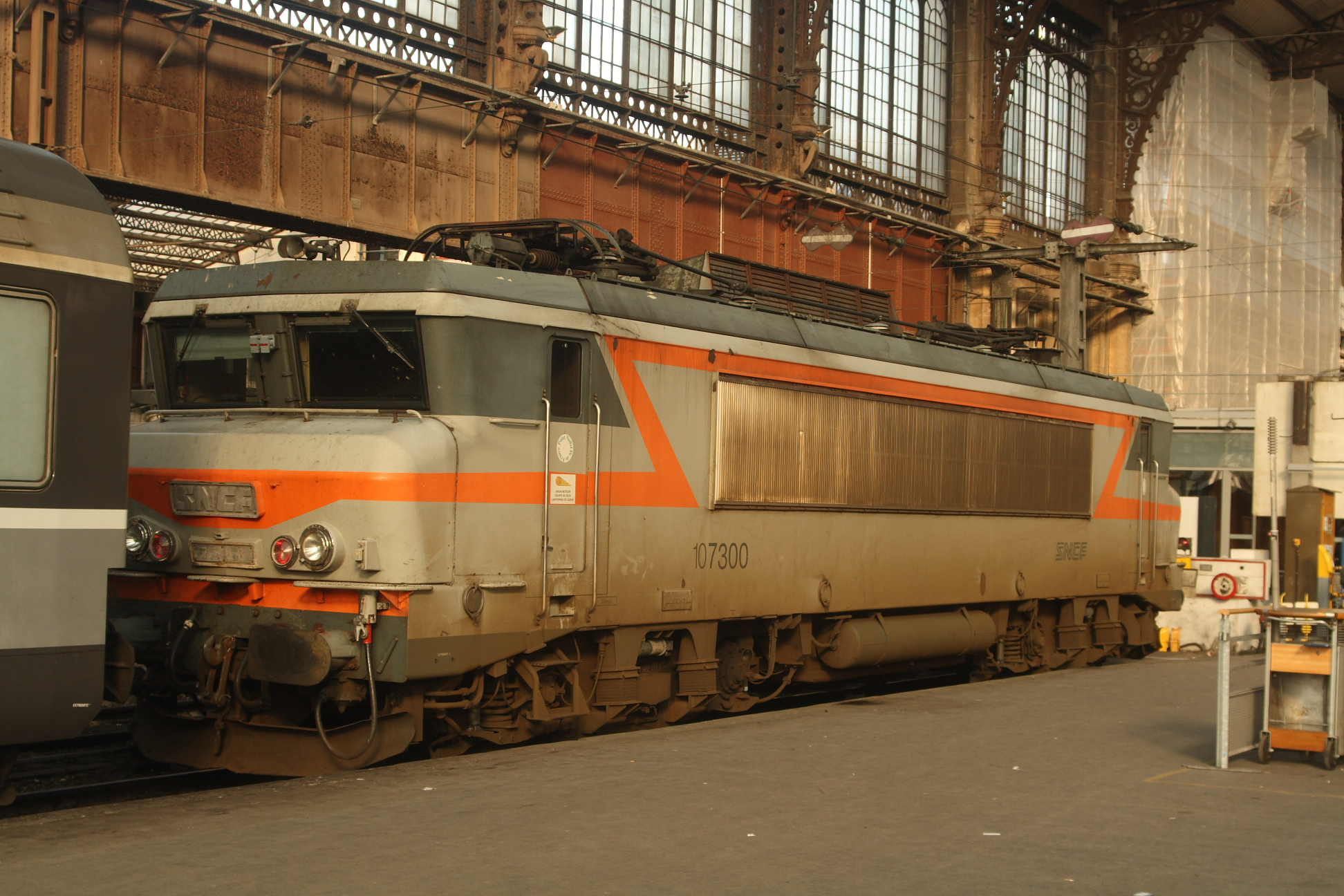
BB 7200.

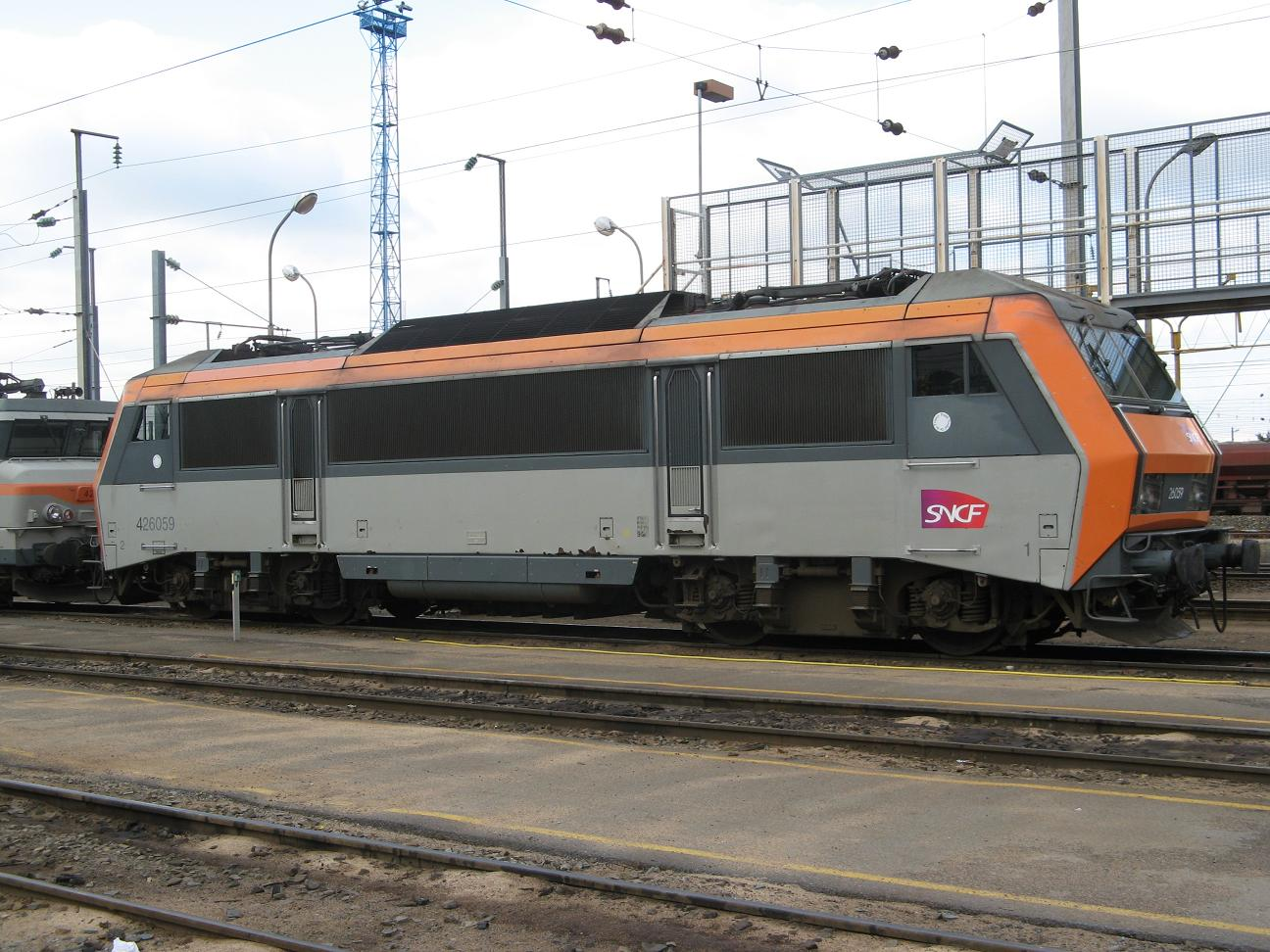
BB 26059.
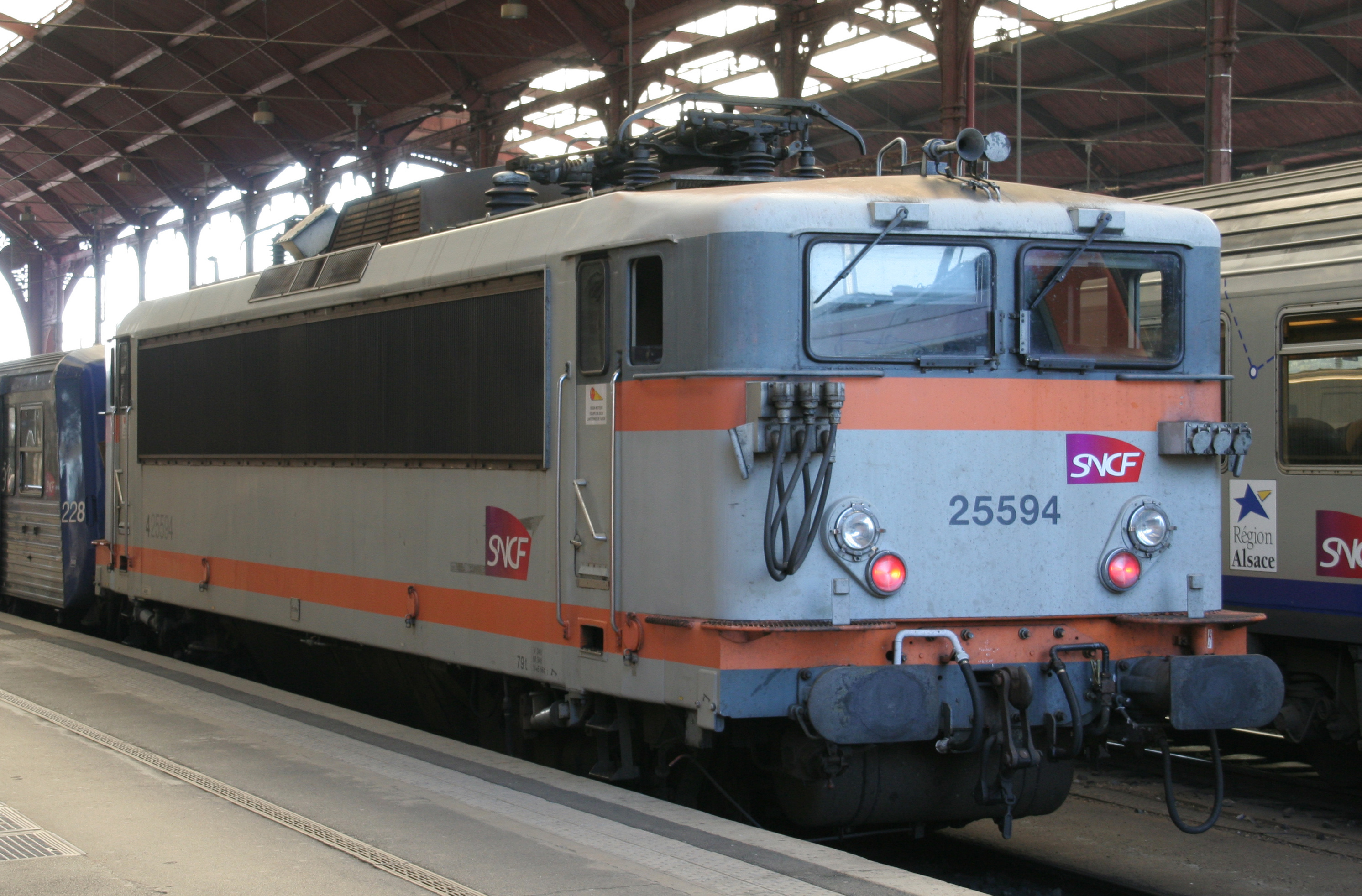
BB 25594.

#### Livrée Corail
Cette livrée, imaginée par Roger Tallon, est appliquée seulement sur quelques machines afin de former une unité homogène avec les voitures Corail. Elle présente une bande grise 808 sur fond blanc 708 et une large ligne orange 435 en bas de caisse. Les BB 9700 et 16100, transformées de 1991 à 1993, relèvent d'une variante plus tardive, avec davantage de blanc et des faces frontales simplifiées.

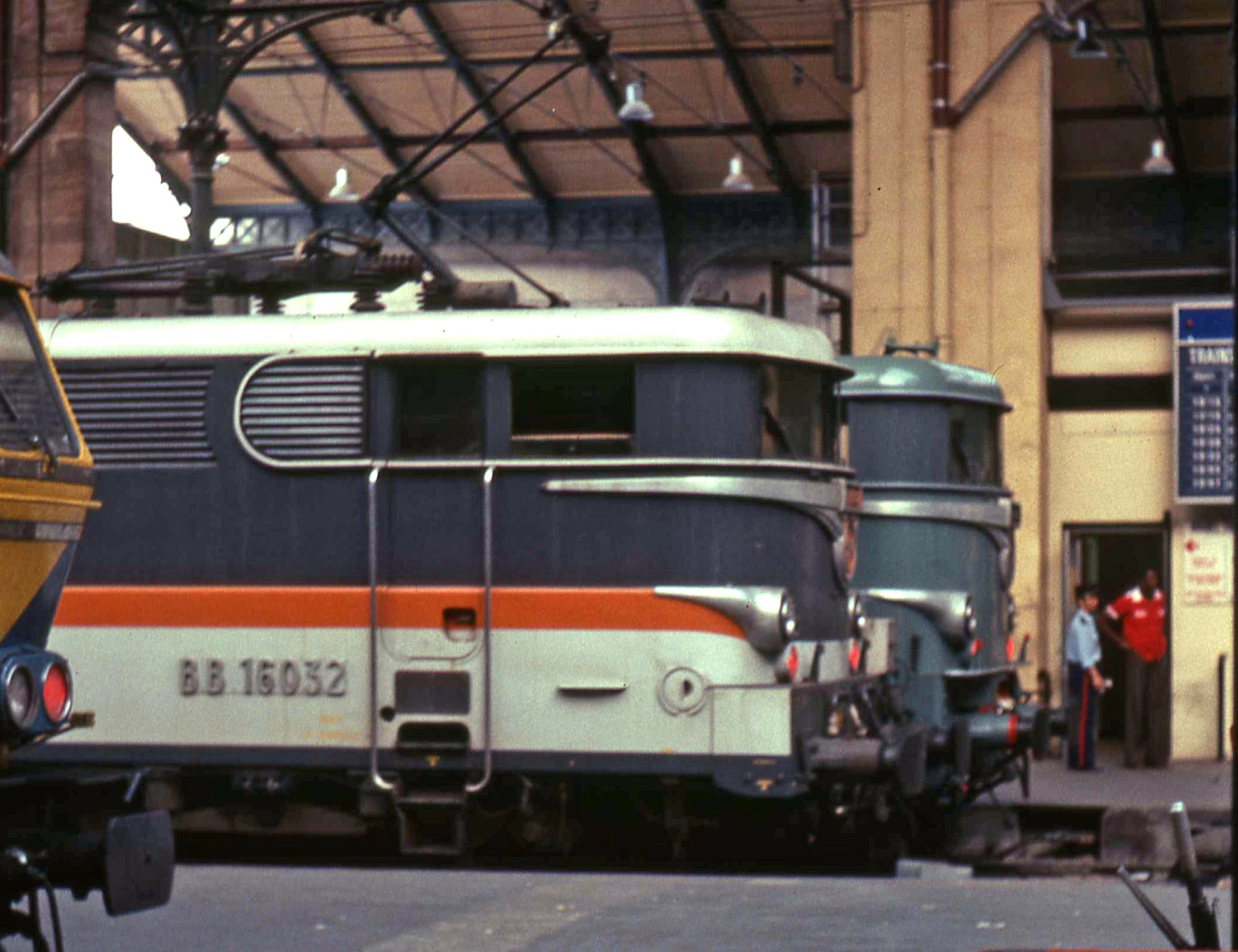
BB 16032 à la gare de Paris-Nord en 1979.
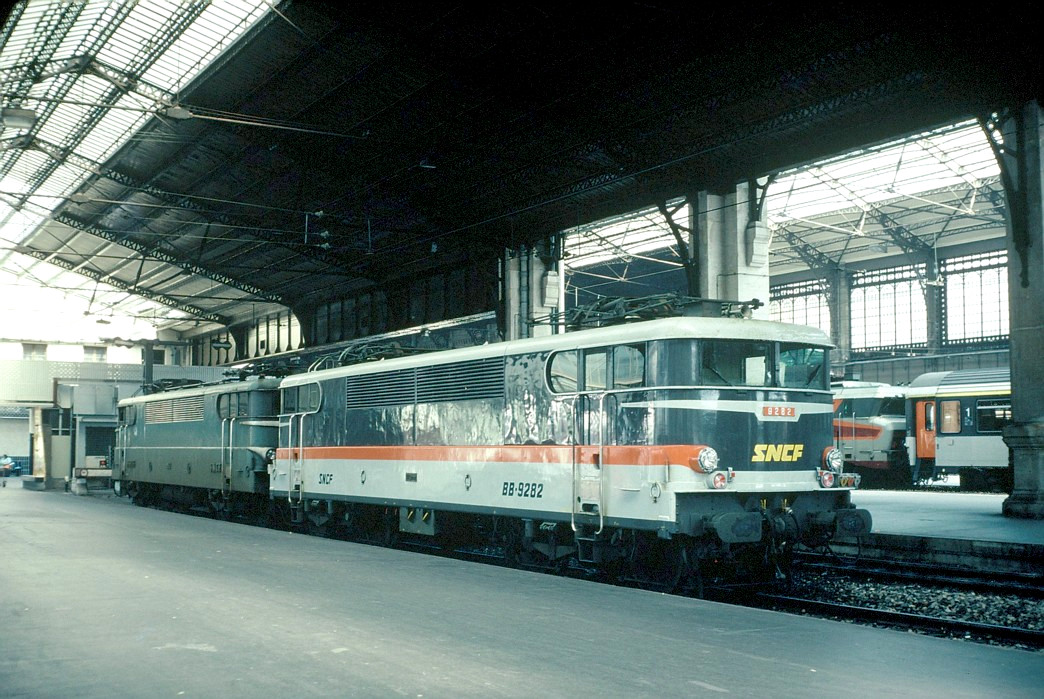
BB 9282 à la gare de Paris-Austerlitz en 1980.
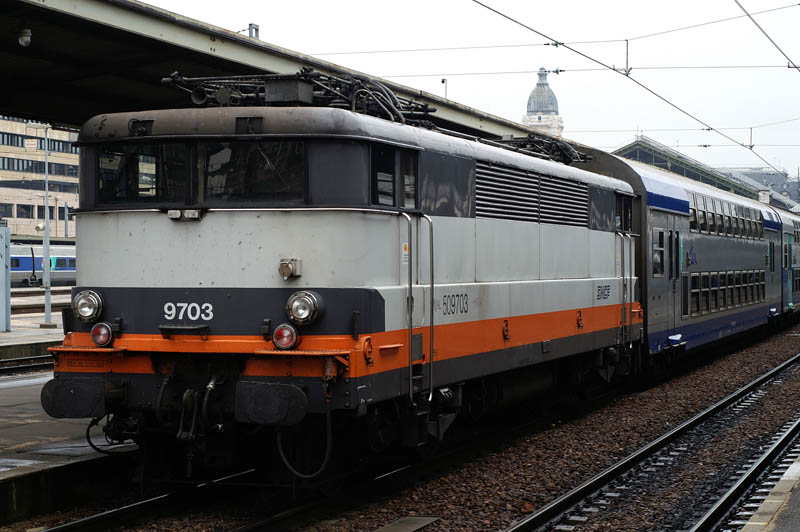
BB 9700.
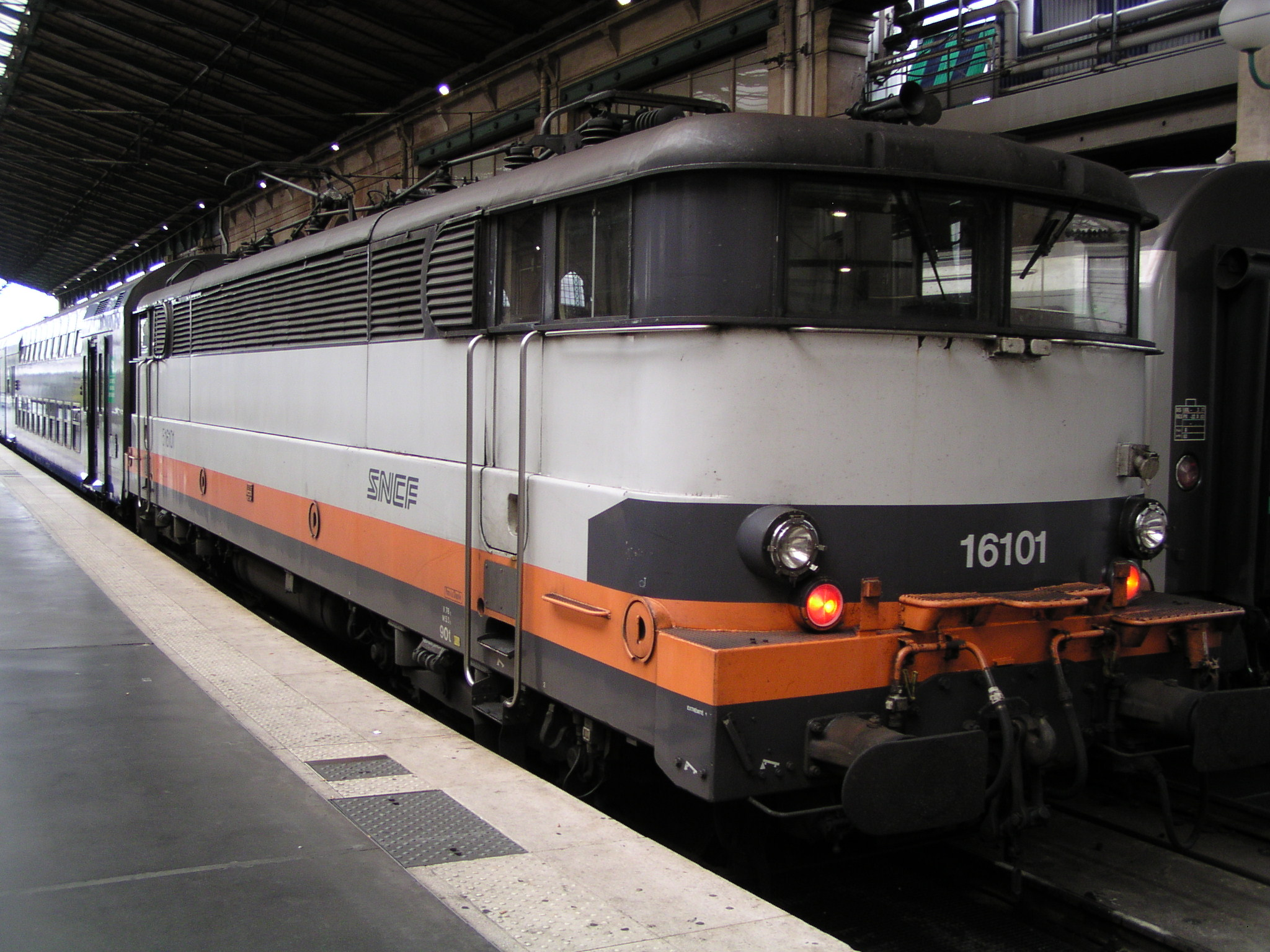
BB 16101.

#### Livrée de manœuvre
À la suite de l'application d'une livrée dite « manœuvre » aux locomotives et locotracteurs diesels, la modernisation des CC 1100 (les seules locomotives électriques à avoir porté cette livrée) permet de leur voir appliquer cette tenue plus voyante dans les triages, notamment lors du travail nocturne.

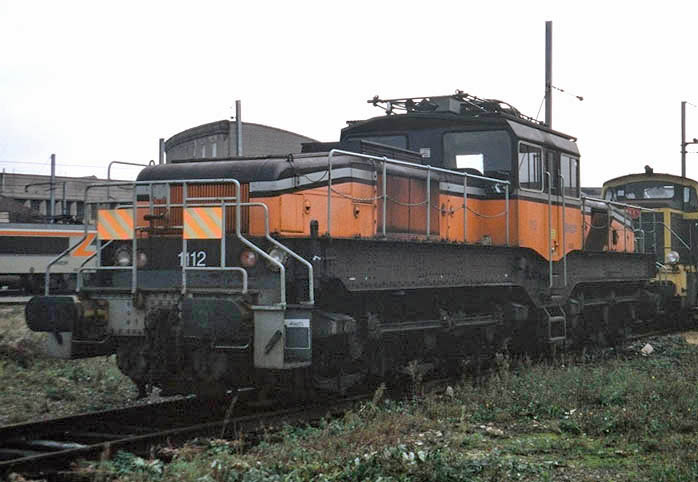
CC 1112.

#### Livrées Prototypes
Les prototypes BB 10003, BB 10004 et BB 20011-20012 ont reçu chacune une livrée spéciale. La livrée de la BB 10003 était proche de la livrée béton mais avec une large bande rouge en bas de caisse. La BB 10004 a reçu une livrée avec des motifs similaires à ceux de la livrée TEE Grand Confort mais avec un schéma de couleurs différents: blanc au lieu de gris, bleu nuit au lieu de rouge et jaune au lieu d'orange. Les BB 20011-20012 portaient une livrée très proche mais avec quelques variantes (notamment les faces jaunes alors que la 10004 avait des faces bleues).

#### Livrée TER 200
Cette livrée n'a été appliquée qu'à une seule machine, la BB 26070, dans le cadre d'une campagne publicitaire pour le TER 200 au début des années 1990. Elle est le précurseur de la livrée « Corail+ », en effet elle est à base de gris clair et de gris foncé, les faces sont rouges et on trouve des bandes latérales aux couleurs TER de l'époque (rouge, vert, jaune, bleu).
La BB 26070 a perdu cette livrée à la suite de sa rénovation en septembre 2015. Elle porte désormais la livrée Carmillon.

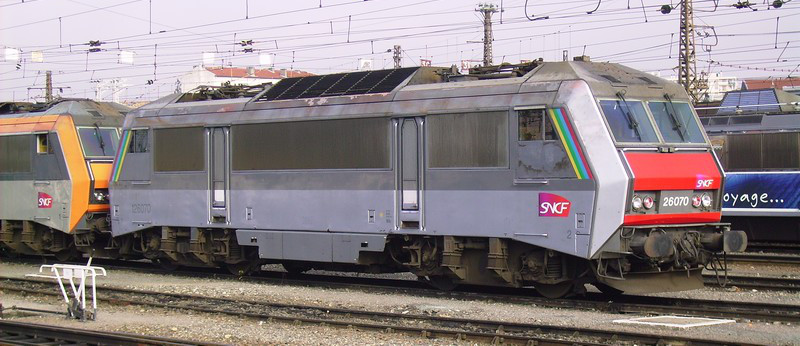
BB 26070.

#### Livrée Atlantique
Les BB 9641 et BB 9642, de Tours, ont reçu une livrée particulière, assortie à leur rame, à base de bleu et gris métallisé rappelant celle des TGV Atlantique. Elles assurèrent pendant plus de 10 ans les navettes entre la gare de Tours et celle de Saint-Pierre-des-Corps. Les deux locomotives ont été réformées fin 2003, remplacées par des Z 5300. Cependant face à la pénurie de matériel sur le Rhône-Alpes, la BB 9641 a eu un petit sursis en étant réintégrée aux inventaires et mutée à Vénissieux où elle a fini sa carrière en décembre 2005, avec le même service que ses cousines du TER Rhône-Alpes. Elles furent les seules locomotives à bénéficier de cette livrée.

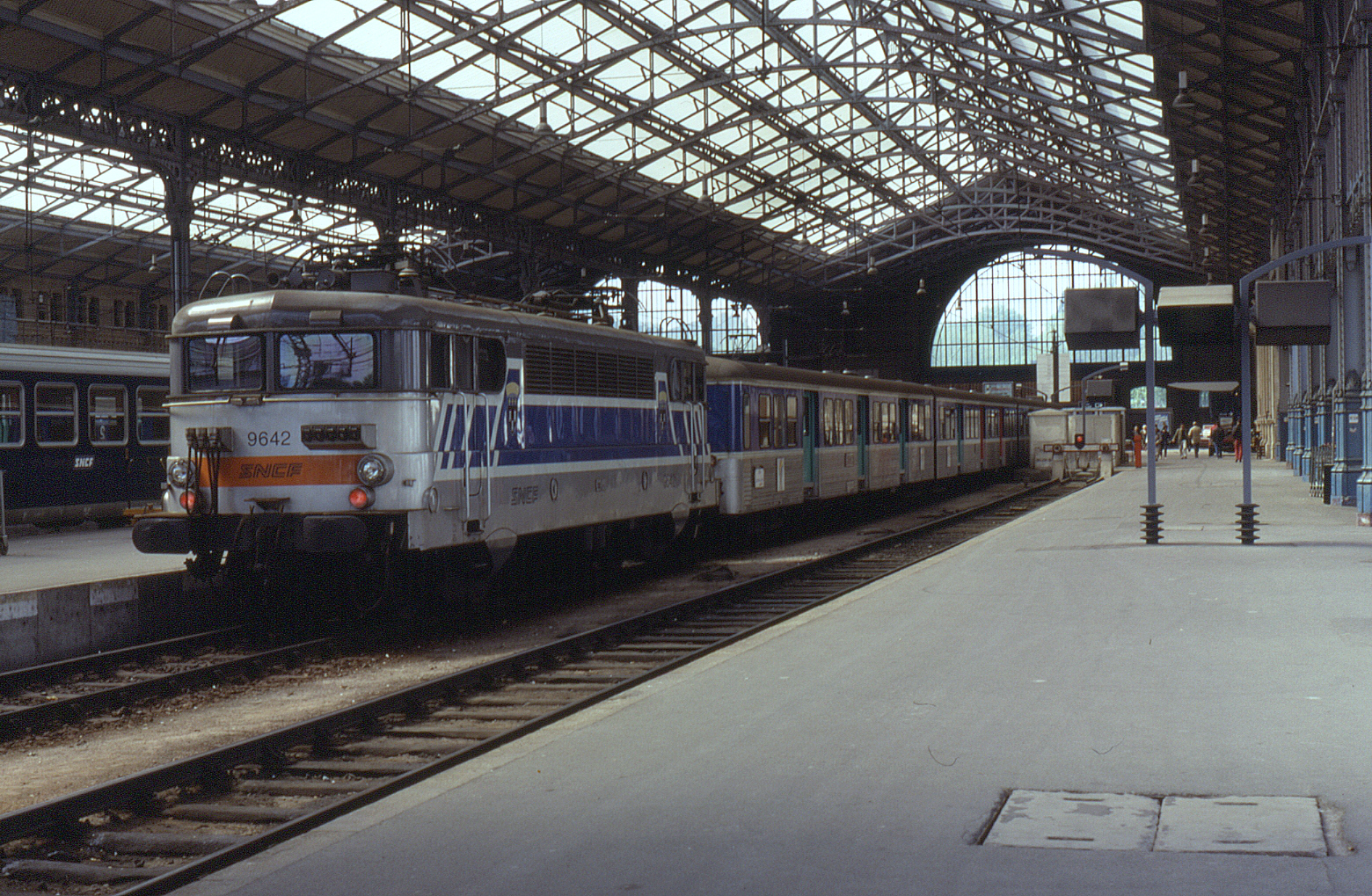
BB 9642

#### Livrées Corail + et Multiservice
En 1995, la SNCF applique une nouvelle livrée expérimentale sur cinq machines, les BB 15016, 22347 et 26014 électriques. Elle est à base de gris métallisé 862, gris orage 844, bande rouge vermillon 605 et bande blanche 701. Cette livrée s'accorde avec la livrée « Corail + » pour le matériel remorqué.
La satisfaction générale encourage à généraliser cette tenue à l'ensemble du parc. Quelques modifications sont apportées pour coller à la carrosserie de chaque série. Ainsi, la livrée ne comporte pas de bande blanche 701 mais une bande rouge vermillon 605 pour les BB MTE (BB 9200, BB 9300, BB 25100, BB 25150, BB 25200). Cette variante sans la bande blanche, est appelée « Multiservice ». Seuls les 30 premiers engins de la série BB 36000 sortent d'usine avec cette livrée. Les autres locomotives sont repeintes à la suite de révisions générales ou après un accident de carrosserie.
Les derniers engins présentent une teinte plus claire de la bande gris orage.

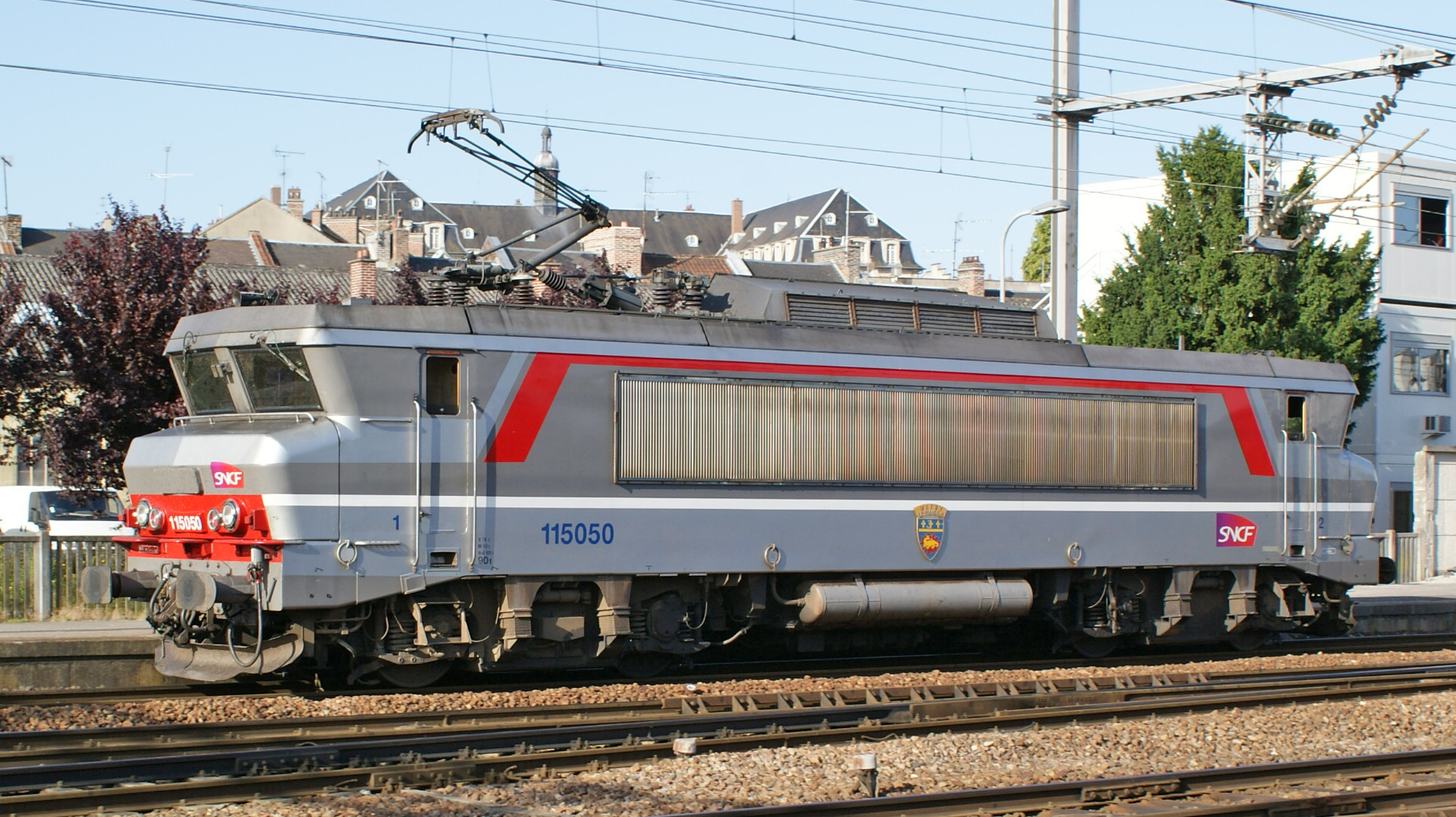
La BB 15050 Corail +.
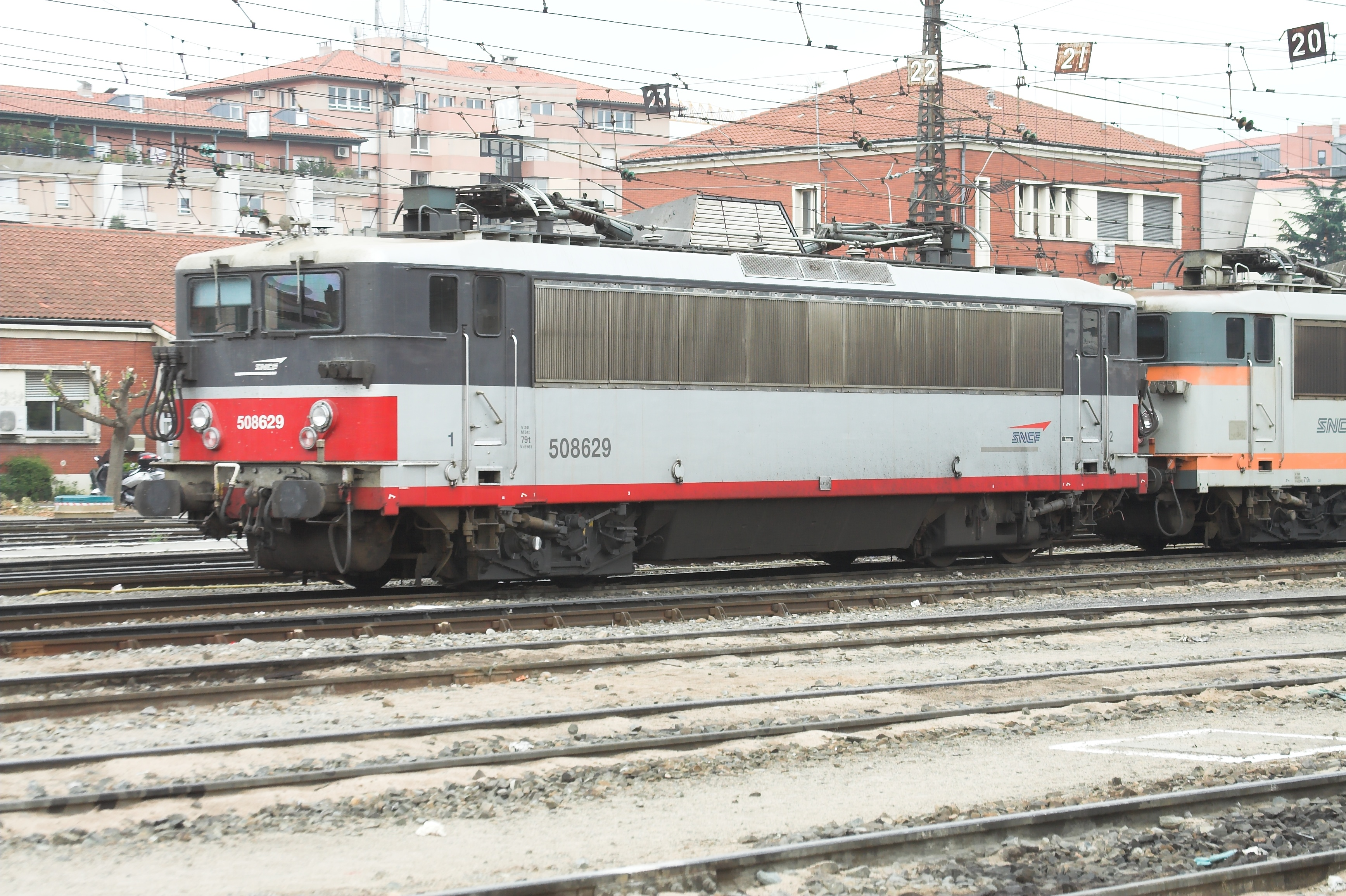
BB 8500 Multiservice.
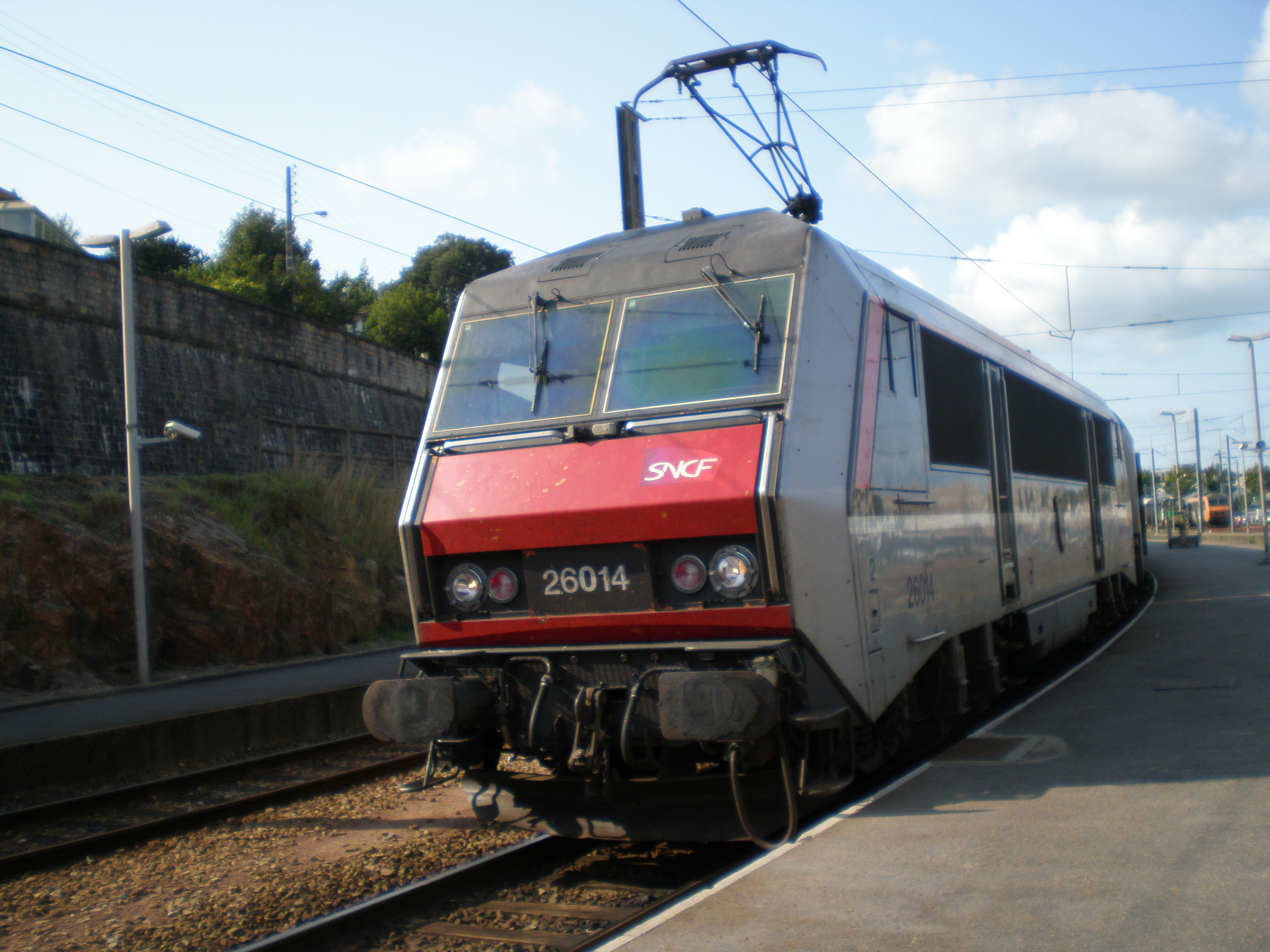
La BB 26014 Corail +.
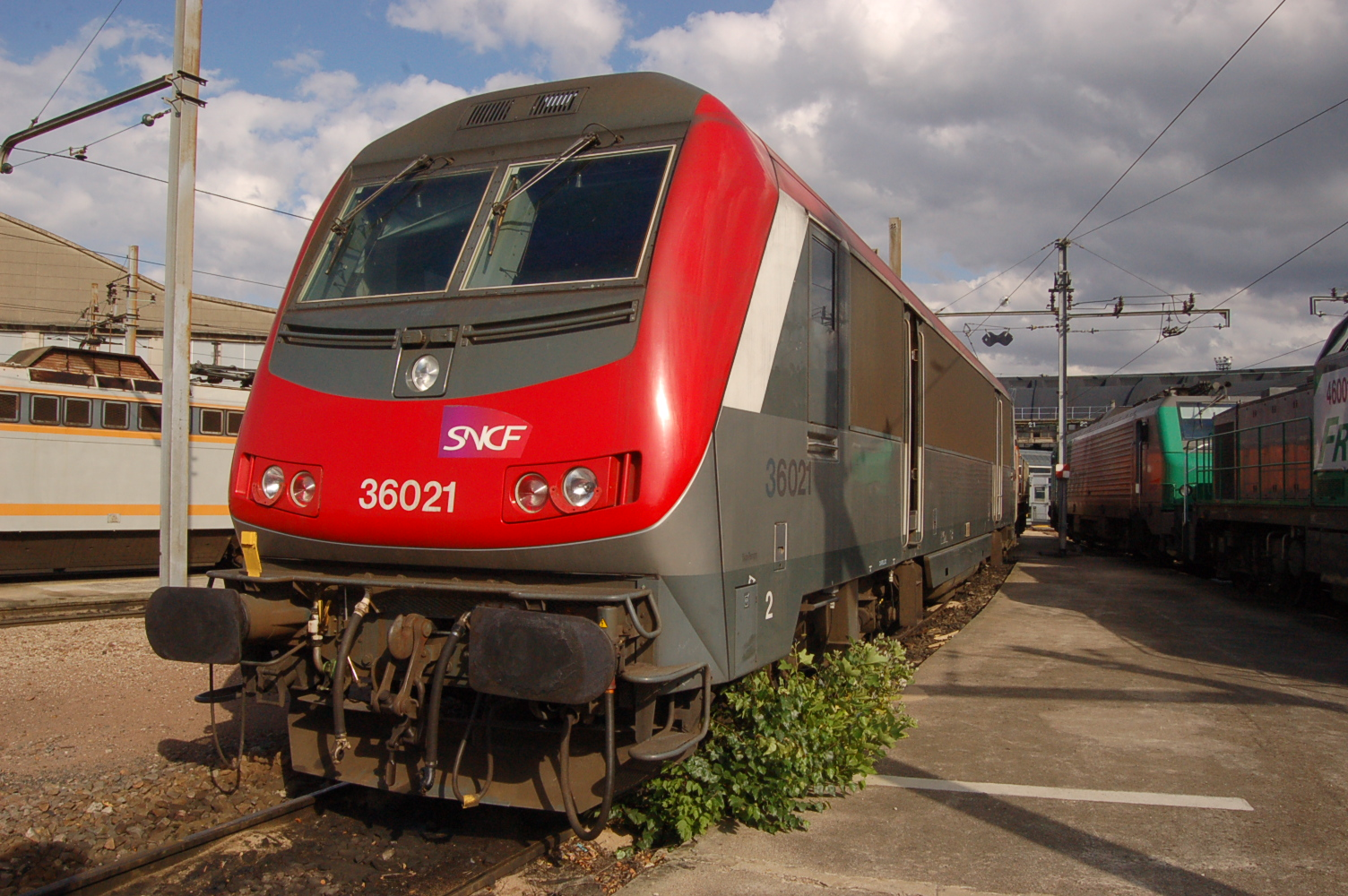
BB 36000 Multiservice.

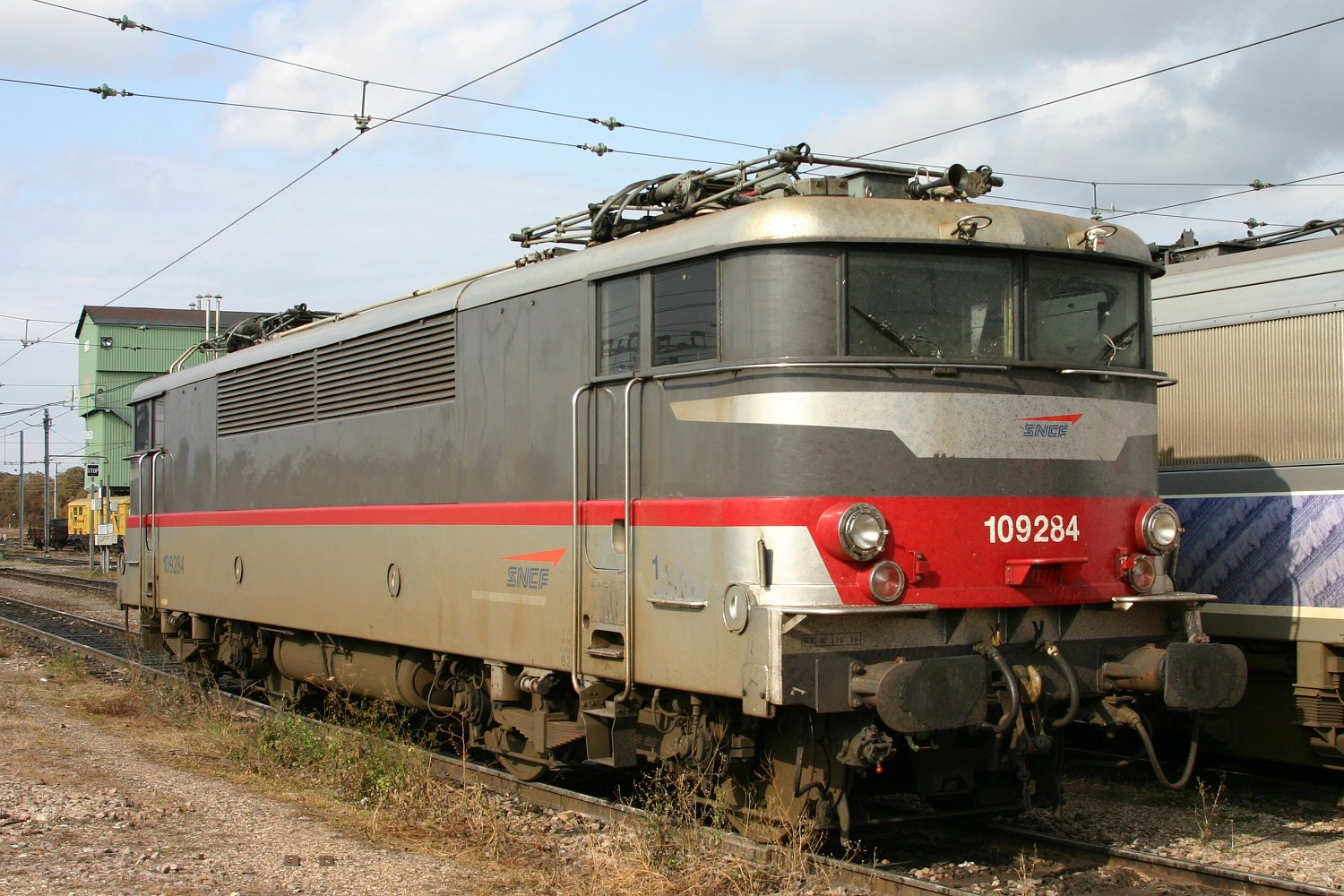
BB 9200 Multiservice.
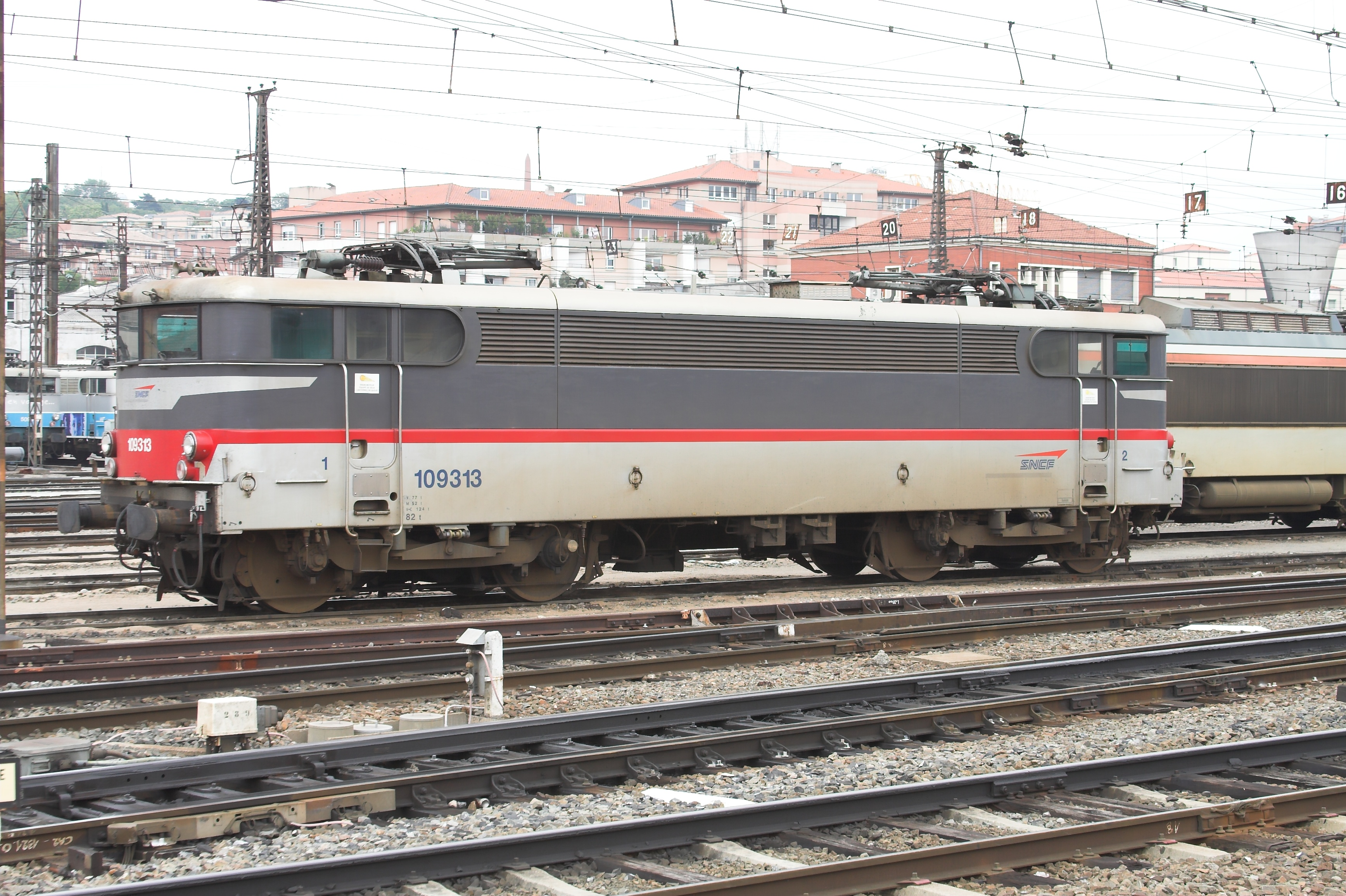
BB 9300 Multiservice.
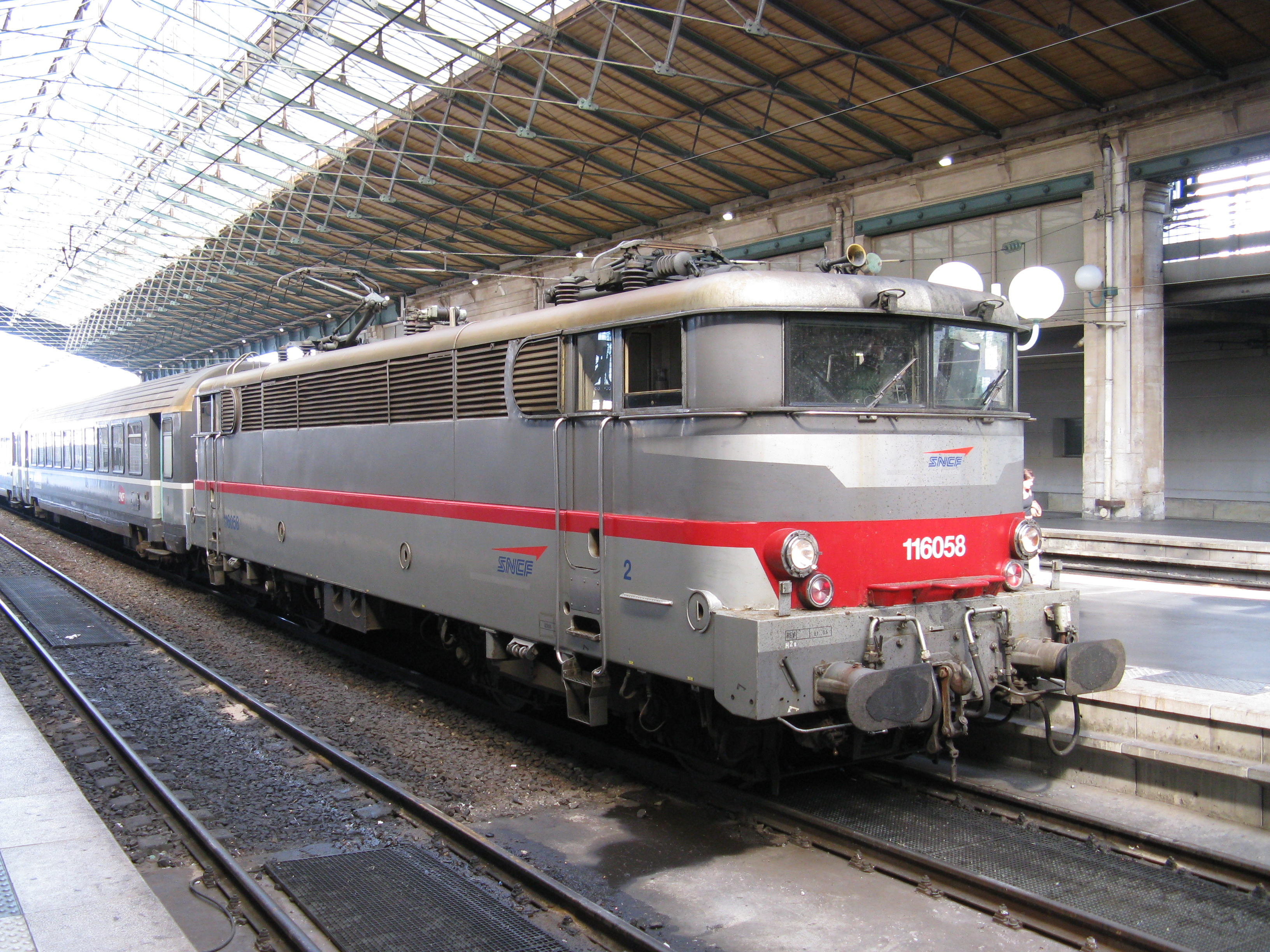
BB 16000 Multiservice gris clair.
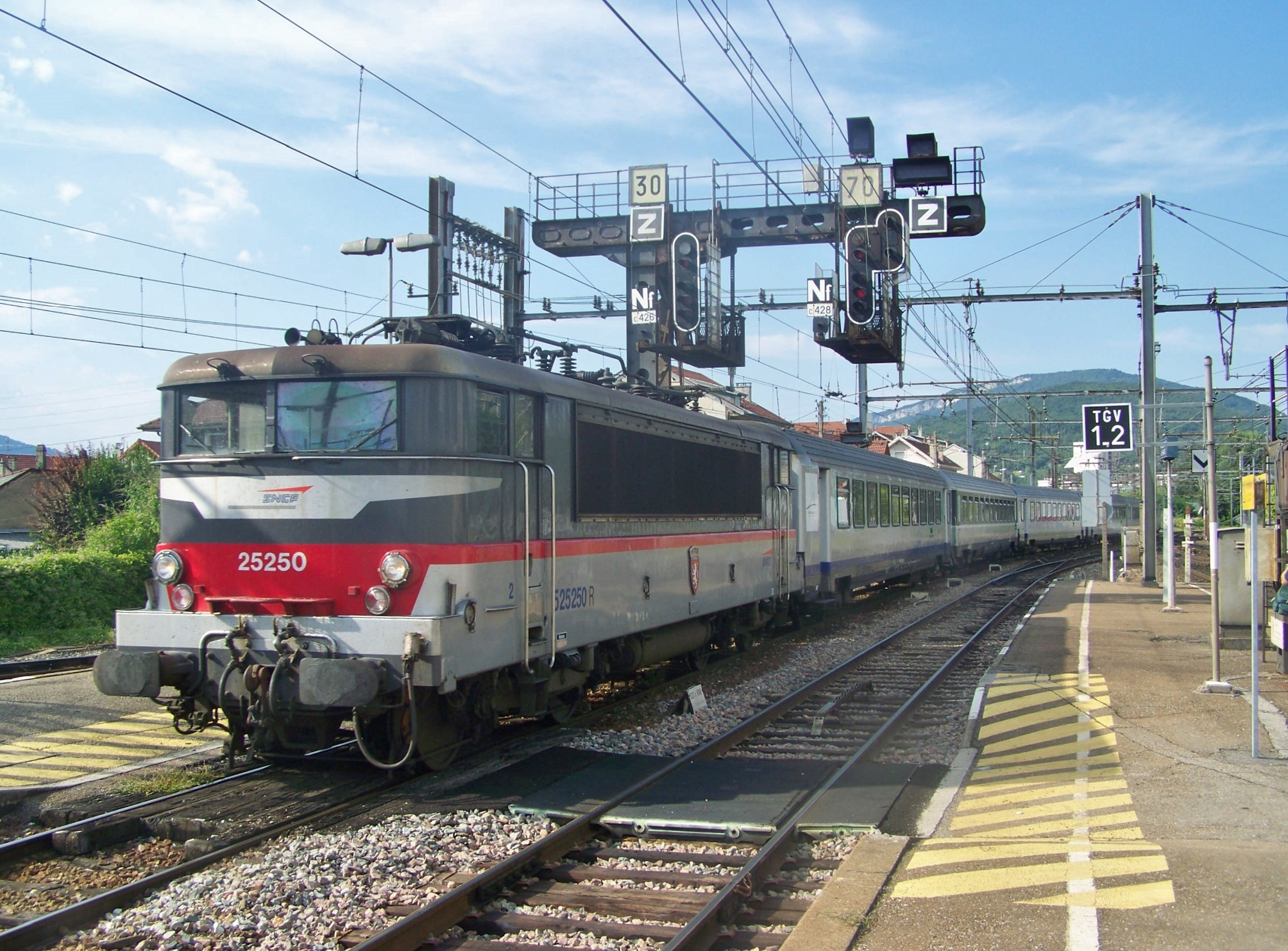
BB 25200 Multiservice.
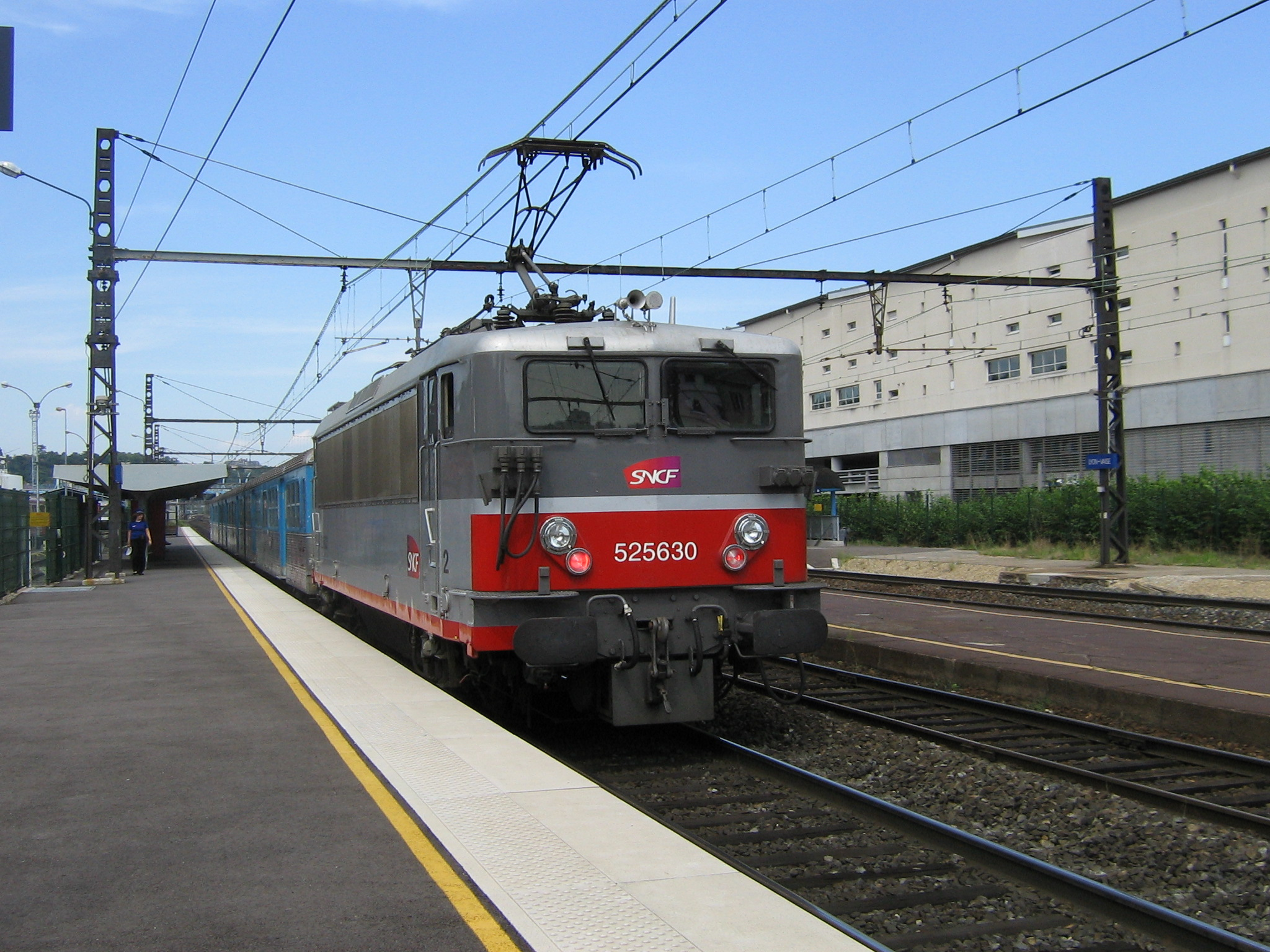
BB 25500 Multiservice gris clair.

#### Livrée Île-de-France
En parallèle avec la remise en peinture des machines en livrée Corail + et Multiservice, celles dédiées aux trains de banlieue reçoivent une livrée spécifique, calquée sur celle des automotrices qui sortent d'usine dans cette livrée depuis 1980. Elle est à base de rouge cornaline 609, bleu onyx 228, blanc grisâtre 708, gris métallisé 862, gris orage 844. Elle concerne les séries BB 8500, BB 17000 et BB 25500.
Quant aux BB 16500, une seule machine a reçu cette livrée sans que l'opération soit poursuivie sur le reste de l'effectif circulant en région parisienne, jugée inutile en raison de leur radiation effective à partir de 2002.

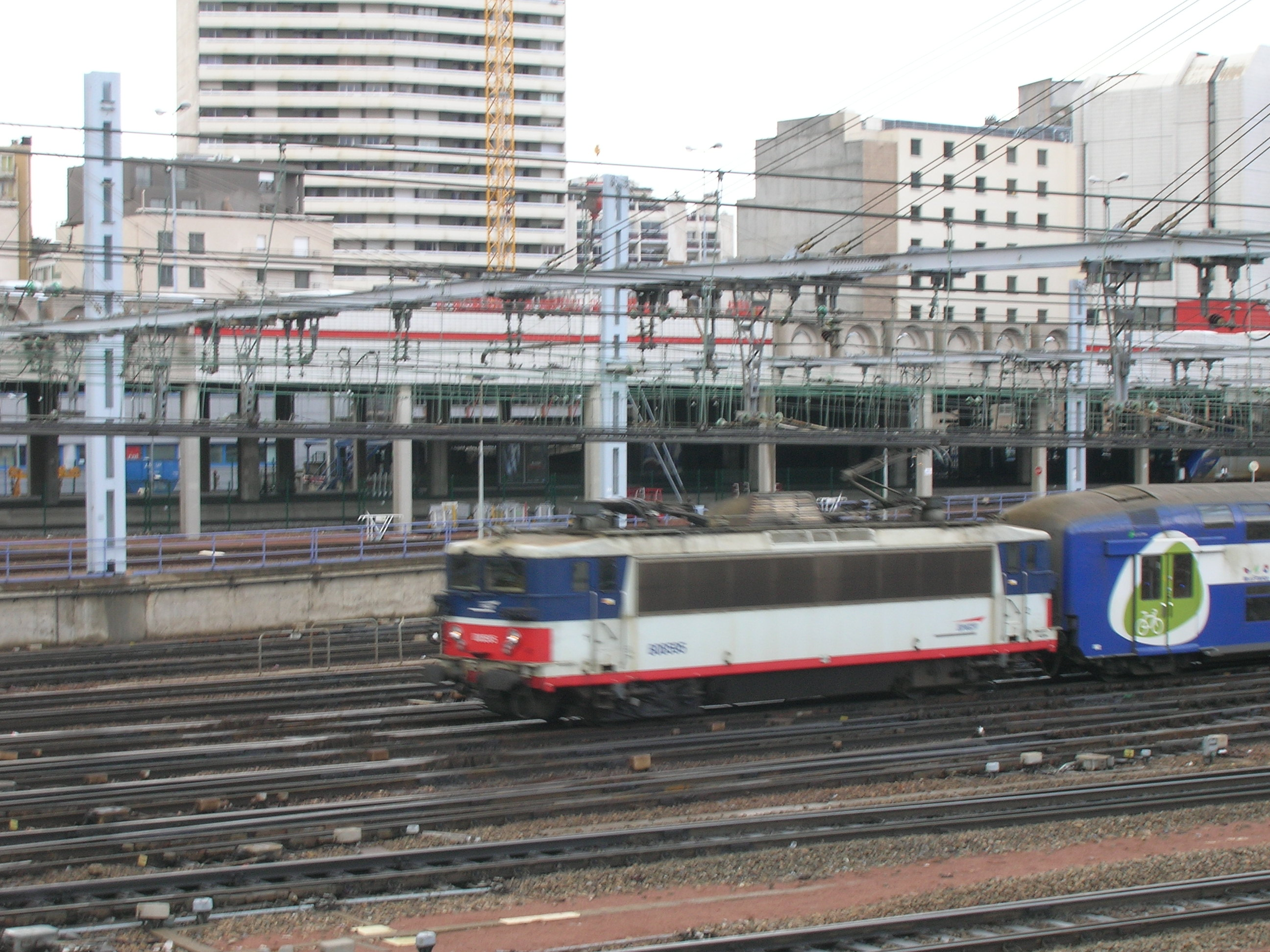
BB 8500 à Paris-Montparnasse.
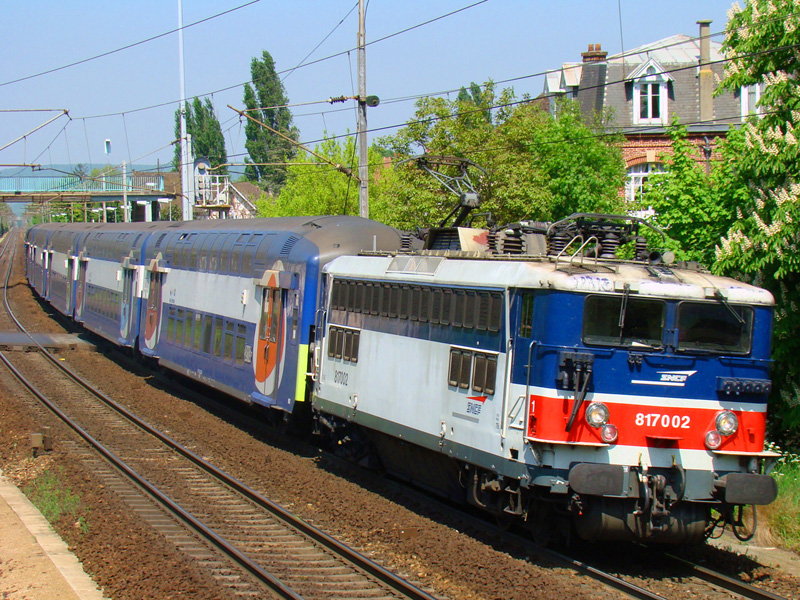
La BB 17002 en tête d'une rame de VB 2N.
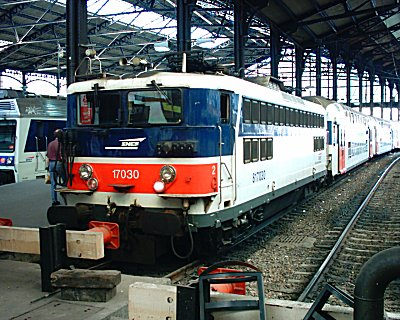
Rame homogène en livrée Île-de-France : BB 17030 et VB 2N.
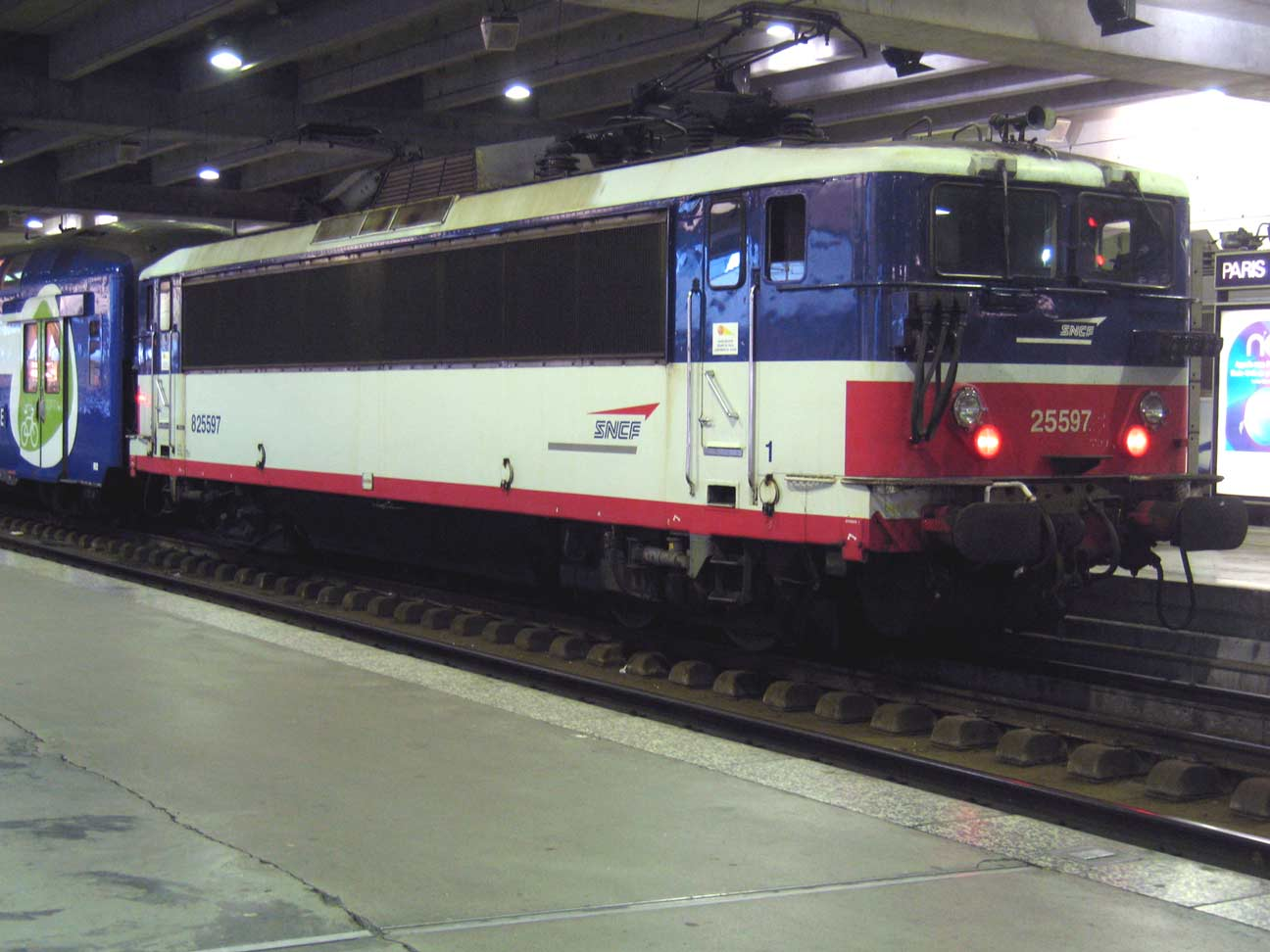
BB 25597.

#### Livrée Fret
Cette livrée est appliquée à partir du début des années 2000, pour donner une image à Fret SNCF, répondant à une circulaire européenne sur la séparation des activités. Elle est à base de vert jade 323, gris métallisé 862, gris orage 844 avec une bande oblique blanc 701 accueillant le logo Fret. Elle est parfois appelée « livrée napolitaine ». À partir de 2025, consécutivement à la transformation de Fret SNCF en Hexafret, la livrée est conservée à l'identique mais avec le logo Hexafret à la place du logo Fret.
Elle concerne quasiment toutes les séries de locomotives : CC 6500, BB 7200, BB 8500, BB 9200, BB 9300, BB 16000, BB 22200, BB 25150, BB 25200, BB 25500 ou BB 26000. Les nouvelles séries de locomotives neuves sortent d'usine avec cette livrée : BB 36000 (tranche des 30 dernières, sans la mention FRET), BB 27000 et BB 37000.

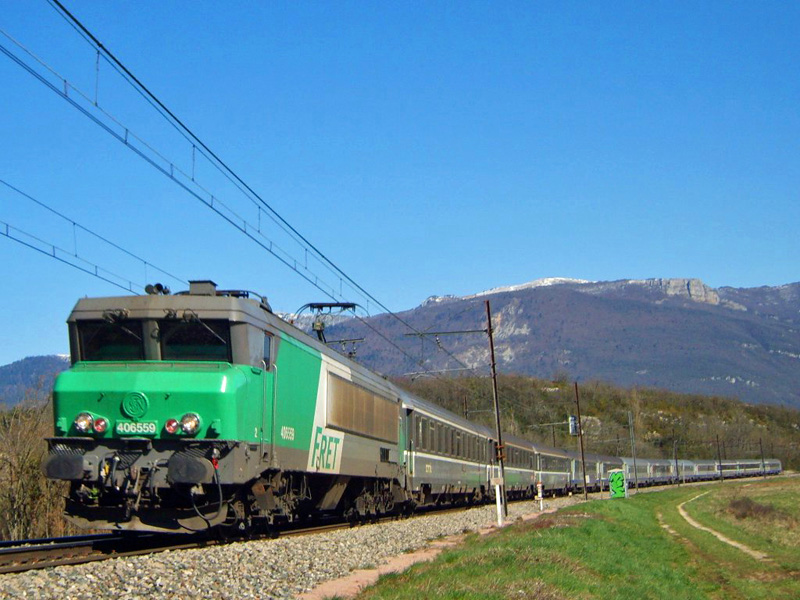
CC 6559.
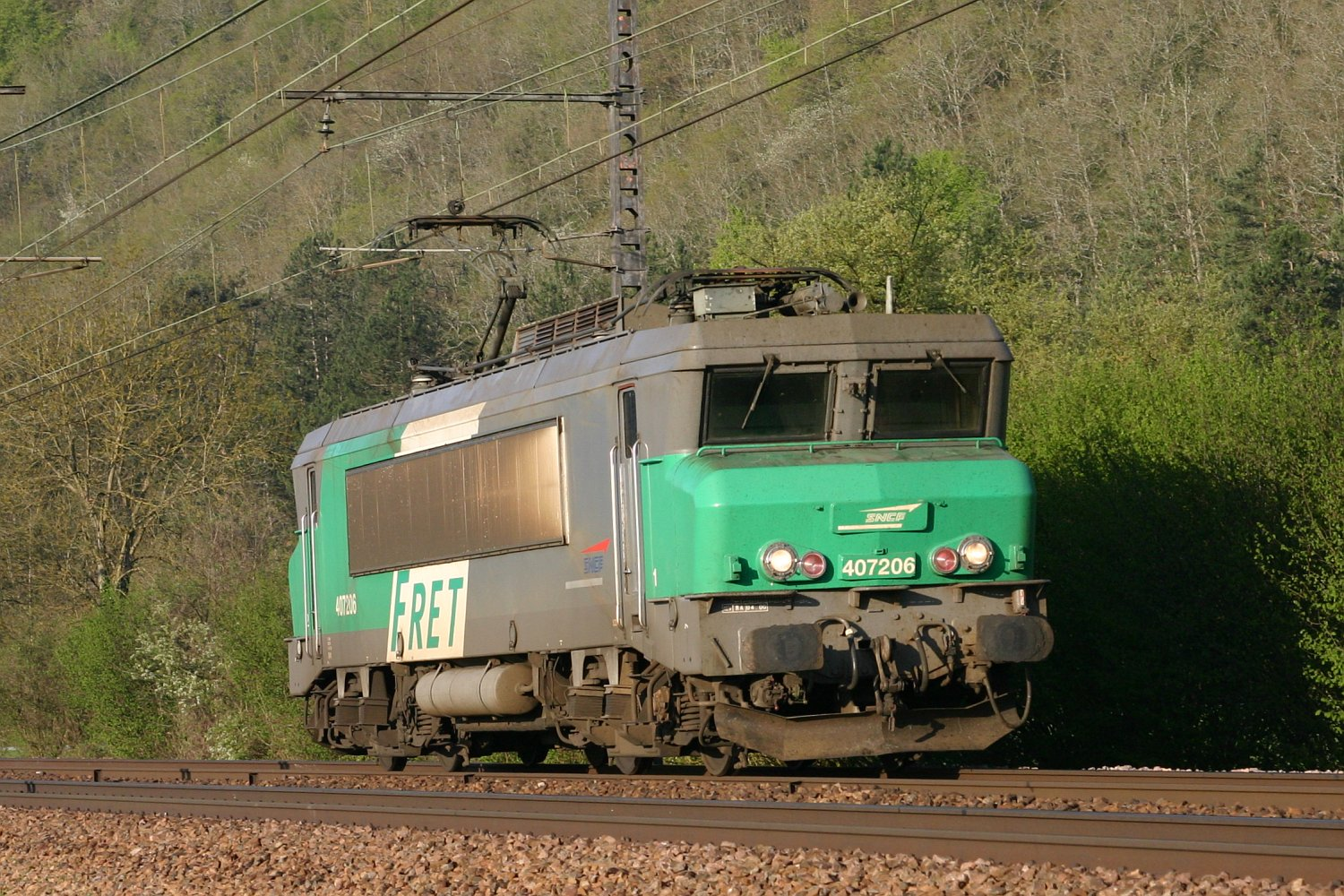
BB 7206.
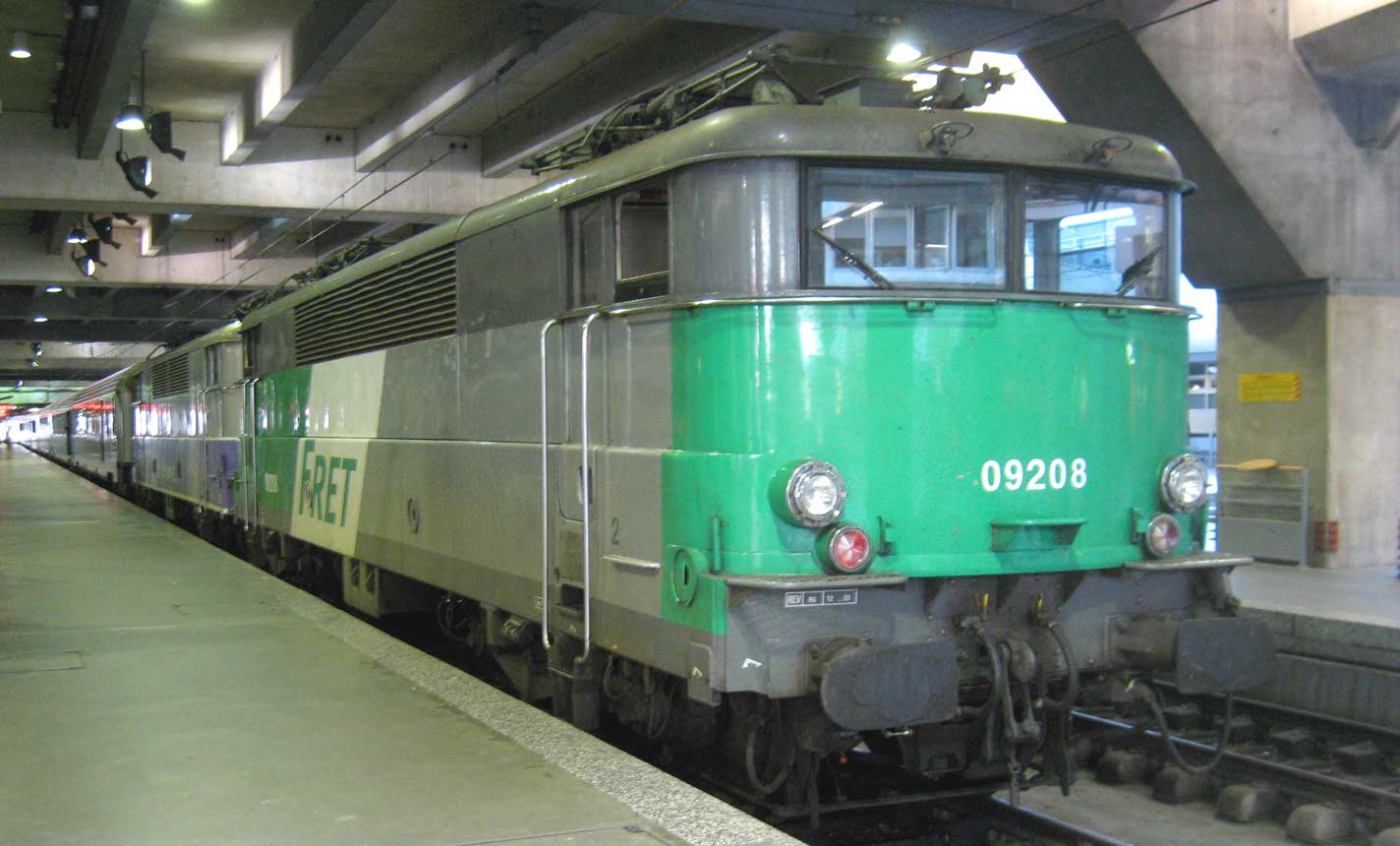
BB 9208 à Paris-Montparnasse.
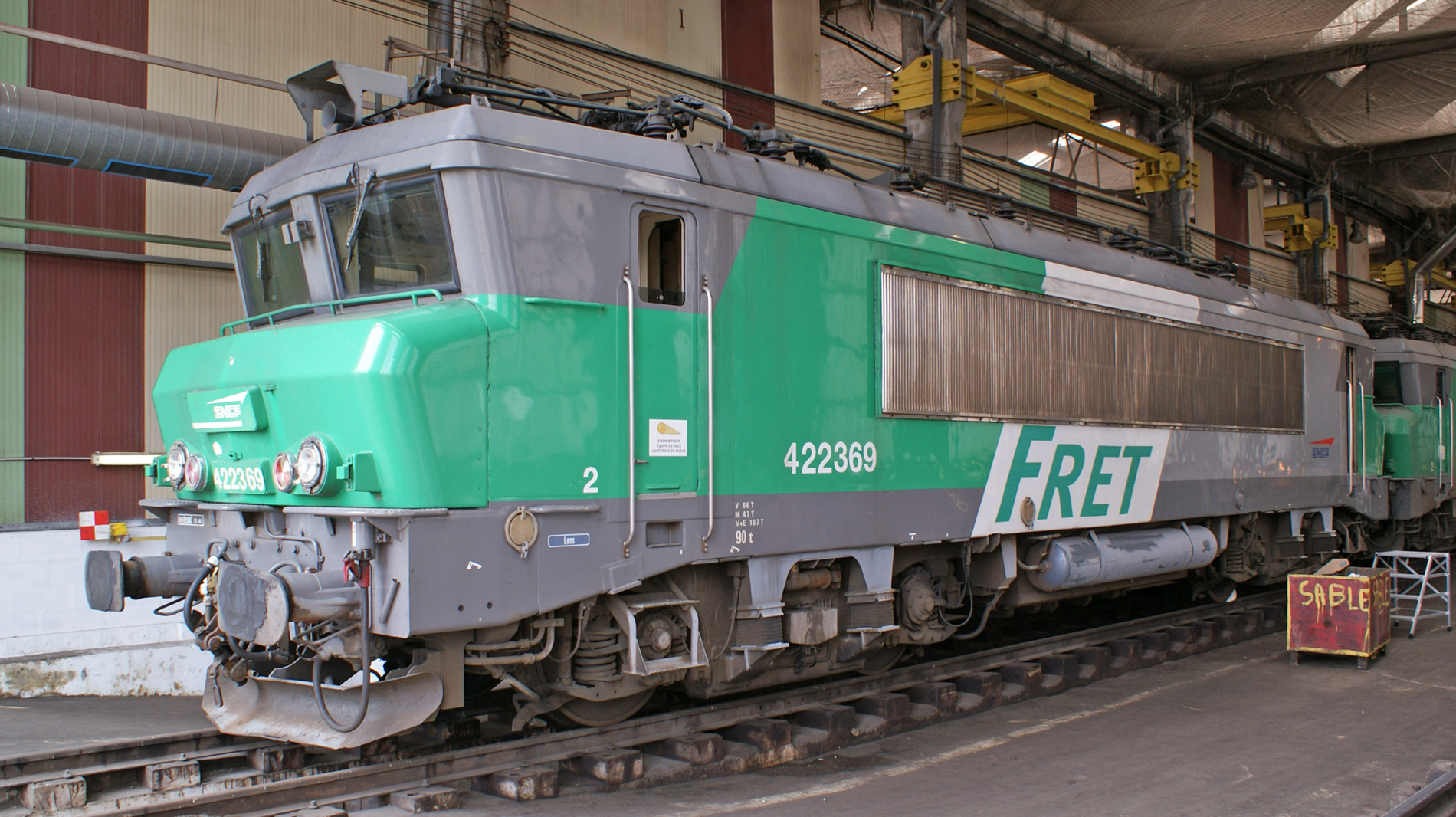
BB 22369 au dépôt de Lens.
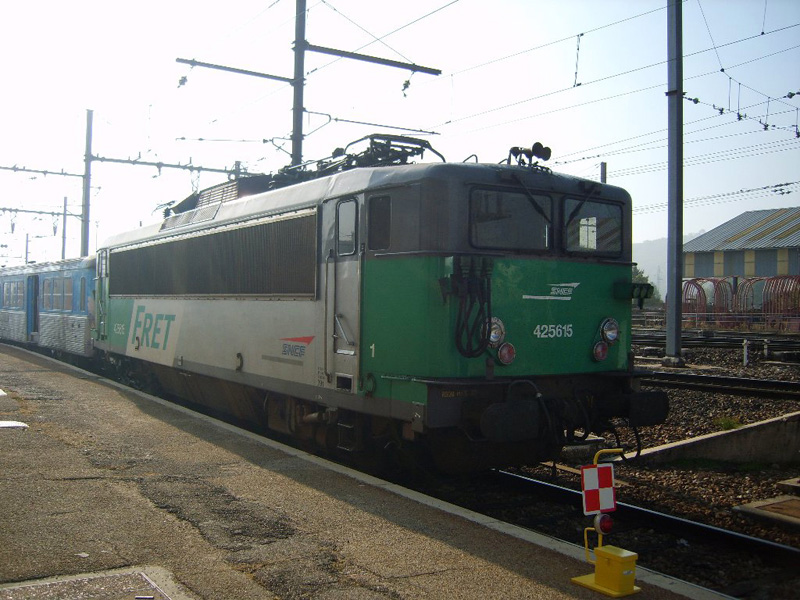
BB 25615 à Ambérieu.
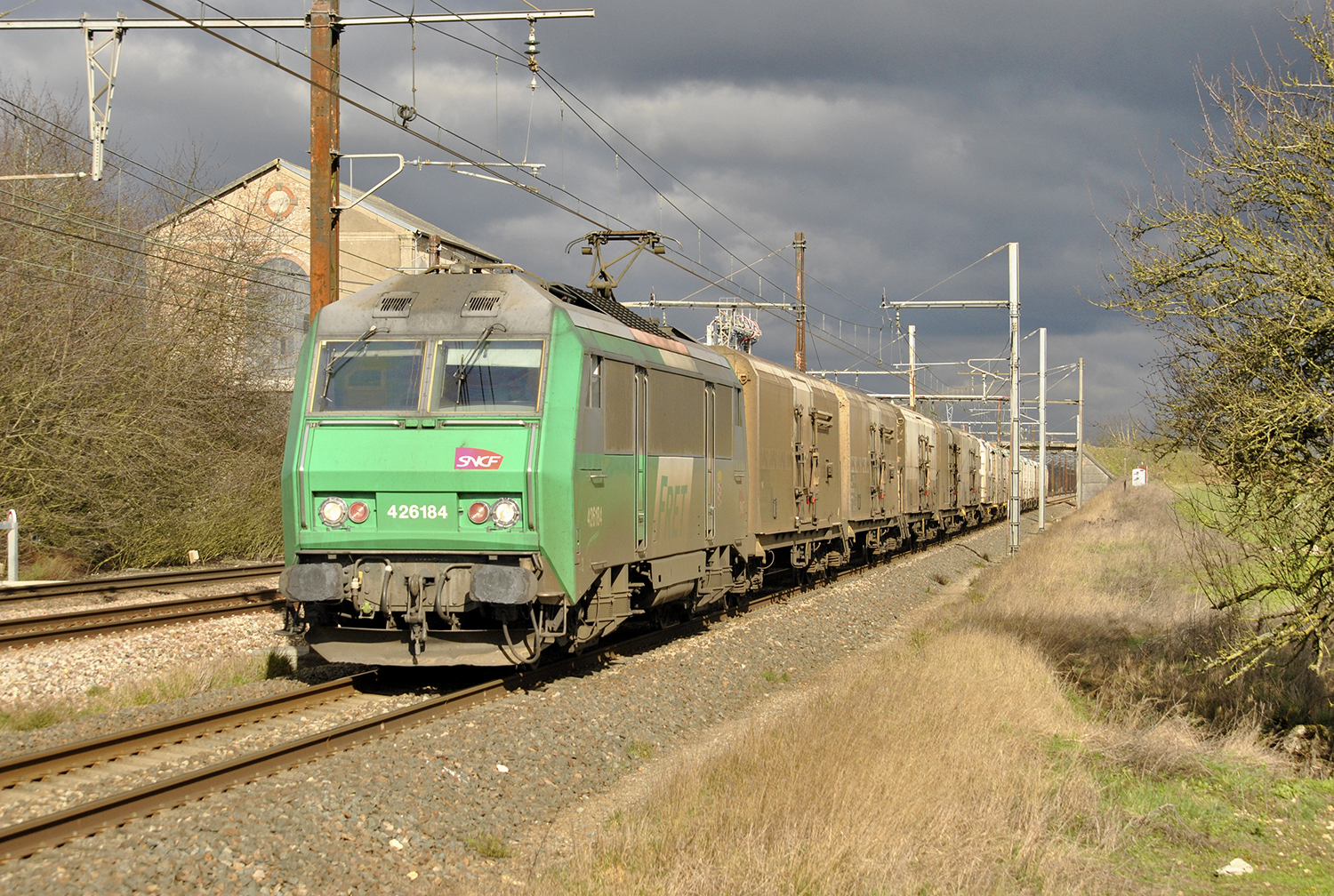
BB 26184.
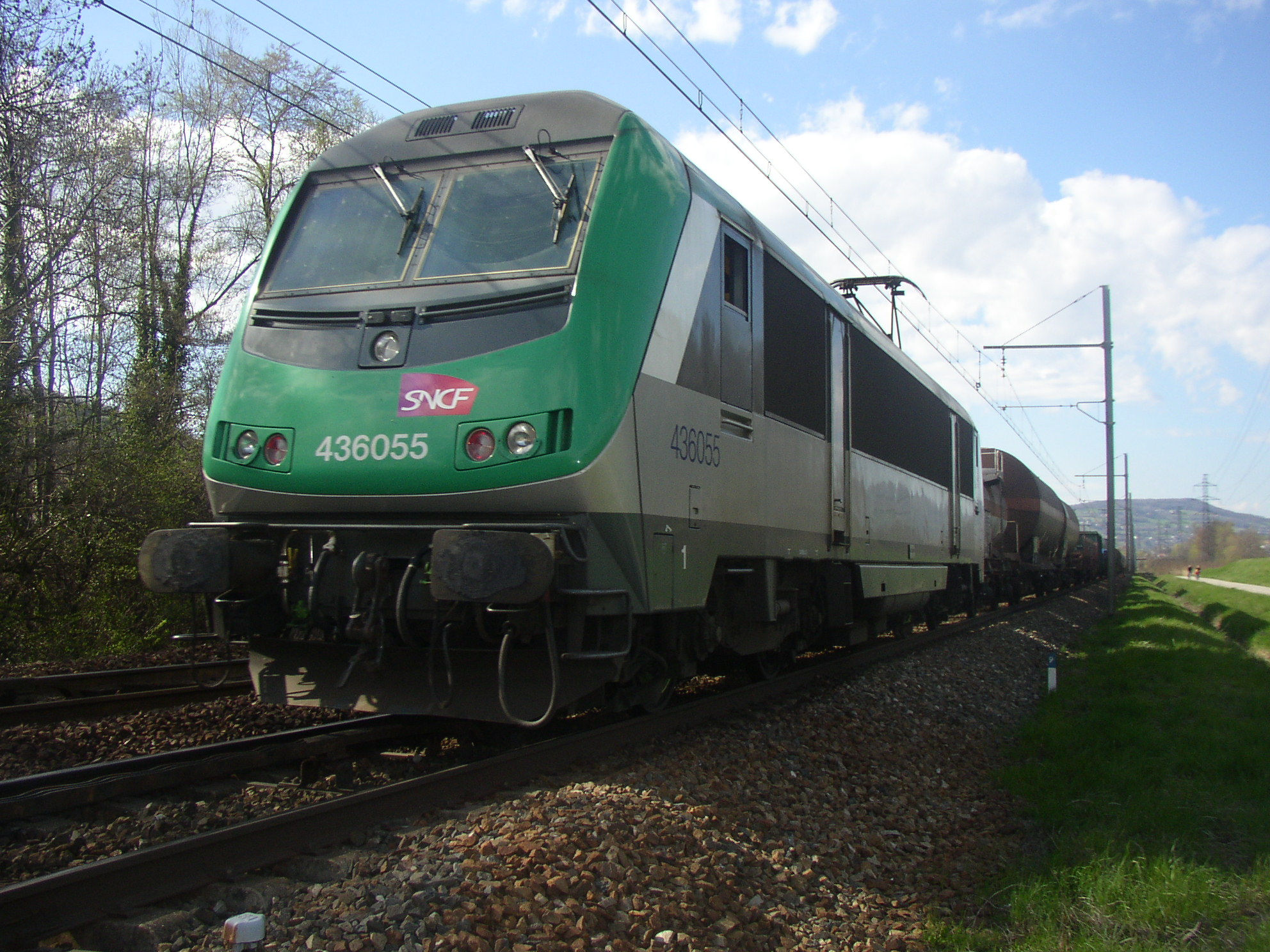
BB 36055.
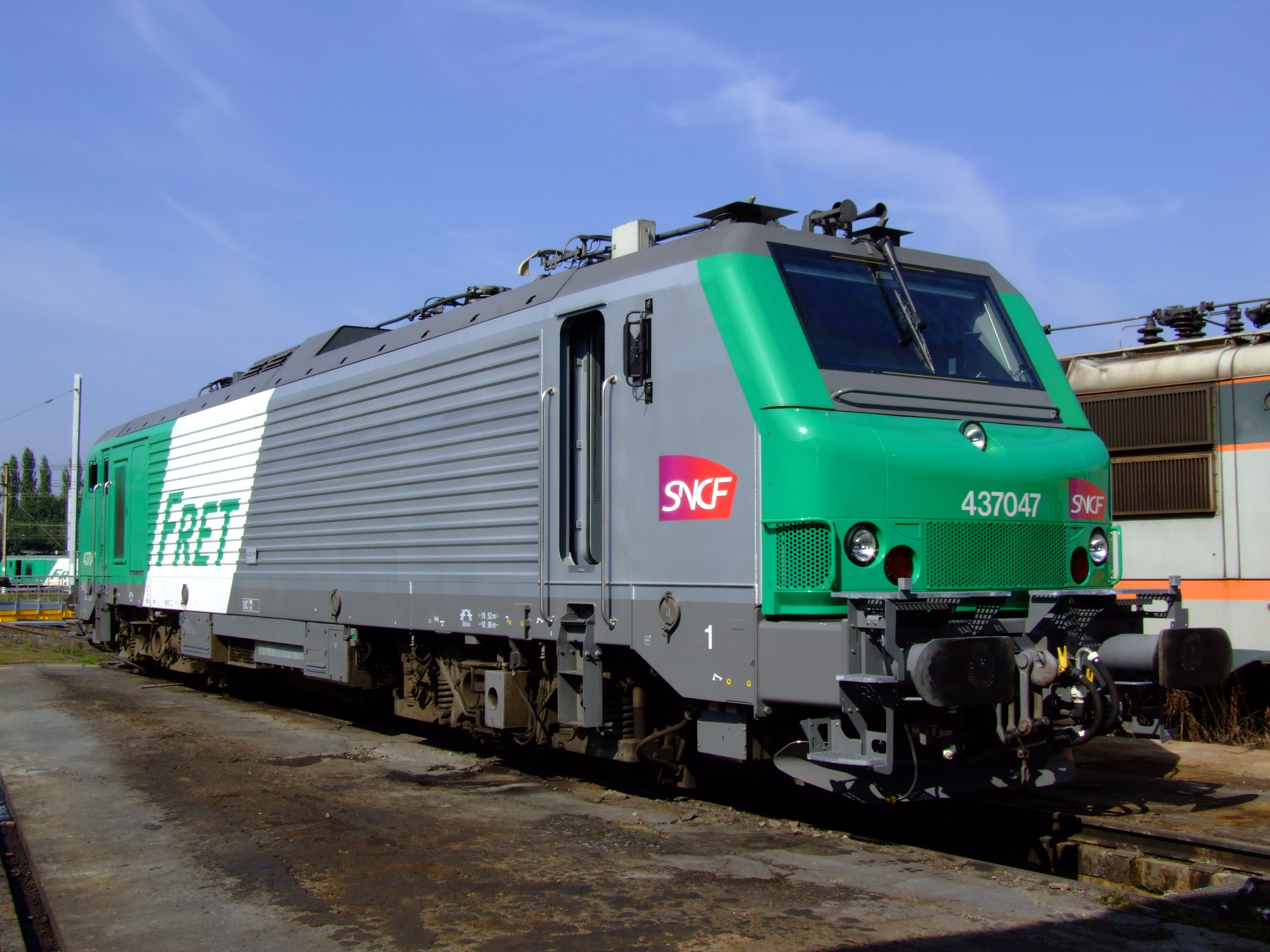
BB 37047.

#### Livrée En Voyage
Cette livrée apparait en 2002. Elle est destinée en premier lieu au matériel moteur grandes lignes, puis est étendue aux TER et au matériel de traction de la banlieue parisienne.
Elle est à base de gris métallisé 862, une face côté cabine 1 bleu azur 254, une face côté cabine 2 améthyste 627, gris orage 844 et bande de pelliculage et message.
De nombreuses séries de locomotives électriques ont été concernées par ce restylage : BB 7200, BB 8500, BB 9300, BB 15000, BB 16000, BB 17000, BB 22200, BB 25150, BB 25200, BB 25500 et BB 26000. Il est à noter qu'aucune série neuve n'est sortie d'usine directement avec cette livrée, le matériel moteur neuf sortant à cette époque étant des automoteurs TER, locomotives pour le fret et TGV.
La première des trois livrées, à partir de 2010, a fait l'objet d'un problème de droit à l'image des personnes apparaissant sur la bande de pelliculage. La SNCF a dû faire repeindre les visages incriminés y compris sur les machines radiées. Un encart rectangulaire peint, soit bleu, soit blanc, a été réalisé transitoirement pour finir par une mise peinture complète en gris. Finalement, dans son principe, la livrée a pu être conservée en remplaçant les photographies de ces personnes. Ceci a créé deux autres livrées. Les différences se remarquent par la taille du visage de l'enfant et sa chevelure mais aussi par l'orientation du visage de la femme. Voir, par exemple, les deux BB 8500 près de Paris-Montparnasse à comparer avec les autres photos (y compris pour les locomotives Diesel).

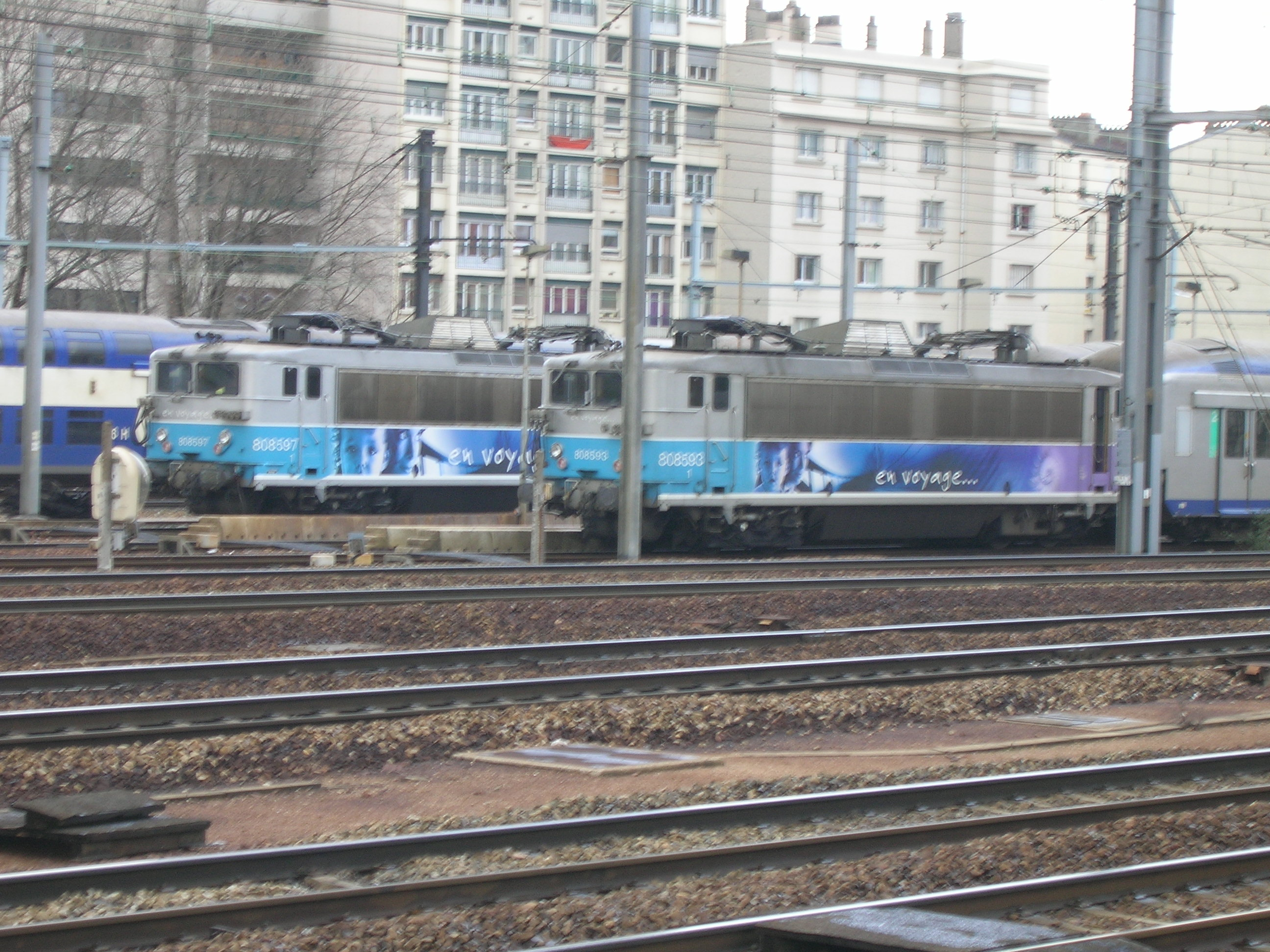
Deux BB 8500 près de Paris-Montparnasse. Deux livrées avec visage d'enfant et visage de femme sans les mains jointes devant le bas du visage.
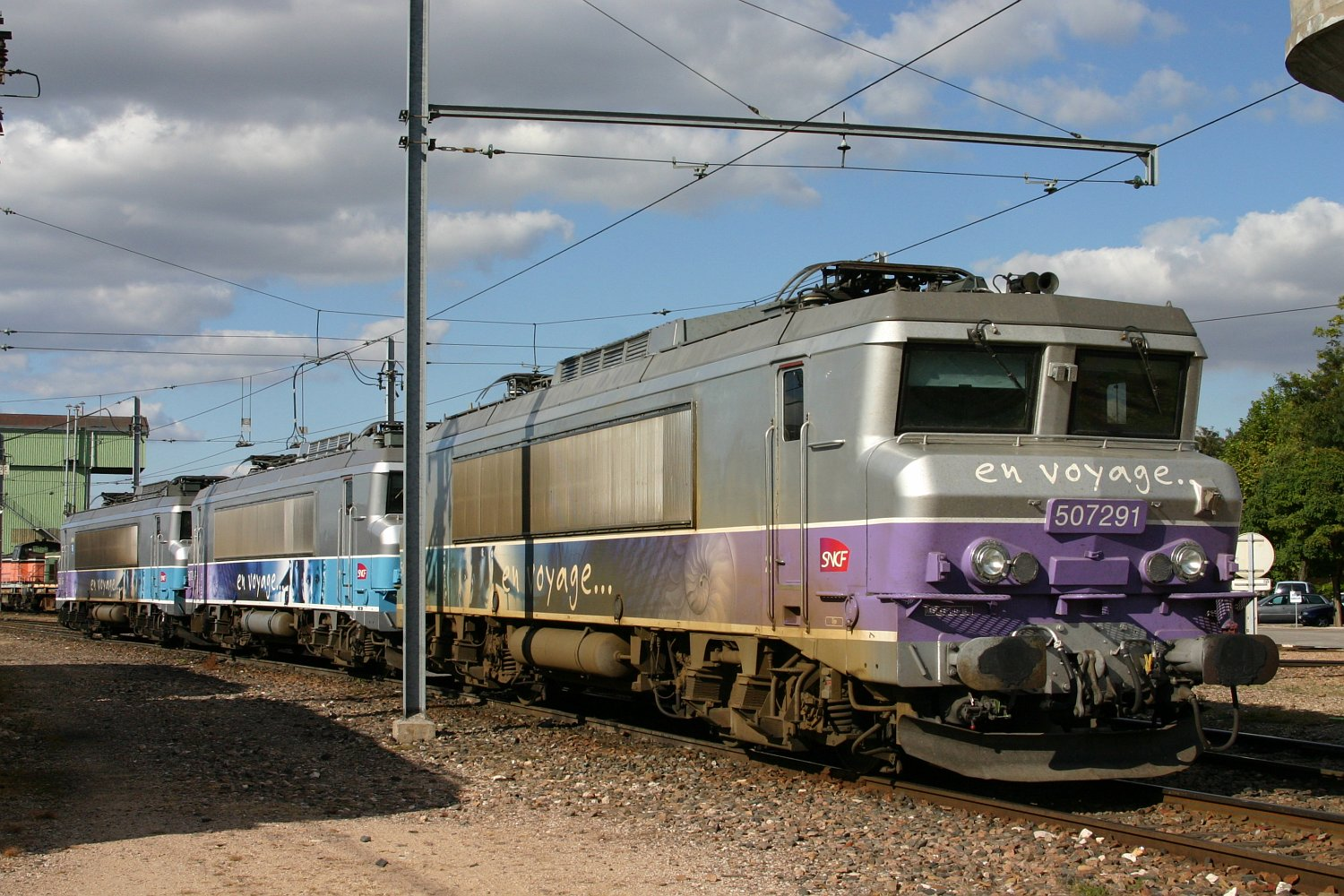
BB 7200. Livrées peu visibles.
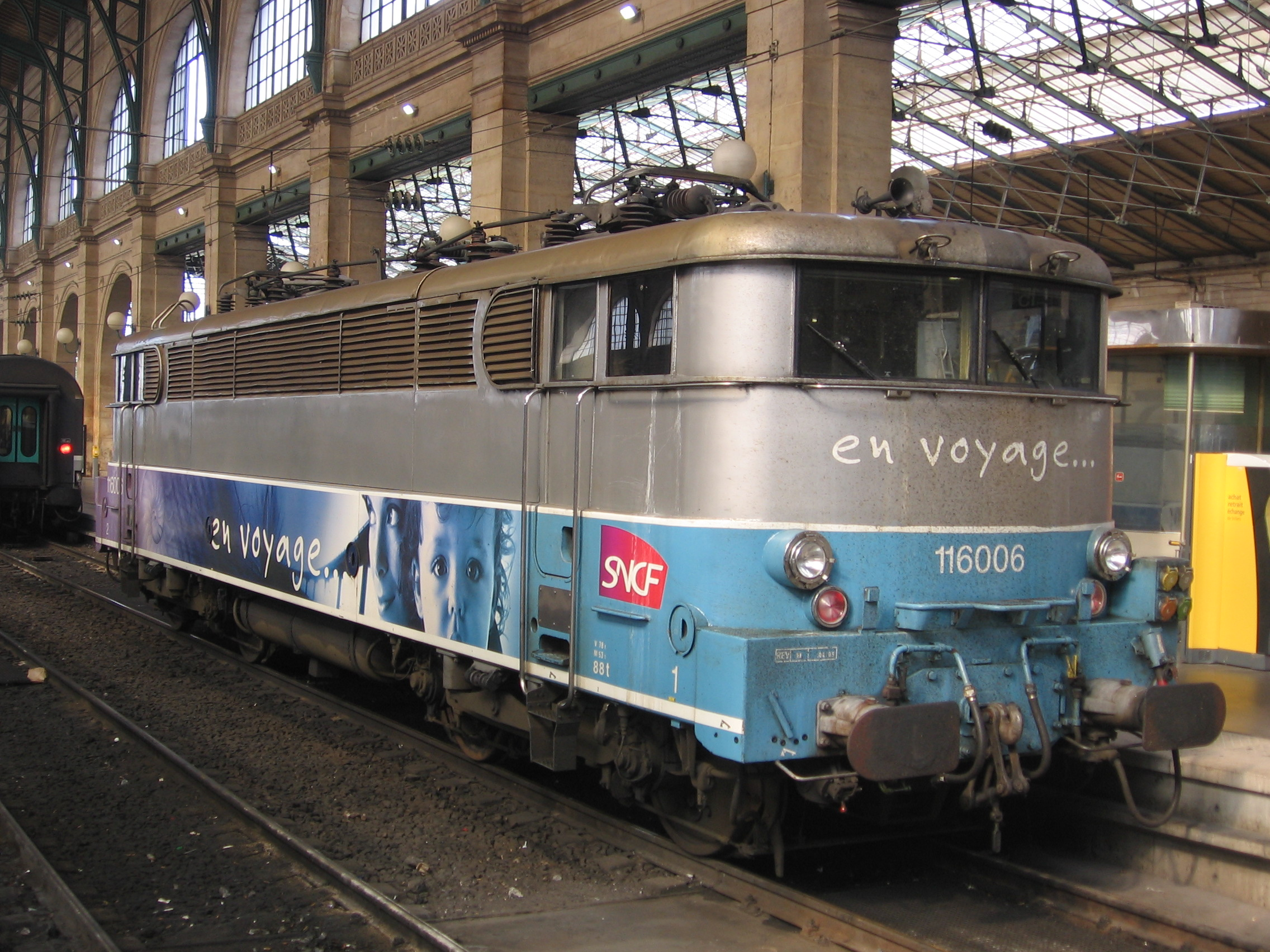
BB 16006. Livrée avec visage d'enfant moins agrandi et visage de femme sans les mains jointes devant le bas du visage.
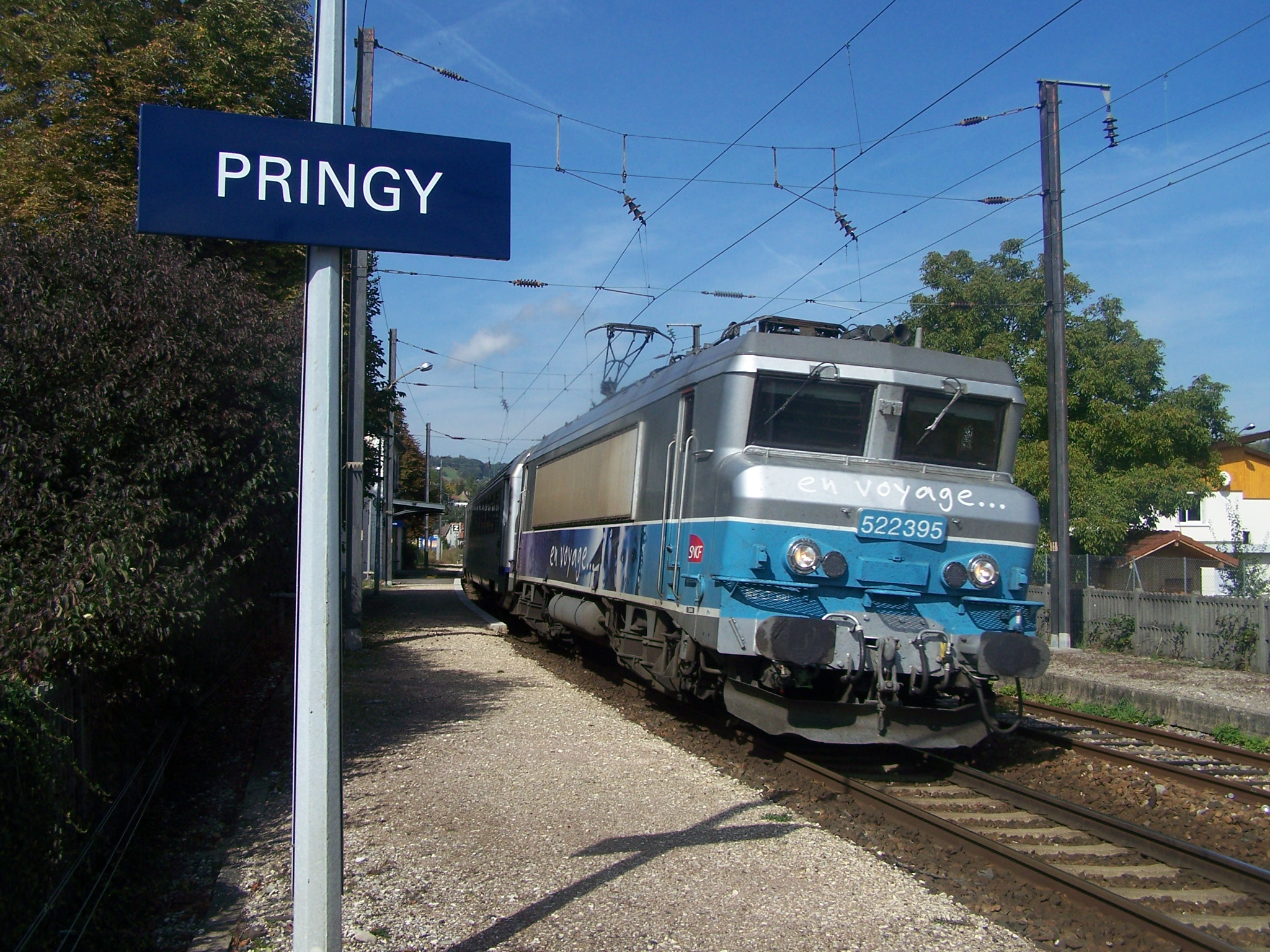
La BB 22395 près d'Annecy.
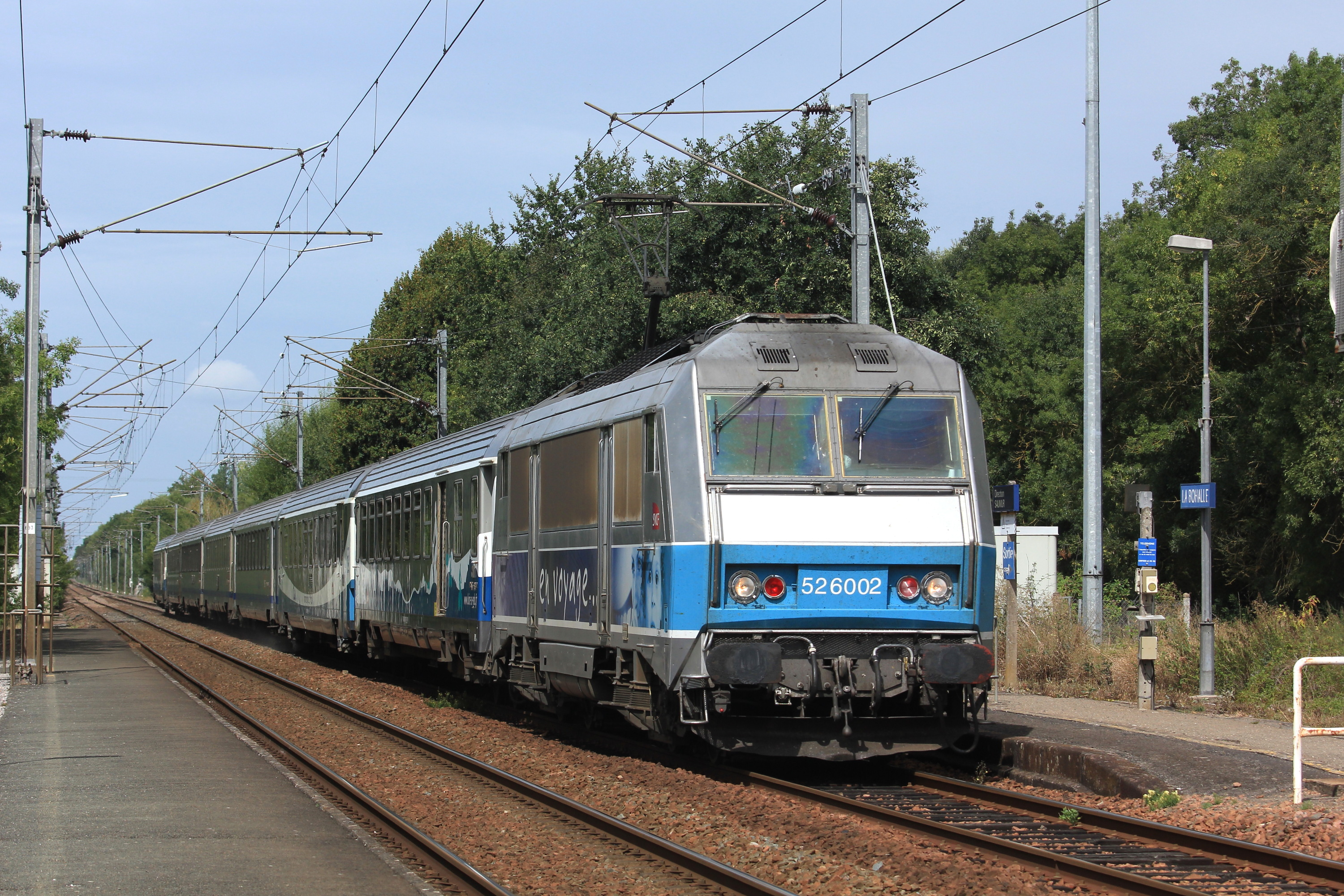
BB 26002 en tête d'un train Interloire.
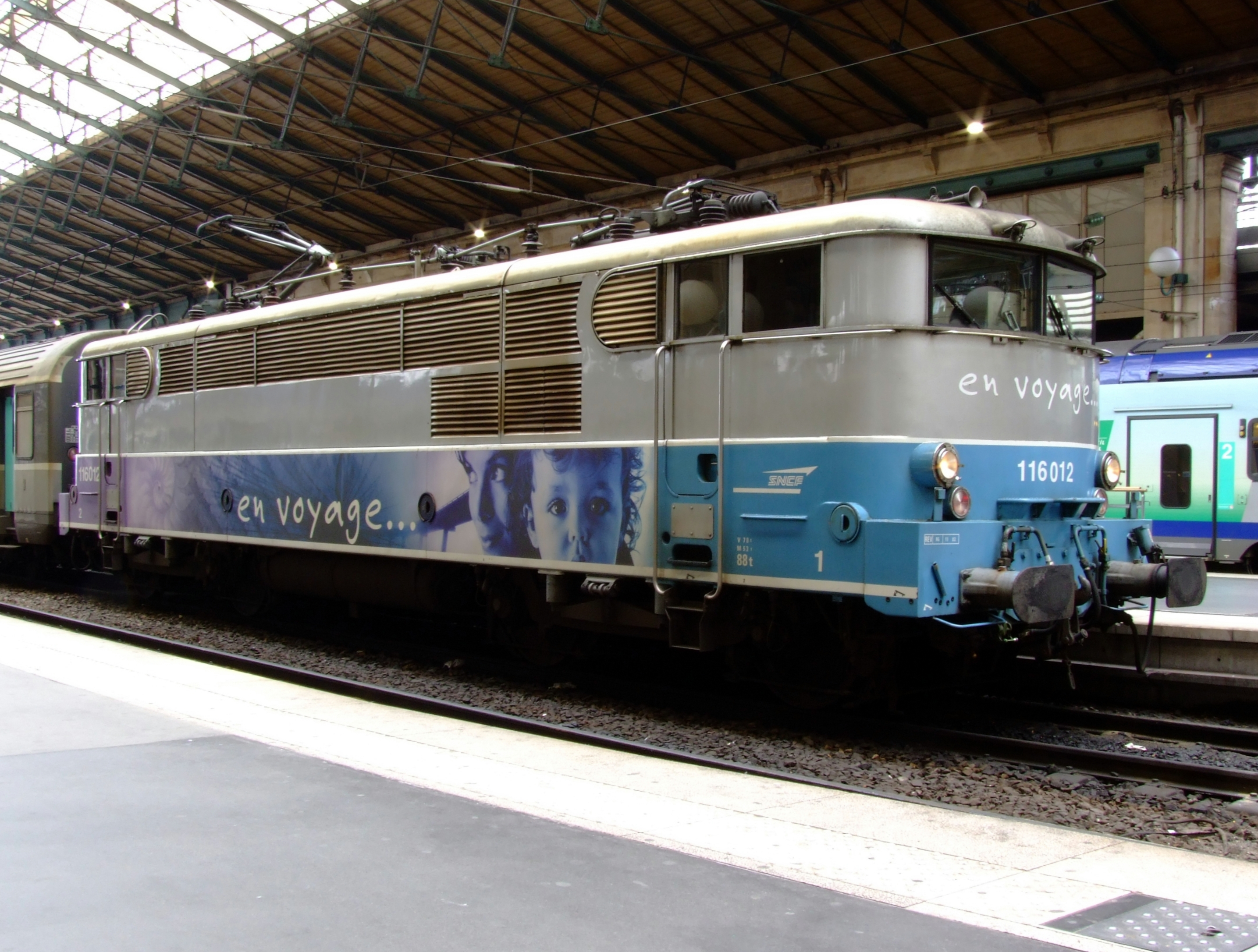
BB 16000 avec visage enfant moins agrandi et visage de femme sans les mains jointes devant le bas du visage.
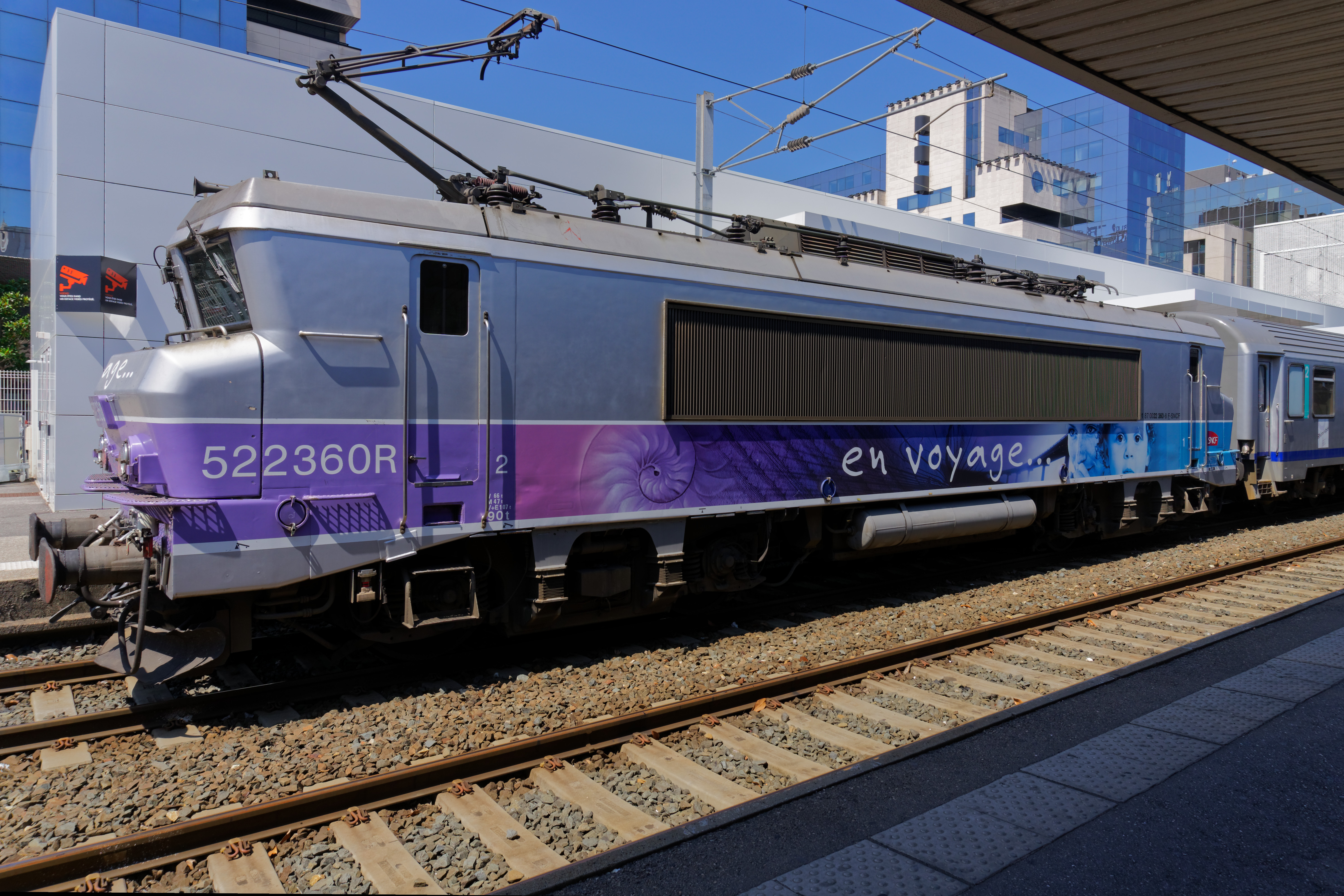
BB 22200 avec visage d'enfant moins agrandi et visage de femme sans les mains jointes devant le bas du visage.

#### Livrée TER Picardie
Cette livrée, composée de gris et de vert, est appliquée sur certaines BB 16500 du TER Picardie. Elle ressemble à la livrée Fret mais sans les « tranches napolitaines », le vert est celui de l'activité TER et non de l'activité Fret.

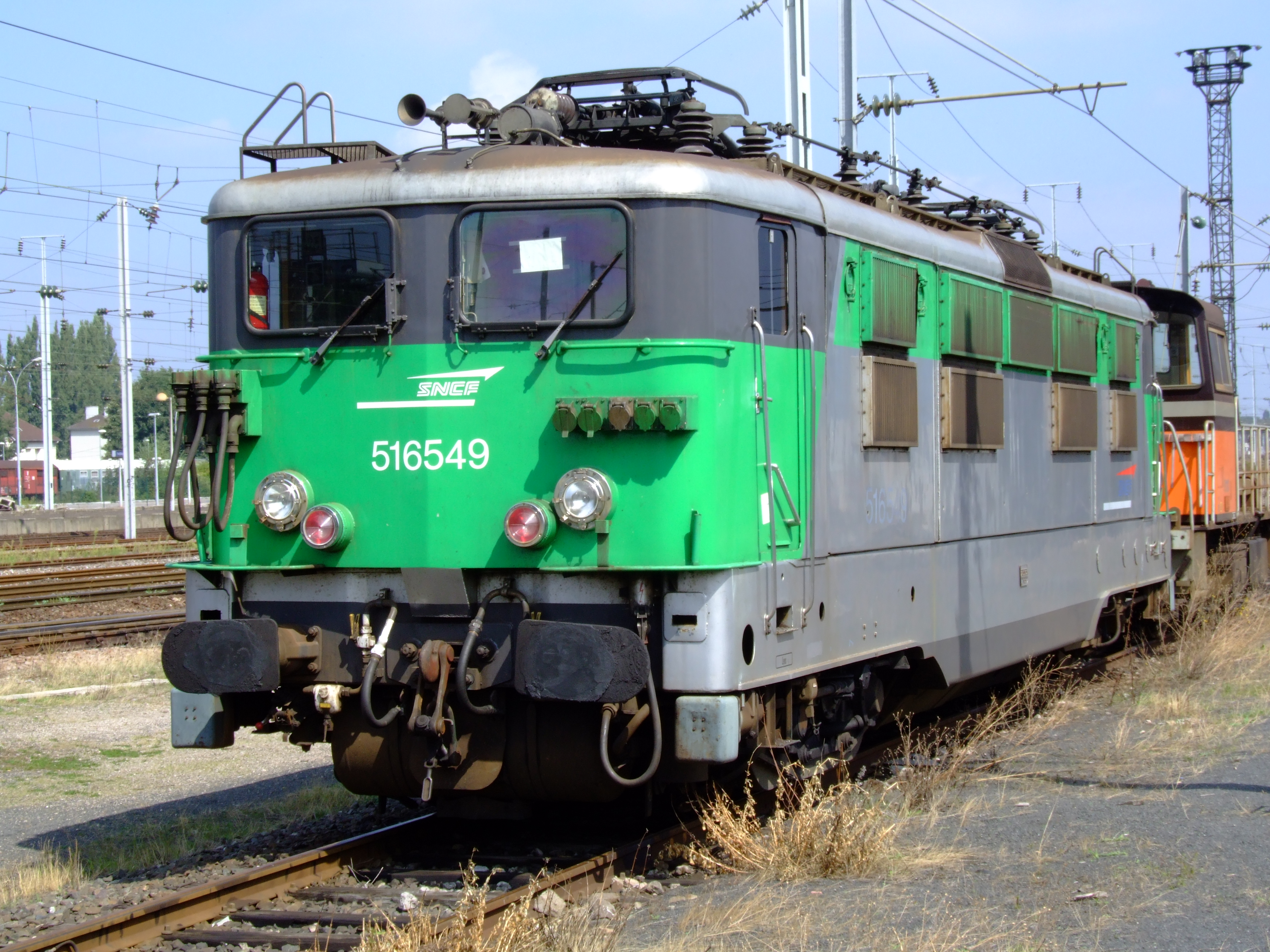
La BB 16549.

#### Livrée Grise
Cette livrée, surnommée livrée fantôme revêt quelques locomotives dès 2002, en attendant de recevoir la nouvelle livrée En Voyage. Quelques années plus tard, certaines machines portant la livrée En Voyage sont remises en peinture avec cette livrée (les personnes apparaissant en photo sur la livrée En Voyage étaient susceptibles de revendiquer leur droit à l'image). Elle est constituée de gris métallisé sur toute la surface des flancs. Seule la toiture est gris orage. Les machines affectées à Akiem portent également cette livrée. Certaines machines de Fret SNCF portent cette livrée avec l'inscription FRET en vert sur les côtés (locomotives BR 186 de Fret loué à Akiem, et locotracteurs Y 8000).

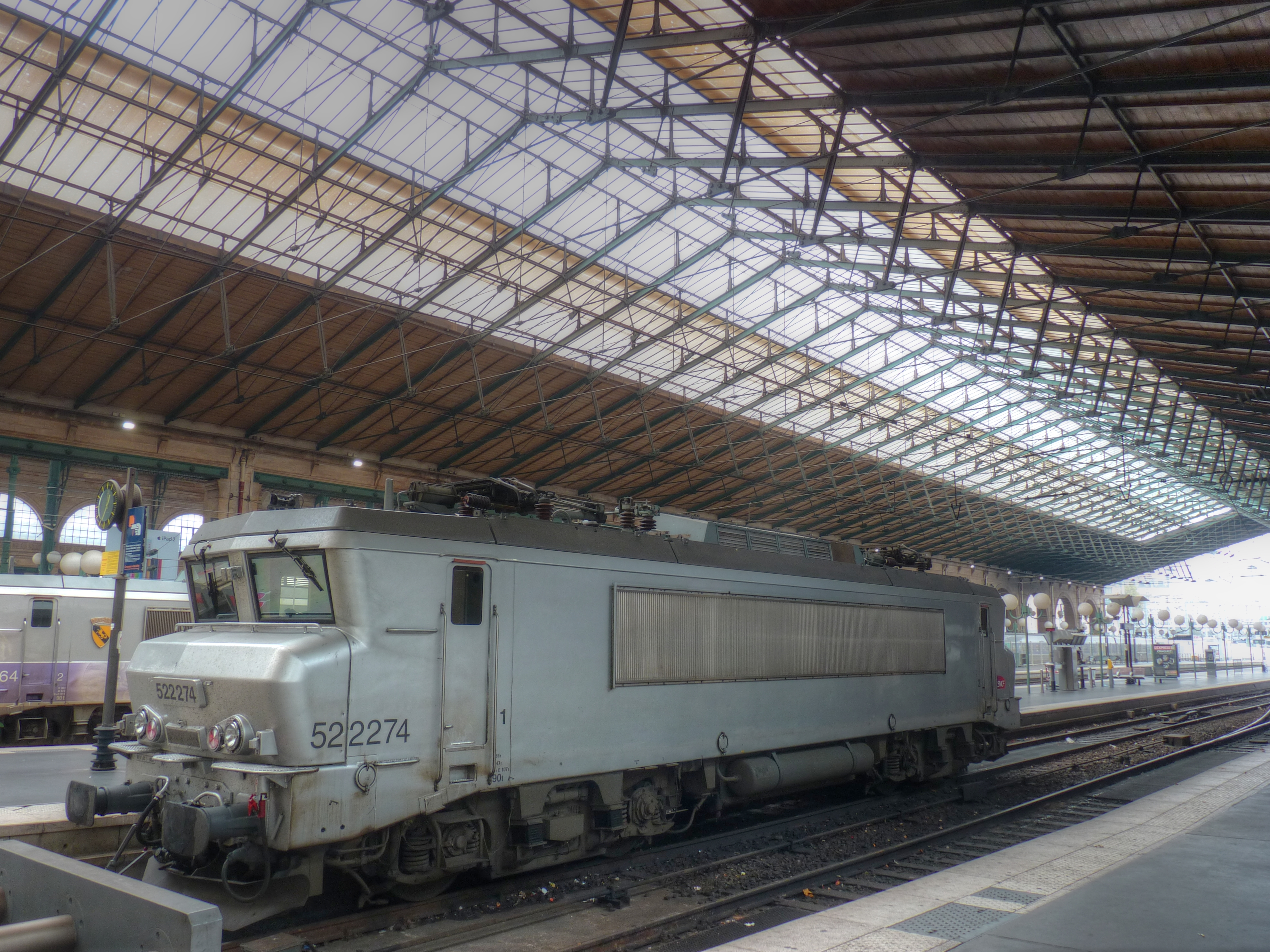
BB 22274 à Paris-Nord.
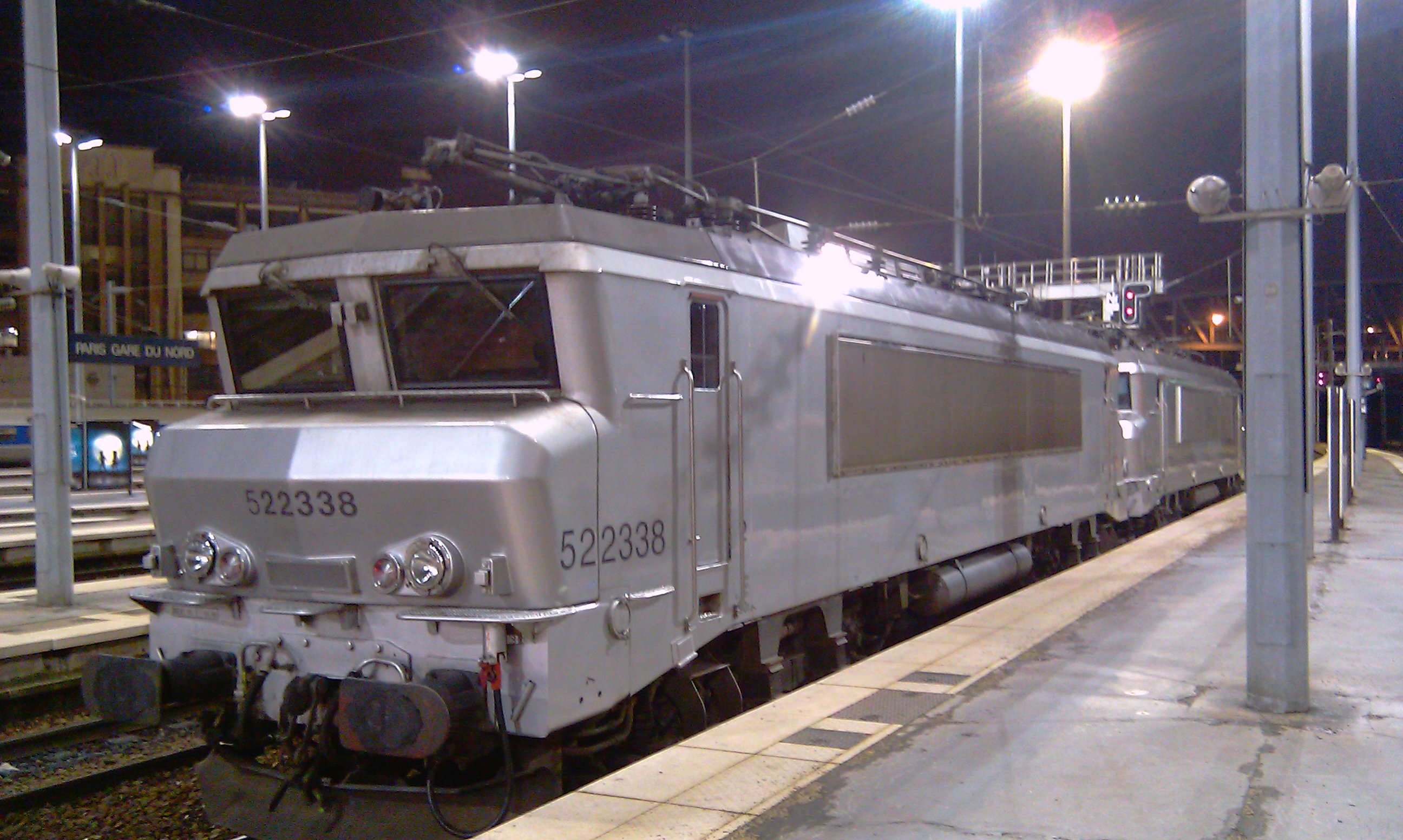
BB 22228 et 22338 à Paris-Nord.
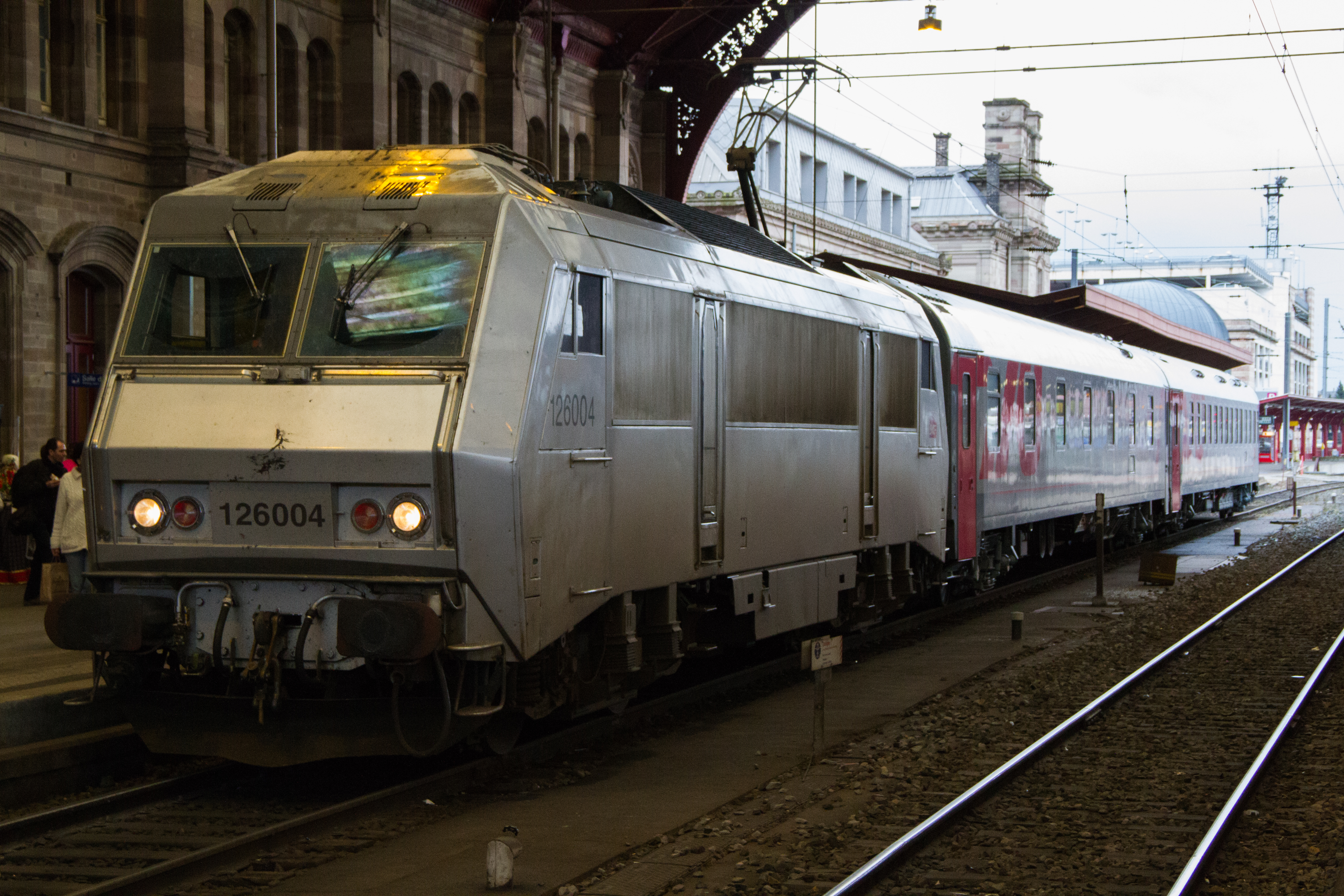
BB 26004 à Strasbourg-Ville.

#### Livrée Infra
Elle est à base de jaune bouton d'or 411 et gris métallisé avec une bande carmillon horizontale sur le pourtour. Elle concerne les BB 22200 affectées à l'activité infrastructure.

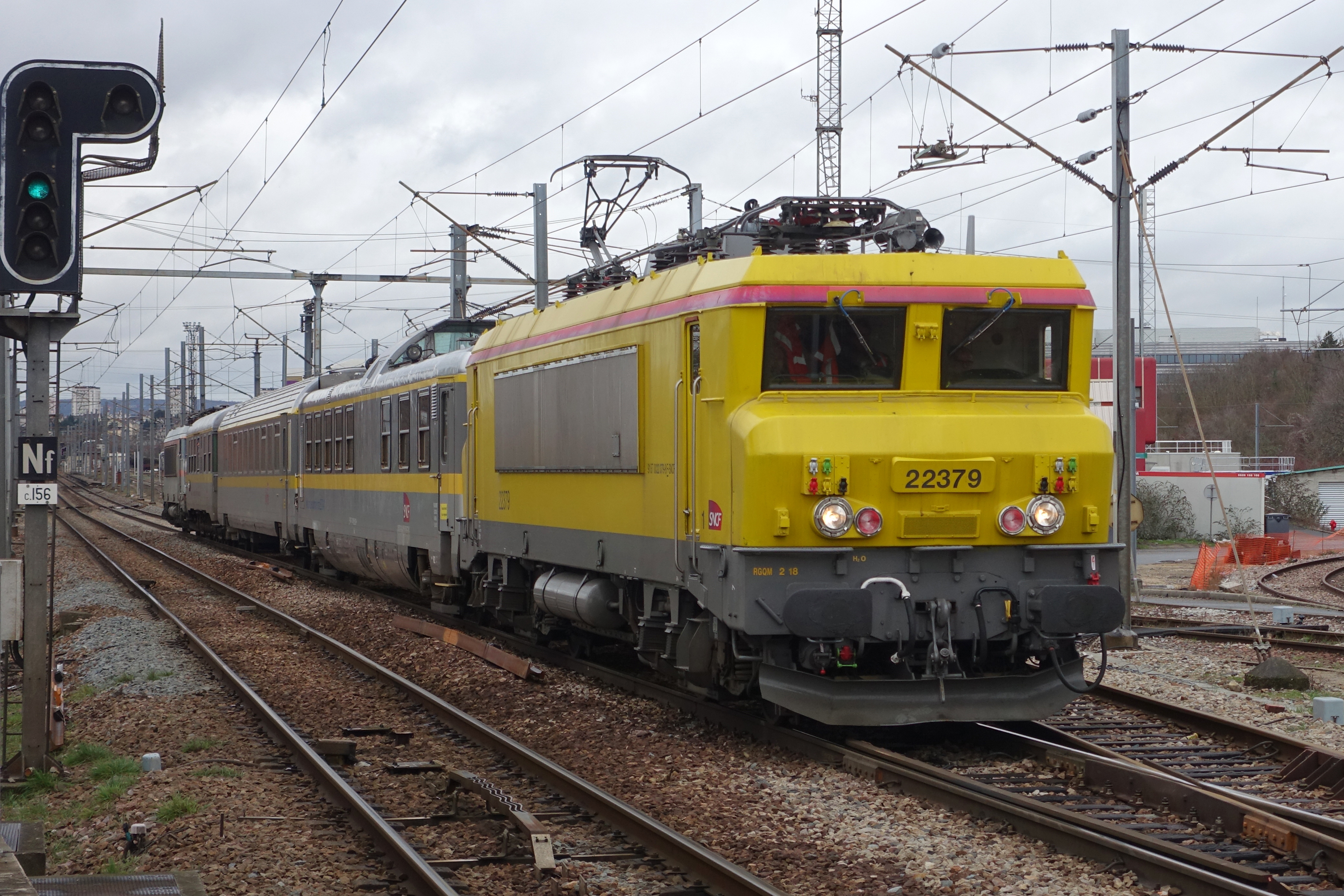
BB 22379.

#### Livrée Transilien
Elle est à base de bleu foncé et de blanc avec le logo du Transilien (feuille verte). Elle concerne les BB 22200, BB 7600 et BB 27300 affectées au Transilien.

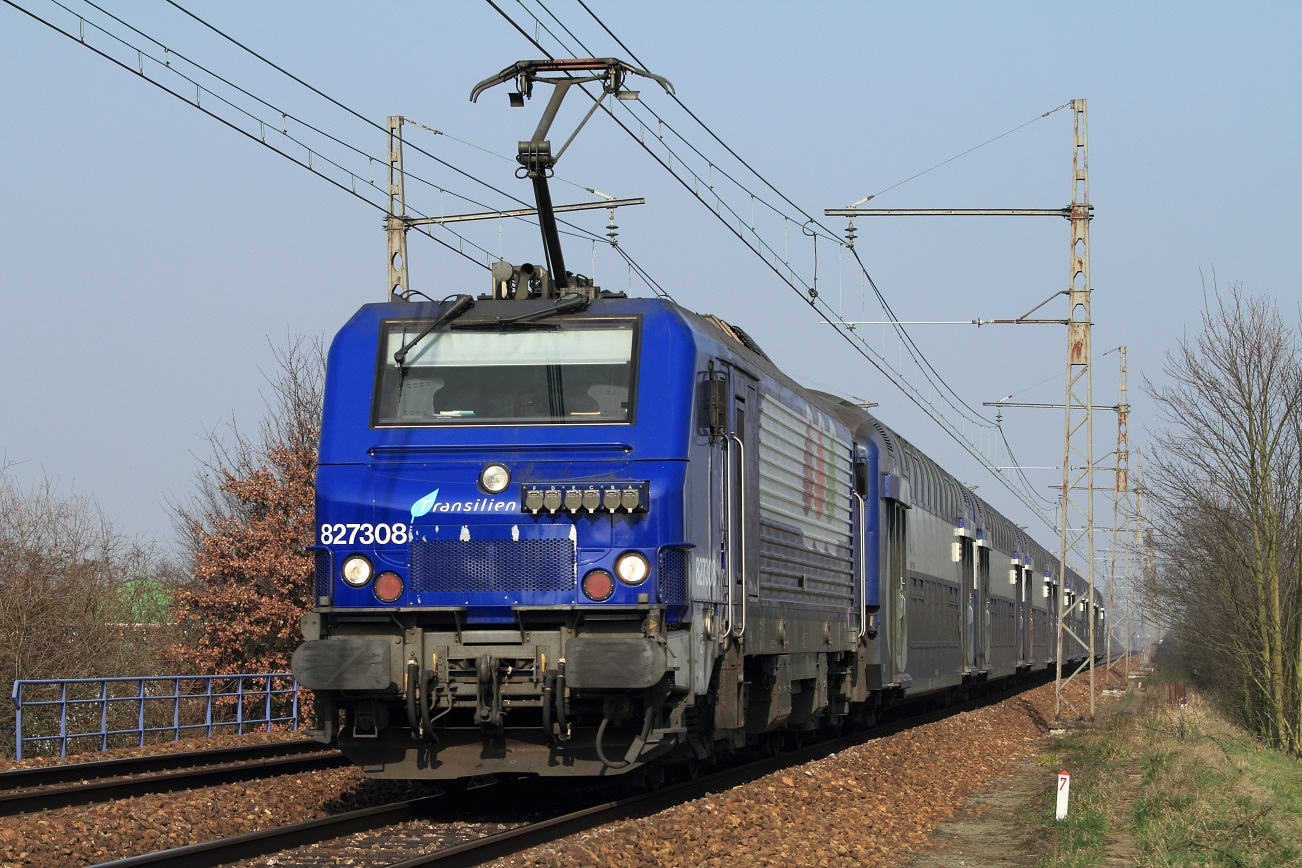
BB 27308.
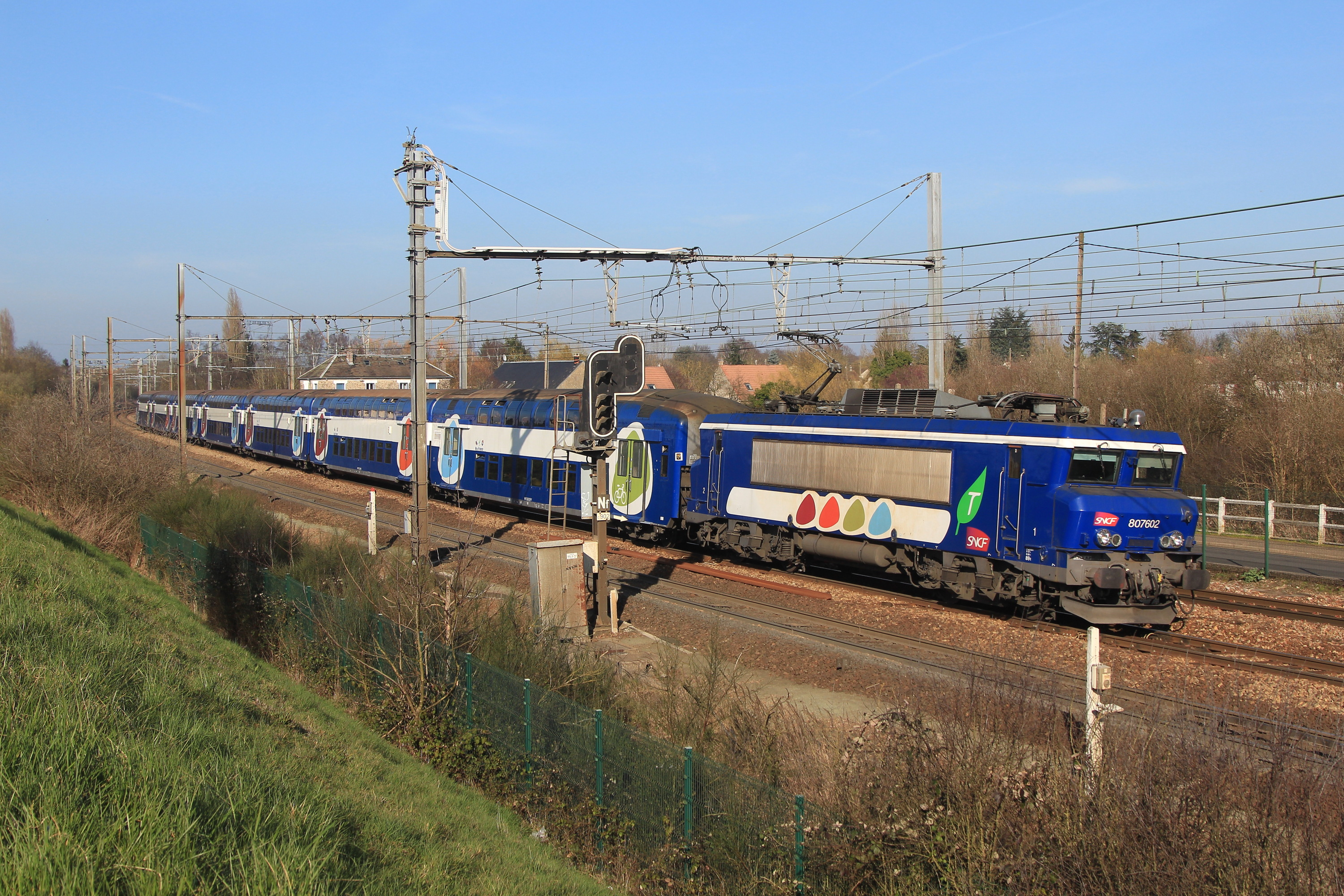
BB 7602 en tête d'une rame de VB 2N.
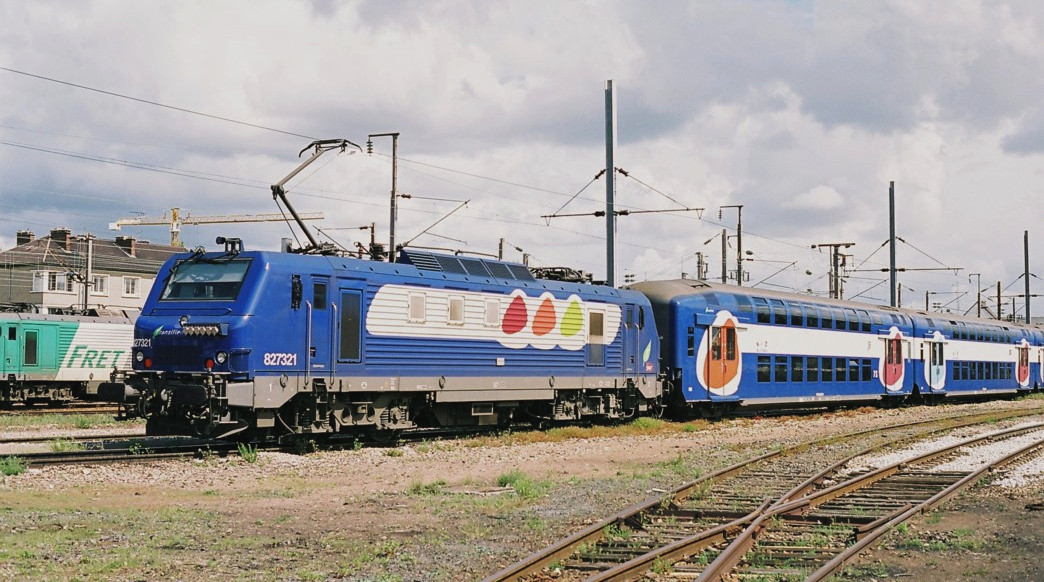
BB 27321 en 2008.
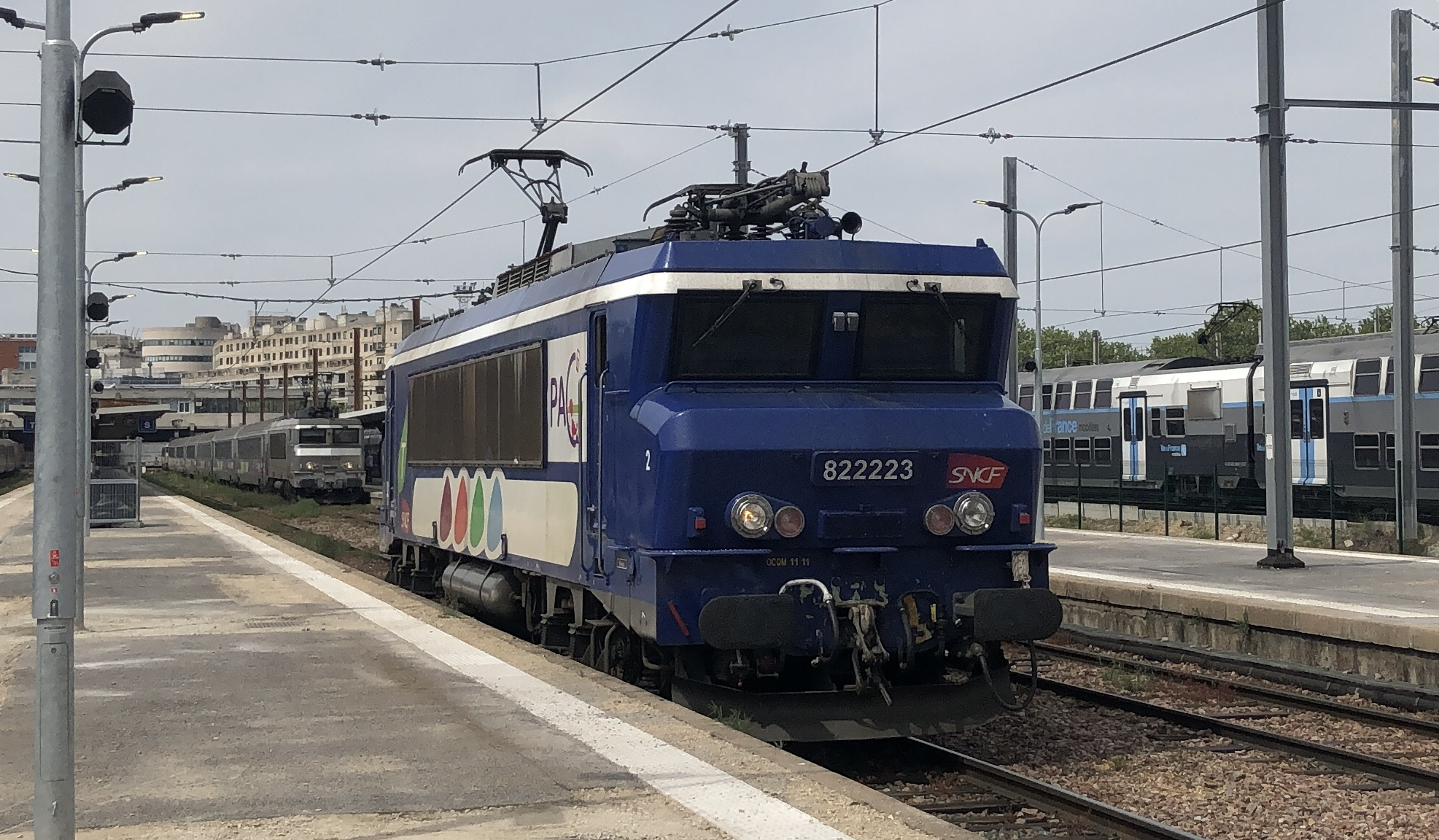
BB 22223 à Paris-Bercy.

#### Livrée Carmillon
Cette livrée est inspirée de la livrée du même nom apparue en 2011 sur des TGV PSE. Elle a été appliquée sur quelques locomotives BB 26000 portant la livrée grise. Elle a l'avantage d'être facile à pelliculer, sans remise en peinture onéreuse.
Cette livrée a également été testée sur la BB 22244. L'expérience n'étant pas concluante, la 22244 a depuis retrouvé sa livrée grise.
Elle est à base de gris, faces noires et bandes Carmillon. Le Carmillon est un dégradé de couleurs, spécialement créé pour la SNCF à partir rouge carmin et de rouge vermillon.

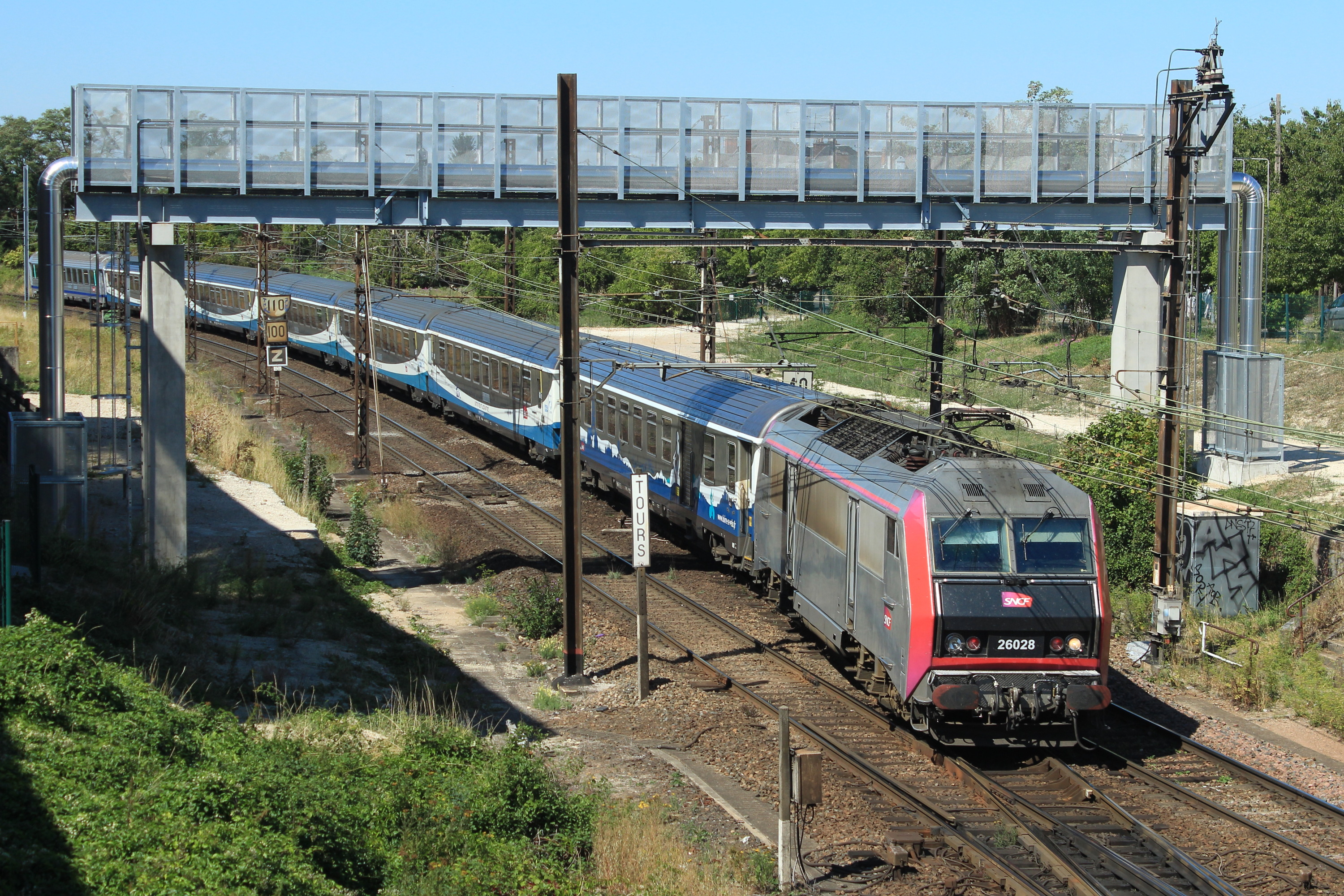
BB 26028 en tête d'un train Interloire.
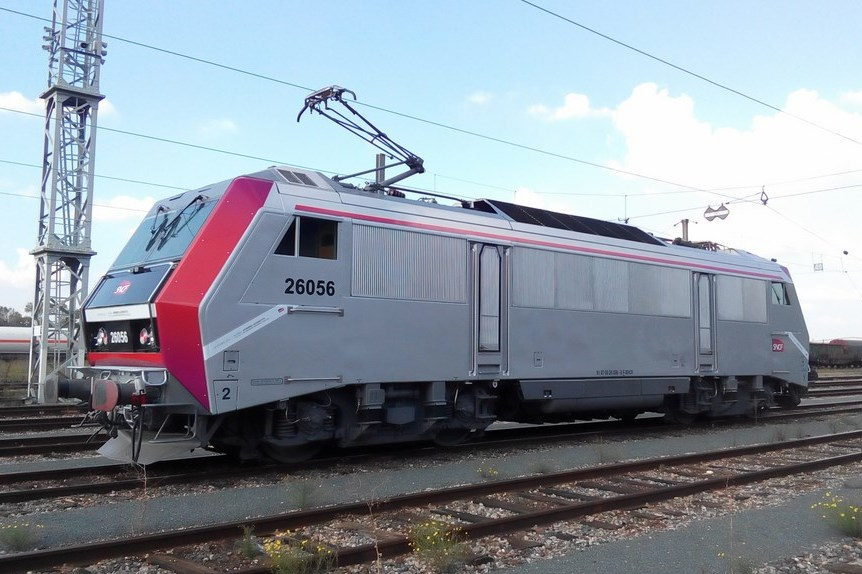
BB 26056.

#### Livrée Ouigo Train Classique
Cette livrée est apparue avec le lancement du service à bas coûts Ouigo Train Classique, à partir du 11 avril 2022. Les locomotives BB 22200 concernées sont peintes en rose, avec des portes bleu ciel, comme l'ensemble de la rame tractée (composée de voitures Corail).

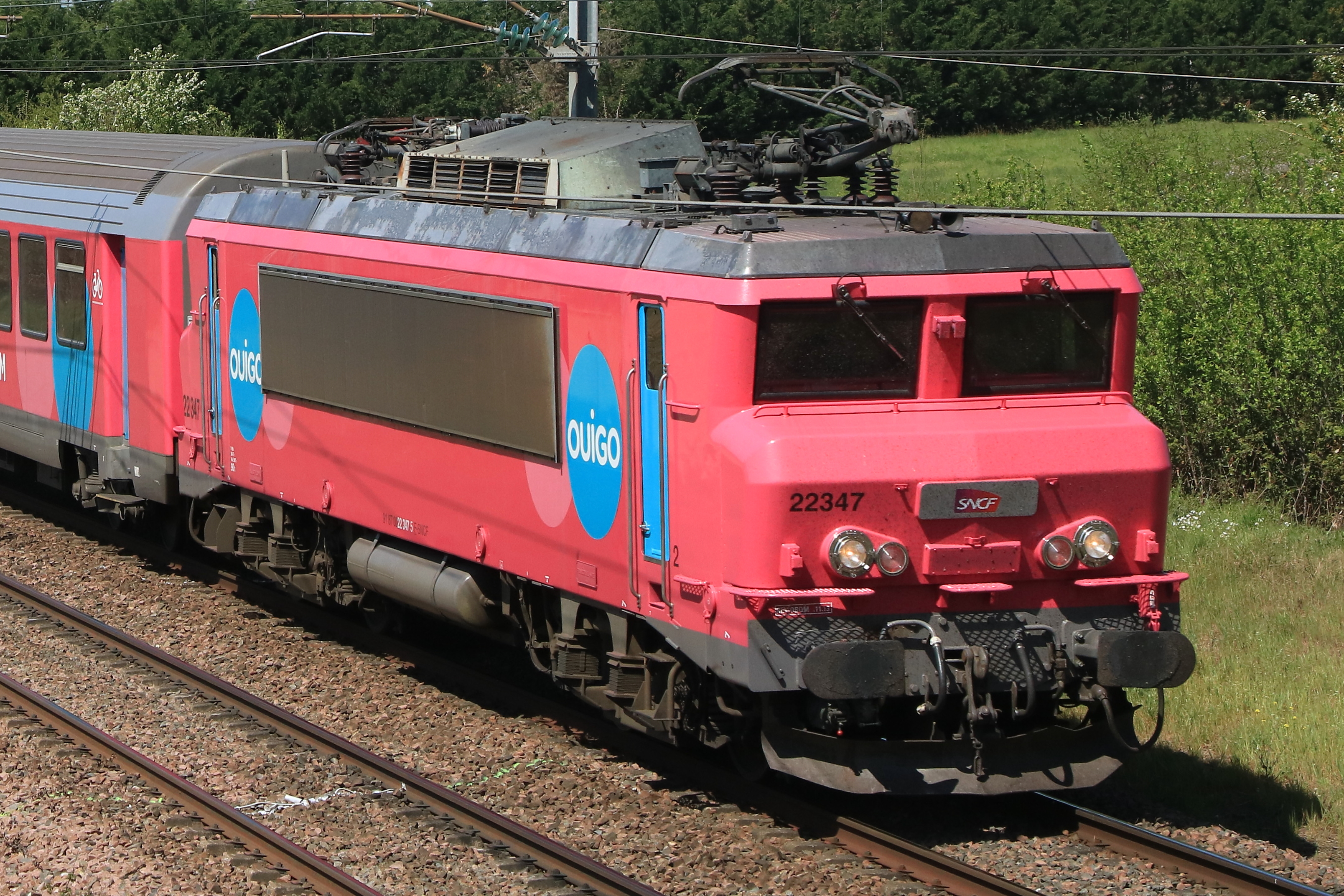
BB 22347.

#### Livrée TER
Cette livrée est utilisée sur les BB 22200 des réseaux TER Grand Est et TER Nord-Pas-de-Calais. Il y a encore quelques années, on pouvait les voir sur TER Provence-Alpes-Côte d'Azur en tête de rames réversibles régionales.
Fin 2016, elle commence à être appliquée aux BB 26000 du TER 200 alsacien. Lors de l'opération mi-vie des quatorze BB 26000 aptes à la réversibilité affectées au TER 200, ces machines reçoivent une nouvelle livrée à base de gris et de bleu afin de former une rame homogène avec les voitures Corail rénovées TER Alsace. Il en existe une variante où le bleu est remplacé par du noir.

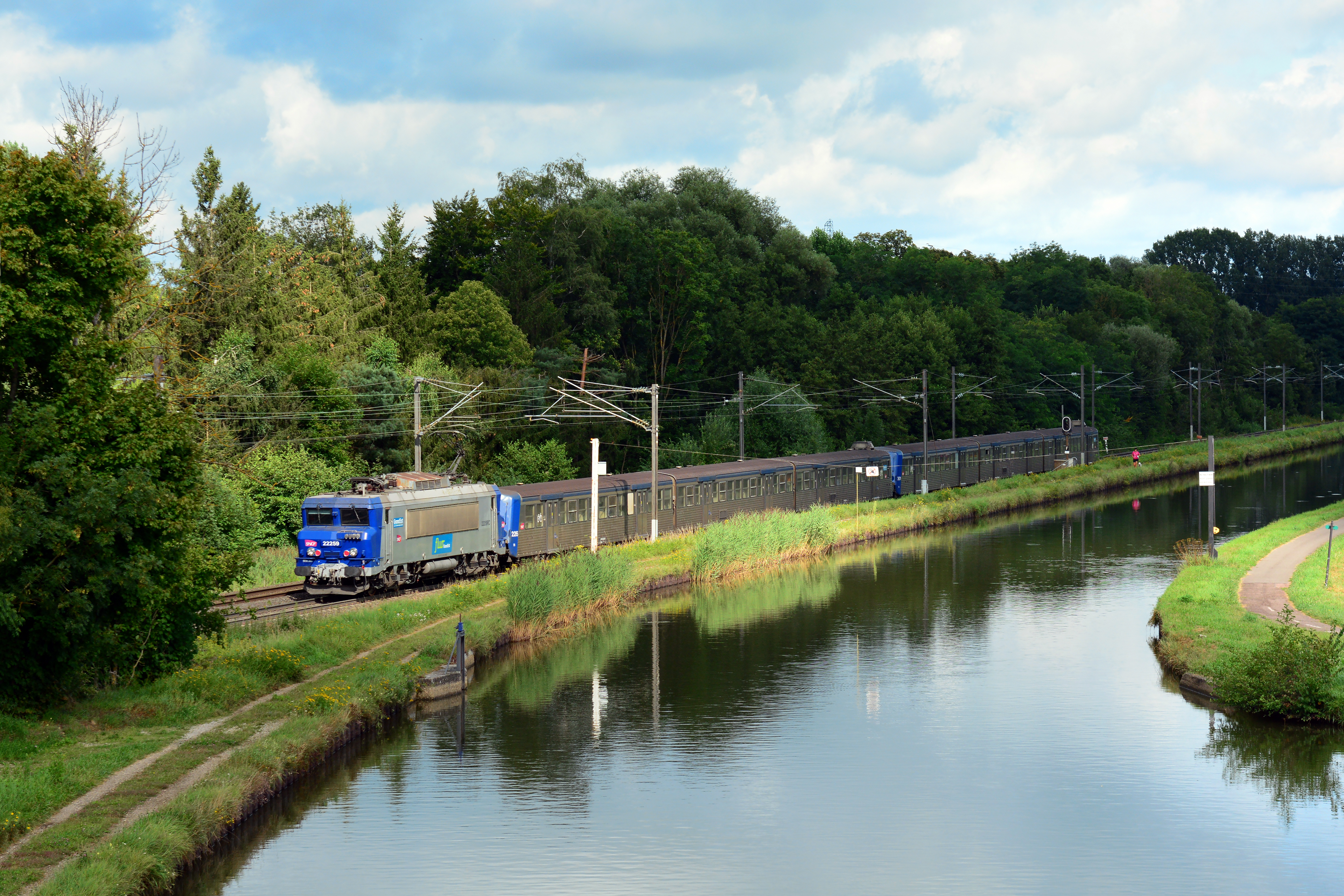
BB 22259 en queue de deux rames réversibles régionales.
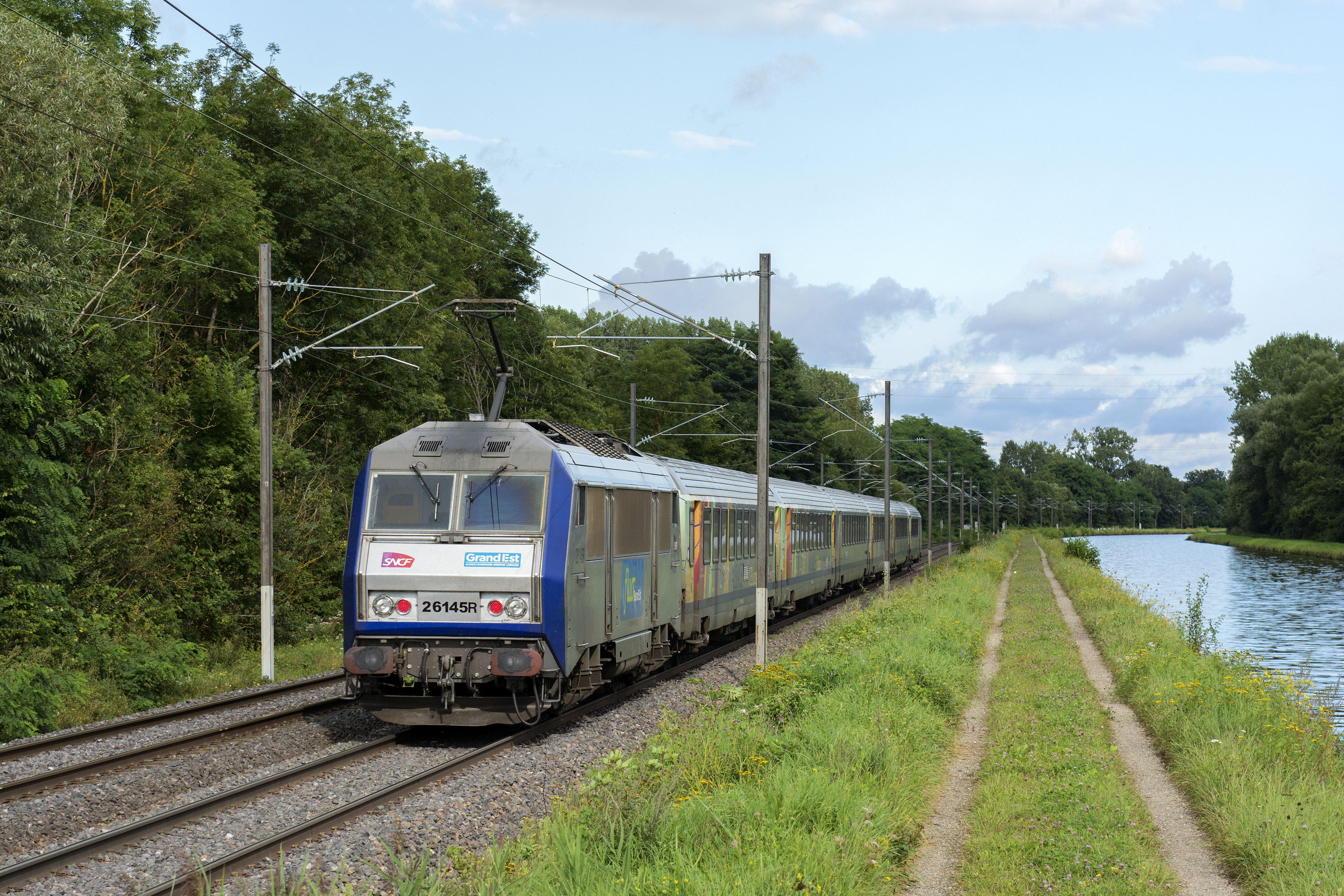
BB 26145 bleue.
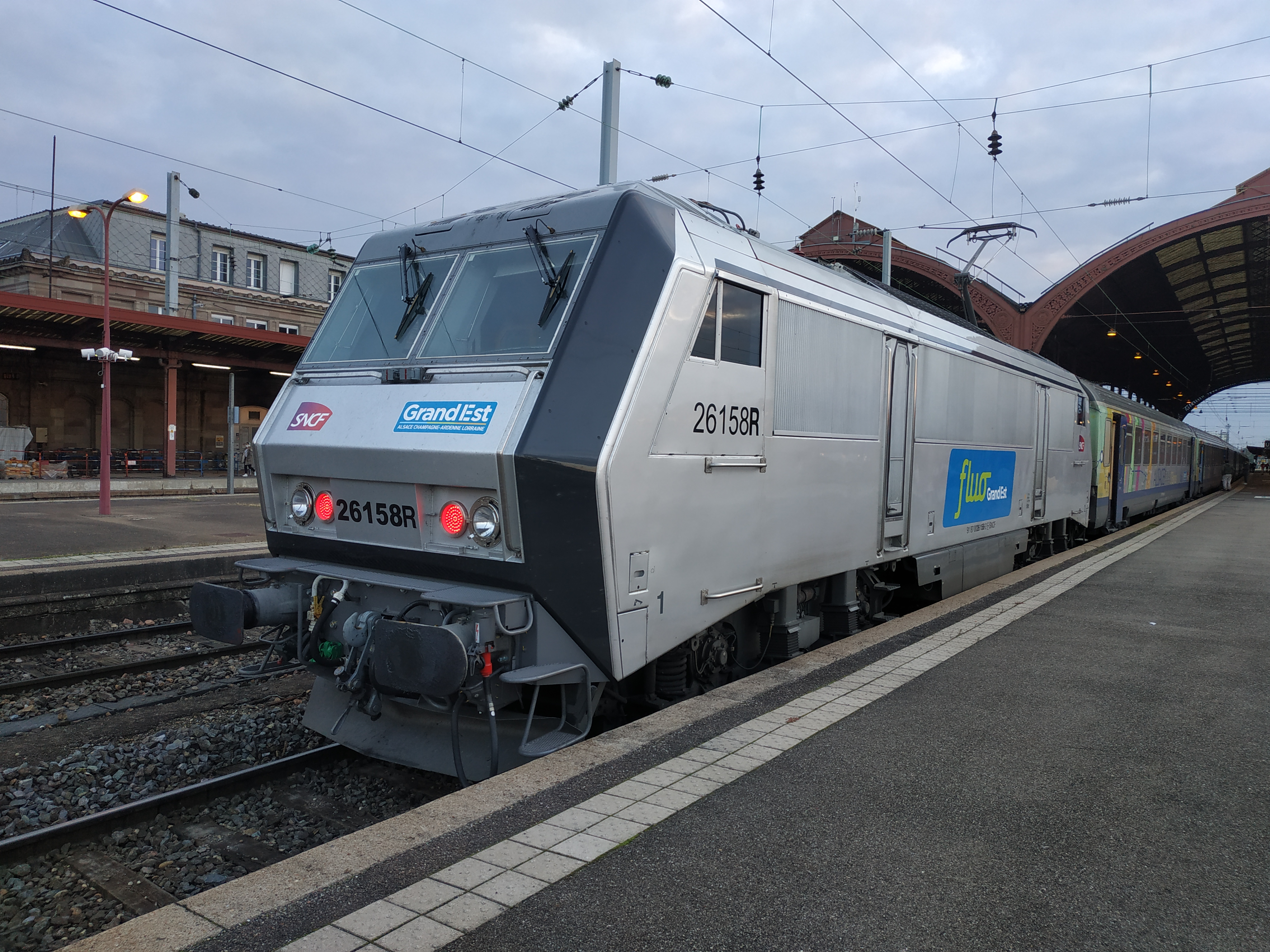
BB 26185 noire.

### Locomotives Diesel

#### Verte à bandes jaunes
Les premières locomotives Diesel sont sorties en livrée « vert extérieur » 306 à bande(s) « jaune bouton d'or » 411. Les 040 DA américaines disposaient d'une bande sur les faces latérales en haut de capot, complétée par 3 bandelettes de longueur croissante à l'avant afin de donner une impression de vitesse. Les 060 DA arboraient une bande ceinturant à mi-hauteur l'ensemble de la caisse et entourant les macarons SNCF sur les faces d'extrémité.

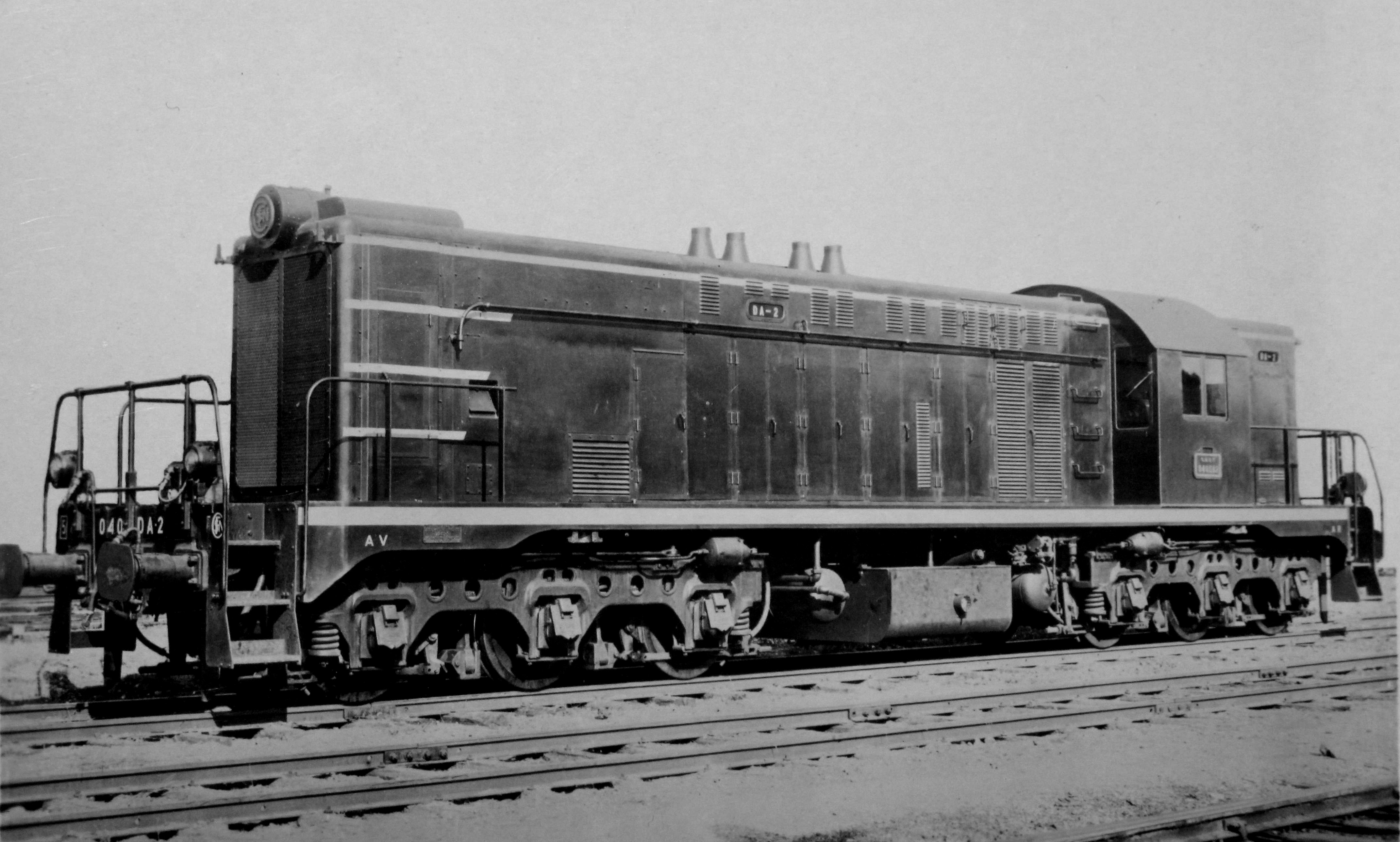
Livrée d'origine des 040 DA.
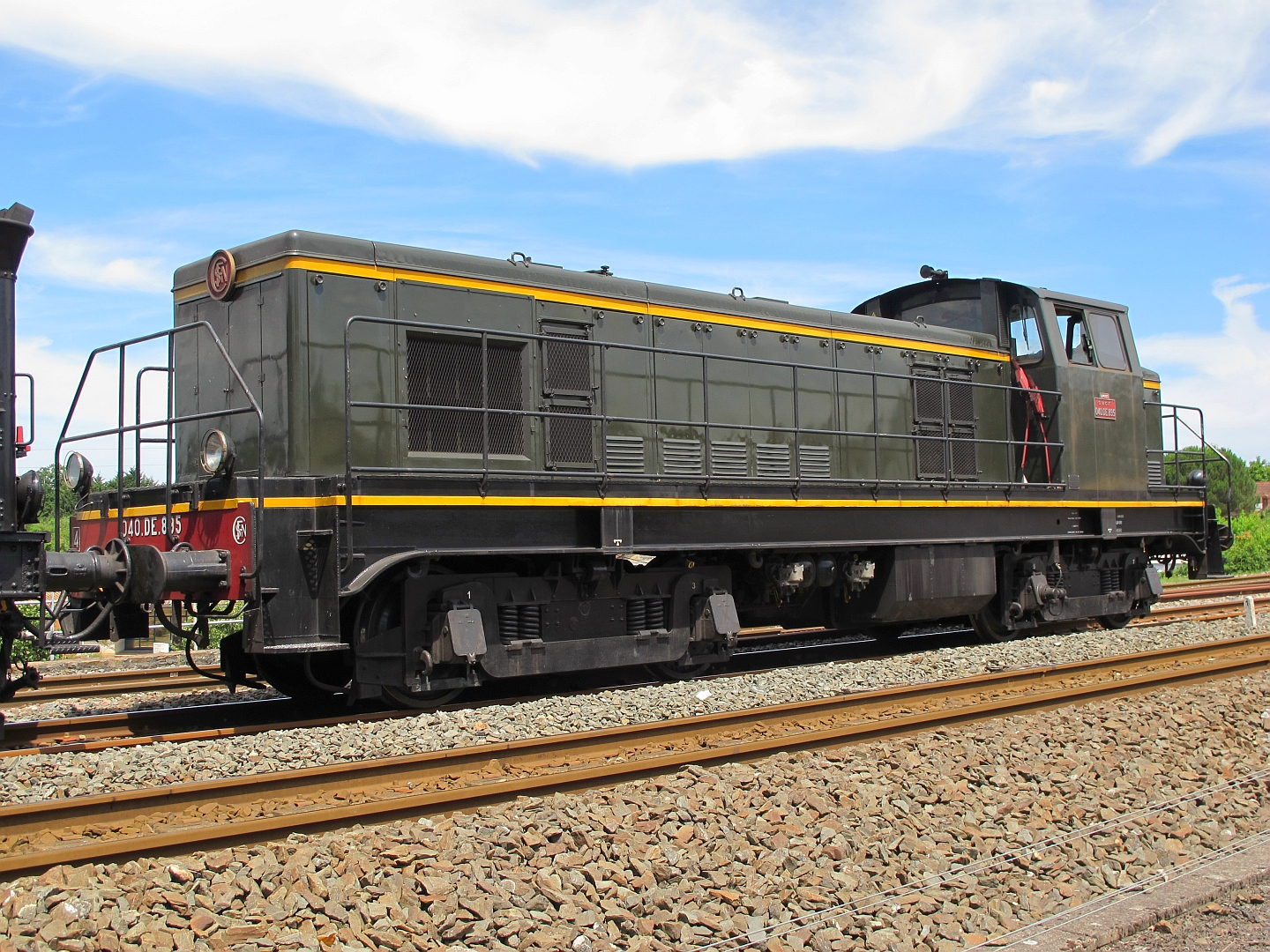
La 040 DE 895 en vert extérieur 306, châssis noir et traverse rouge vermillon.

#### Verte à filets jaunes
Elle est à base de vert celtique 301 à bandes jaunes 411 puis 401. Cette livrée débute avec la réception de matériel neuf des séries ci-dessous et se termine par son remplacement progressif par la livrée bleue.
Locotracteurs ou locomotives : Y 2100 • Y 2400 • Y 5100 • Y 6000 • Y 6200 • Y 6400 • Y 7100 • Y 7400 • Y 51100 • C 61000  • BB 63000 • BB 63500

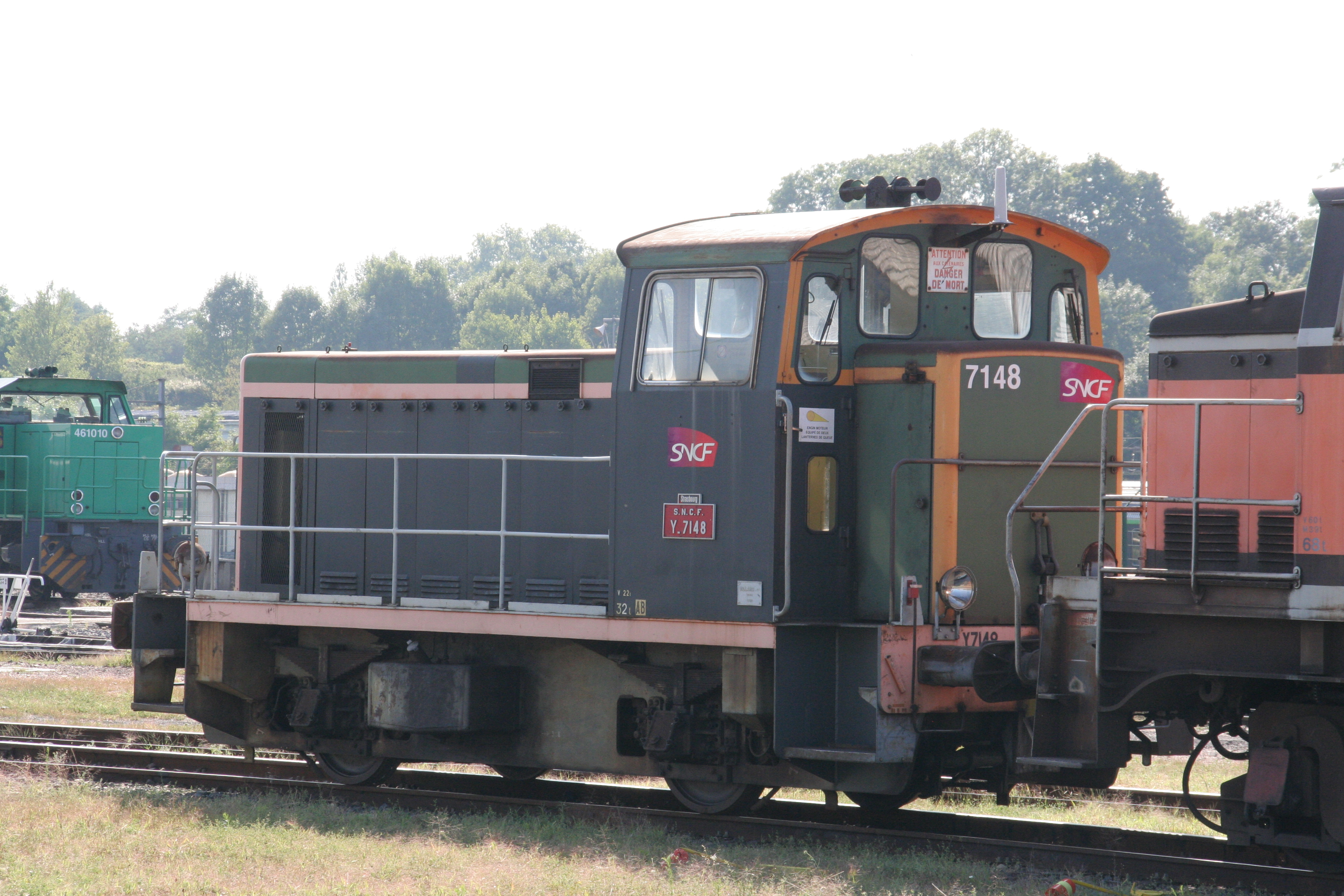
Y 7100 en livrée manœuvre.
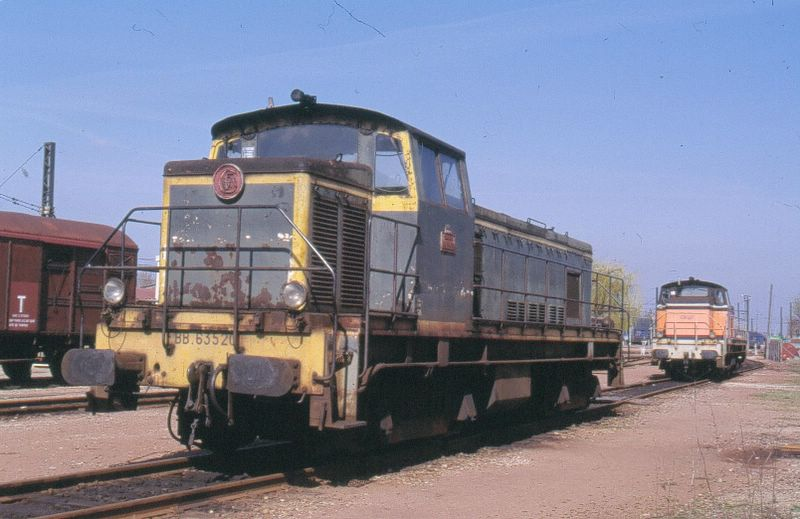
BB 63520.

#### Livrée bleue Diesel
À partir de 1957, les locomotives thermiques de ligne adoptent une livrée bleue à motif blanc avec la CC 65000. Des décorations en aluminium séparent les couleurs sur les premières versions des BB 67000 et A1AA1A 68000. Ces ornements ont, par la suite, été supprimés.
De nombreuses séries ont porté et portent encore cette livrée : BB 66000 • BB 66400 • BB 66700 • BB 67000 • BB 67200 • BB 67300 • BB 67400 • A1AA1A 68000 • A1AA1A 68500 • BB 69200 • BB 69400 • CC 72000

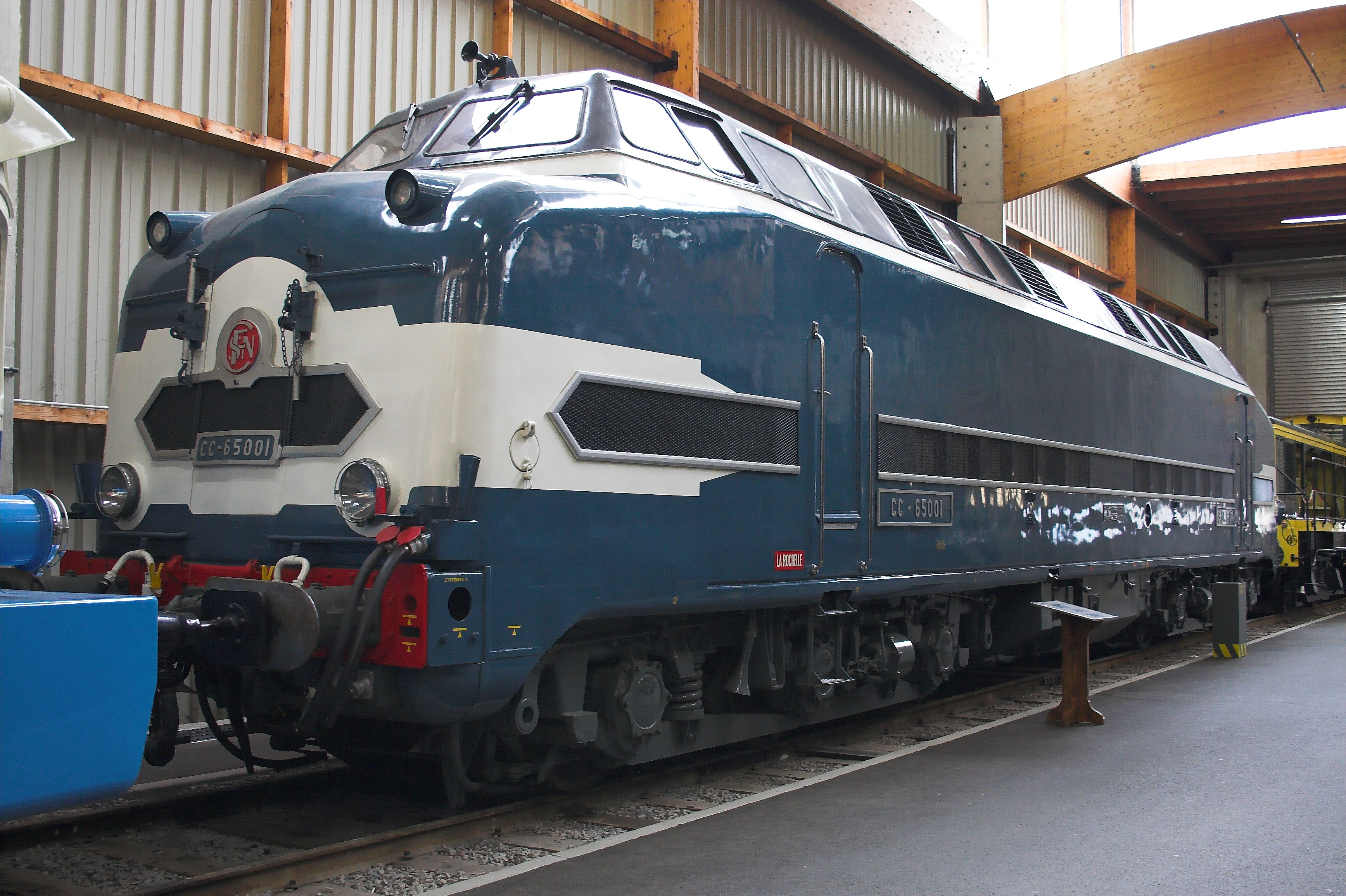
Livrée Diesel bleue à flèche blanche de la CC 65000.
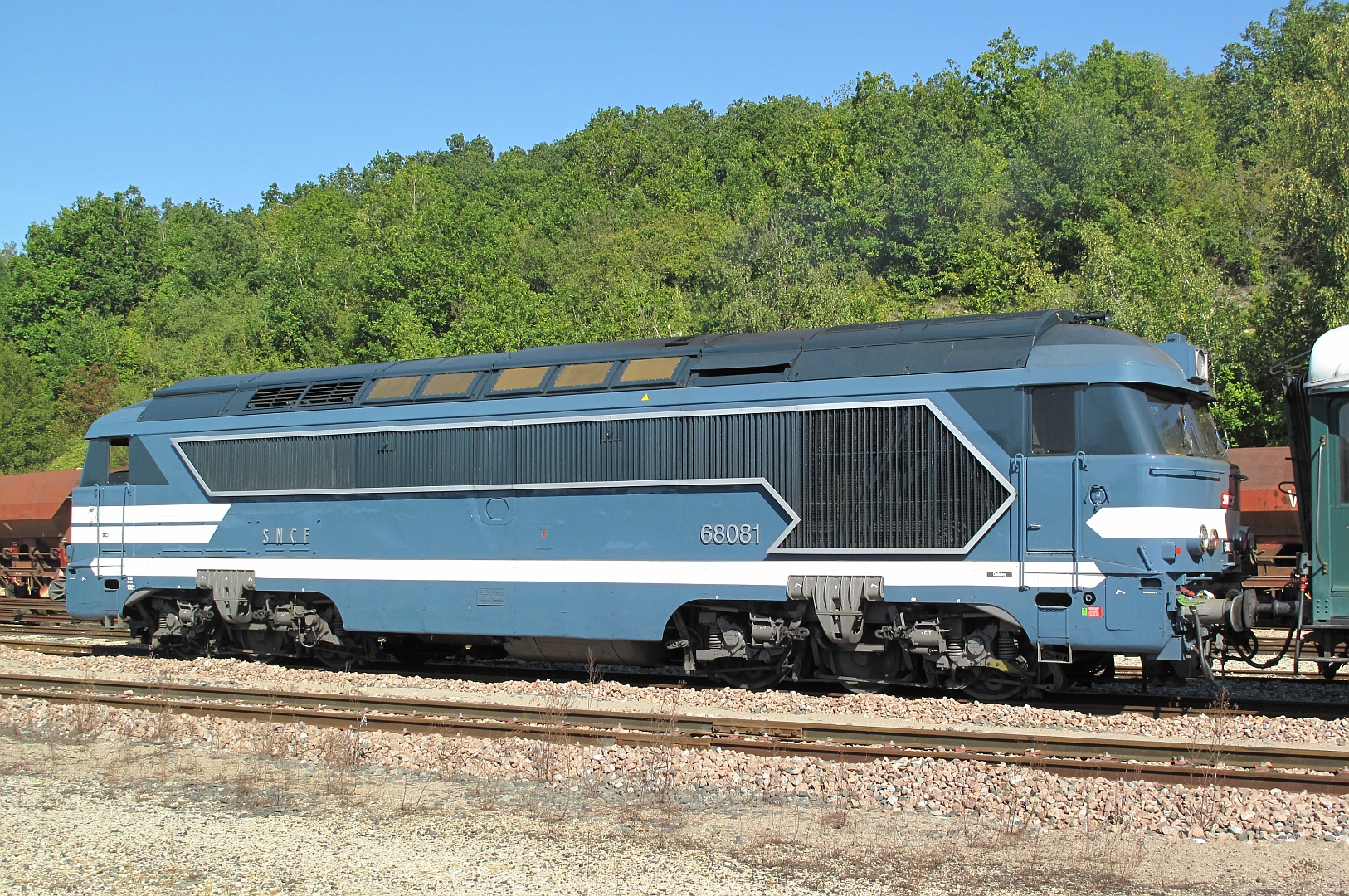
A1AA1A 68081.
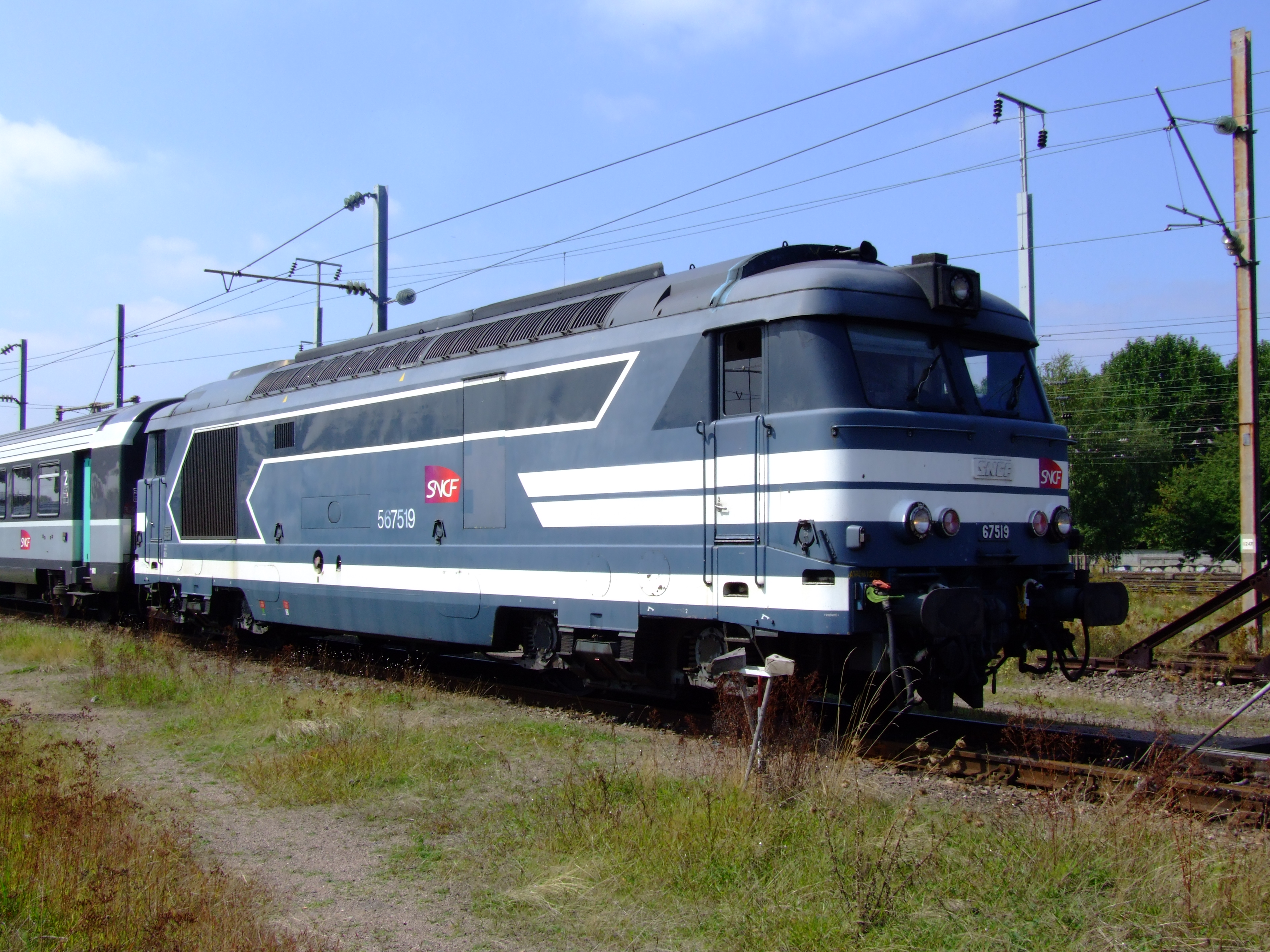
BB 67519.
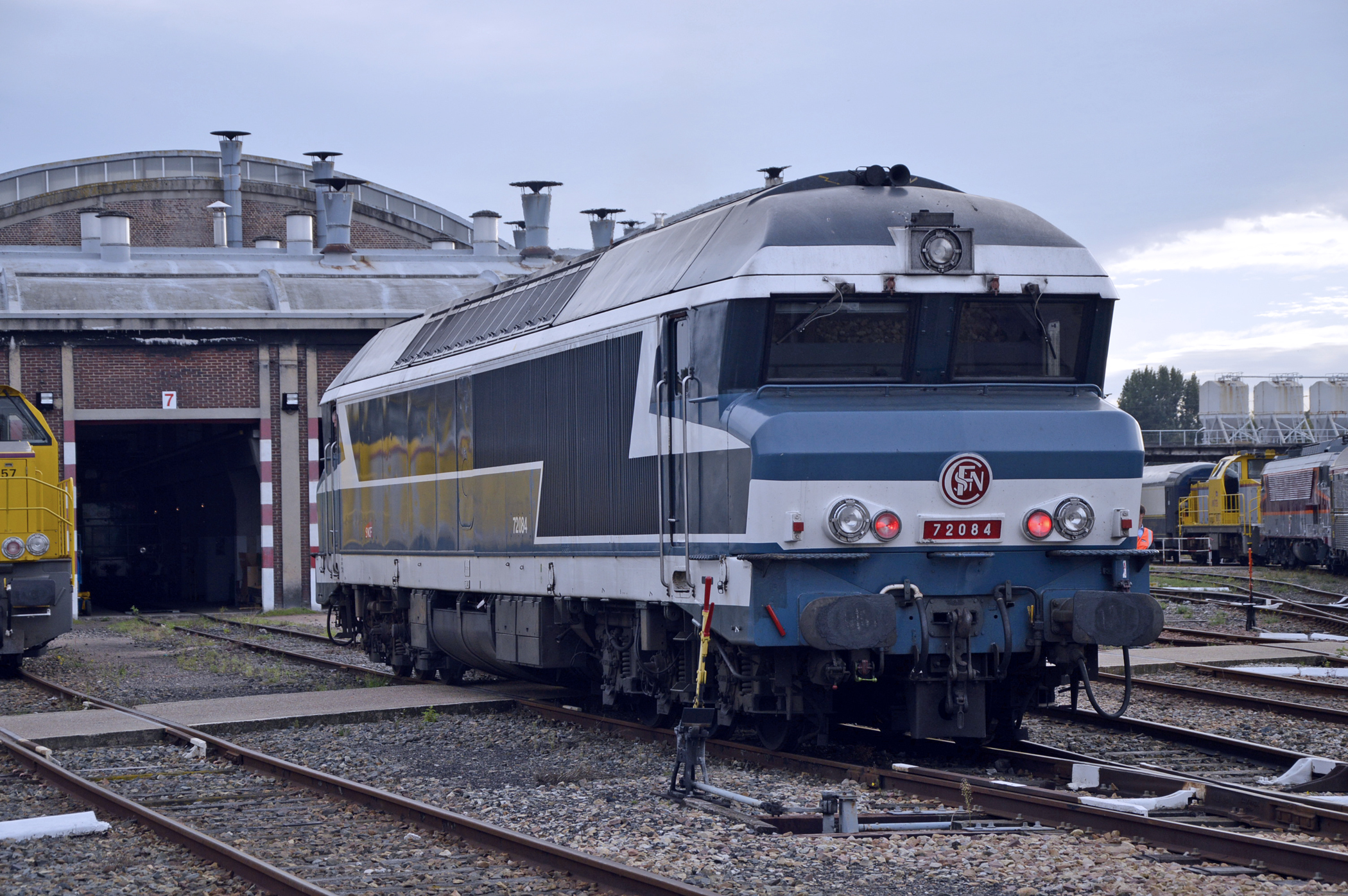
CC 72084 en livrée d'origine.

#### Livrée de manœuvre Arzens
La visibilité de la livrée verte à bandes jaunes appliquée habituellement sur le matériel étant jugée insuffisante par la SNCF, une nouvelle livrée est commandée au designer Paul Arzens à la fin des années 1970 pour les machines de manœuvre et les locotracteurs.
Il crée une livrée très voyante et contrastée à base d'orange chamois 432 pour la caisse, havane foncé 501 pour le dessus du capot/cabine, blanc pour les rambardes, le haut du tablier, les traverses d'extrémité, les marchepieds ainsi que la bande de visibilité haute du capot, l'entourage des baies et gris ardoise 807 pour les bogies et les coffres latéraux.
Les Y 8000 seront les premiers à recevoir cette livrée à leur sortie en 1977. Ils seront suivis par les Y 7100 et les BB 63500.
La BB63792 fut la première de sa série à arborer cette livrée en 1983.
L'orange chamois 432 vieillissant mal et virant au rose, son remplacement est décidé à partir de 1988, et d'autres adaptations sont apportées à la livrée pour conduire à la deuxième livrée Arzens. Les couleurs sont orange TGV 435 pour la caisse, havane foncé 501 pour le dessus du capot/cabine, la bande de bas de caisse, gris béton 804 pour les rambardes, le haut du tablier, les traverses d'extrémité, les marchepieds ainsi que la bande de visibilité haute du capot, l'entourage des baies, gris ardoise 807 pour les bogies, les coffres latéraux, la partie basse du tablier et les marchepieds et immatriculation et logo "nouille" adhésif sur la cabine et les extrémités.
Cette livrée a été adoptée sur les locotracteurs Y 7100, Y 7400, Y 8000 et Y 8400 et locomotives : BB 63500, BB 64700 / TBB 64800 et BB 66700.

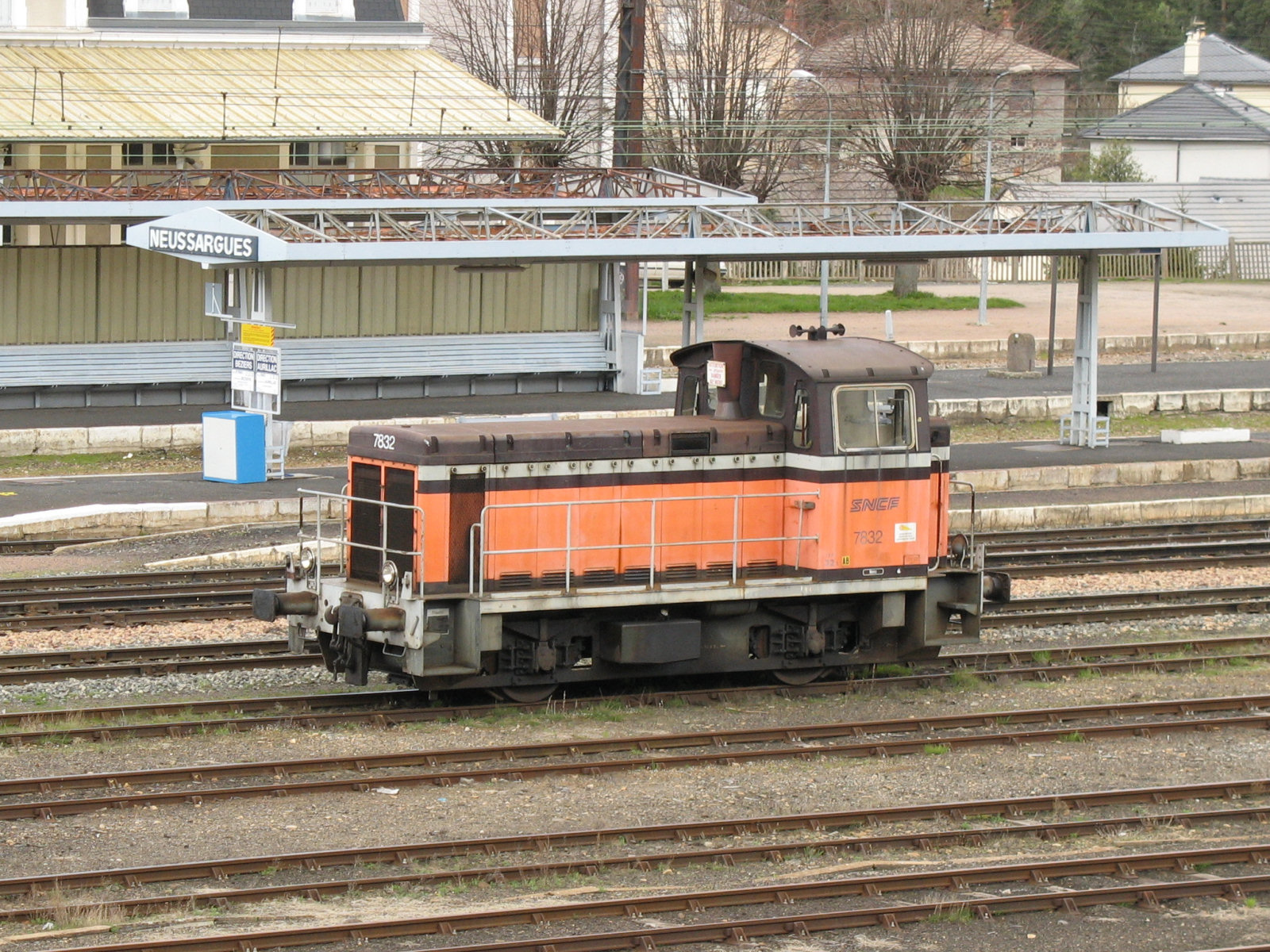
Y 7832.
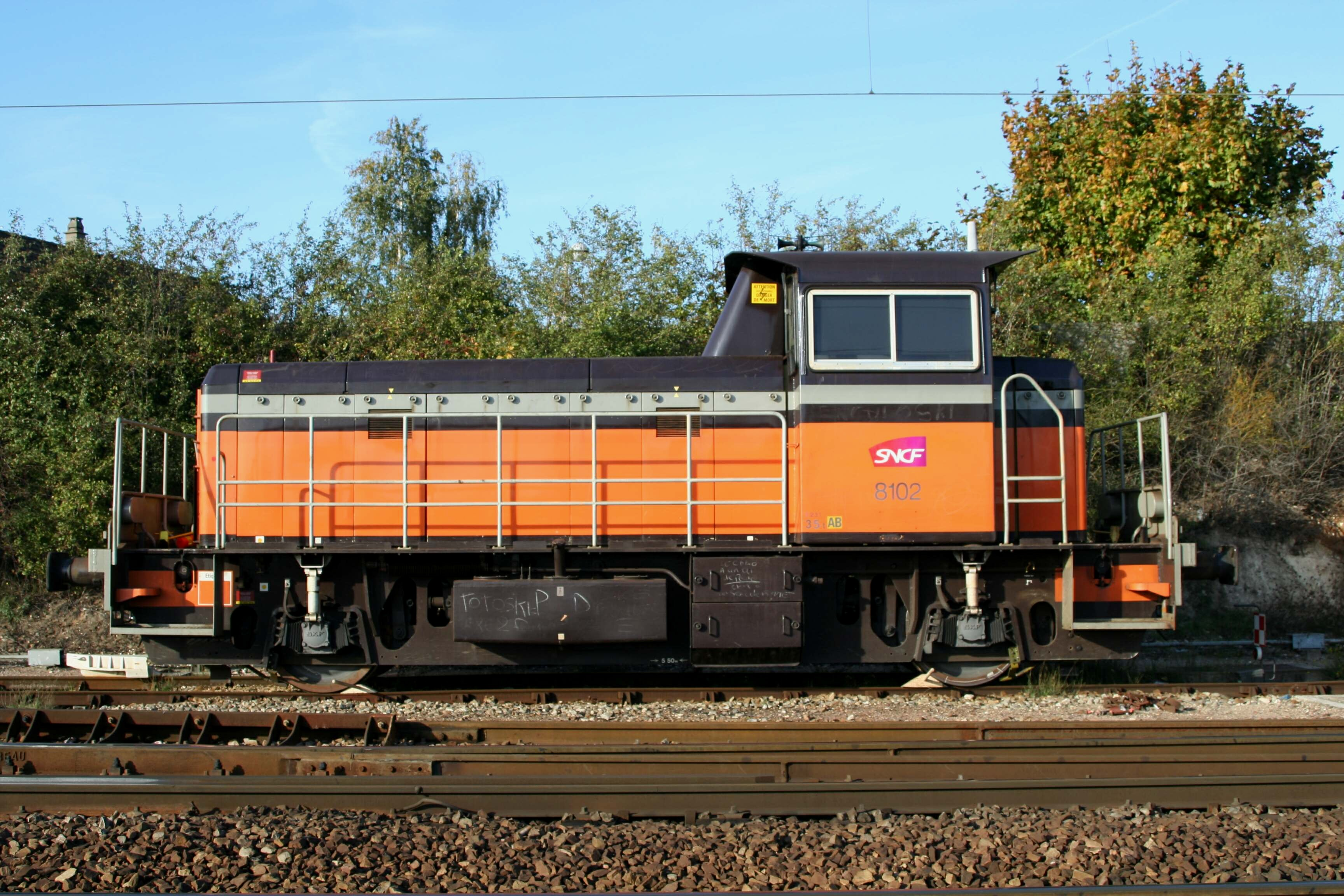
Y 8000.
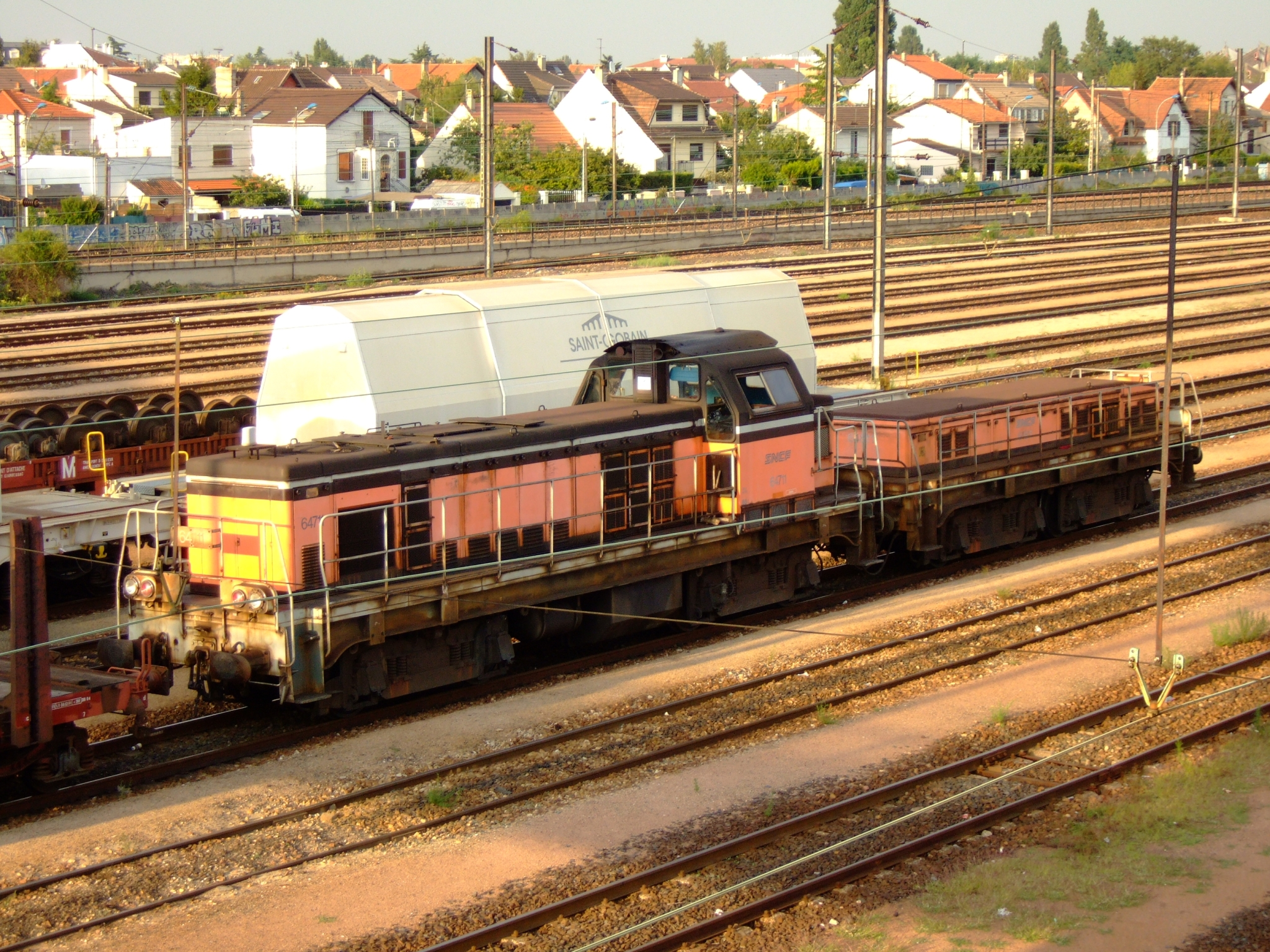
Une BB 64700 et son truck TBB 64800, avant modernisation.
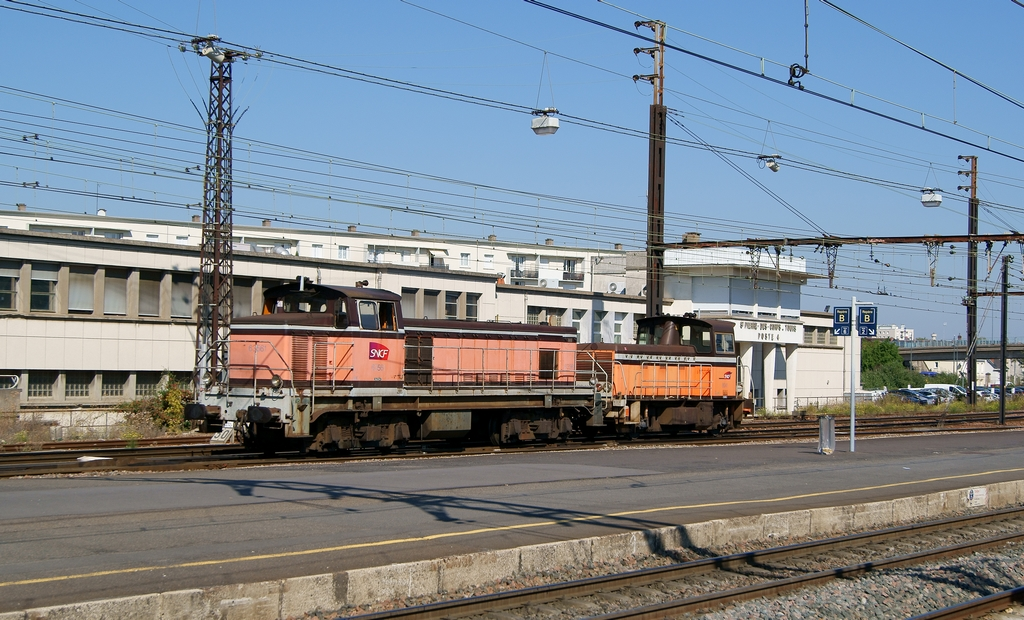
BB 63500 délavée, à comparer à la couleur du locotracteur derrière elle.
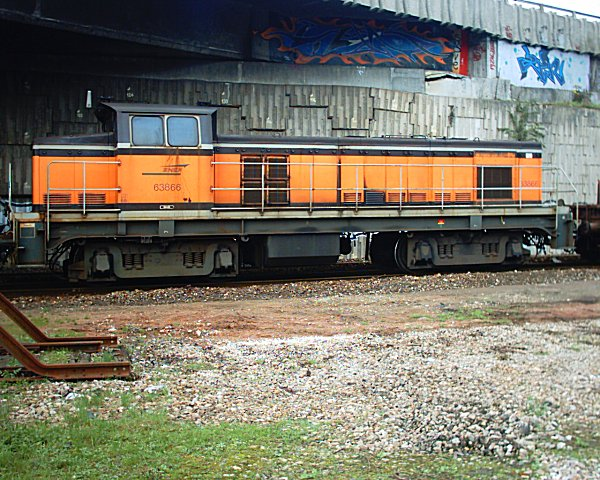
BB 63500 version 1988.

#### Livrée Infra
À la création de l'activité infrastructure de la SNCF, nommée « Infra », une nouvelle livrée est adoptée, sur le même modèle que la livrée fret. Elle est à base de jaune bouton d'or 411, gris métallisé 862, gris orage 844, avec une bande oblique blanc 701 accueillant l'inscription INFRA.
Elle fut appliquée en test uniquement sur la BB 67210 et la BB 63617, renumérotée BB 64601.
Au cours des années 2000, une nouvelle livrée Infra est appliquée. Elle est, elle aussi, à base de jaune bouton d'or 411 et gris métallisé, mais sans bande oblique blanche, avec une bande Carmillon horizontale sur le pourtour et l'inscription INFRA circulaire. Les BB 79000 sortent d'usine avec cette livrée, le logo INFRA étant cependant remplacé par le logo SNCF Réseau.

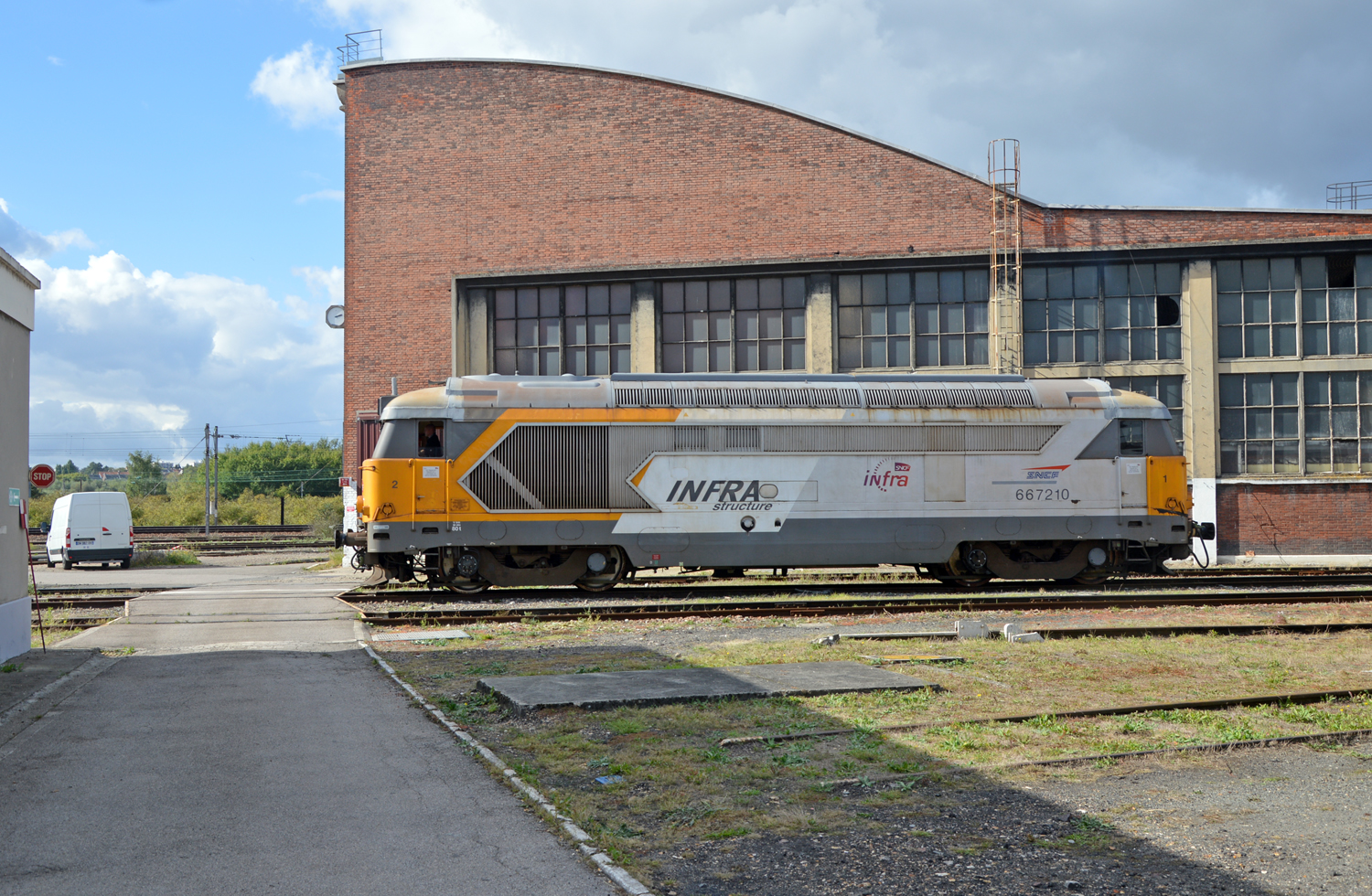
BB 67210 en livrée Infra (première version).
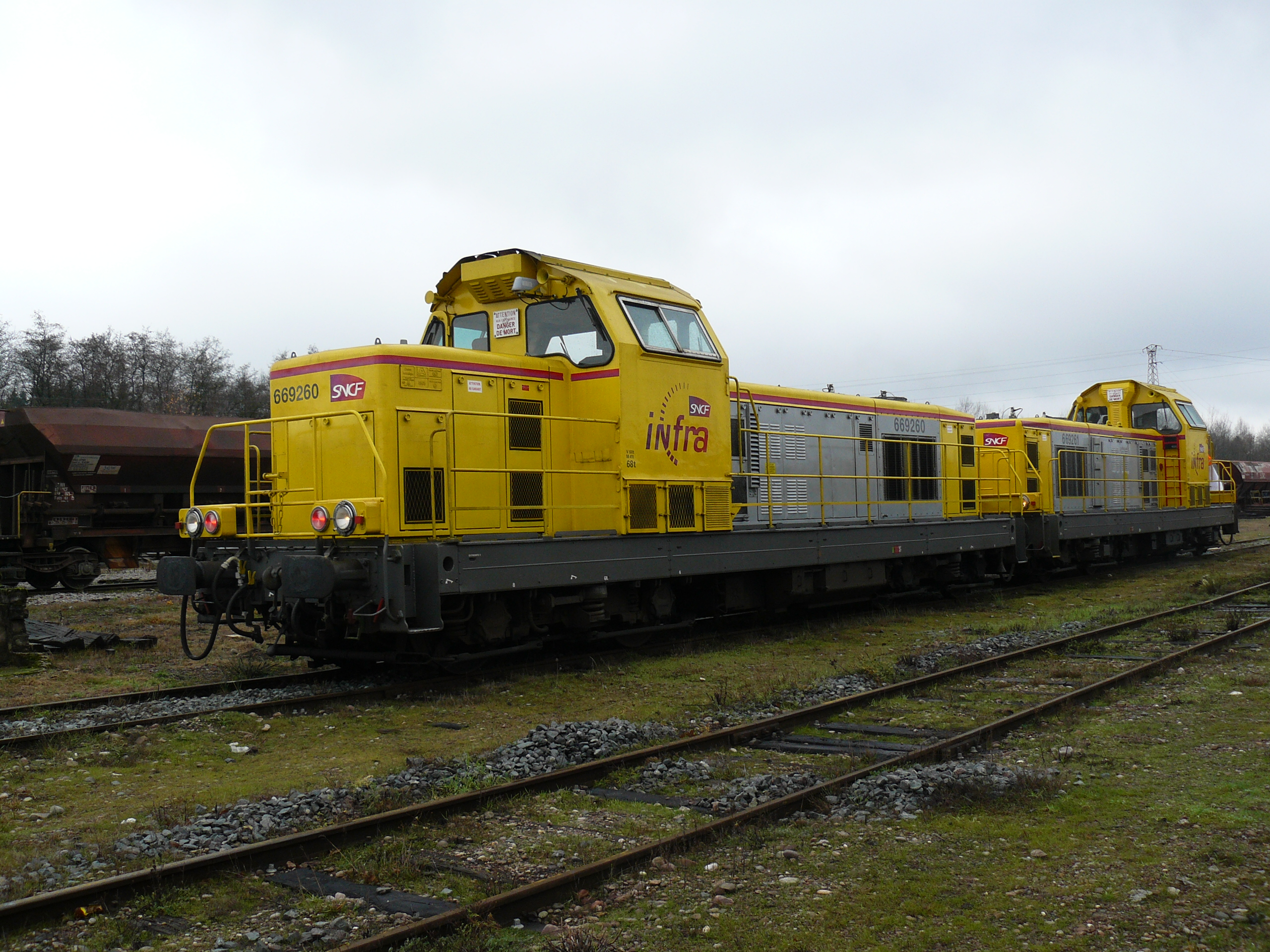
BB 69260 et 69261 en livrée Infra nouvelle version.
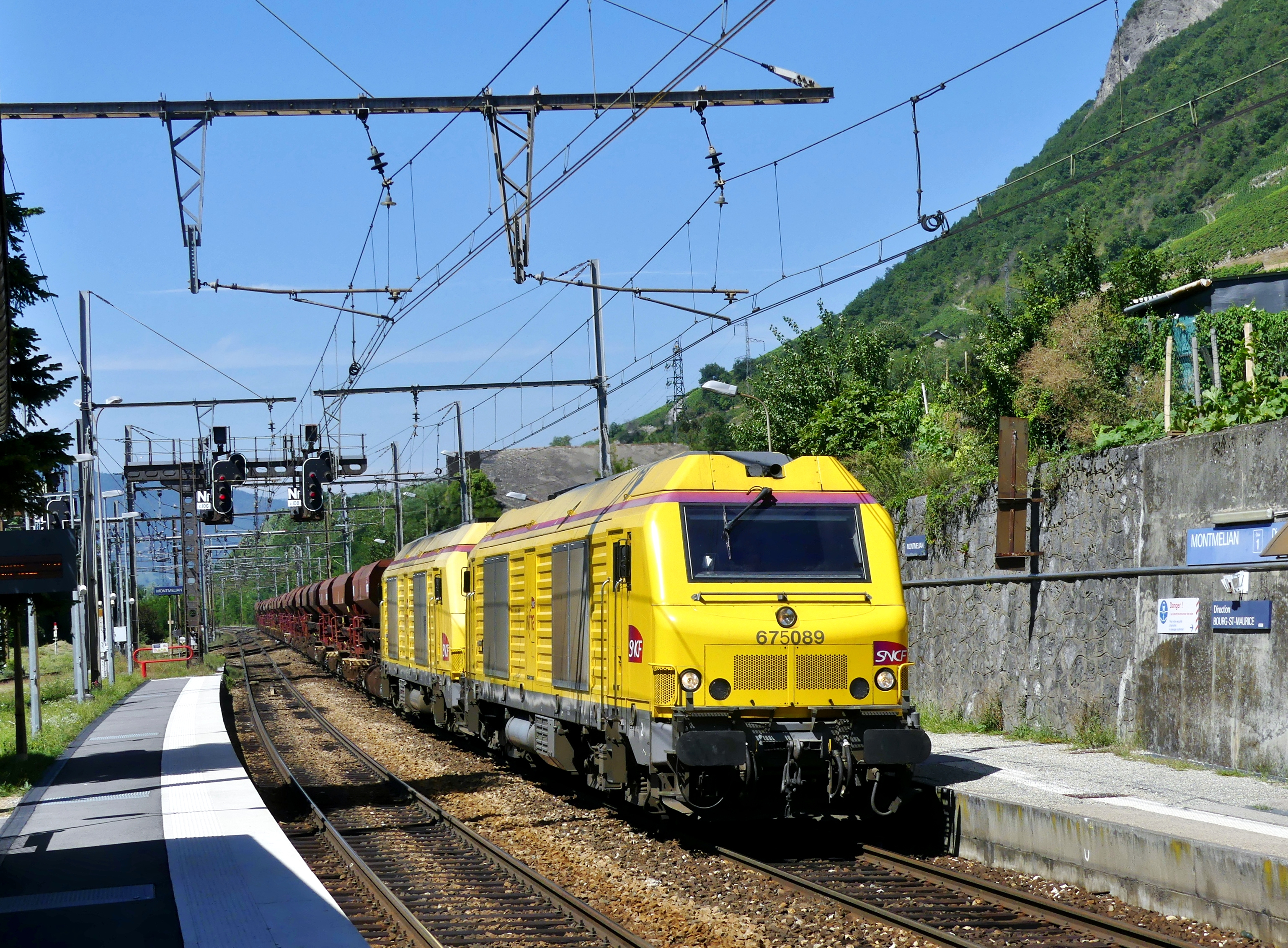
Unité multiple de BB 75000.
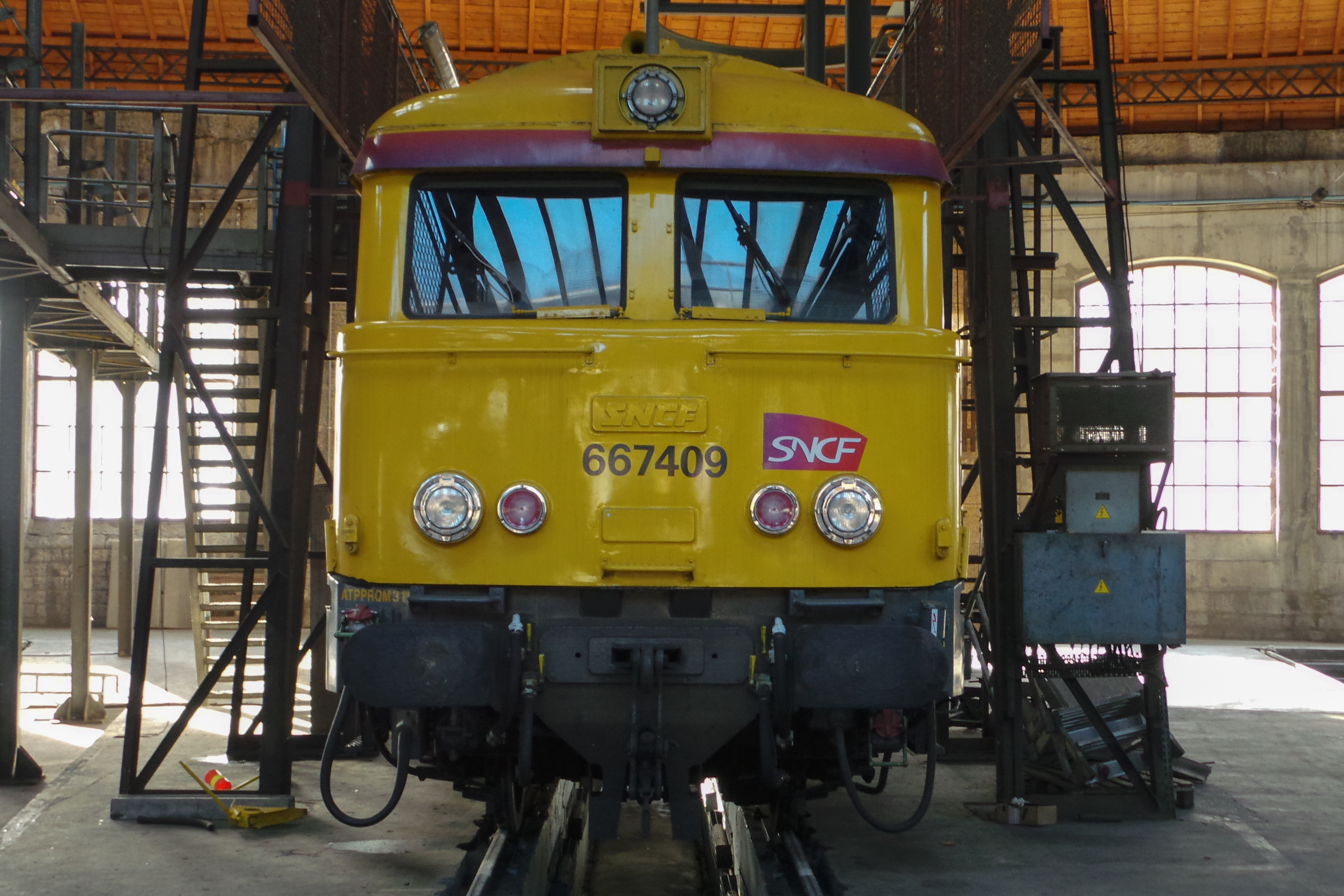
BB 67409 sous la rotonde de Chambéry.
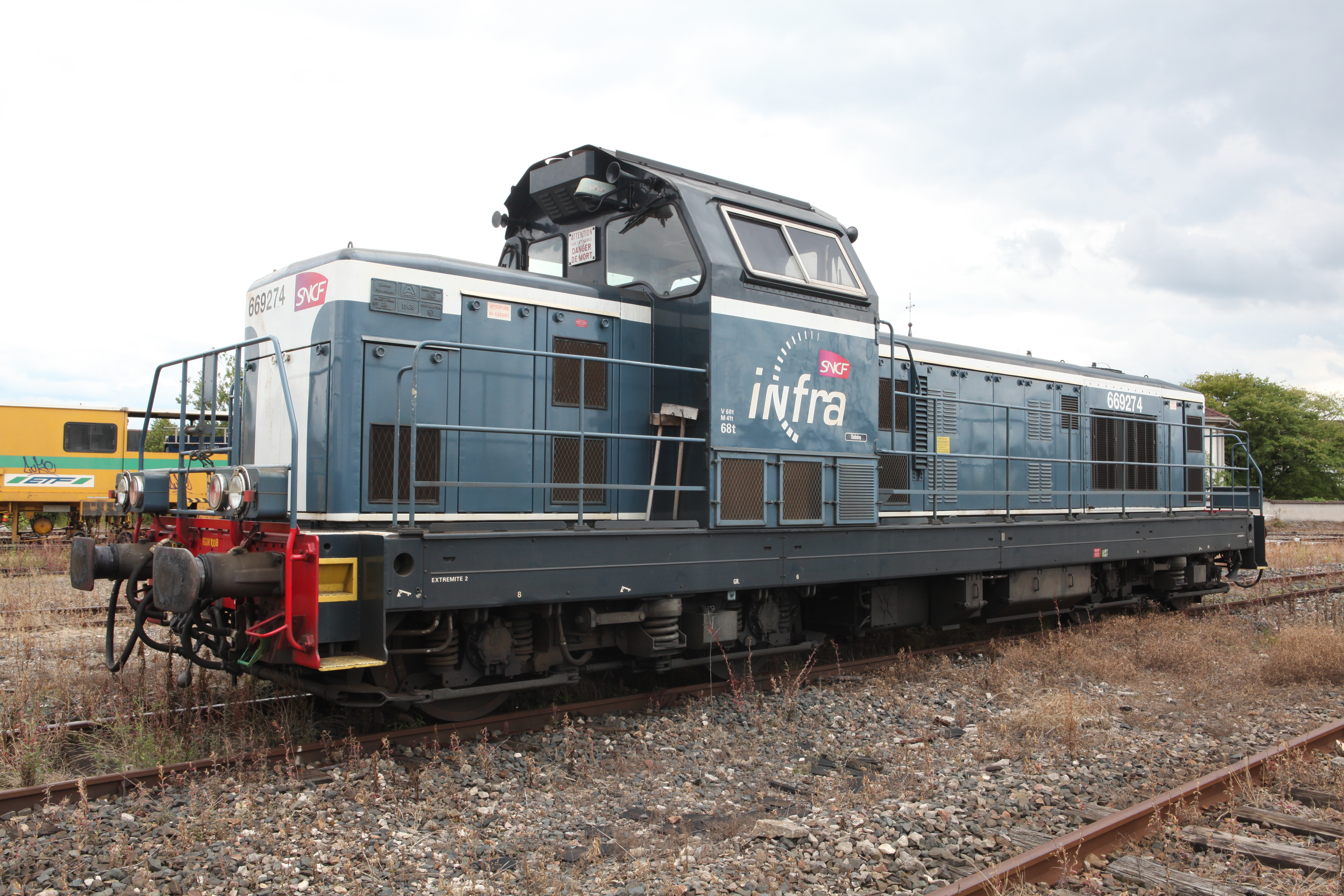
Cas particulier, livrée bleue et logo Infra circulaire.

#### Livrées Corail + et Isabelle
En 1995, parmi les 5 prototypes de la livrée Corail +, deux machines diesel, la CC 72006 et la BB 67373 arborent la tenue avec une teinte bleu clair (la livrée Isabelle) en lieu et place du rouge pour les locomotives électriques. Lors de la généralisation de la livrée à d'autres engins du parc diesel, cette couleur bleue est abandonnée pour ne conserver que les engins décorés de rouge. Comme pour les locomotives électriques, une ultime version en gris plus clair est sortie.
Les CC 72000 qui avaient reçu cette livrée l'ont perdue lors de leur remotorisation et arboraient la livrée En Voyage jusqu’à leur radiation.
Le 25 avril 2021, les bandes rouges de la BB 67424 Corail + sont repeintes en bleu clair, ce qui en fait la troisième locomotive à avoir reçu la livrée Isabelle (la seule à la porter en 2021).

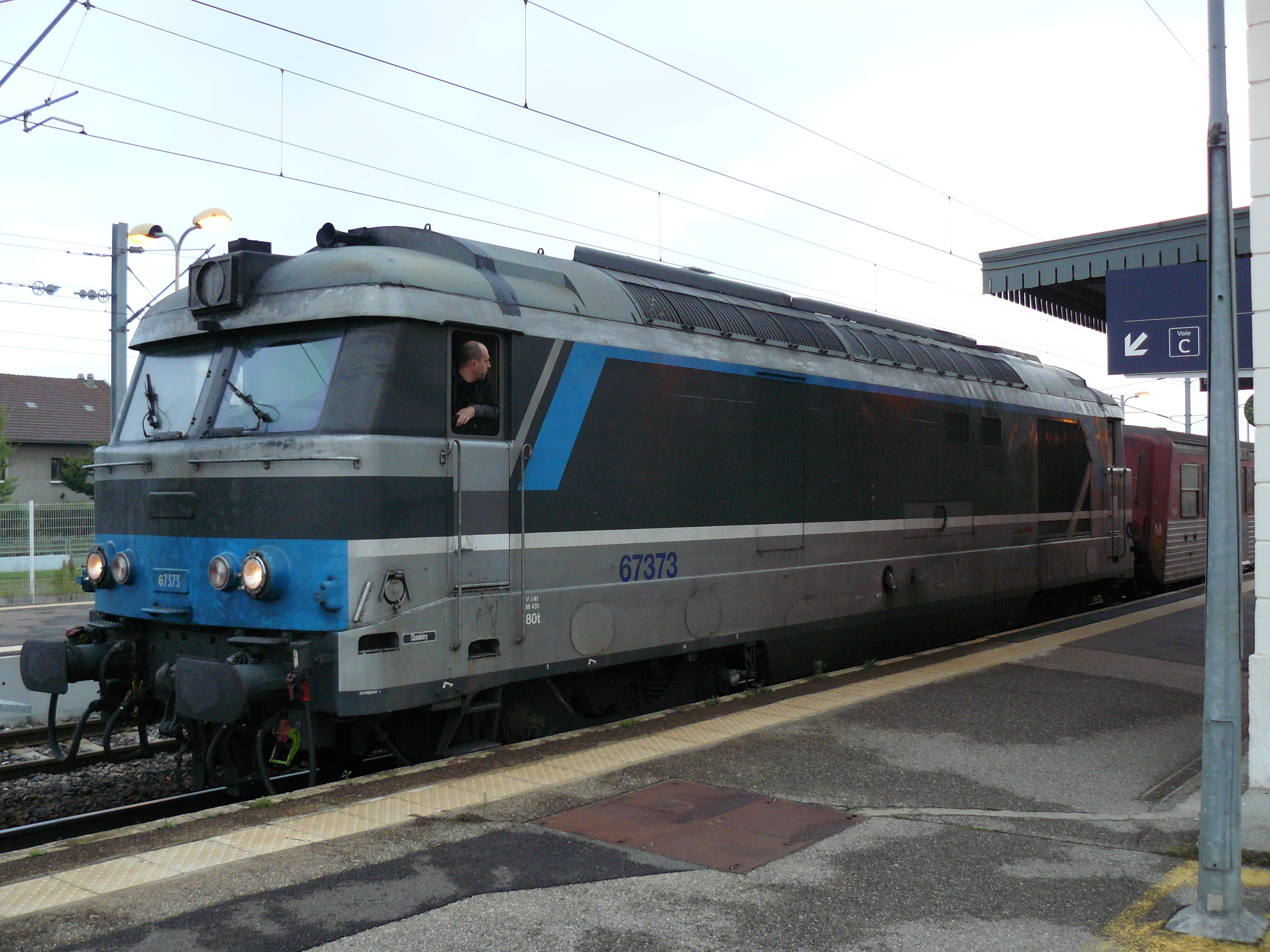
La BB 67373 en couleur prototype.
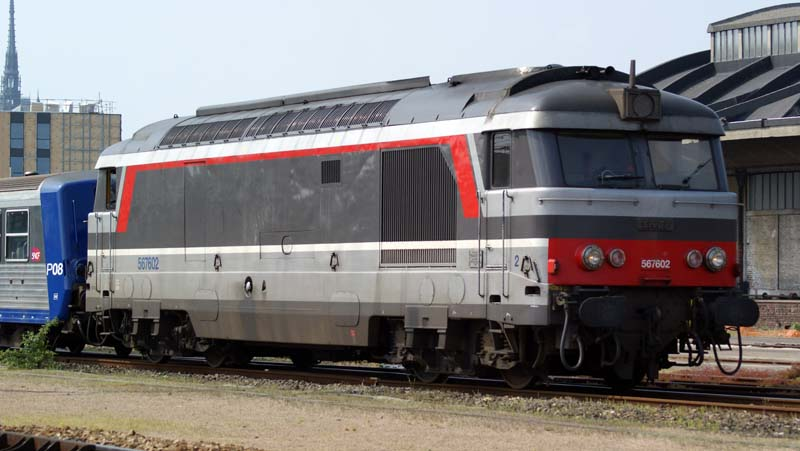
BB 67602 en tête d'une RRR à Amiens.
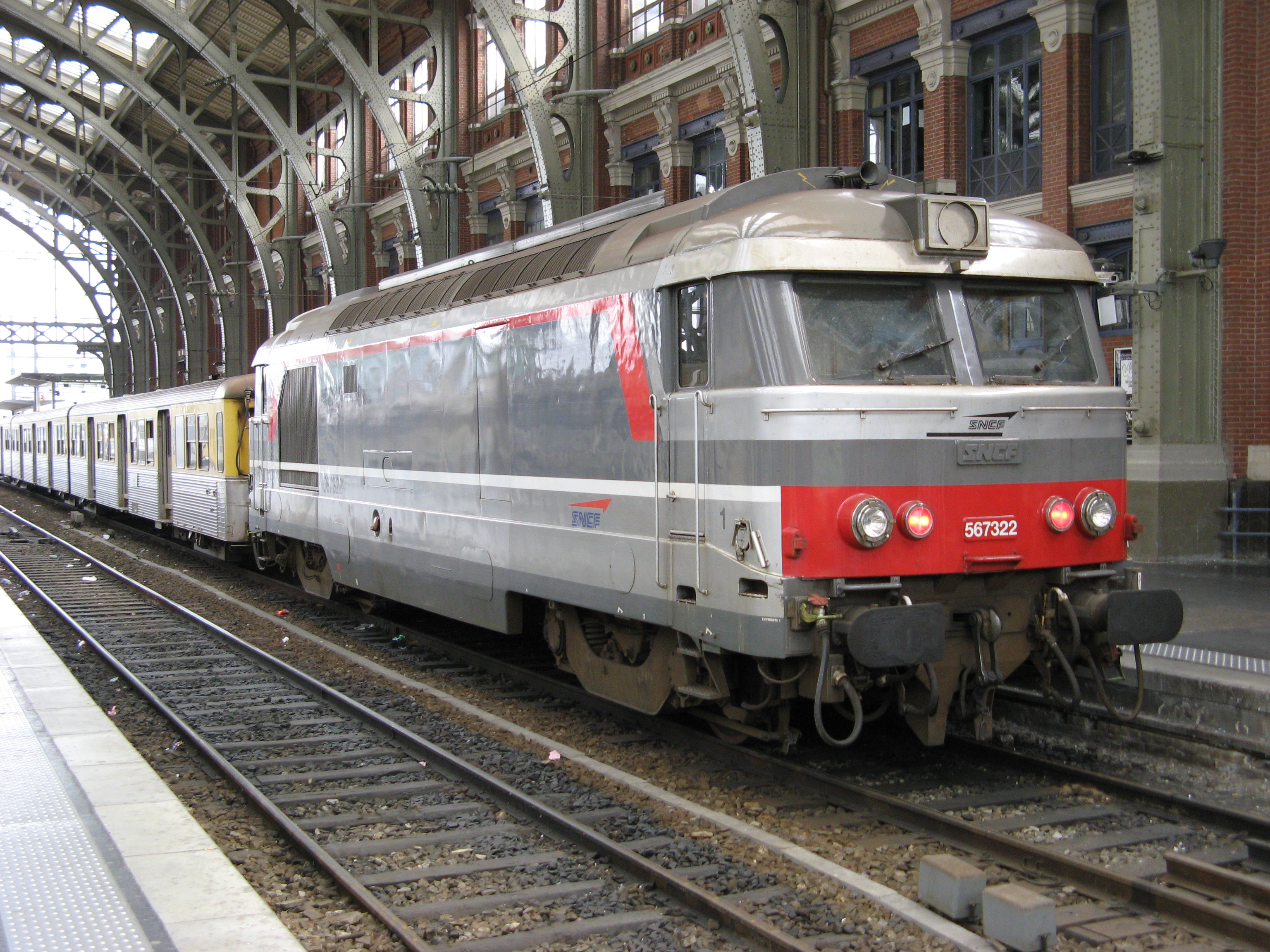
BB 67300 gris clair.

#### Livrée Fret
Comme pour les locomotives électriques, le matériel diesel de Fret SNCF se voit revêtir la livrée spécifique, vert jade 323, gris métallisé 862, gris orage 844 avec une bande oblique blanc 701 accueillant l'inscription FRET.
Les séries de machine concernées : BB 63500, BB 64700 / TBB 64800, BB 66000, BB 66400, BB 66700, BB 67300, BB 67400, A1AA1A 68000, A1AA1A 68500, BB 69200, BB 69400, CC 72000 et Y 8000. Les BB 75000 et BB 60000 sortent neuves d'usine dans cette livrée, et les BB 61000 sont repeintes dans ces tons lors de la signature de leur location.
Certains locotracteurs portent également cette livrée.

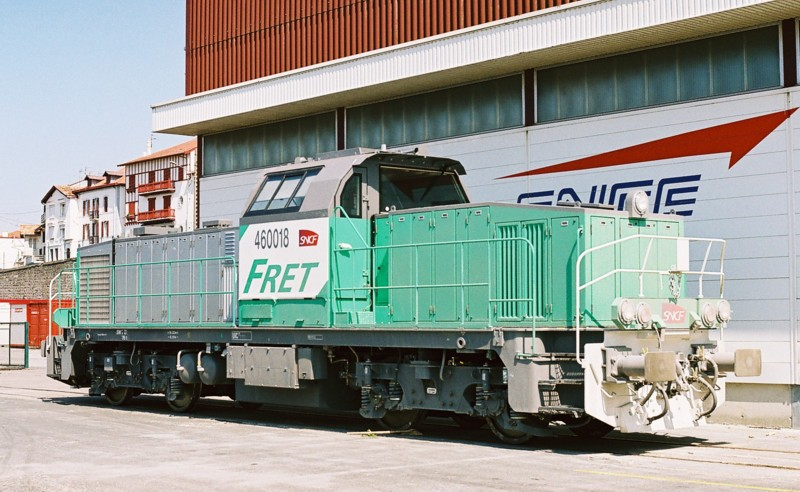
La 60018 à Hendaye.
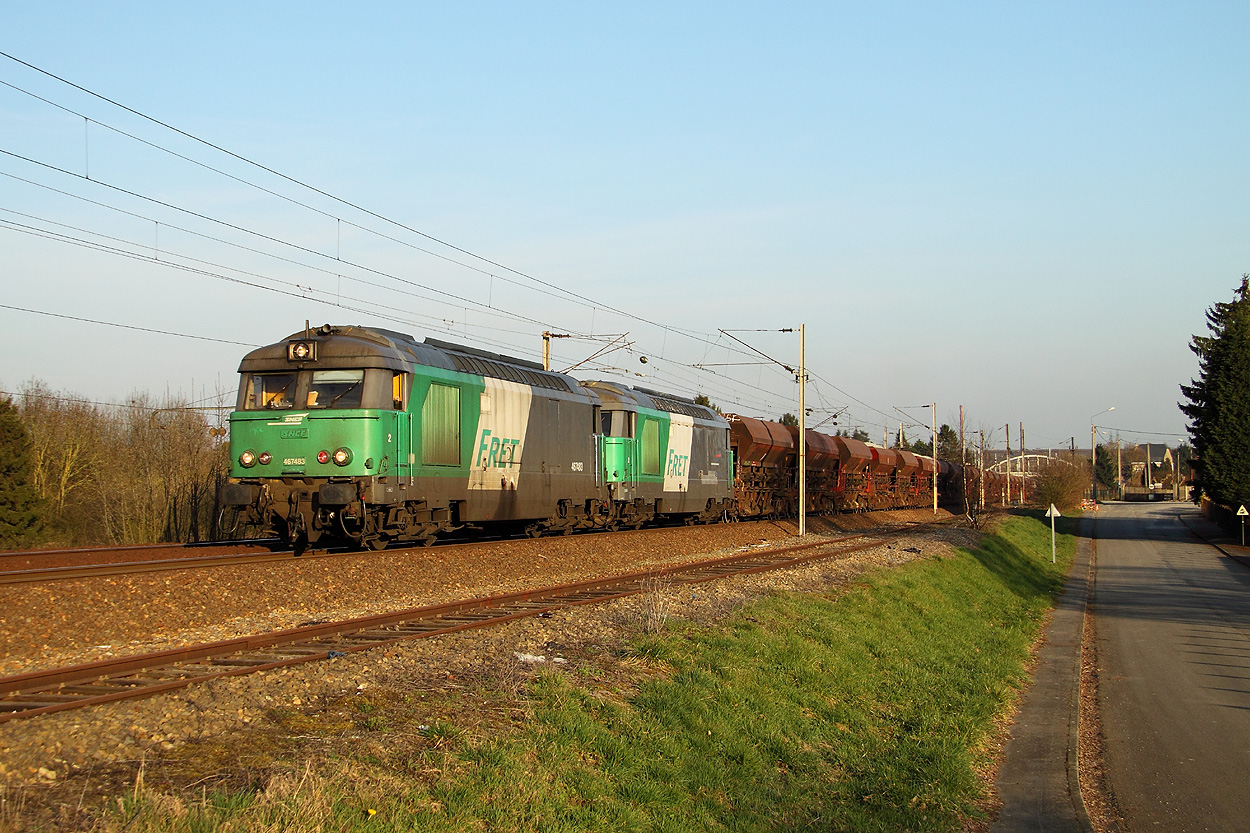
Couplage de BB 67400 tractant un train de fret.
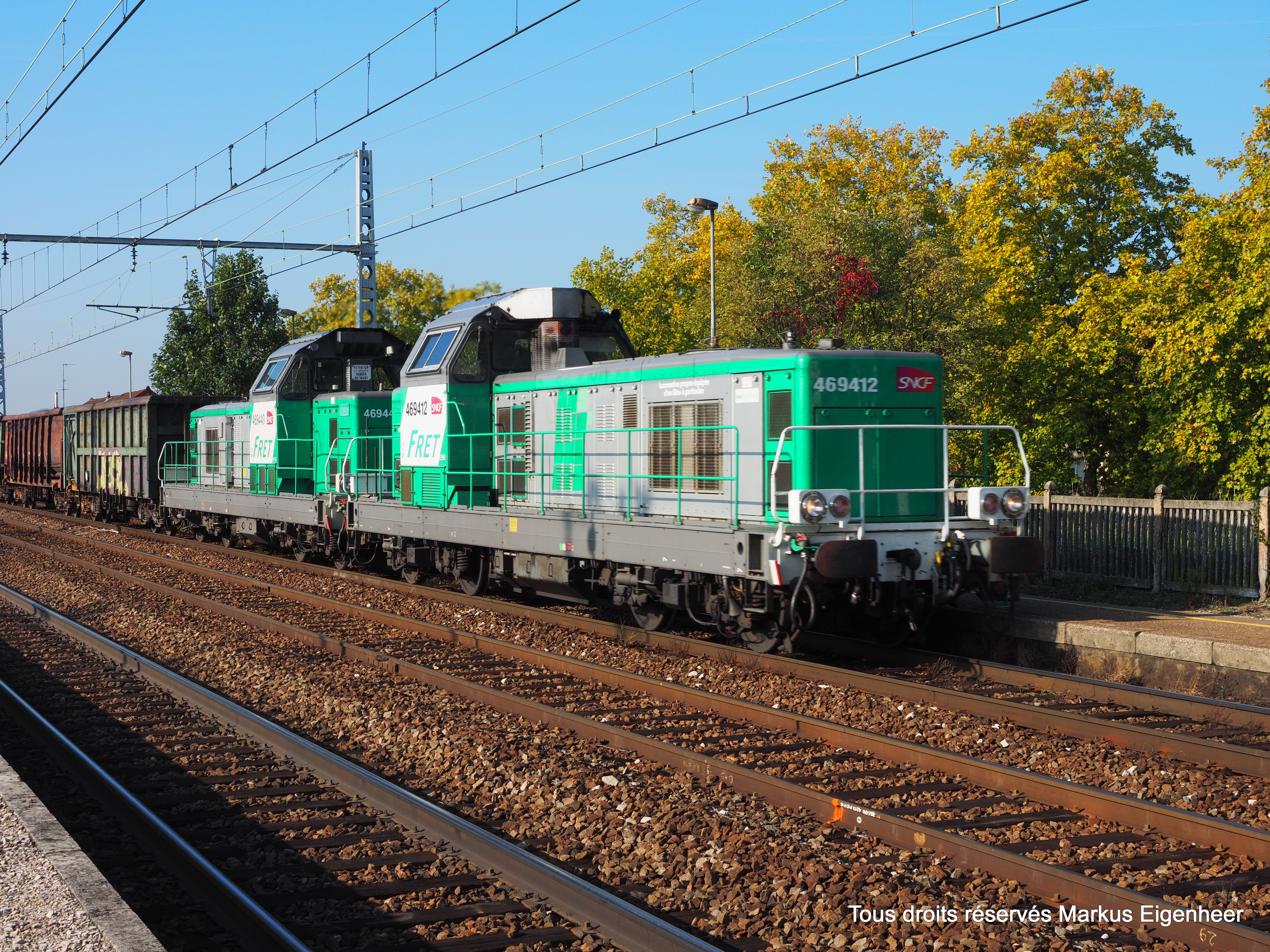
Couplage de BB 69400 tractant un train de fret.
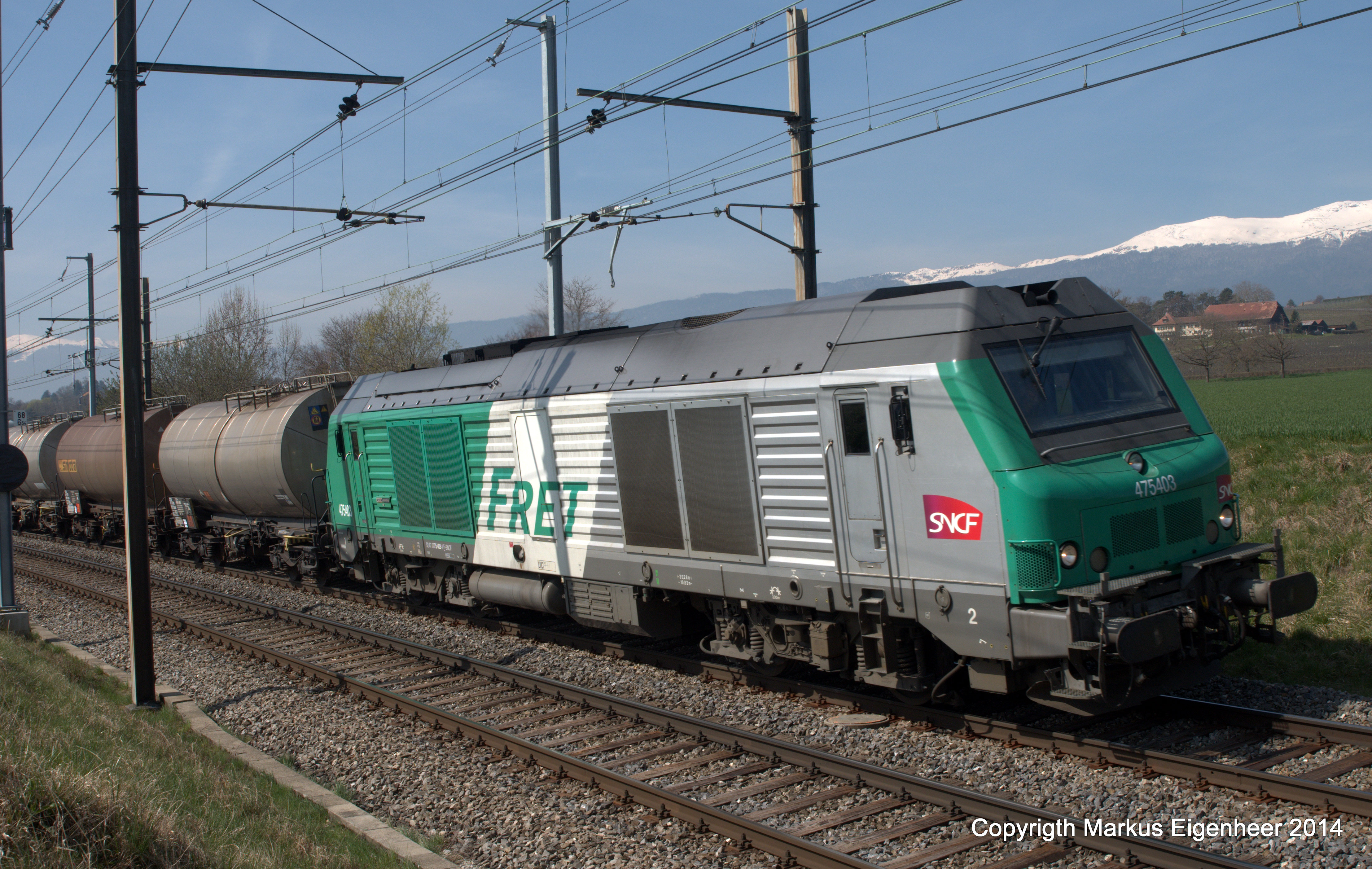
BB 75403.
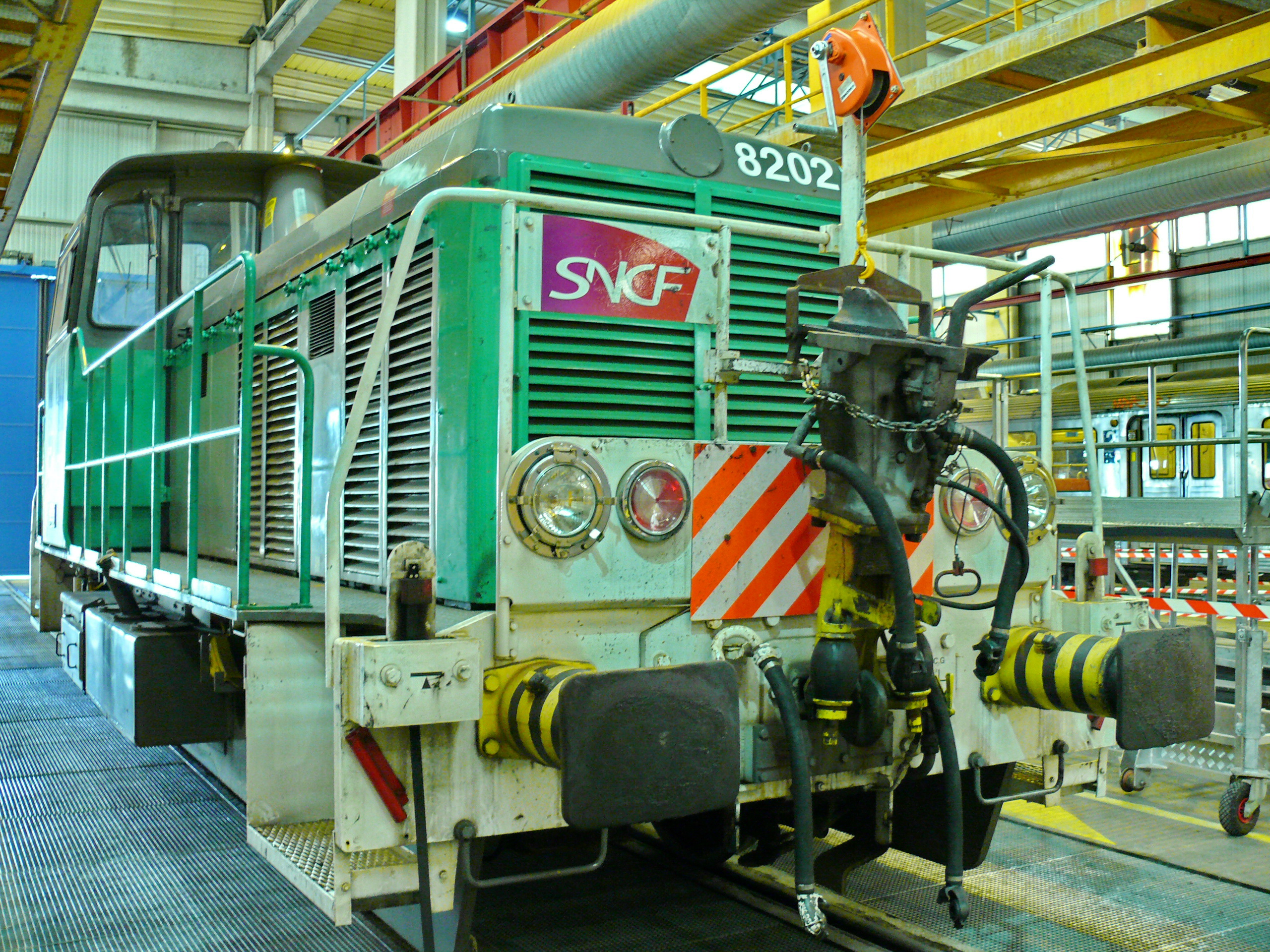
Y 8200.

#### Livrée TER
Cette livrée n'a été portée que par une seule machine : la BB 63226. Elle est dérivée de la livrée TER du matériel automoteur et remorqué. Elle est à base de gris et de bleu,.

#### Livrée En Voyage
En parallèle avec le restylage du matériel électrique, les locomotives diesel reçoivent la même décoration. Là encore, aucun matériel neuf ne reçoit cette livrée, mais la remotorisation en chaine de 30 CC 72000, renumérotées en CC 72100, permet la remise en peinture en chaine. Tout comme pour les locomotives électriques, les visages des deux personnes apparaissant sur la bande latérale ont été modifiés vers 2010/2011.
Les séries concernées sont les : BB 63500 • BB 67400 • CC 72000 • CC 72100.

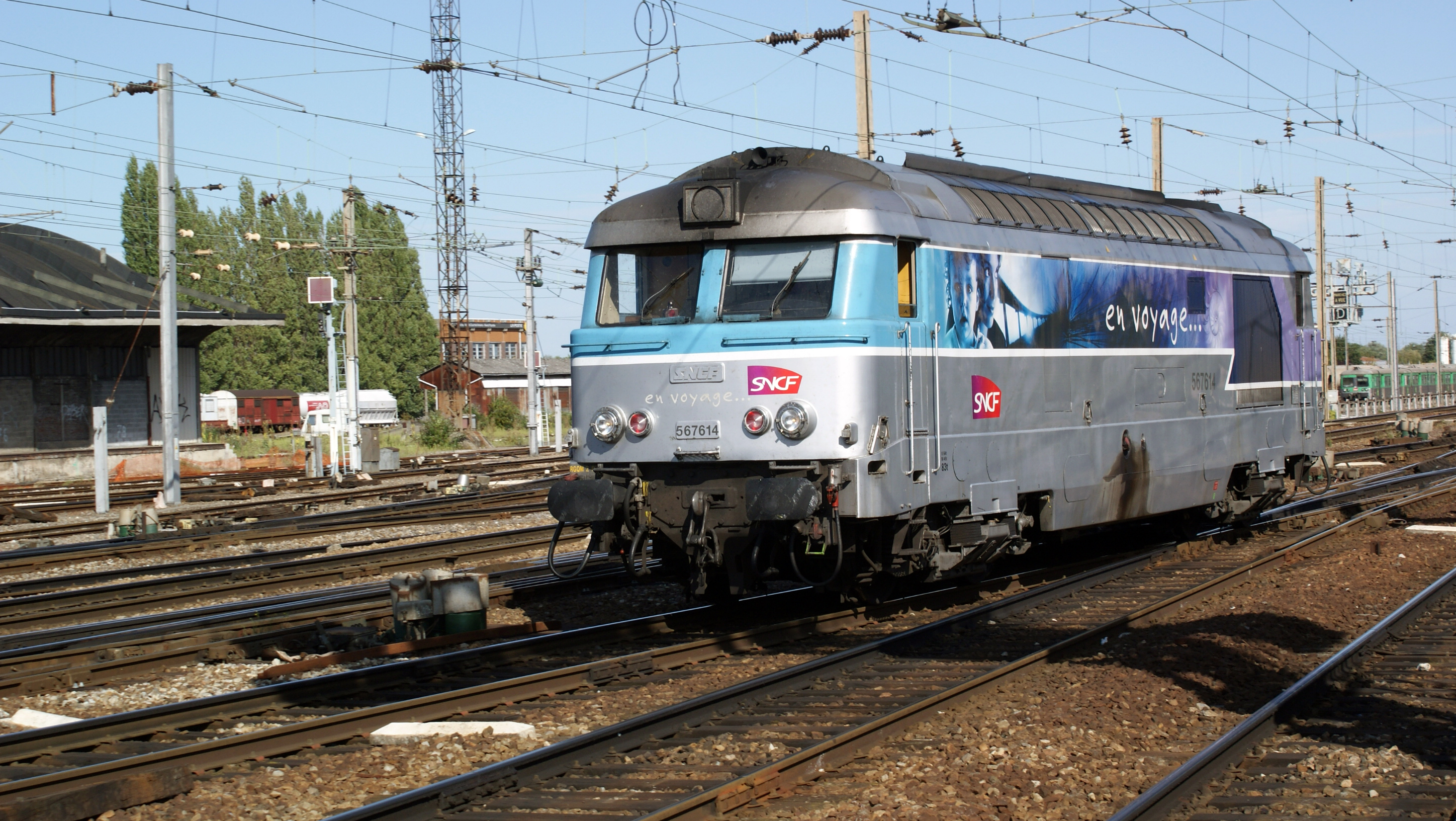
BB 67614 côté bleu.
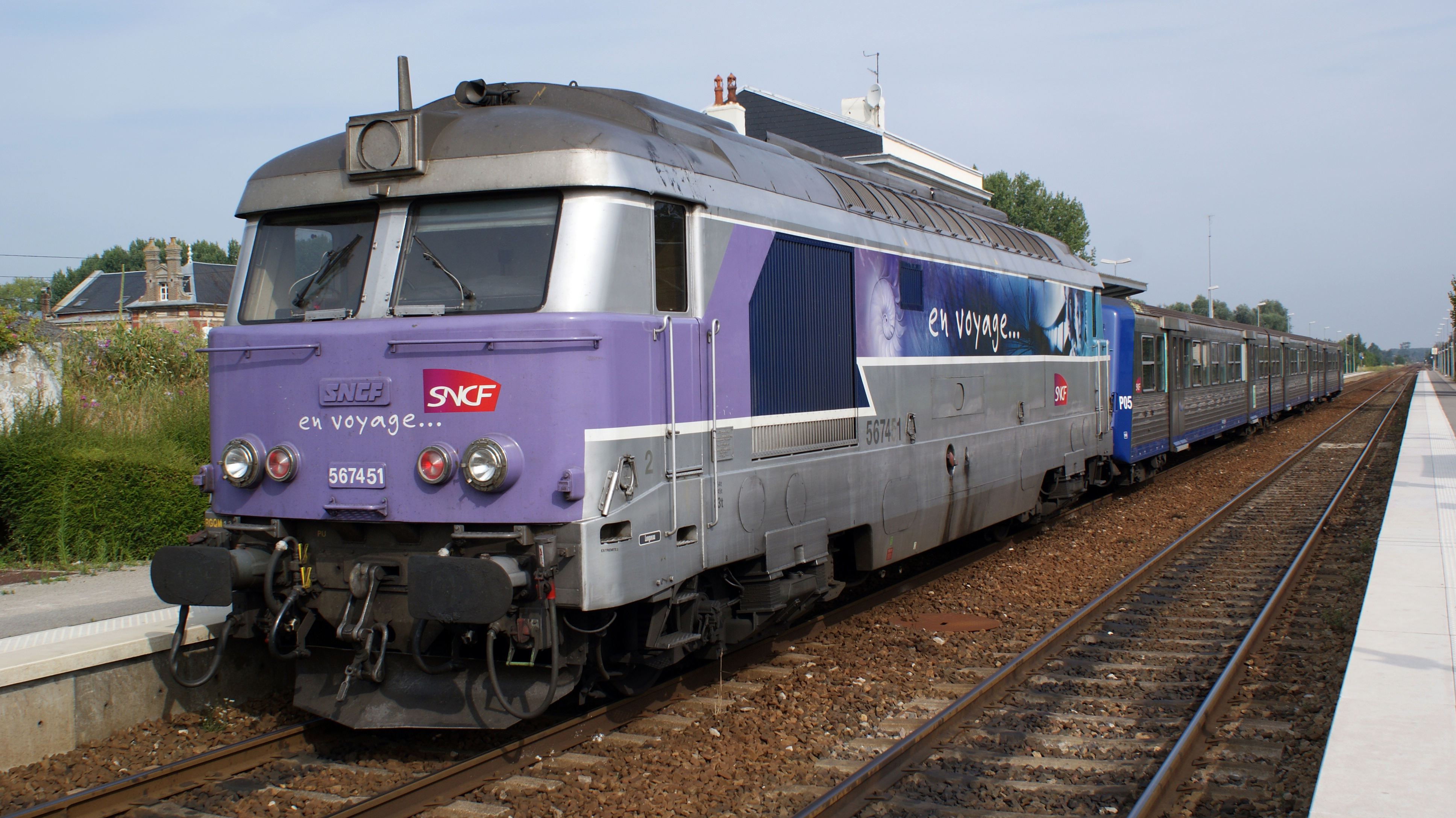
BB 67451 côté améthyste.
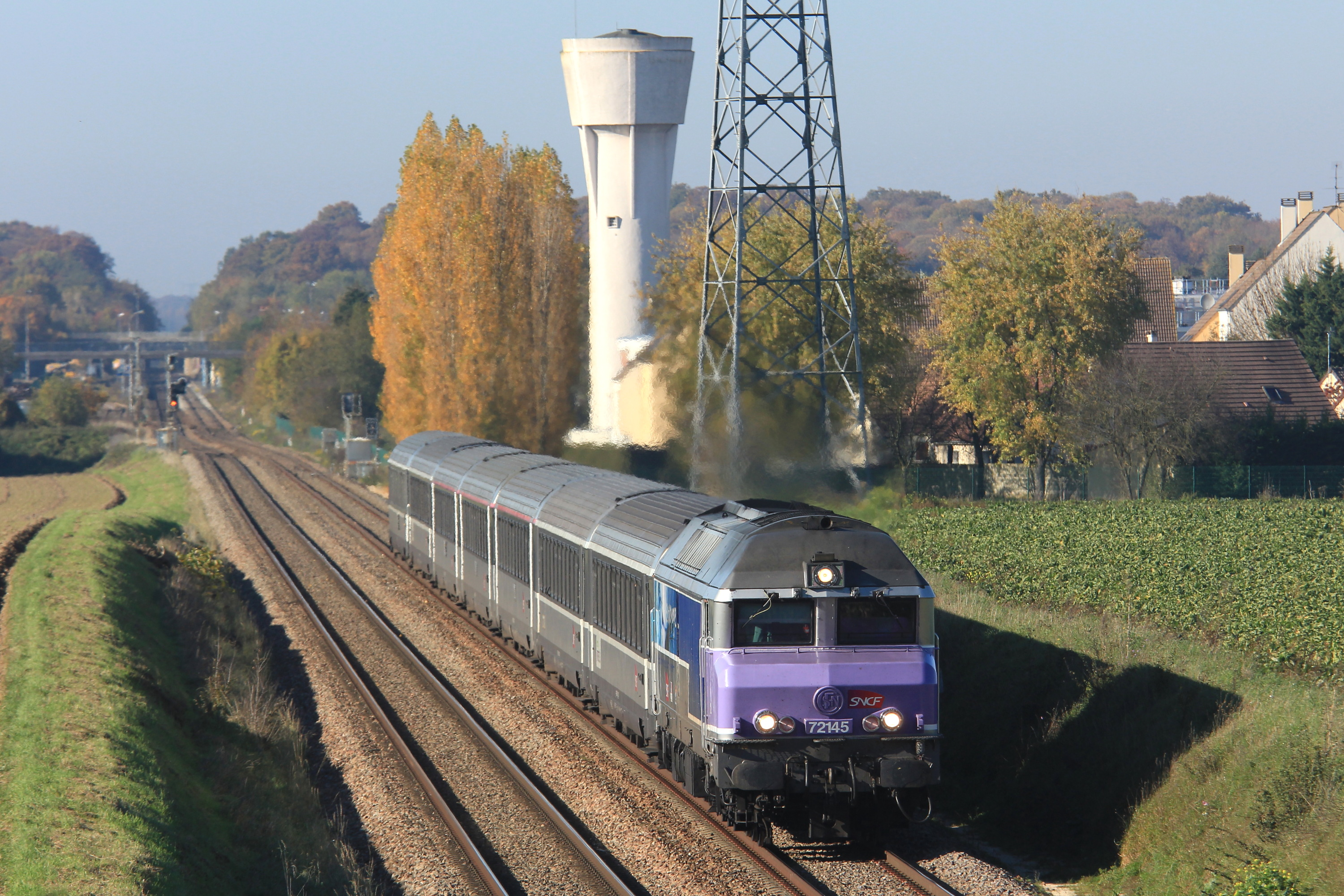
CC 72145 côté améthyste.
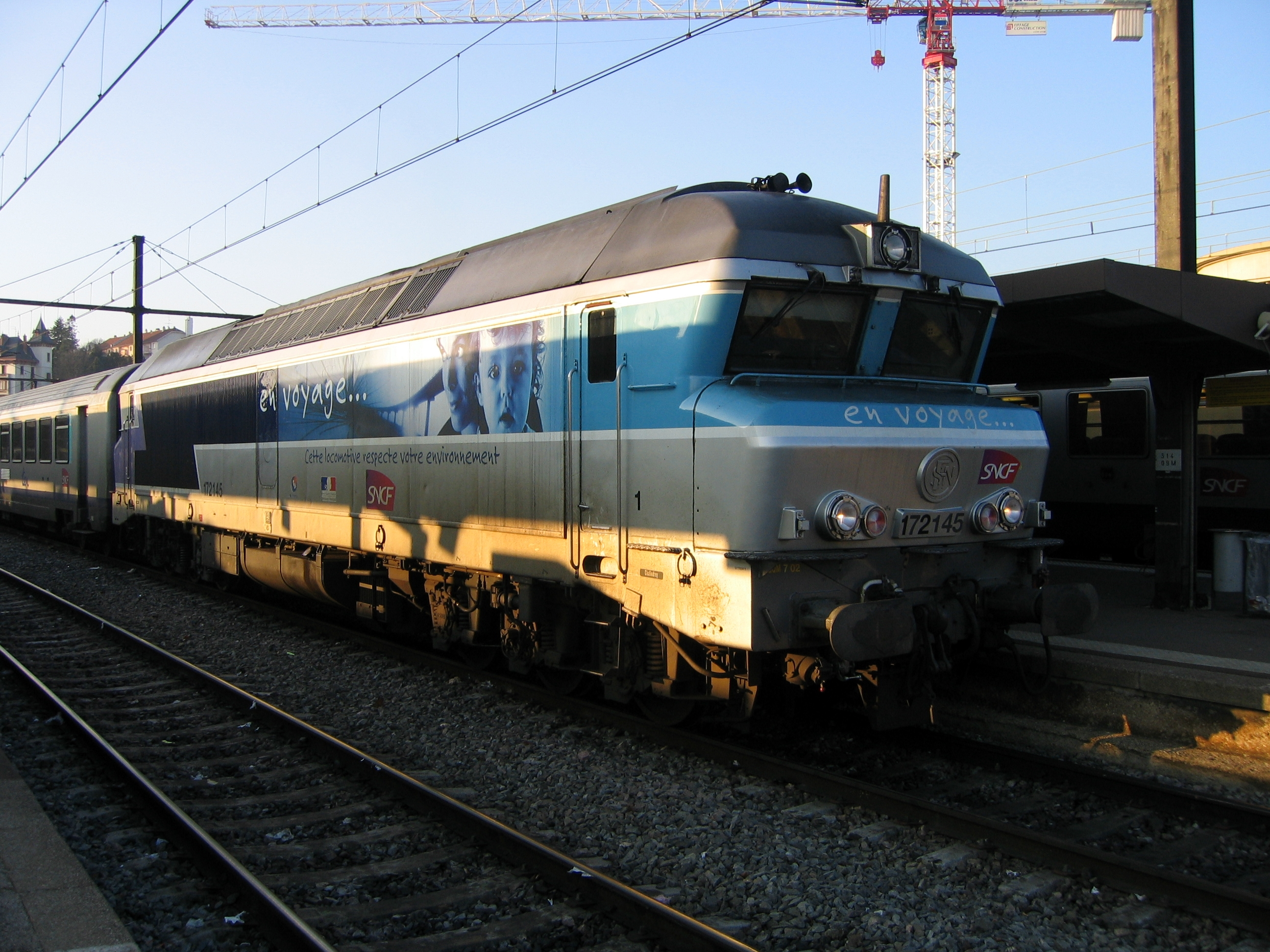
CC 72145 côté bleu.

#### Livrée Carmillon
Fin 2015, la livrée « Carmillon » est étendue aux BB 75300 mais sans les faces noires. Aucune série neuve n'est sortie d'usine directement avec cette livrée (les BB 75300 sont des BB 75000 modifiées).

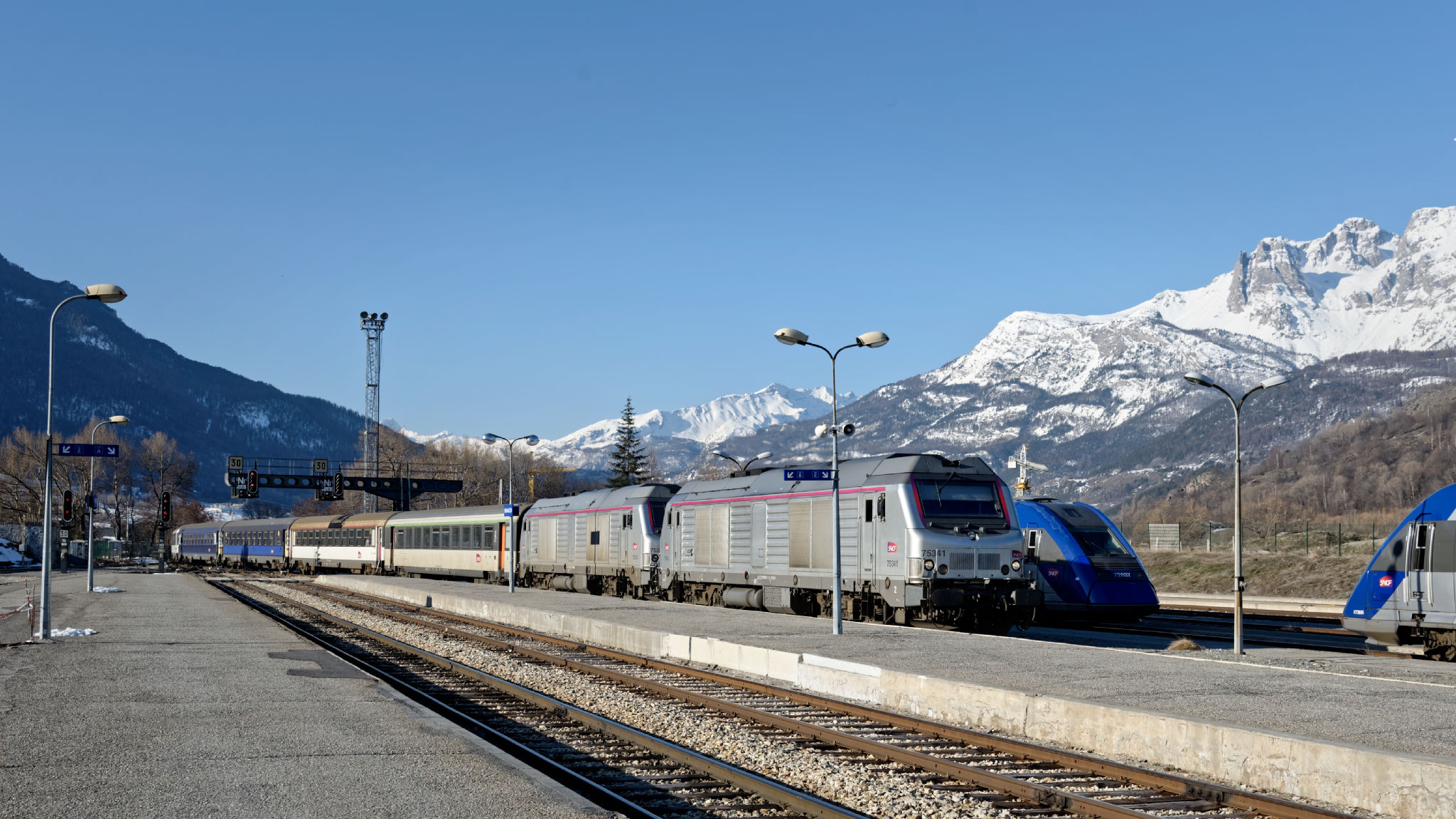
Une UM de BB 75300 Carmillon en gare de Briançon.

#### Livrée Capitole
Cette livrée, utilisée entre 1967 et les années 1970, n'avait concerné que les locomotives électriques et les voitures à voyageurs utilisées sur le train "Le Capitole". Toutefois, en 2018, la cellule des matériels radiés (CMR) repeint deux BB 67400 (les BB 67611 et 67613) en rouge Capitole, reprenant le motif de la livrée bleu diesel. Ces deux locomotives sont principalement utilisées pour acheminer des voitures ou locomotives hors-service, accompagnées par plusieurs voitures-freins en livrée Capitole.

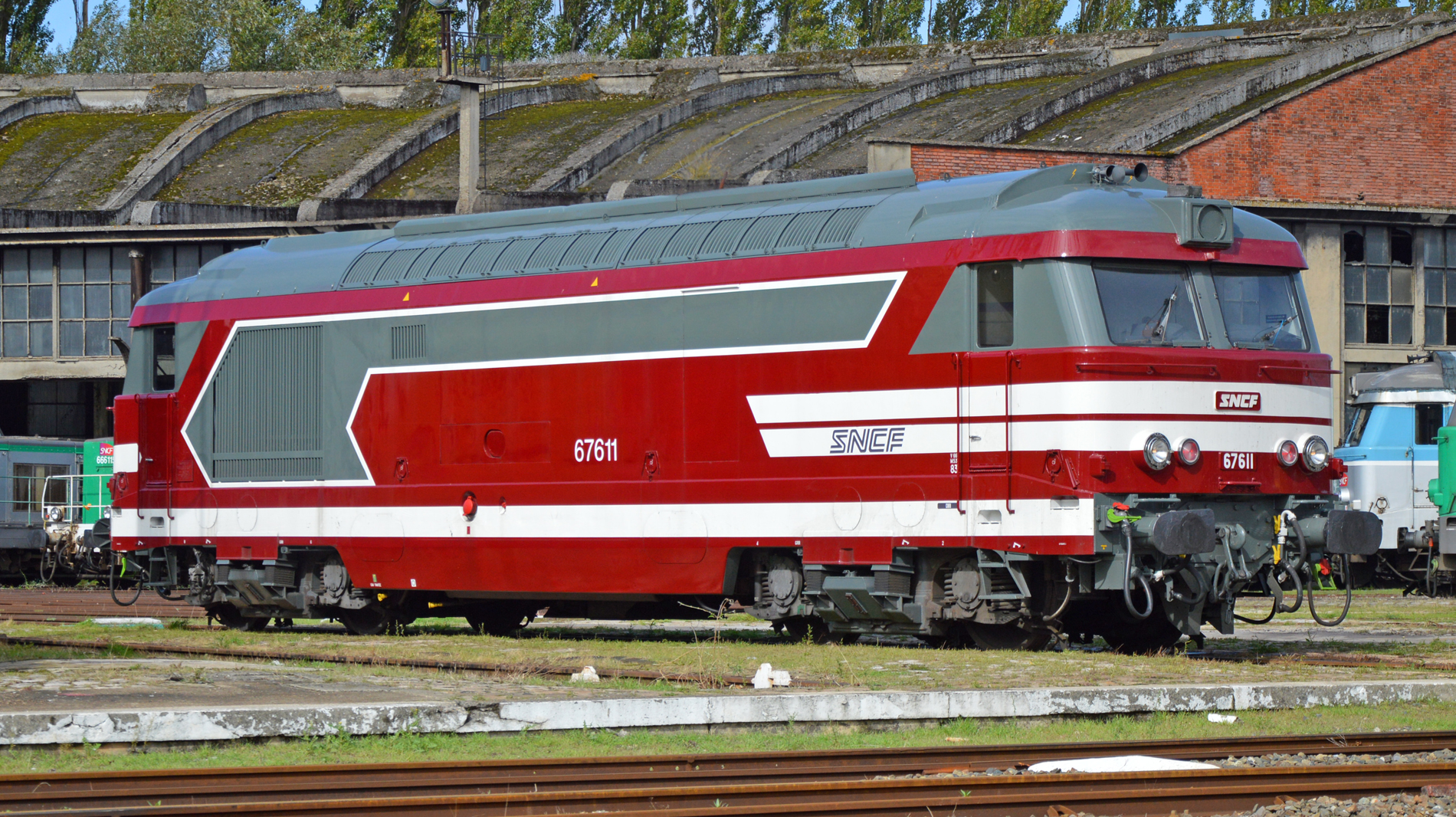
BB 67611 avec la livrée Capitole à Longueau.

### TGV
Les TGV sont constitués d'éléments indéformables (motrice + rame), contrairement aux trains classiques composés d'une locomotive attelée à des voitures. Ils disposent en outre, jusqu'à la livrée Carmillon, d'une livrée spécifique à ce type de matériel.

#### Livrée originelle orange
Lors de la commande de la rame prototype, le TGV 001, la SNCF souhaite donner une image forte à la vitesse. Pour le TGV, ce sera l'orange vif (Orange TGV 435) souligné par du gris (Gris orage 844). La généralisation de la livrée Béton au matériel moteur, puis aux portes des voitures Corail reprendra cet orange, devenue la couleur marquante de la SNCF jusqu'au milieu des années 1990.
La rame étant indivisible, il fallait une homogénéité visuelle tout le long de celle-ci. Cette continuité était assurée par une bande grise qui s'étendait sur toute la rame en étant biseautée aux deux extrémités au bas des portes des motrices. Une ligne blanche (Blanc grisâtre 708) surmontait cette bande grise et une large bande blanche était peinte en dessous du bandeau gris. Enfin, le premier logo "TGV" était présent sur les flancs des motrices et le logo SNCF en blanc sur les portes du compartiment de l'attelage automatique qui étaient elles-mêmes striées. Suite aux rénovations successives, ce logo fut soit repeint en gris, soit repeint en orange, soit les portes du compartiment de l'attelage automatique furent remplacées par des portes lisses sans inscription ni stries.
Seule la première série TGV Sud-Est revêtira cette livrée due au designer Jacques Cooper, avant son éviction lors de la remise en peinture au cours des années 1990.
La dernière rame à avoir revêtu cette livrée fut la rame 84 qui l'abandonna en juillet 2001.

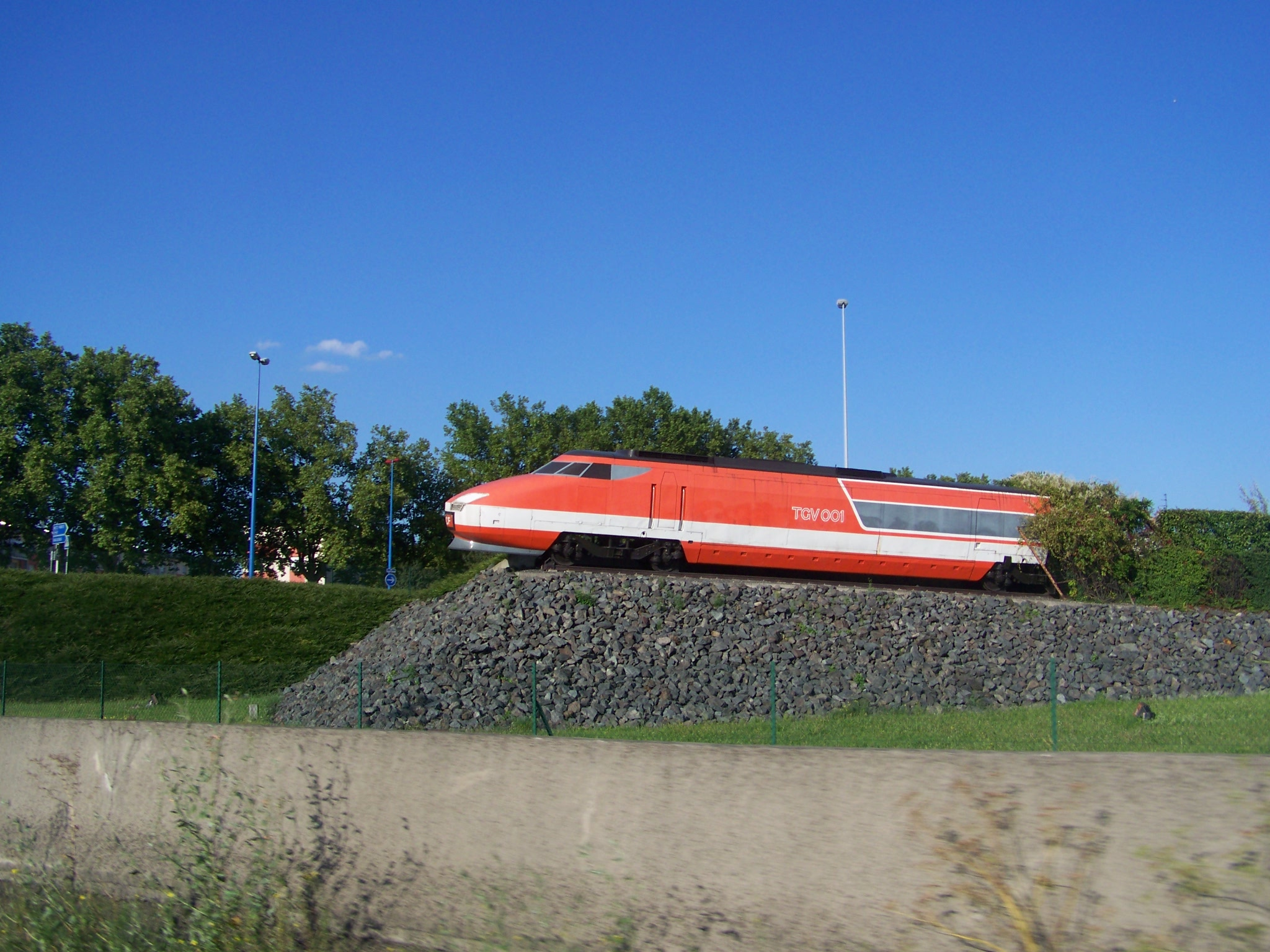
Motrice du TGV 001, préservée à l'entrée de Bischheim.
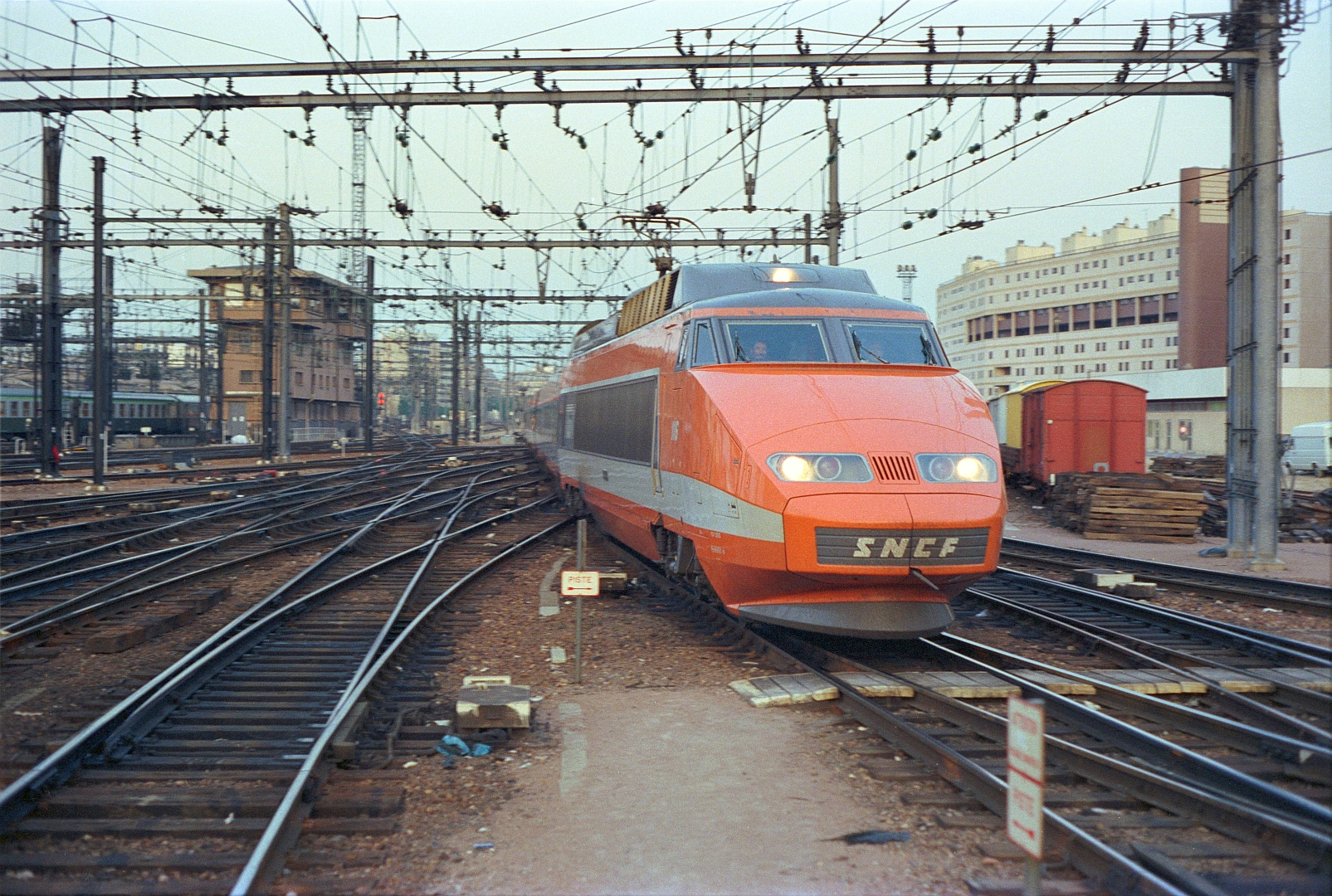
Face avant d'un TGV Sud-Est à Paris-Gare-de-Lyon.
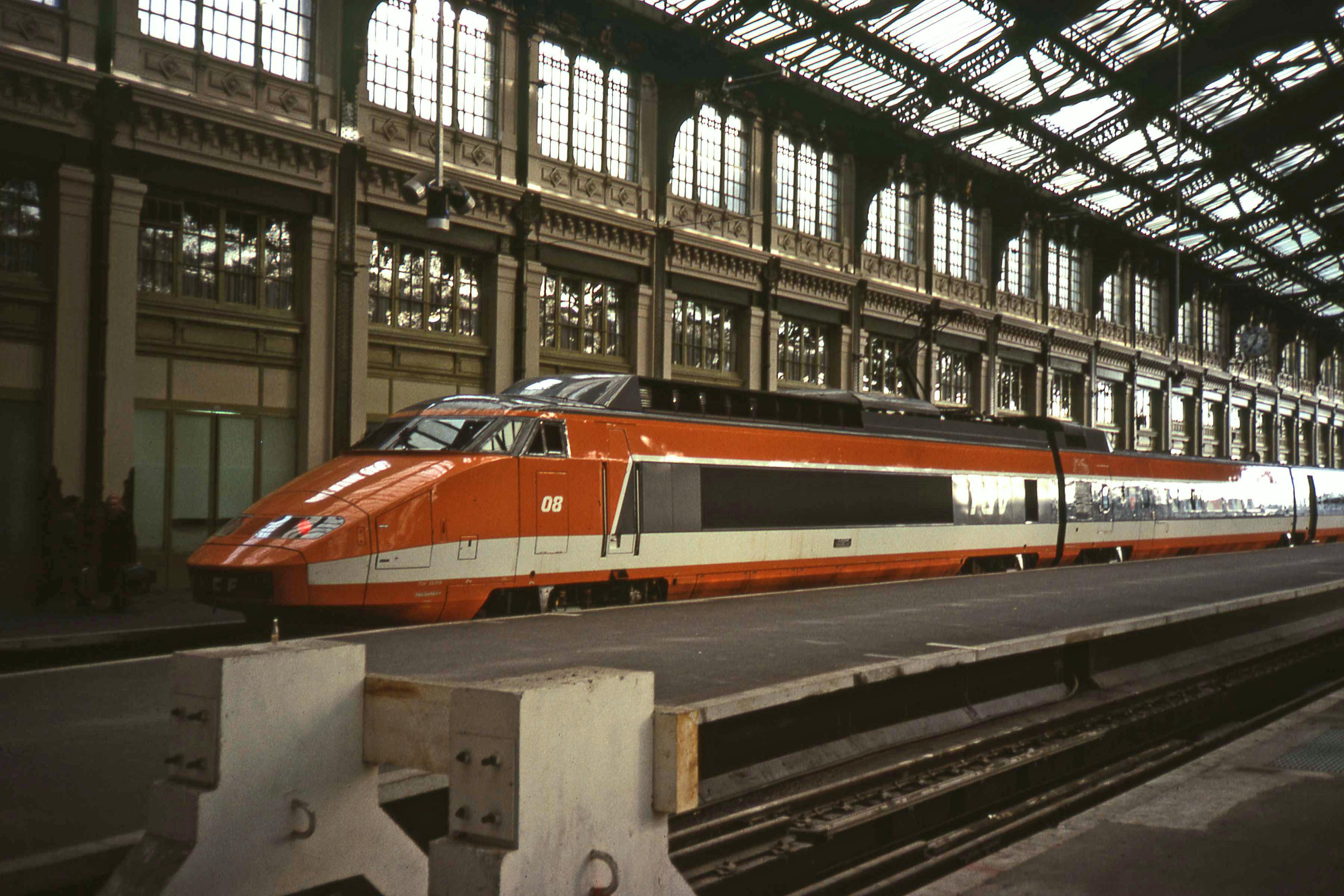
Motrice d'un TGV Sud-Est.
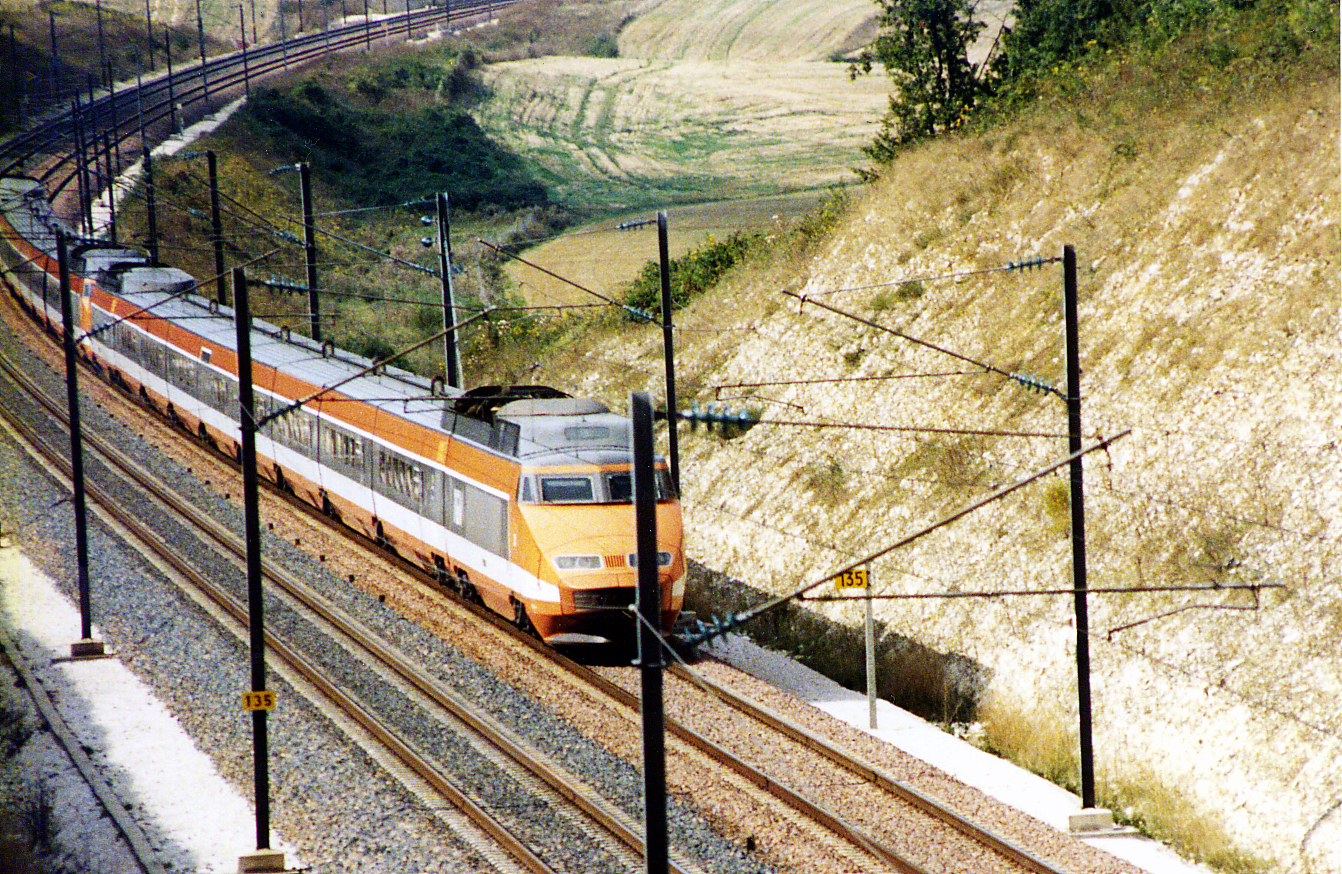
Homogénéité de la couleur entre motrice et remorques sur toute une rame.
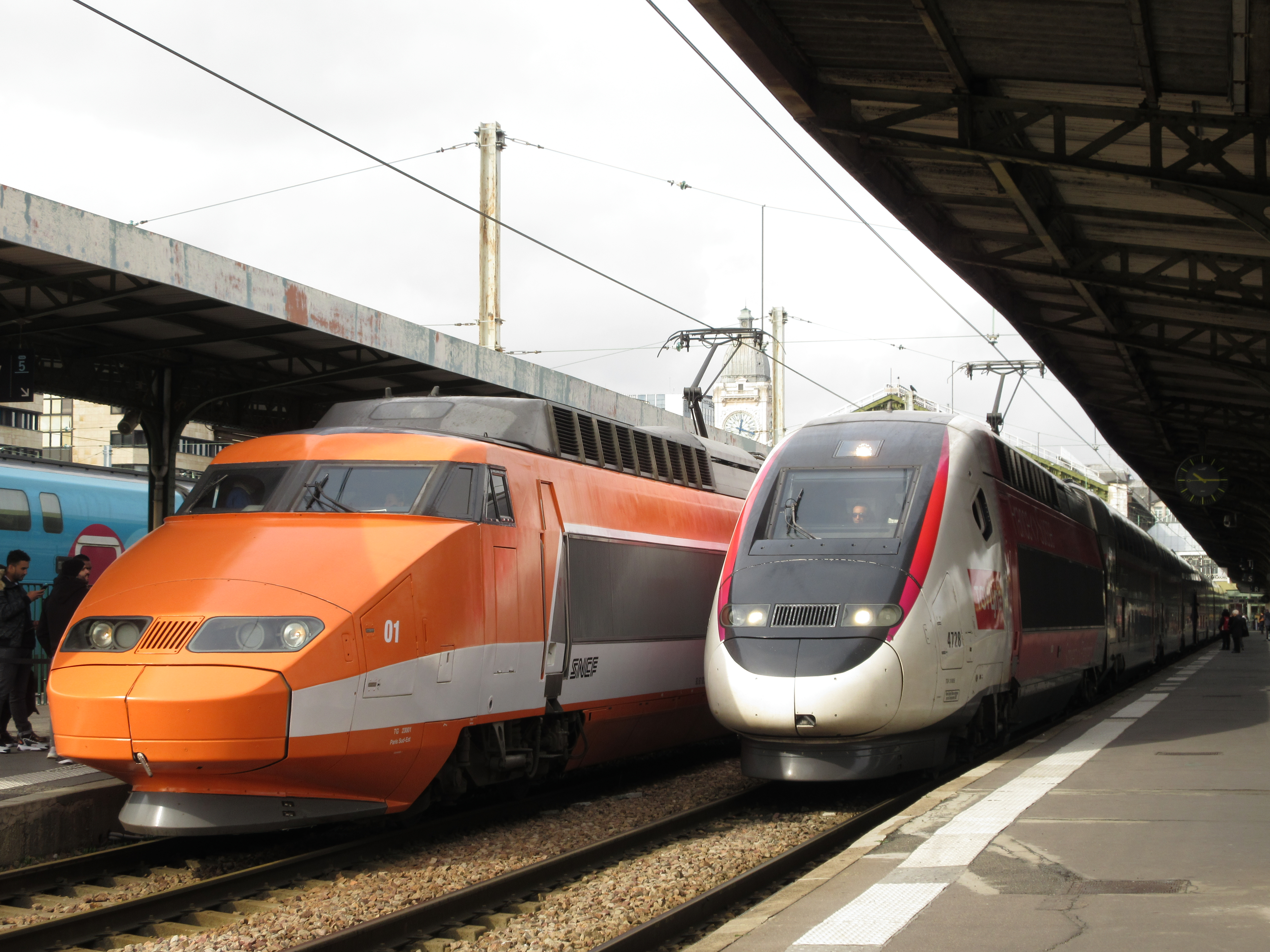
TGV Sud-Est (à gauche), à noter l'absence du logo SNCF sur les portes du compartiment de l'attelage étant donné qu'elles ont été remplacées.

#### Livrée postale
Cette livrée particulière était appliquée sur les rames du TGV postal. La couleur jaune prédomine et les décorations évoluent avec les variantes du logo de La Poste et de la SNCF.

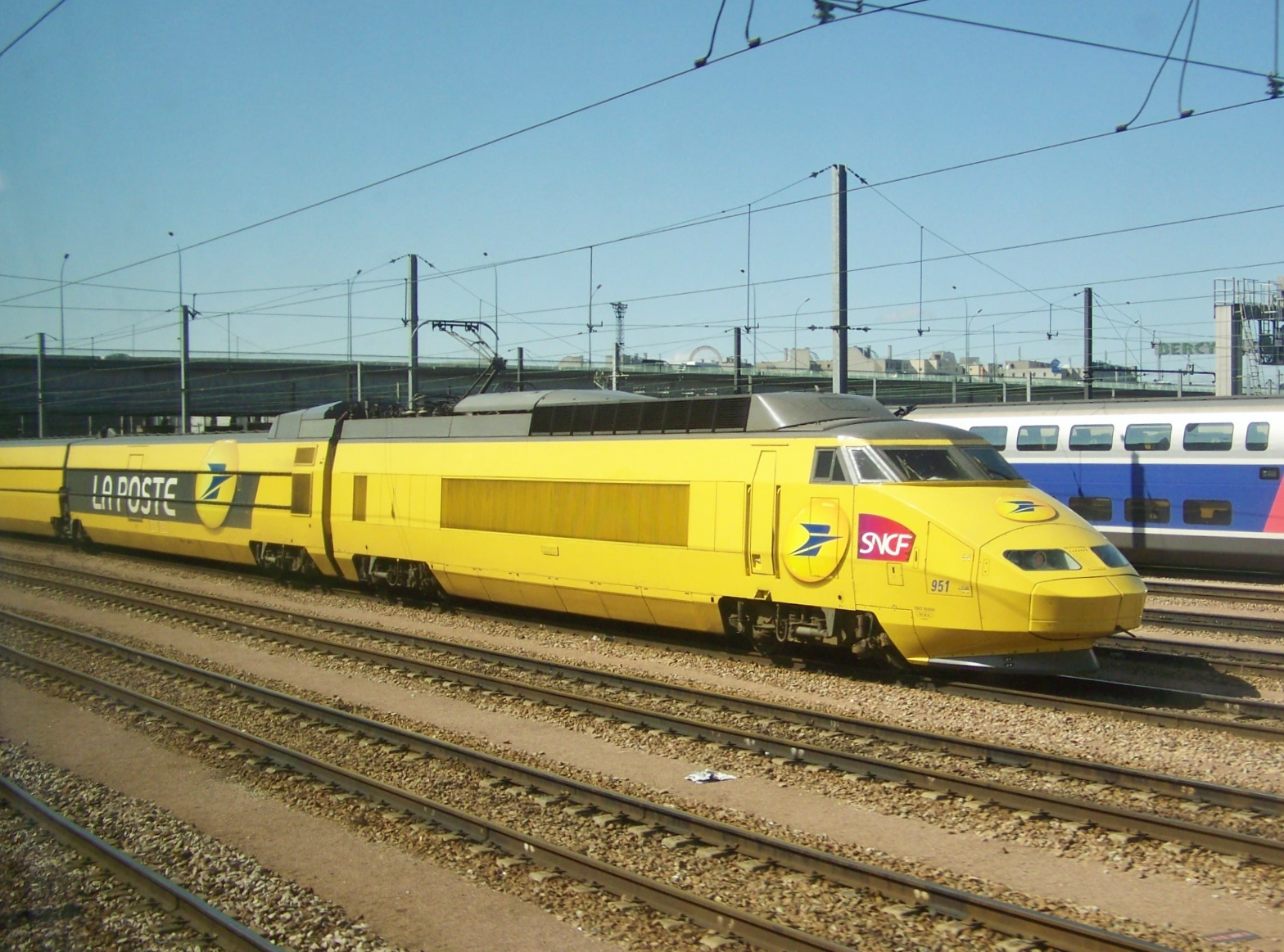
Motrice en 2009.
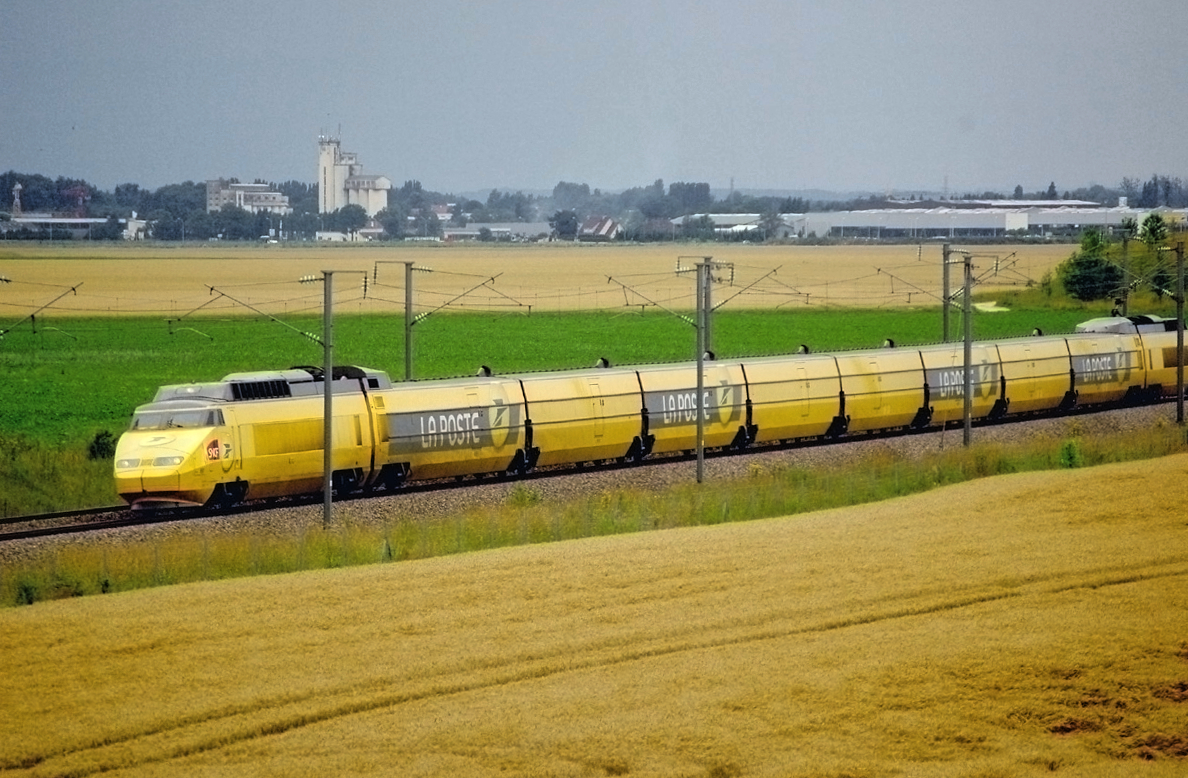
Rame complète.

#### Livrée Atlantique
Cette livrée, due à Roger Tallon, est inaugurée par le prototype du TGV Atlantique, blanc argent 709 à bande bleu Atlantique 232. Pour les rames de série, le gris métallisé va remplacer le blanc. Le bandeau bleu court tout le long de la rame, entrecoupé par des tranches de couleur au niveau des portes, rouge club 611 pour la première classe, vert océan 350 pour la seconde et jaune 441 pour la remorque bar. Les bas de caisse, les bogies et la toiture sont en gris orage 844. Une ligne blanc 708 sépare le bleu du gris.
Généralisée à tout le matériel du TGV Atlantique, elle porte souvent le nom de livrée « Atlantique » ; cependant, elle est également utilisée sur des séries suivantes, comme le TGV Réseau, les séries de TGV Duplex ou le TGV POS. Elle est également appliquée au matériel TGV Sud-Est, lors de la rénovation de mi-vie au cours des années 1990. La rénovation des TGV selon le design de Christian Lacroix ne modifie pas la livrée, mais la couleur des bandes de signalement de classe respective est inversée (rouge pour la deuxième classe et vert pour la première classe) et reçoit un dégradé.
Cette livrée disparaît en mai 2023, avec le traitement du TGV Duplex no 283 (seule cette rame la portait encore à cette période).

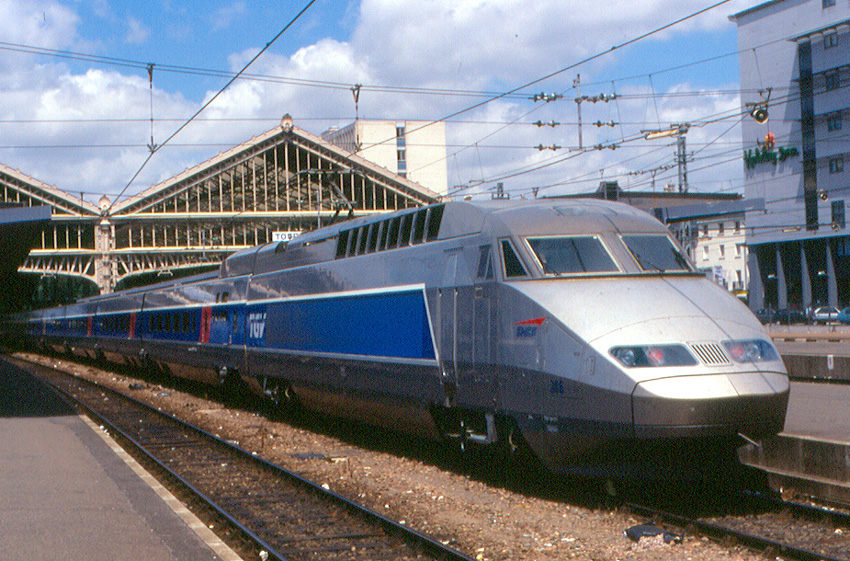
TGV Atlantique.
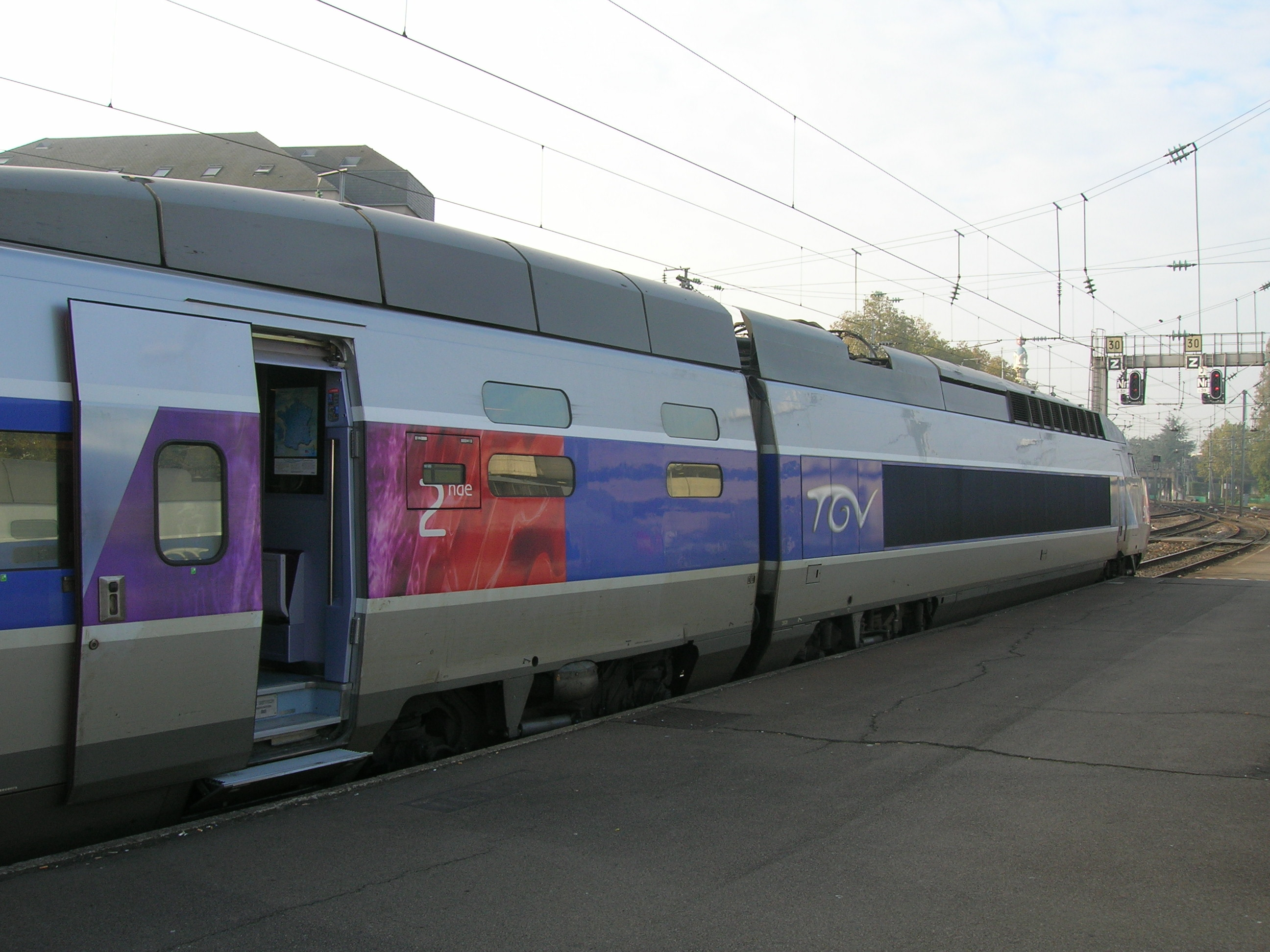
TGV Réseau Lacroix.
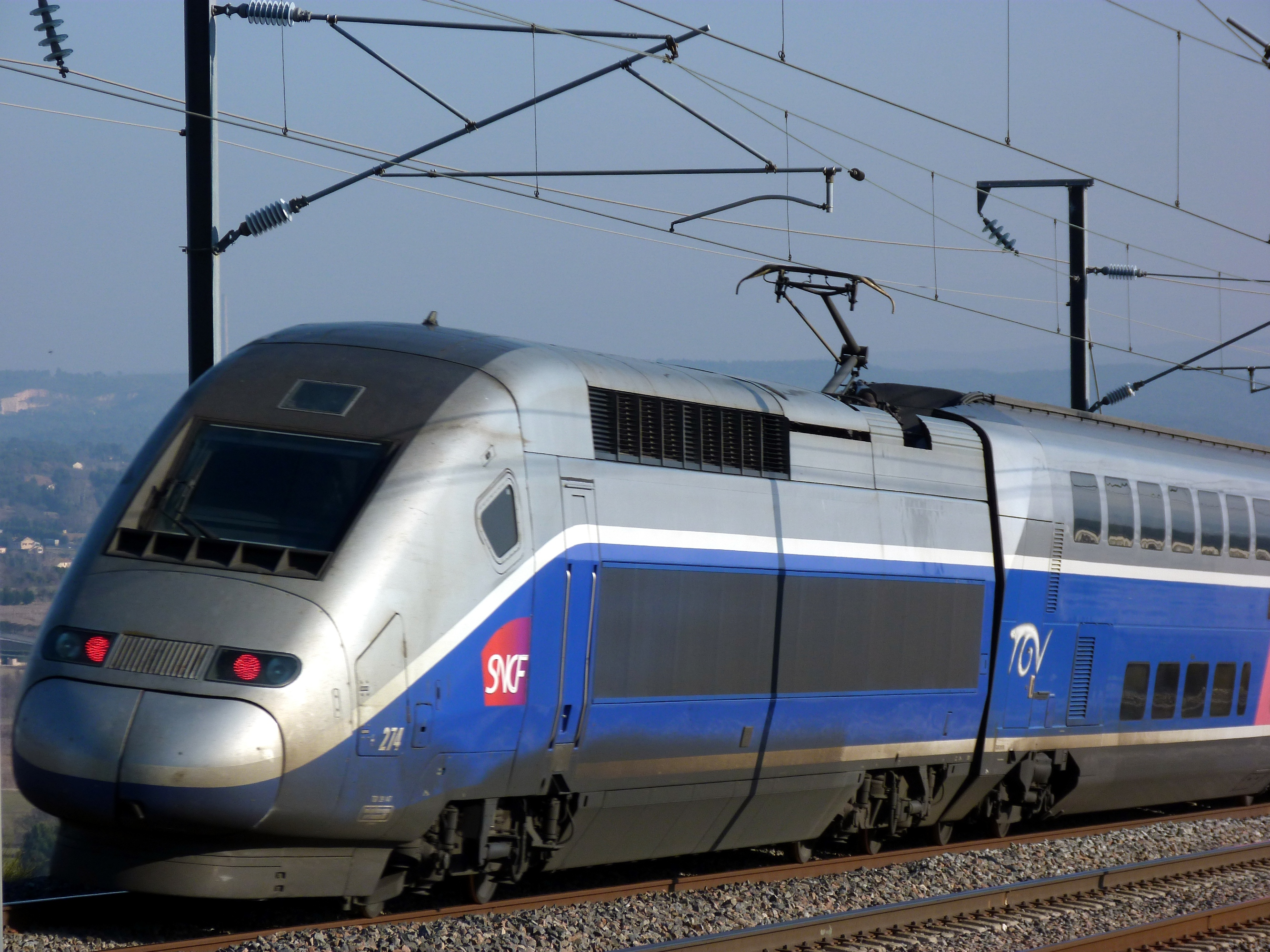
TGV Duplex.
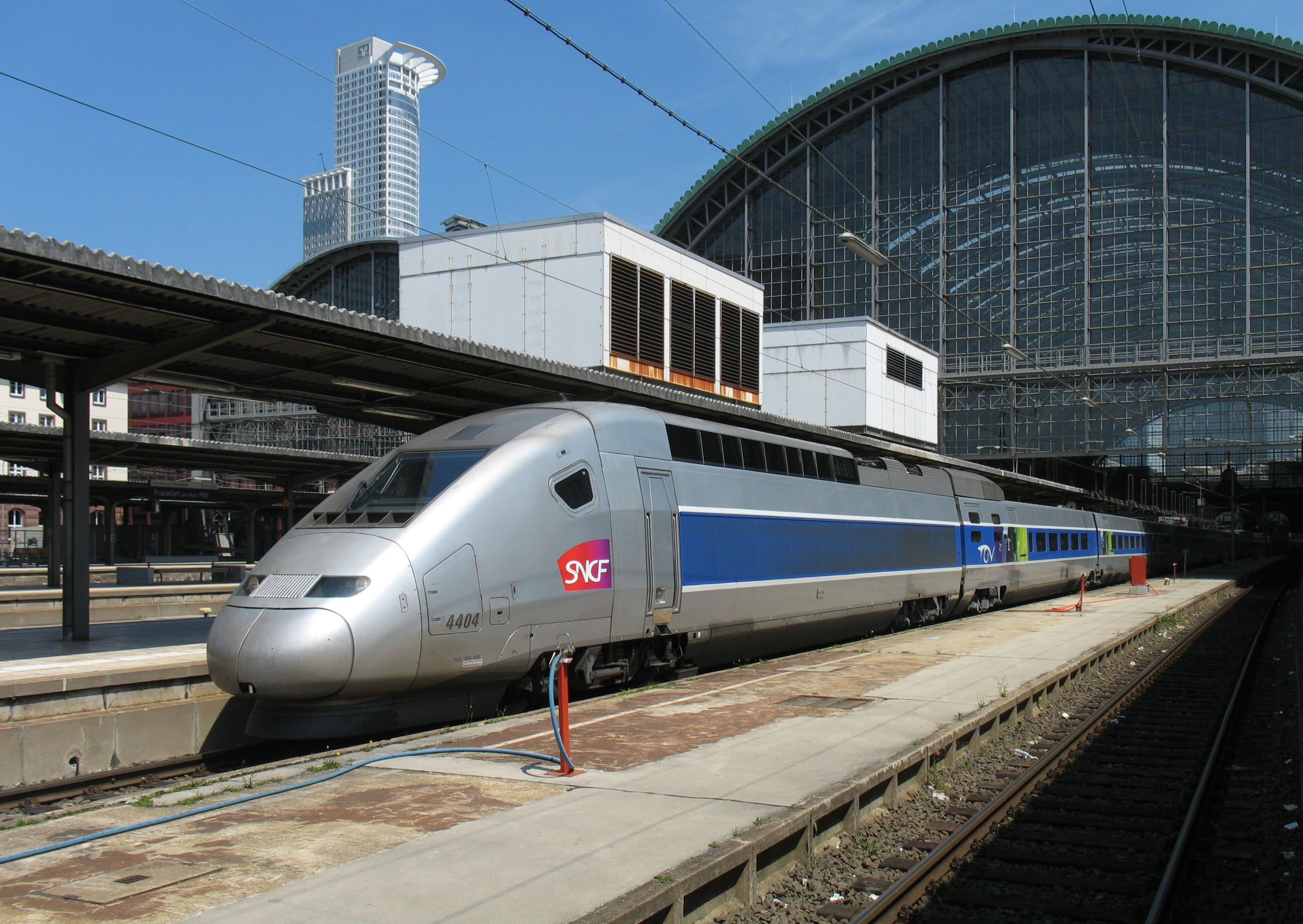
TGV POS.
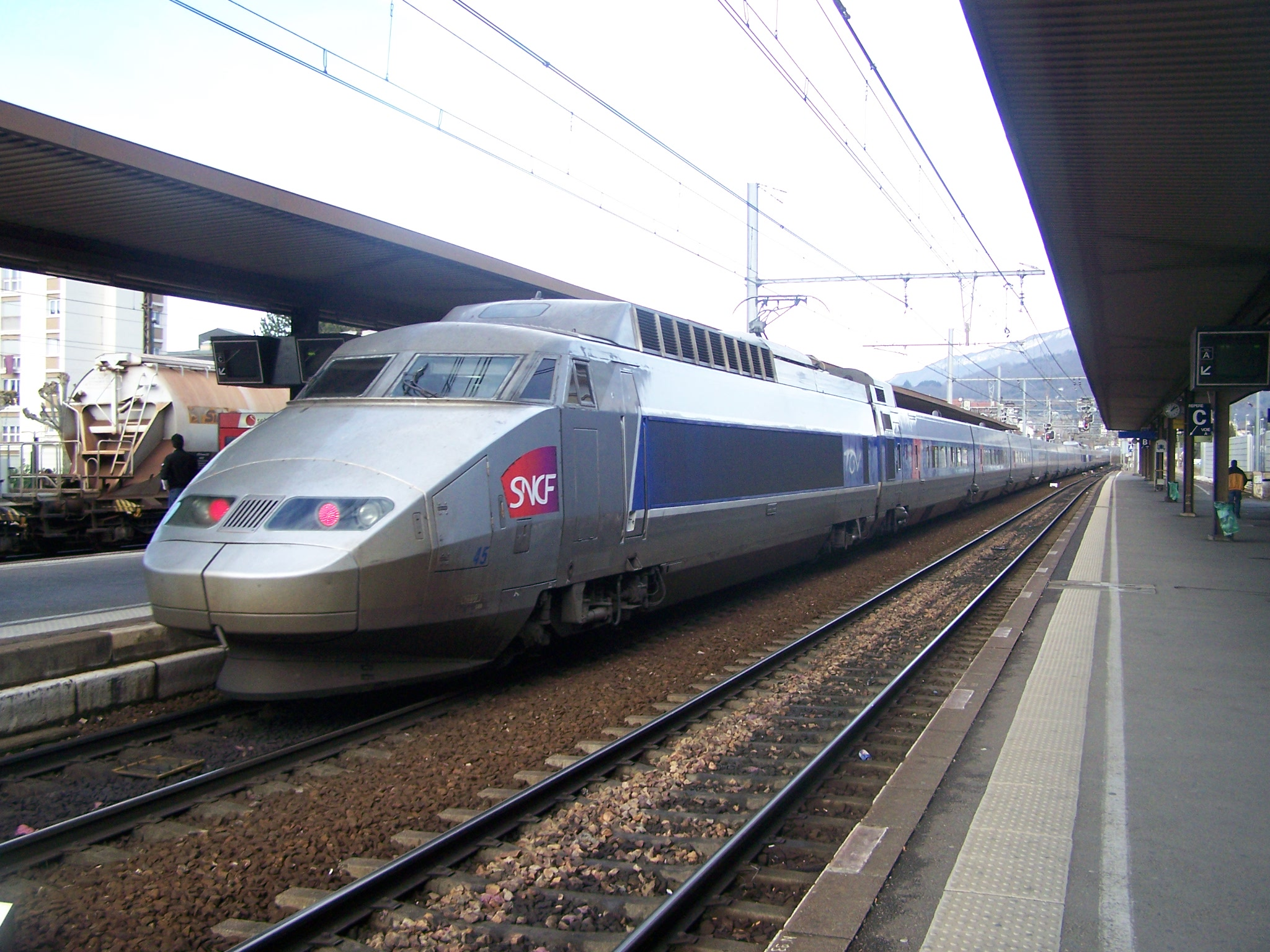
TGV Sud-Est modernisé.

#### Livrée TMST
Cette livrée, aussi appelée livrée Eurostar, est créée pour le TGV trans-Manche. Elle est à dominante de blanc, décorée de deux bandes jaunes qui courent le long de la rame, une large en bas de caisse et une fine en haut. Ce jaune se retrouve sous le pare-brise en bande de visibilité obligatoire sur les chemins de fer britanniques.
Cette livrée a pu être visible durant quelques années sur la liaison Calais-Ville/Boulogne – Lille – Paris. Pour faire face à un manque de matériel et augmenter la fréquence de cette ligne, avec un départ toutes les 30 min, des rames TMST y ont été utilisées, notamment les NOL. Seul le logo Eurostar avait été enlevé, puis remplacé par TGV et SNCF sur les motrices. Ce matériel a été supprimé du réseau, au profit de TGV Duplex.

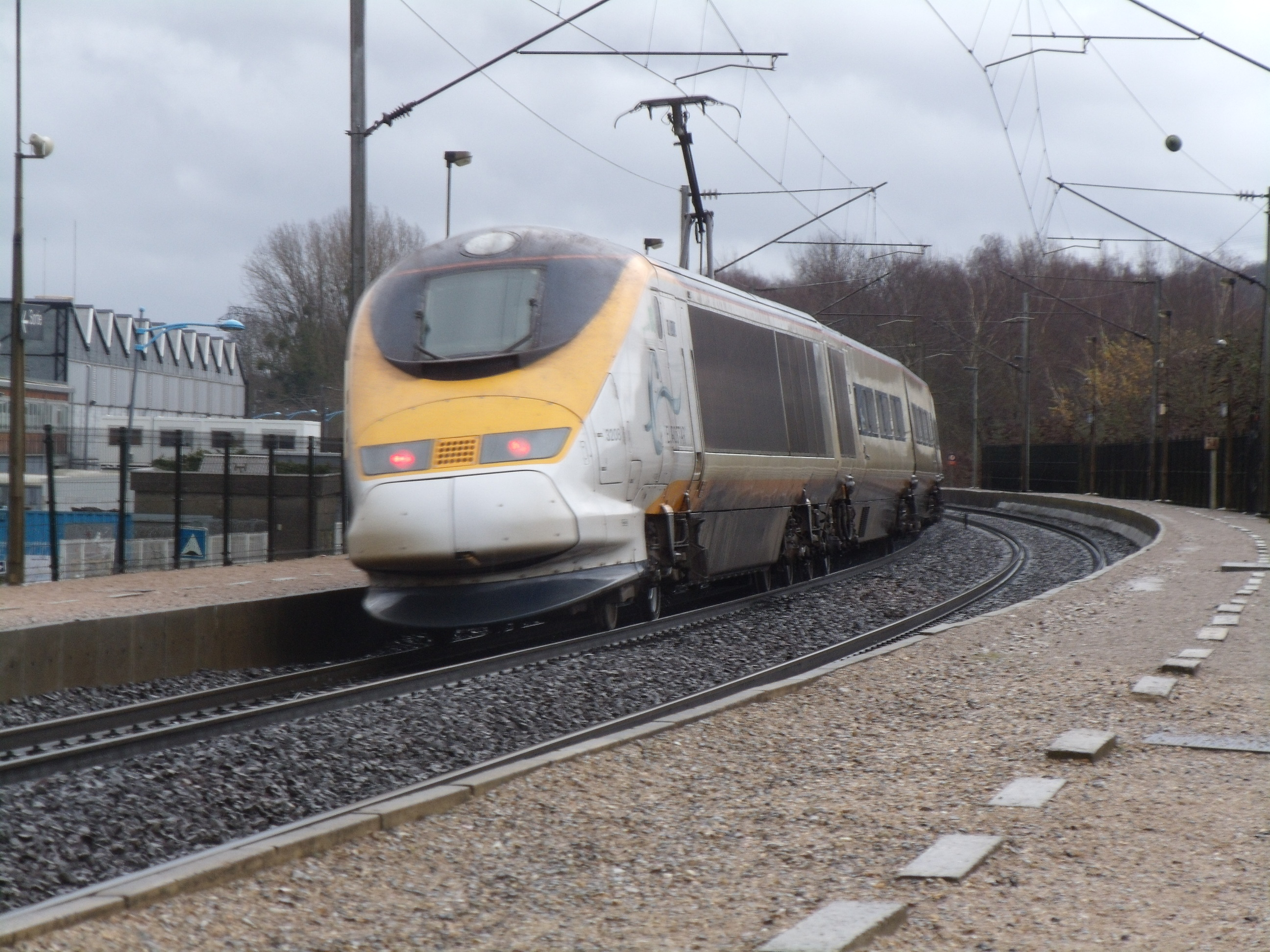
Face de la motrice avec bande de visibilité jaune.
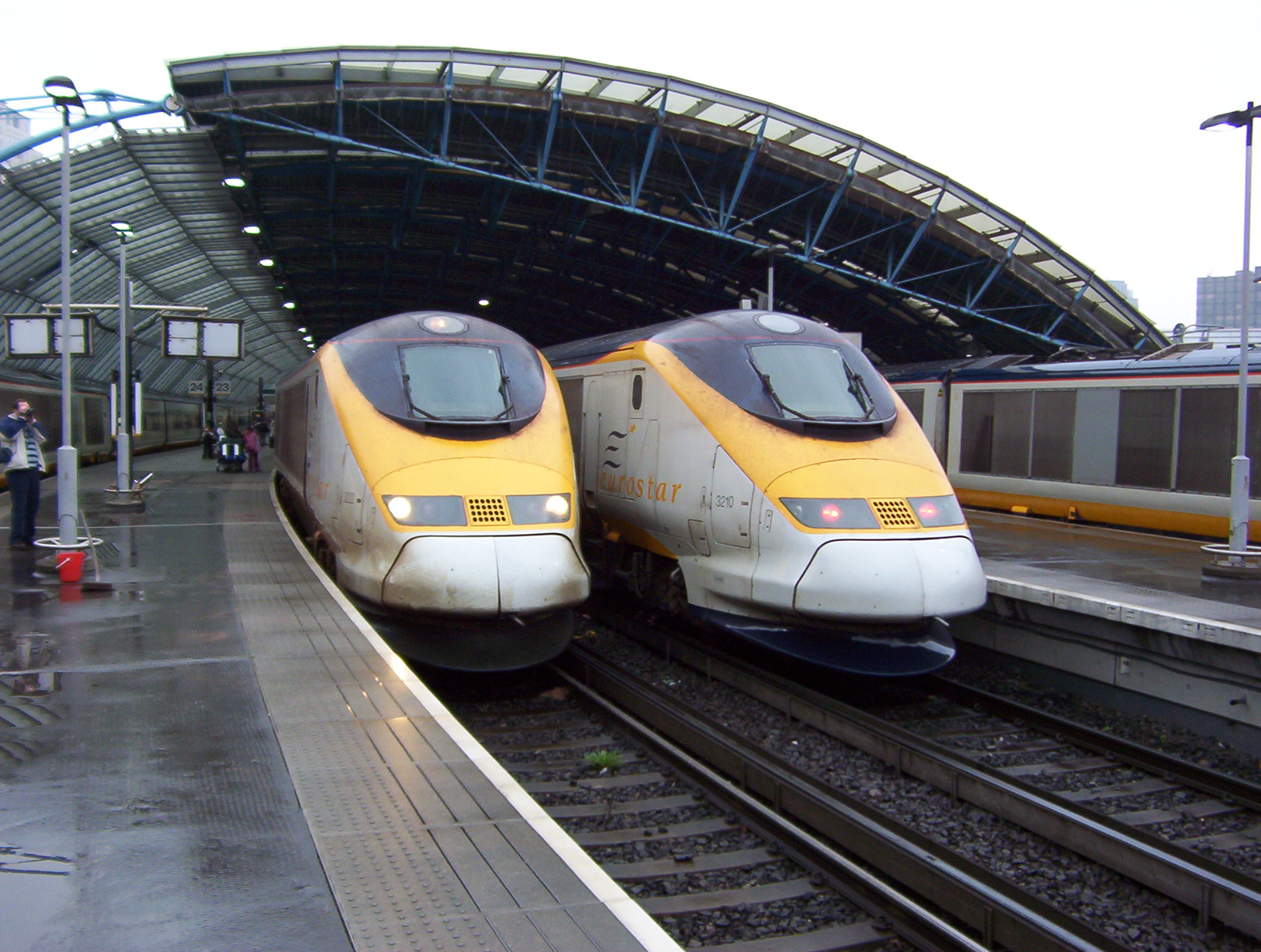
Motrices au départ de Londres-Waterloo.
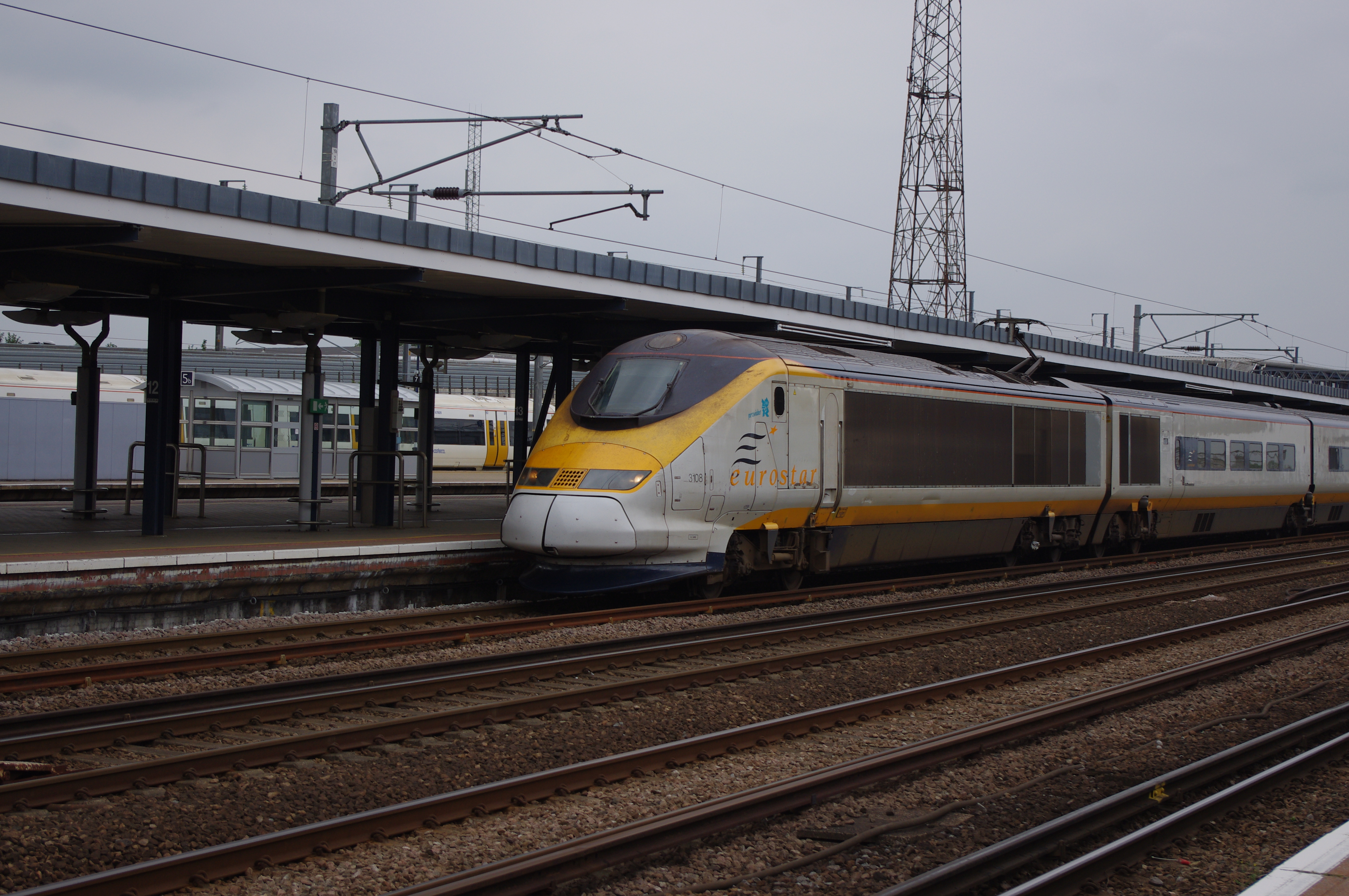
Rame de la SNCB.
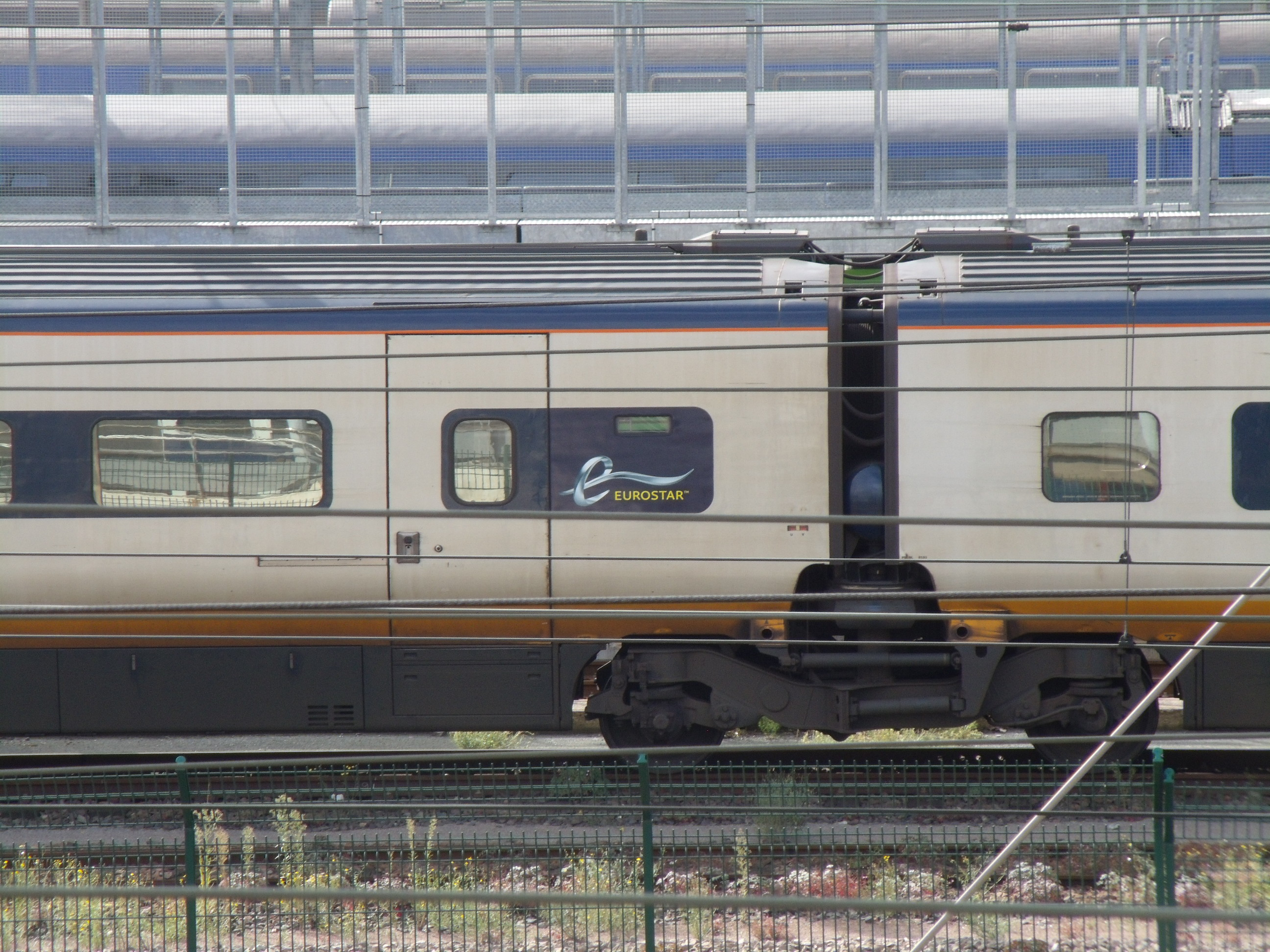
Livrée des voitures dans la rame.

#### Livrée Eurostar 2
Cette nouvelle livrée apparait en 2014 sur les motrices des rames TGV TMST. Elle est à base de gris, de bleu et de jaune. Elle est également portée par les nouvelles rames Eurostar e320.

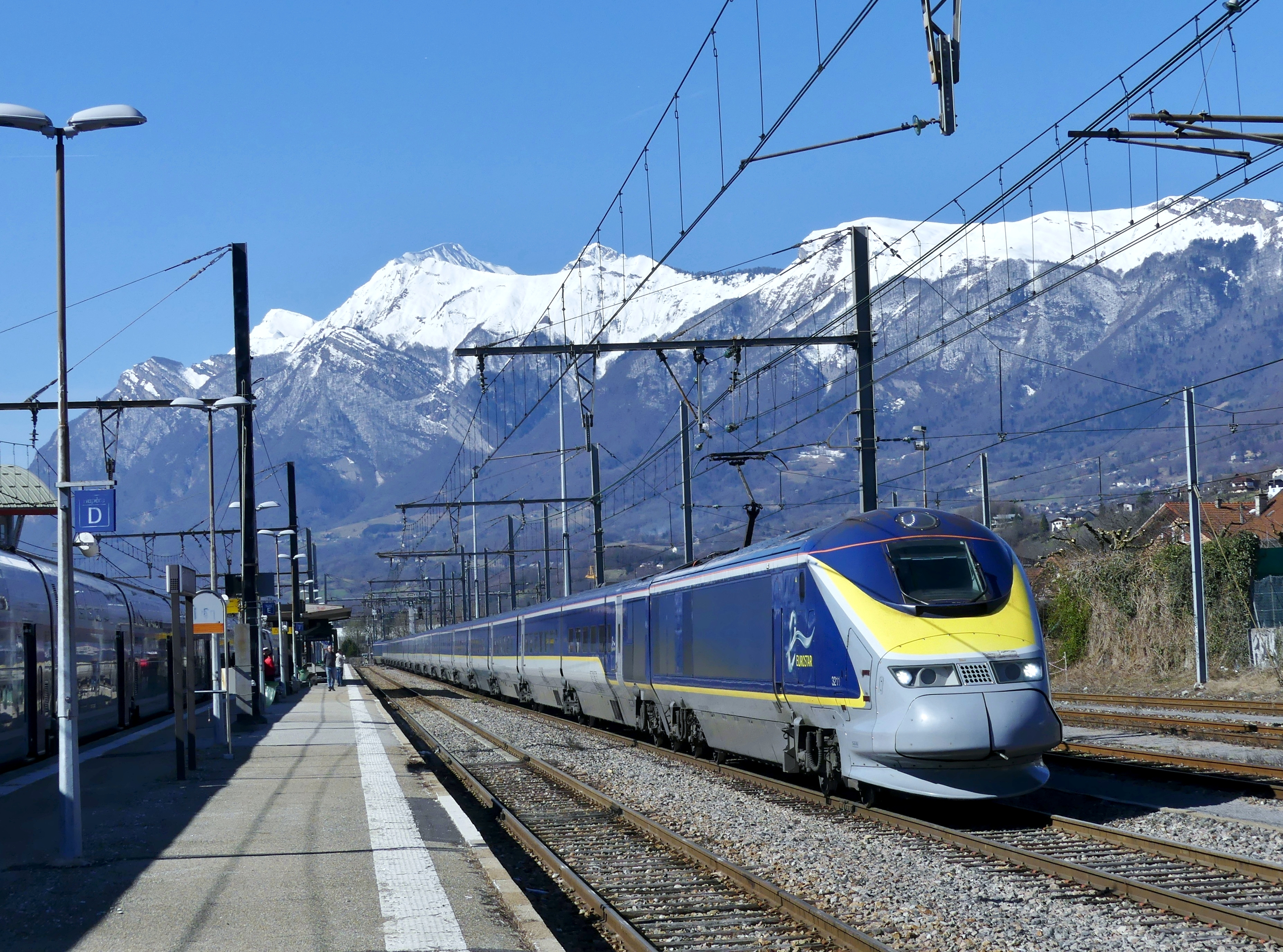
TGV TMST Eurostar 2 en gare d'Albertville.
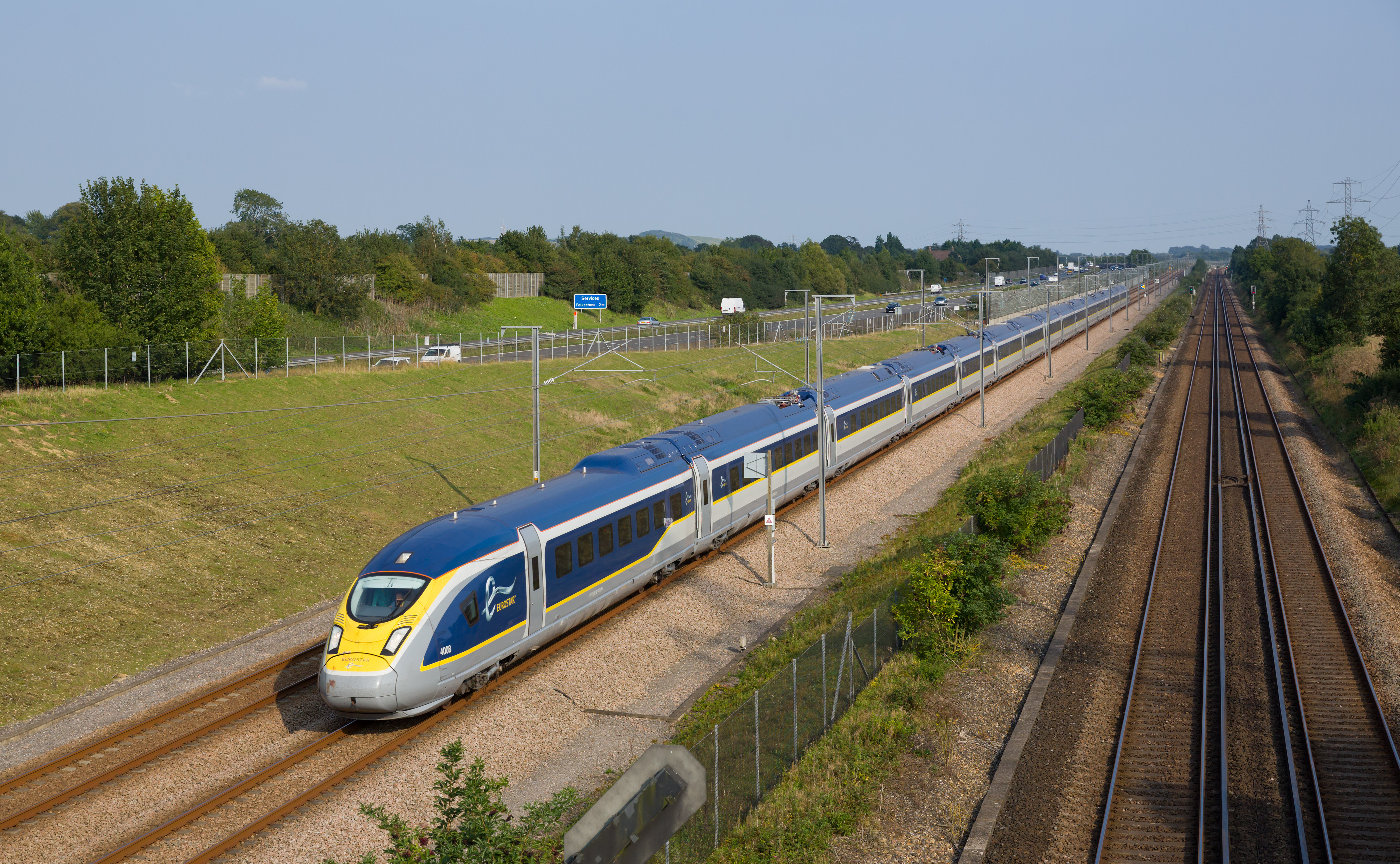
Une rame Eurostar e320 près de Sellindge au Royaume-Uni.

#### Livrée Thalys
Cette livrée s'applique aux TGV PBA et TGV PBKA du consortium Thalys. L'avant de la motrice est rouge grenat, puis laisse la place par un arrondi à la couleur gris argent dans le reste de la rame, un liseré grenat continuant de courir au-dessus des baies tout au long de la rame. Une partie de ce matériel est inscrit dans les effectifs de la SNCB, la NS et la DB.
Cette livrée est modernisée lors de la remise à niveau des rames. Une ligne argentée délimite le passage entre gris et grenat, soulignant le logo Thalys sur la motrice. Dans les années 2010[Quand ?], cette livrée est à nouveau actualisée avec une large bande rouge courant sur les flancs des voitures.
Depuis 2021, les rames connaissent une nouvelle rénovation de leur aménagement intérieur associée à une nouvelle livrée Ruby,. Cette livrée se distingue de la précédente par la présence d'un masque grenat foncé sur les faces frontales encadré par un liseré argenté et l'ajout d'une bande aux tons gris-mauve encadrant les fenêtres des remorques voyageurs, se terminant par un dégradé.
La rame TGV Réseau 4551 (en fait, l'ex-4531 de Thalys) a porté la livrée Thalys pour des services TGV intersecteurs, pendant une courte période, à l'occasion de son transfert du parc Thalys au parc de la SNCF dans les années 2000. Le logo de Thalys a été enlevé et remplacé par celui de la SNCF, avec l'adjonction de celui du service commercial TGV (à l'instar des autres rames du service classique). Cette modification provisoire a été suivie par le pelliculage de la rame en livrée Atlantique. En 2016, cette rame est passée en livrée Izy, dans le cadre de son affectation à ce service.
Le 1er octobre 2023, la marque Thalys disparaît au profit d'Eurostar, ce qui n'entraîne alors aucun changement dans la livrée des rames PBA et PBKA (hormis le changement du logo).

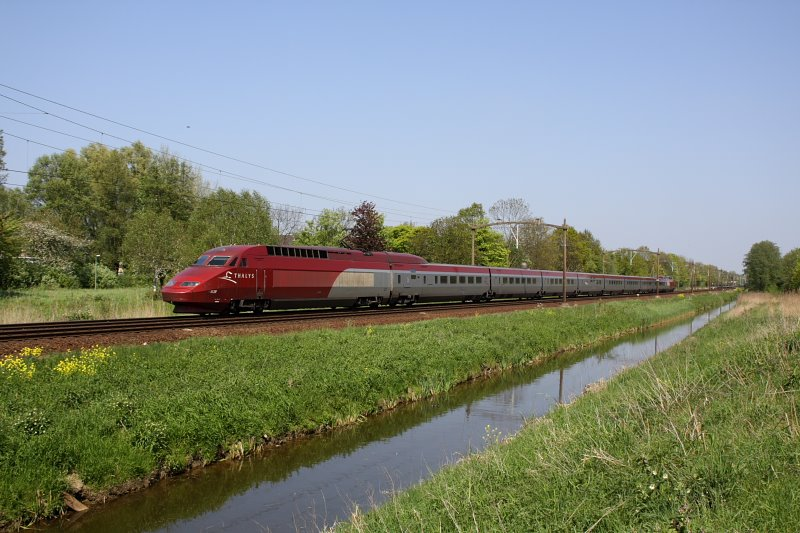
TGV PBA.
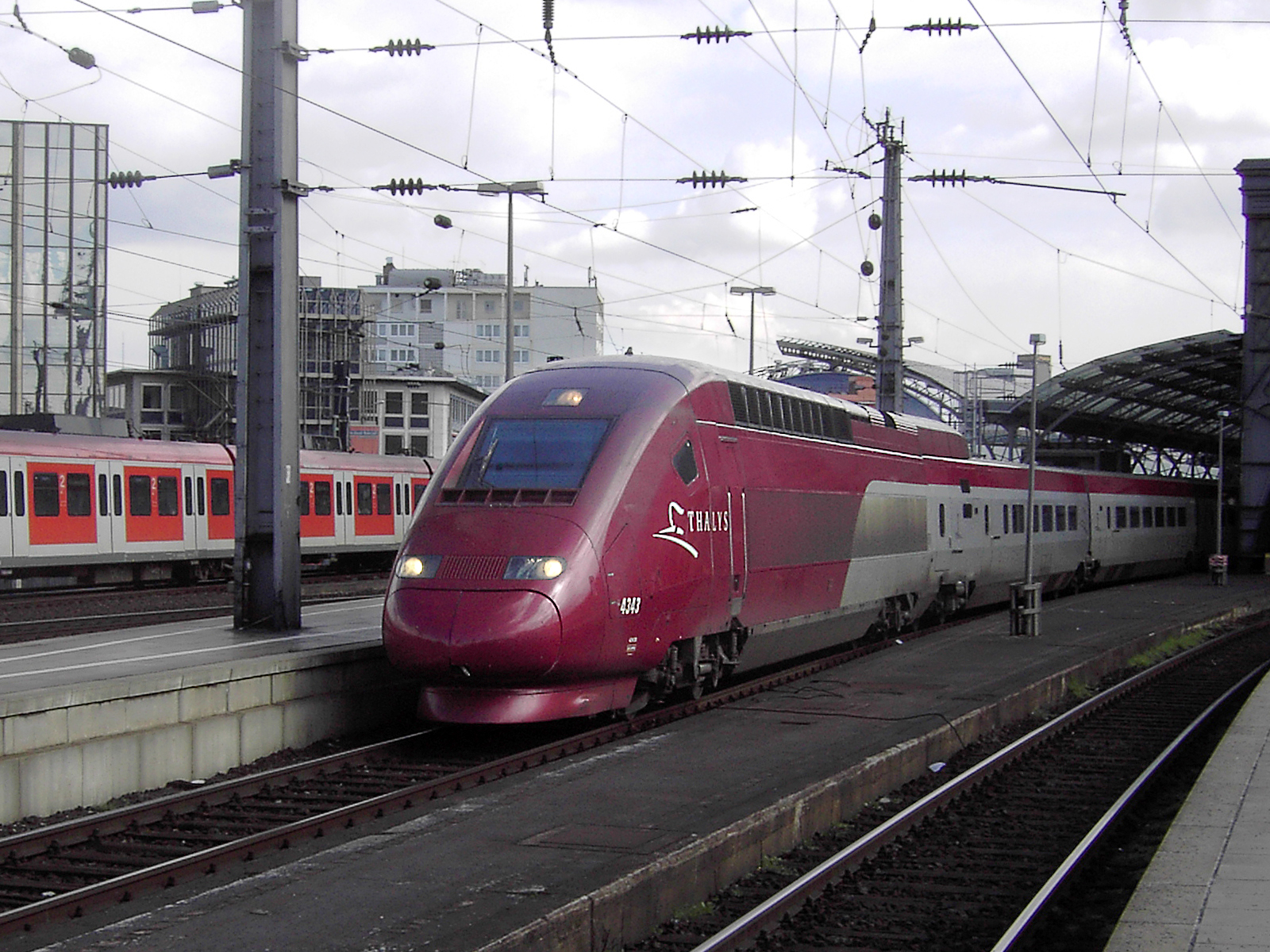
TGV PBKA.
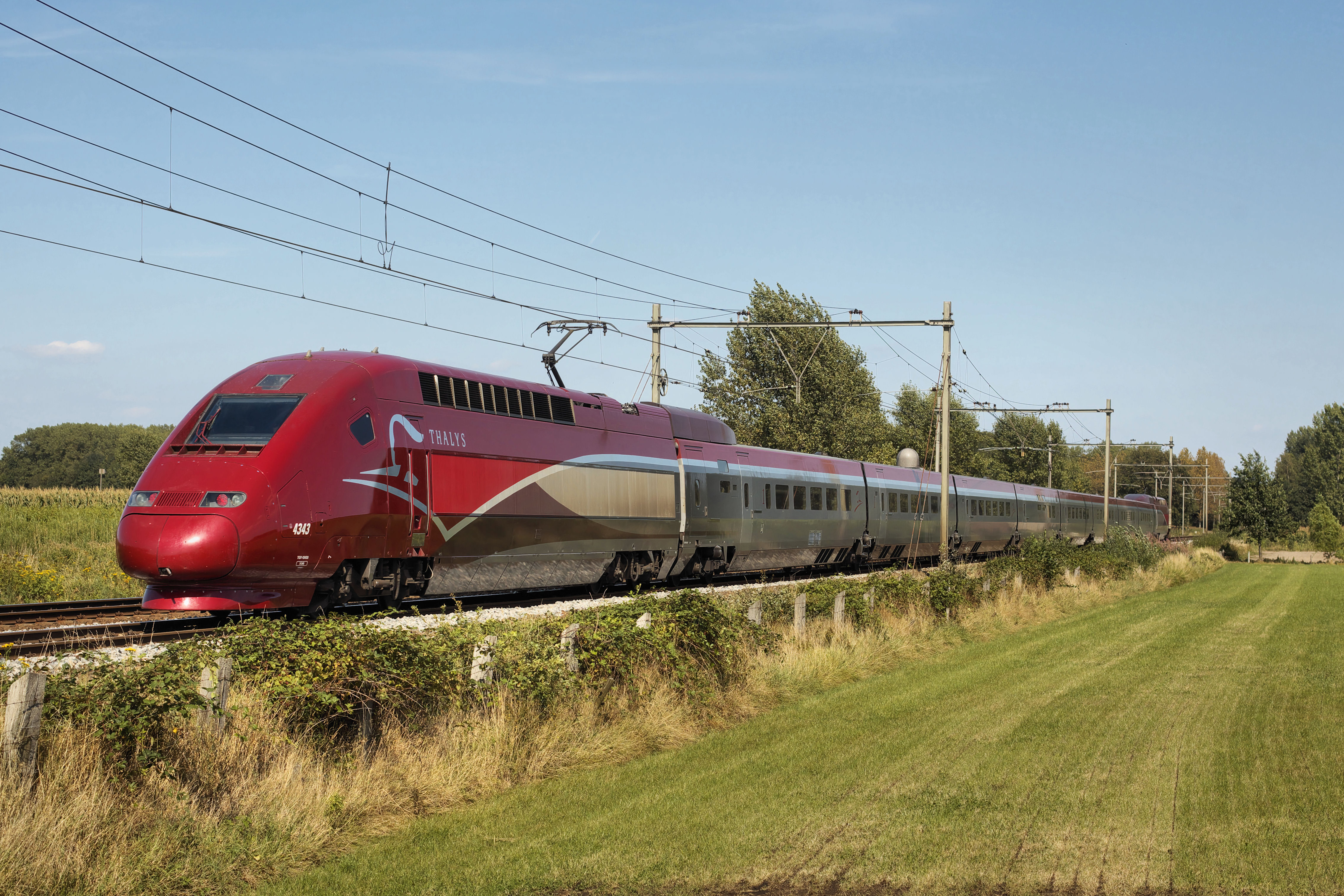
PBKA première rénovation.
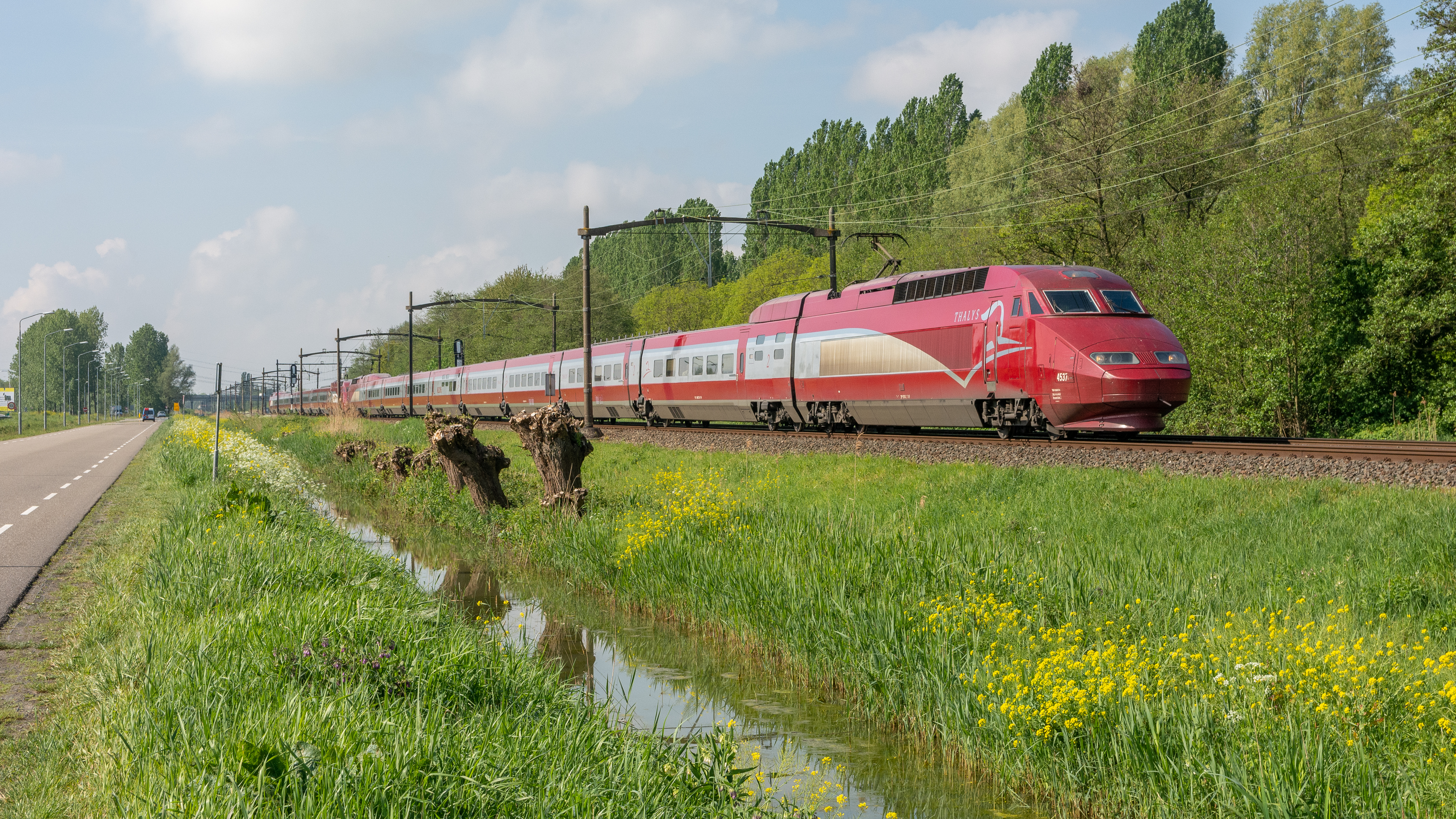
PBA, seconde variante.
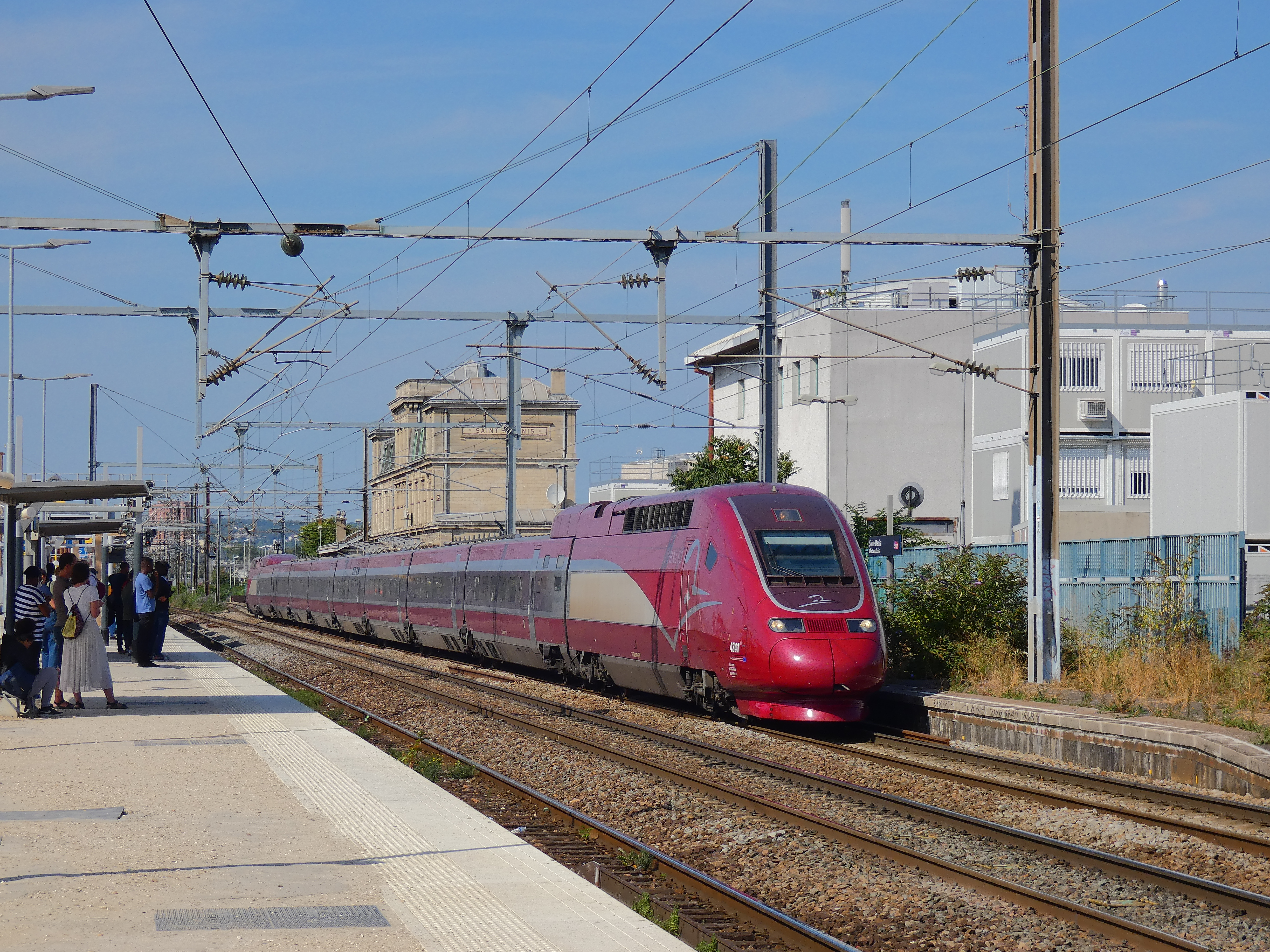
Nouvelle livrée Ruby.
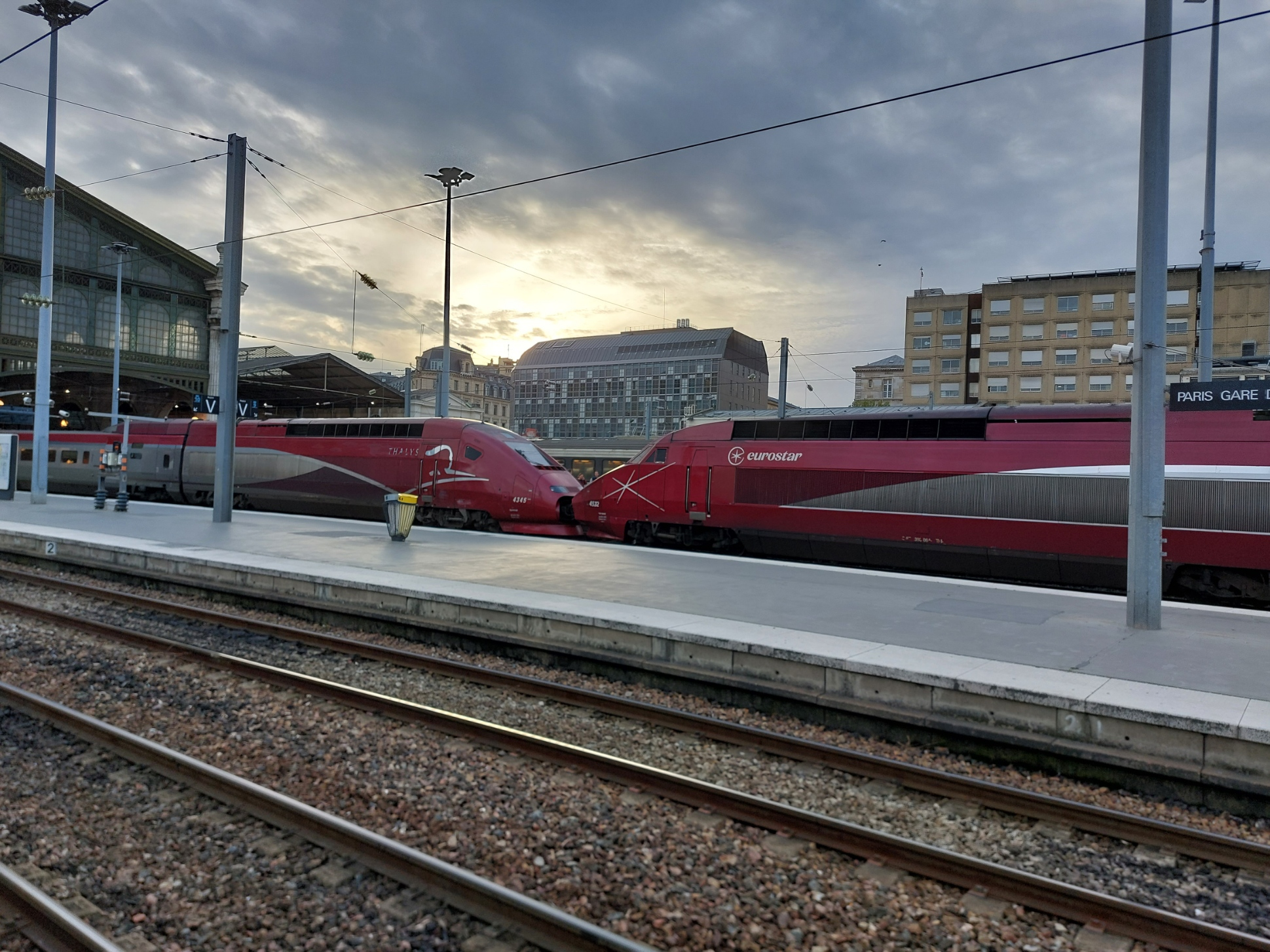
Rames PBKA et PBA, arborant respectivement le logo Thalys et le nouveau logo d'Eurostar.

#### Livrée Carmillon
En septembre 2011, la rame TGV PSE 01 revêt une nouvelle livrée pour fêter les 30 ans du TGV. Cette livrée est inaugurée en présence de Nathalie Kosciusko-Morizet, ministre de l’Écologie, du Développement durable, des Transports et du Logement, et de Guillaume Pepy, président de la SNCF. La motrice est blanche, à face noire. La rame est gris foncé au niveau des baies, et gris métallisé ailleurs. Un filet Carmillon court le long de la rame au-dessus des baies, et les portes sont de la même teinte, montrant un dégradé du carmin au vermillon (« Carmillon » résulte de la contraction des deux teintes). Cette livrée provisoire, alors appliquée avec des stickers, est appelée à devenir la nouvelle identité de la SNCF. Son application définitive est effectuée sur les rames PSE non radiées à cette époque (maintenant toutes radiées depuis début 2020), et est généralisée à toute la flotte TGV. Désormais, cette livrée est progressivement associée à la marque TGV inOui.
Une version particulière a été développée pour le « TGV Expérience » (rame no 65), rame qui a par la suite été utilisée par Trains-Expo. Une autre a été créée — à base de blanc et de bleu — pour les rames Dasye testant la LGV Rhin-Rhône et le second tronçon de la LGV Est européenne (disposition n'ayant plus été reprise depuis l'accident d'Eckwersheim).
Les TGV POS, utilisés par Lyria, ont reçu une déclinaison spécifique de cette livrée, sur laquelle les parties « Carmillon » sont remplacées par du rouge (bandeaux et portes), et la partie gris anthracite par du brun clair. Des motifs inspirés des flocons de neige sont également imprimés sur les portes et le long des voitures. Une autre variante de cette dernière livrée, cette fois sans les motifs précités (mais avec la présence notable de rouge sur les flancs de la motrice), est progressivement appliquée sur 15 rames TGV Euroduplex en 2019 ; ces rames ont remplacé les POS pour les services Lyria. Enfin, il existe une variante légère de la livrée Carmillon sur certaines rames « Océane Like » de la série Duplex 200. Elle n'a pas de dégradé Carmillon sur les portes mais une couleur unique, celle de TGV inOui ; cette variante s’appelle « livrée French Berry ».

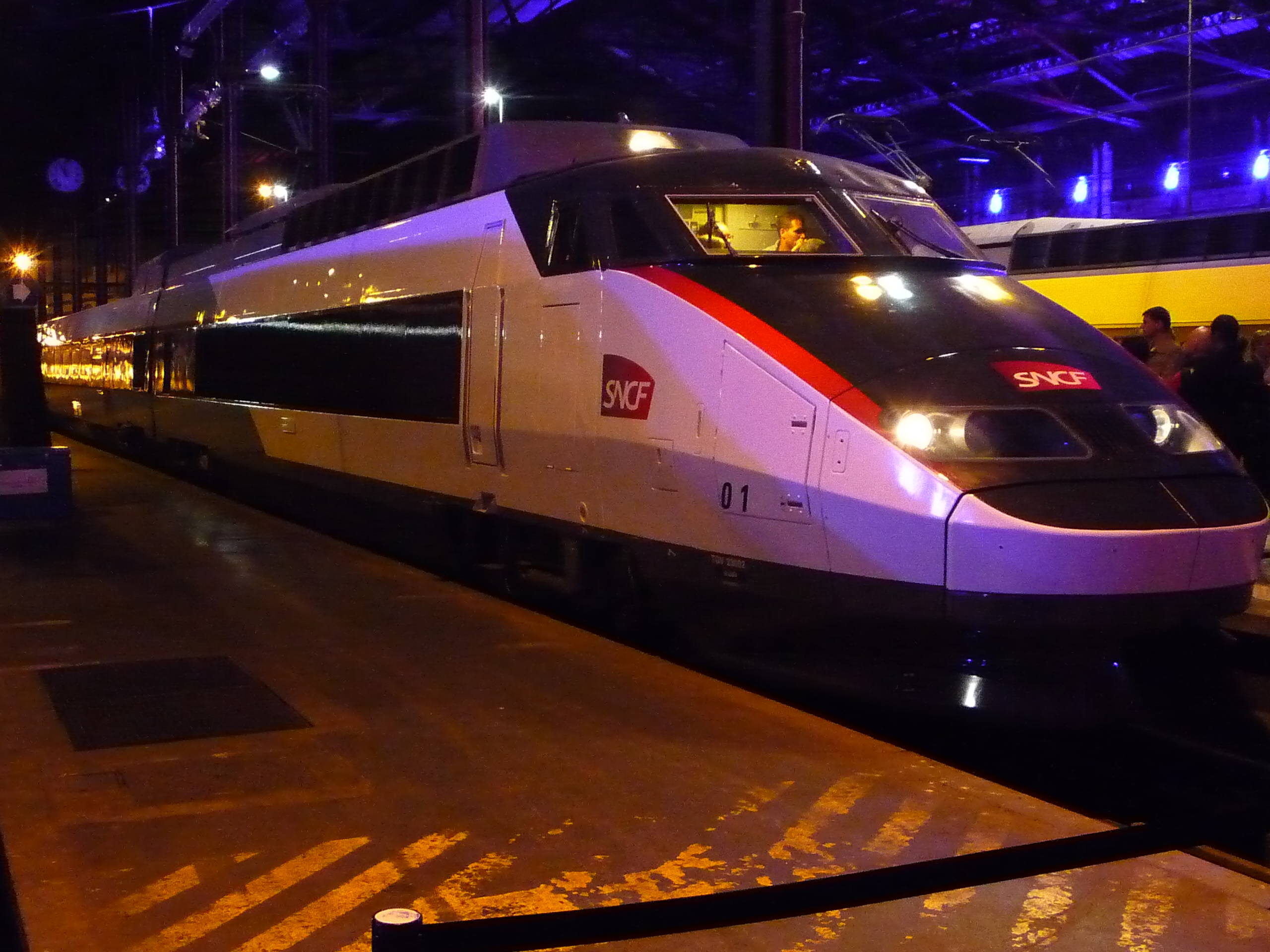
Livrée Carmillon, le jour de sa présentation officielle.
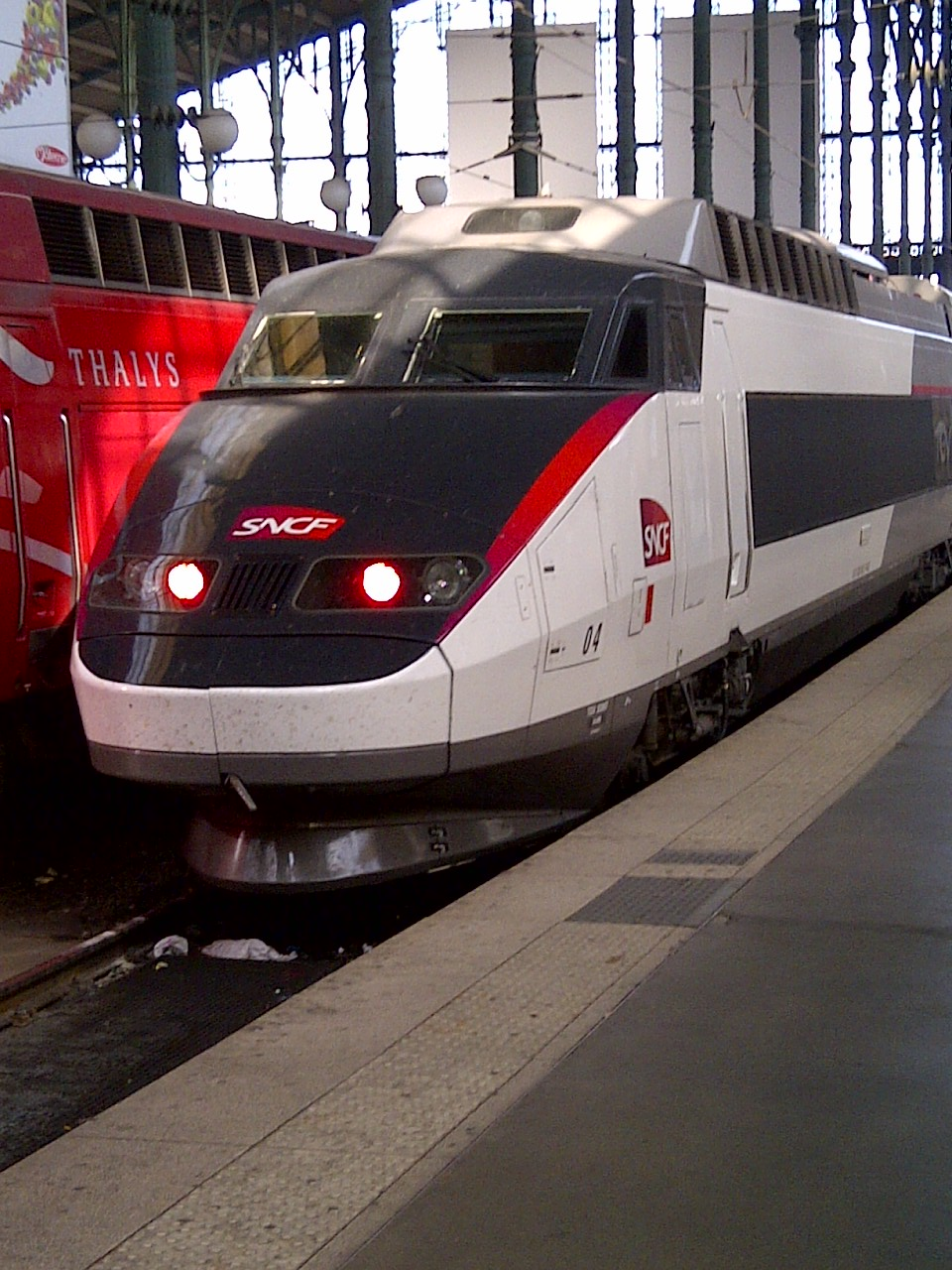
Avant de la motrice d'un TGV PSE.
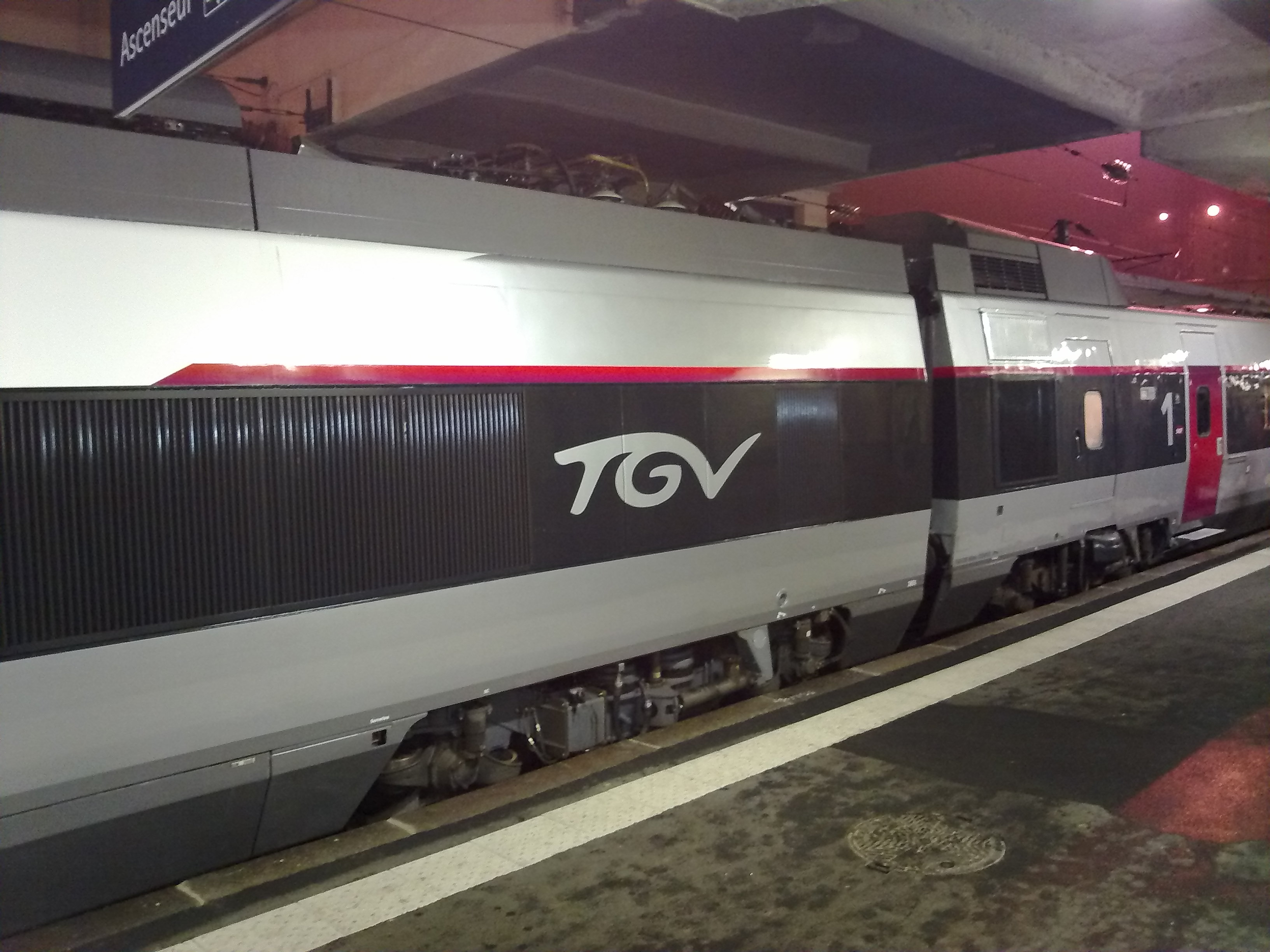
Arrière de la motrice et première remorque d'une rame PSE.
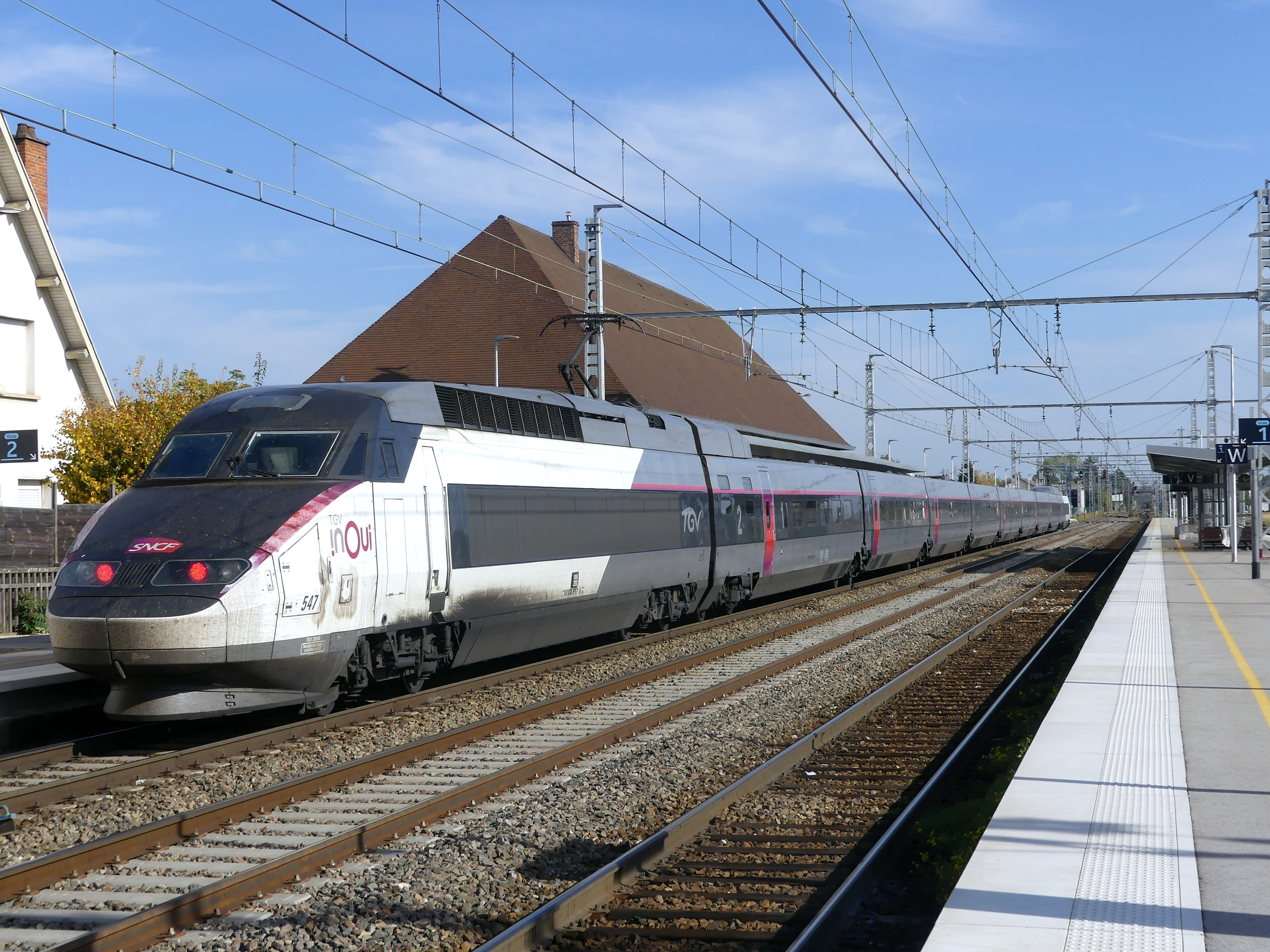
Rame TGV Réseau bicourant.

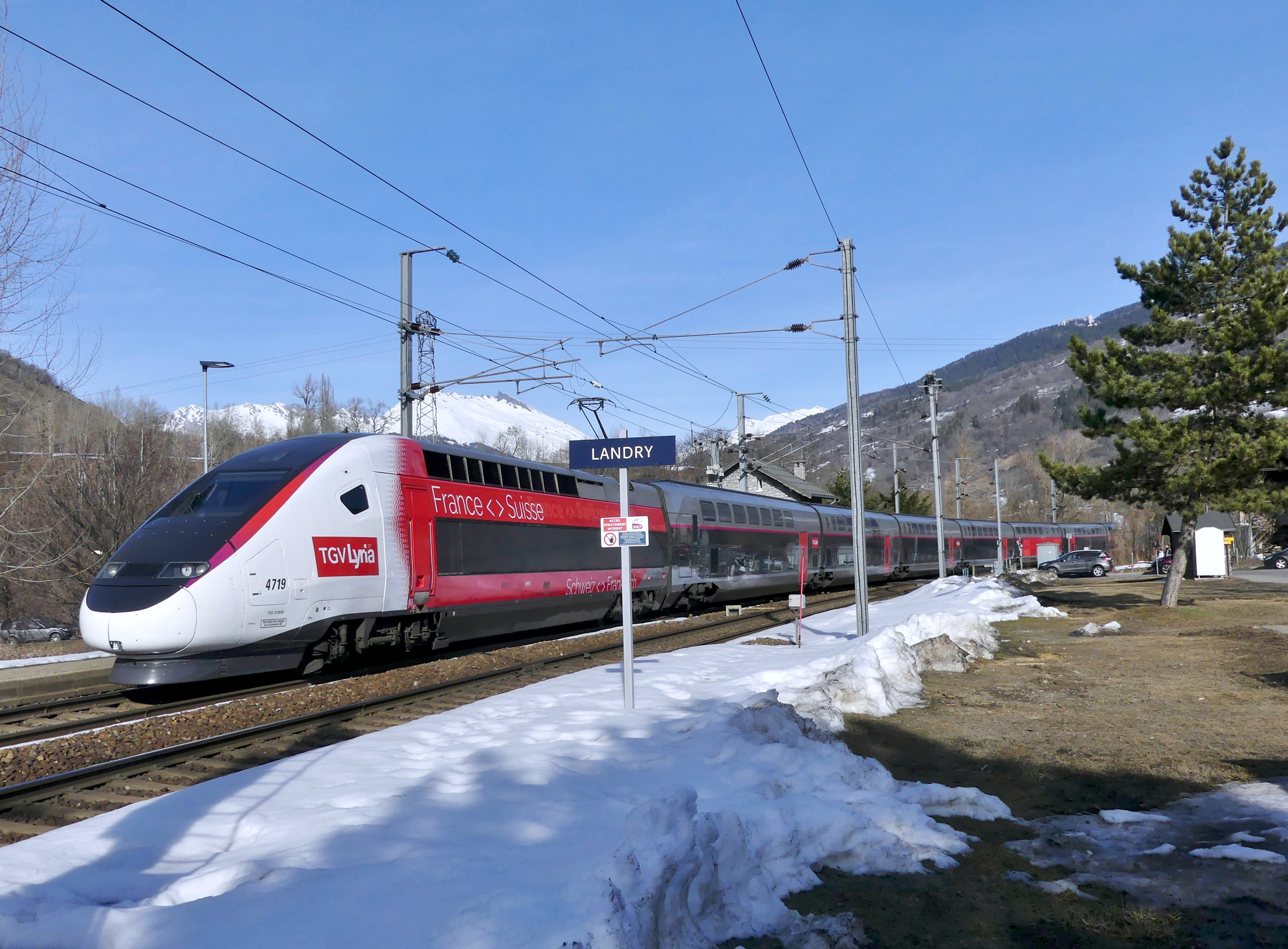
TGV Lyria (rame 2N2).
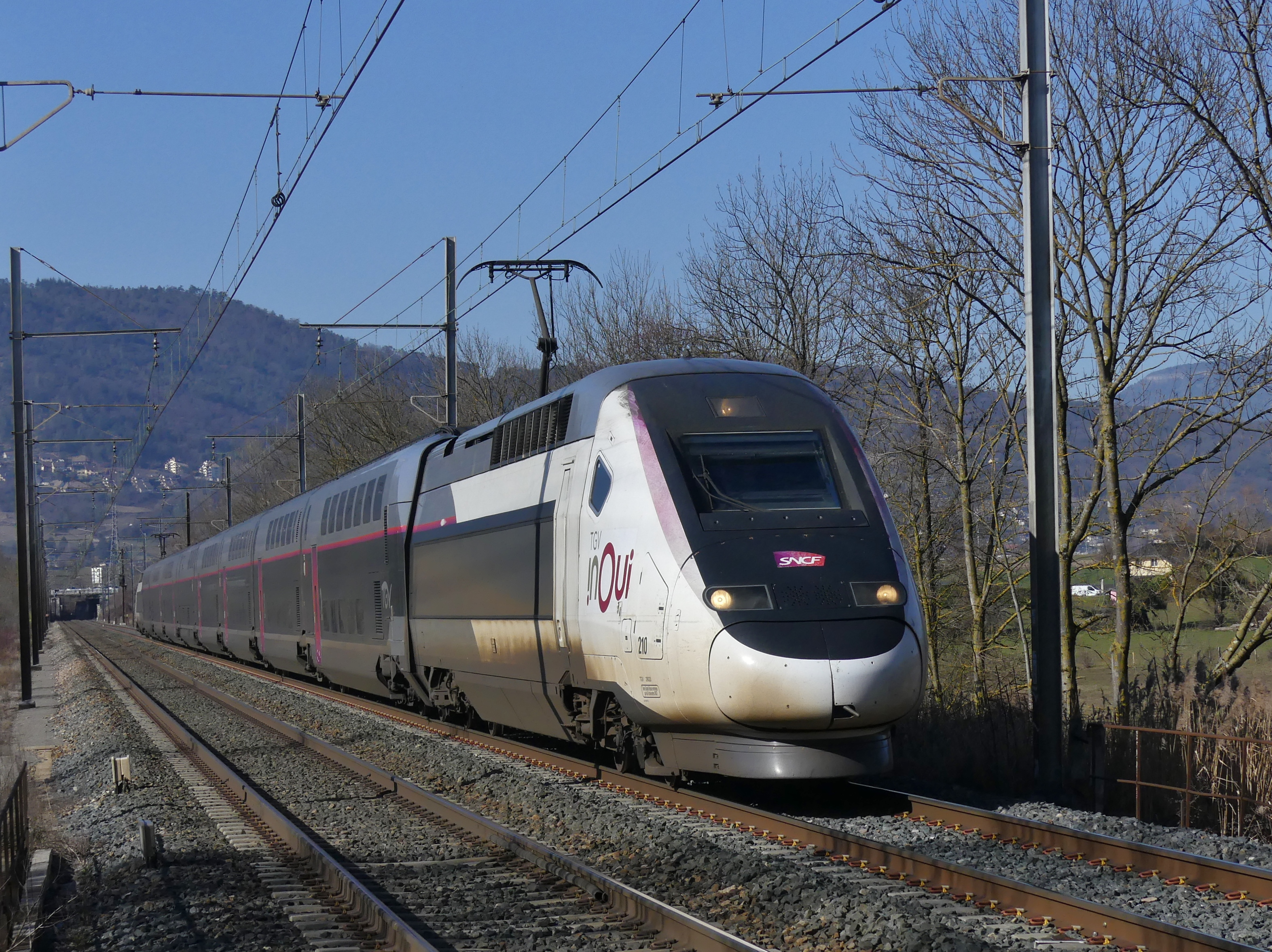
TGV inOui (rame Duplex).
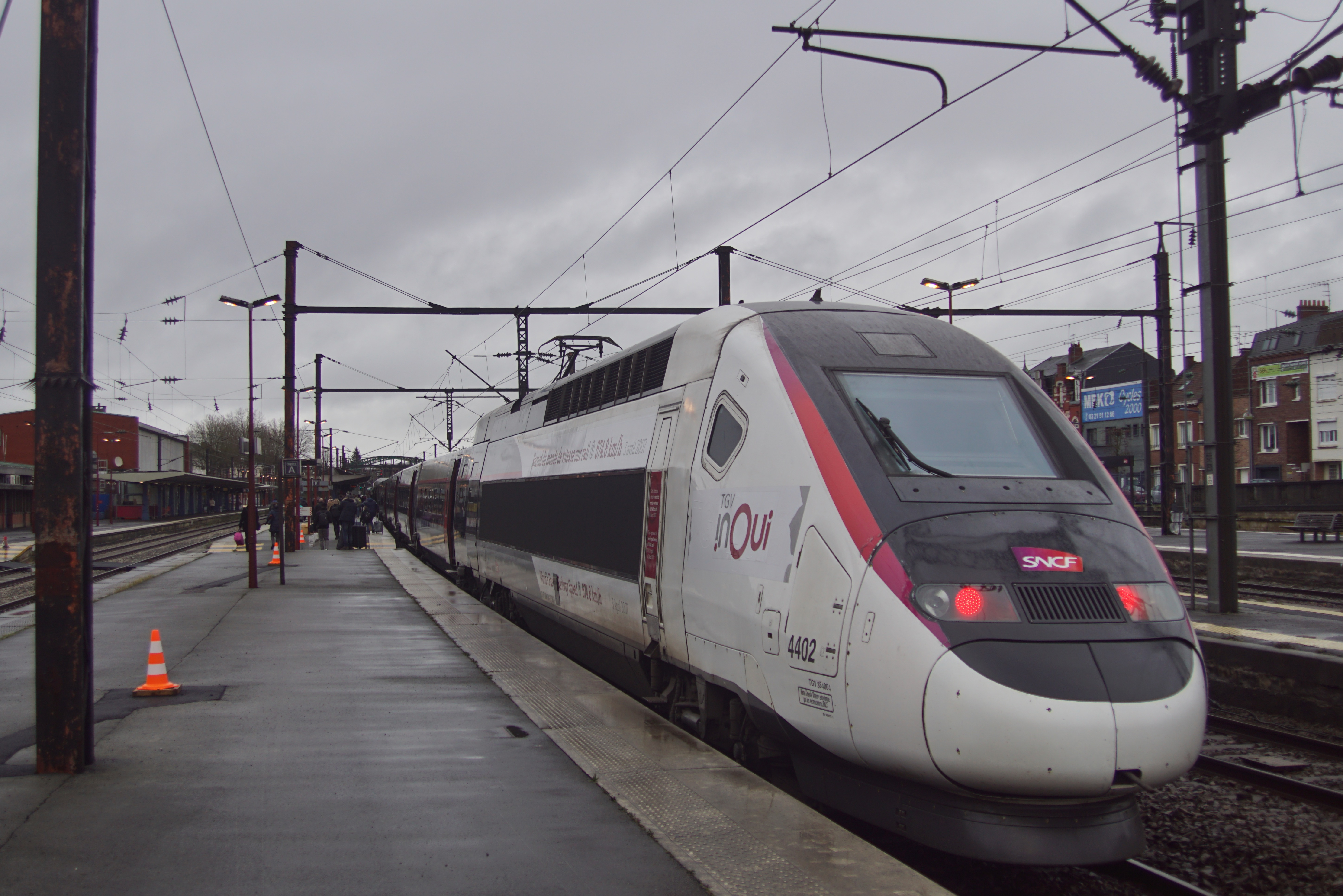
TGV inOui (rame POS).
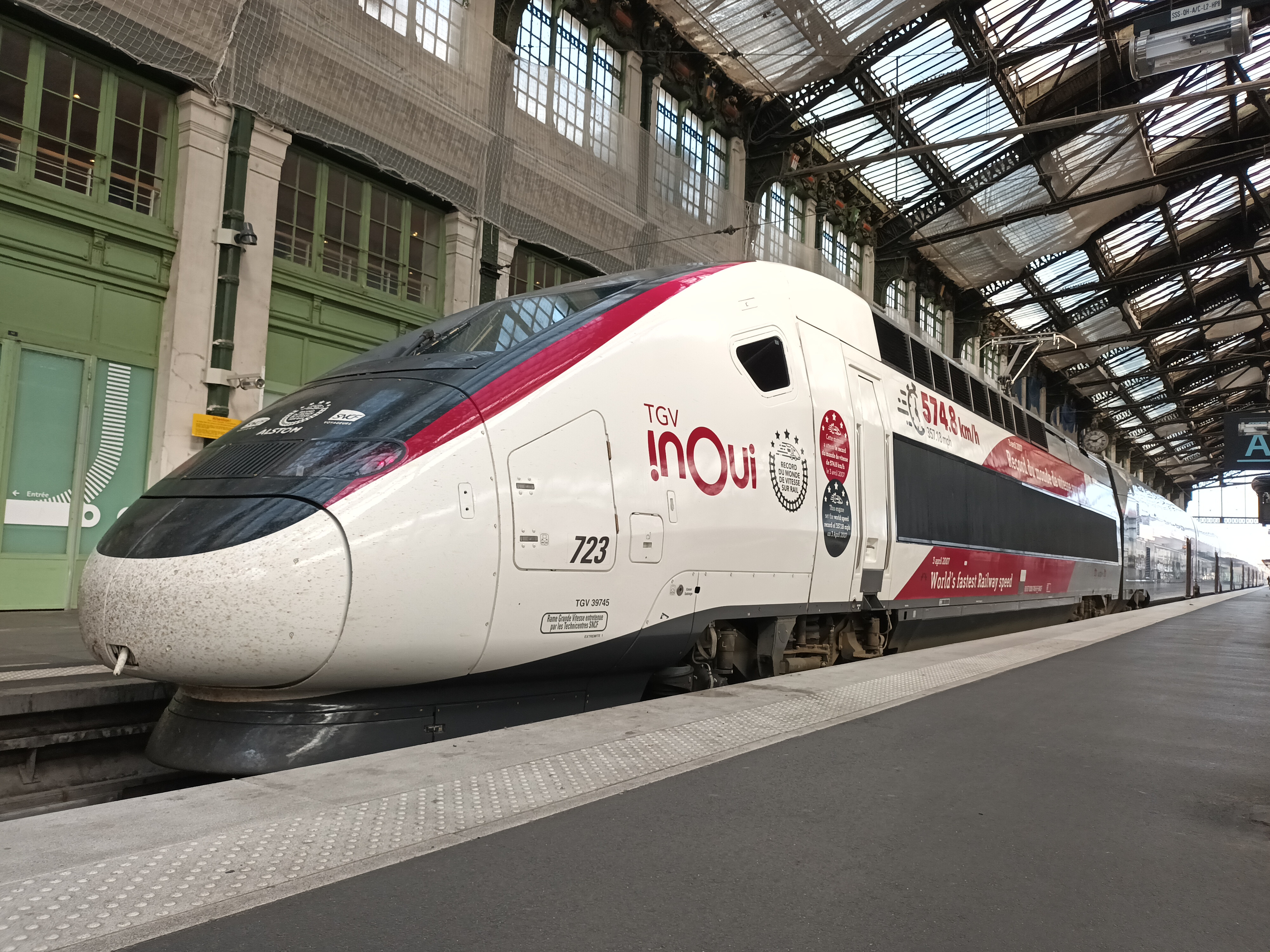
TGV inOui (rame POS-Duplex).

#### Livrées Ouigo
Cette livrée apparait avec le lancement de la marque économique Ouigo, en 2013. Les rames sont bleu ciel, les faces des motrices noires et les portes rose fluo. Elle a initialement concerné quatre rames Duplex transformées. Une variante de cette livrée a fait son apparition, avec les destinations Ouigo créées à la fin de 2015 (utilisant provisoirement des rames aux intérieurs non modifiés, puis des rames transformées supplémentaires) : une mention « OUIGO.COM » (lettres d'un bleu un peu plus foncé que le reste de la livrée, et présentes une voiture sur deux et entre les deux niveaux) a été rajoutée.
En Espagne, le lancement en 2021 de la marque Ouigo est accompagné d'une livrée majoritairement blanche (en lieu et place du bleu ciel sur les rames circulant en France) sur les trains concernés.

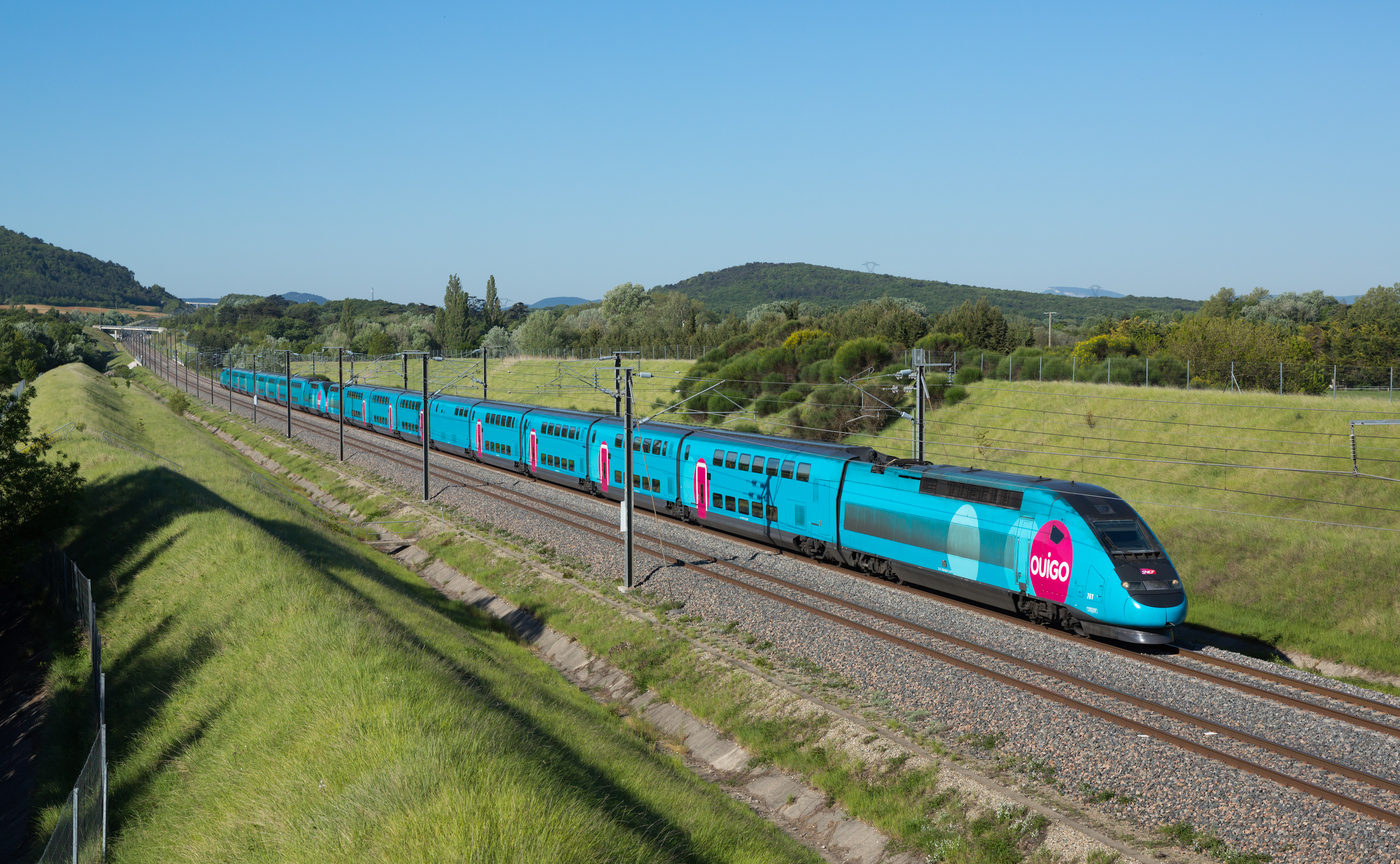
Rames TGV Ouigo sur la LGV Méditerranée, près de la commune de Montboucher-sur-Jabron.
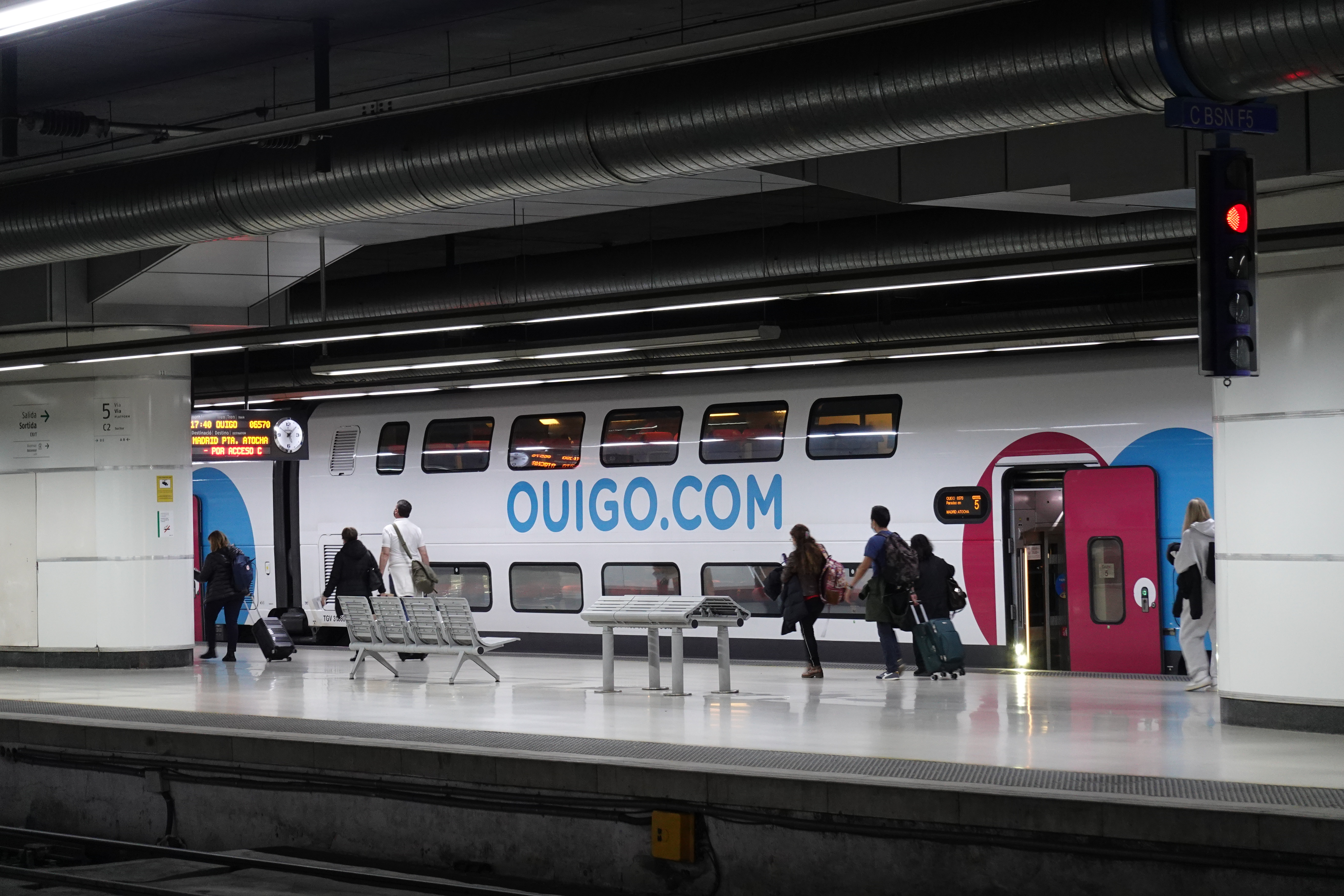
Rame TGV Ouigo en gare de Barcelone-Sants.

#### Livrée Izy
Cette livrée blanche et vert pomme avec une touche de violet est appliquée aux deux rames TGV Réseau nos 4521 et 4551, affectées à la marque économique Izy (appartenant à Thalys). Par la suite, seule la rame no 4551 a gardé cette livrée (l'autre n'étant plus affectée à Izy).
Cette dernière est remplacée au service annuel 2019 par un TGV TMST (formé des demi-rames nos 3213 et 3224) ex-Eurostar ; il introduit une version révisée de la livrée (déjà appliquée lors de circulations sans voyageurs en novembre 2018), sans masque noir sur les faces frontales (motrices) et argenté sur les parois latérales ; la base du toit est désormais peinte en mauve, avec un liseré orange. Certaines surfaces, comme les bas de caisses, les bogies porteurs, les intercirculations et l'étrave frontale, ont conservé la peinture de l'ancienne livrée TMST.

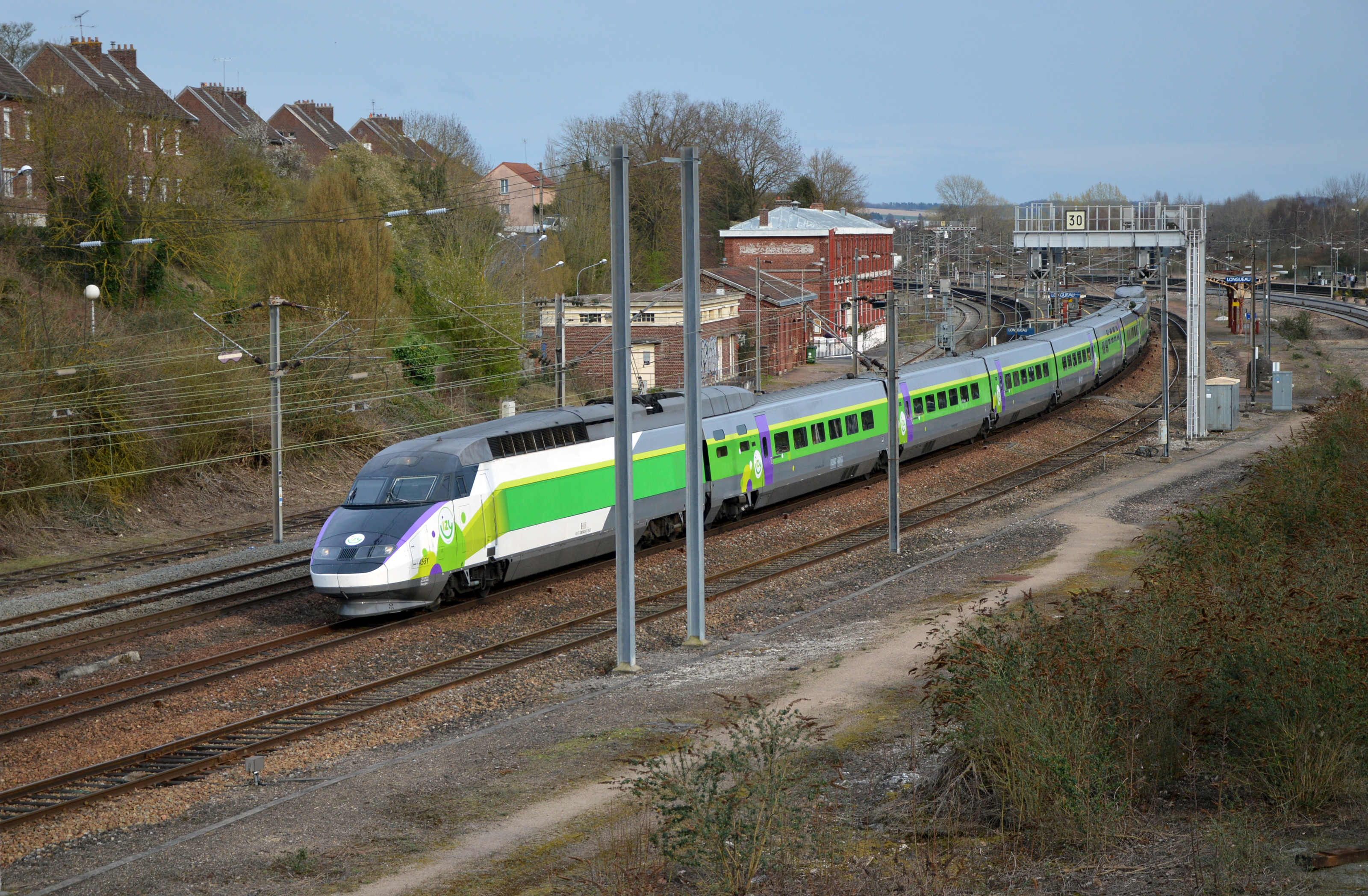
La rame 4551.
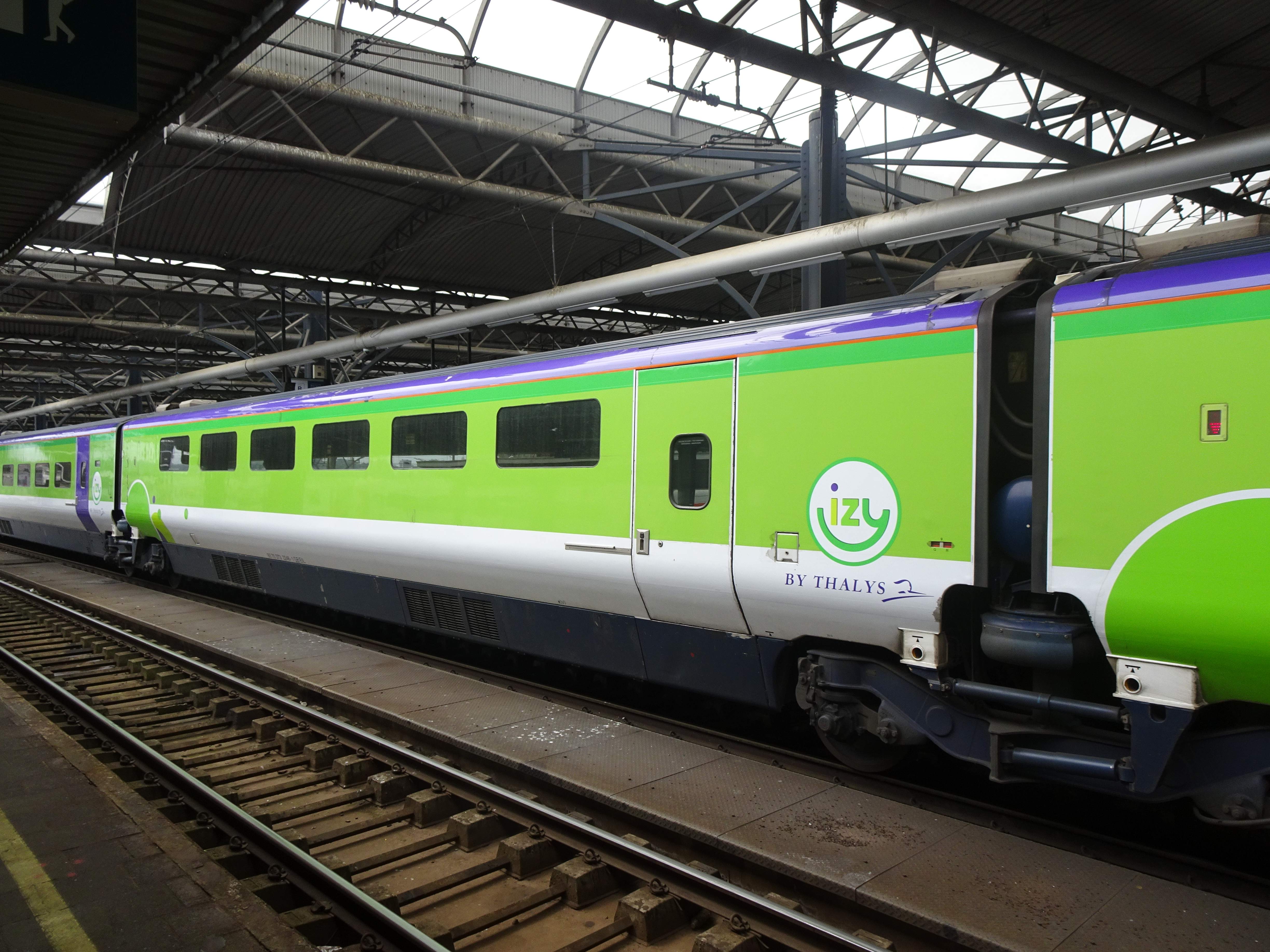
Voiture-bar de la rame 3213/3224.
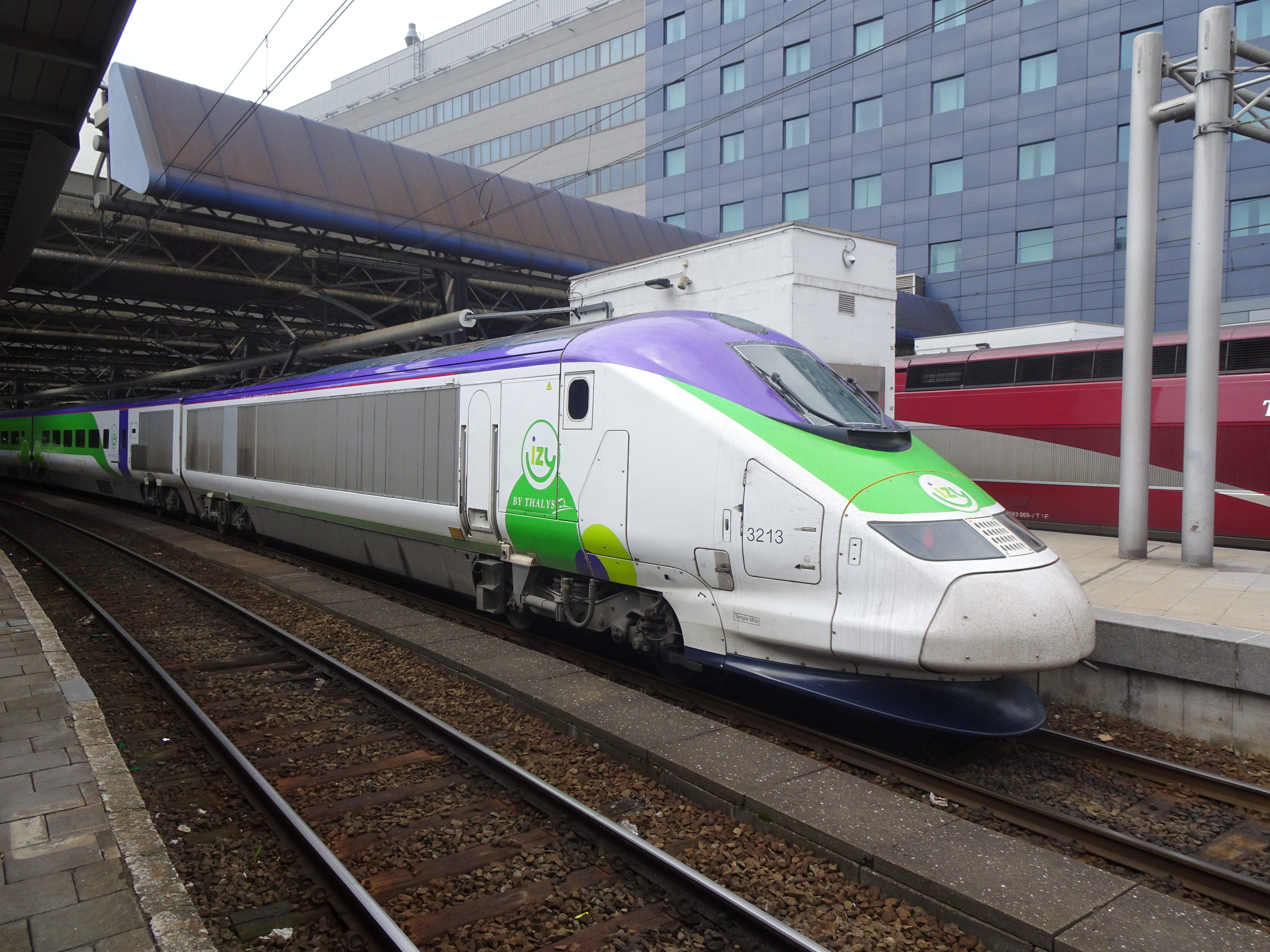
Motrice de la demi-rame 3213.

#### Livrée TGV M
Le TGV M, ou « TGV du futur », dont les premières livraisons devraient avoir lieu début 2026, devrait porter une livrée qui a été présentée le 29 avril 2024.
En juin 2023, il n'existe pas de documents officiels sur sa future livrée, bien que des vues d'artistes circulent dans les médias. Les rames d'essais sont uniquement blanches, avec les logos SNCF et Alstom. En septembre 2023, deux livrées d'essai sont en cours d'installation sur des rames ; elles sont issues d'un concours interne auprès des employés de la SNCF et d'Alstom,. Le 29 avril 2024, la livrée commerciale (pour le service TGV inOui) est présentée à Belfort, avec la rame no 1005 ; elle est principalement composée de blanc, d'un peu de gris, de noir sur l'avant de la motrice, ainsi que d'une couleur « carmillon » (dite « frenchberry ») sans dégradé sur les portes,.

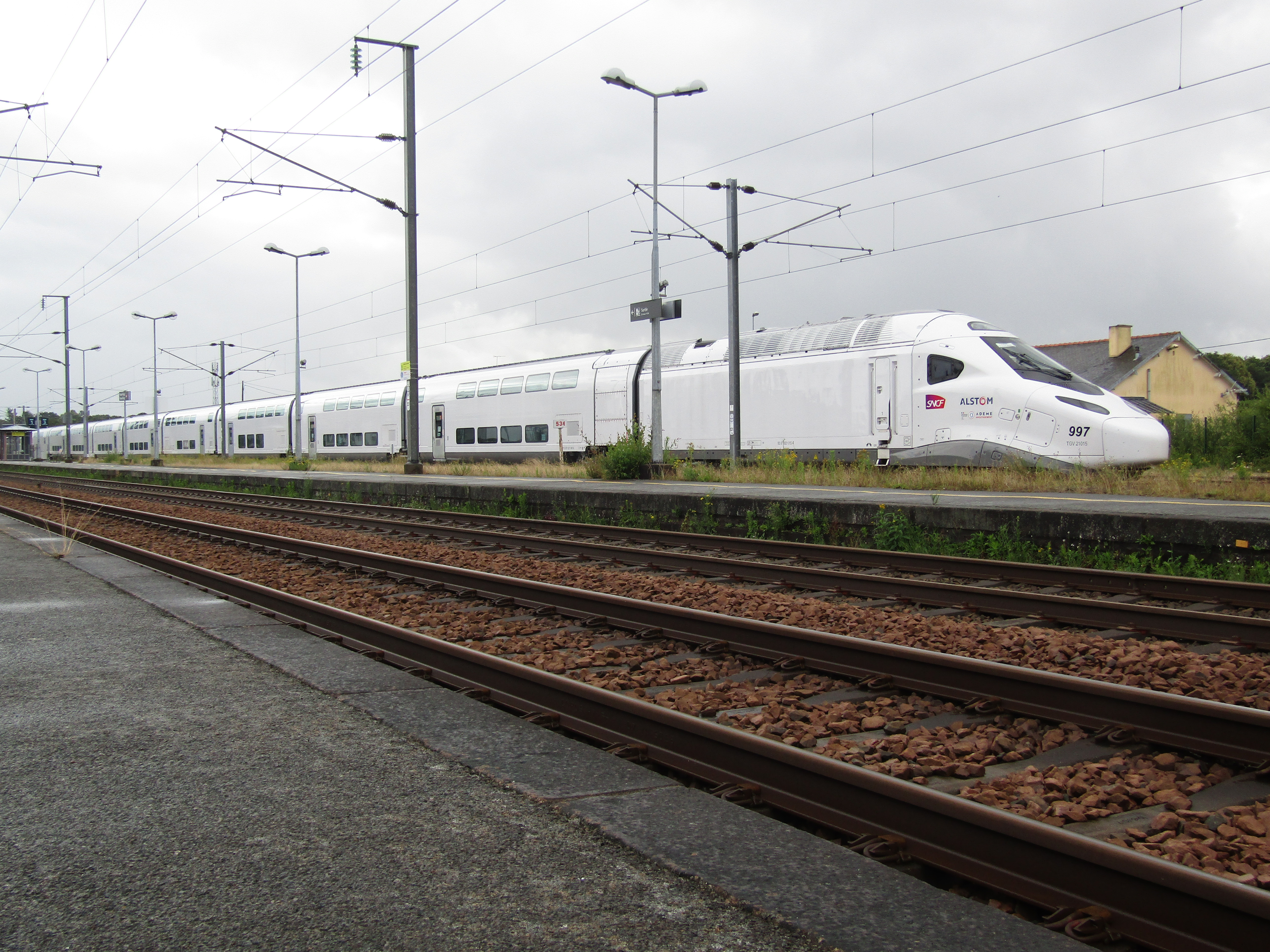
La rame no 997 stationnée en gare de Plouaret-Trégor le 5 juillet 2023, lors d'une campagne d'essais sur le réseau ferré national.
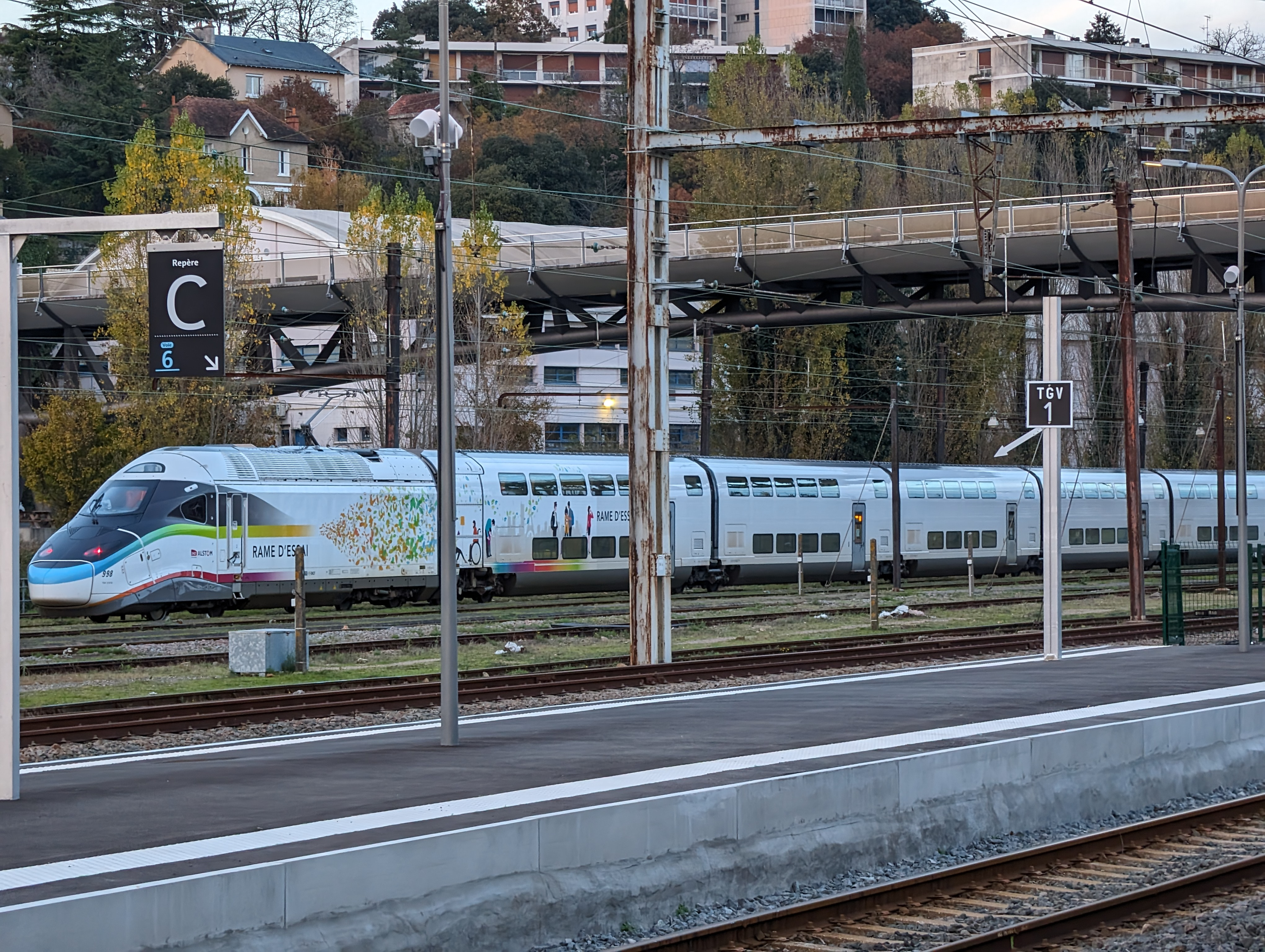
La rame no 998 en gare de Poitiers, avec une livrée « Rame d'essai ».

#### Livrées spéciale
- Les deux premières rames du TGV Atlantique ont revêtu, un temps, une livrée blanche et bleue. Elles ont été remises au type de la série après leur mise en service, car le blanc était jugé trop salissant.
- La rame Sud-Est 101 a été transformée en rame de démonstration pour la pendulation. Après quelques années d'essais, cette rame a été remise au type de la série. Sa livrée était bleu marine sur l'avant de la motrice, avec un grand « P » rouge. Le reste de la rame était gris avec encadrement des baies rouge.
- La rame Réseau 4530 a été transformée en rame de surveillance des voies à grande vitesse. Elle porte le nom d'IRIS 320. Elle a été peinte en gris, et un pelliculage en haut de caisse prend des tons rouges et violets, garni de graphismes. Ce dernier a été remplacé par la livrée « Vigirail », dérivée de la livrée « Carmillon ».
- La voiture d'essais à grande vitesse (VEGV), connue sous le nom de Mélusine, portait, lors de sa mise en service, une livrée Atlantique avec le bandeau central gris pour pouvoir s'incorporer dans la livrée orange. Elle fut repeinte avec une livrée Atlantique classique lors de la disparition de la livrée orange.
- La rame POS 4402, qui a battu le record de vitesse sur rail le 3 avril 2007, a également disposé d'une livrée spéciale pour l'occasion. Celle-ci est à base de gris et de noir avec une vague représentant « la fusion du métal, de la vitesse, du mercure, façon jet de chrome », soulignée d'un bandeau bleu, blanc, rouge. Désormais, ses motrices font partie du parc TGV inOui, munies d'un pelliculage adapté, mentionnant sur ses flancs 574,8 km/h[41].
- La rame Sud-Est 01 effectue une tournée des technicentres en février 2020, en étant à cette occasion simultanément revêtue des trois livrées qu'elle aura successivement porté durant sa carrière (orange, Atlantique et Carmillon)[42].

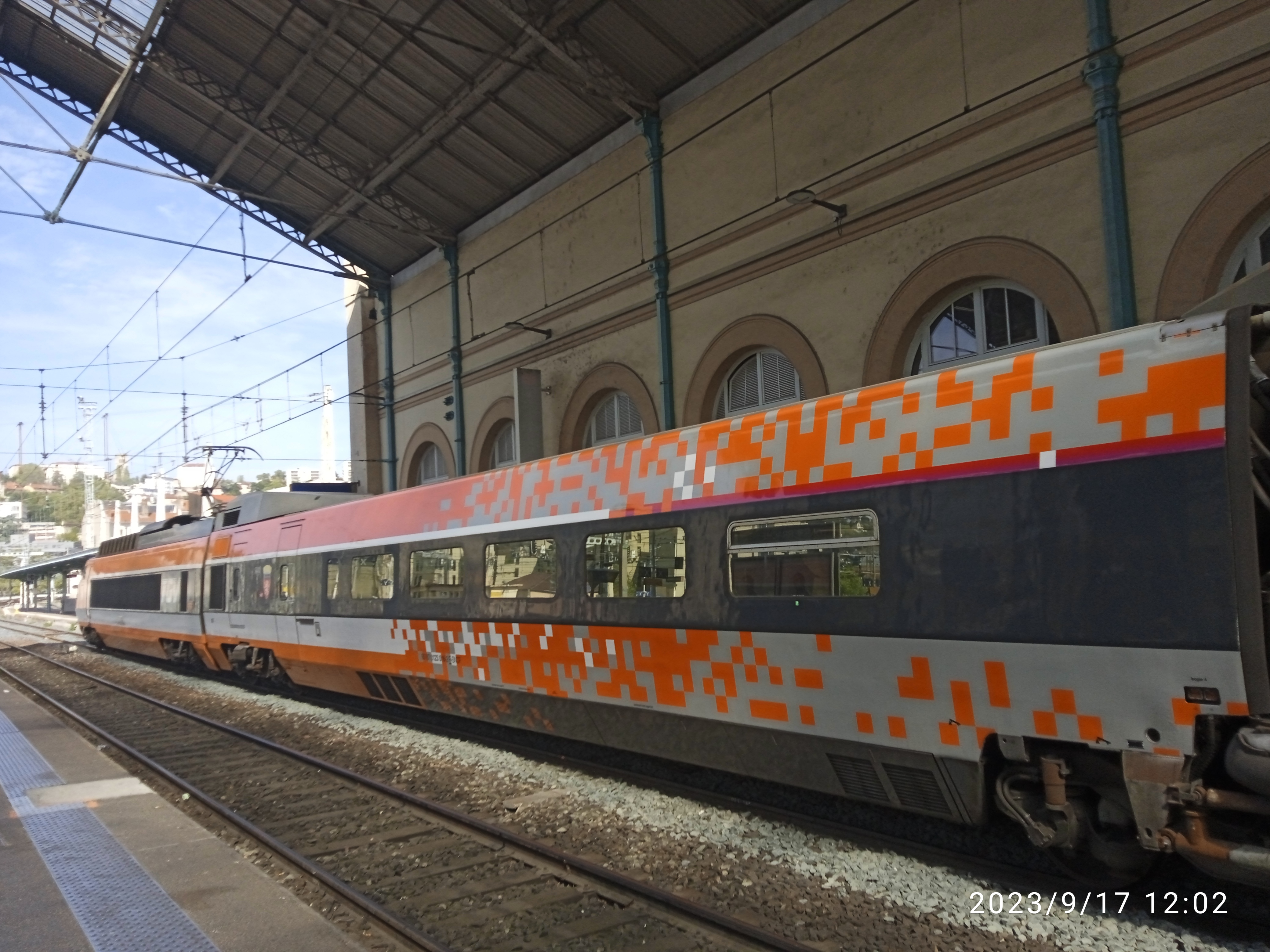
Livrée TGV PSE 16 avec un dégradé orange/carmillon.

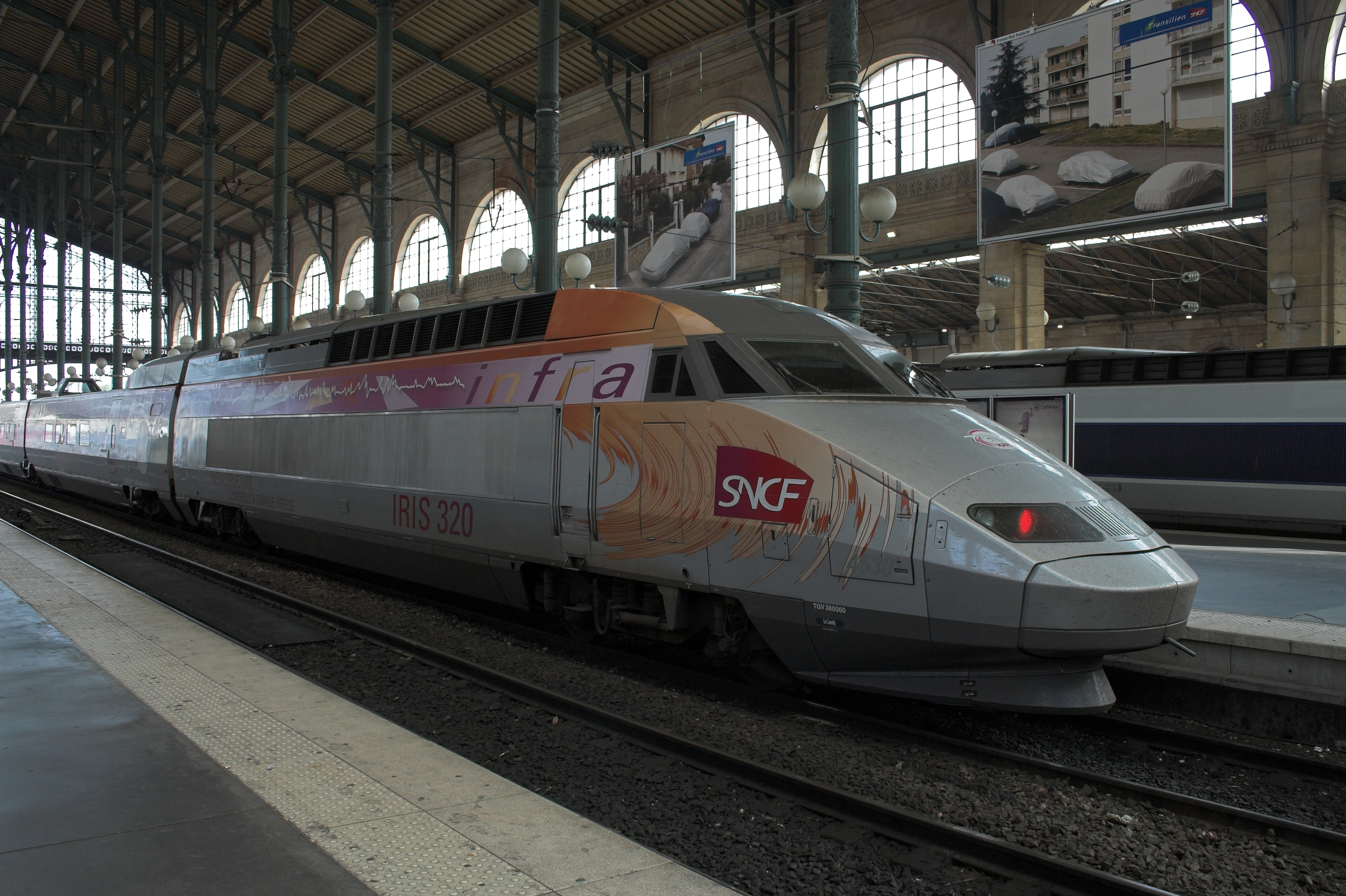
Motrice d'Iris 320.
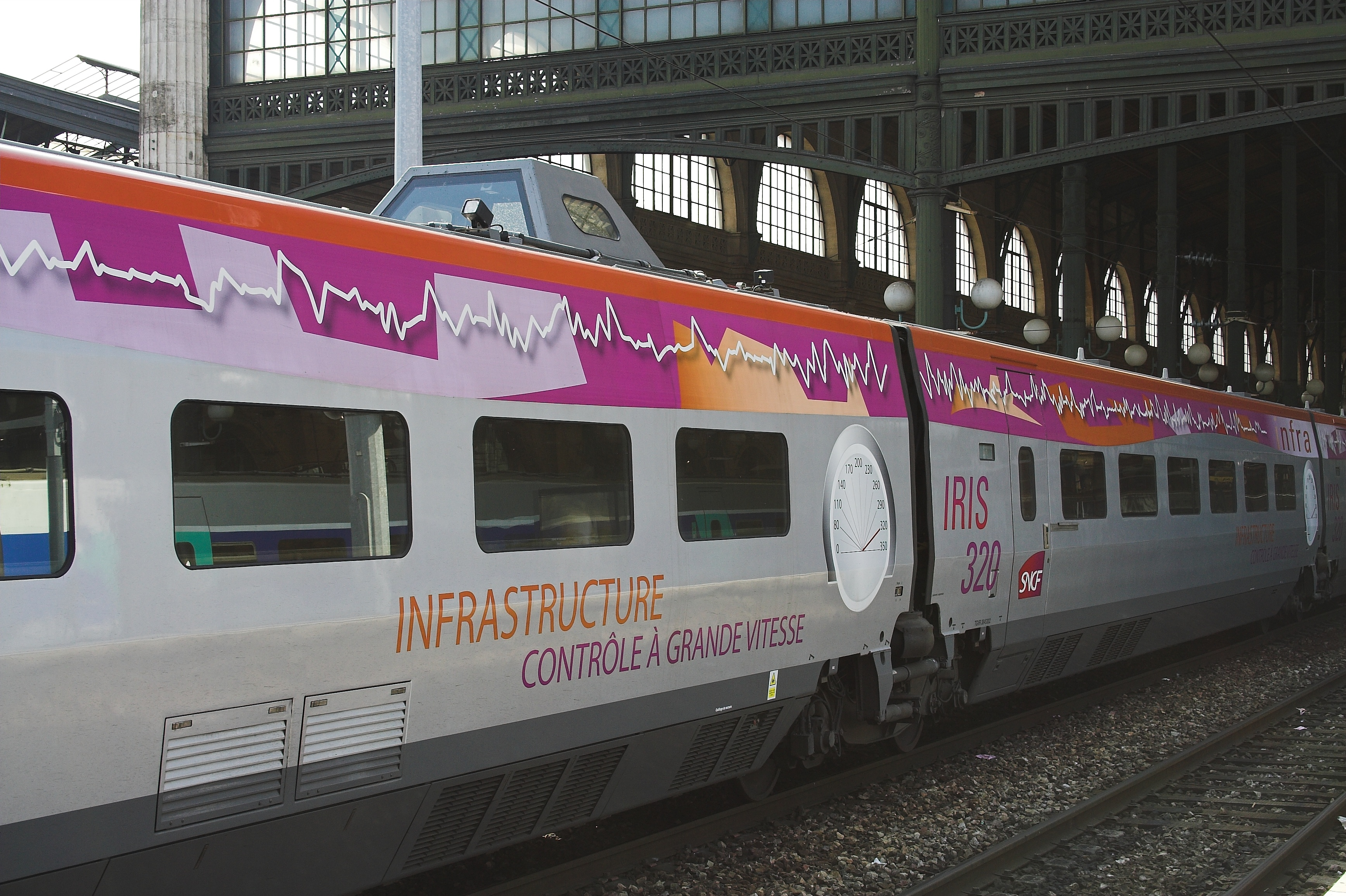
Flanc de la rame Iris 320.
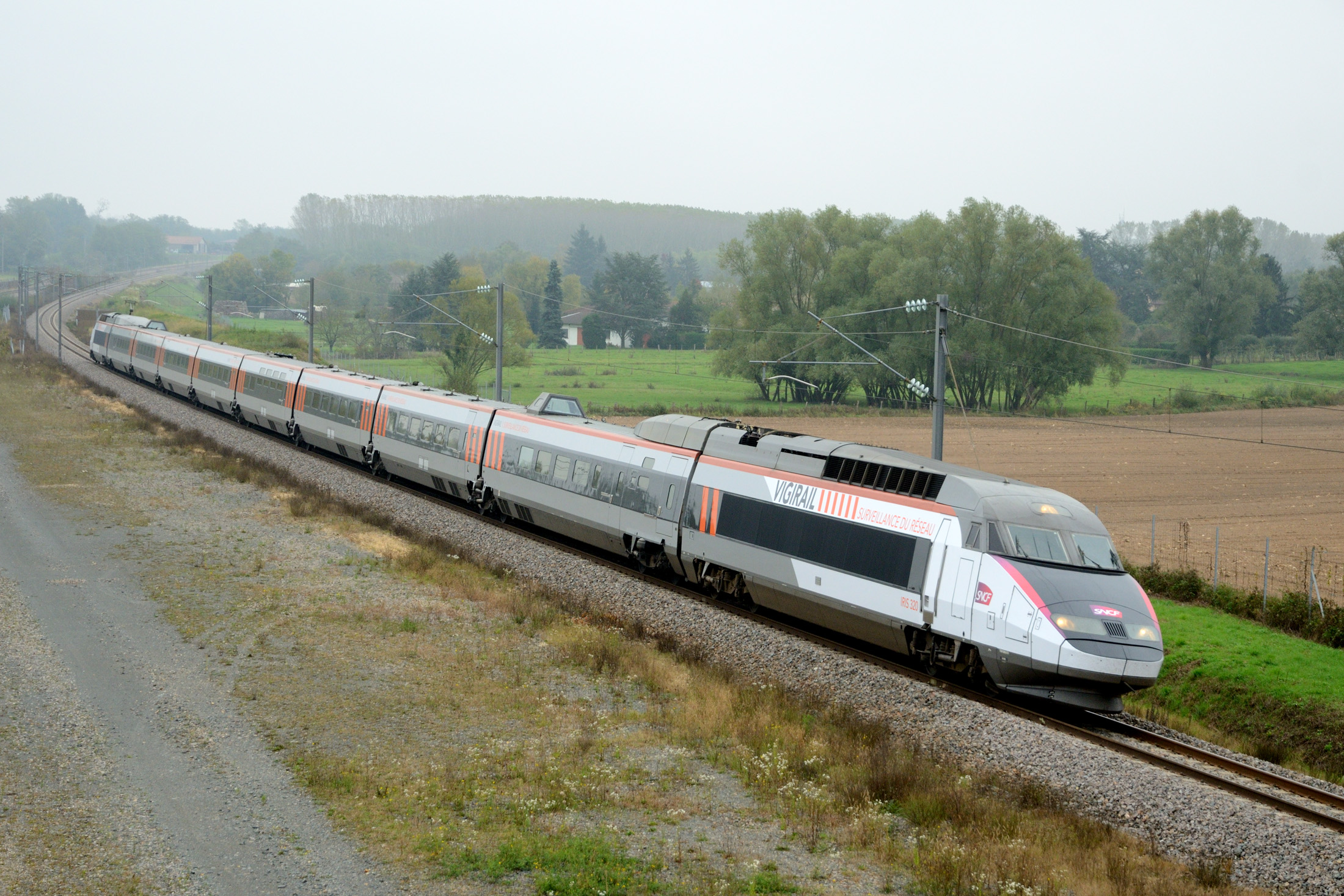
Iris 320 dans la livrée Vigirail.
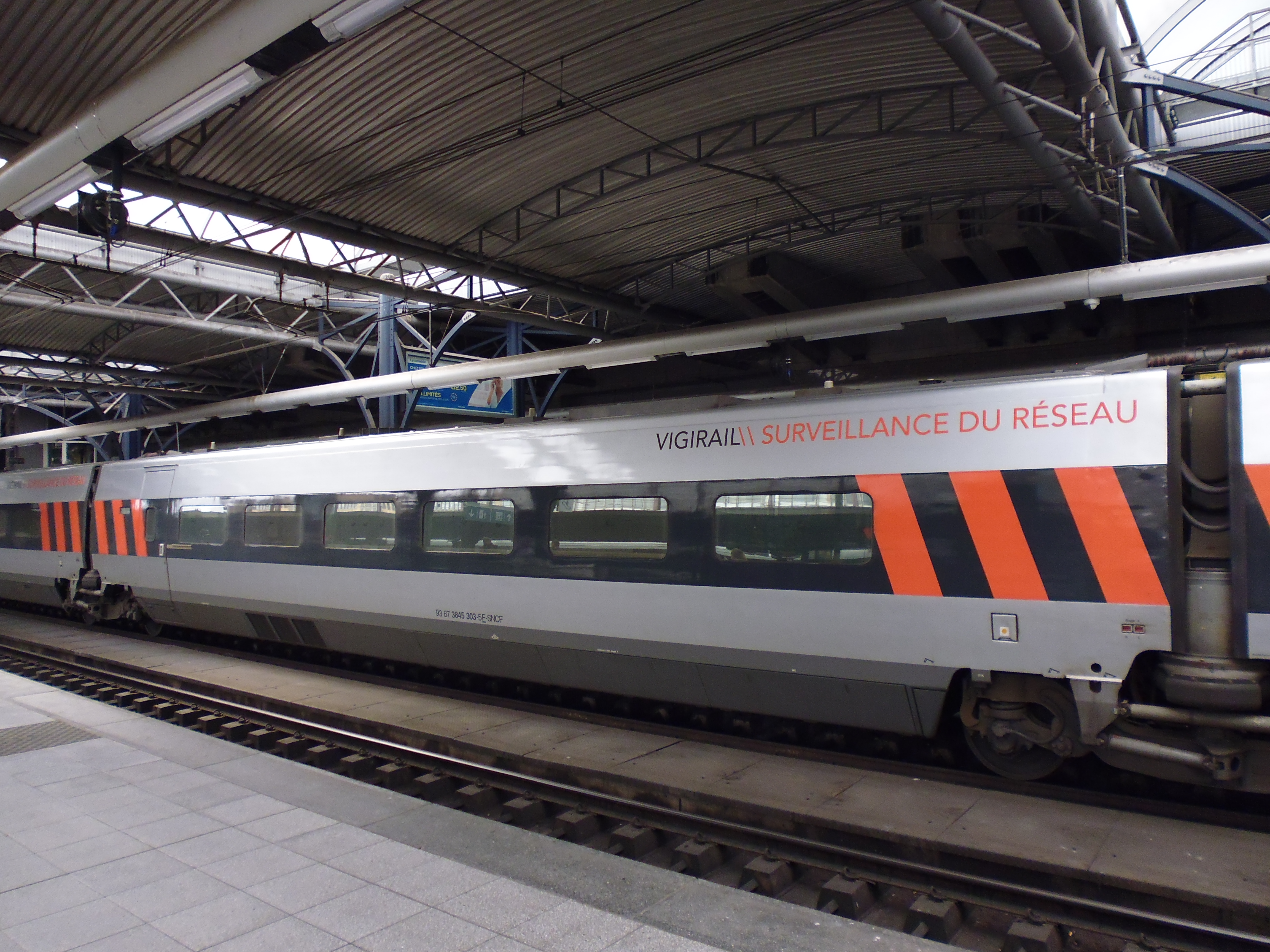
Remorque en livrée Vigirail.
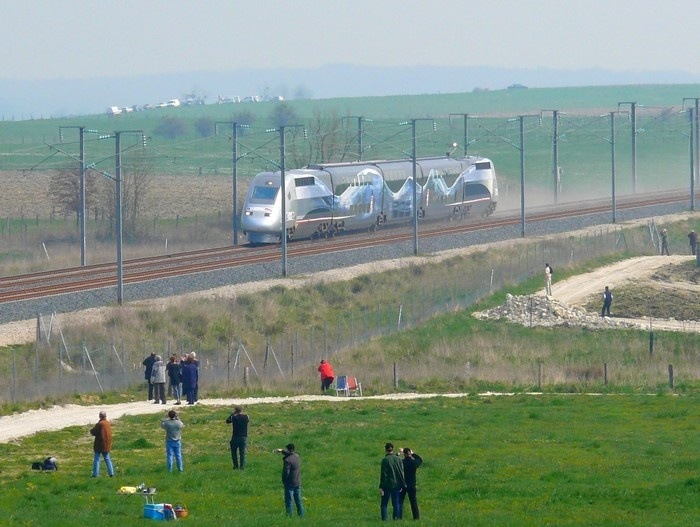
La rame 4402 du record du monde de vitesse.
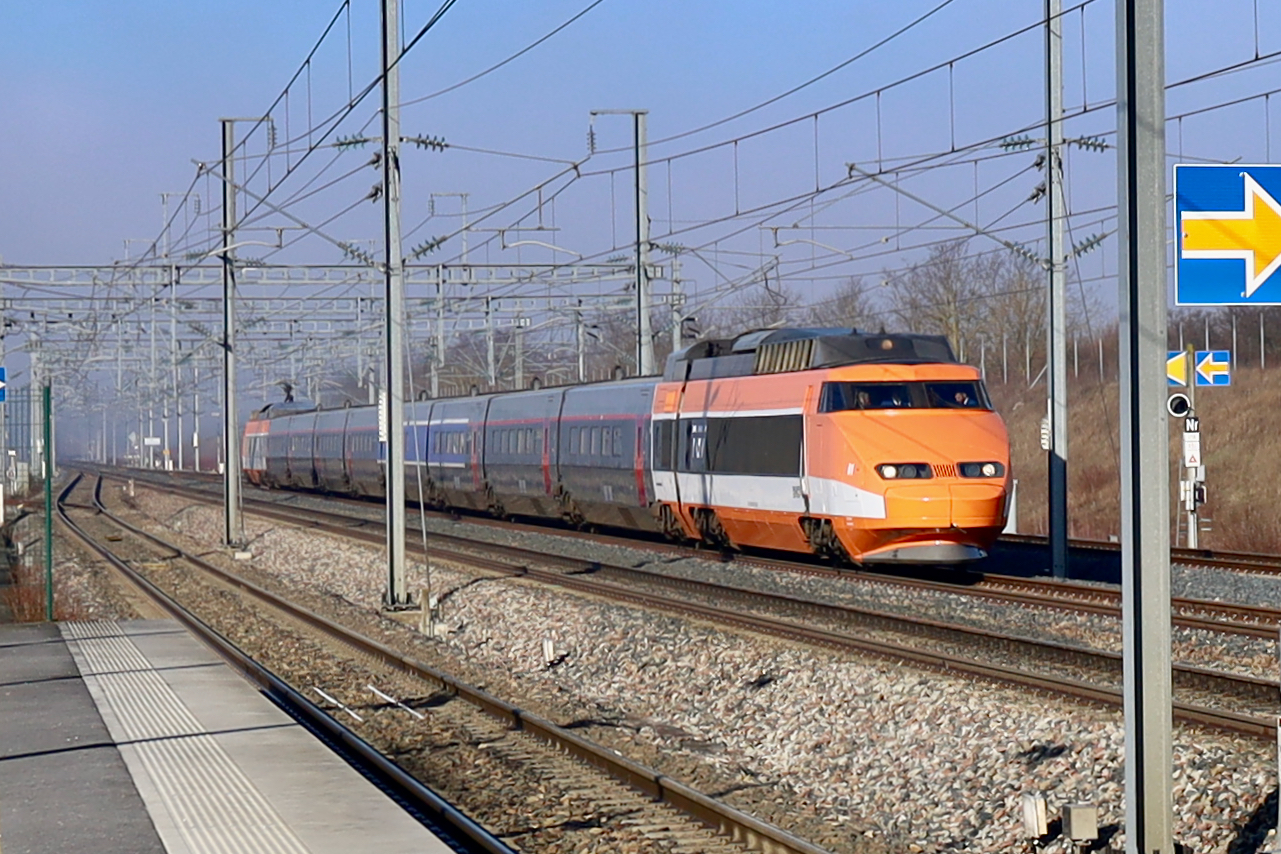
La rame 01 avec ses trois Livrée

#### Livrées promotionnelles
Certaines rames TGV reçoivent des pelliculages temporaires spéciaux (recouvrant partiellement ou totalement la livrée habituelle), destinés à faire la promotion d'un événement, d'un produit ou d'une entreprise. Les exemples sont : mois des Fiertés / 50 ans des émeutes de Stonewall, Toy Story 4, PlayStation, Allianz, HSBC, Fortis, Tintin, EDF Bleu ciel, Disney, Orange, etc.

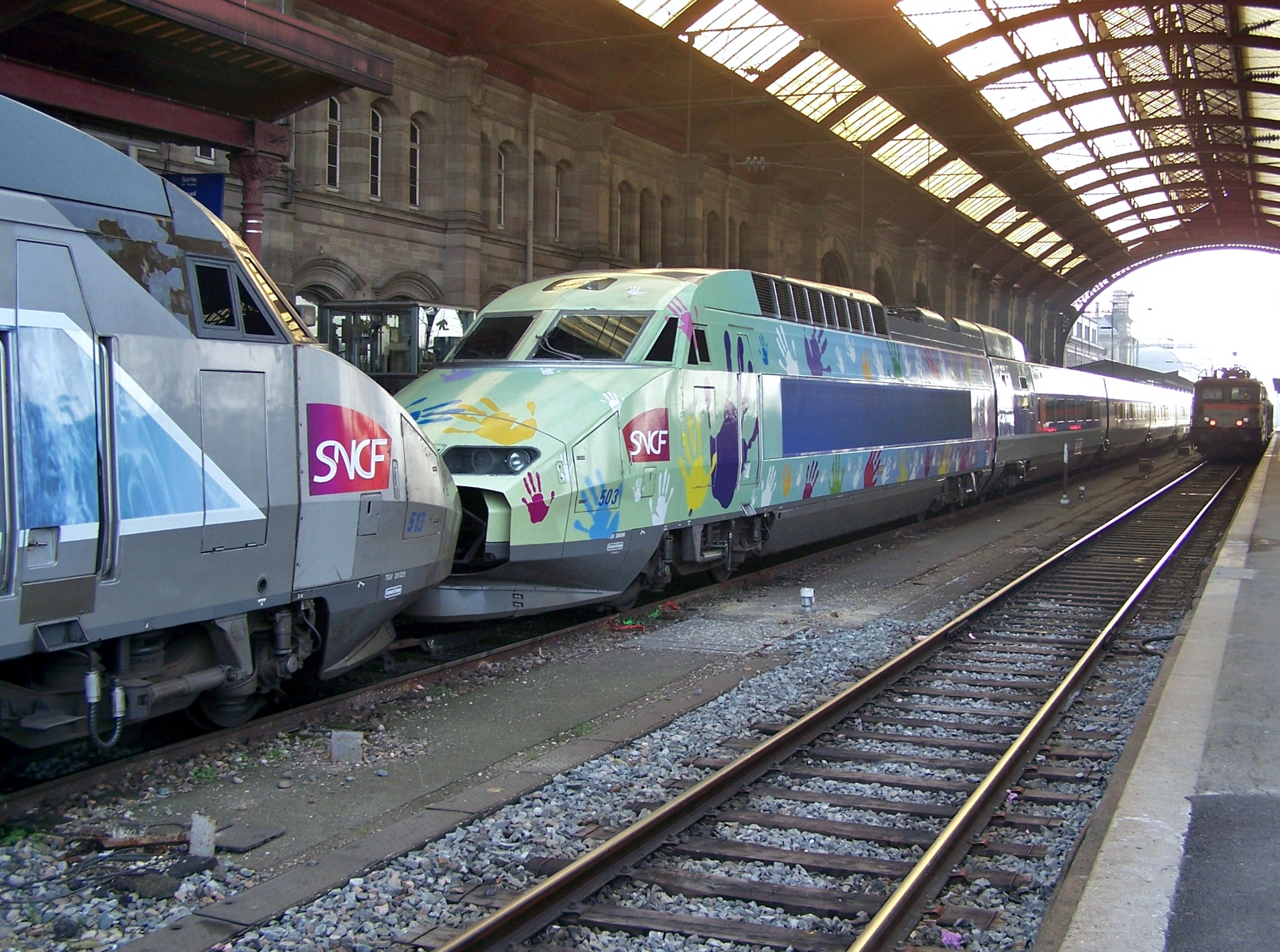
La rame 503 pelliculée pour la mise en service de la LGV Est européenne, vue en gare de Strasbourg fin 2006.
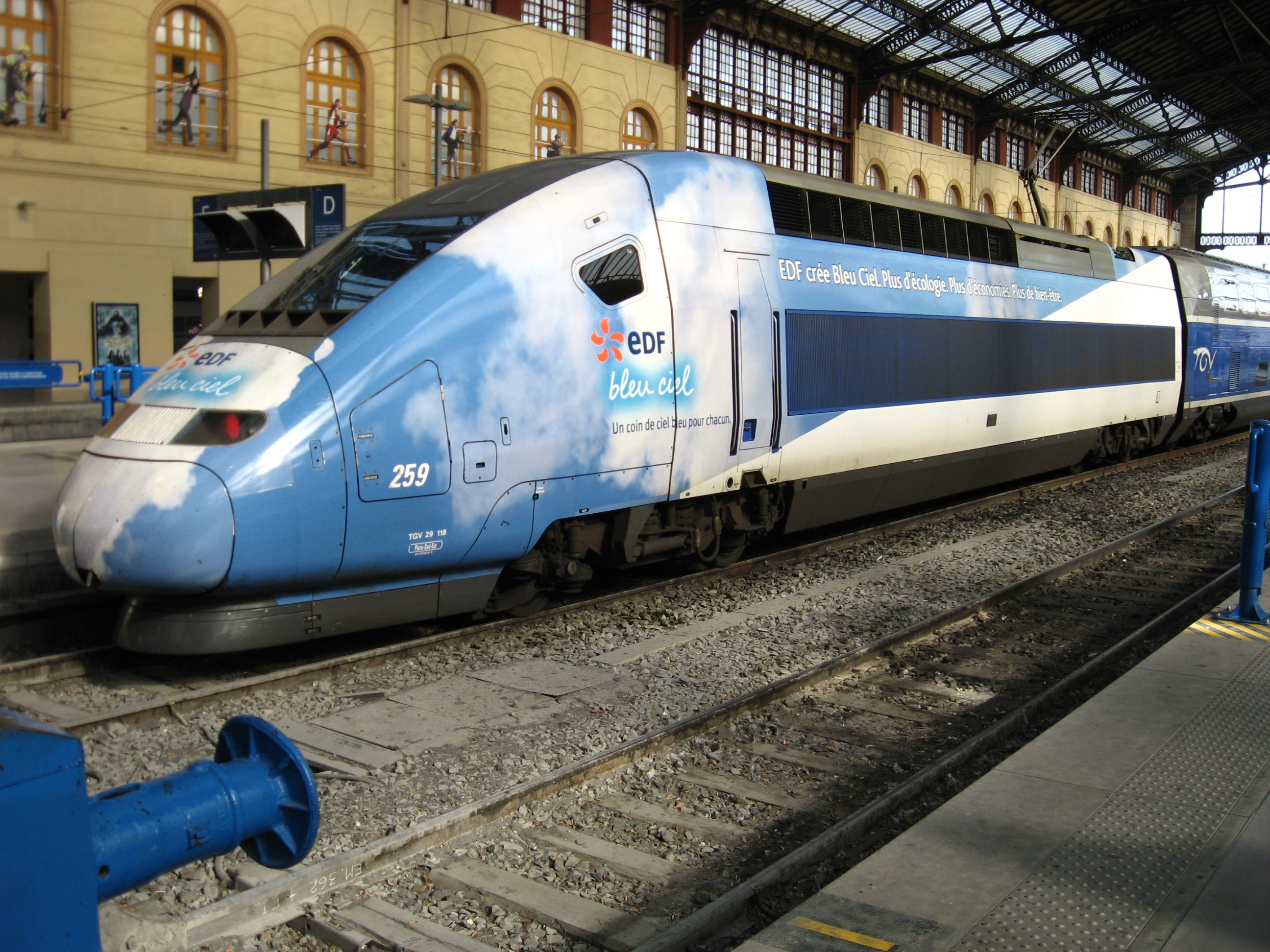
La rame 259, portant le pelliculage publicitaire EDF Bleu ciel sur ses motrices (en 2008), vue en gare de Marseille-Saint-Charles.
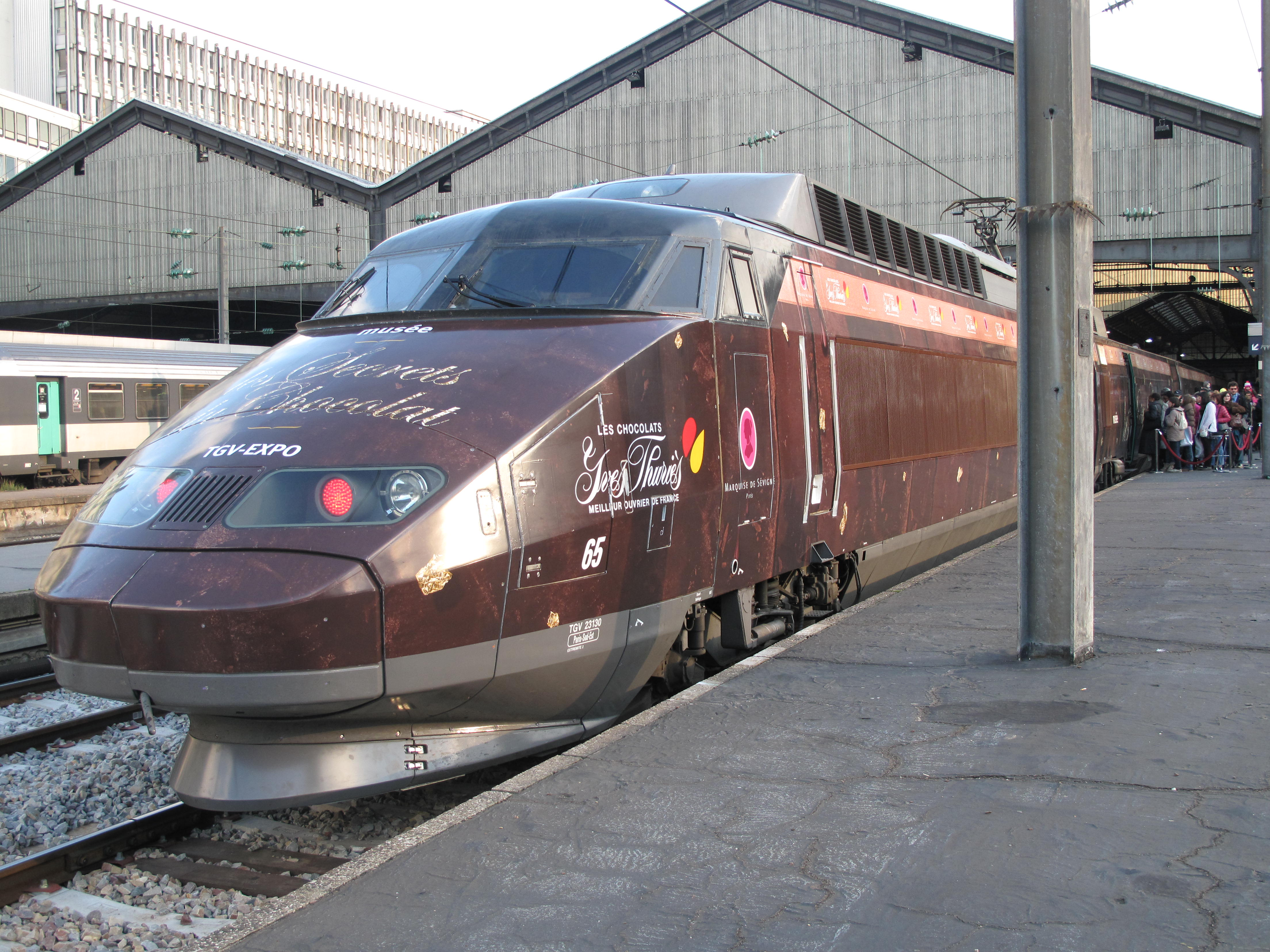
La rame 65 en livrée promotionnelle Les Secrets du Chocolat, vue à Paris-Saint-Lazare en 2012.

### Automotrices et autorails

#### Livrée rouge rubis et gris perle
Directement inspirée de la livrée des autorails de l'État, la première livrée unifiée des autorails de la SNCF est rouge rubis pour le bas de caisse et gris perle pour le haut de caisse et la toiture. Les autorails neufs livrés après-guerre à la SNCF arborent cette livrée (comme les FNC, les Floirat, les U150 ou les X 3800) et certains autorails plus anciens sont repeints avec ces couleurs (XC 11000 par exemple).

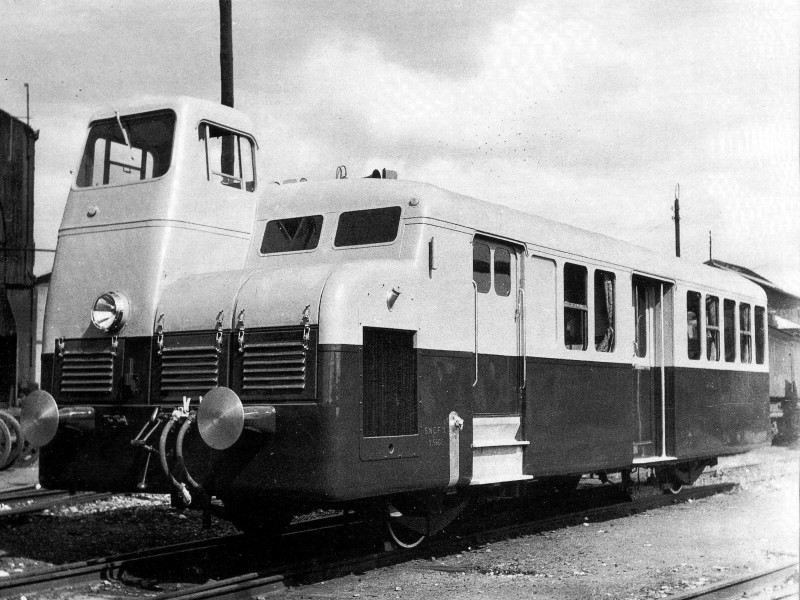
X 5601 FNC.
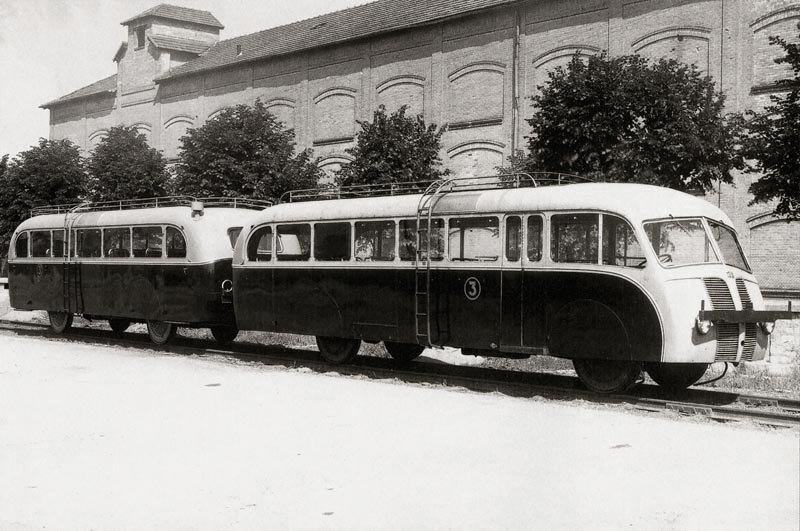
X 5700 Floirat.

#### Livrée rouge et crème
Dans les années d'après-guerre, la SNCF unifie la livrée des autorails issus des anciennes compagnies. Elle choisit une livrée à base de rouge vermillon 605 et de crème 407.
Cette livrée, appliquée à de très nombreux matériels, présente des variantes en fonction des engins et des époques (toit crème ou rouge, encadrement des baies gris, moustache, , etc.).

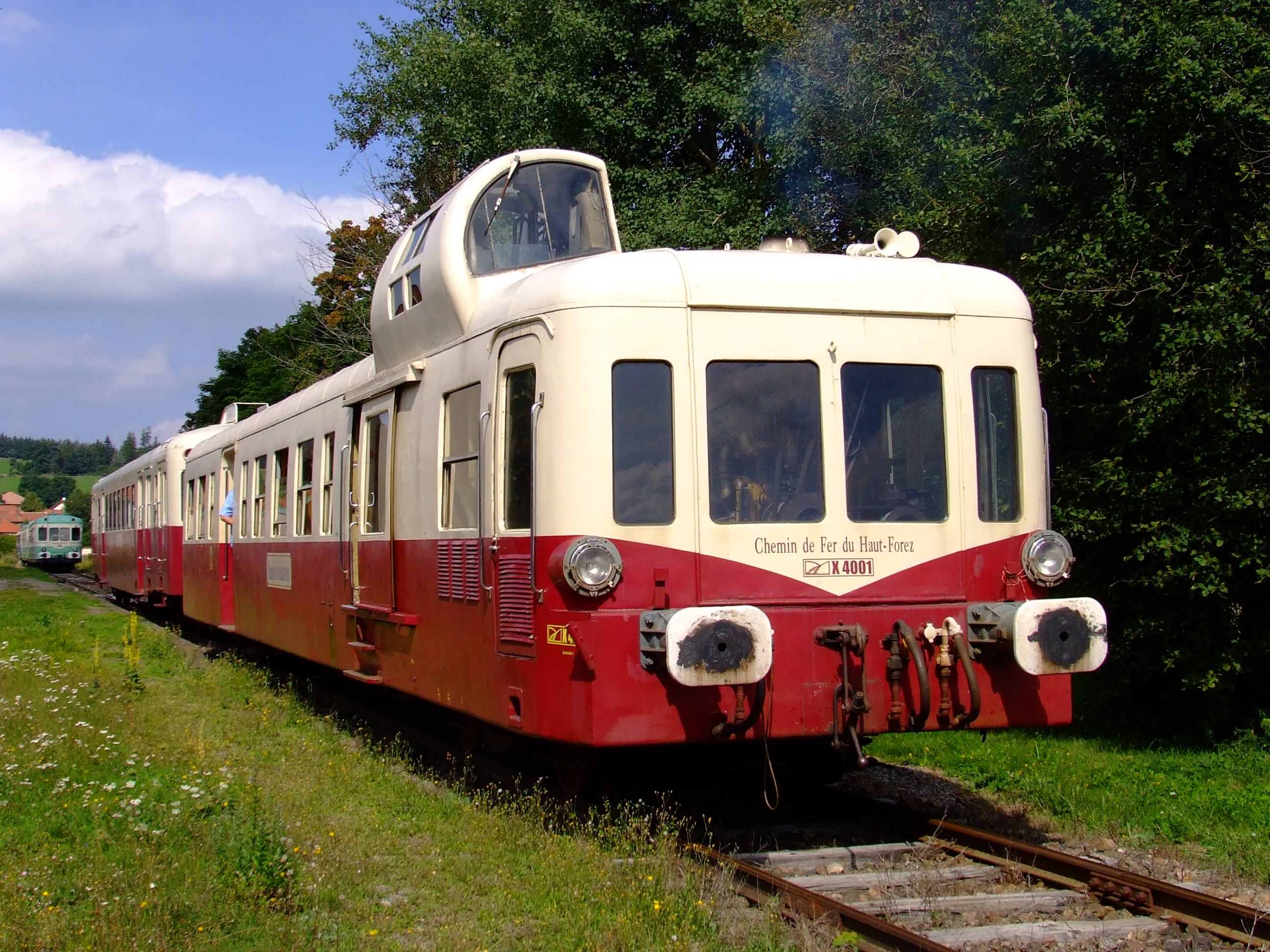
X 4001.
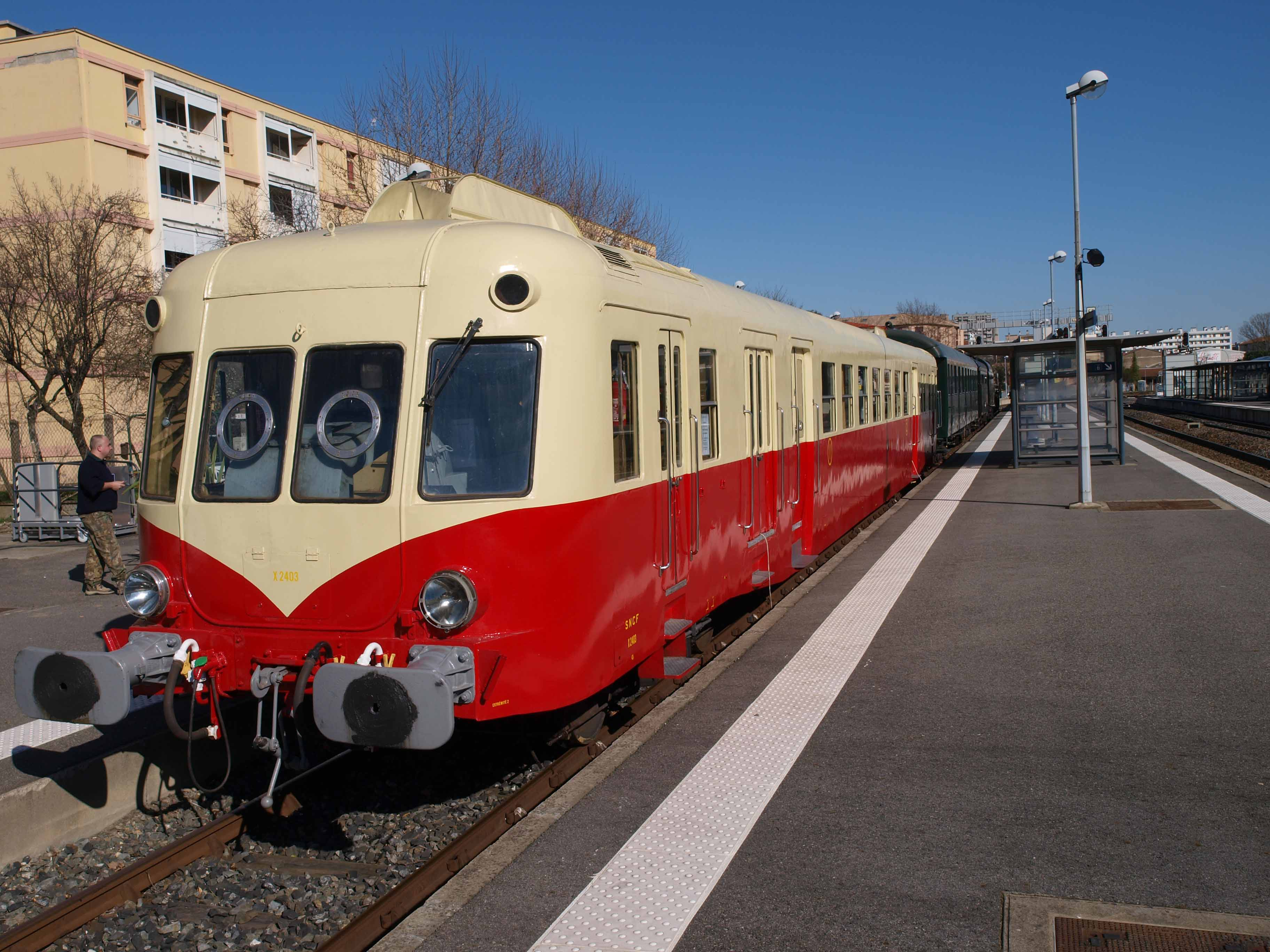
X 2403.
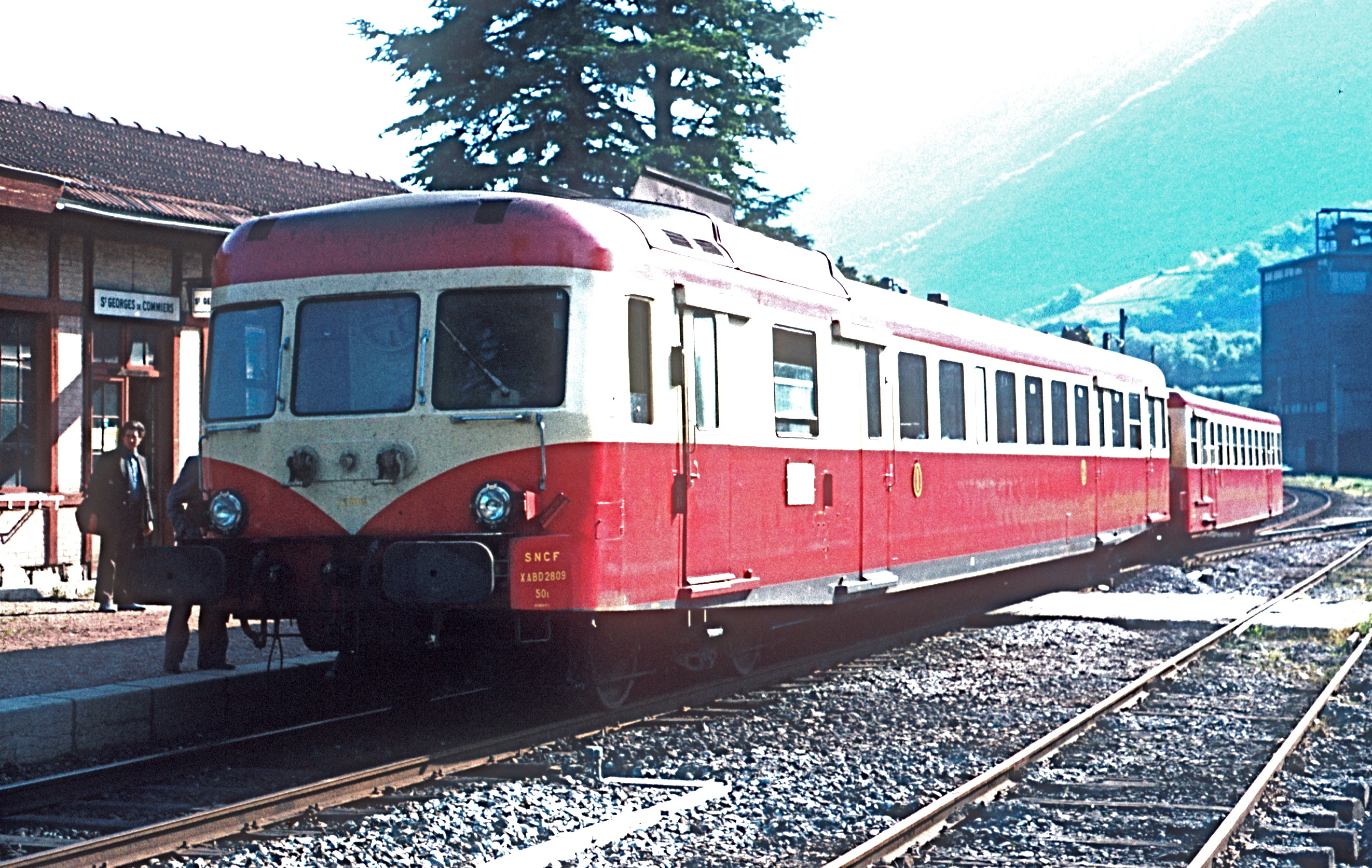
X 2809.
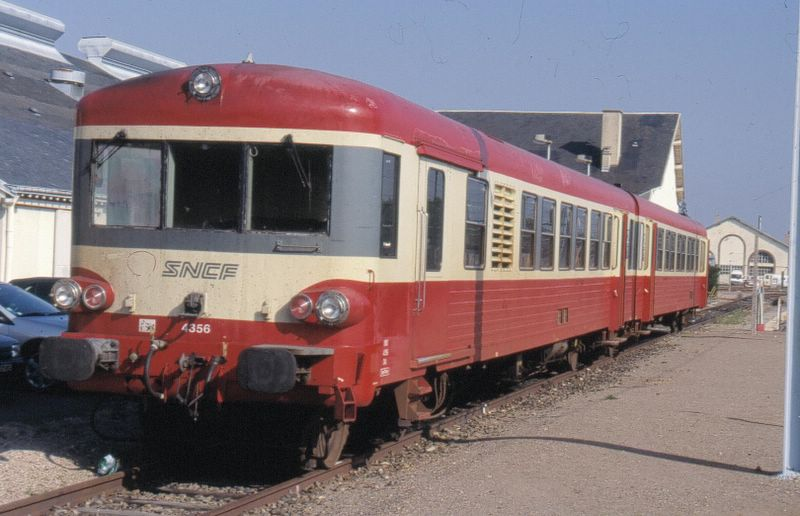
X 4356.
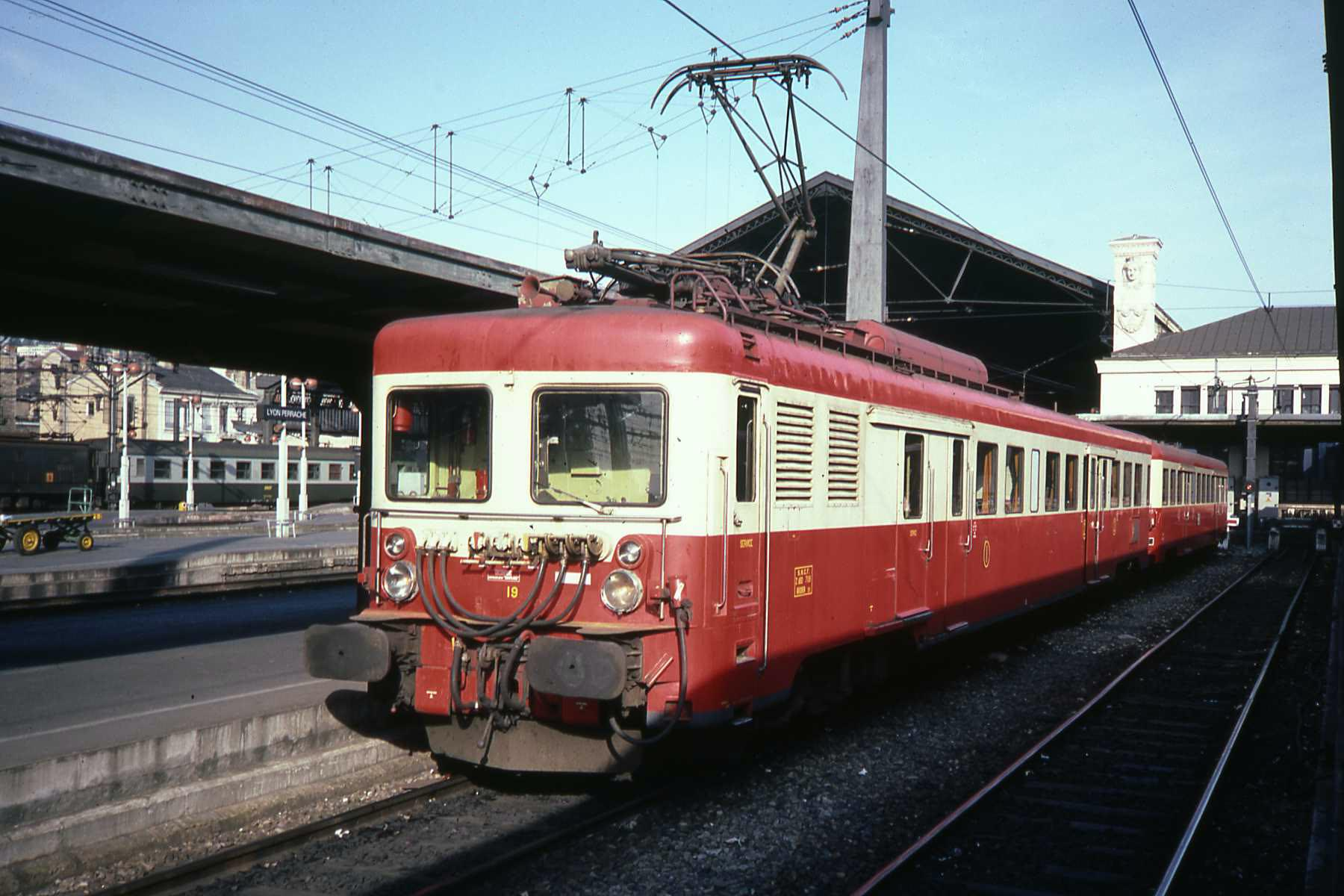
Z 7100.

#### Livrée vert et crème
Cette livrée qui combinait le vert moyen au beige crème séparé par un jonc en aluminium a concerné les rames à grand parcours X 2700 et X 2720 ainsi que plusieurs Z 7100 et sept X 2800. Ces X 2800 et Z 7100 étaient aménagés uniquement en première classe ; une partie d'entre-eux assuraient les trains Aunis.

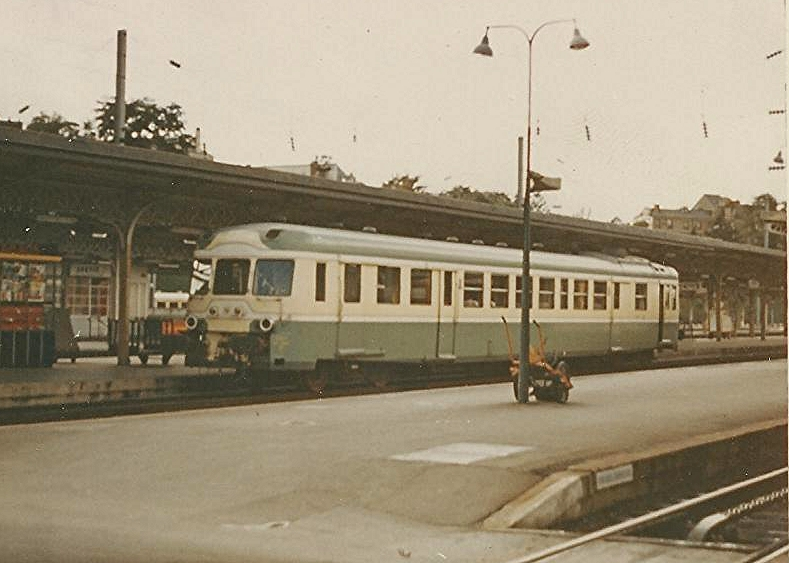
X 2800 en livrée verte.

#### Livrée autorail bleue
Dans les années 1970, la rénovation du matériel est faite avec une peinture neuve en bleu et blanc. Les X 2800 rénovés, activement présents en Auvergne et Limousin grâce à leur puissance utile en rampe, ont alors été surnommés bleu d'Auvergne. L'autorail X 93953 a également reçu cette livrée avec son toit blanc d'origine. Le matériel neuf de la seconde moitié des années 1970 et du début des années 1980 sortent dans ces tons de couleur (X 4900 et X 2100).

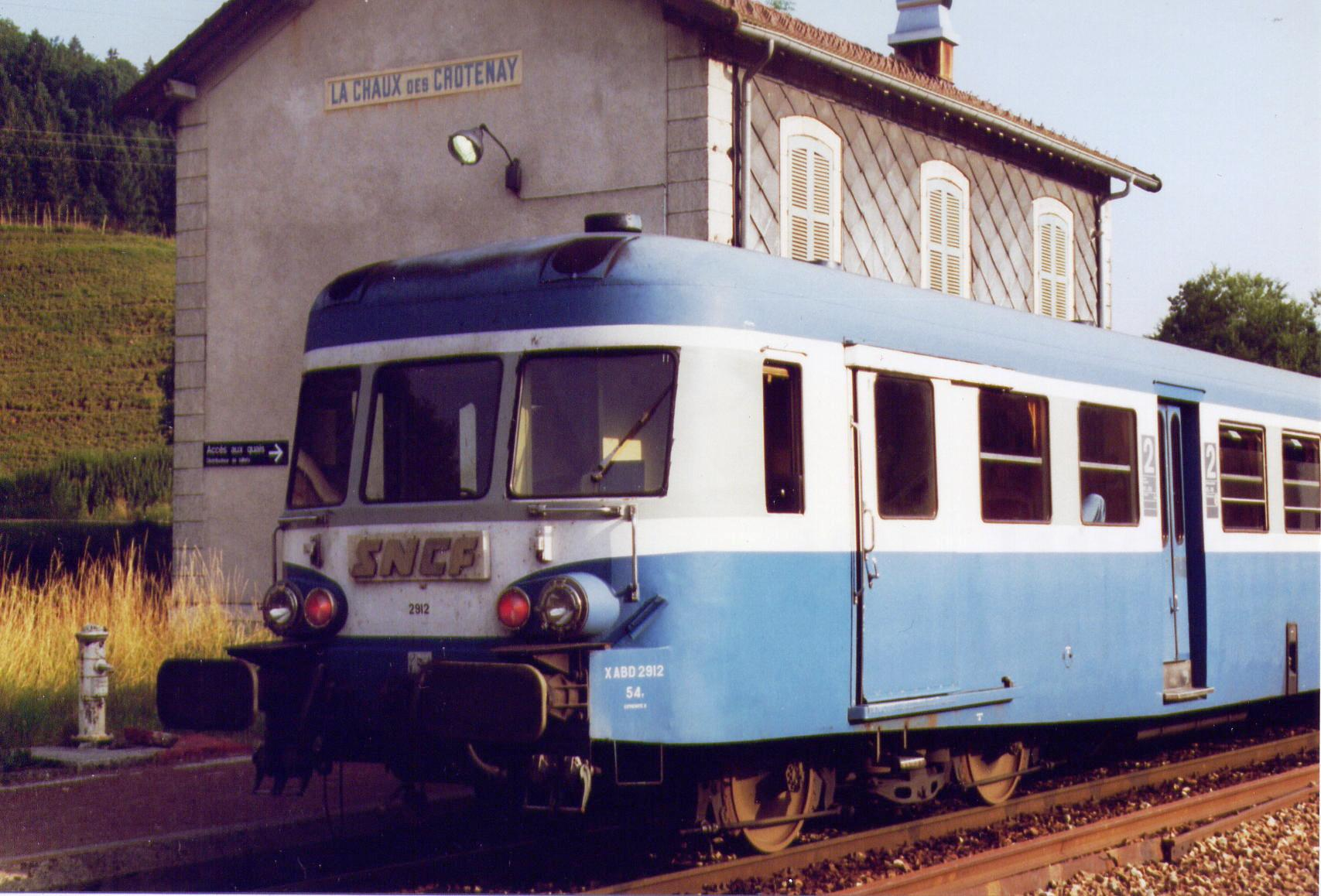
X 2900 rénové.
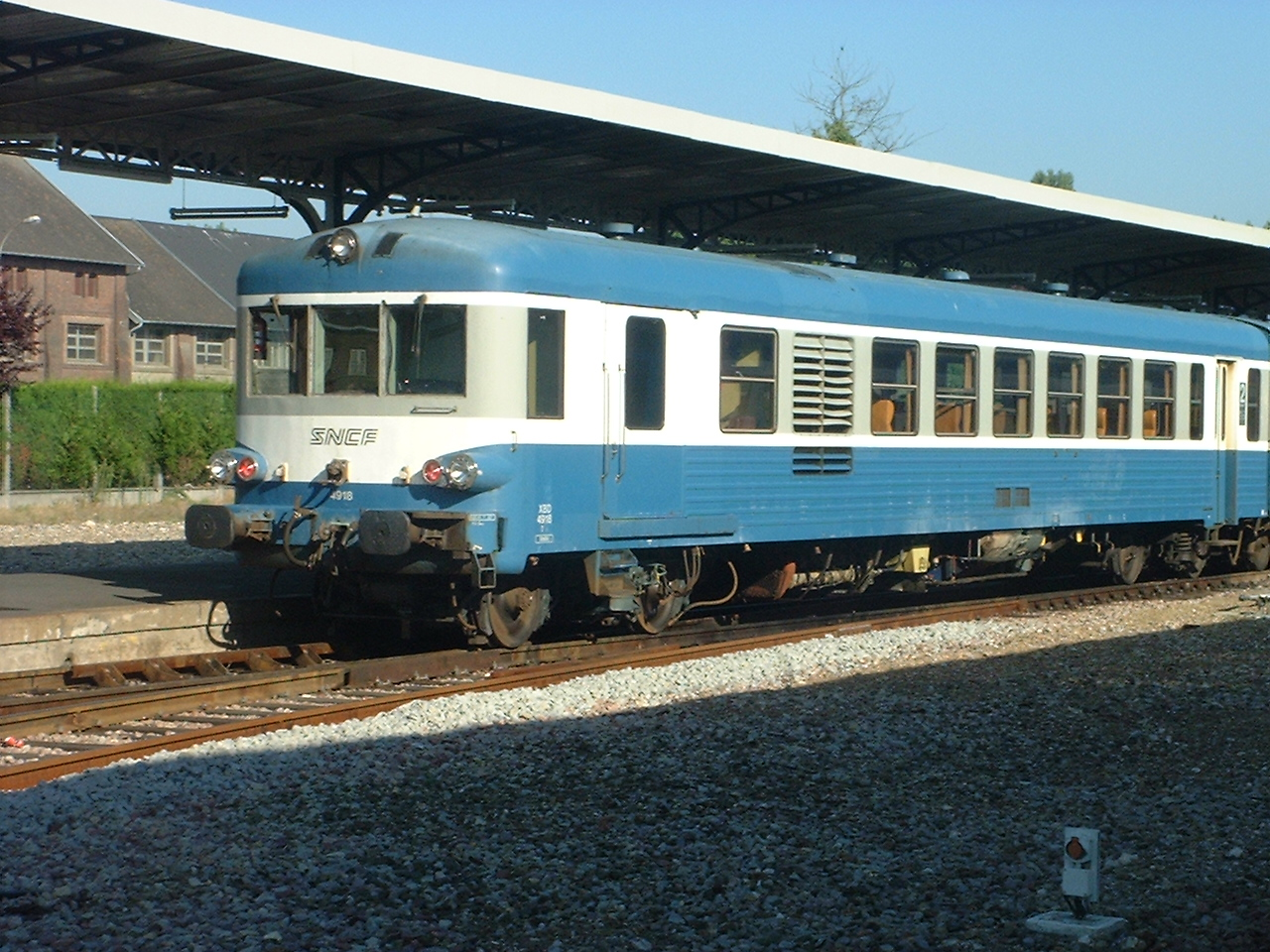
X 4918.
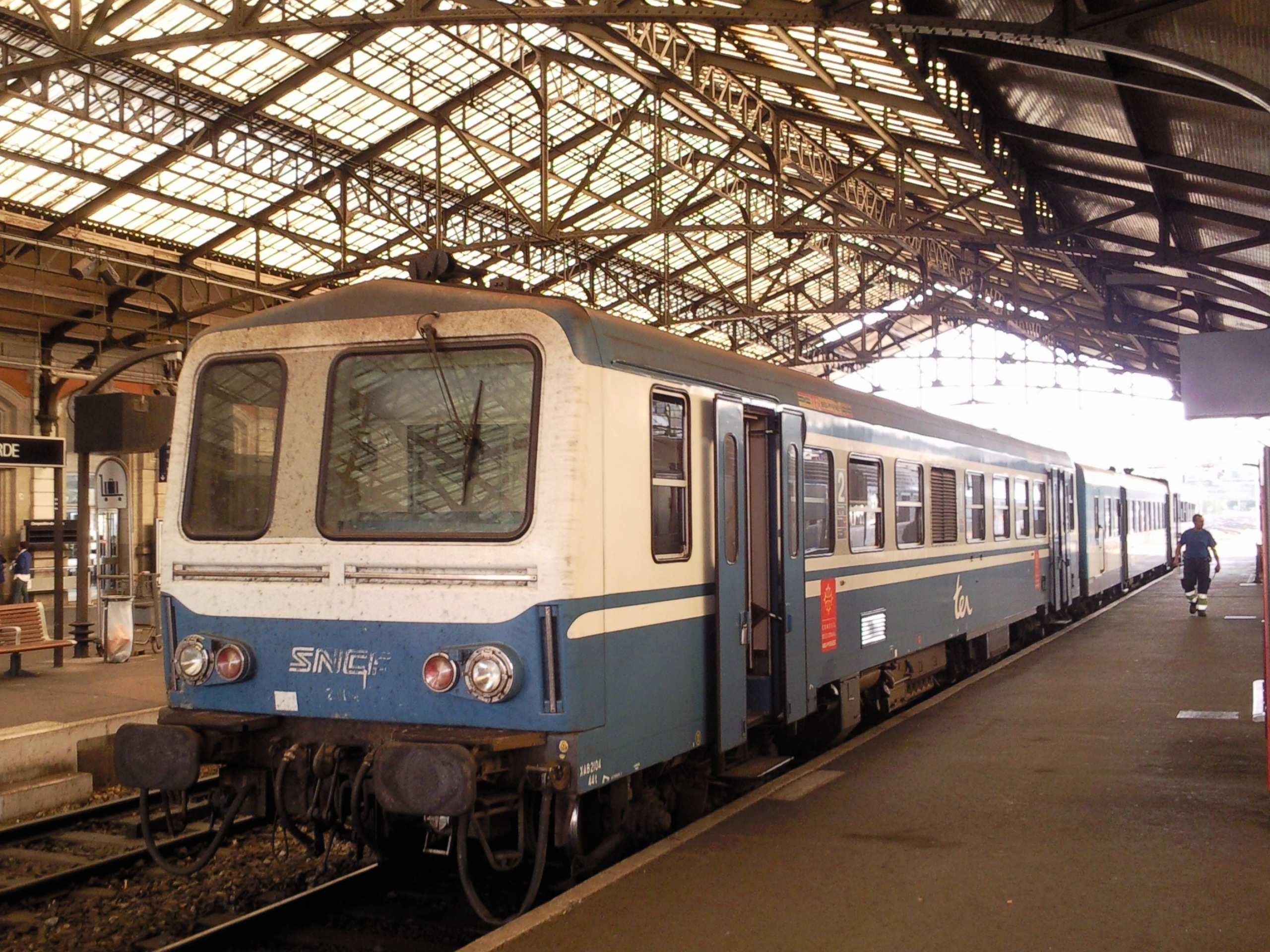
X 2104.
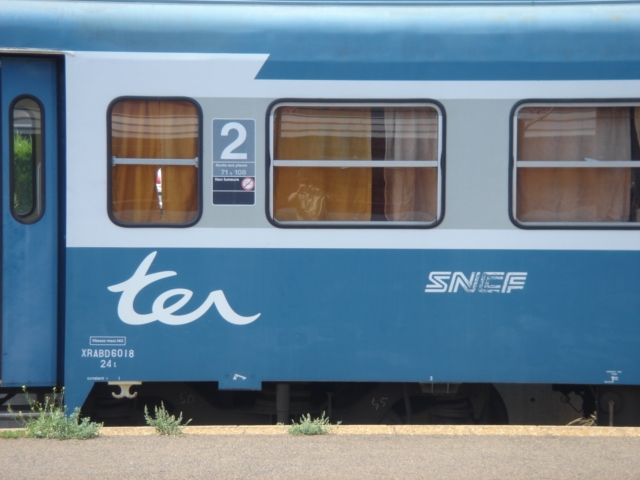
Remorque XR 6000.

#### Livrée orange
Cette livrée à base d'orange-ocre et de gris béton puis gris métallisé a été inaugurée sur les turbotrains, éléments à turbine à gaz (ETG) puis rame à turbine à gaz (RTG).
Cette livrée a été précédée d'une variante verte appliquée aux X 2700 (RGP), alors surnommés lézards verts. Leur nouvelle peinture en ocre était destinée à leur attirer le prestige des turbotrains. Elle a également été appliquée à quelques autorails comme les X 92100 des Pays de la Loire et les X 4790 de la Basse-Normandie.

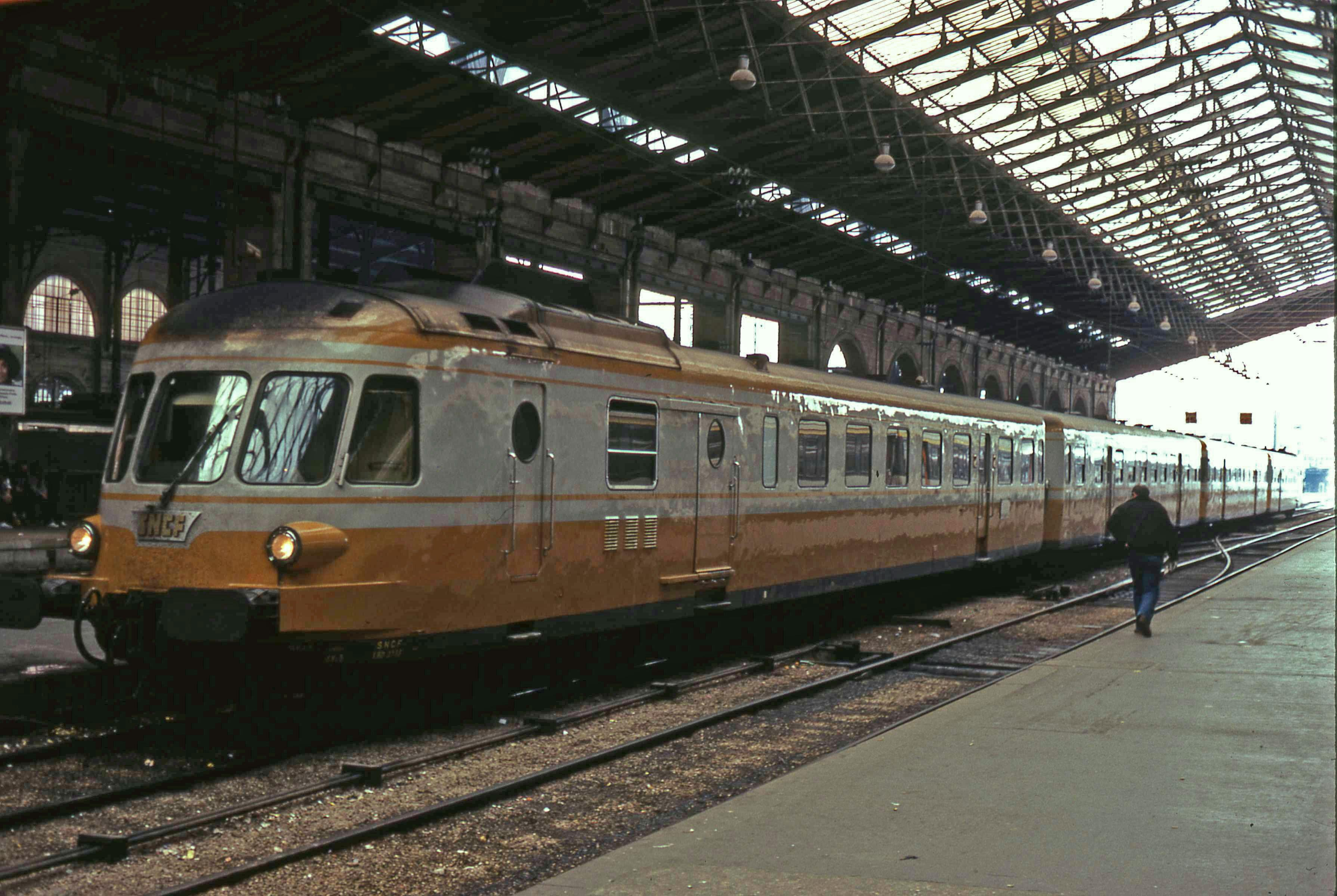
X 2700.
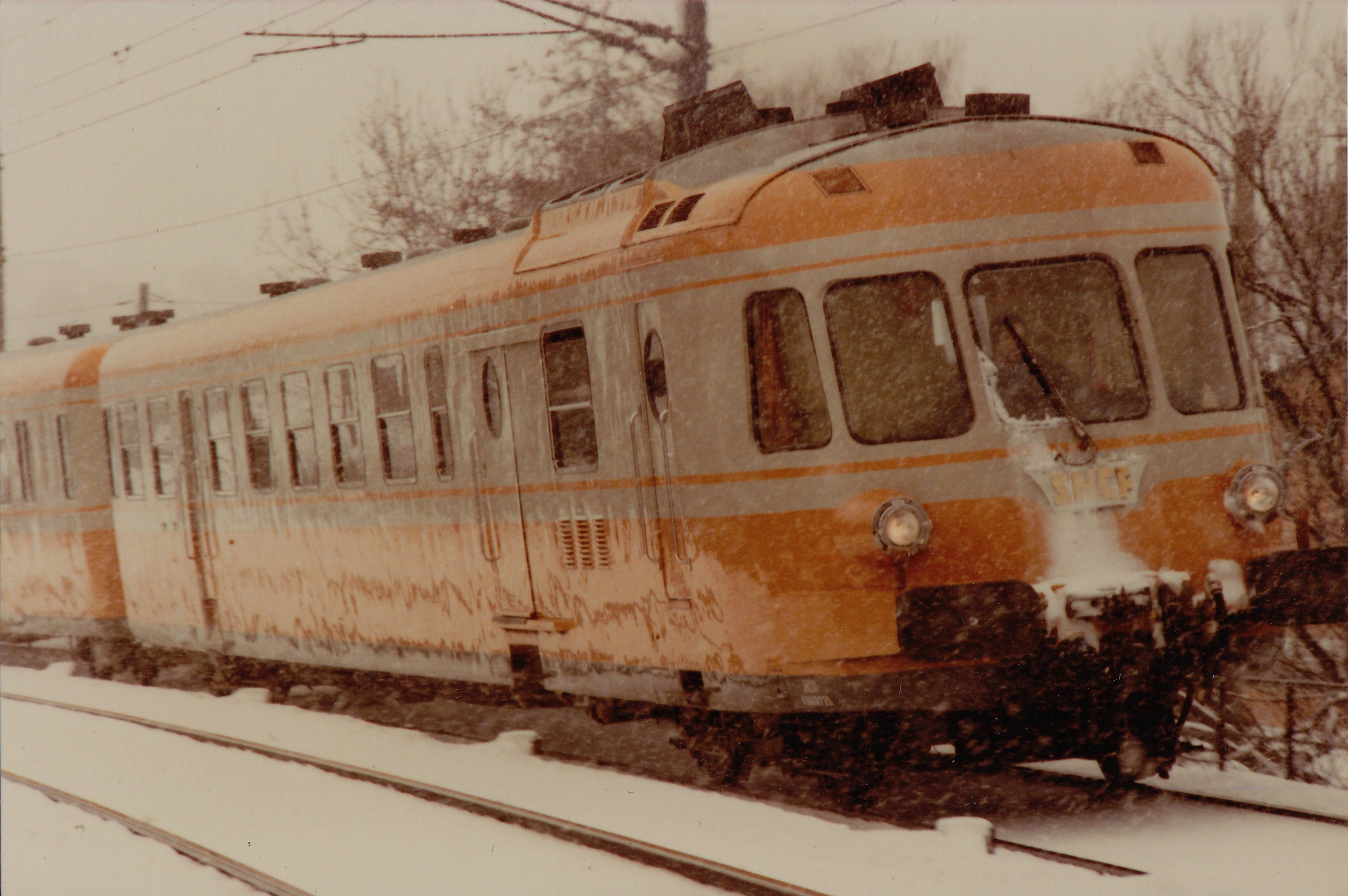
X 2700 enneigé.
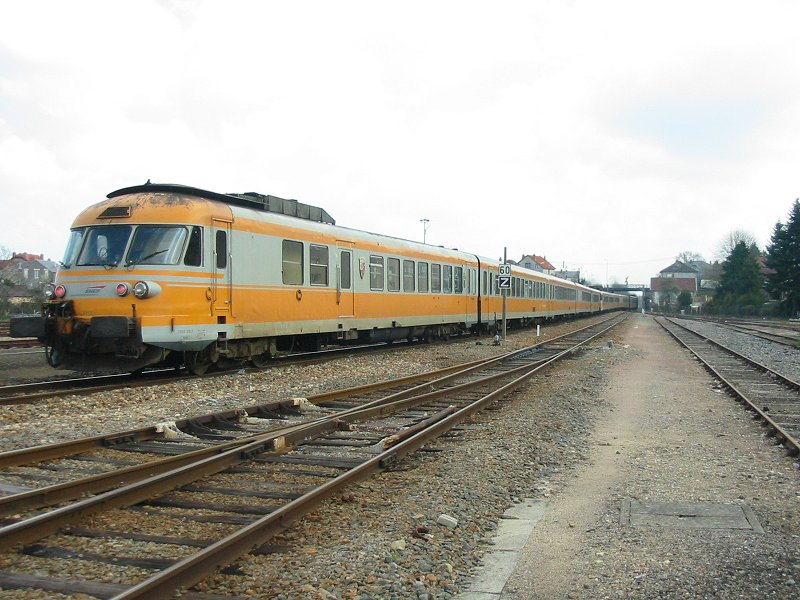
RTG.
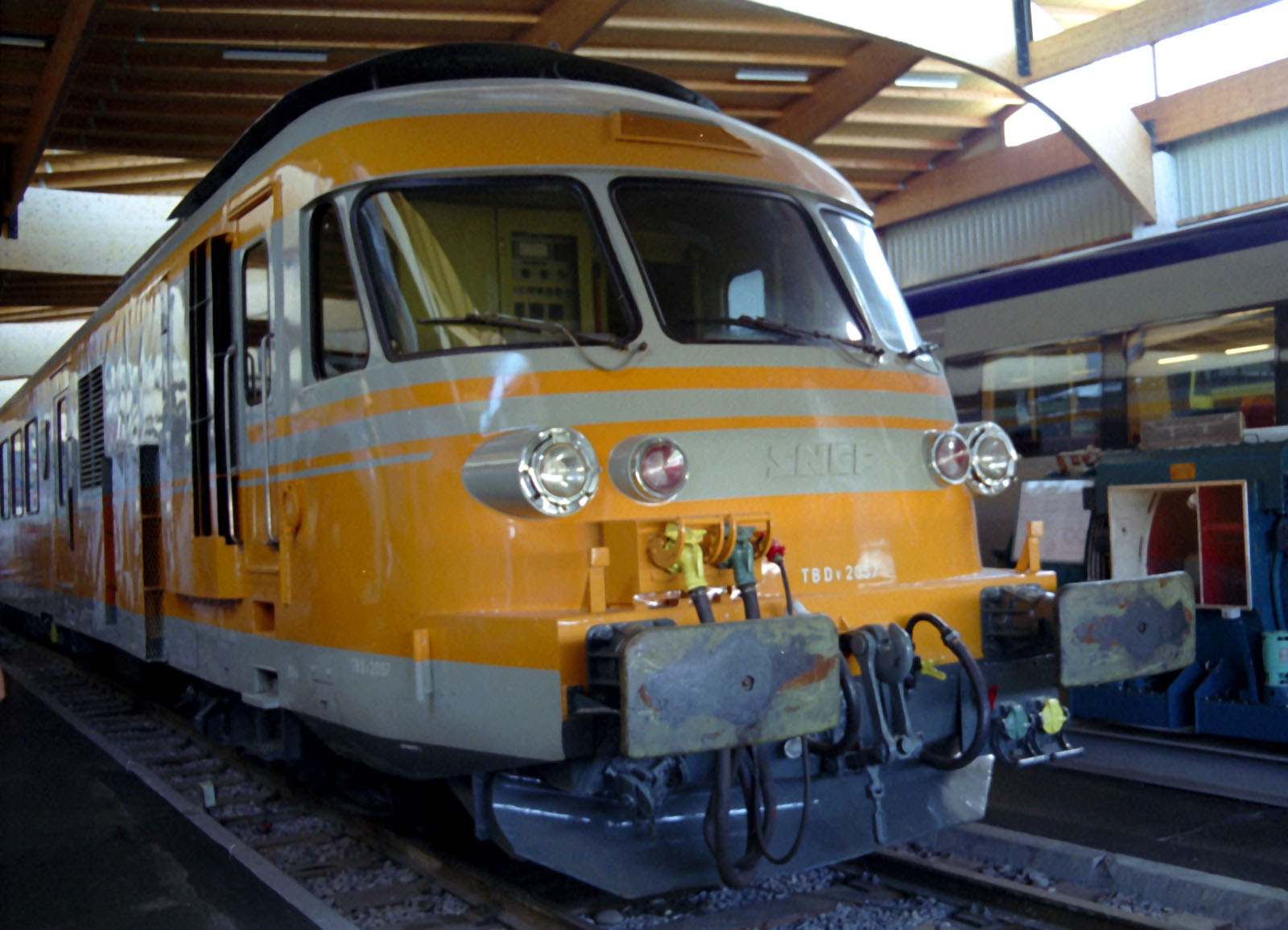
RTG en peinture neuve à la Cité du train.
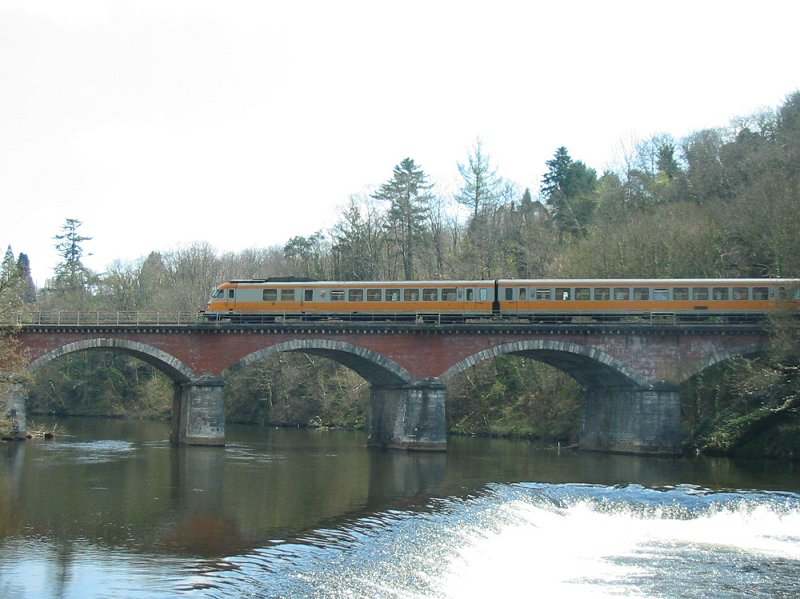
RTG en marche.
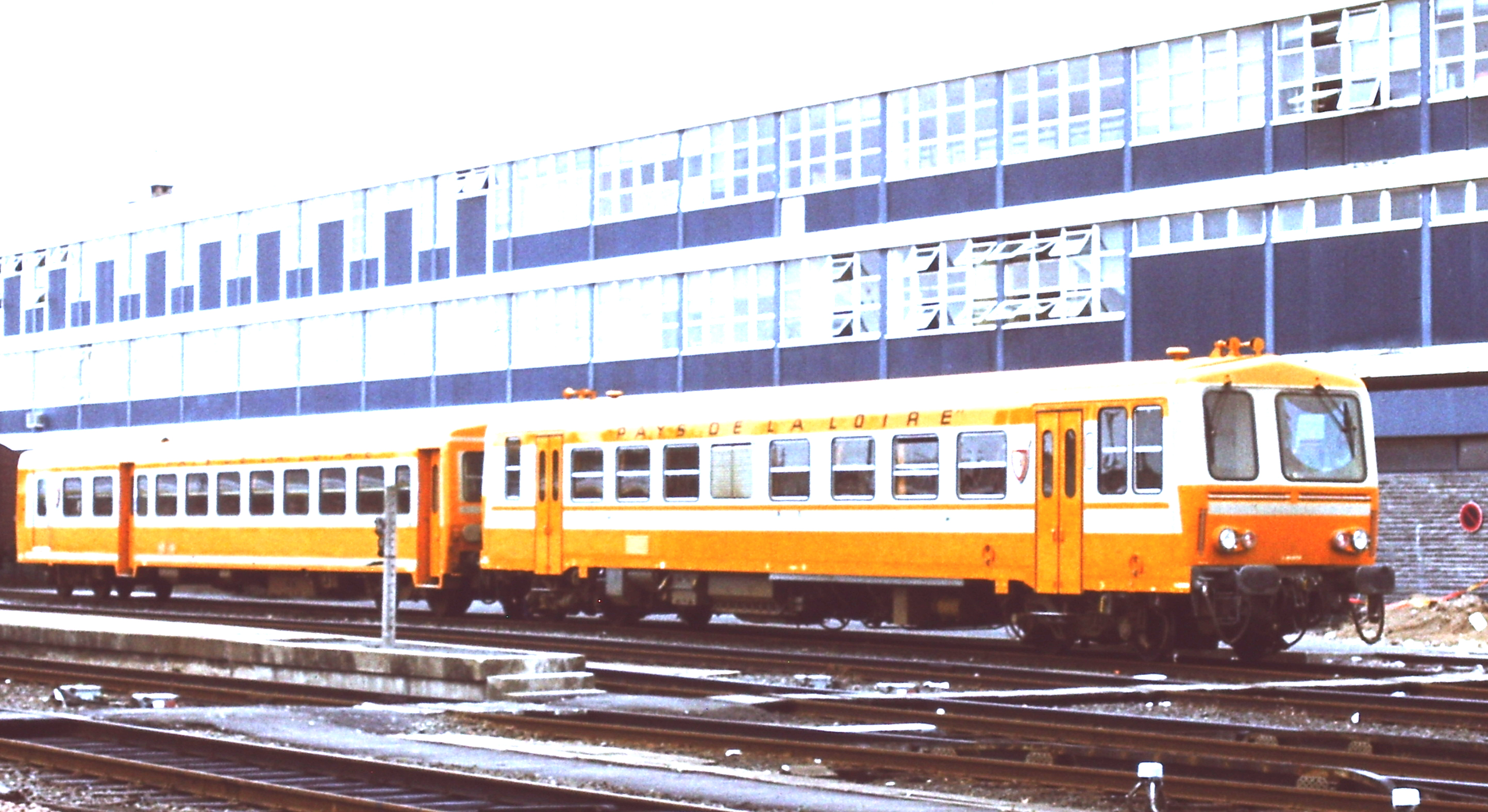
92100 et leurs remorques appartenant aux Pays de la Loire.

#### Livrées régionales pré-1986
À la faveur de l'achat par les conseils régionaux de matériel roulant, des livrées spécifiques à la région ayant passé commande ont été appliquées à certains engins, souvent à dominante blanche comme les X 4630 des Pays de la Loire ou les Z2 et l'X 92203 du Languedoc-Roussillon. L'autorail X 92201 de la ville de Fécamp et les X 92104 et 92202 de Midi-Pyrénées avaient en sus une face avant noire. L'X 2202 subventionné par la région Auvergne, le département de la Haute-Loire et la ville du Puy en Velay arborait une livrée avec un bleu foncé.

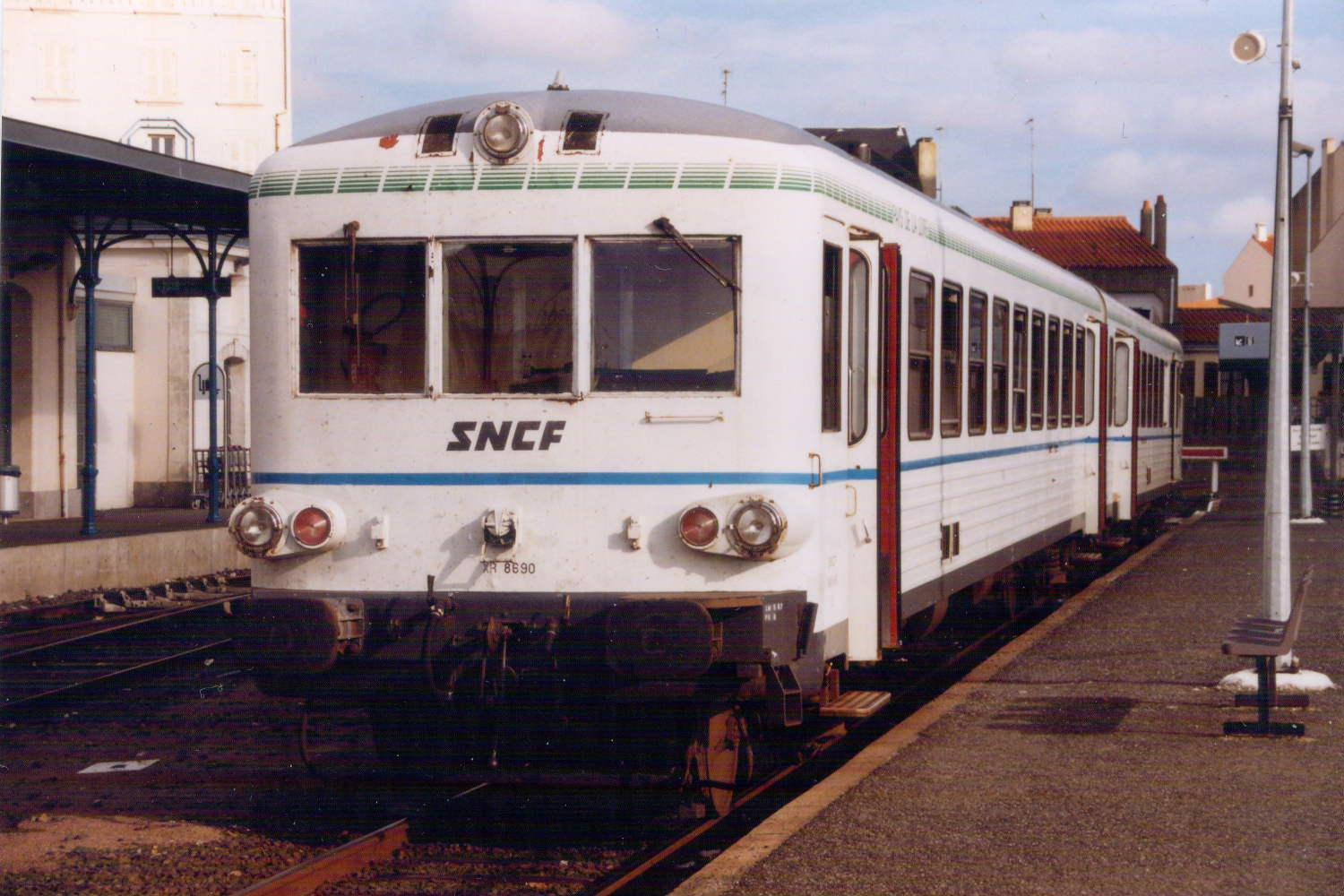
X 4630 en livrée blanche, ambulance, en gare des Sables-d'Olonne.

#### Livrée TER 1986
Pour éviter une anarchie de livrées, la SNCF a créé une livrée régionale où seule une des couleurs peut être déclinée selon les souhaits des régions.
La livrée est à base de blanc, de gris foncé 808 et de quatre couleurs au choix des régions  :
- bleu isabelle 229 (Basse-Normandie, Centre, Champagne-Ardenne, Franche-Comté, Midi-Pyrénées, Pays de la Loire, Provence-Alpes-Côte d'Azur) ;
- jaune lithos 439 (Bourgogne, Languedoc-Roussillon, Lorraine, Nord-Pas de Calais) ;
- rouge vermillon 605 (Alsace, Aquitaine, Haute-Normandie, Limousin, Rhône-Alpes) ;
- vert perroquet 321 (Auvergne, Bretagne, Picardie, ville de Fécamp).

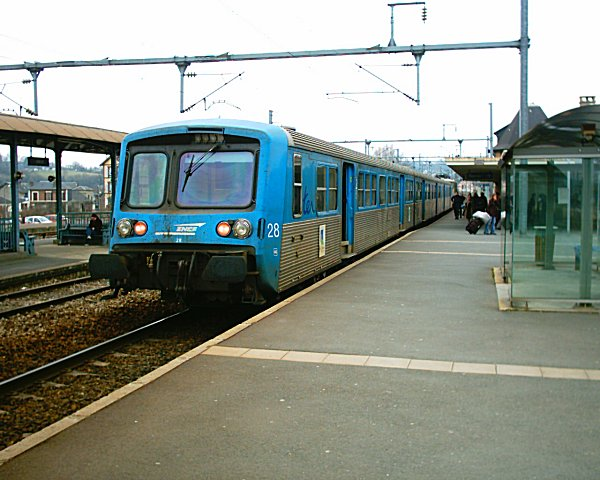
RIO 88 en livrée bleu Basse-Normandie.
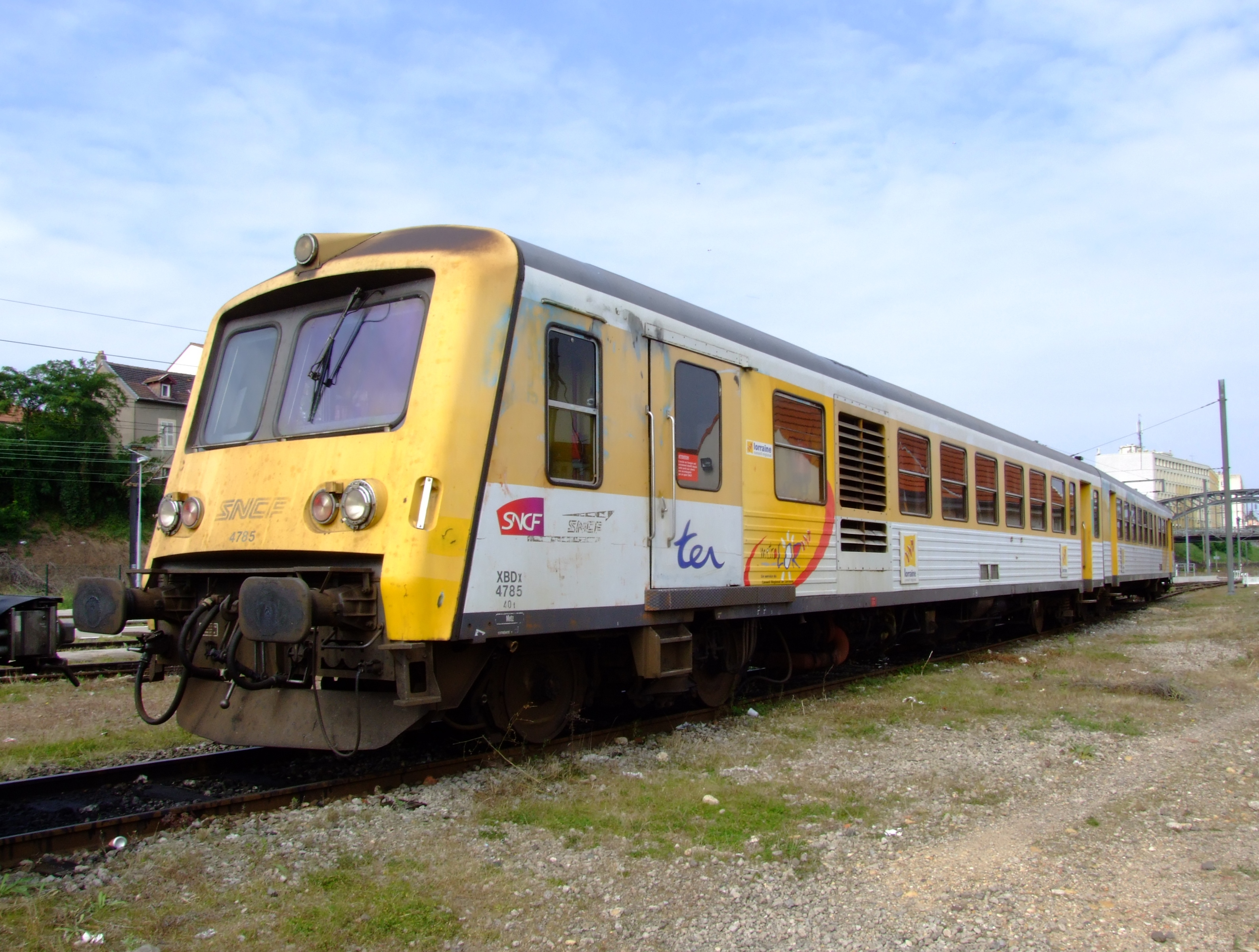
X 4750 en livrée jaune Lorraine.
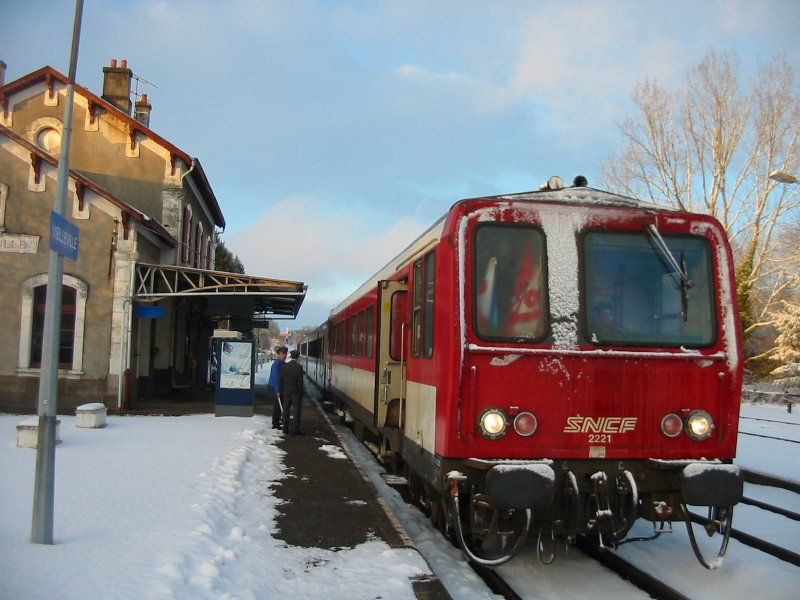
X 2200 en livrée rouge Limousin.
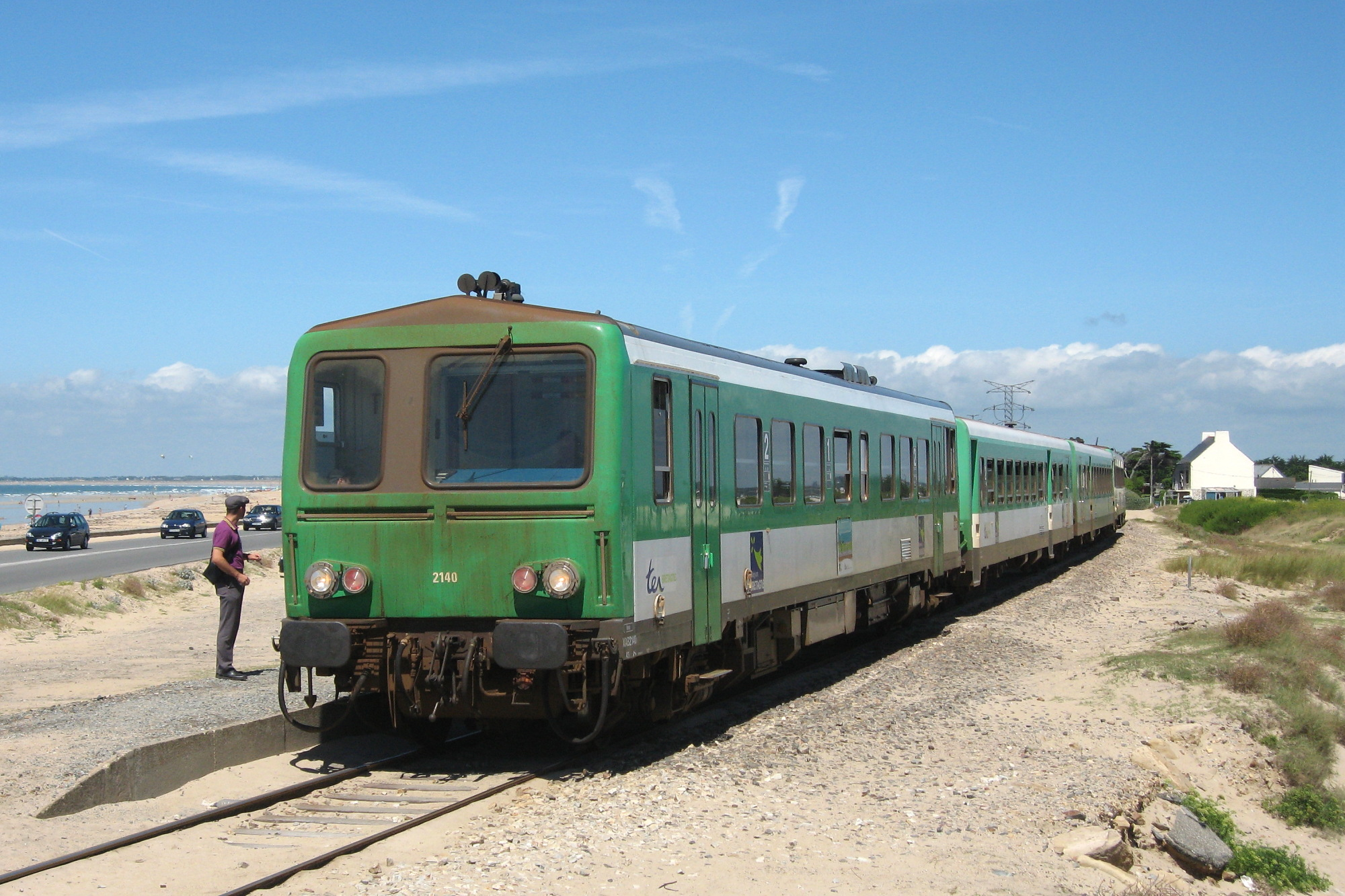
X 2100 en livrée vert Bretagne.

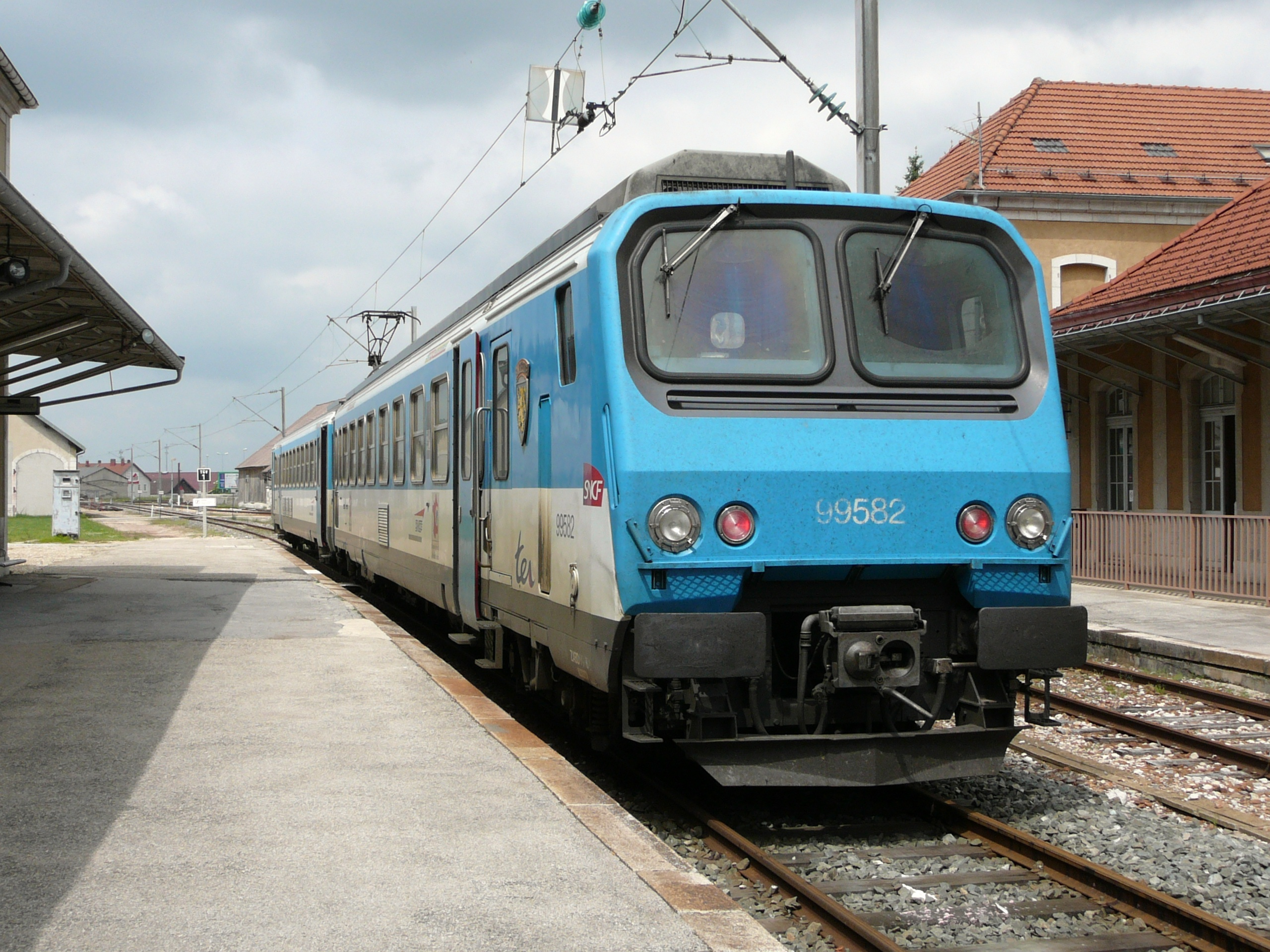
Z 9500 en livrée bleu Franche-Comté.
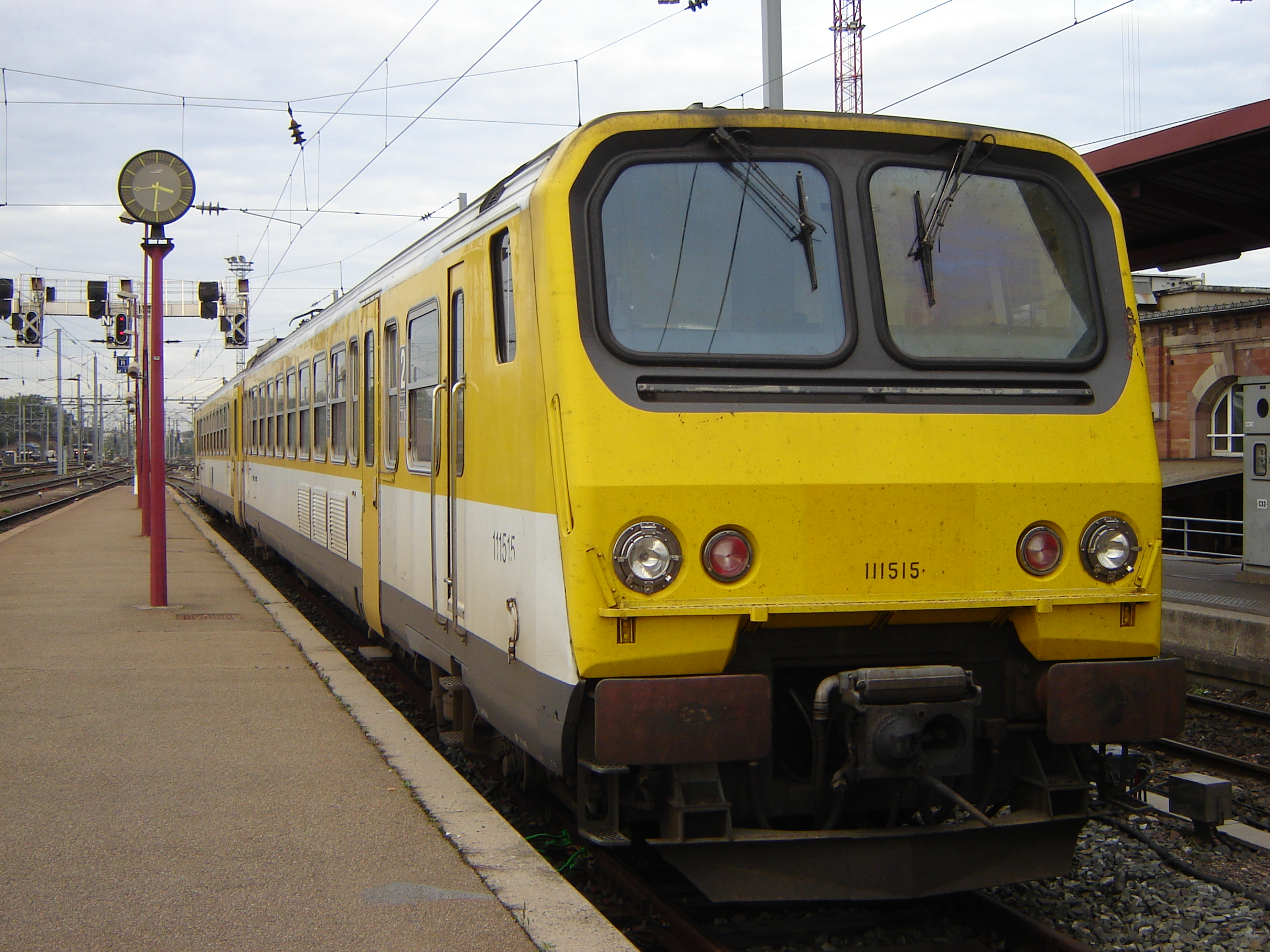
Z 11500 en livrée jaune Lorraine.
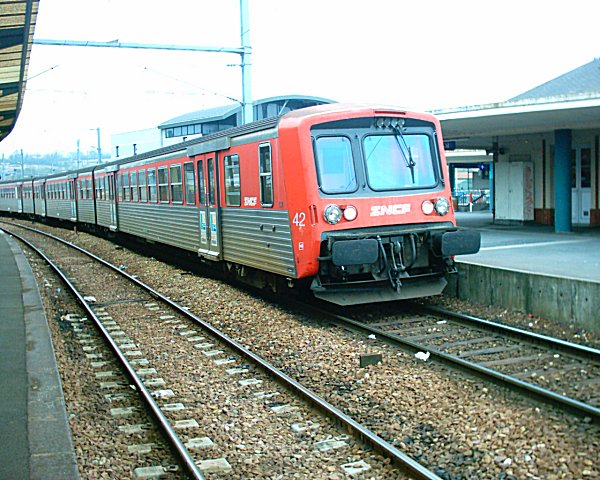
RRR en livrée rouge Haute-Normandie.
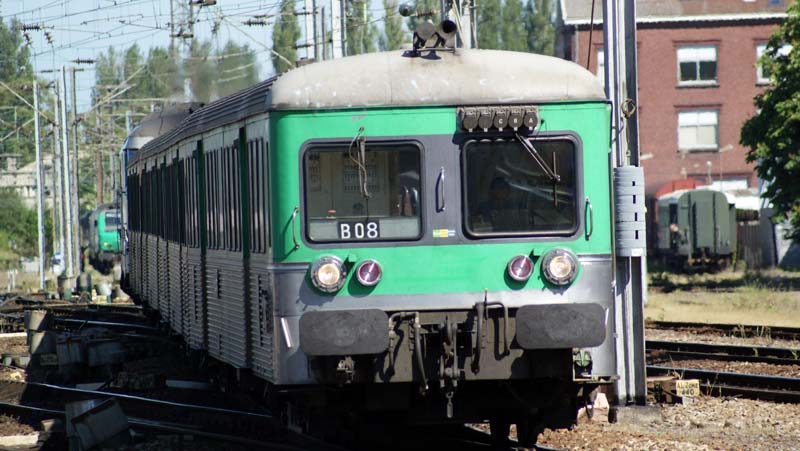
RIO 75 en livrée vert Picardie.

#### Livrée TER 1998
Une nouvelle livrée est inaugurée à la sortie d'usine des nouveaux X TER ou X 72500. Elle est à base de gris métallisé 862 souligné de bleu institution 239, de gris foncé 808 et appliquée aux nouveaux autorails de construction et en cours de modernisation.
Les parties grises peuvent être personnalisées par les divers conseils régionaux avec des motifs de leurs choix.
Elle est appliquée à leur construction aux X 72500, X 73500, X 73900, Z 21500, Z 24500/26500, Z 23500, AGC, Régiolis, Regio 2N.
- Automotrices repeintes : Z 7300 • Z 7500 • Z 9500 • Z 9600 • Z 11500

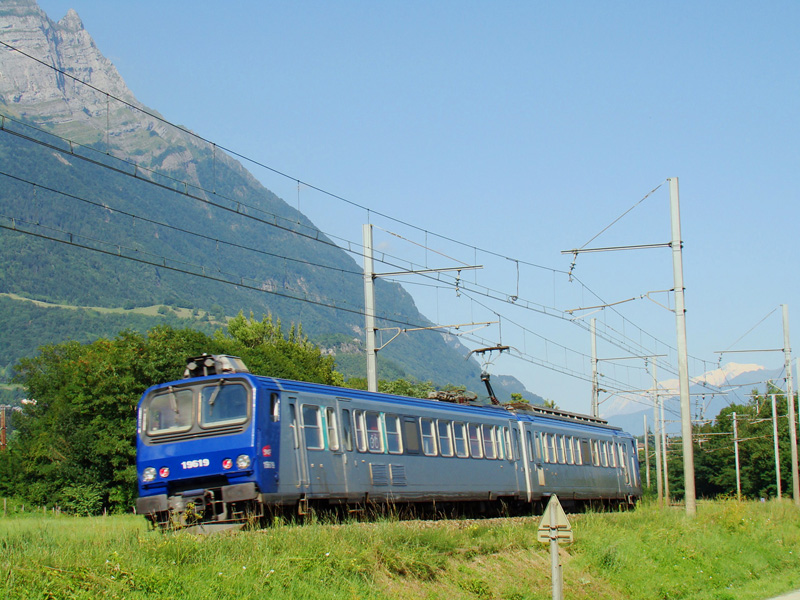
La Z 9619 sur un TER Albertville – Chambéry.
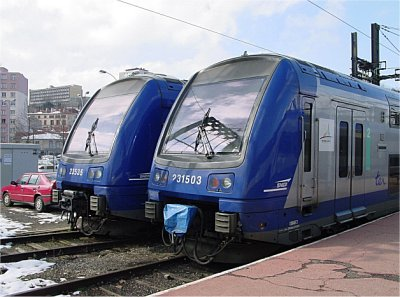
Deux Z 23500 à Saint-Étienne.
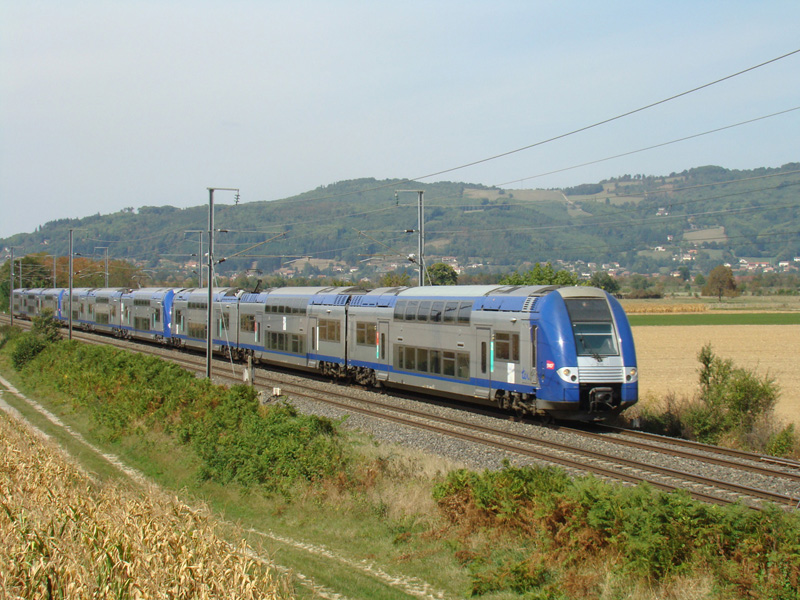
Triplette de Z.24500 entre Lyon et Grenoble.
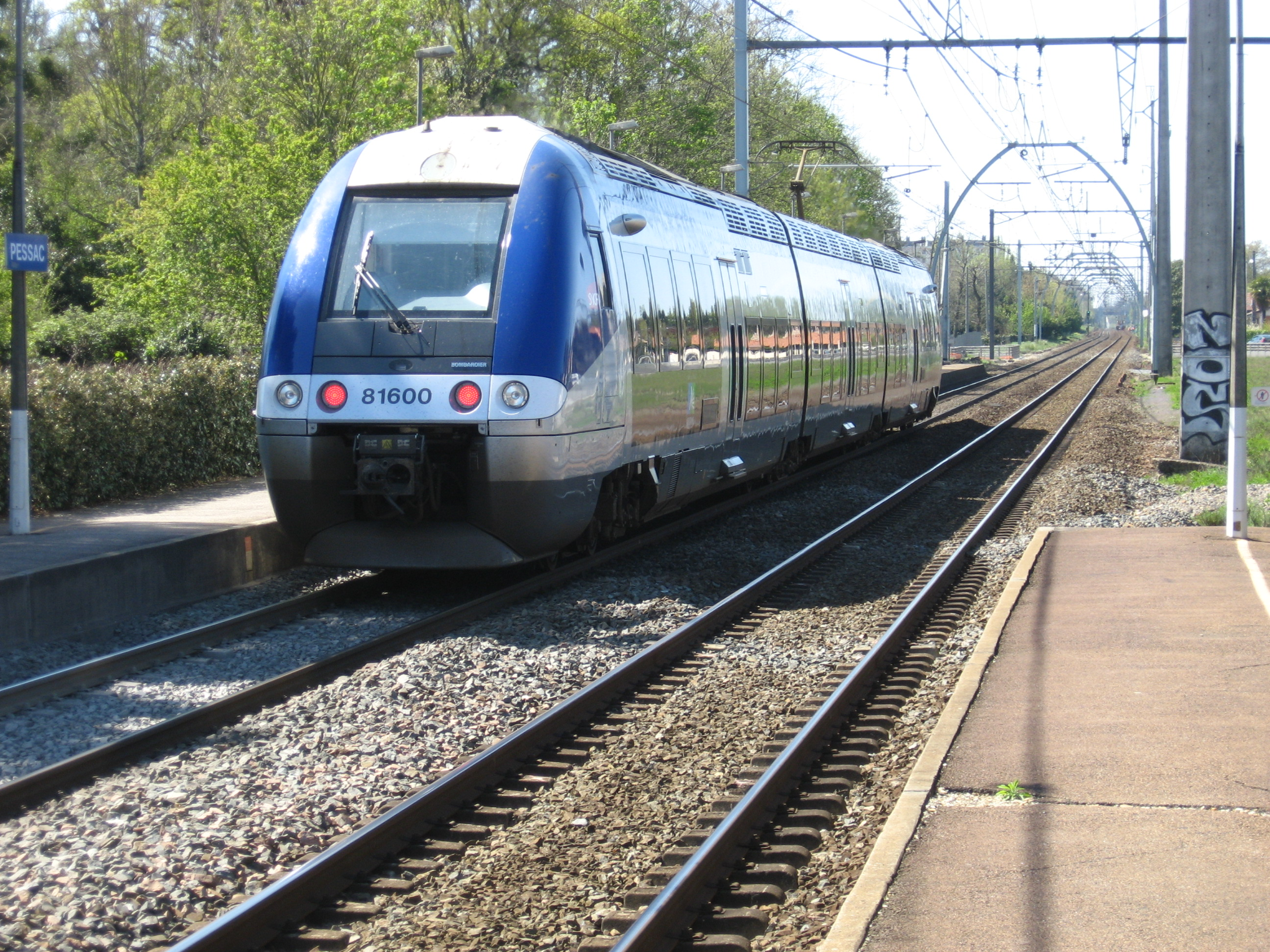
B 81500 à Pessac.
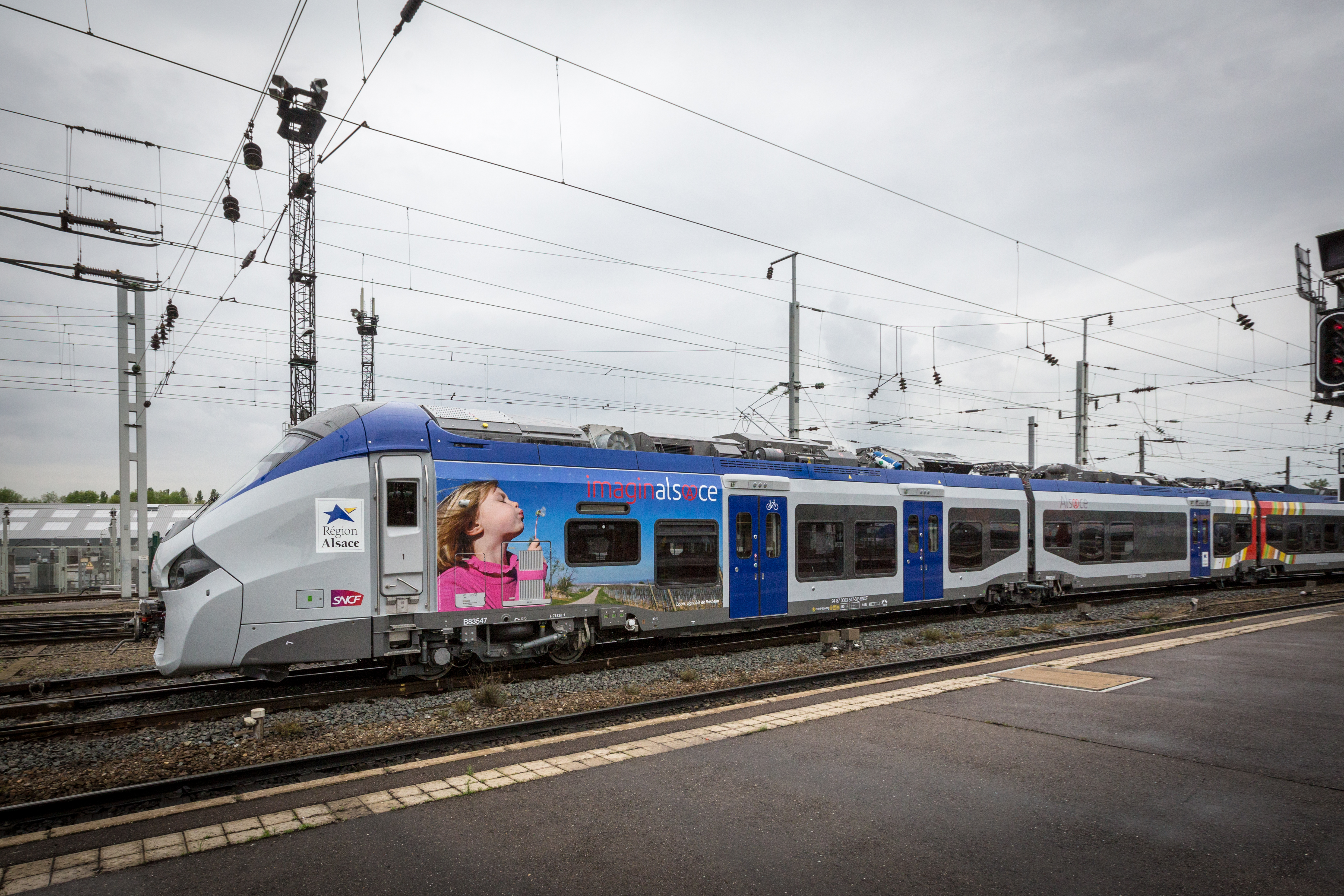
Régiolis du réseau TER Alsace.
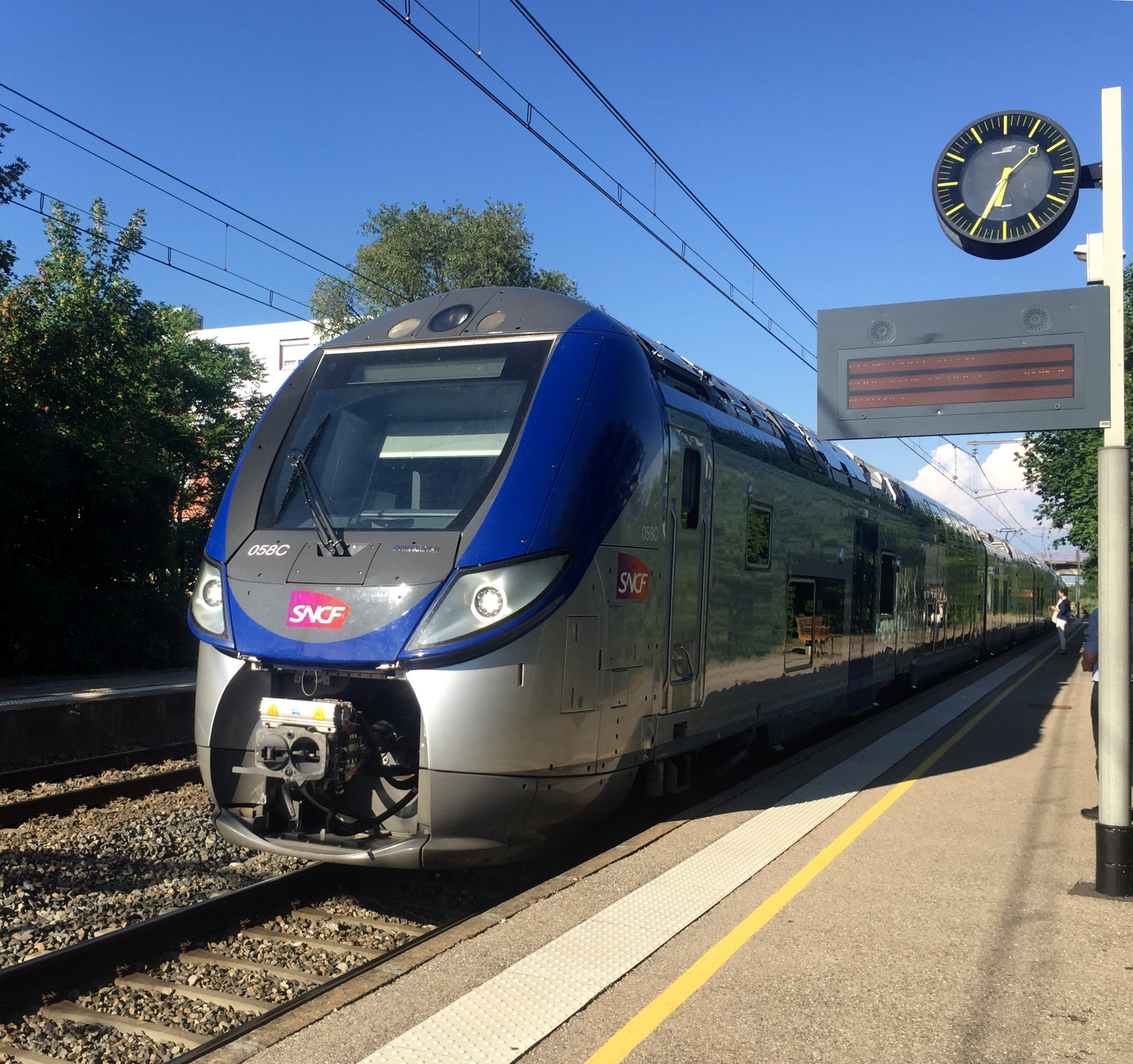
Regio 2N.

- Autorails repeints : X 2100 • X 2200 • X 4500 • X 4900

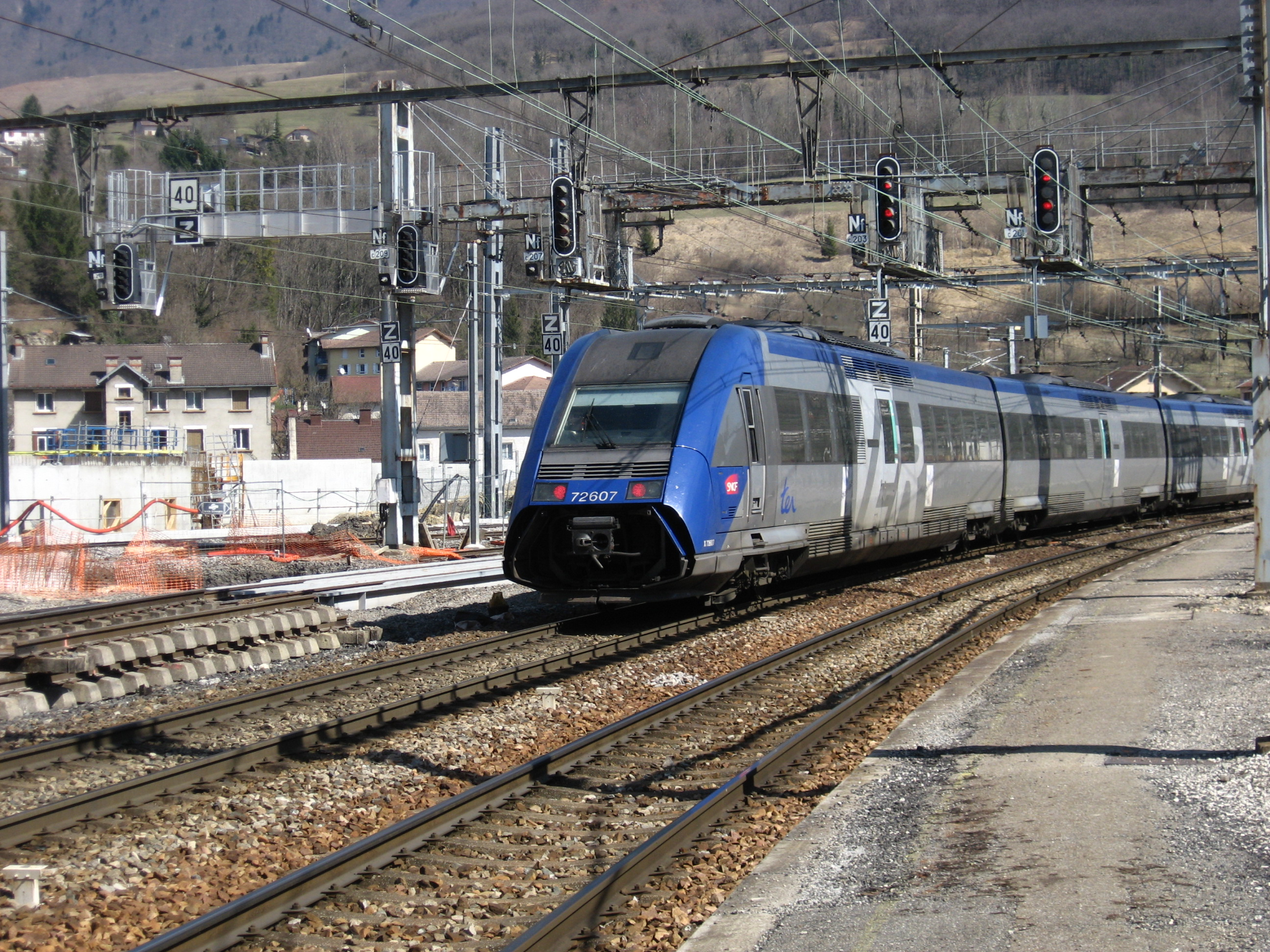
X 72607 à Bellegarde.
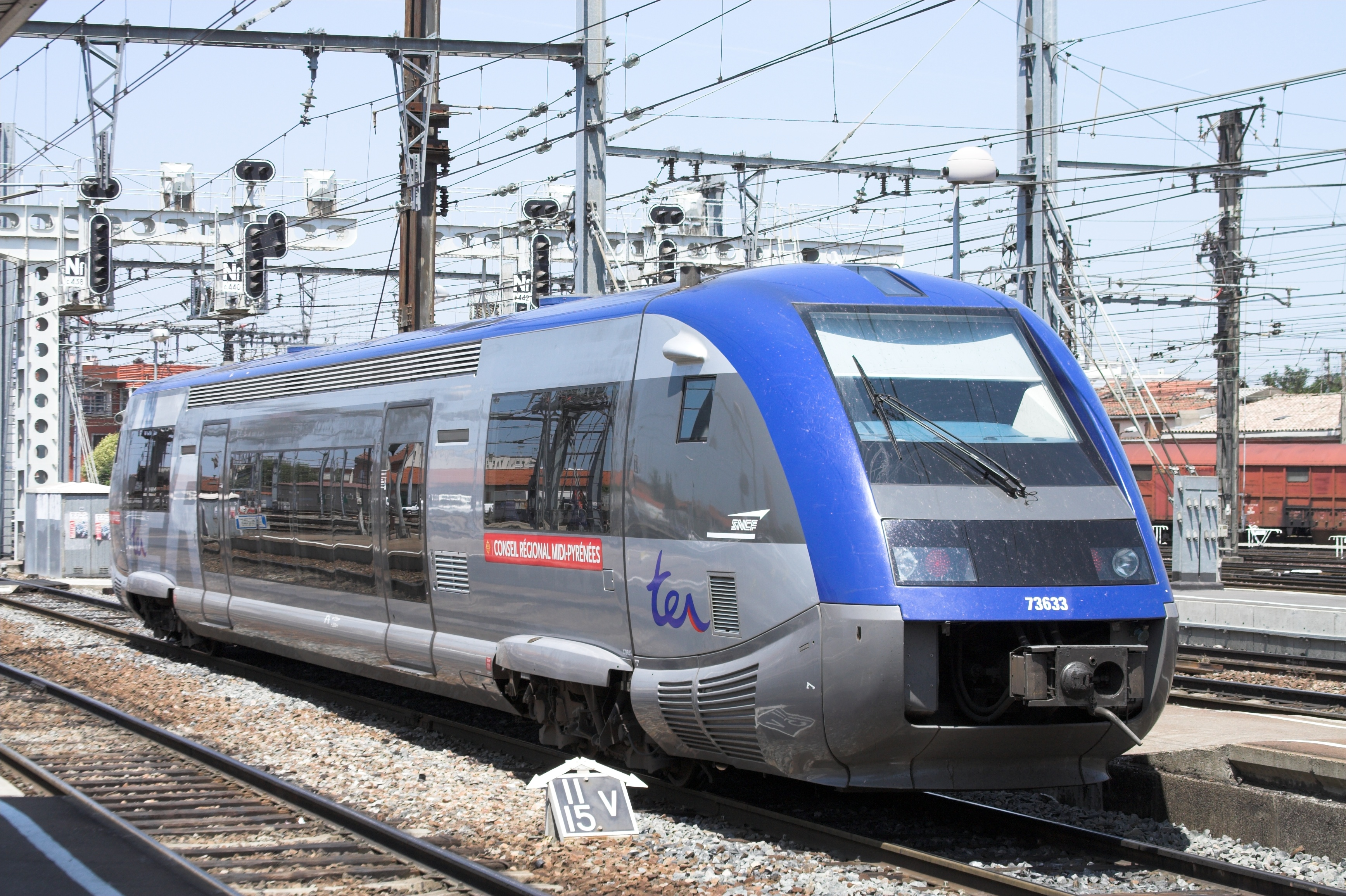
X 73500 à Toulouse.
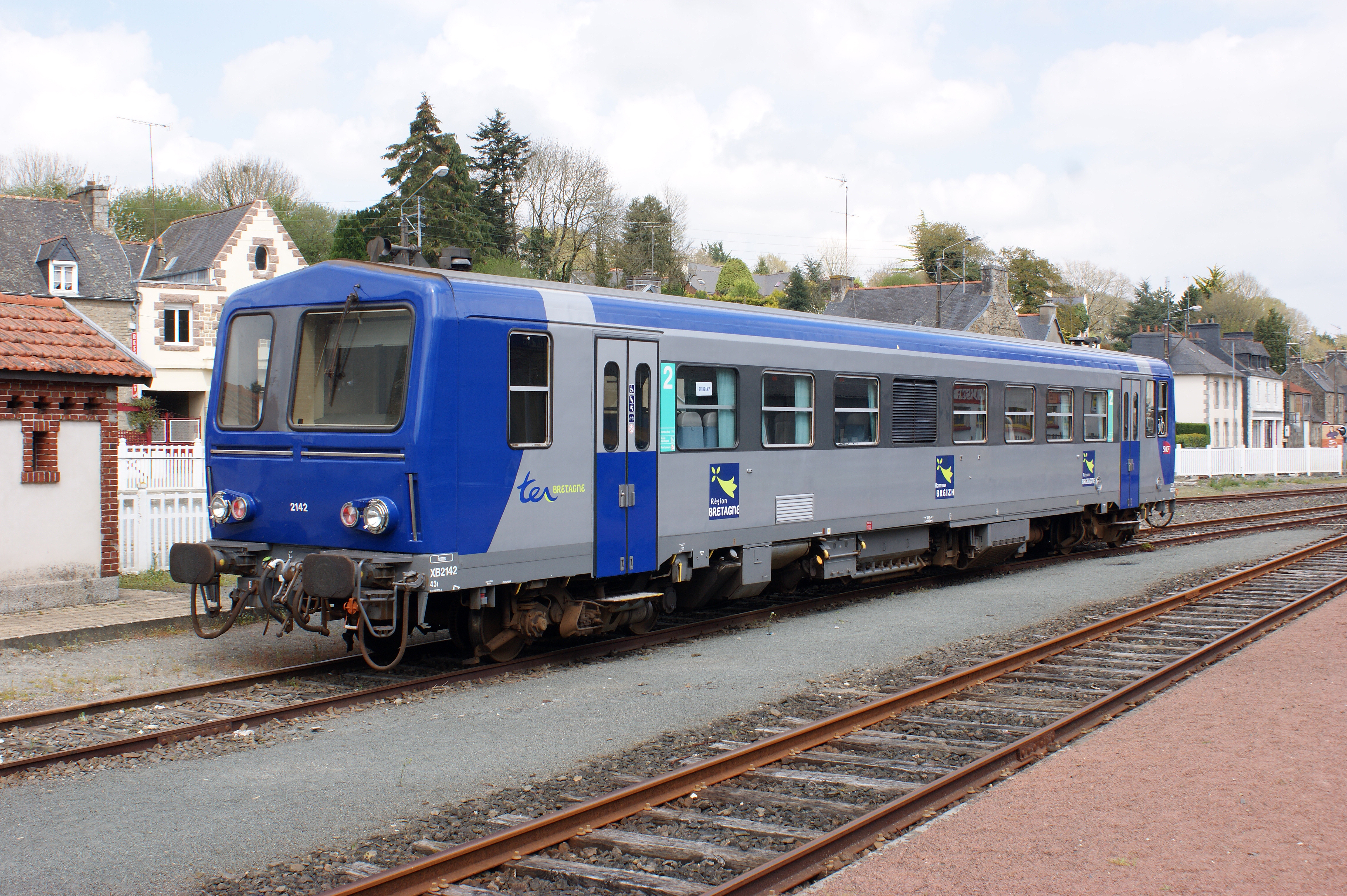
X 2142 rénové.
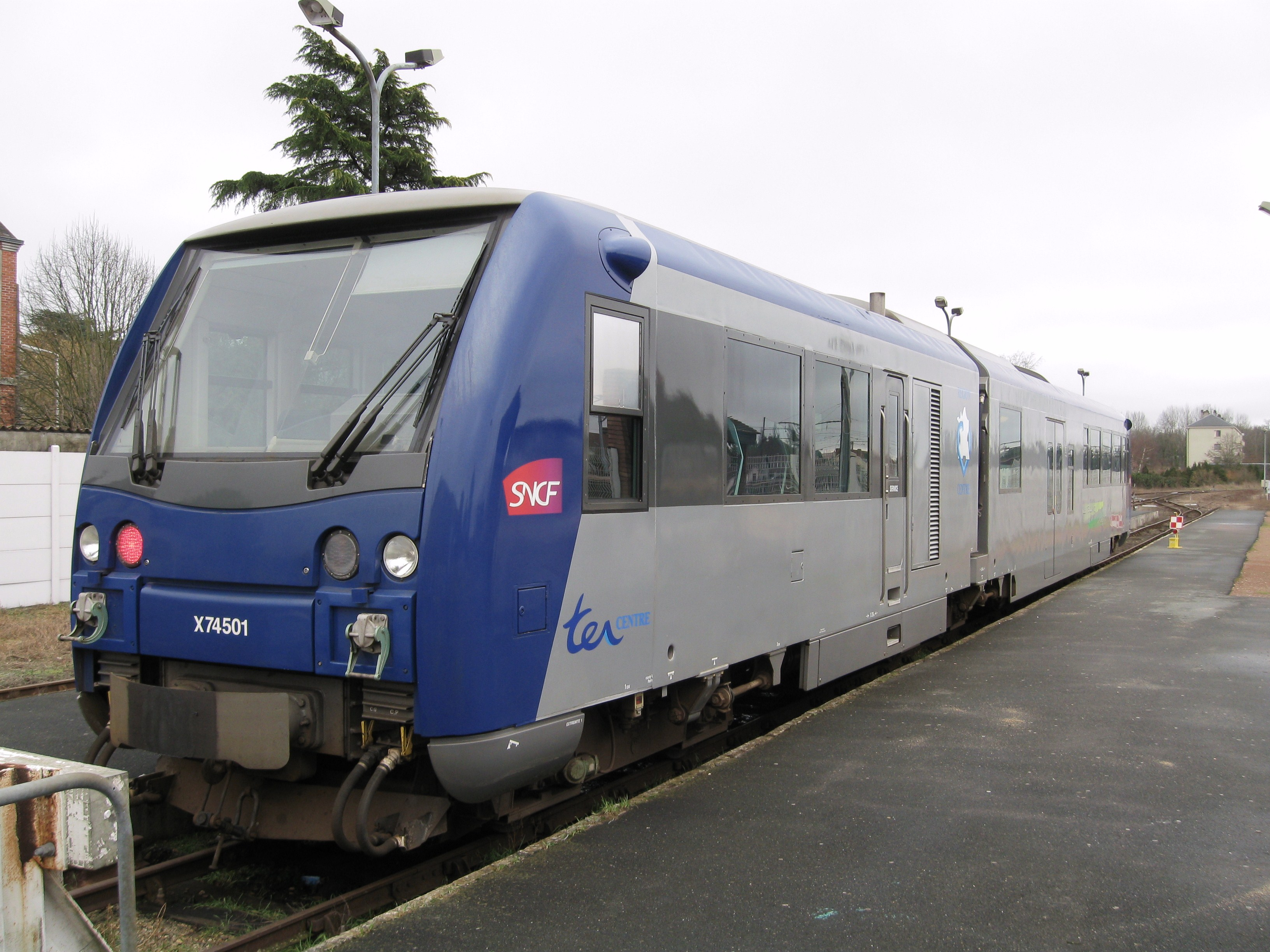
X 74500 sur le Chemin de fer du Blanc-Argent.

Par la suite, avec la décentralisation des TER, chaque région dispose de sa propre livrée.

Auvergne-Rhône-Alpes
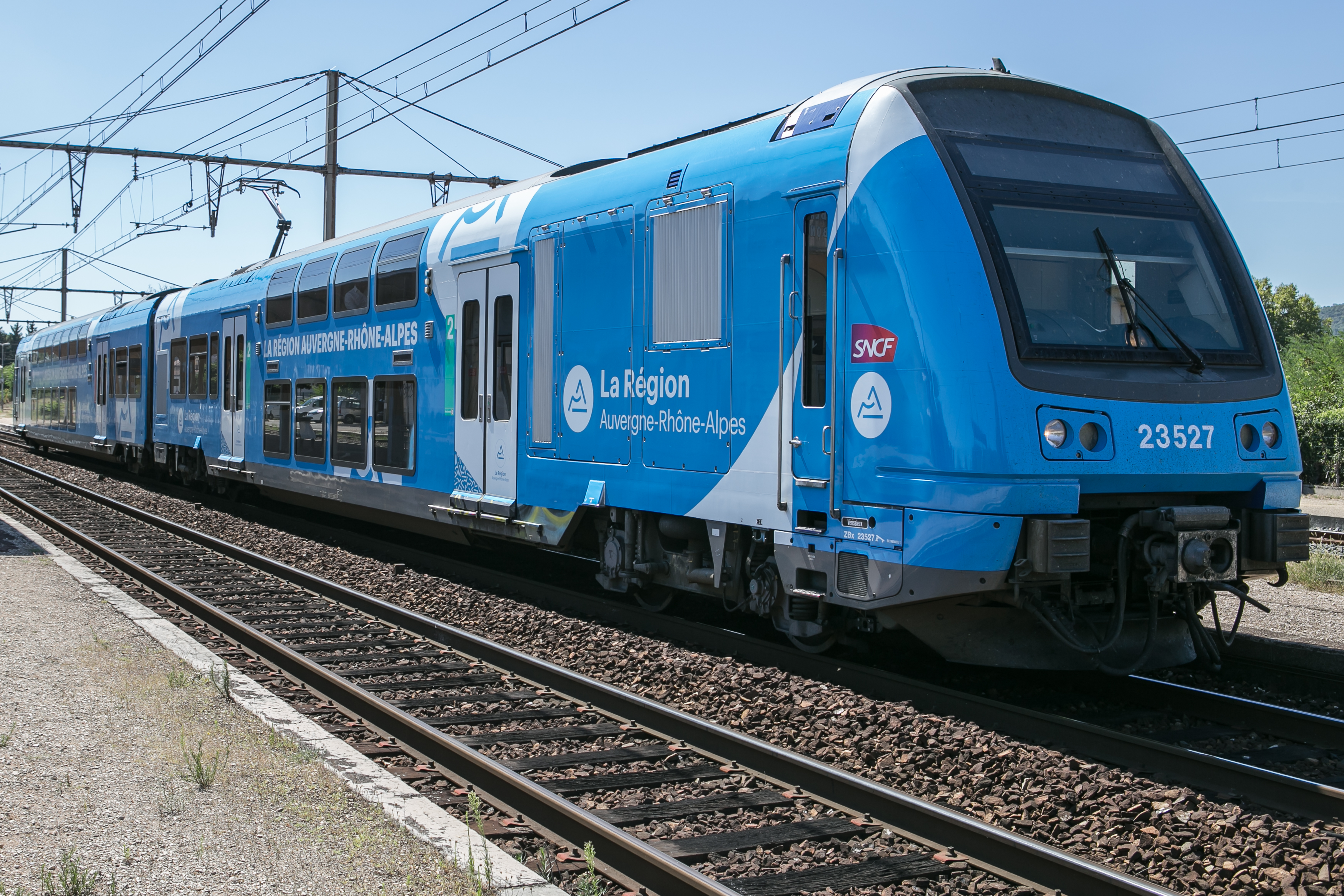
TER 2N Auvergne-Rhône-Alpes.
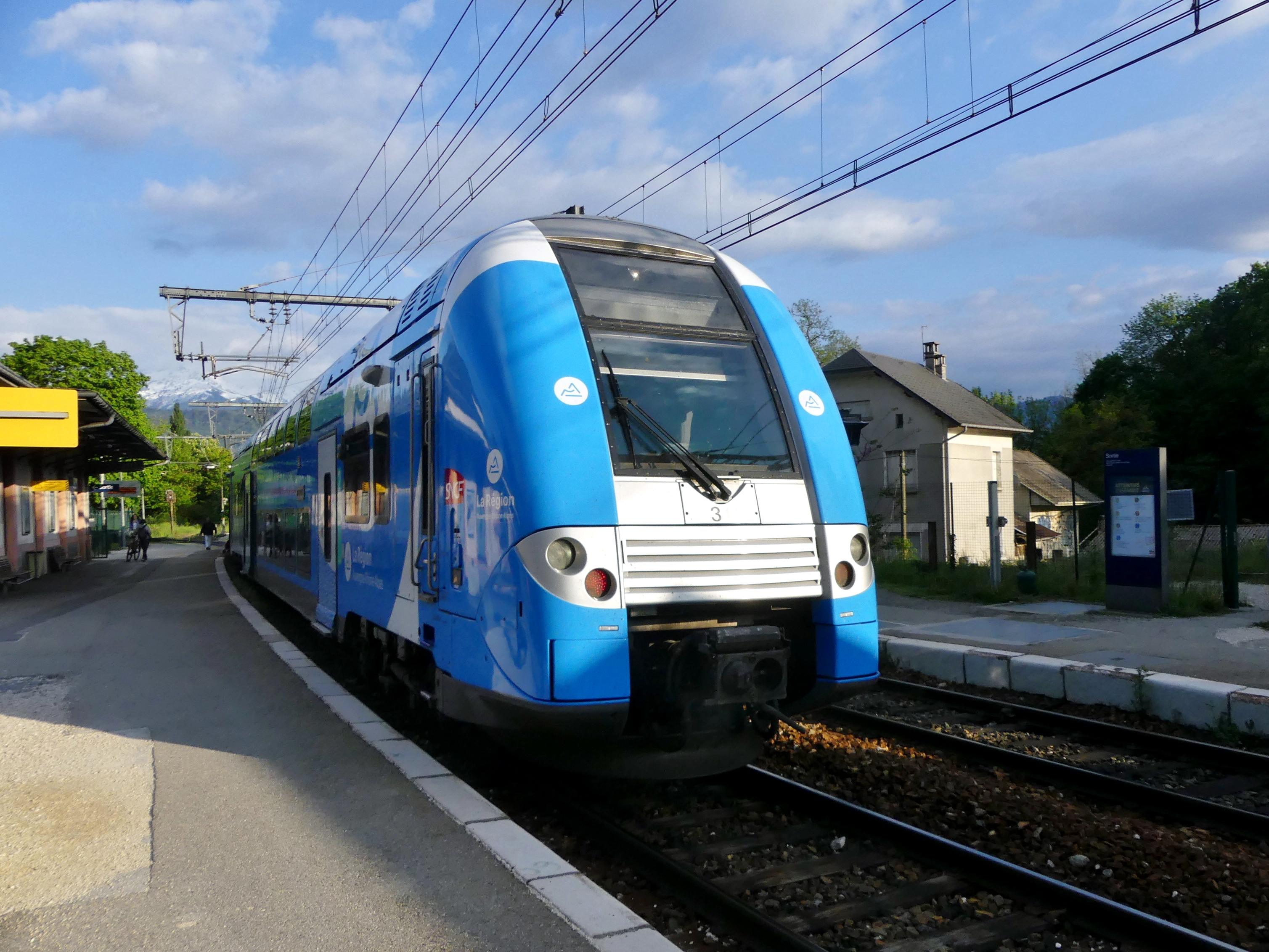
TER 2N NG Auvergne-Rhône-Alpes.
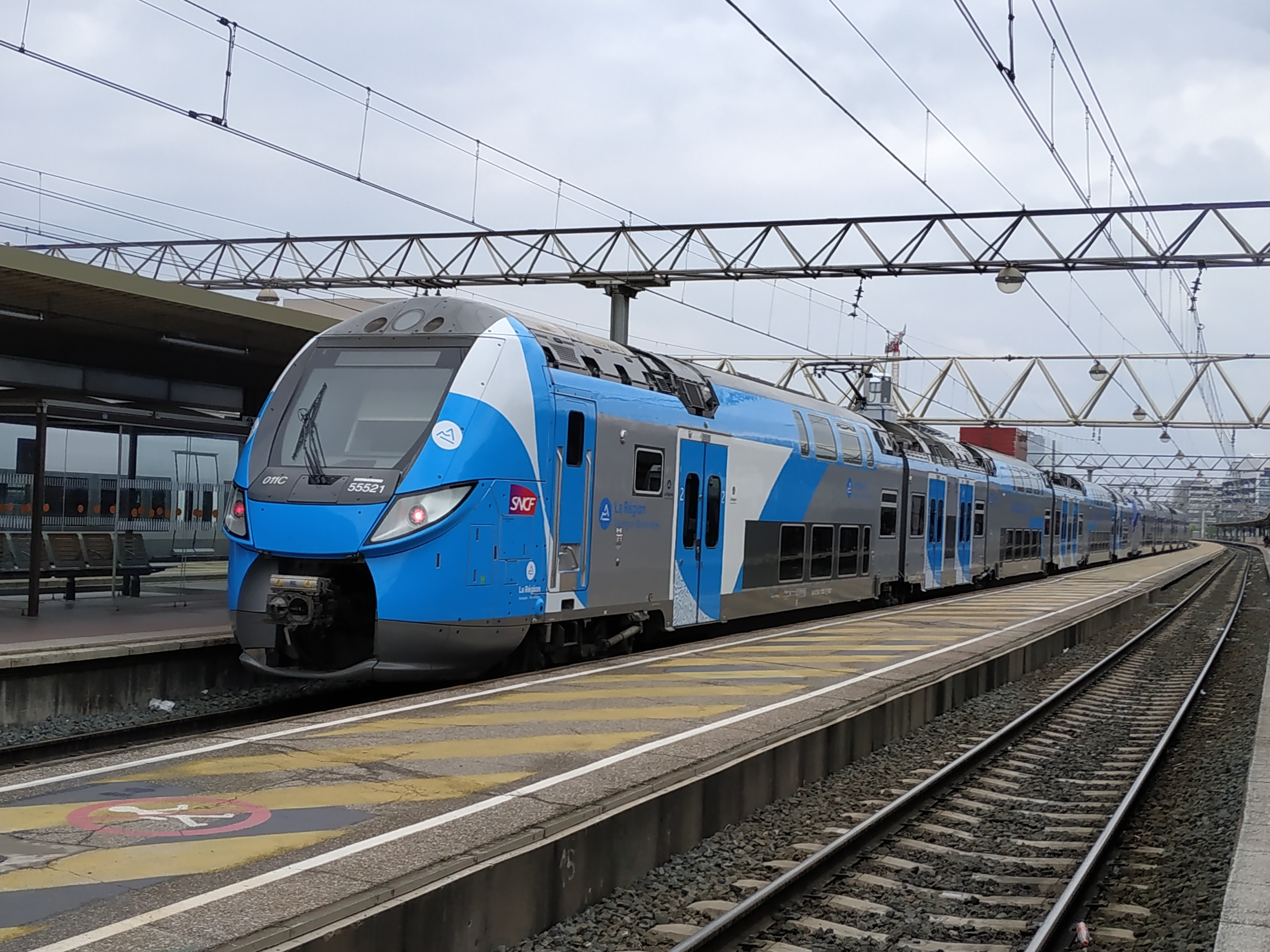
Regio 2N Auvergne-Rhône-Alpes.
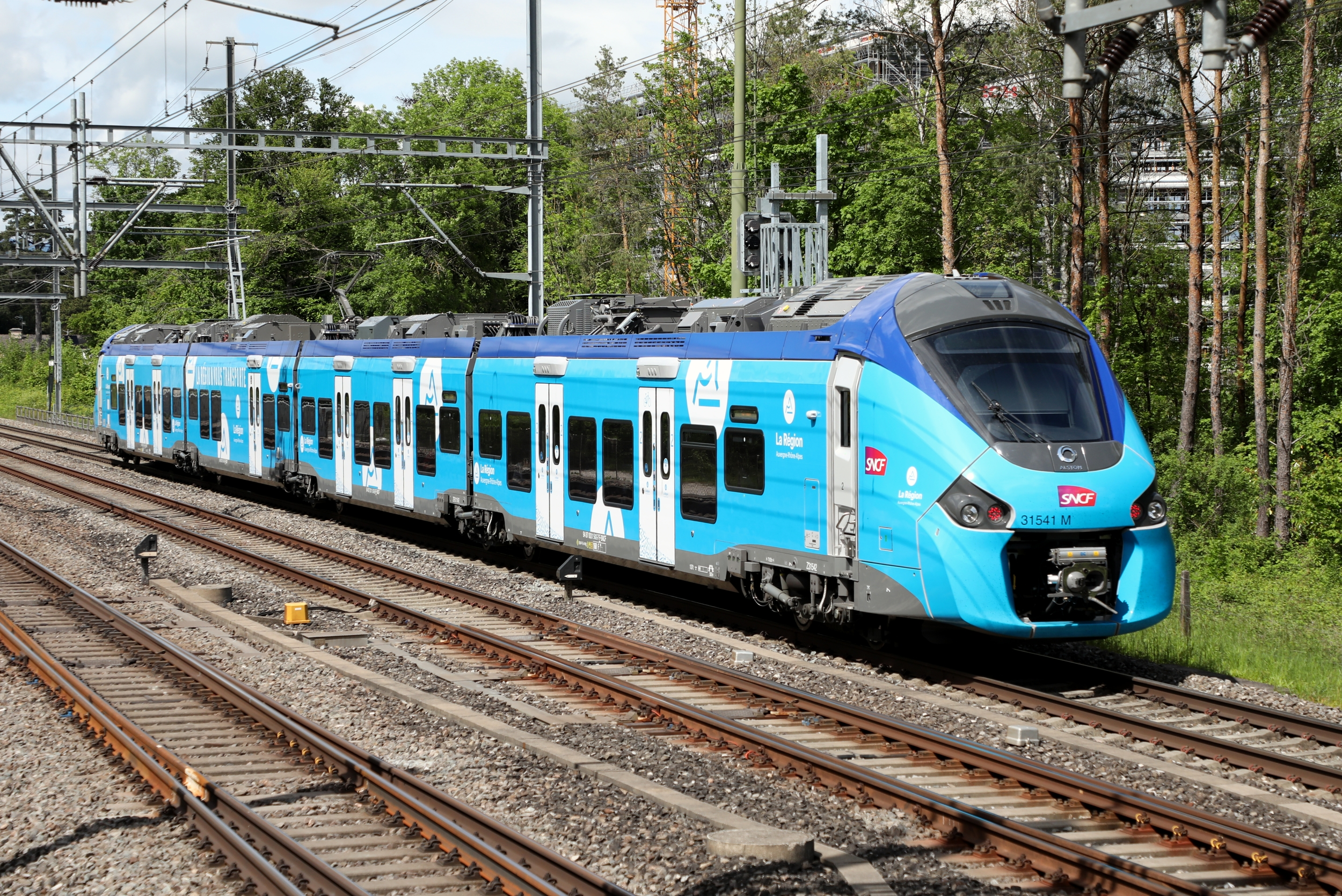
Régiolis Auvergne-Rhône-Alpes.
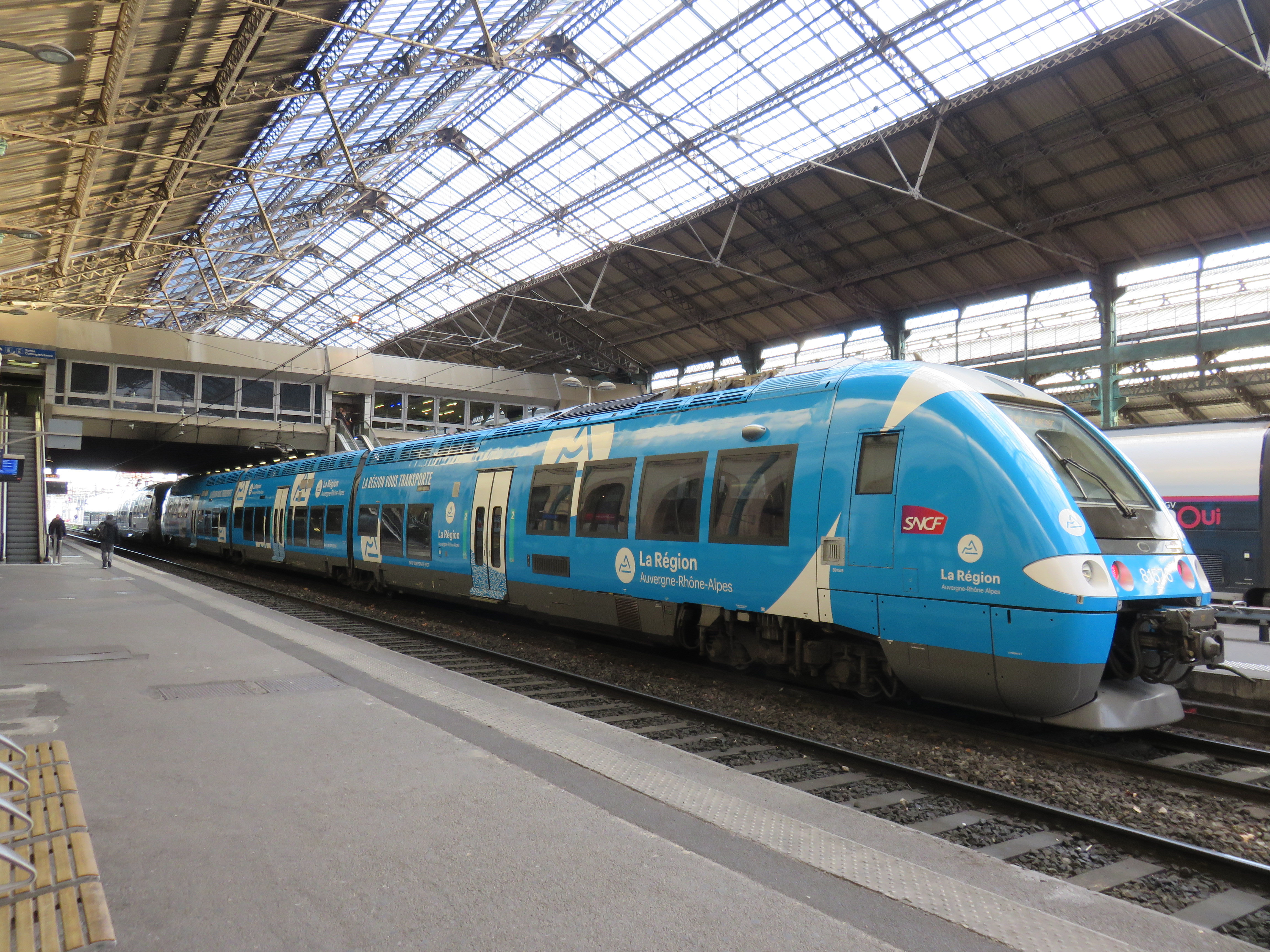
AGC Auvergne-Rhône-Alpes.
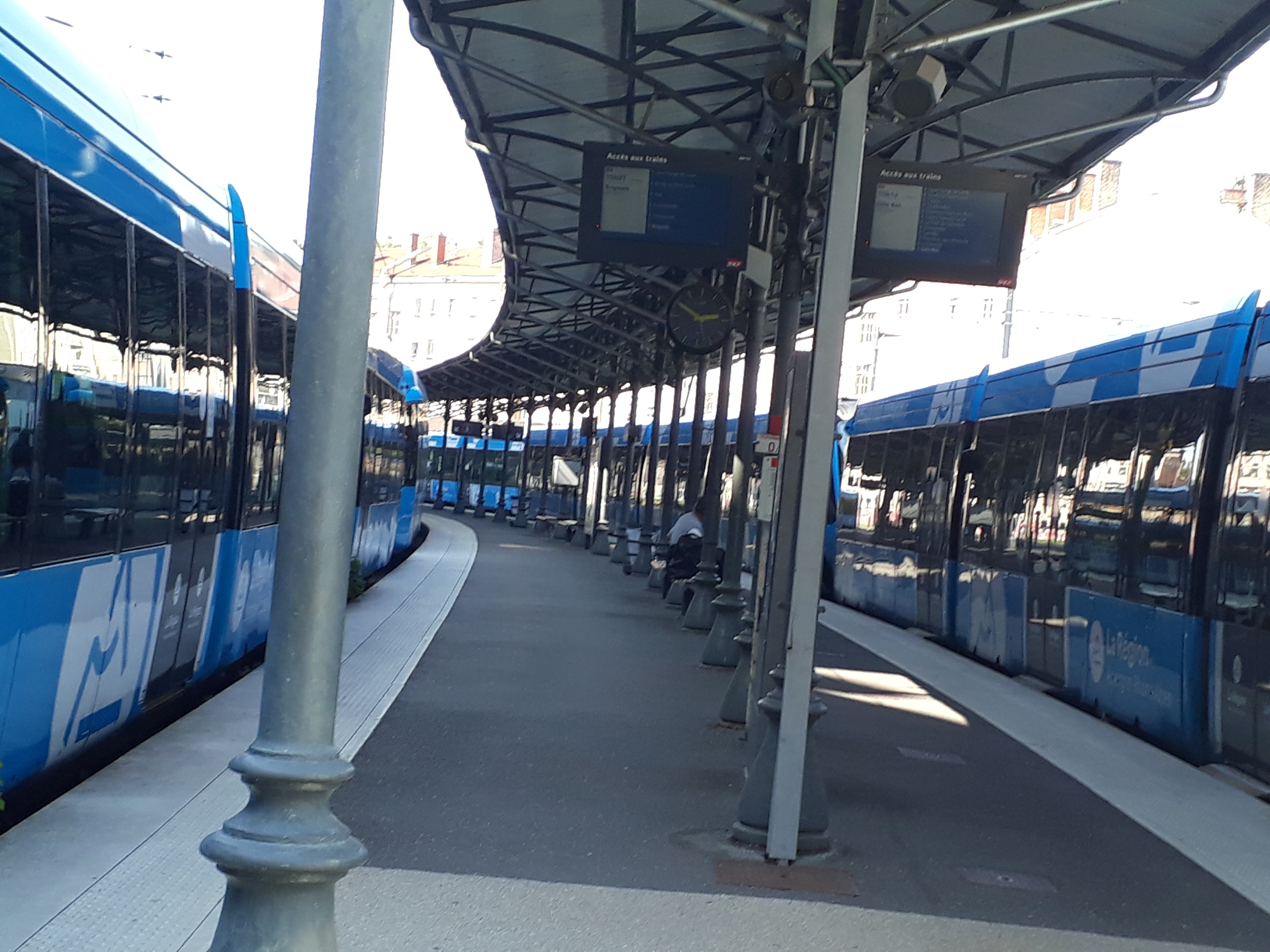
Citadis-Dualis Auvergne-Rhône-Alpes.

Bourgogne-Franche-Comté
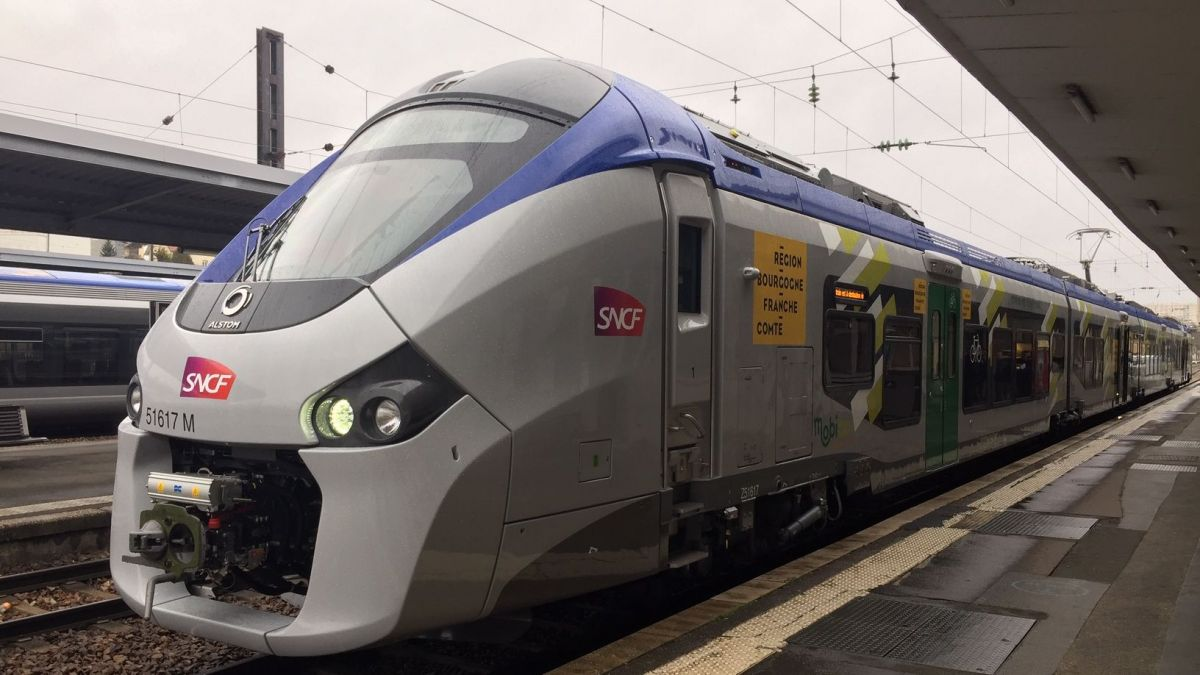
Régiolis Bourgogne-Franche-Comté.
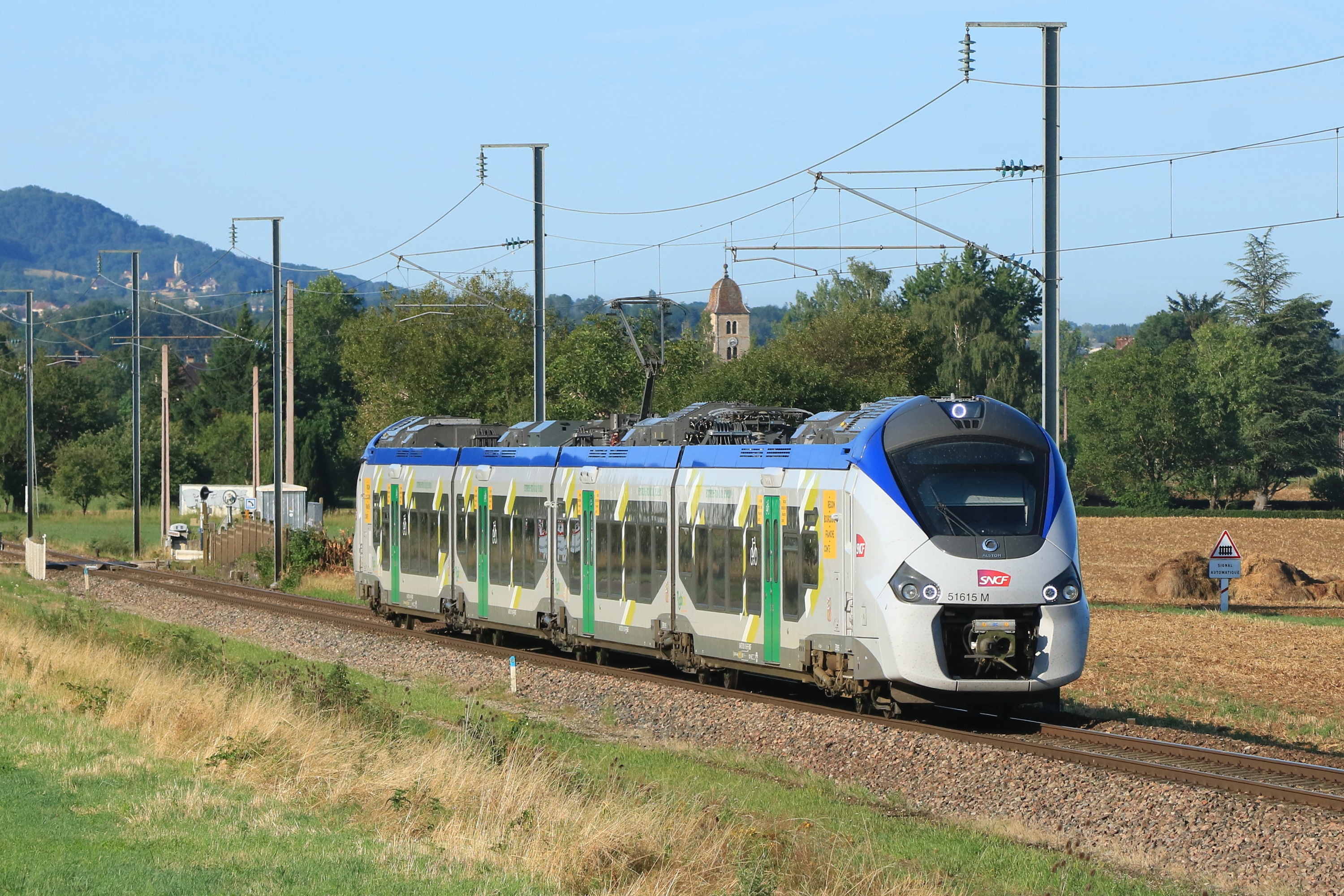
Un Régiolis

Bretagne
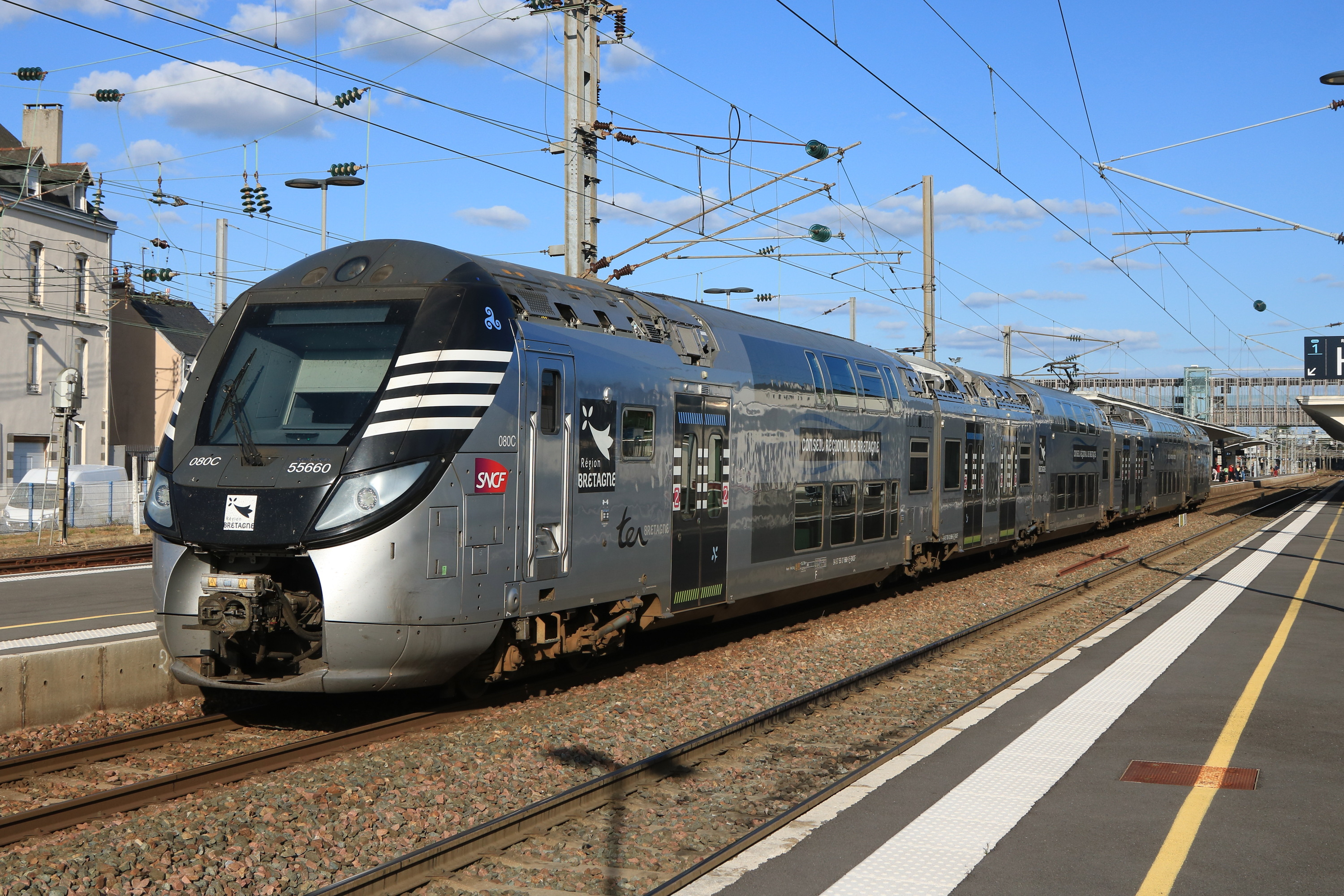
Regio 2N Bretagne.
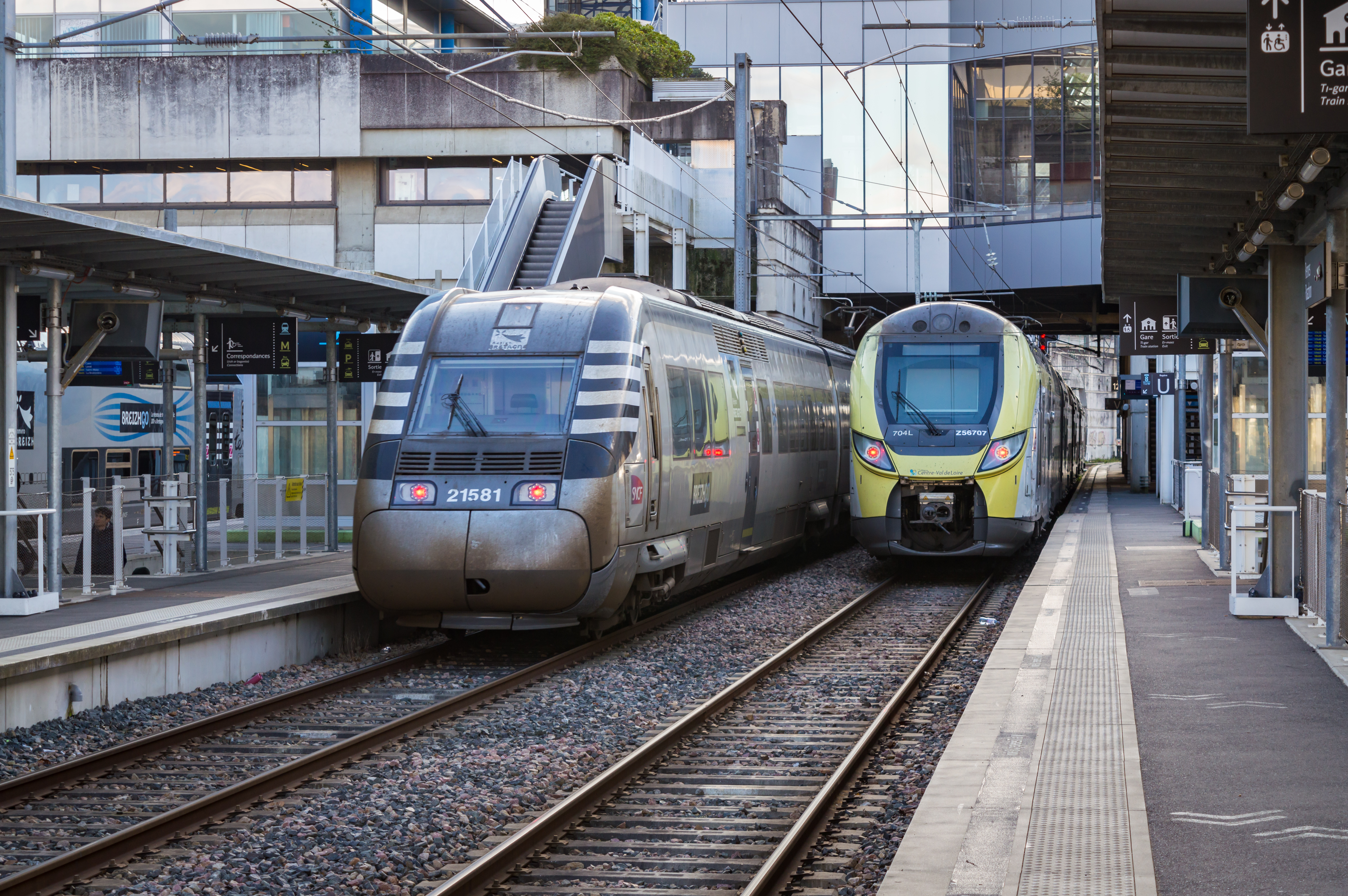
Un Z TER en livrée Bretagne (à gauche sur l'image)

Centre-Val de Loire
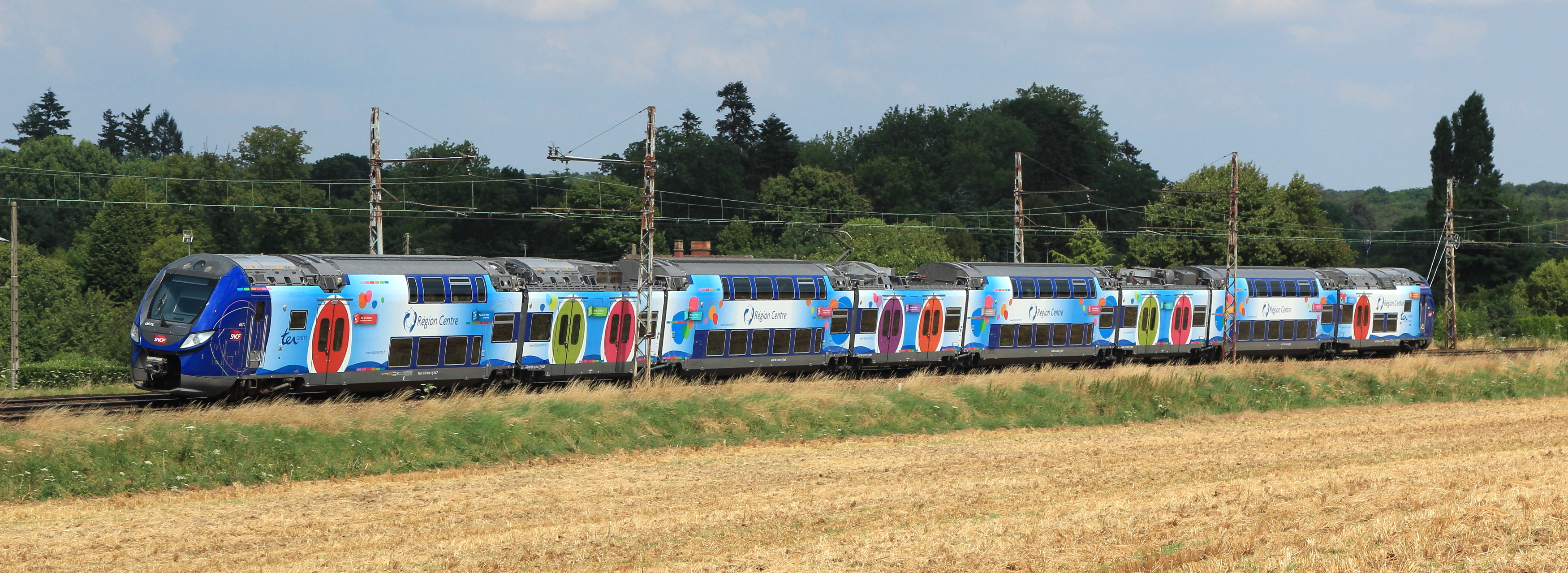
Regio 2N Centre-Val de Loire.
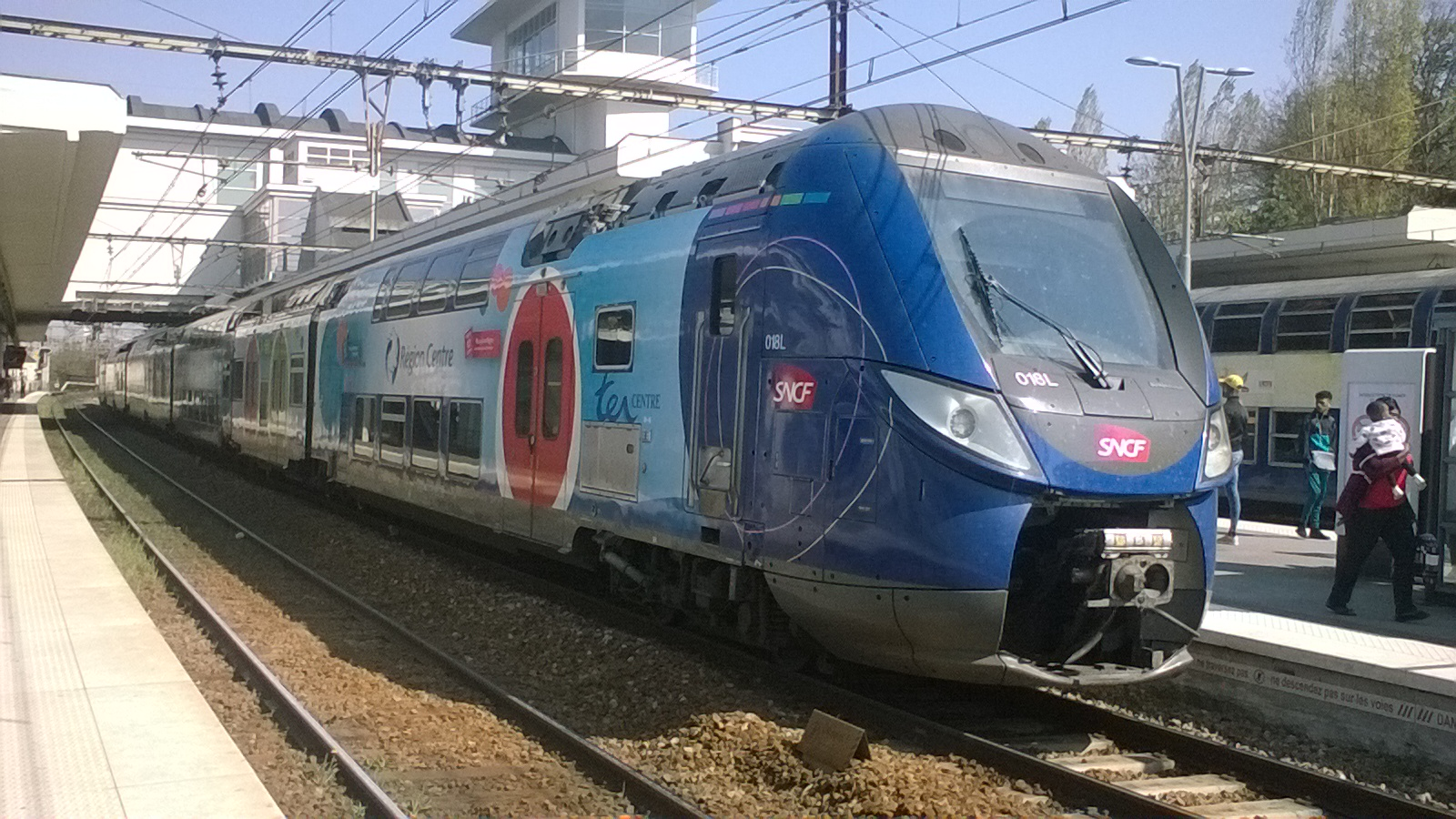
Un Regio 2N (Bombardier Omneo)
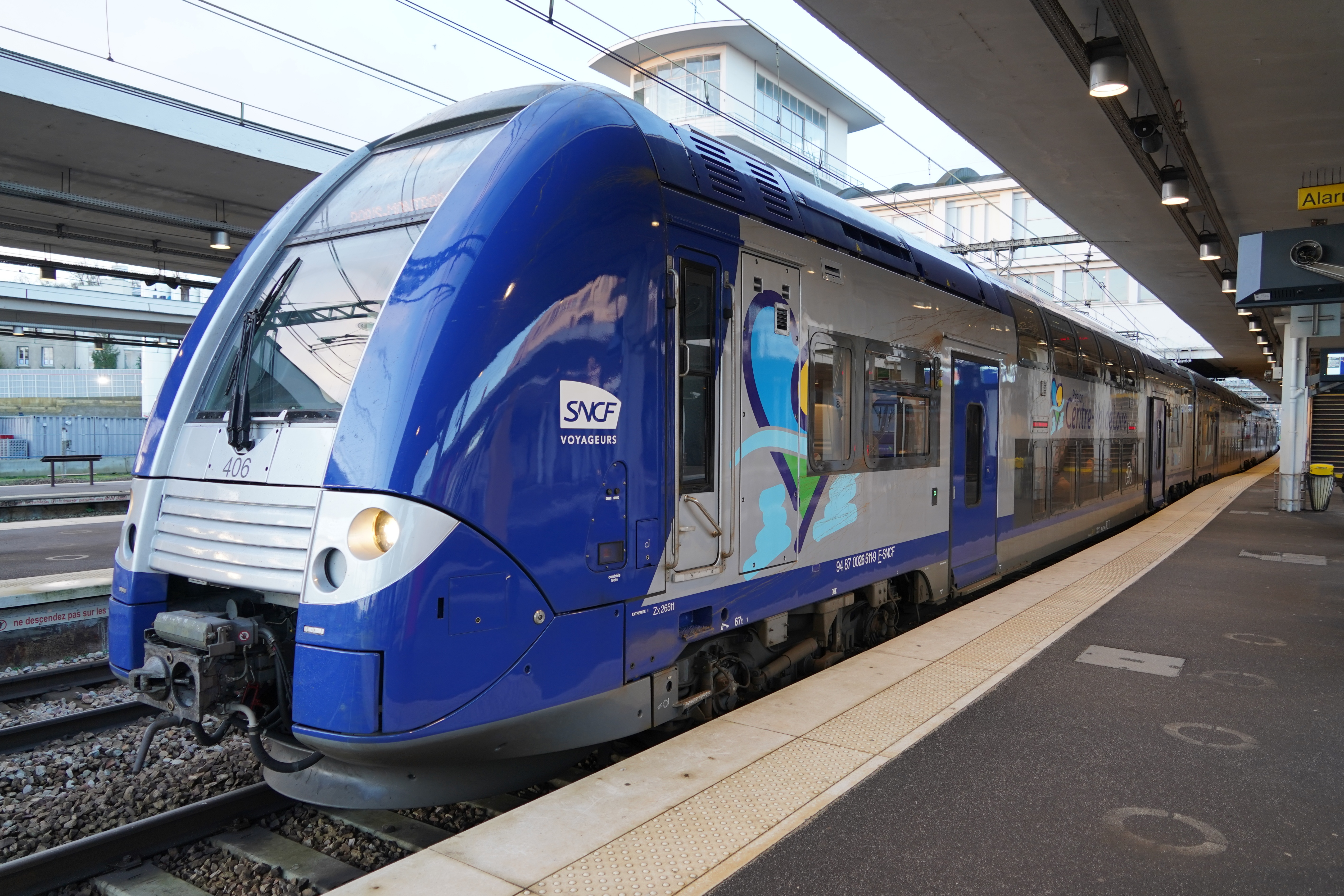
Un Z 26500 (TER 2N NG) en livrée Rémi à Versailles-Chantiers

Champagne-Ardenne<gallery> Fichier:Ter-Champagne-Ardenne.jpg|Un AGC </gallery>Grand Est
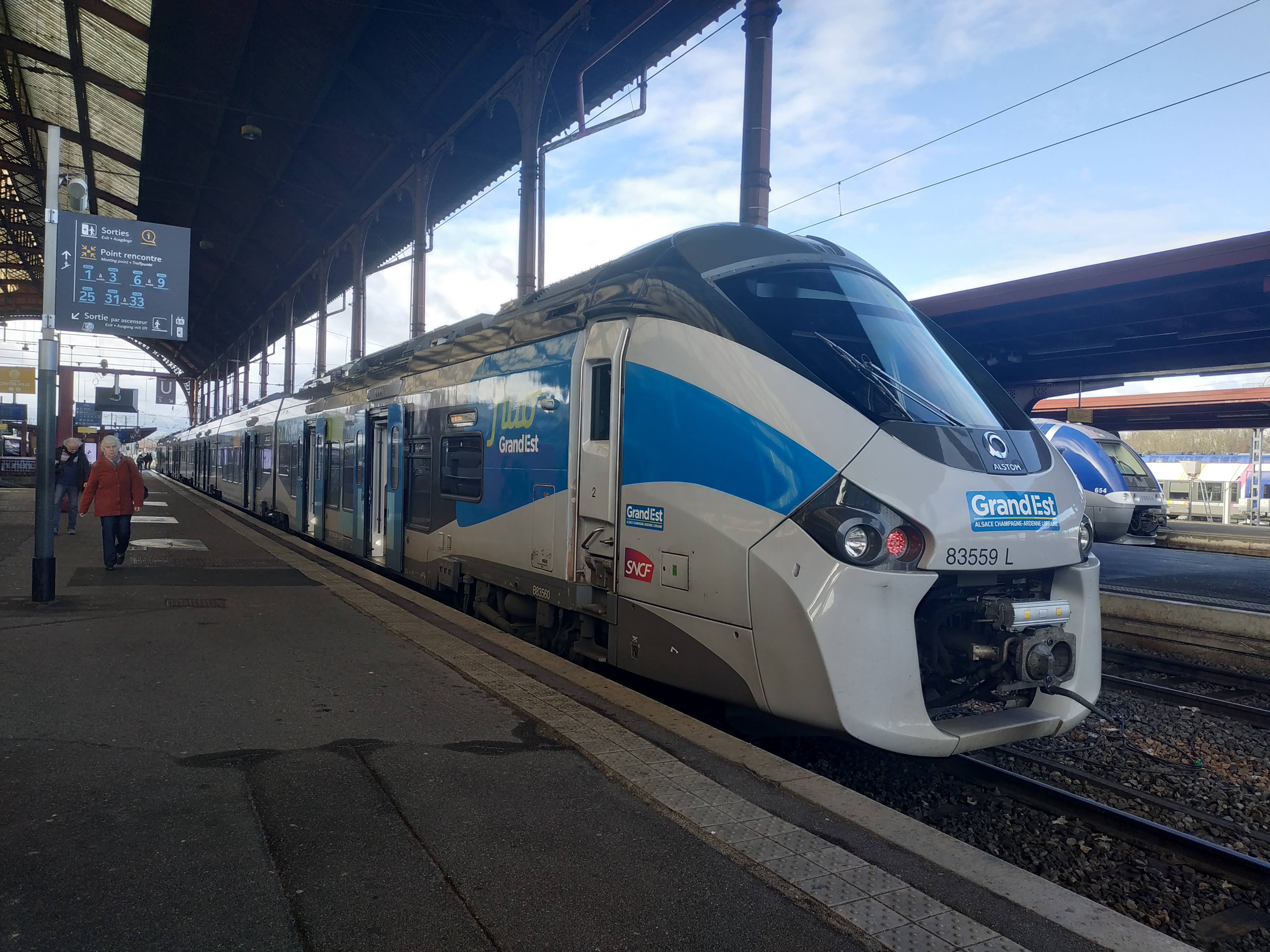
Régiolis Grand-Est.
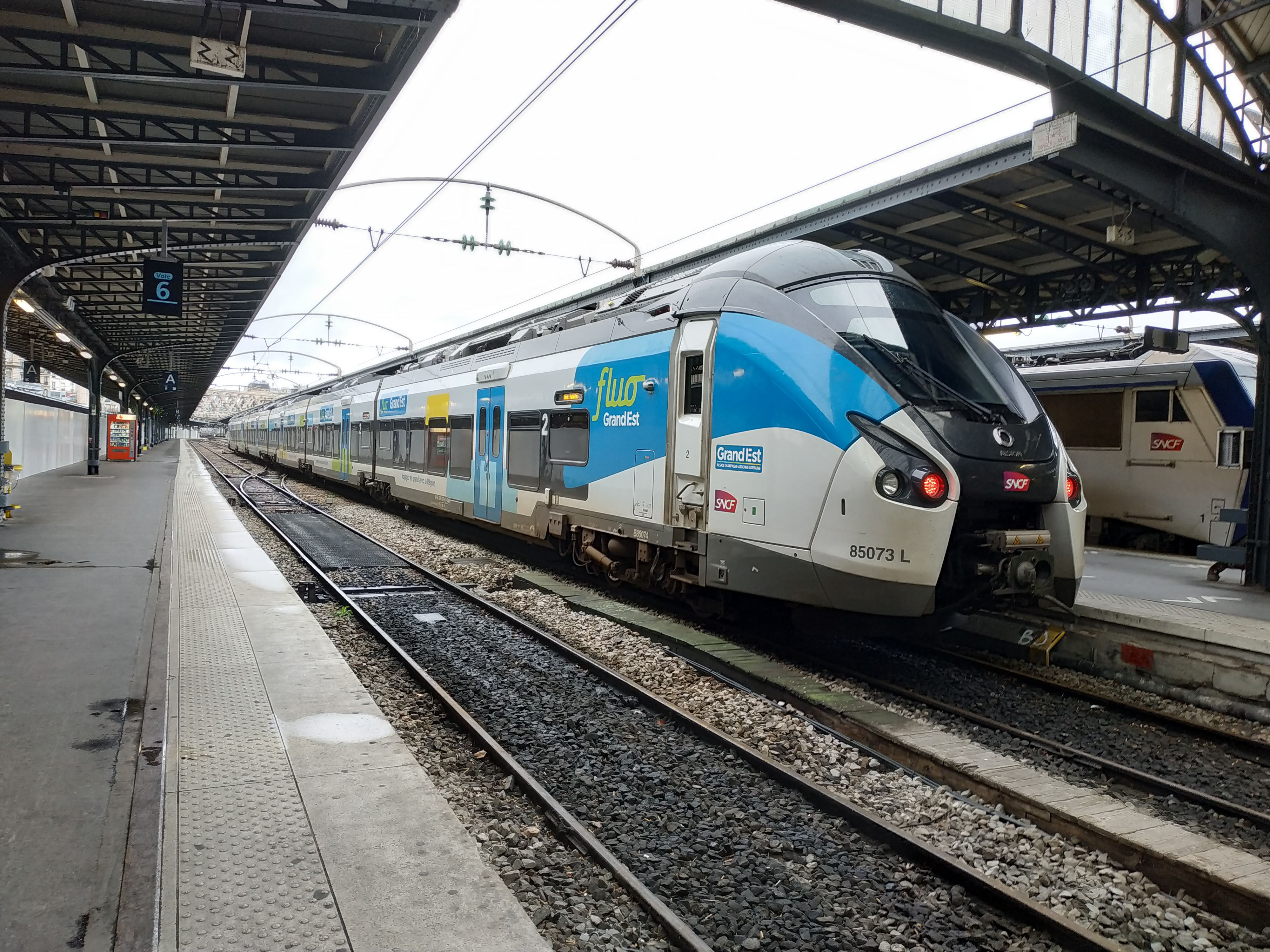
Un Coradia Liner (B 85000)
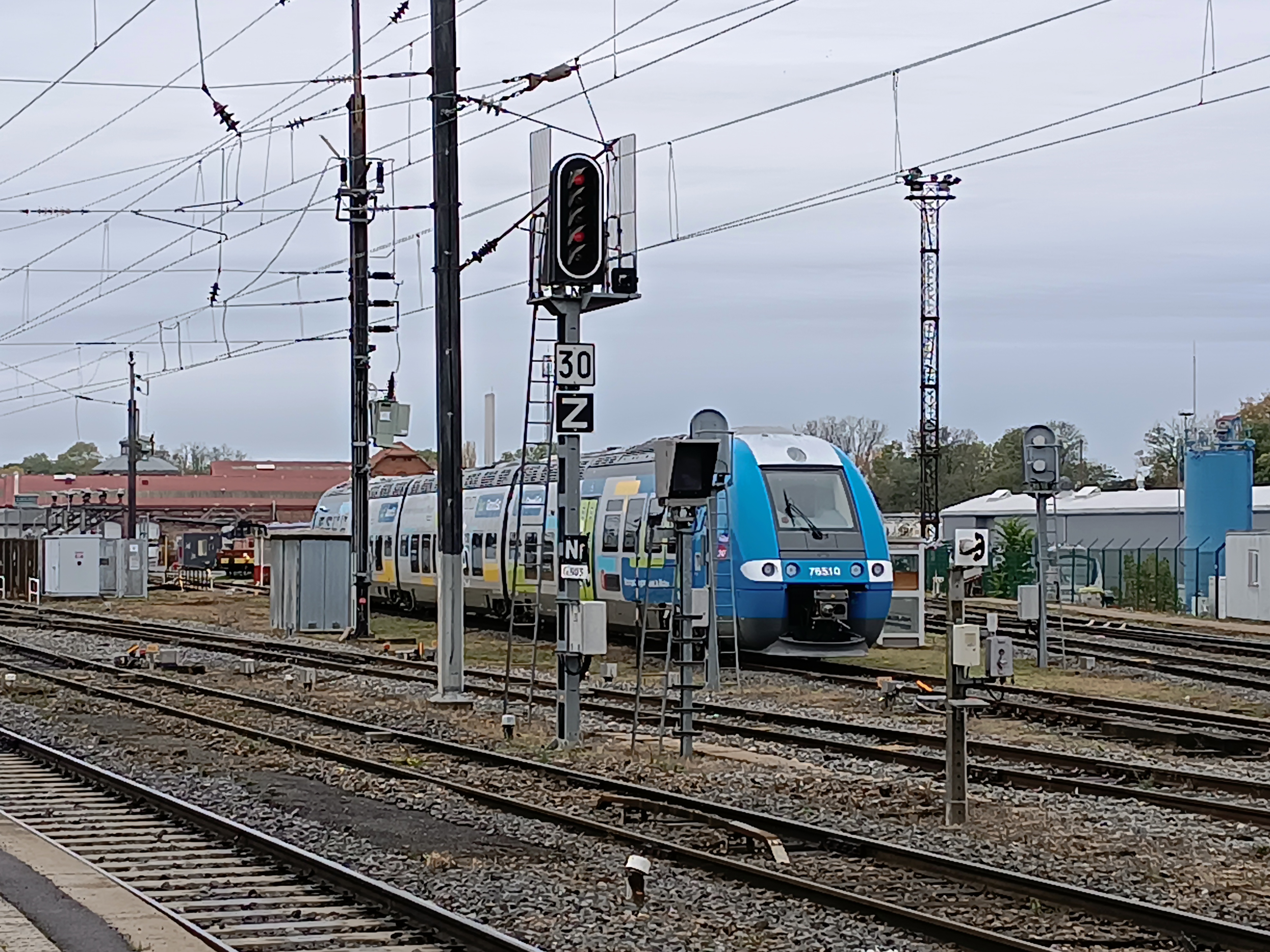
Un AGC (X 76500)

Hauts-de-France
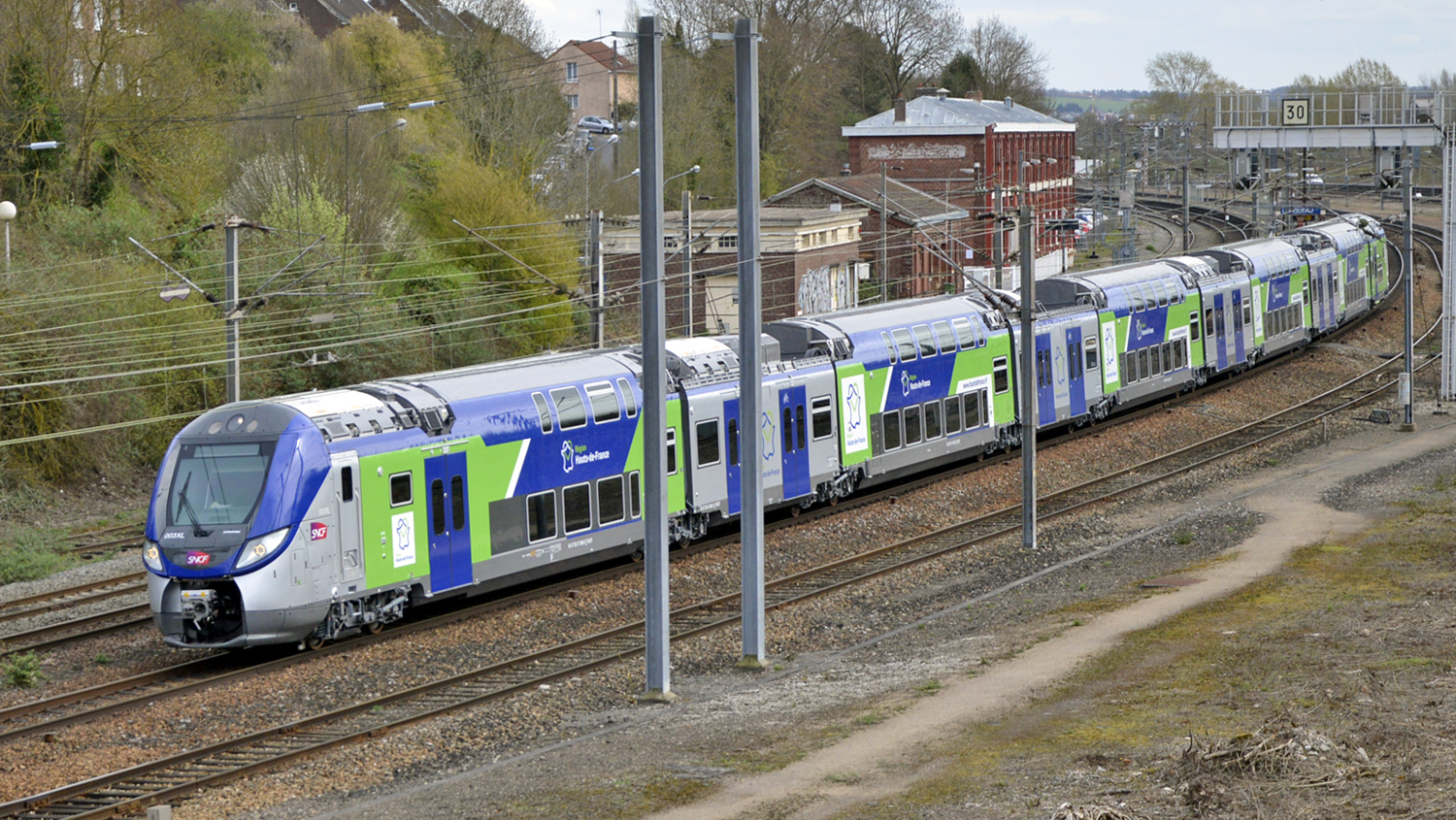
Regio 2N Hauts-de-France.
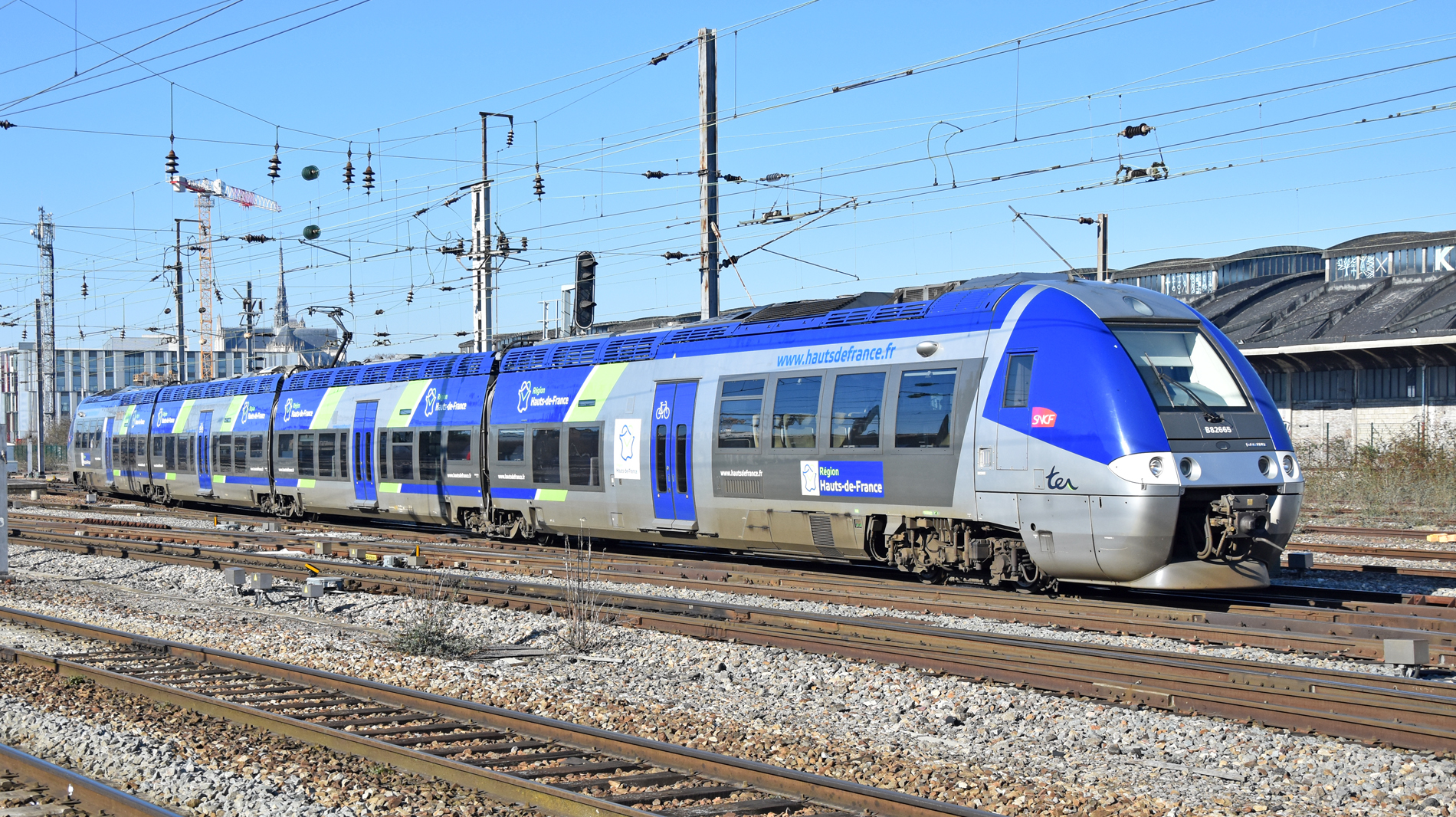
AGC Hauts-de-France.
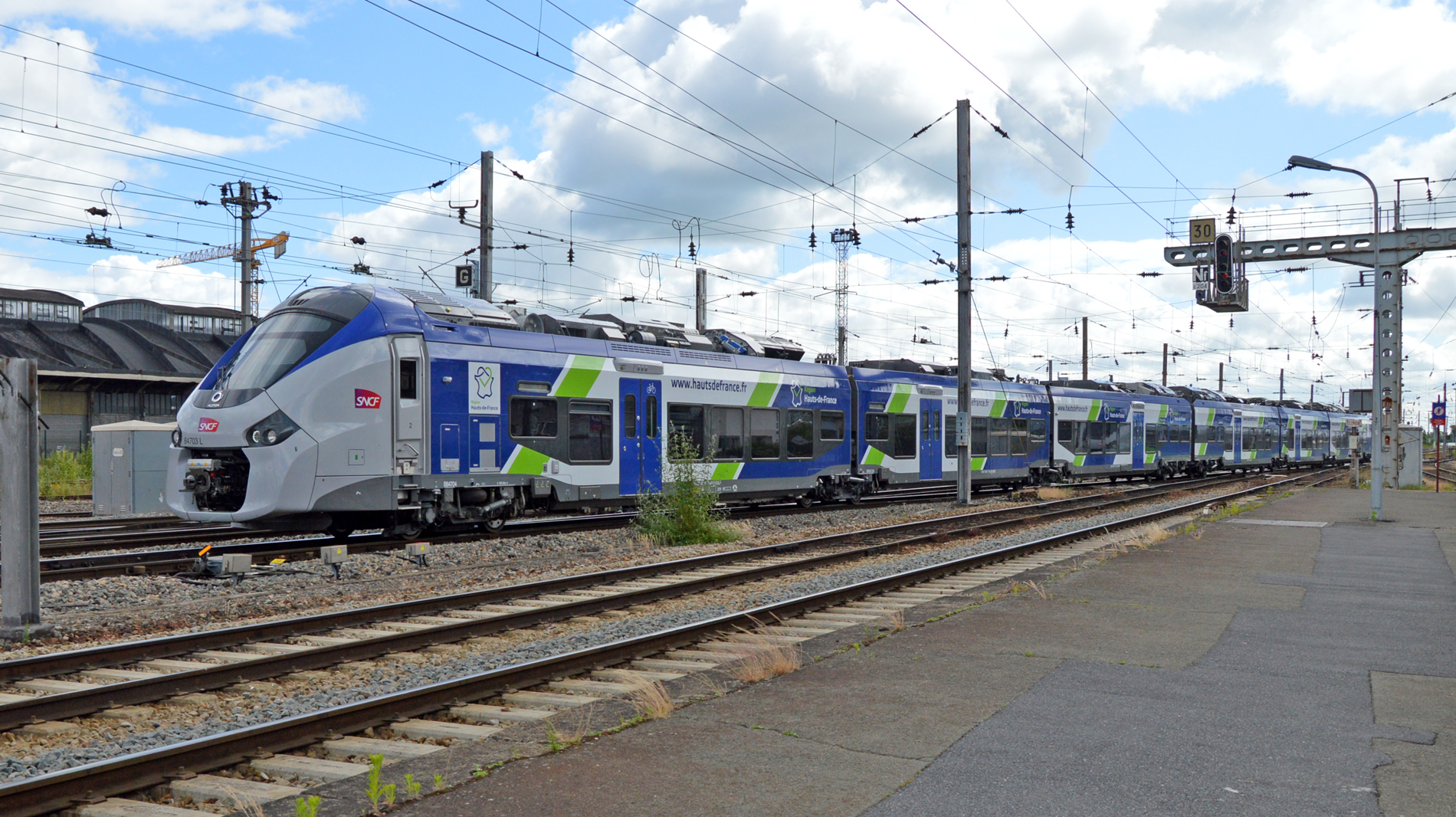
Régiolis Hauts-de-France.

Lorraine<gallery> Fichier:TER en gare de Nancy.JPG|alt=Un AGC en livrée Lorraine|Un AGC Fichier:SNCF 918.jpg|Un X 73900 (A TER) </gallery>Normandie
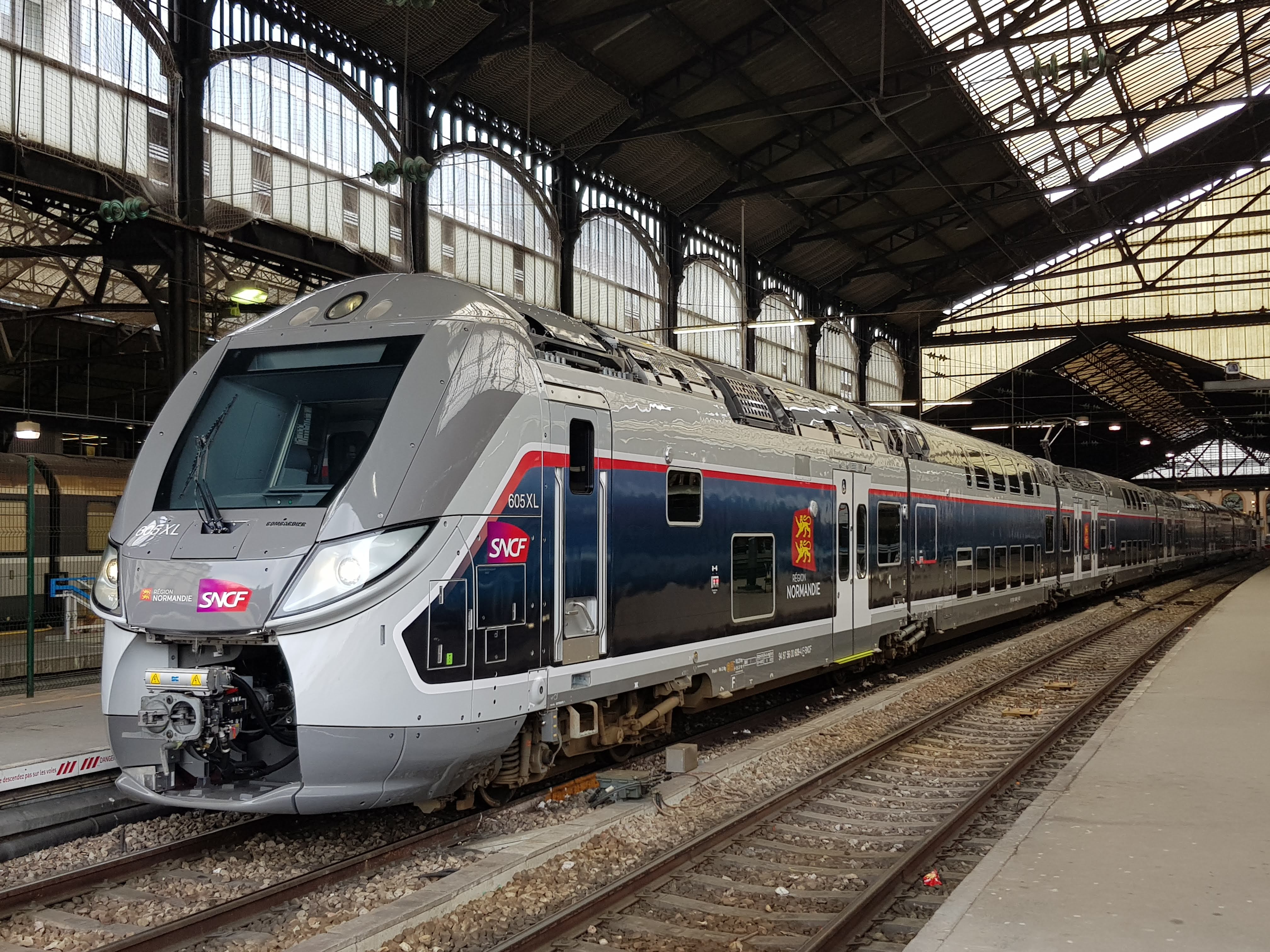
Omneo Premium Normandie.
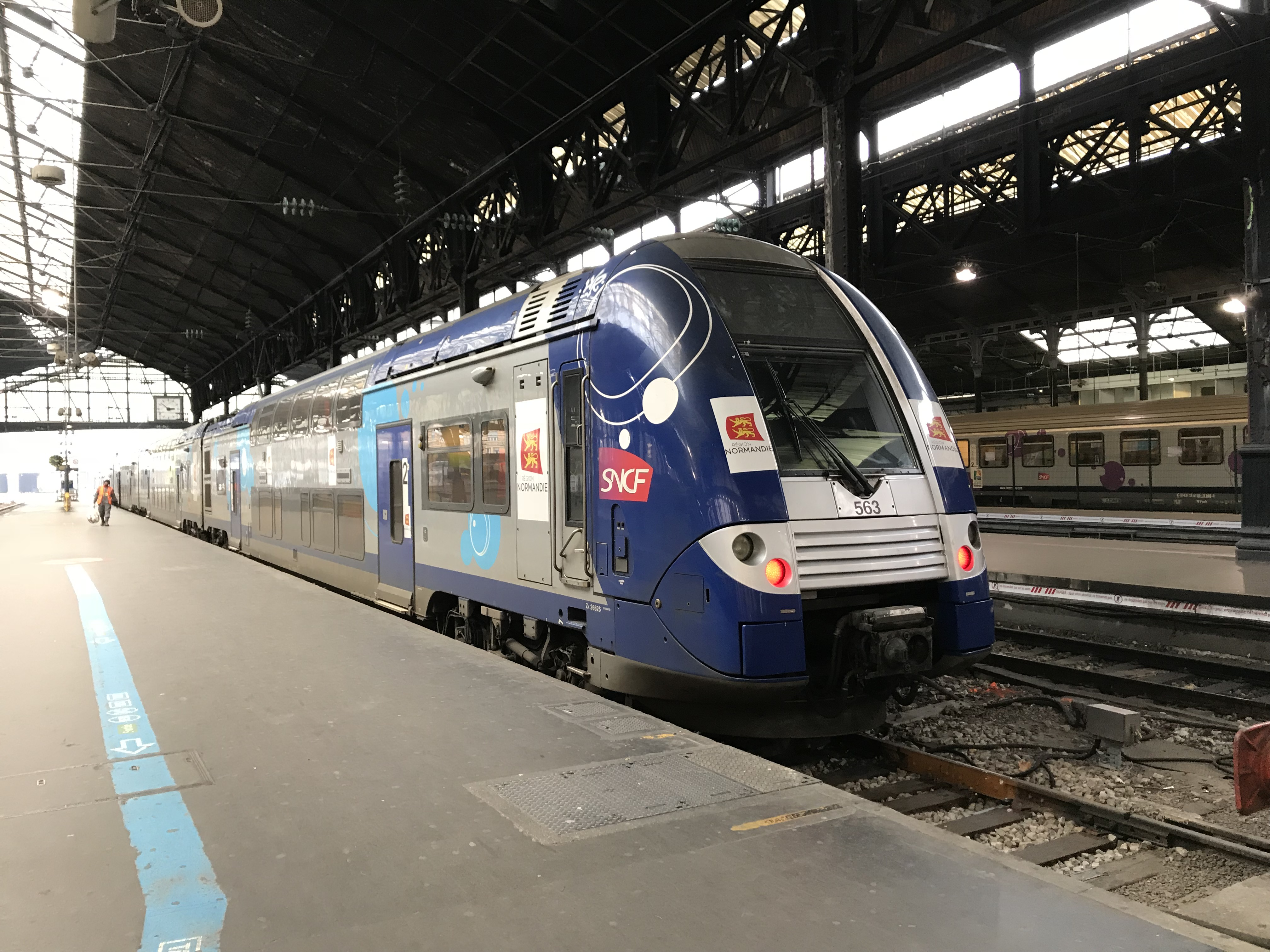
TER 2N NG Normandie.
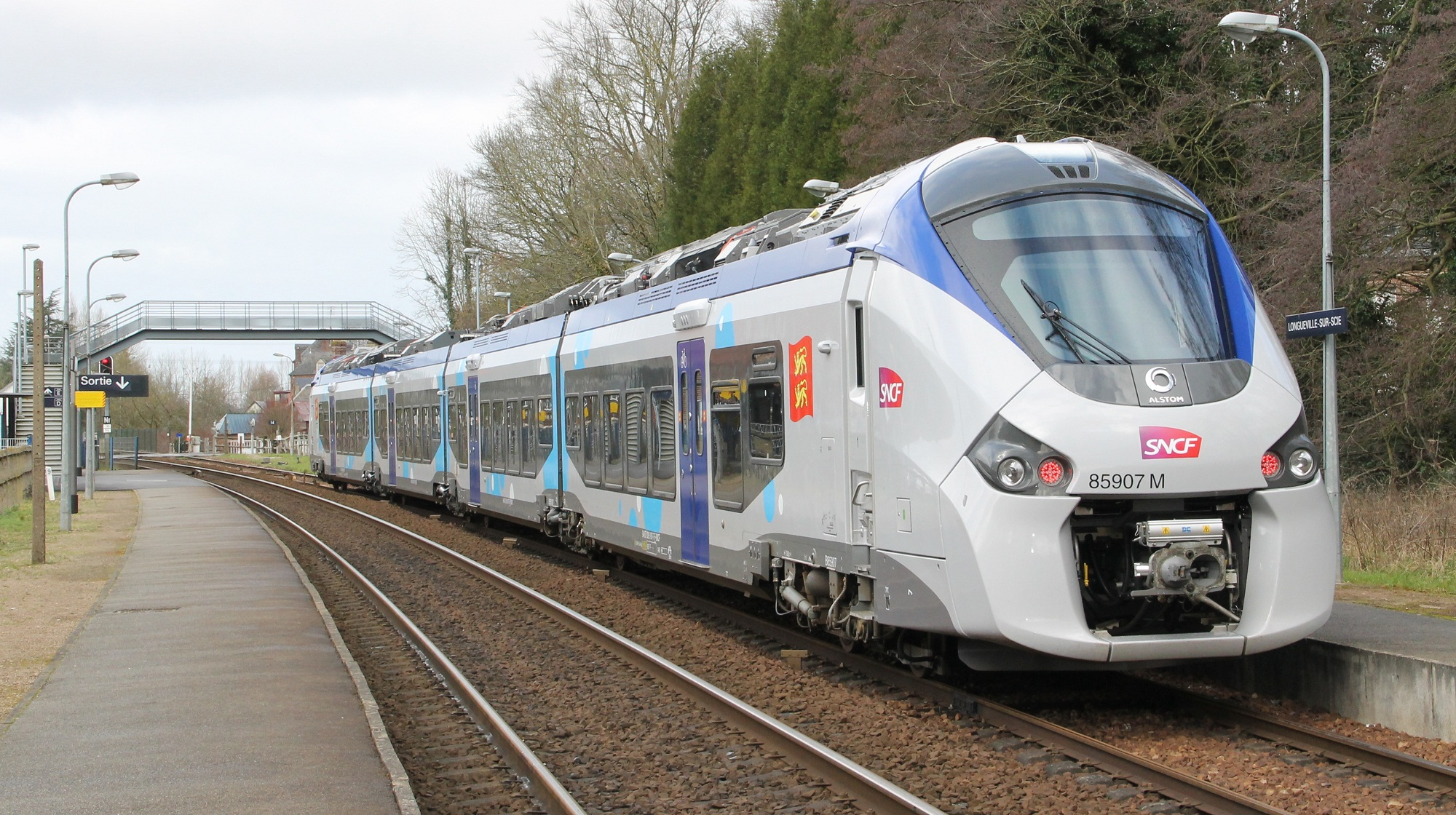
Régiolis Normandie.
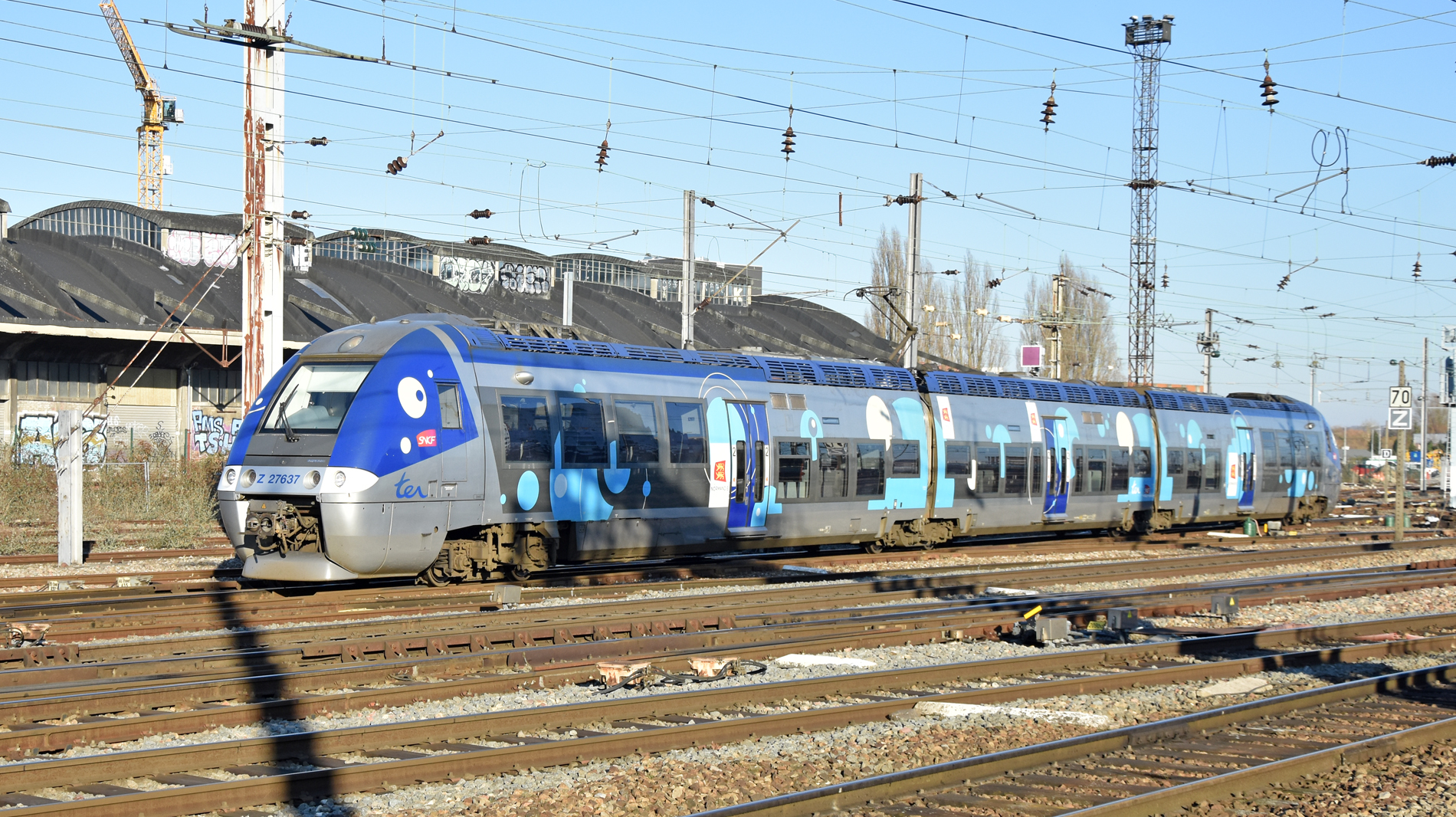
AGC Normandie.

Nouvelle-Aquitaine
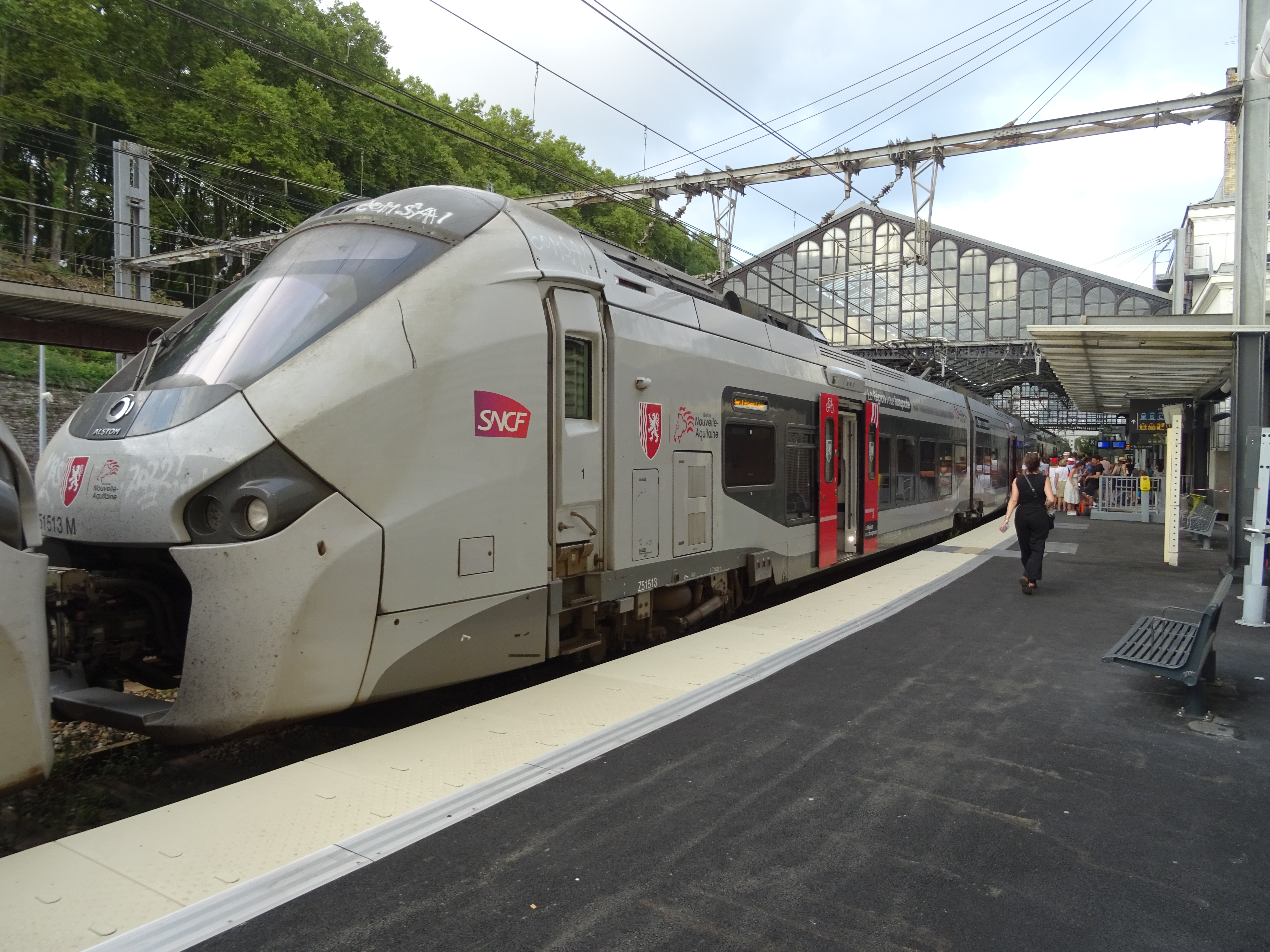
Régiolis Nouvelle-Aquitaine.
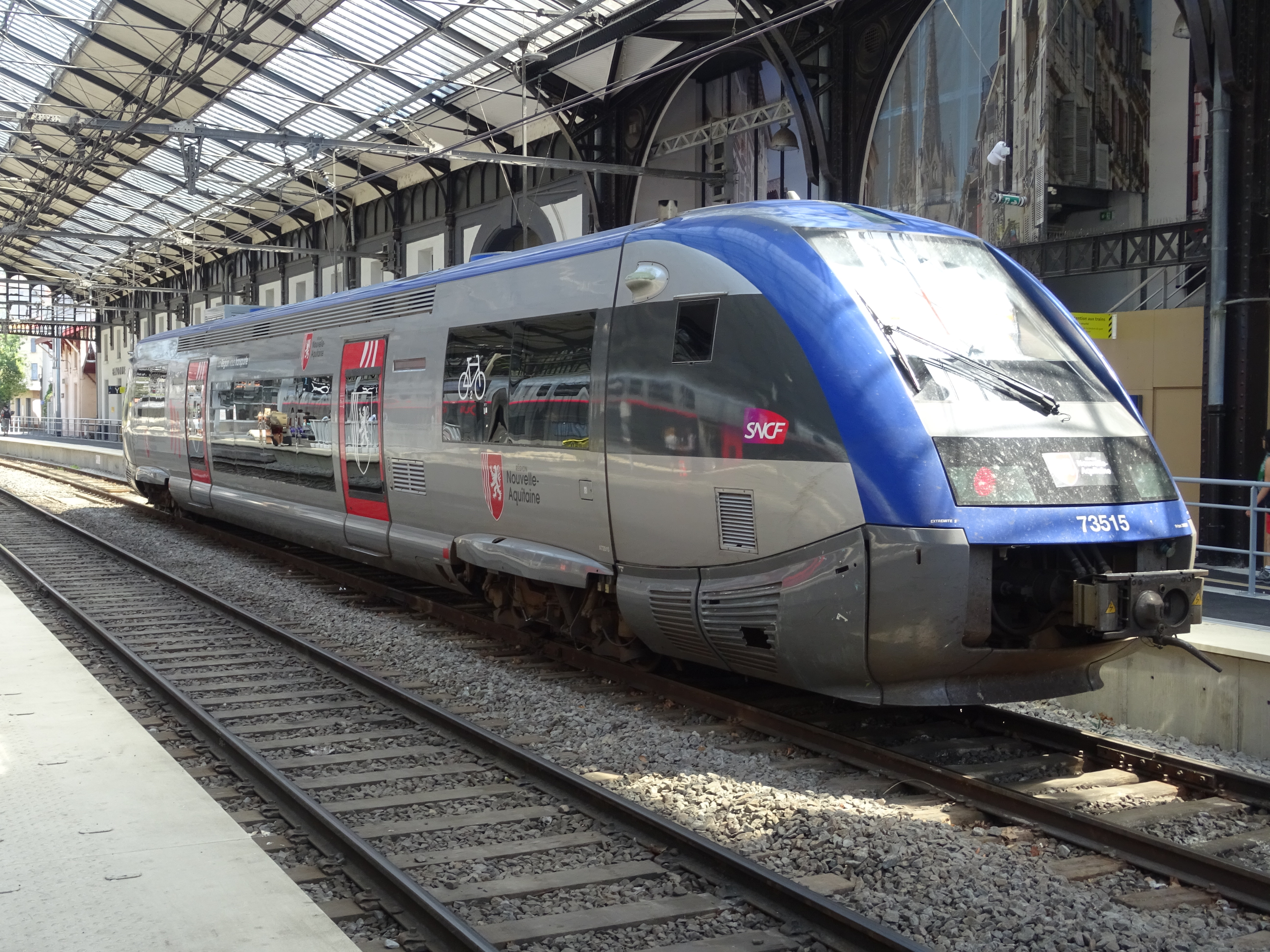
X73500 Nouvelle-Aquitaine.
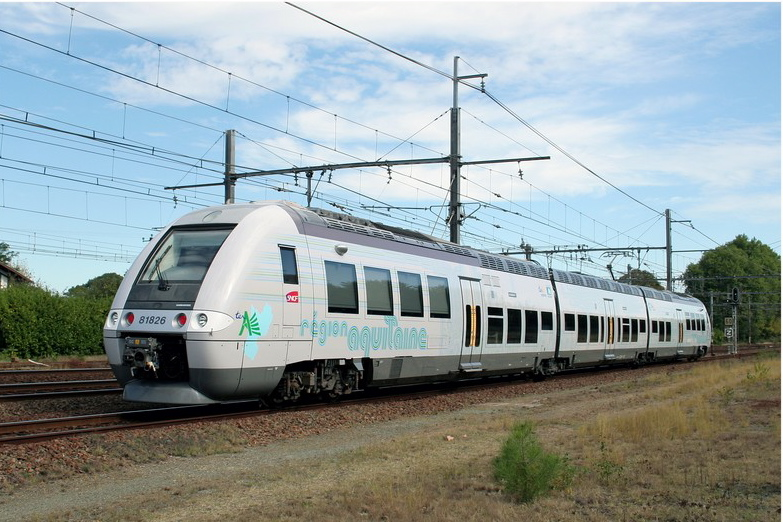
Un AGC

Occitanie
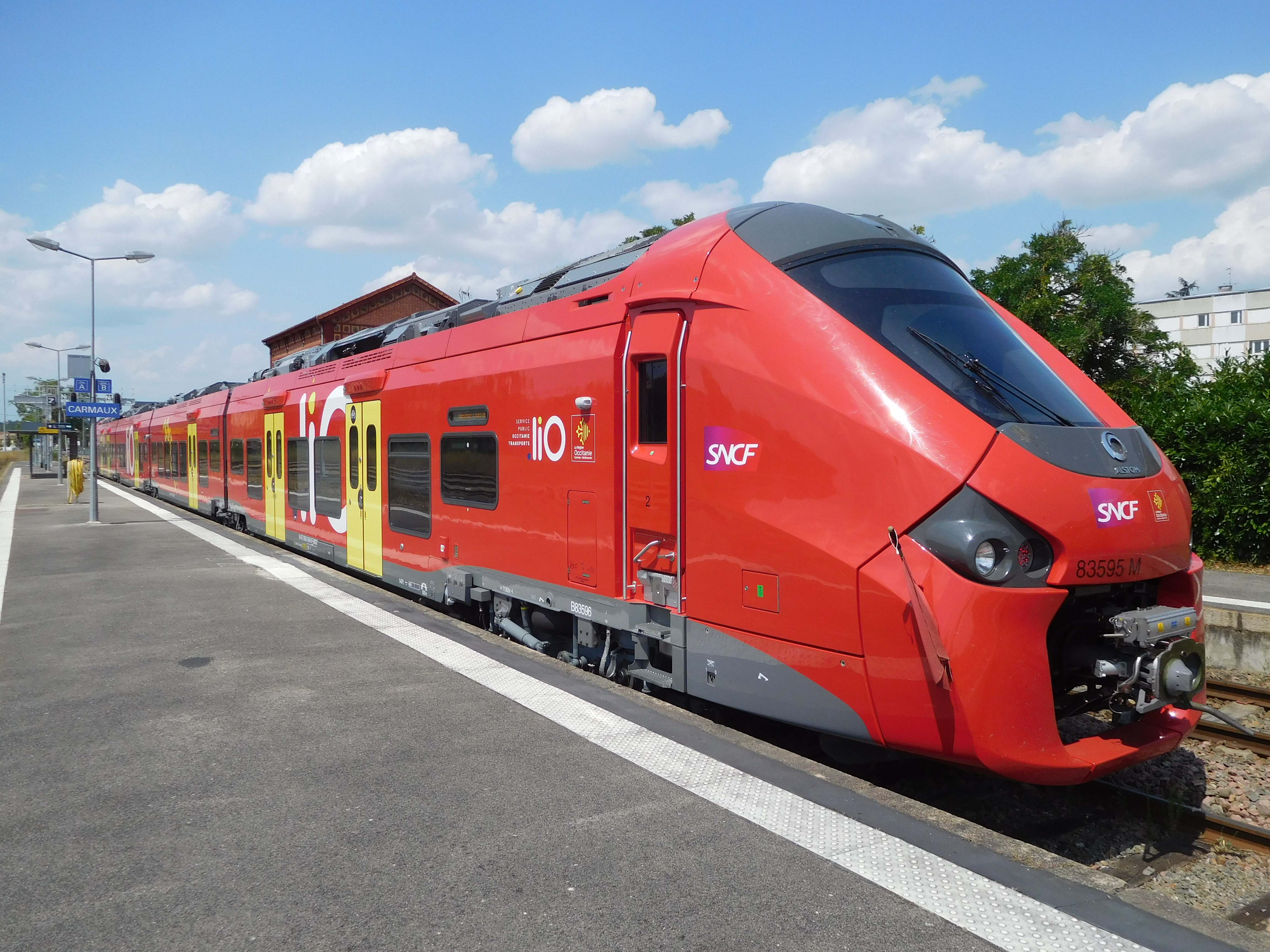
Régiolis Occitanie.
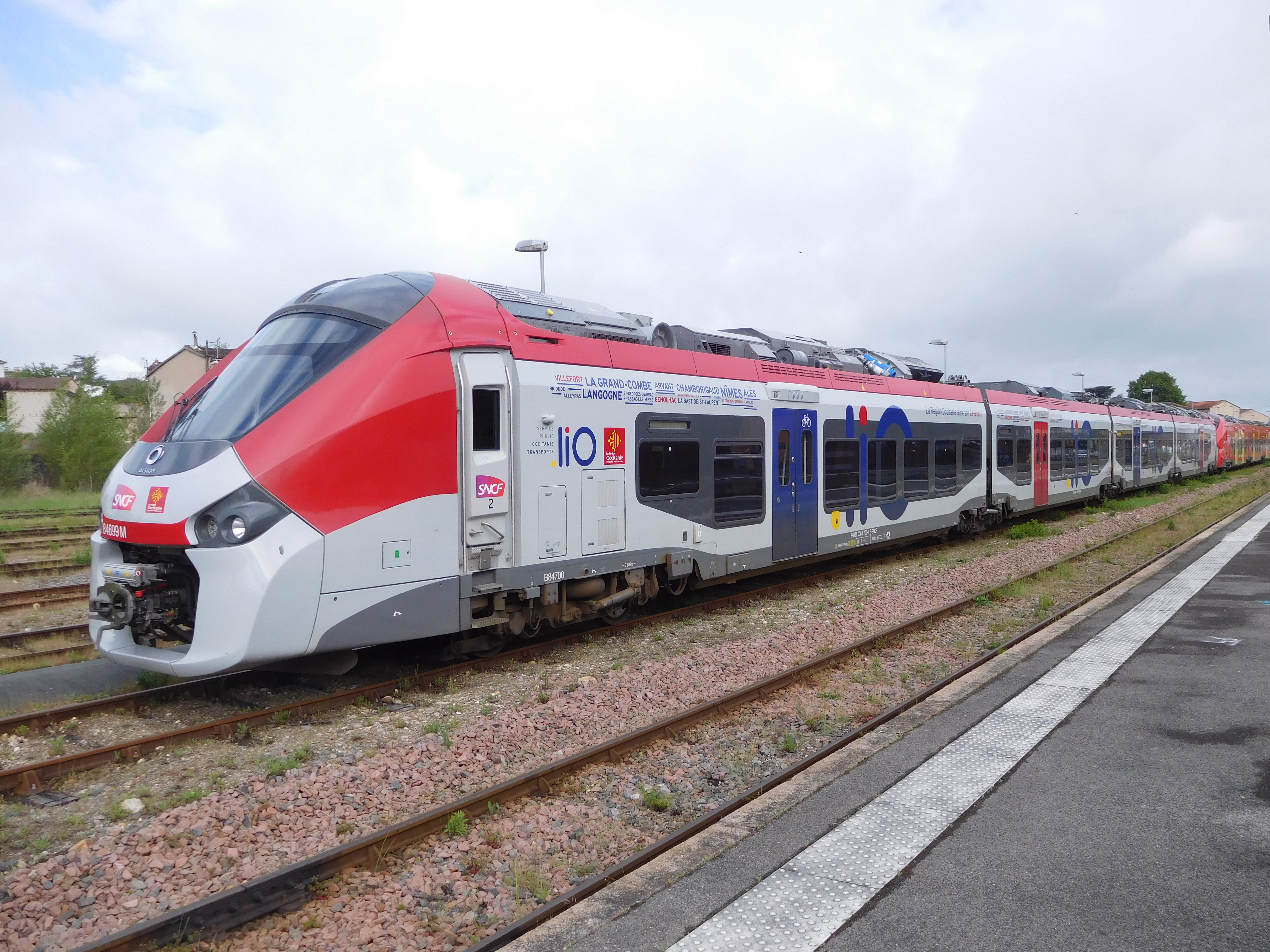
Régiolis Occitanie (version Cévenol).
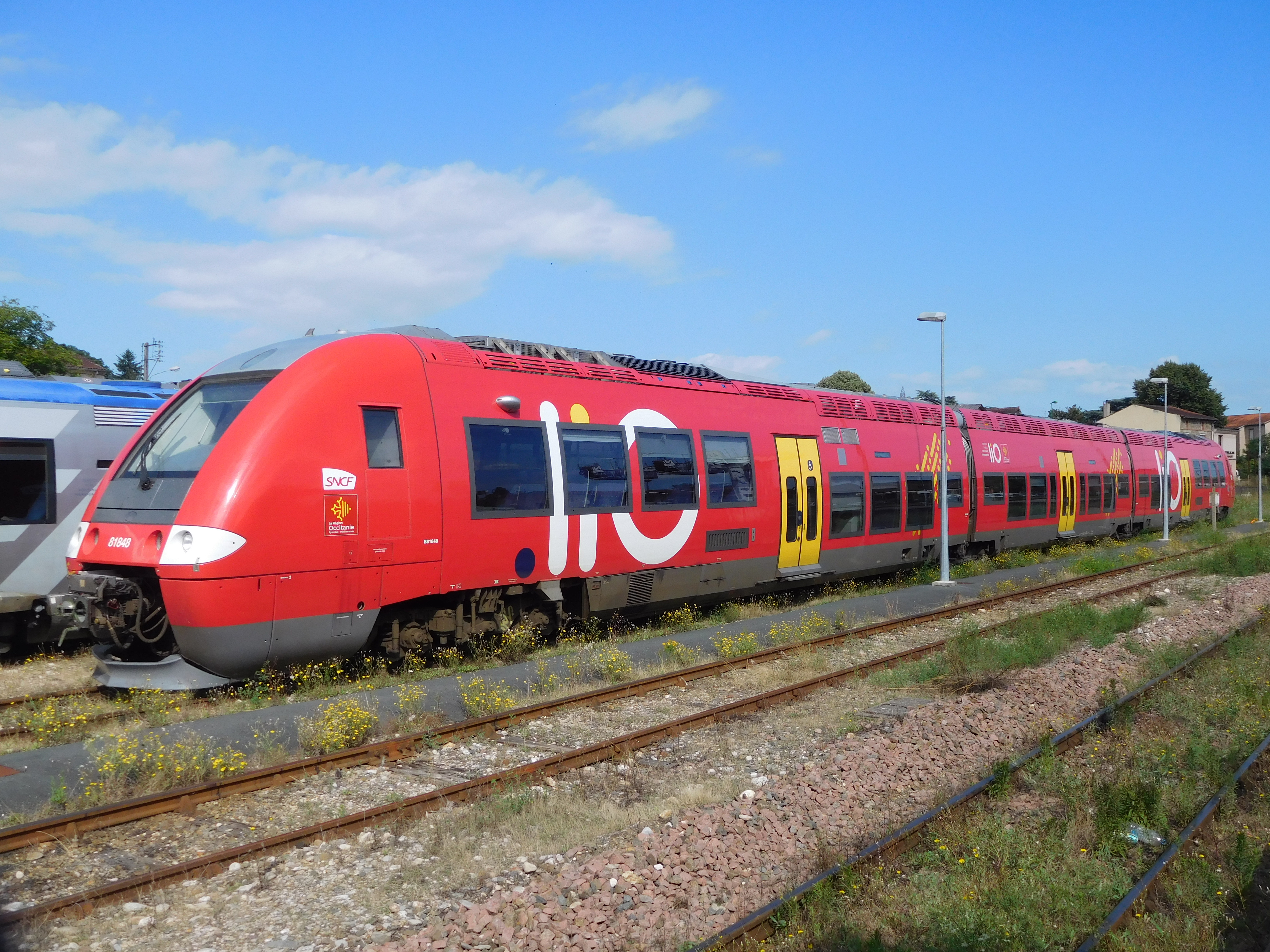
AGC Occitanie.
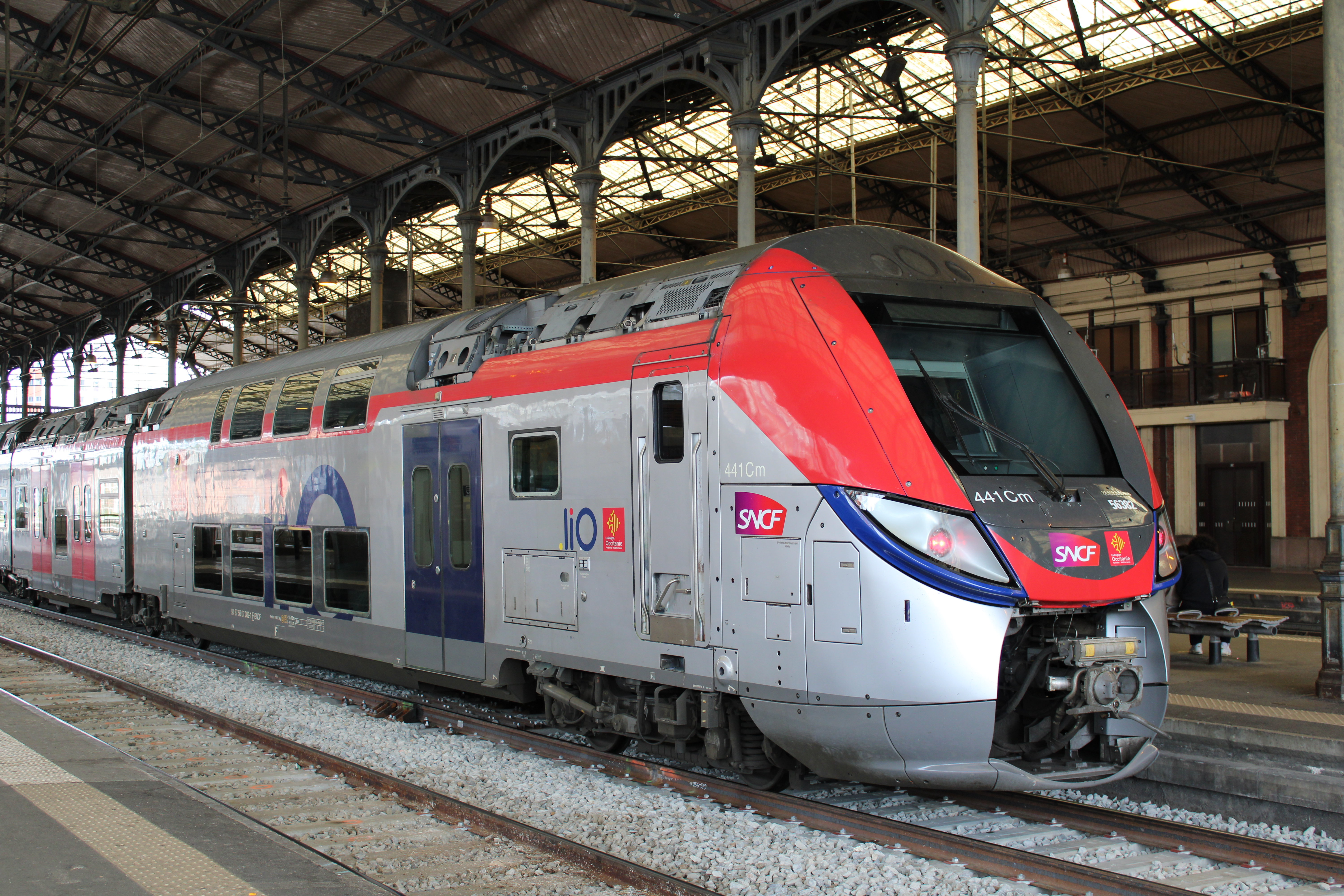
Un Regio 2N (Bombardier Omneo)

Pays de la Loire
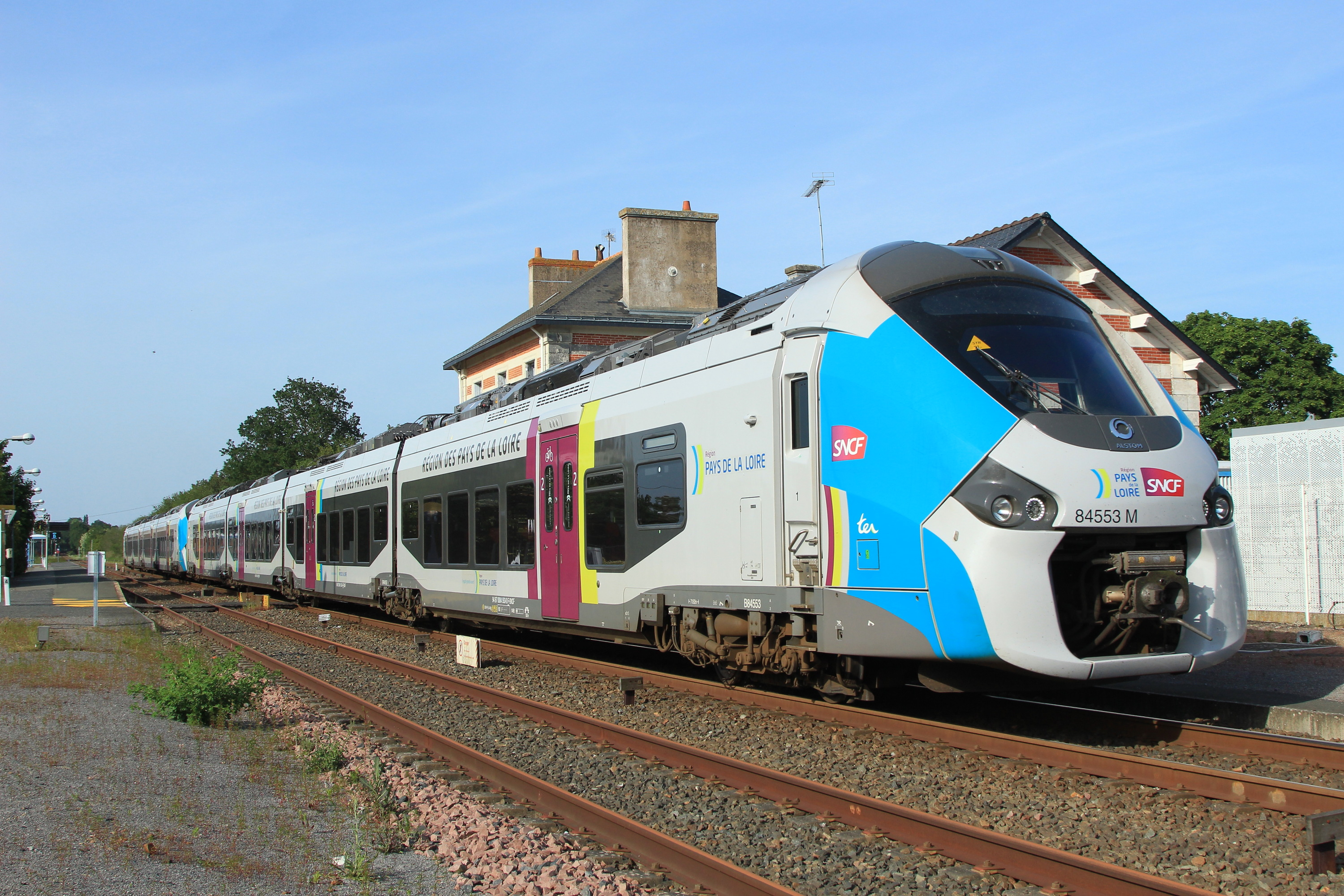
Régiolis Pays de la Loire.
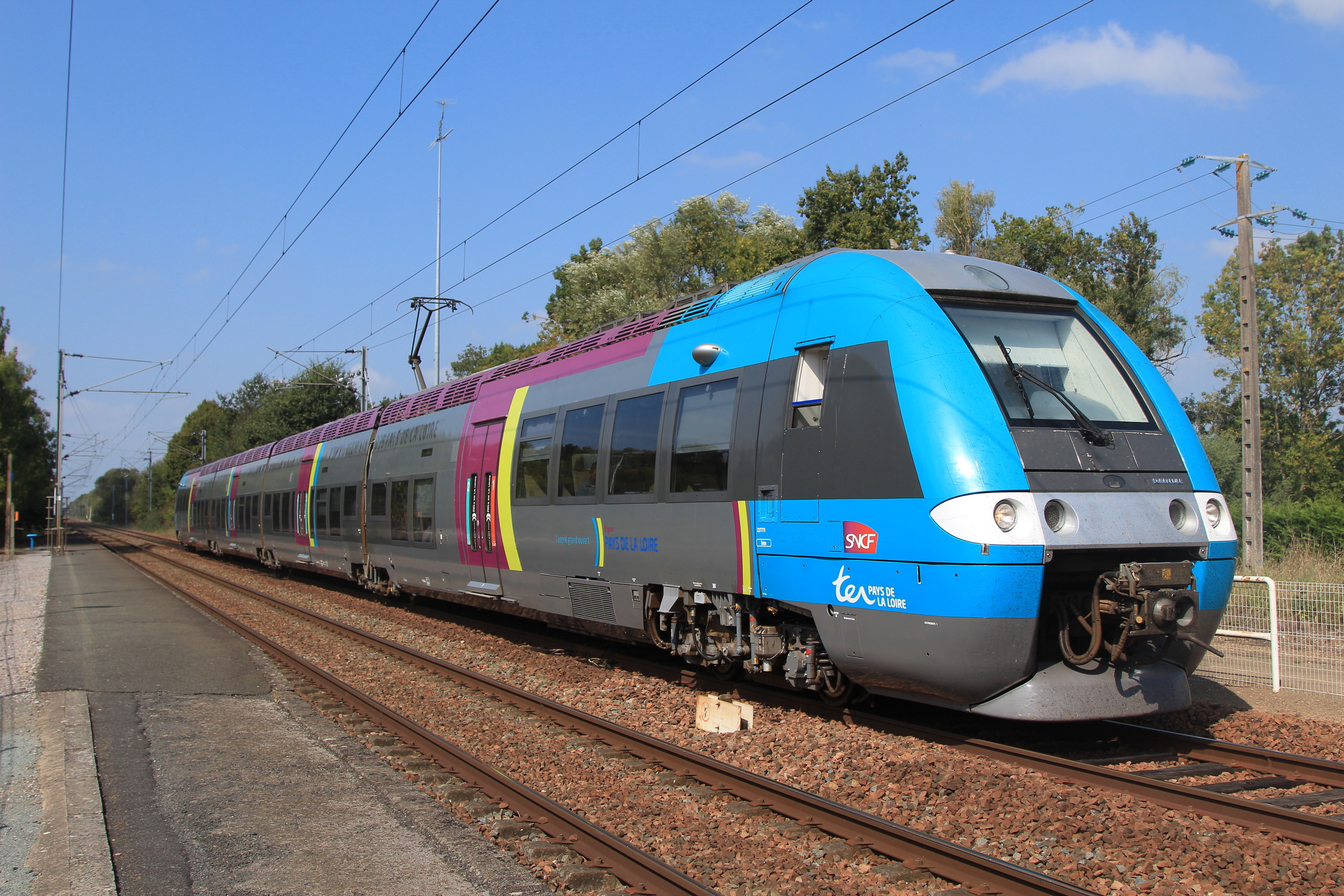
Z 27500 Pays de la Loire.
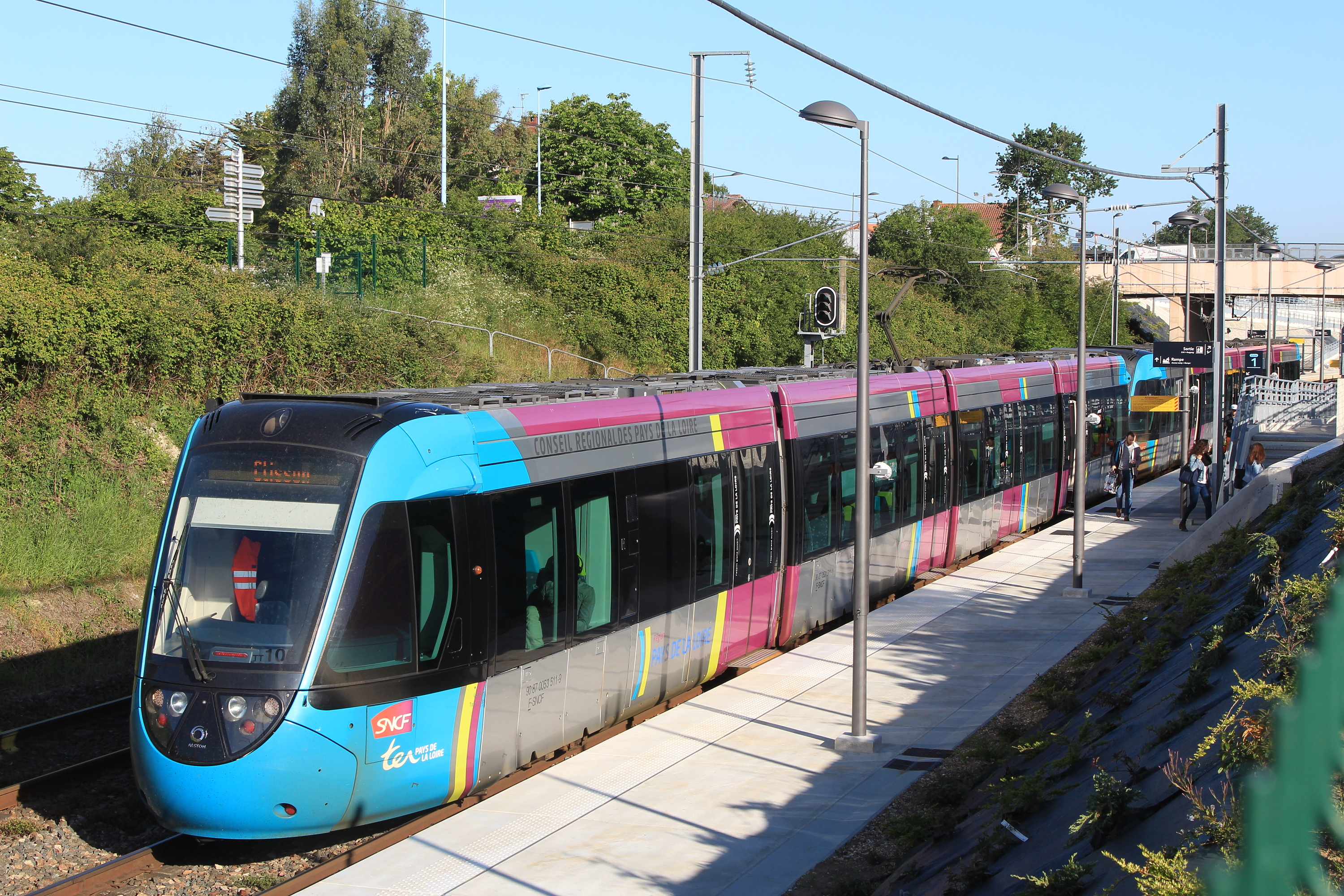
Citadis Dualis Pays de la Loire.
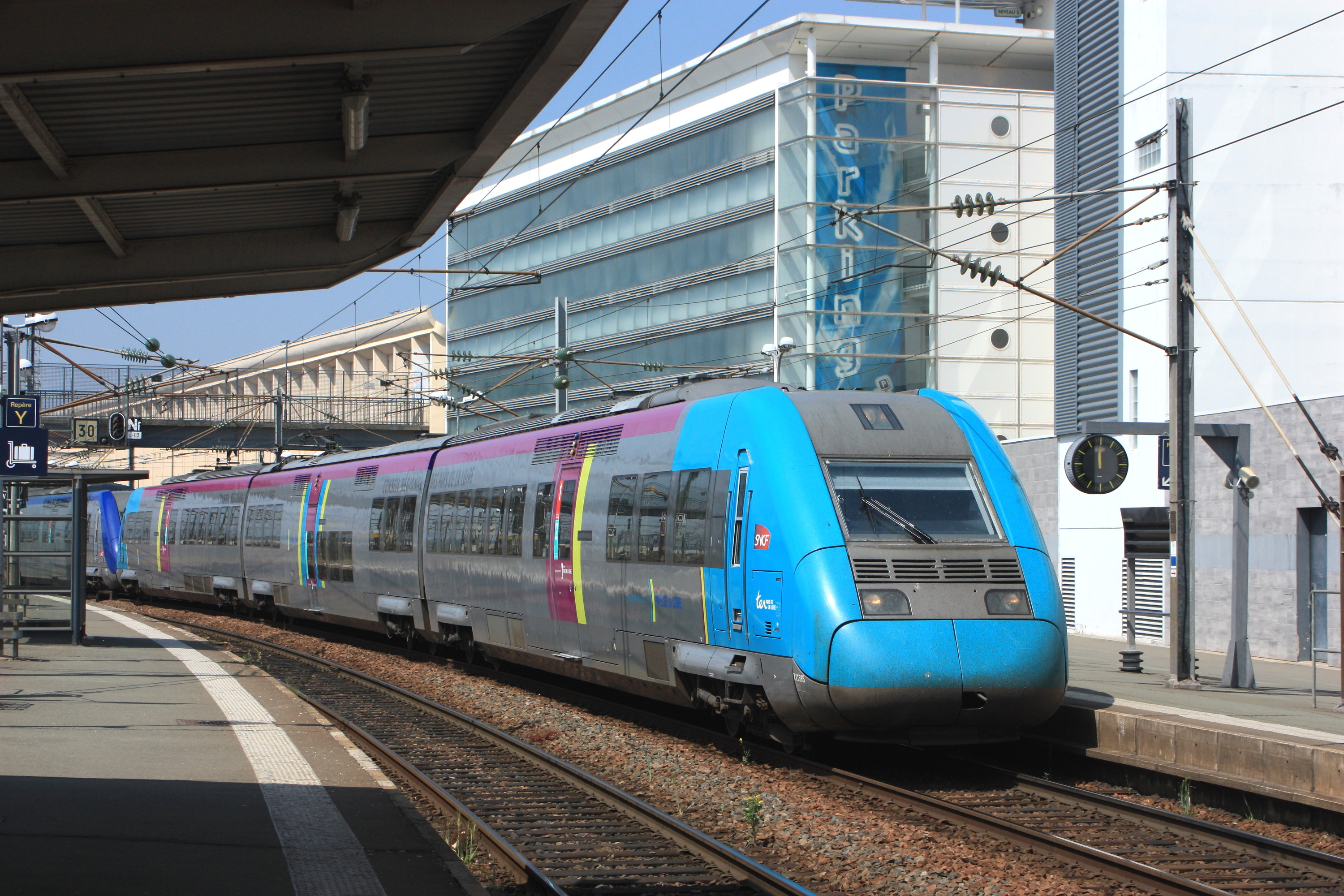
Z 21500 Pays de la Loire.
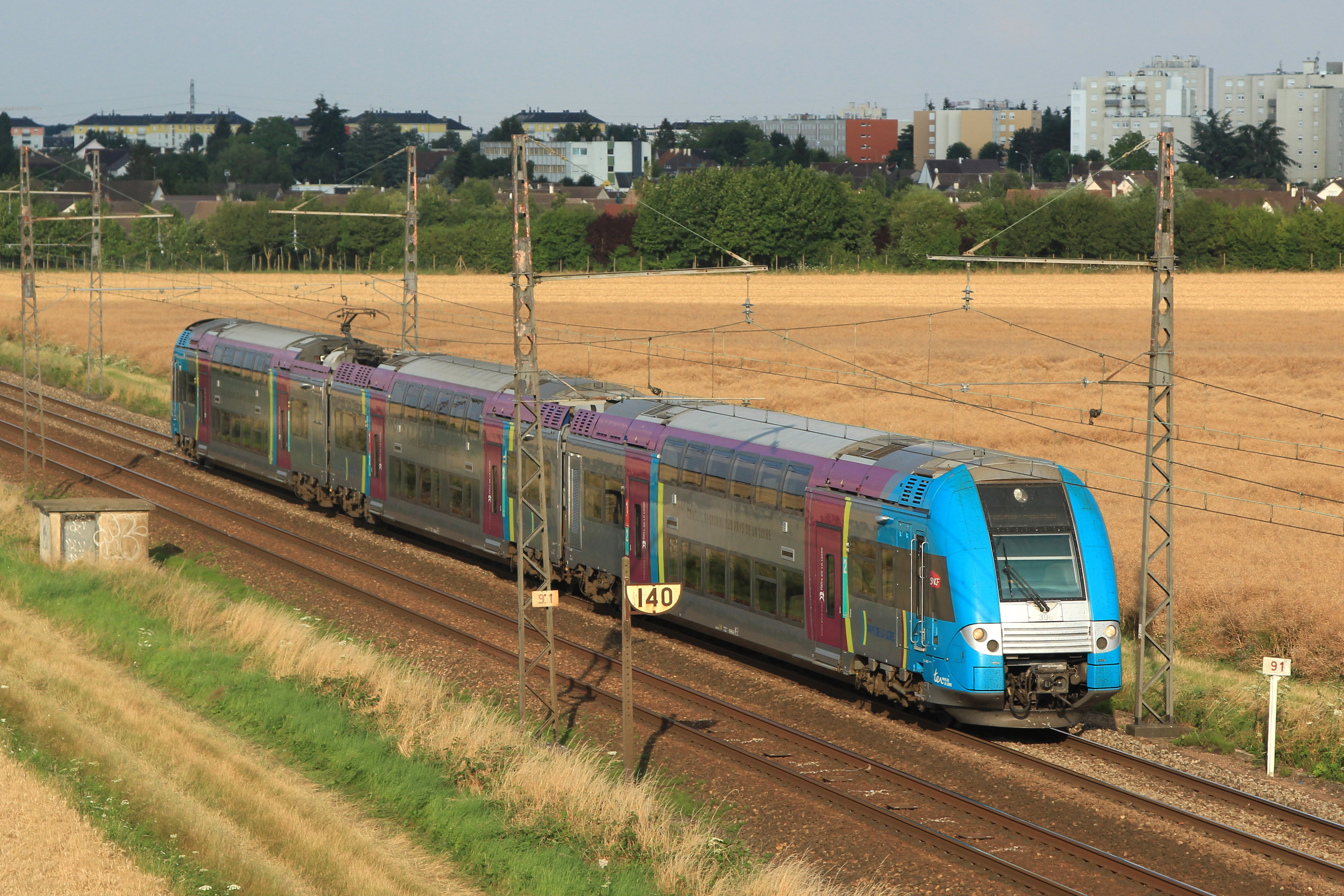
Z 24500 Pays de la Loire.

Rhône-Alpes<gallery> Fichier:TER à Villefranche sur Saône.JPG|Un Z 23500 (TER 2N) Fichier:TER Rhône-Alpes à quai en gare de Saint-Egreve-Saint-Robert (2).jpg|Un Z 24500 (TER 2N NG) Fichier:U 52548 TER Rhône-Alpes Gare de Tassin.JPG|Un U 52000 (Citadis Dualis) Fichier:B81500 TER Rhône-Alpes, Lyon-Part-Dieu, 2019.jpg|Un B 81500 (AGC) </gallery>Provence-Alpes-Côte d'Azur
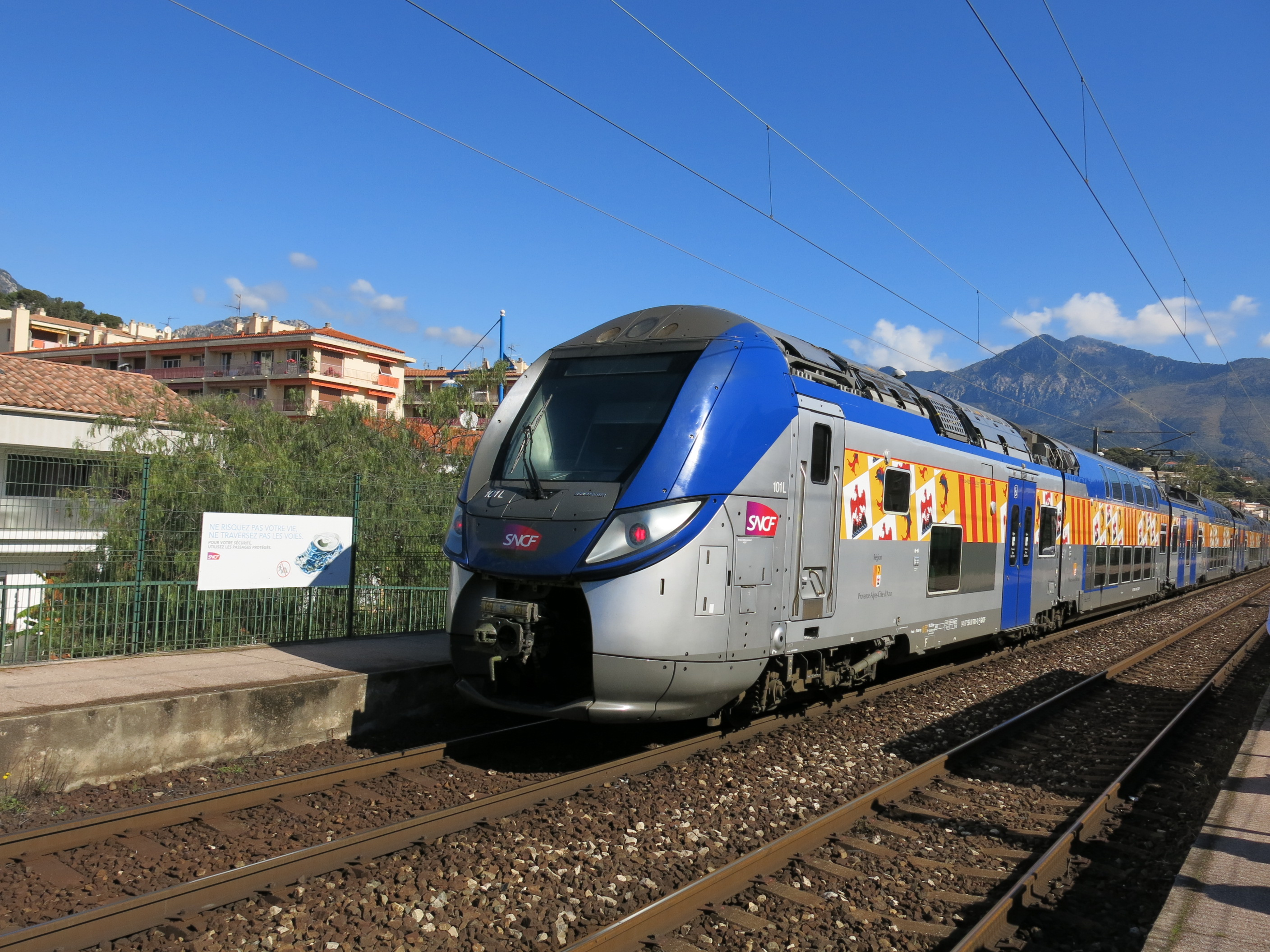
Regio 2N PACA.
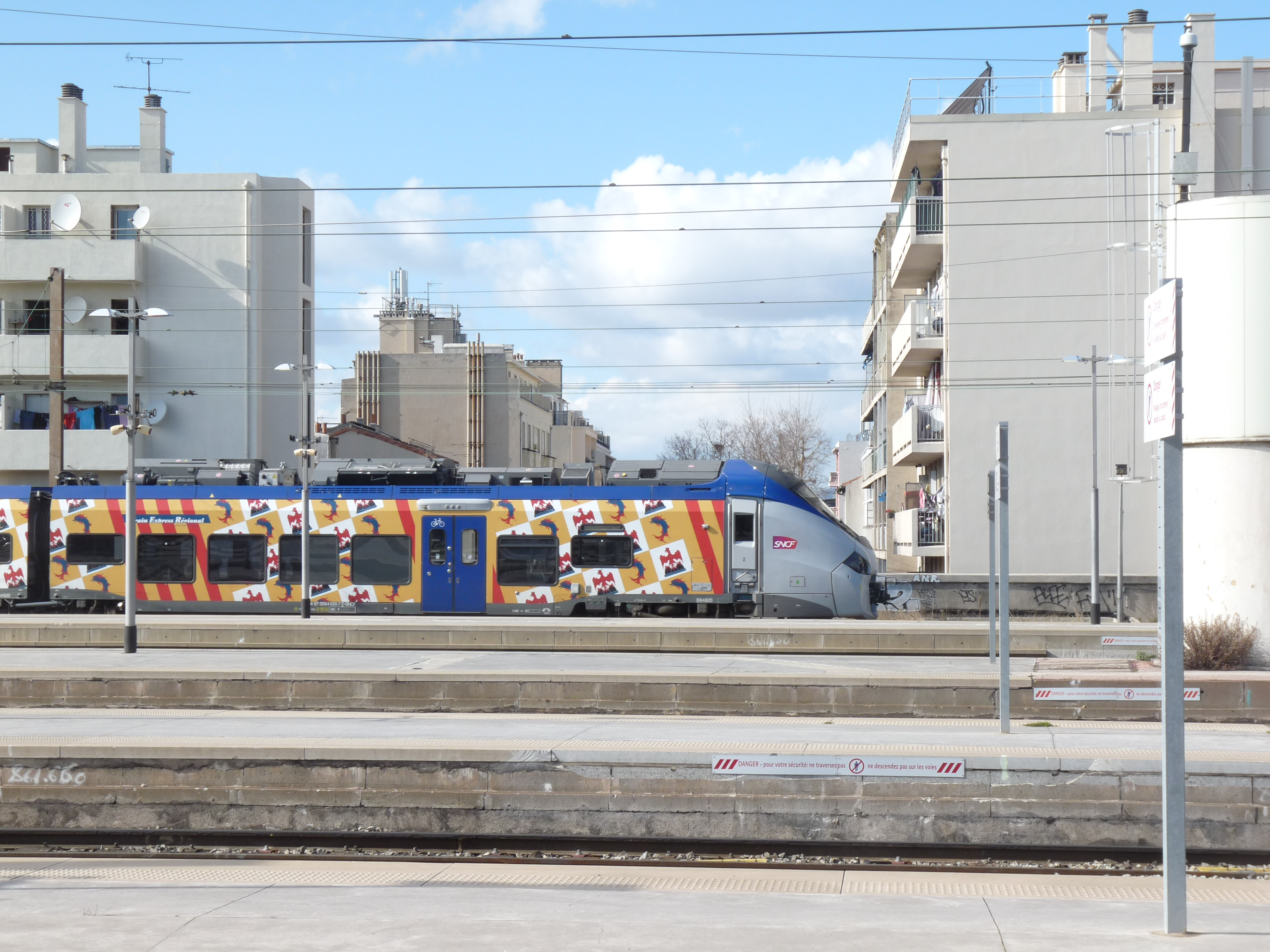
Régiolis PACA.
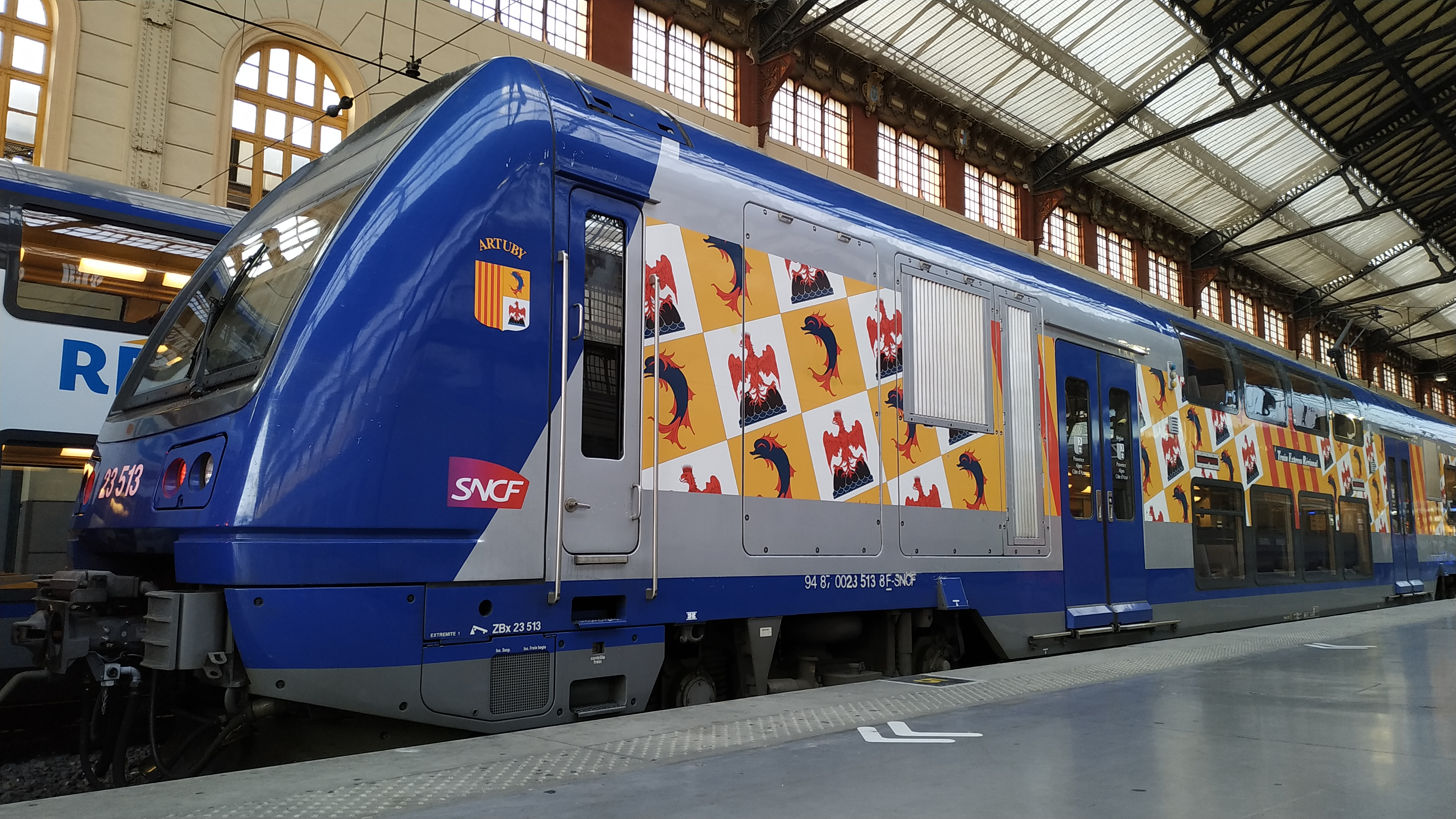
Z 23500 PACA.
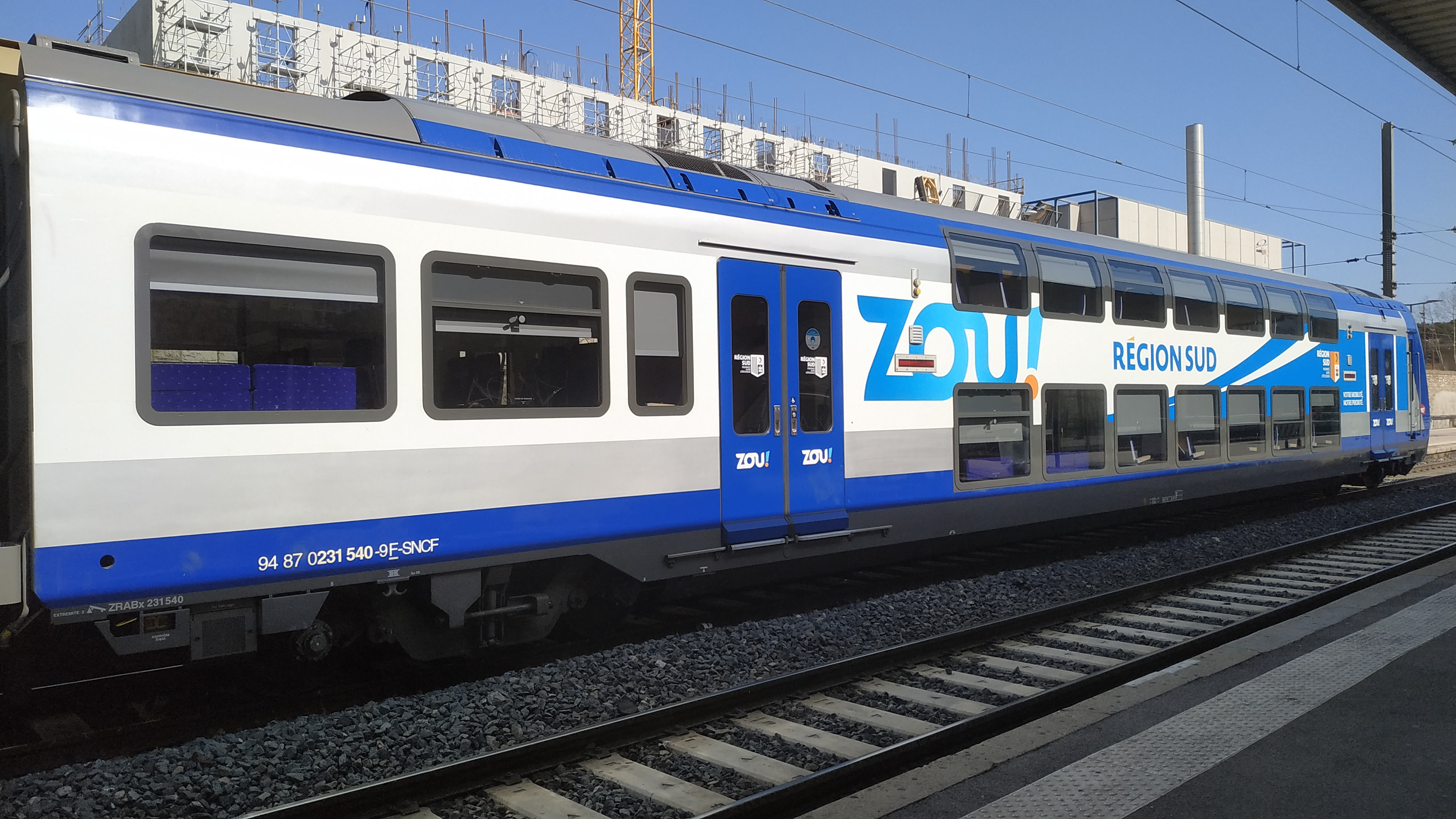
Z 23500 PACA en livrée Zou !
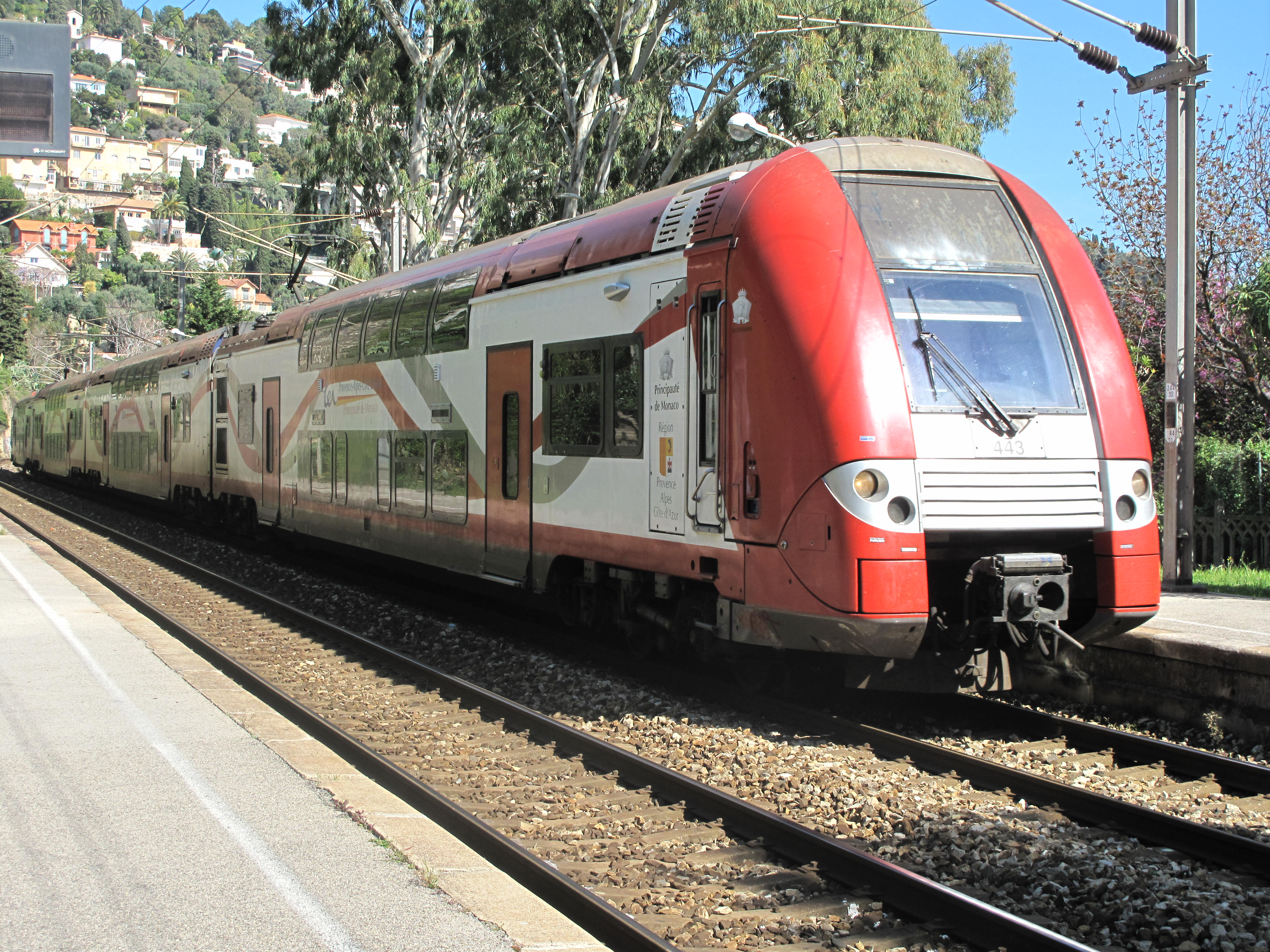
Z 26500 en livrée Principauté de Monaco.

#### Livrée Carmillon
Elle dérive de la livrée du même nom appliquée aux TGV.

Elle concerne les Coradia Liner affectés aux relations Intercités, en remplacement des rames Corail.

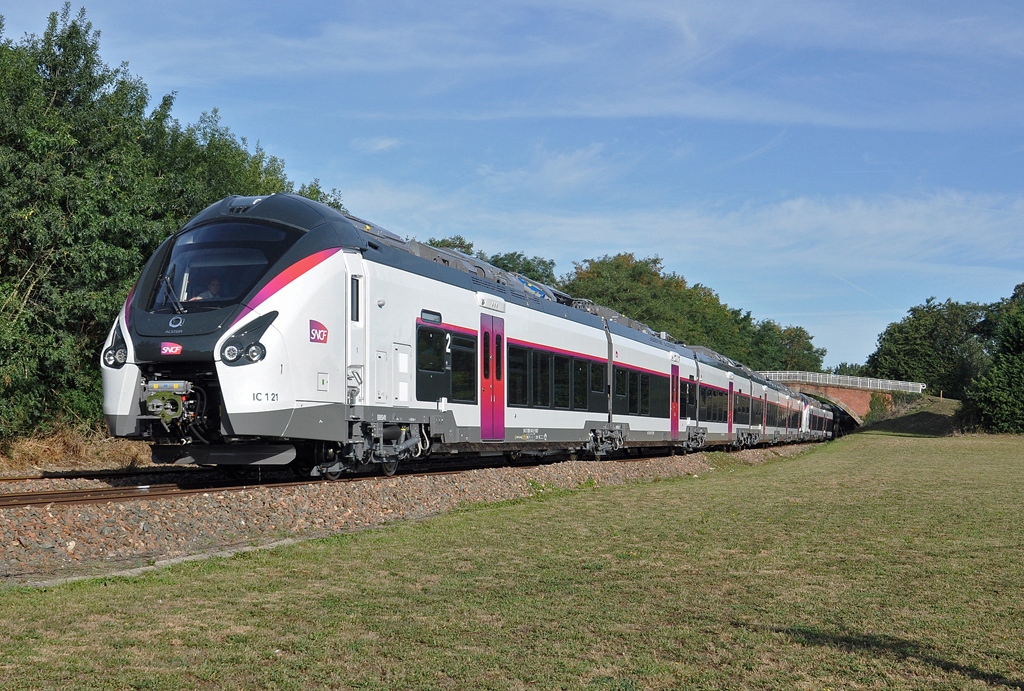
Coradia Liner en livrée Carmillon, entre Nantes et Bordeaux.
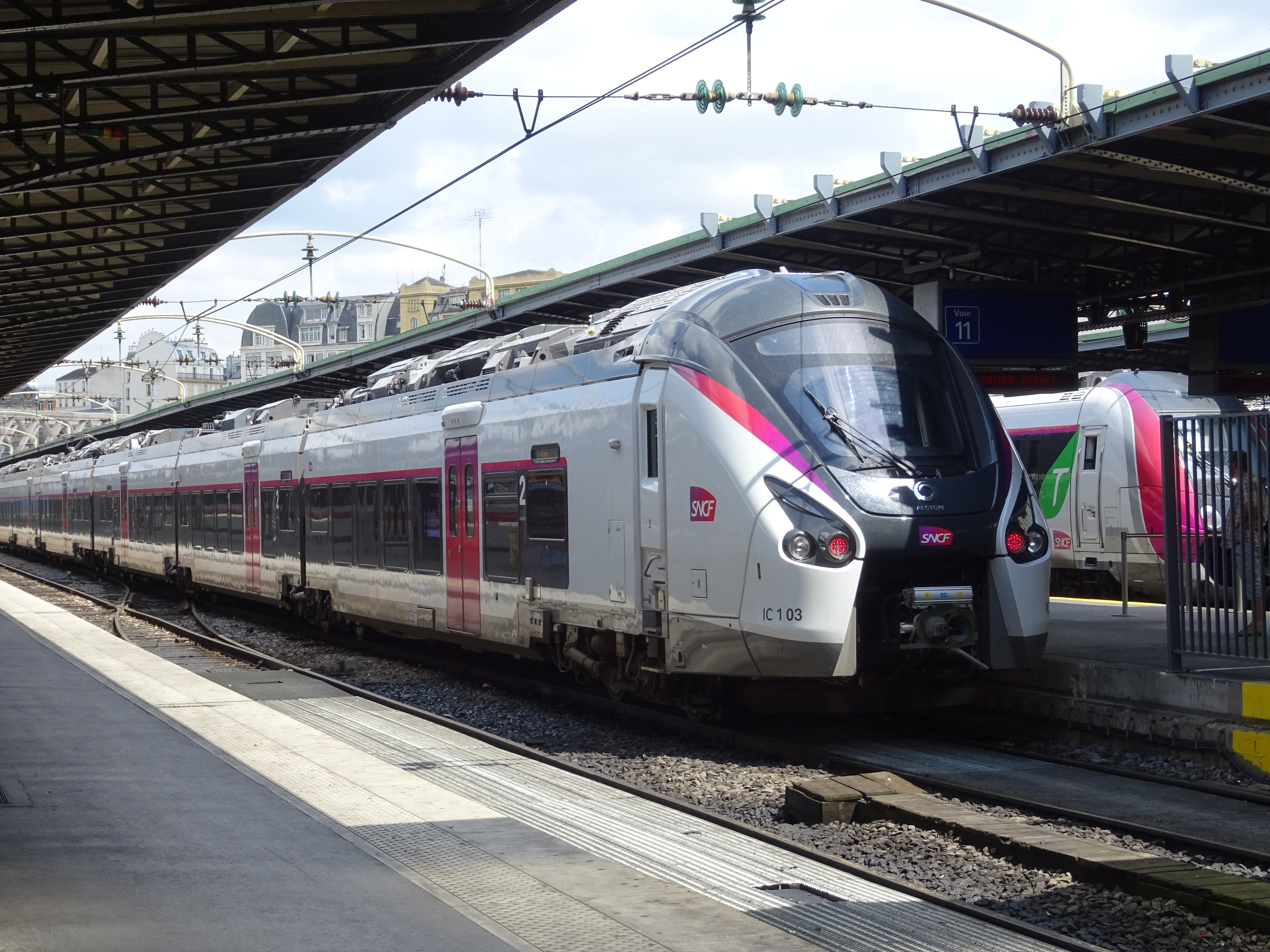
Coradia Liner en livrée Carmillon, en gare de Paris-Est.

#### Livrée spéciale
La rame X 72633/634 a été transformée en rame d'essais de l'ETCS (European Train Control System), ce qui explique la présence de ce sigle sur ses flancs. Elle a été peinte majoritairement en gris ; les nez sont en blanc, tandis qu'une bande noire est placée à la hauteur des vitres. À cela s'ajoutent des graphismes : un drapeau européen stylisé près de chaque extrémité, ainsi que des barres obliques orange (au niveau des portes, mais aussi des plus petites près des lettres « ETCS »). Cette livrée présente des similitudes à celle du TGV IRIS 320.

La rame X 72633/634 au dépôt de Longueau
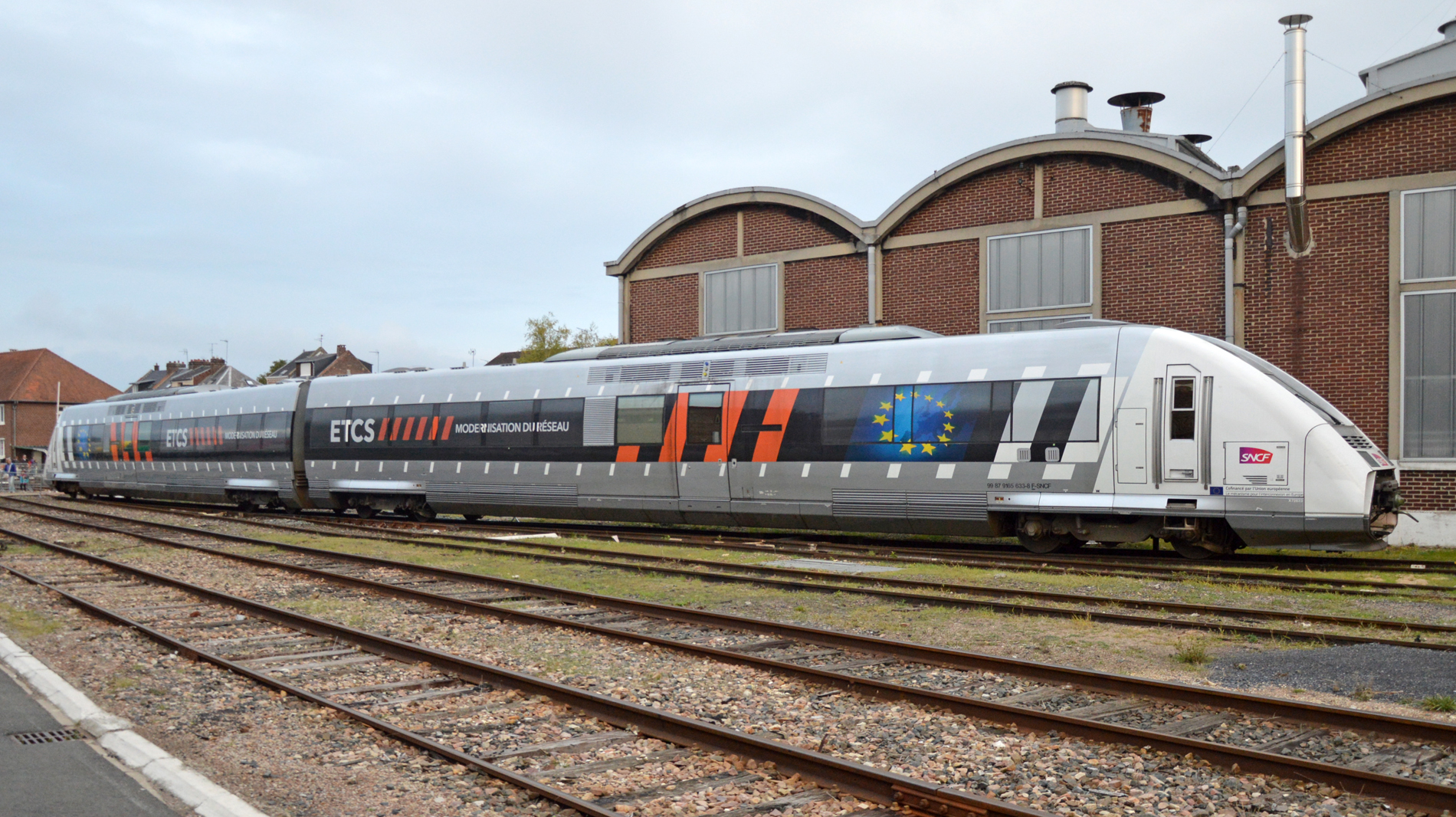
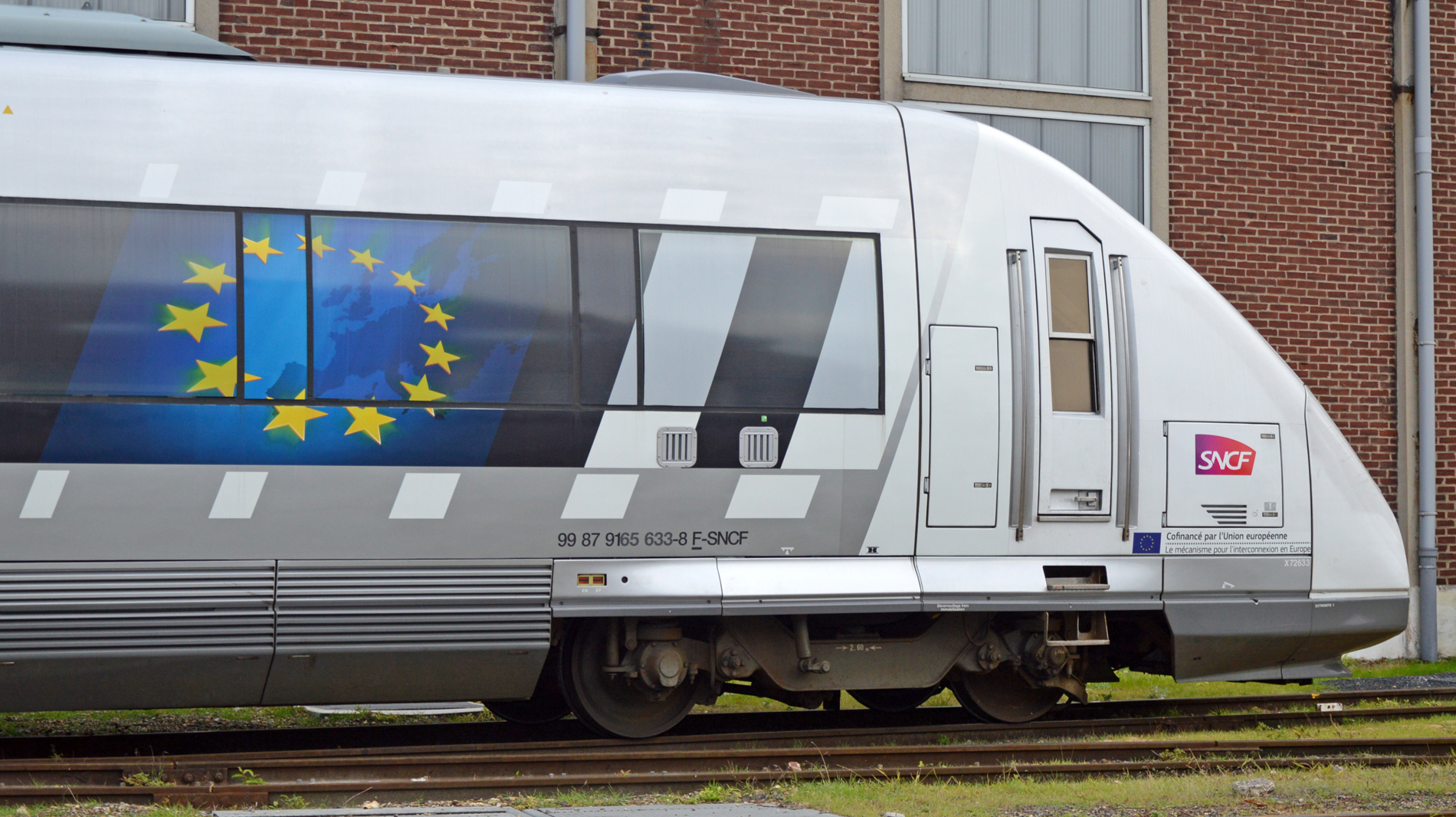
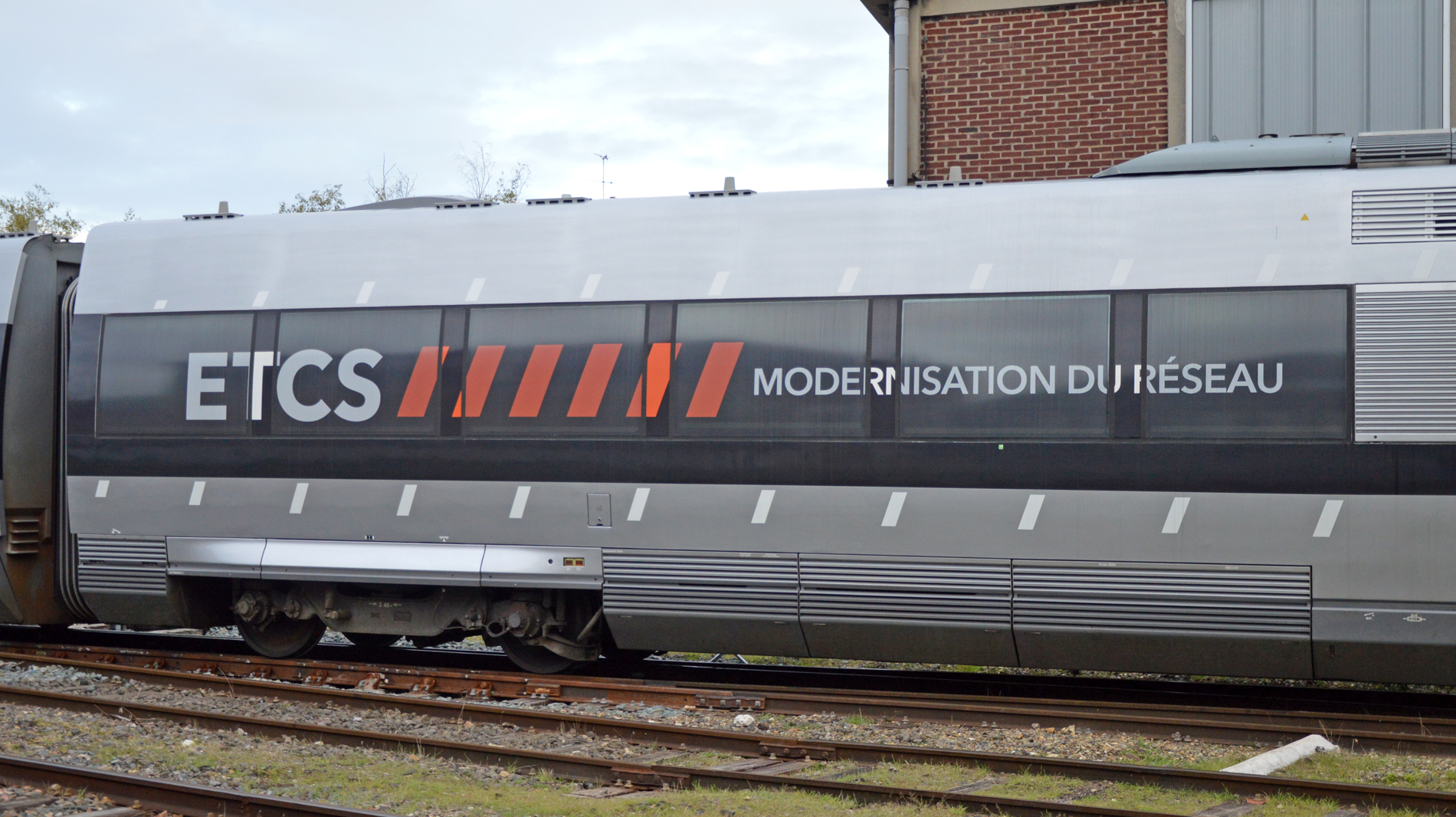

#### Livrée Mont Blanc
Les Z 600, Z 800 et Z 850 de la ligne de Saint-Gervais-les-Bains-Le Fayet à Vallorcine (frontière) portent une livrée blanche et rouge Mont Blanc. Dans les années 1980, la livrée des Z 600 était orange et grise.

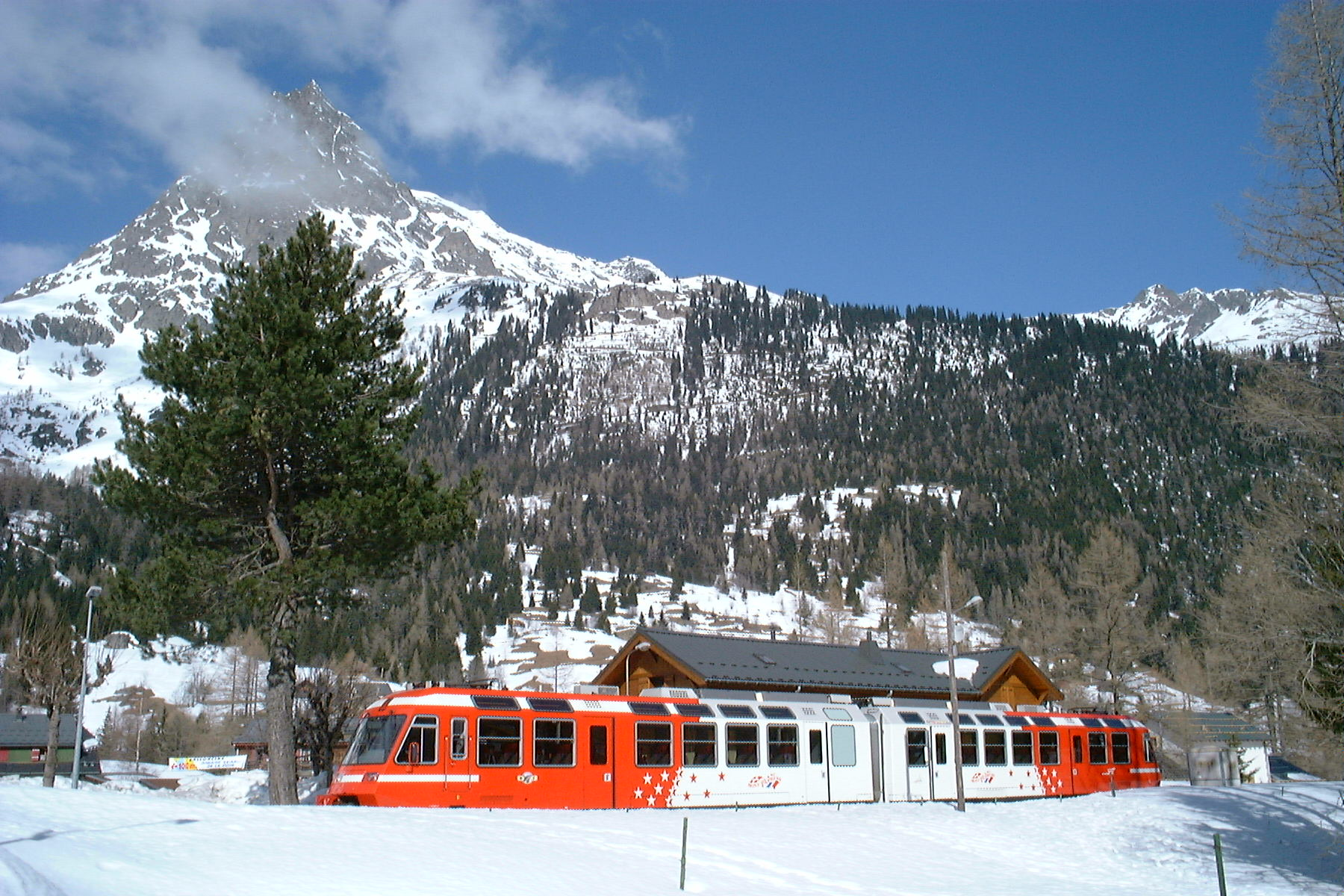
Z 800 en livrée Mont Blanc.
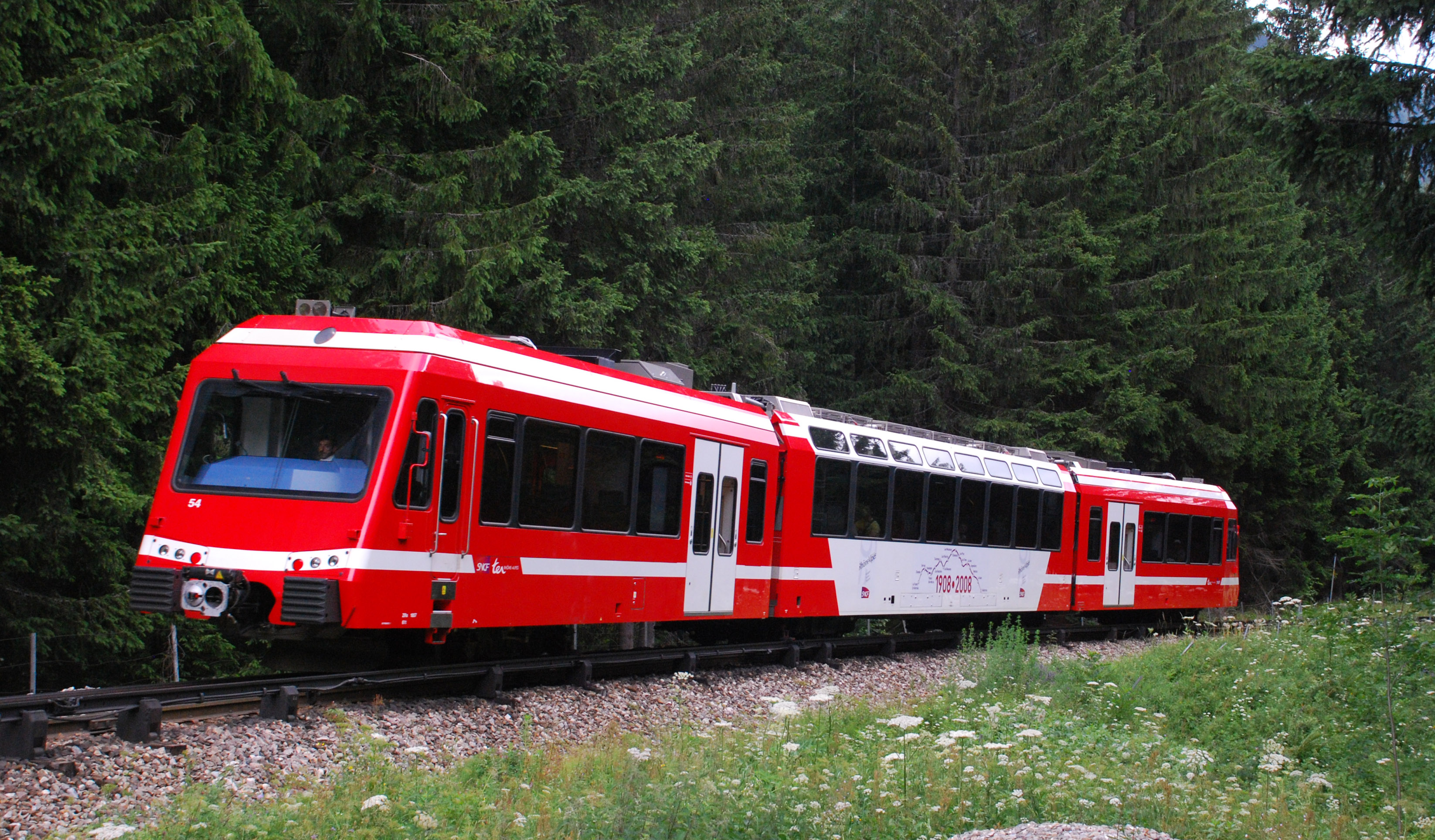
Z 850 en livrée Mont Blanc.
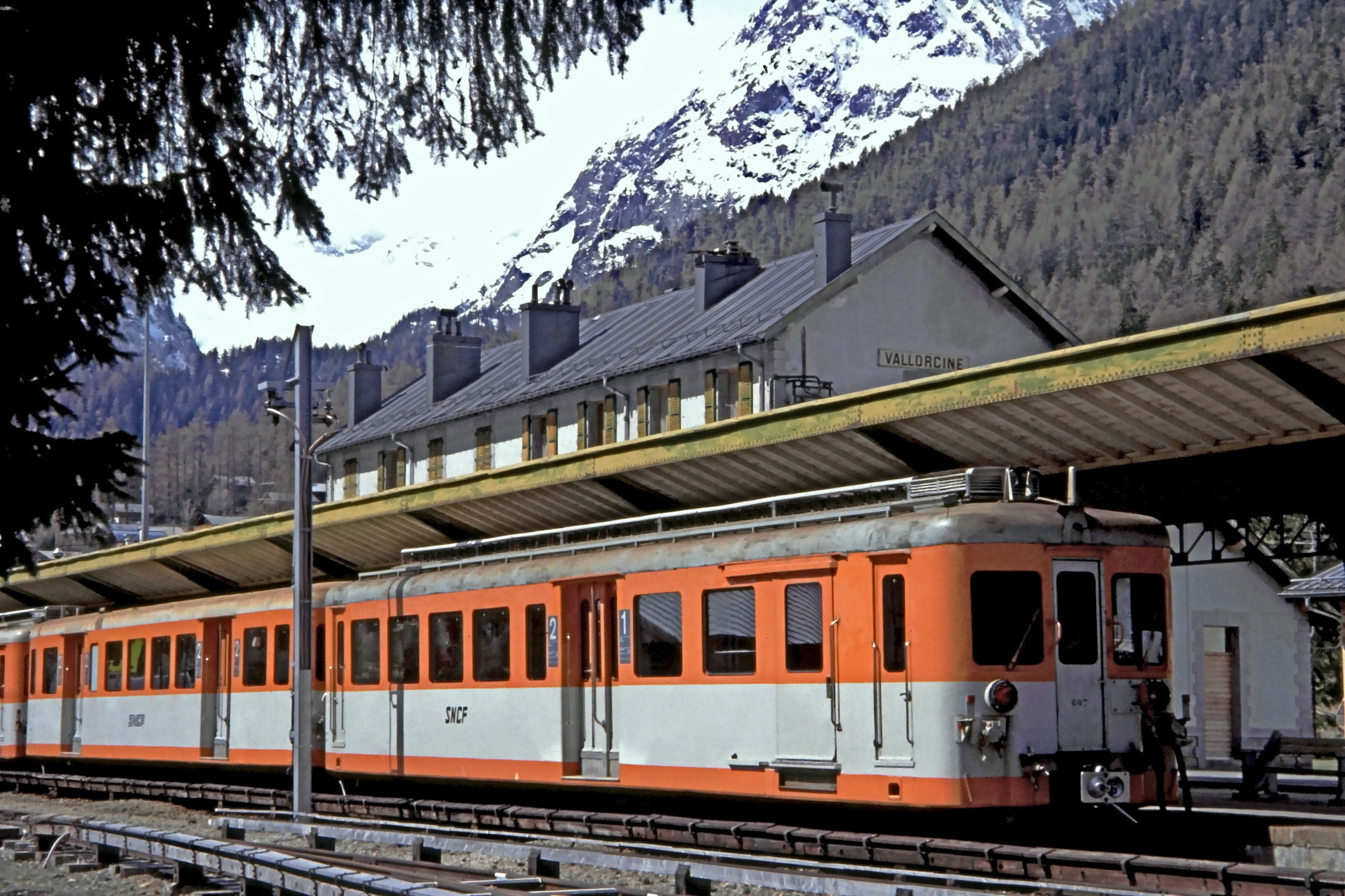
Z 600 en ancienne livrée.

#### Livrée Canari
Les Z 100, Z 150 et Z 200 de la ligne de Cerdagne arborent une livrée dite Canari à base de jaune soulignée par des bandes rouges

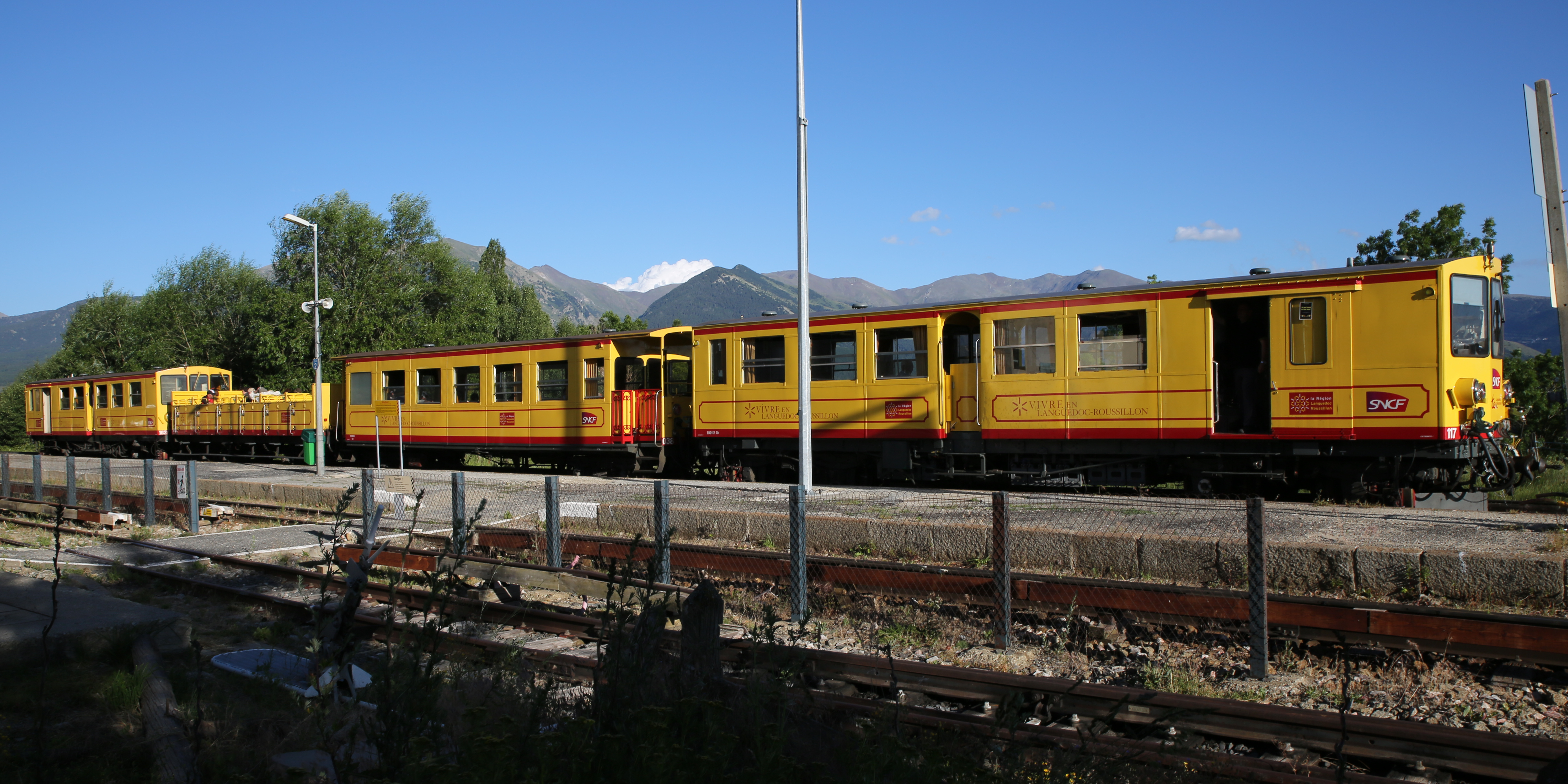
Z 100.
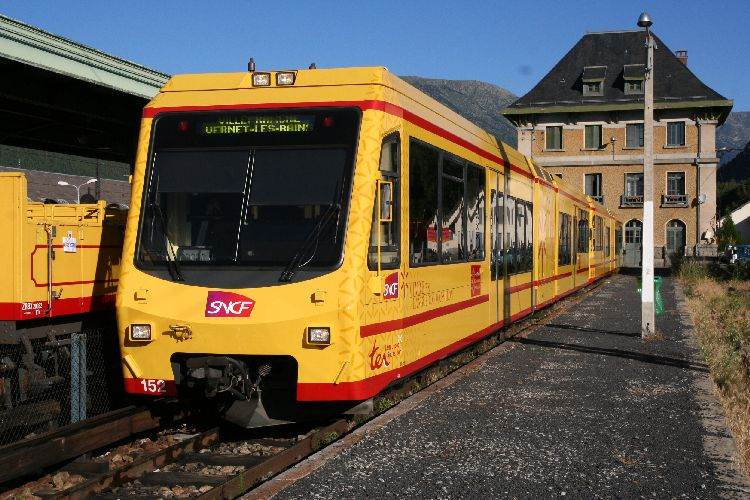
Z 150.

#### Livrée Léman Express
Les rames Régiolis (Z 31500) utilisées sur le réseau régional franco-suisse Léman Express portent une livrée grise, rouge et bleue. Cette livrée est similaire à celle des rames Stadler Flirt (RABe 522) utilisées sur le même réseau, qui appartiennent elles à l'opérateur suisse CFF.
Les portes et l'avant du train sont peints en rouge, faisant écho à la charte graphique des CFF. Le logo du Léman Express, symbolisant un ruban de Möbius, est pelliculé en grand sur le côté de la rame.
La livrée a été officiellement présentée à la presse en avril 2019. Certaines rames ont une variante où le rouge est remplacé par le bleu habituel de la livrée TER.

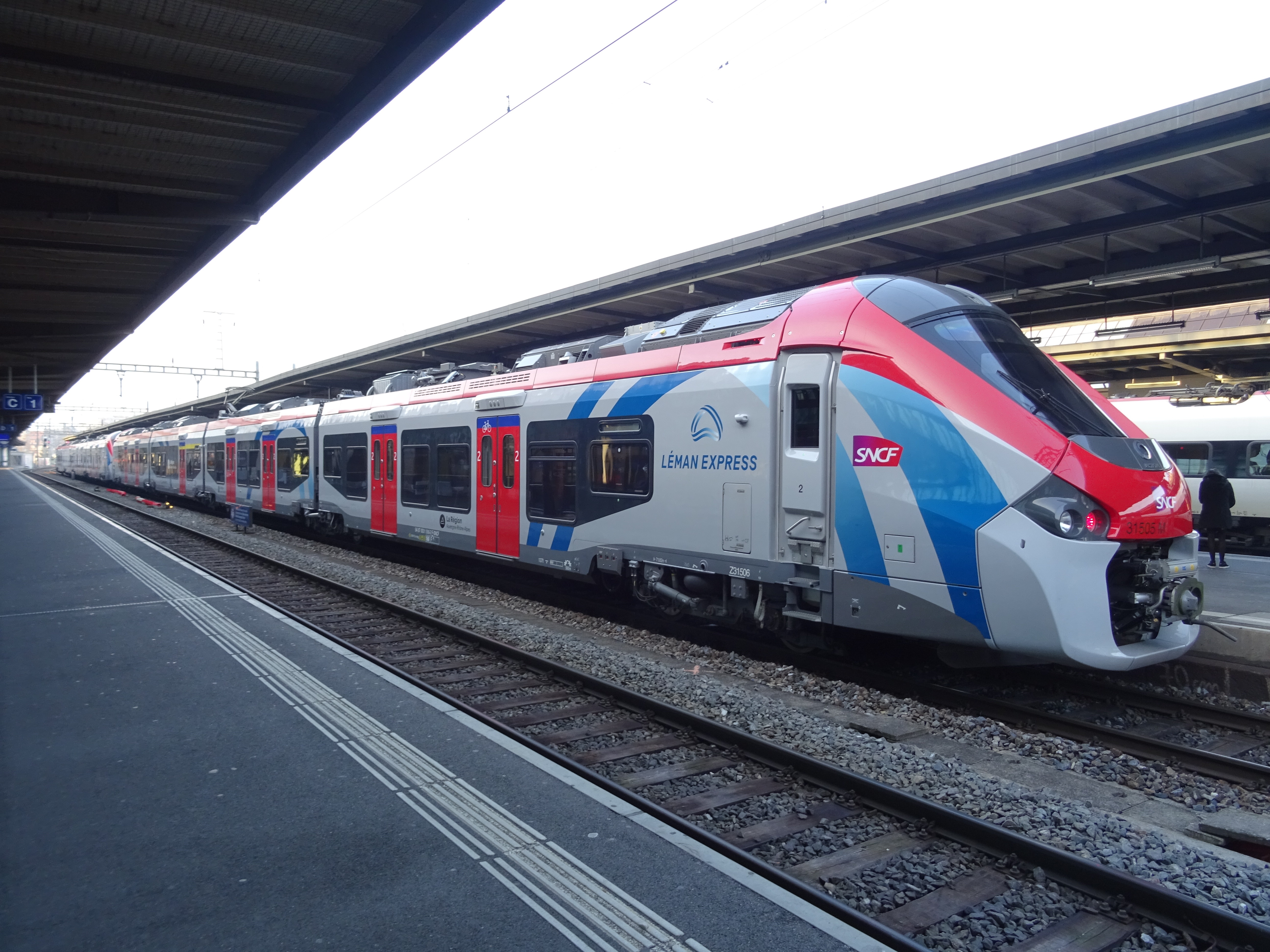
Rame Régiolis en gare de Genève-Cornavin.
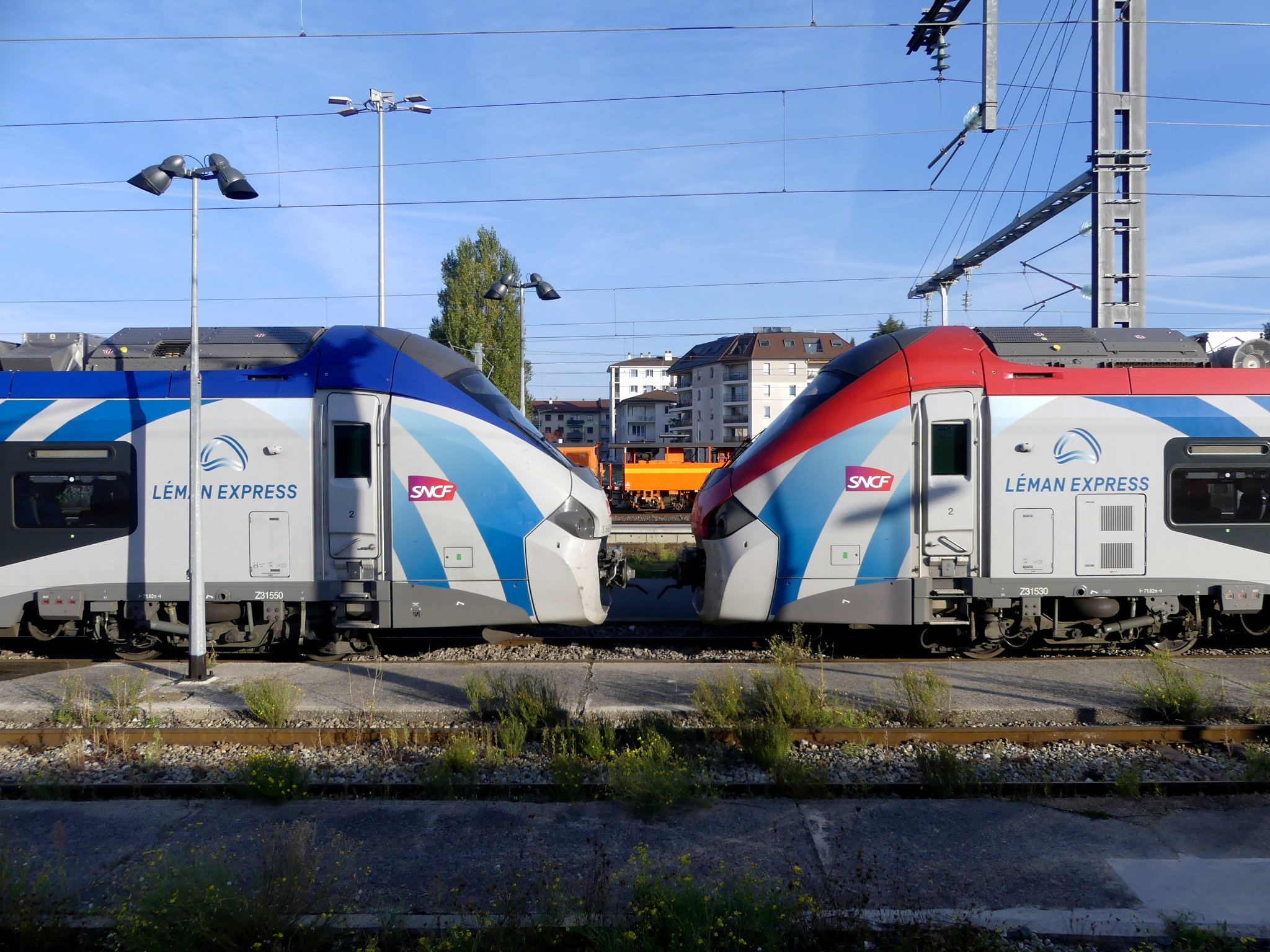
Deux livrées du Léman Express à Annecy.

### Autres
Voies ferrées locales et industrielles (VFLI devenu Captrain France), filiale de la SNCF, a adopté une livrée à base de rouge et de gris pour ses machines (diesels et électriques).
Les locomotives (diesels et électriques) affectées à Captrain, la marque de fret ferroviaire à l'international de la SNCF, portent une livrée à base de gris ou de noir et de vert pomme.
Les Classe 66 utilisées par Fret SNCF Benelux portaient une livrée composée de bleu, de gris et de jaune. Elles ont depuis revêtu la livrée Captrain.

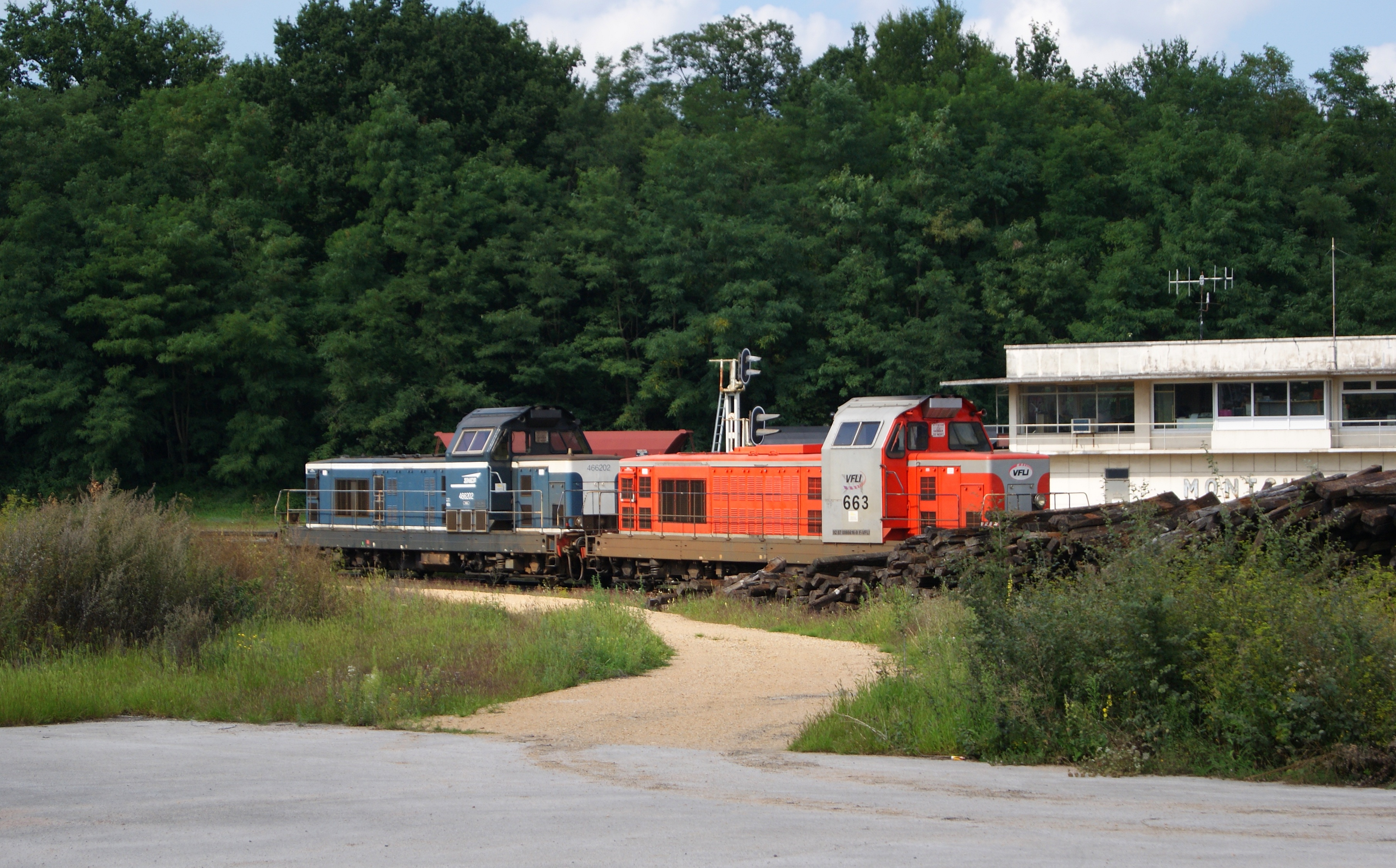
La BB 66616 VFLI (rouge) et la BB 66202 SNCF (bleue).
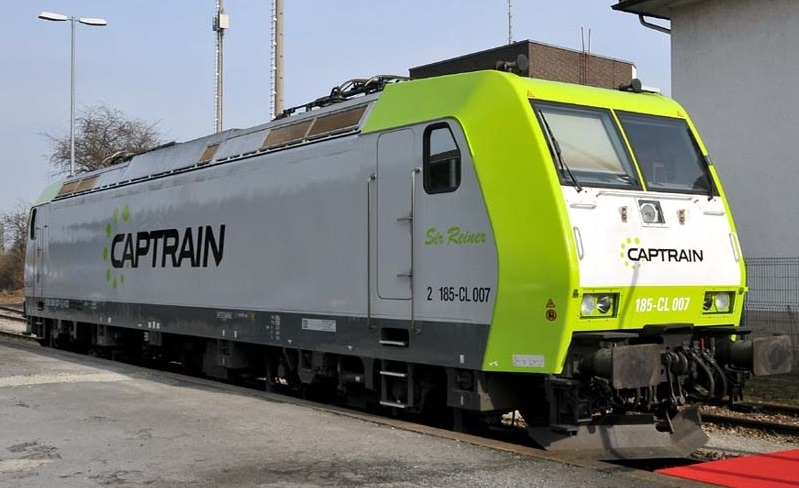
Bombardier TRAXX en livrée Captrain.
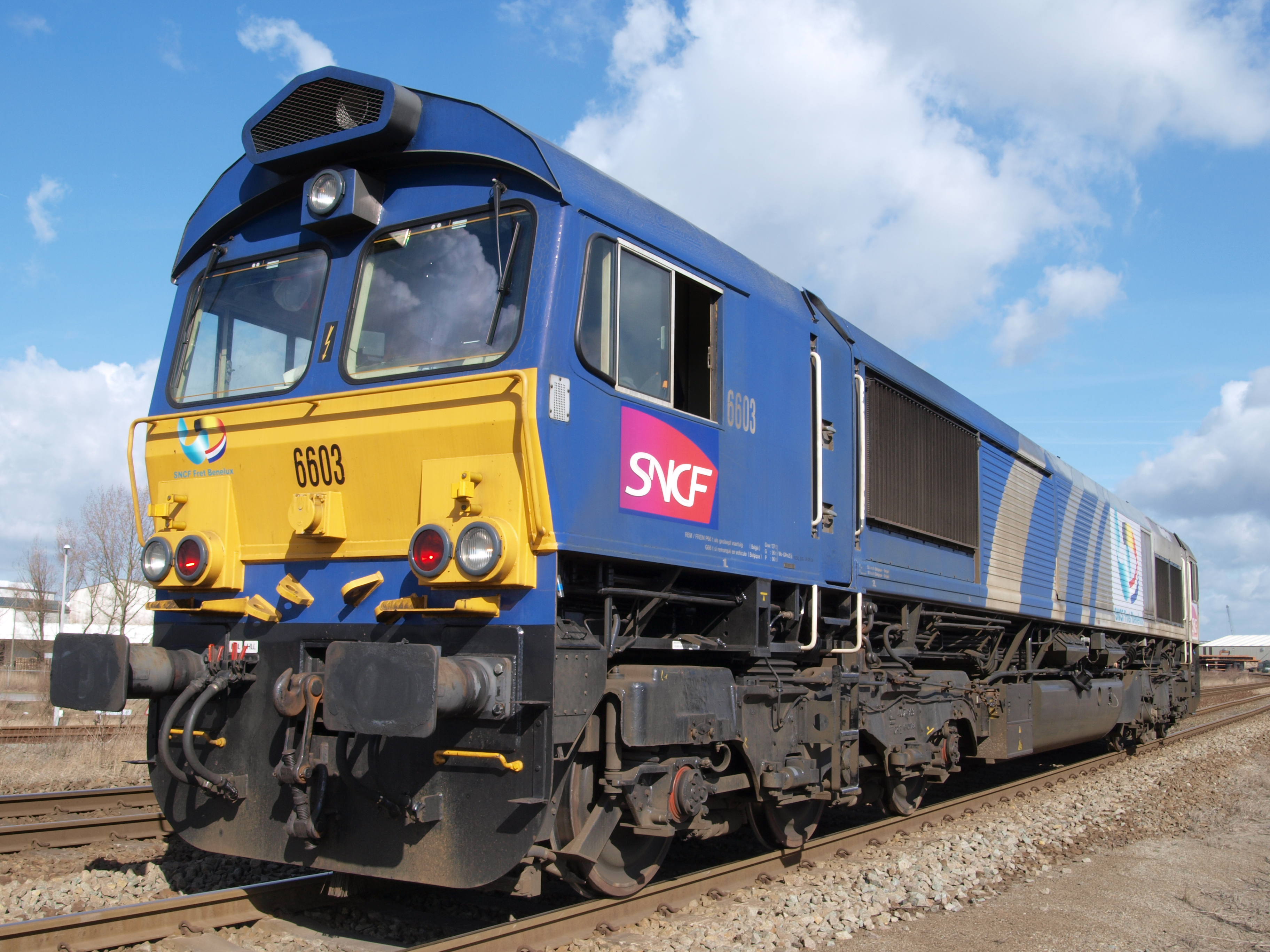
Classe 66 de Fret SNCF Benelux.

## Matériel remorqué

### Vert wagon originel
Aux origines de la SNCF, la couleur est vert extérieur 306, toit et châssis noirs. Le marquage se fait avec des numéro de classe jaunes bouton d'or ombrés (éventuellement surmontés de la mention fumeur ou non fumeur) sur les flancs (parfois complété d'un marquage lumineux) et la mention SNCF suivi du n° de voiture et de la tare à l'extrémité gauche de la caisse. Cette livrée concerne les voitures issues des anciennes compagnies et les DEV AO.
En 1958, la 1re classe est signalée par une bande jaune au-dessus des fenêtres (il n'y a plus de 3e classe).
À partir de 1961, apparaît la couleur vert celtique 301 dit « vert wagon » associée à des marquages jaune jonquille. Cette livrée concerne les voitures issues des anciennes compagnies privées, les DEV AO, les UIC et USI en début de carrière. En 1963 quelques voitures arborent une mention SNCF en gros caractères au centre de la caisse. En 1964 d'autres voitures recevront à la place un logo SNCF rond (macaron) peint en jaune.
En 1964, la numérotation UIC s'impose. Certaines voitures arborent le logo SNCF rond au centre de la caisse. Les numéros de classe sont au niveau des fenêtres, à côté des portes. En 1966 quelques voitures adoptent le marquage SNCF en italique (sans cartouche). En 1967, le logo encadré jaune, en milieu (parfois en extrémité) de caisse devient la norme, associé à un toit vert.
En 1976, les voitures Bruhat, DEV AO ou USI limitées à 140 km/h gardent la livrée vert celtique mais adoptent la nouvelle signalétique avec bande verte pour la 2e classe. Les numéros de classe sont désormais inscrits dans des cartouches noirs, certaines voitures DEV et UIC-Y recevant également des portières grises. À partir de 1978, la livrée C 160 gris béton et la livrée C 160 nuit des voitures-couchettes remplacent le vert wagon des voitures DEV et USI. Les modèles plus anciens ne sont jamais repeints. Les voitures Bruhat, dernières en livrée vert wagon assurant un service commercial à la SNCF, sont radiées en 1991.

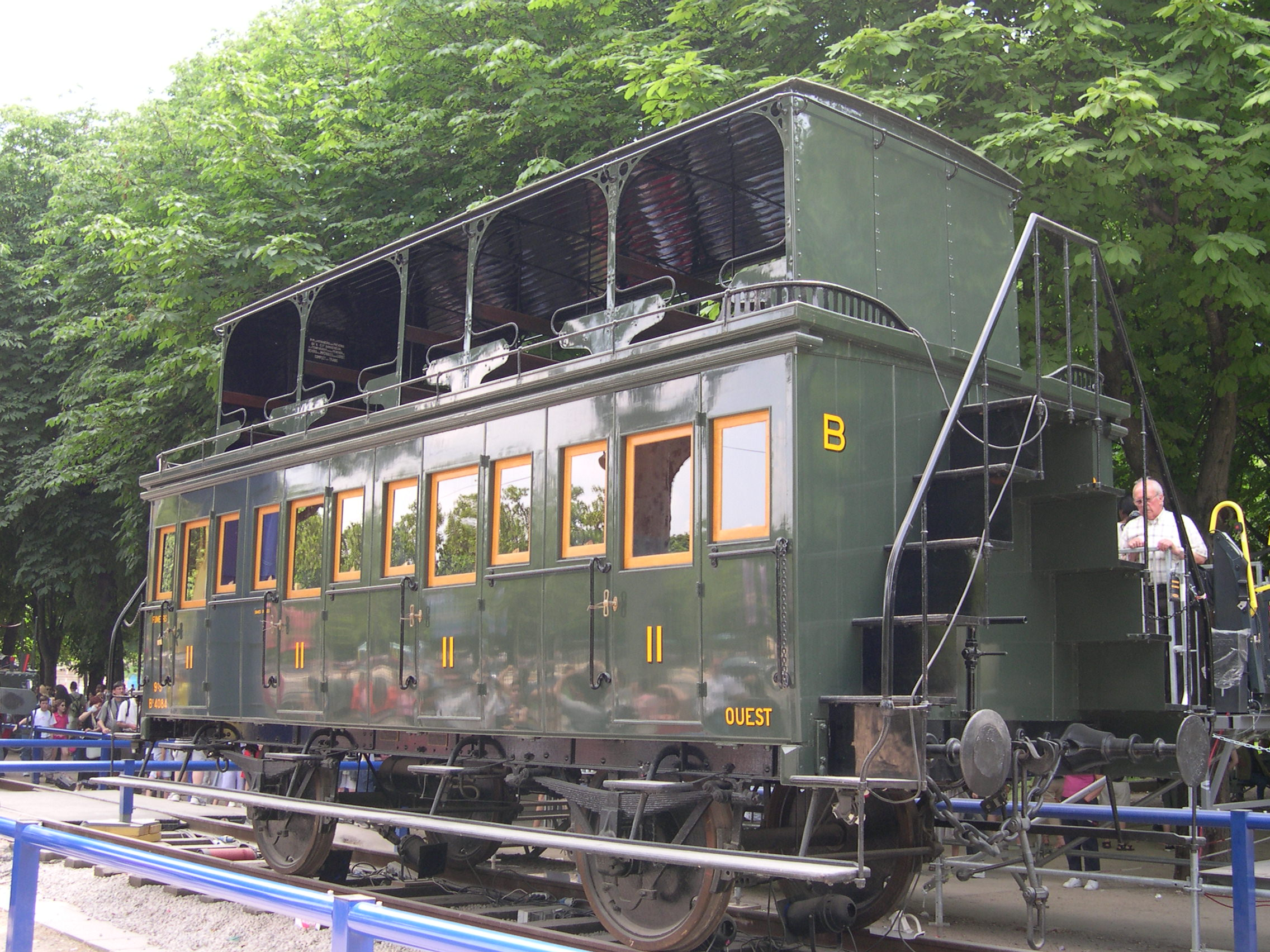
Voiture Ouest à impériale du XIXe siècle.
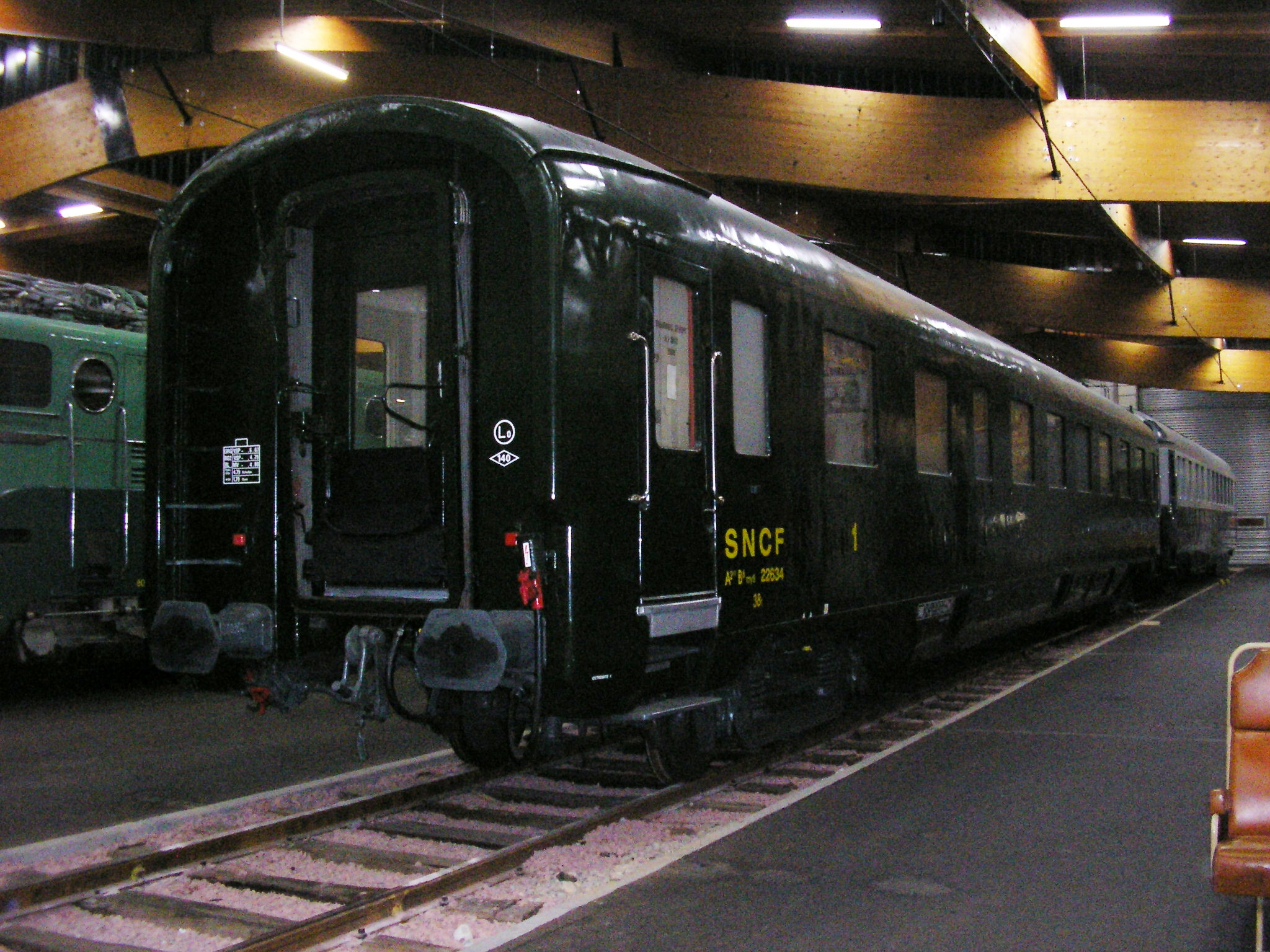
Voiture de la DEV de type A2½ B6.
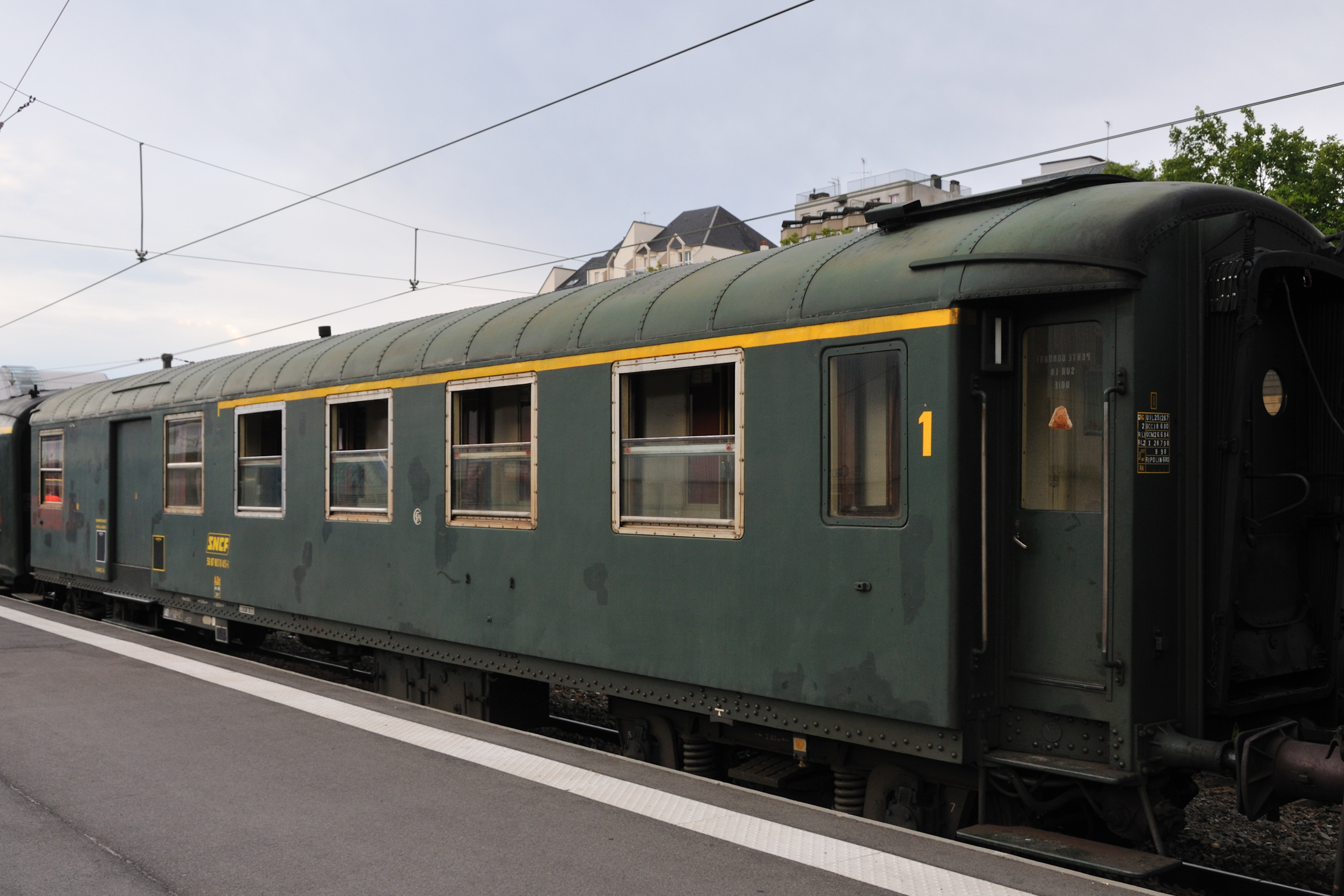
Voiture modernisée issue d'un ancien réseau privé.

### Livrée inox
Dans les années 1950 et 1960, la recherche de légèreté a conduit la SNCF à concevoir du matériel inox sans peinture. La première série est celle des DEV Inox. Leur qualité a donné une descendance de prestige à destination des trains TEE en première classe, les séries dites TEE Paris Bruxelles Amsterdam et Mistral 69.
La recherche d'allègement par absence de peinture est remise en cause par la mise en service de matériel moteur plus puissant. Les Mistral 69 reçoivent une peinture grise dans la zone des baies.

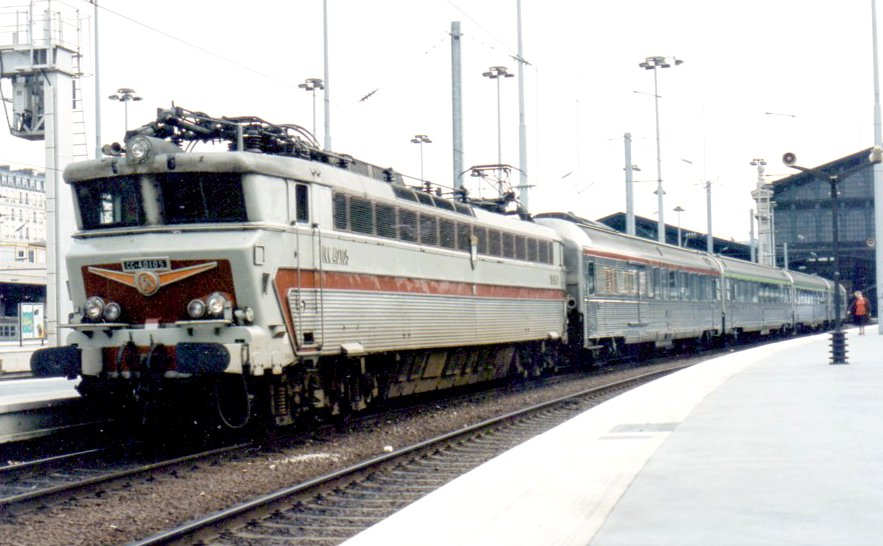
Rame TEE.
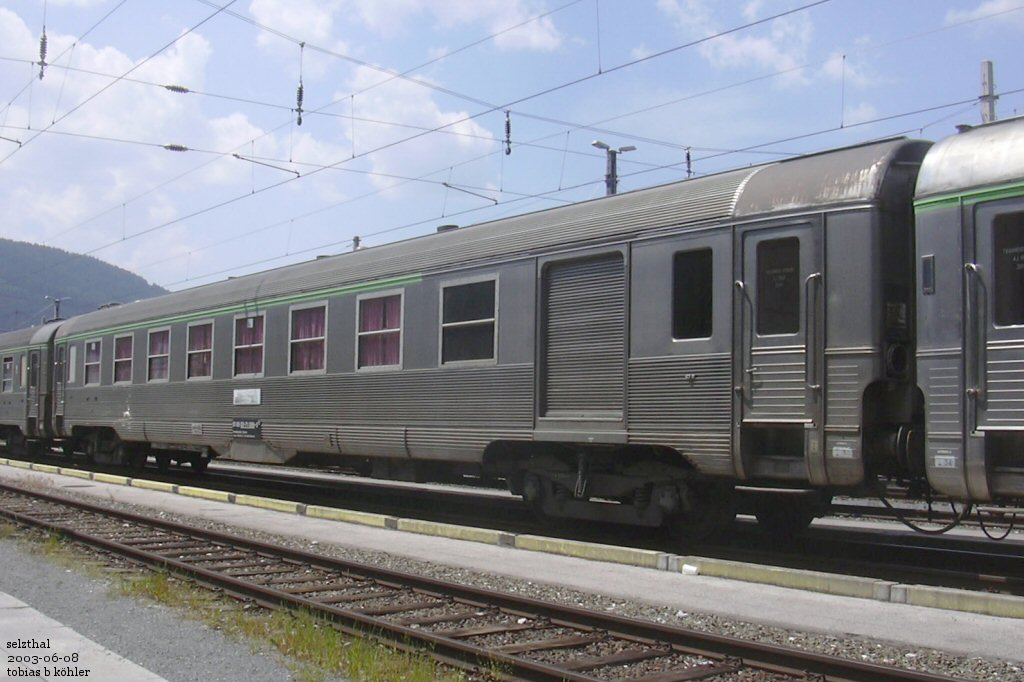
Voiture DEV Inox avec demi-fourgon.
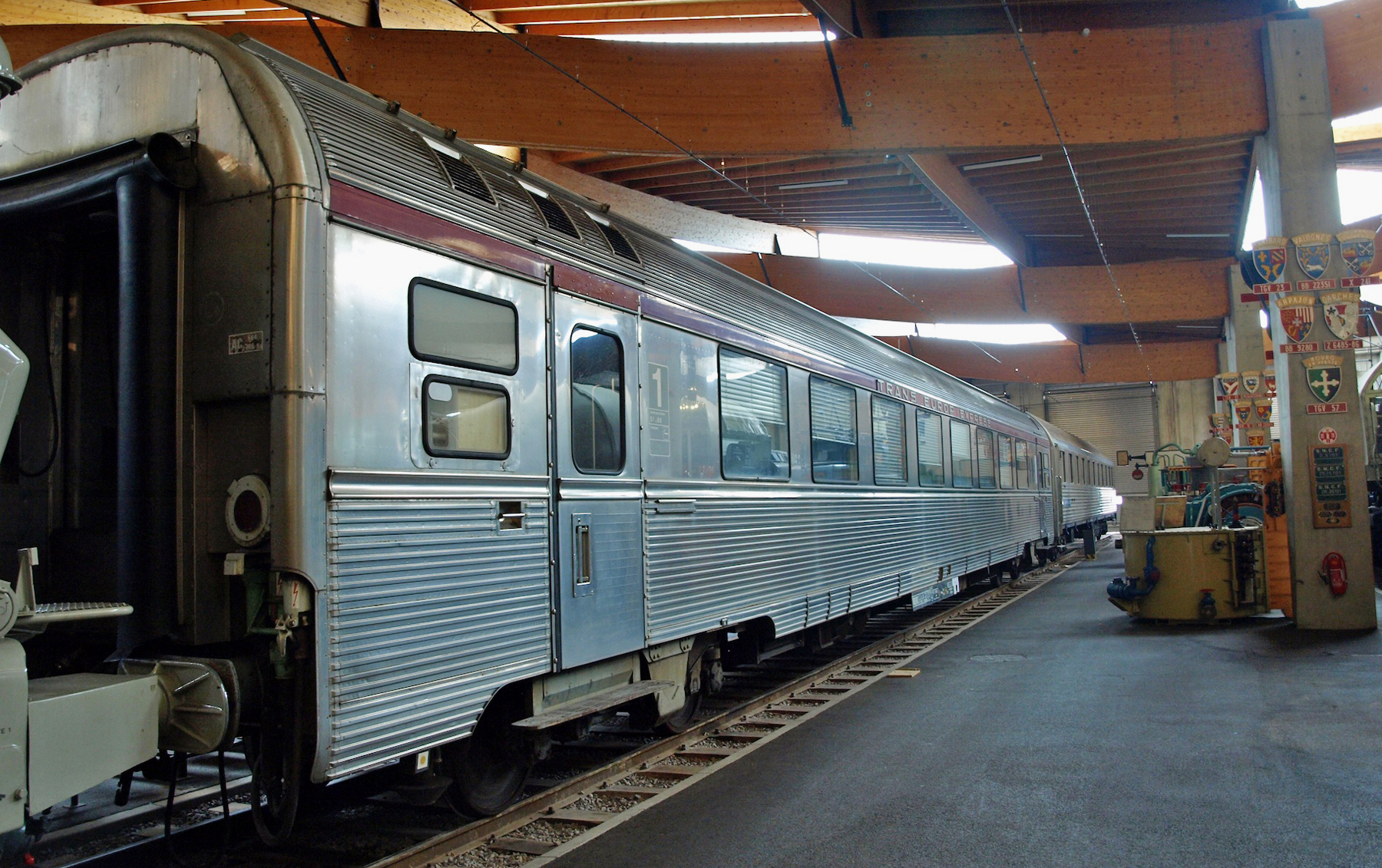
Voiture Mistral 69.

### Livrée Capitole
Cette livrée s'applique aux voitures UIC-Y et aux voitures-restaurants du Capitole afin de former une rame homogène avec les locomotives BB 9200 Capitole. Elle est rouge avec une bande gris dauphin sous les baies. Le bas de caisse et la toiture sont gris orage et il n'y a pas de bande jaune indiquant la première classe. Une plaque Capitole figure au centre de la bande grise mais est absente des voitures utilisées en renfort.
La série spéciale, apte à 200 km/h, comportait 17 voitures A9, trois voitures A7D et trois voitures-restaurants VRU. En 1968, six voitures A9 supplémentaires sont repeintes. Des voitures UIC-Y de première classe, limitées à 160 km/h, ont également porté la livrée Capitole dans les années 1960-1970 et servaient sur d'autres trains express, notamment les trains Drapeaux sur la région Est.
Cette livrée sera remplacée à partir de 1978 par la livrée C 160 verte et grise pour les voitures. À l'instar des voitures UIC et DEV vert wagon, les ex-Capitole repeintes tardivement ont reçu la nouvelle signalétique des voitures C 160 avec marquage de classe façon Corail, une ligne jaune au-dessus des fenêtres indiquant la première classe et dans certains cas des portes entièrement grises.
En 2018, cette livrée refait son apparition lorsque la cellule des matériels radiés (CMR) repeint en livrée capitole deux voitures corail, une voiture Club 32 ainsi que le fourgon ex-Corail MC 76 et deux BB 67400. Ces voitures sont destinées à accompagner les convois de matériel radié, notamment pour en améliorer le freinage.

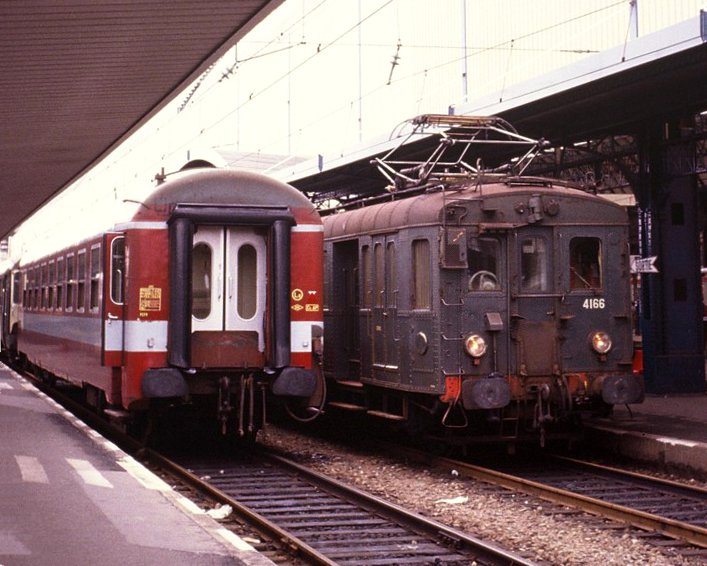
À gauche, voiture A9r.

### Livrée TEE Grand Confort
À la suite de la sortie d'usine des CC 6500 en livrée rouge et grise, la SNCF décide de peindre aux mêmes couleurs les 103 exemplaires de la série de voiture Grand Confort destinées à assurer des trains prestigieux Trans-Europ-Express. Seule cette petite série portera cette livrée.
Cette livrée est à base de gris inox, métallisé, remplacé après quelques années par un gris dauphin 804, pour des raisons de tenue dans le temps. La zone des baies et le bas de caisse sont rouge capitole 602. La partie haute est délimitée par deux lignes orange. La toiture et les bogies sont gris ardoise 807.
À partir de 1991, les voitures sont rénovées et reçoivent la livrée Euraffaire. Le rouge 602 est remplacé par du grenat, l'orange par du blanc et le gris est plus foncé.

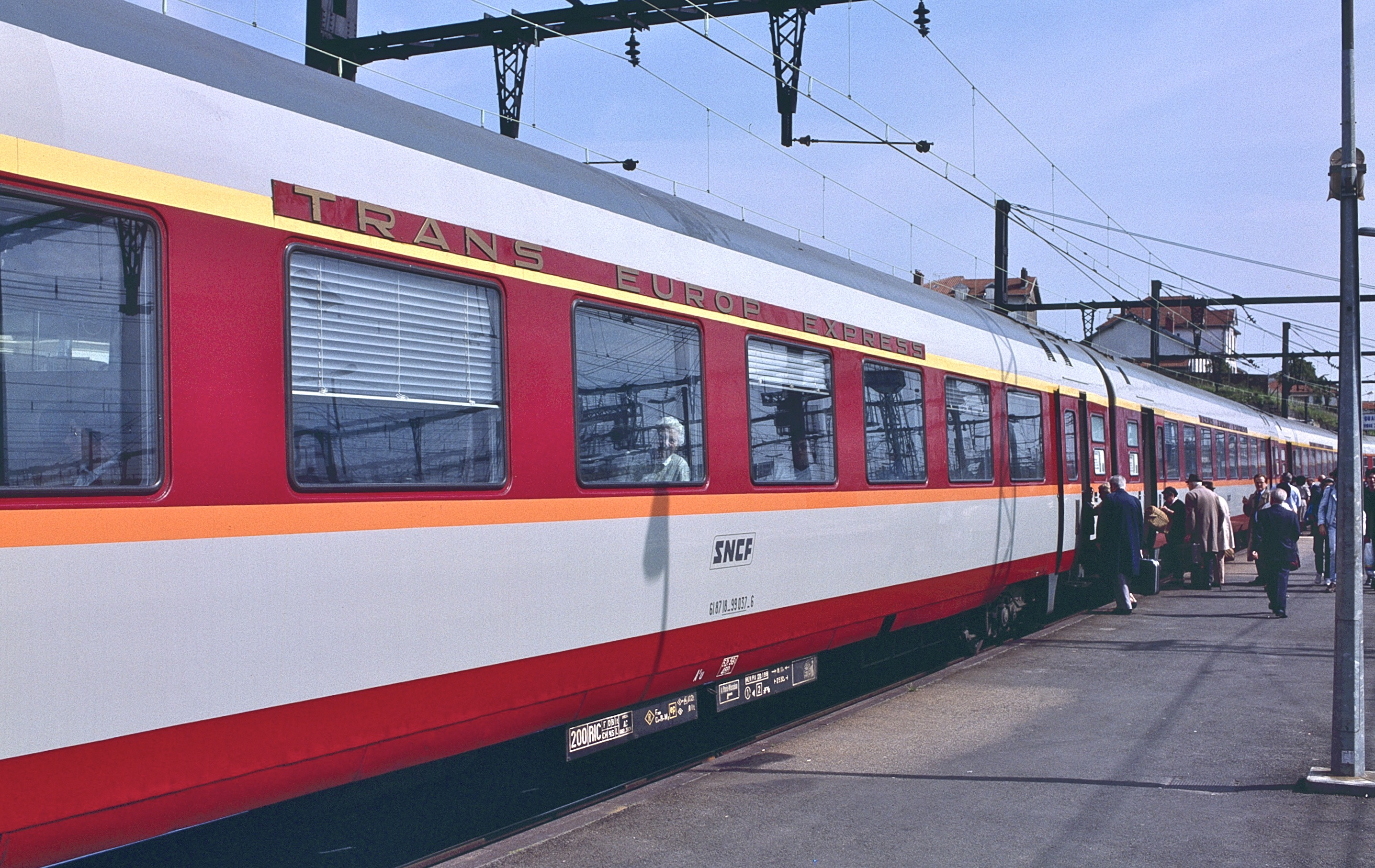
Rame Grand Confort avec bande de classe et cartouche TEE en gare de Limoges-Bénédictins, en 1988.
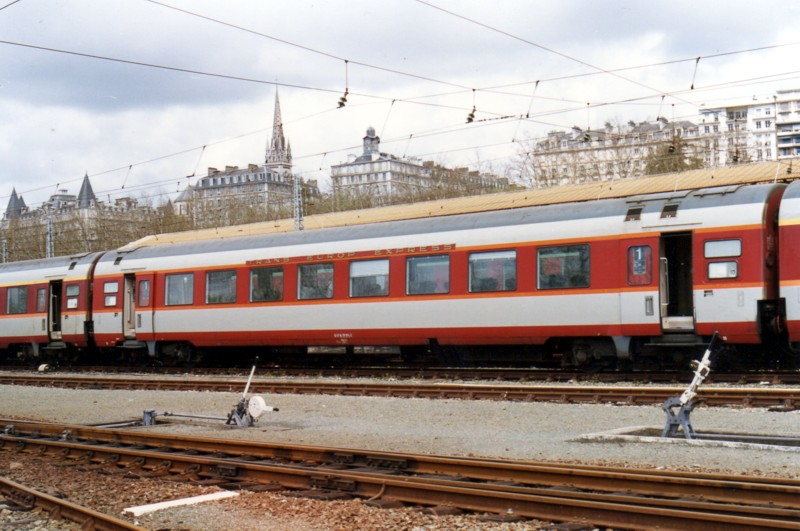
Rame Grand Confort en gare de Pau, en 1986.

### Livrée C1 européenne
Cette couleur est créée pour les voitures standards européennes ; les compagnies de chemin de fer de plusieurs pays (Autriche, Belgique, France, Italie et Suisse) l'ont adoptée pour leur matériel international, y compris du matériel ancien. Elle est à base d'orange à bandes blanches sous les baies. Le bas de caisse et la toiture sont gris orage. La SNCF n'ayant commandé que des voitures VSE de première classe, elle a peint un petit lot de voitures corail (VTU de seconde classe, VU mixte ou mixte-bagages) dans cette livrée, afin de faire des rames de couleur homogène. Ce matériel a surtout été utilisé sur le trafic entre la France et la Belgique hors sillons TEE, avant d'être repeint aux couleurs corail.

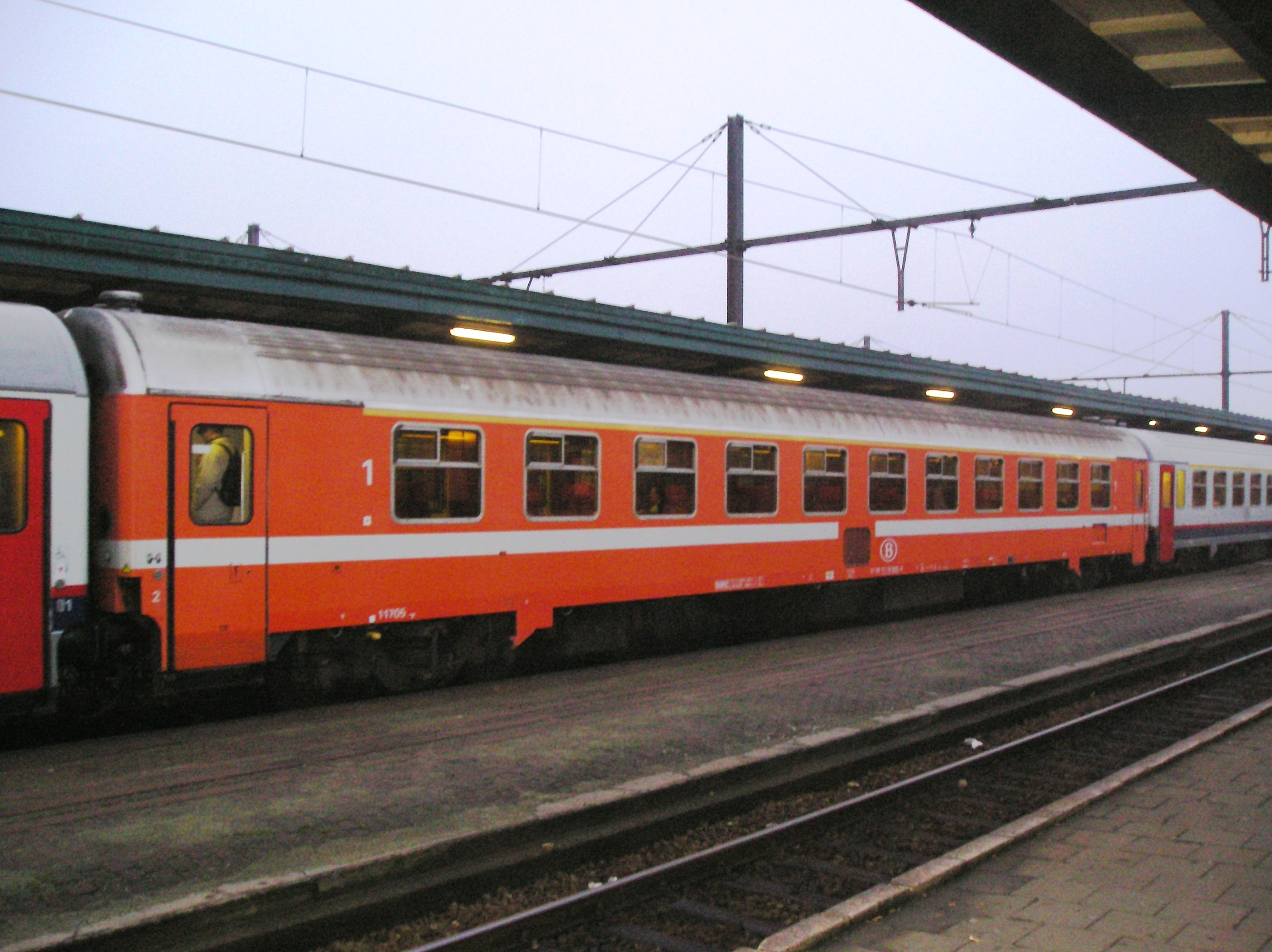
Livrée C1 européenne ici sur une voiture I10 de la SNCB.
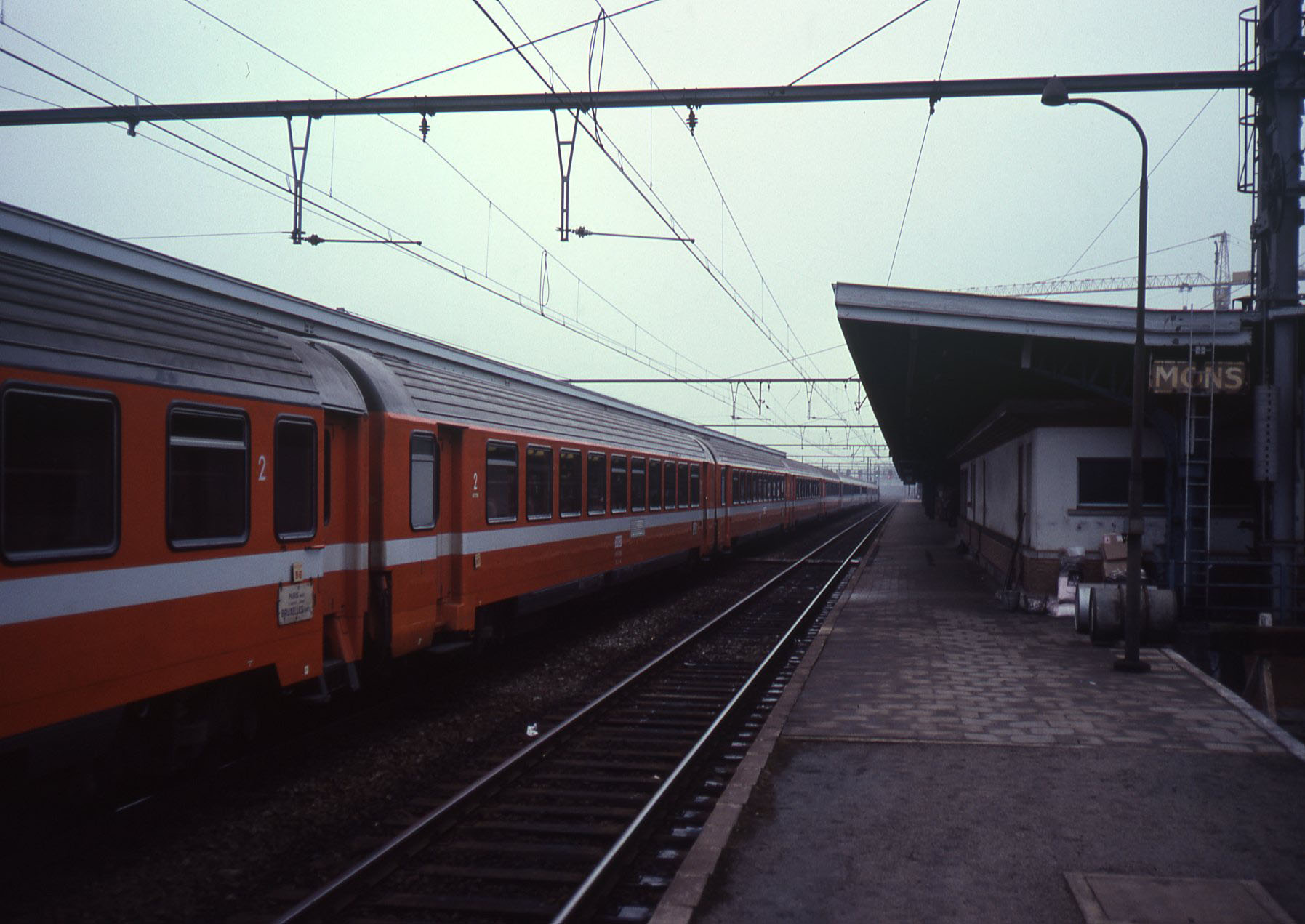
Cinq voitures Corail de la SNCF en livrée Eurofima.

### Livrée C 160
À partir de 1970, cette livrée est appliquée au matériel apte à 160 km/h.
Elle est à base de vert garrigue 302 en bas de caisse, avec la zone des baies gris aluminium 803 (gris métallisé), égayé seulement par la bande jaune au-dessus des baies des voitures de première classe. Elle distingue les voitures aptes à rouler à 160 km/h.
Elle a concerné les voitures DEV AO à partir de leur sortie d'usine en 1971, les voitures UIC-Y (UIC) et les voitures unifiées de service intérieur (USI).
En 1978, une livrée dérivée est généralisée à l'ensemble du parc voyageurs grandes lignes antérieur aux voitures Corail. Le gris n'est plus métallisé et devient le gris béton 804, les portes sont unicolores, une bande vert clair signale les voitures de seconde classe, au même titre que le jaune pour les premières. Le logo SNCF encadré passe du jaune au blanc.

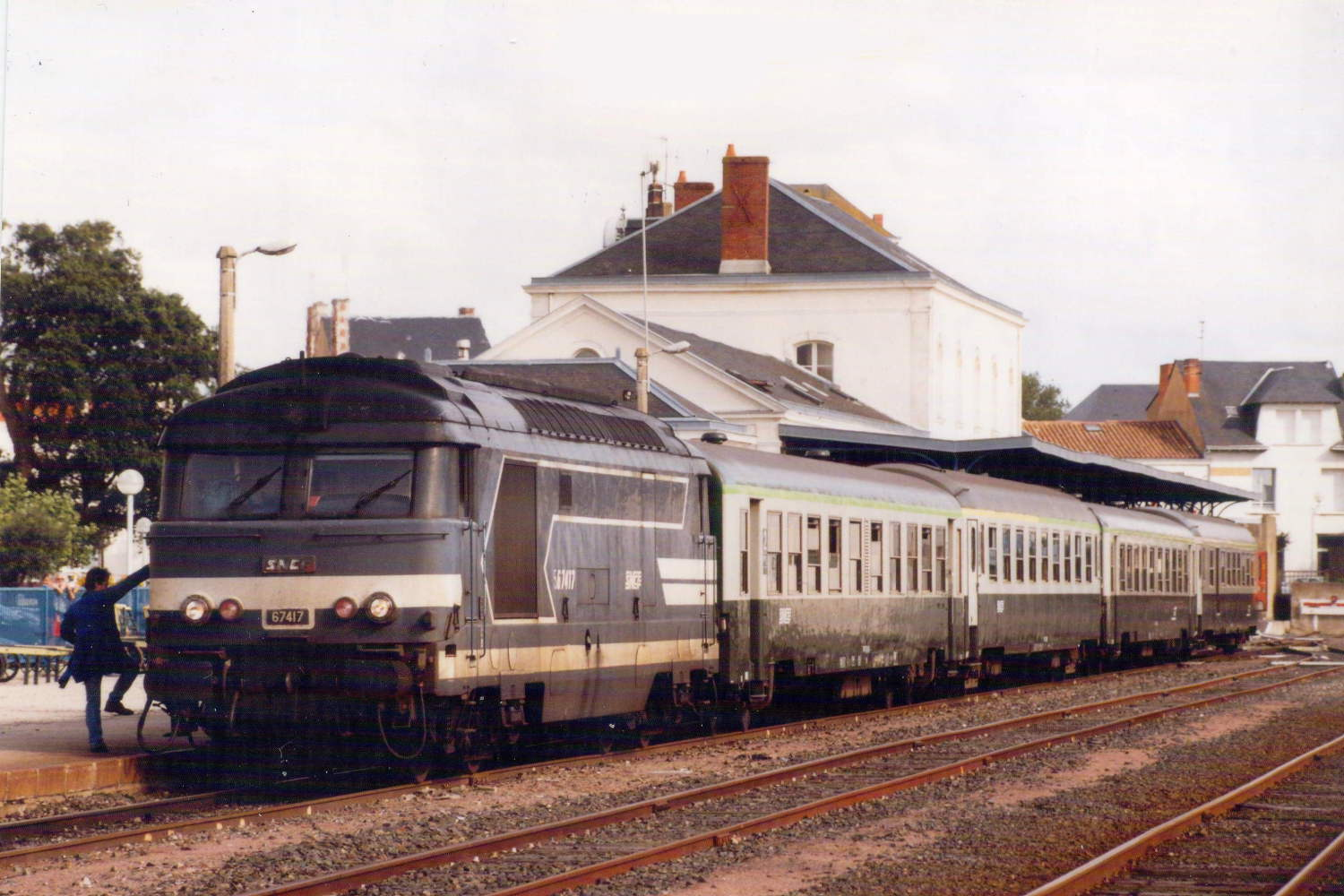
Voitures USI et UIC en gare des Sables-d'Olonne, tractées par la BB 67417.
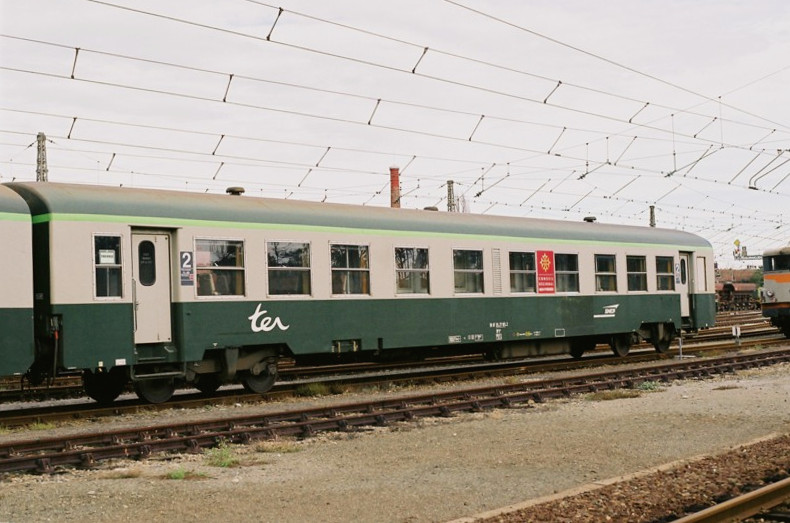
Voiture USI de 2e classe.

### Livrée Corail
Cette livrée est appliquée en sortie d'usine sur la nouvelle série des voitures Corail en 1975. Elle est à base de blanc en milieu de caisse et anthracite au niveau des baies, du toit et du bas de caisse. Les portes sont orange et une bande de couleur au niveau du toit permet de distinguer la classe : verte pour la 2e classe et jaune pour la 1re classe. Sur les voitures-couchettes le gris anthracite est remplacé par du bleu. Les voitures rénovées « Nouvelle Première » arboraient une bande rouge horizontale (deux bandes pour la livrée prototype) en milieu de caisse et une troisième au niveau du toit. Les portes étaient également rouges.

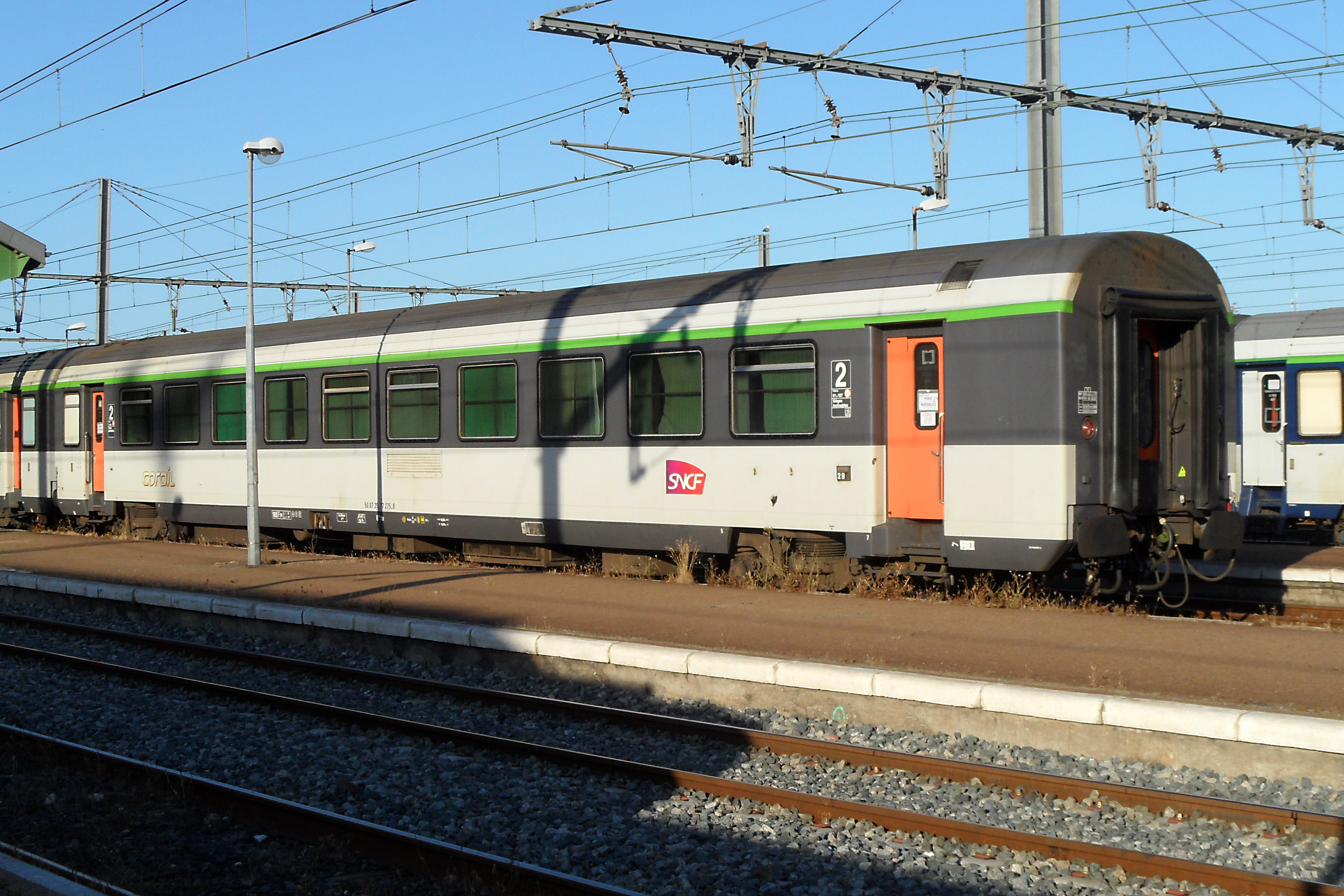
Voiture Corail de 2e classe en gare de Cerbère.
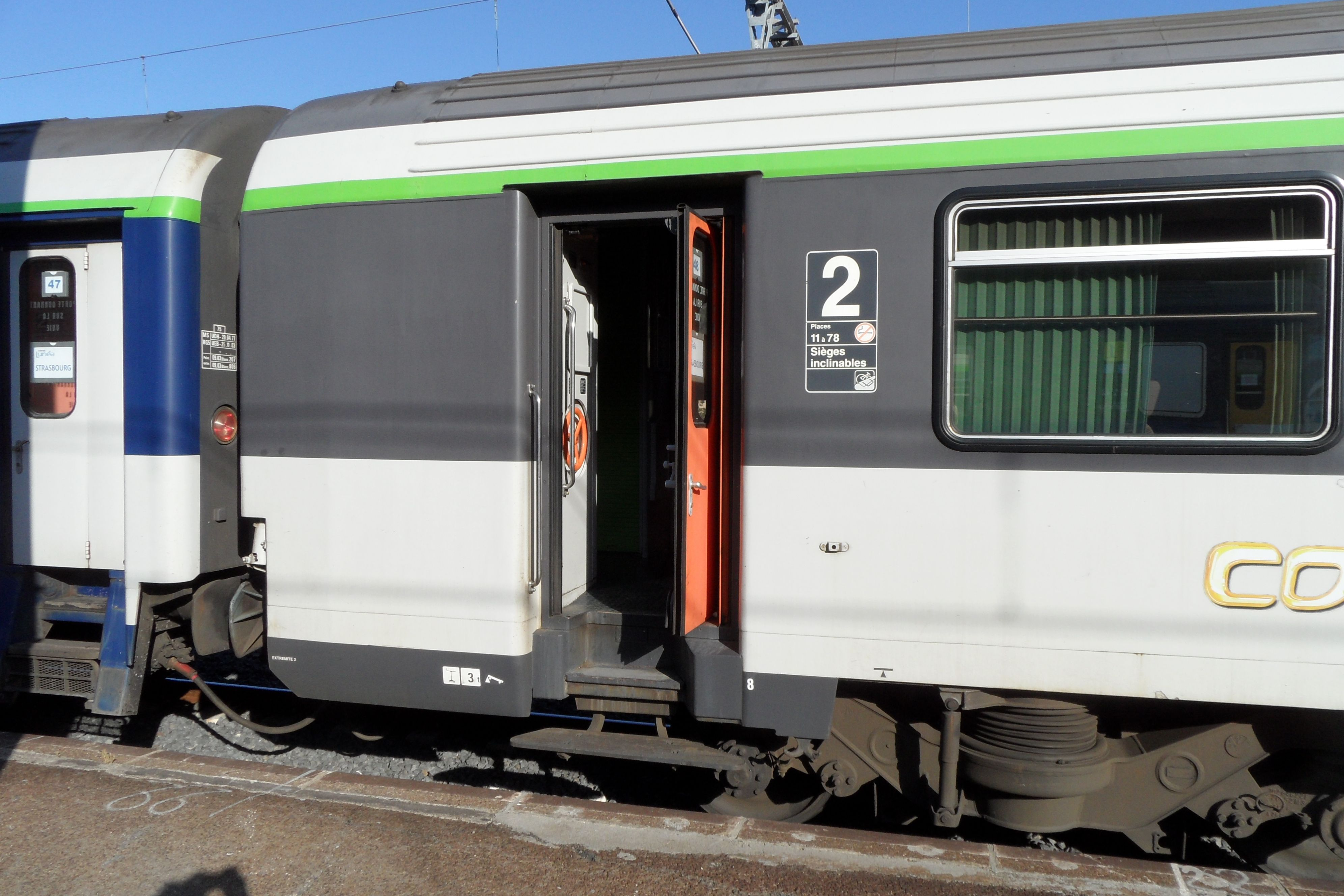
Porte ouverte d'une Vtu de 2e classe.
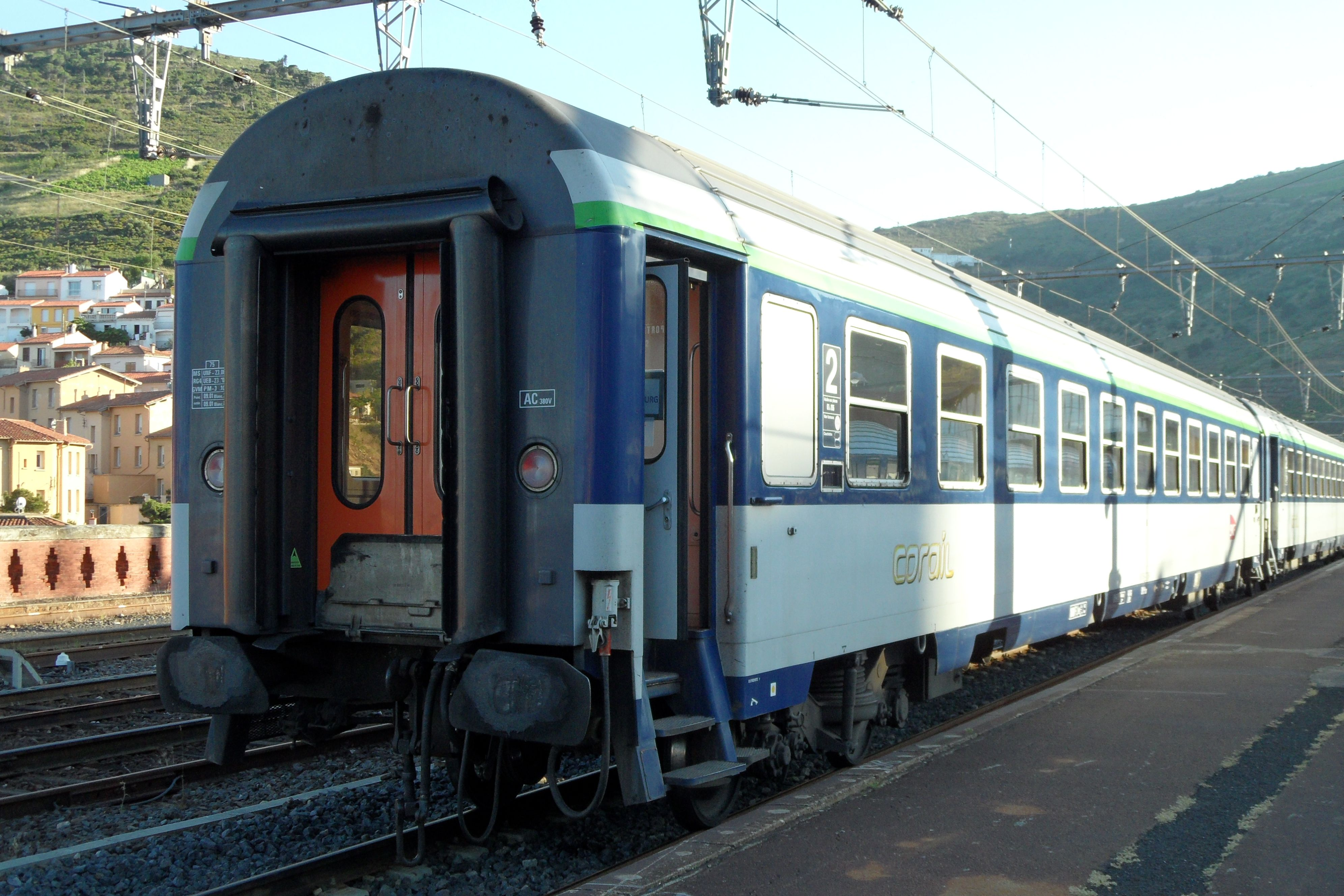
Voiture-couchettes Corail.

### Livrée Nuit 1978
Cette livrée est basée sur la livrée 1978 vert et gris béton 804, portes unicolores (gris) 1978, en substituant le bleu marine au vert garrigue. Elle est appliquée aux voitures-couchettes antérieures aux voitures Corail.
- Voitures : Voiture DEV AO, UIC-Y

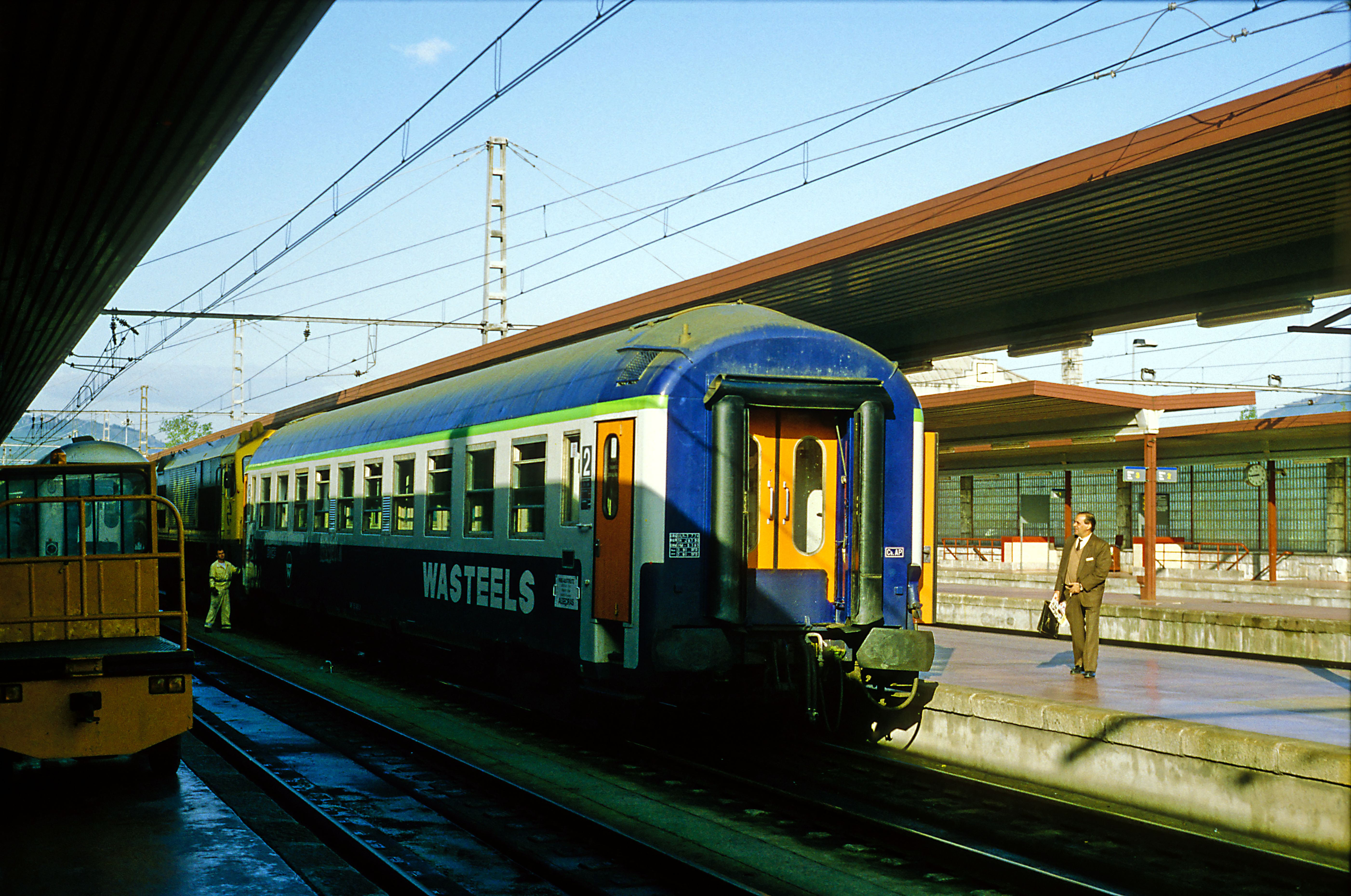
Voiture-couchettes UIC-Y B9c9x.

### Livrée Corail +
Cette livrée, apparue en 1995, est à base de gris métallisé 862 sur les flanc de caisse, gris orage 844 au niveau des baies et bas de caisse, encadré par deux bandes blanches 701. La couleur des portes renseigne, comme sur les TGV, sur le niveau de classe : portes rouges pour la première classe (1re classe), vertes pour la deuxième classe (2e classe) ou jaunes pour la voiture-bar. Elle est appliquée aux voitures Corail rénovées ; son équivalent pour le matériel moteur est la livrée Multiservice.

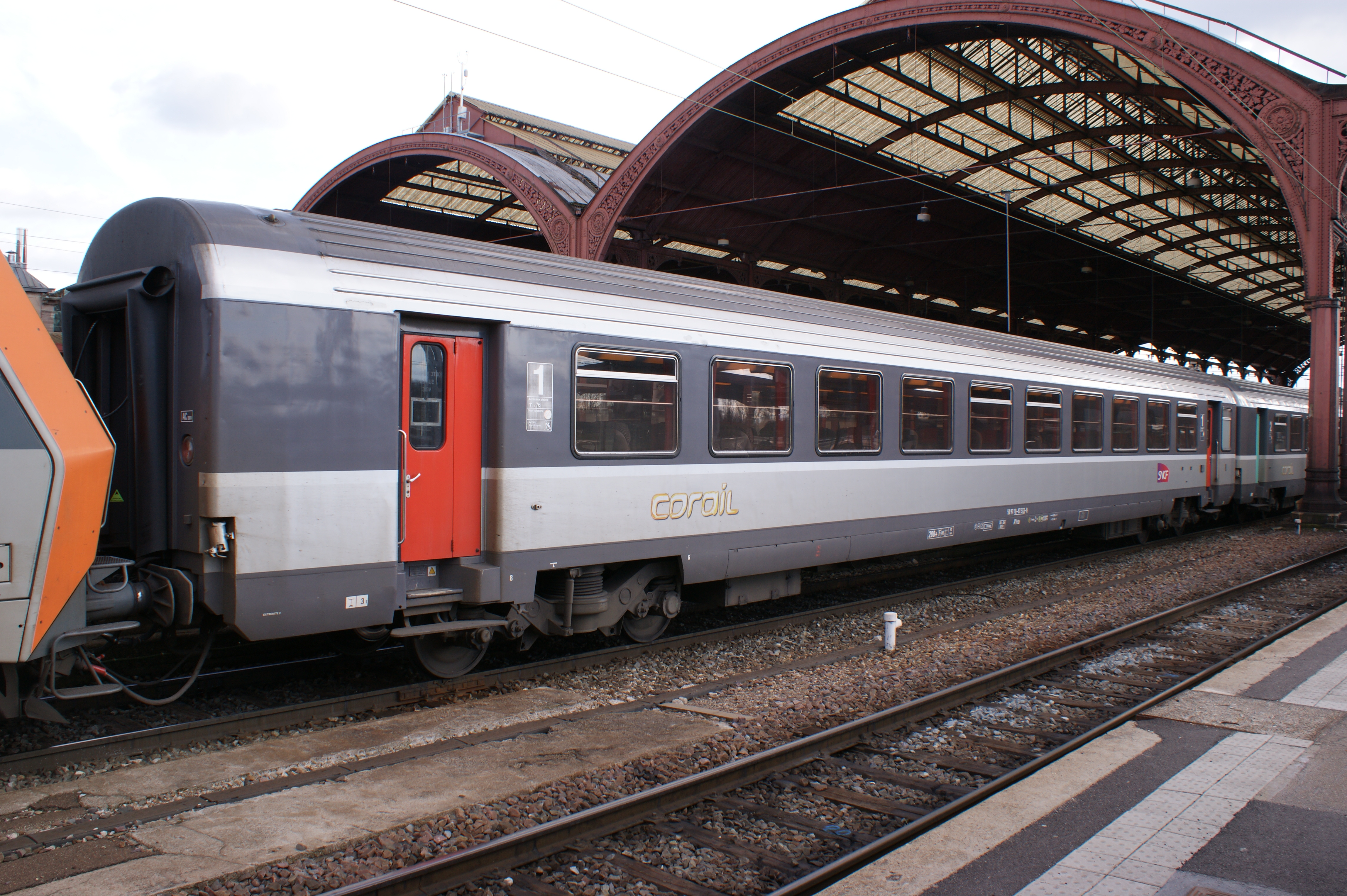
Voiture Corail de première classe.
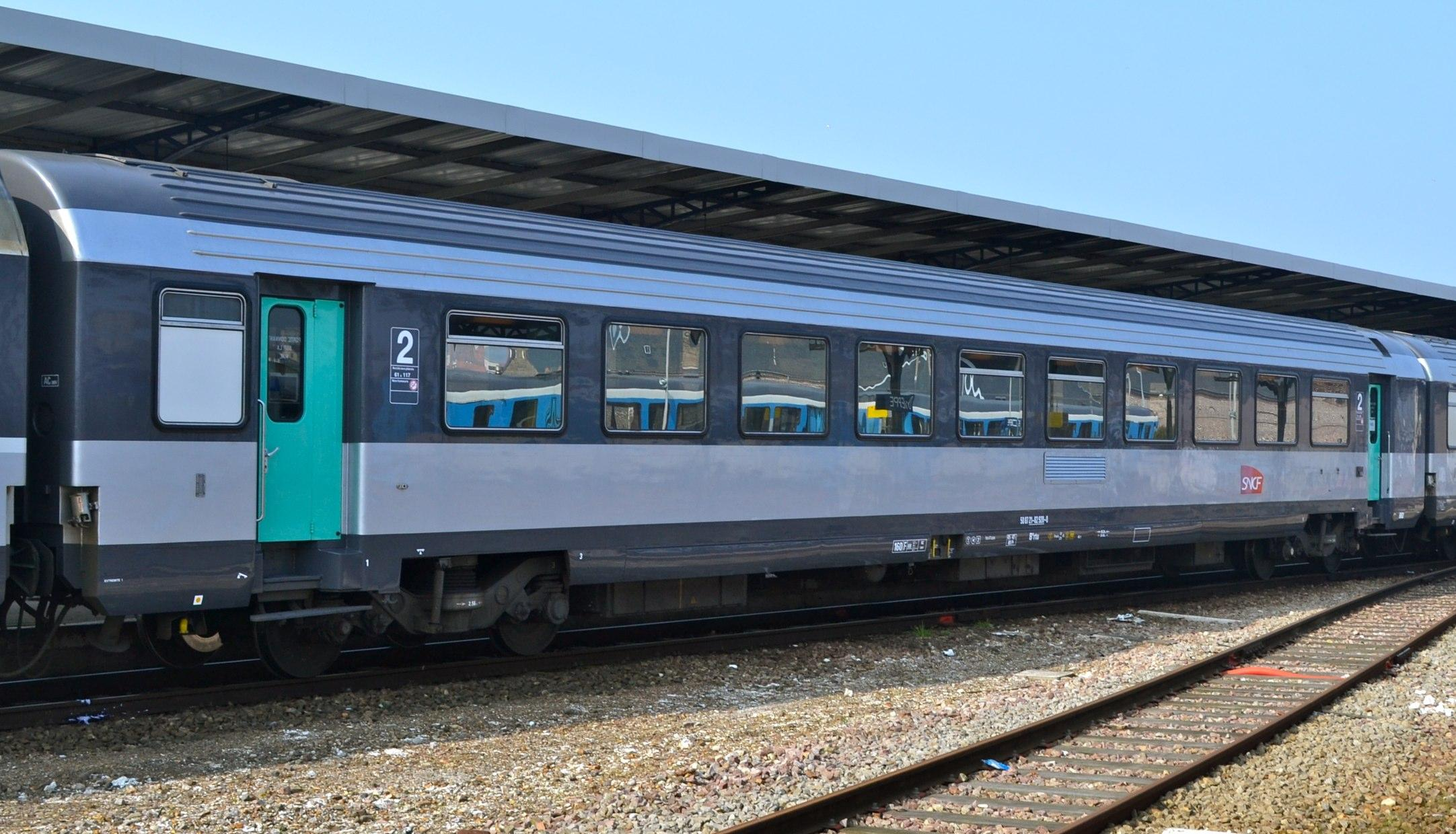
Voiture Corail de seconde classe.
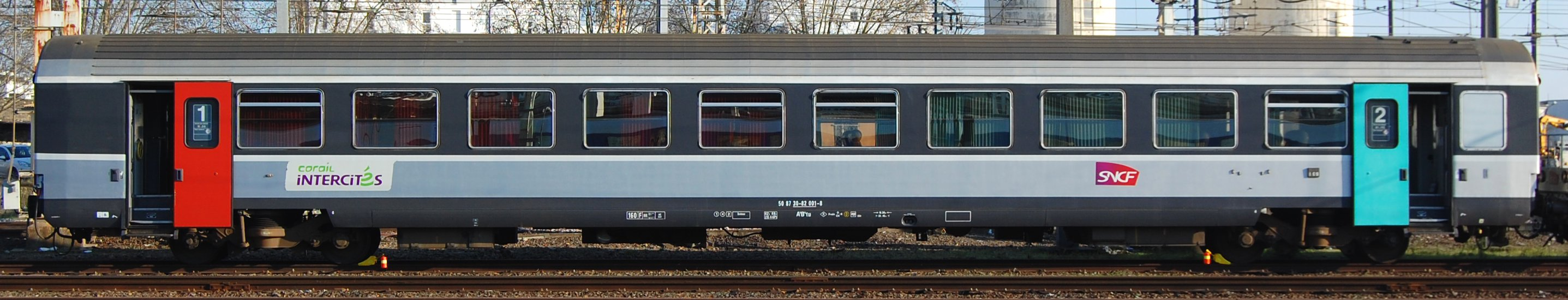
Voiture Corail mixte, chaque porte d'accès ayant la couleur de sa classe.

### Livrée Grandes Lignes
Le bas est bleu et le haut gris. Comme pour les voitures Corail +, la couleur des portes indique la classe mais cette fois le jaune correspond à la première classe et le vert à la deuxième classe.

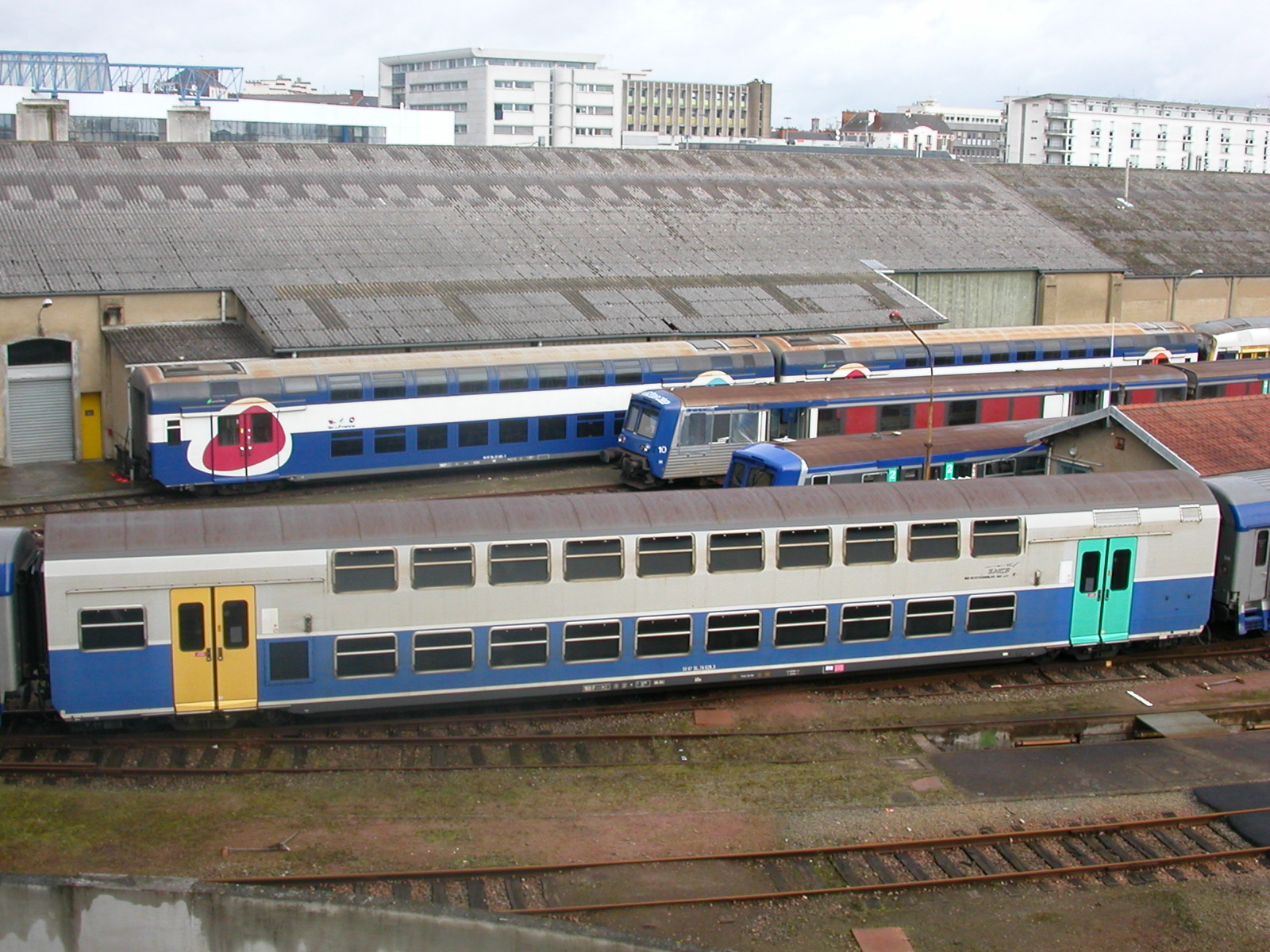
V2N en livrée Grandes Lignes devant une VB 2N Transilien.

### Livrée TER 200
Pour le lancement du TER 200 en 1991, la région Alsace décide d'appliquer une livrée particulière aux voitures Corail qui composent ses trains. Elle est à base de blanc et de gris ; les portes sont rouges (aussi bien pour la 1re classe que pour la 2de) avec un bandeau reprenant les couleurs TER de l'époque (rouge, jaune, vert bleu).

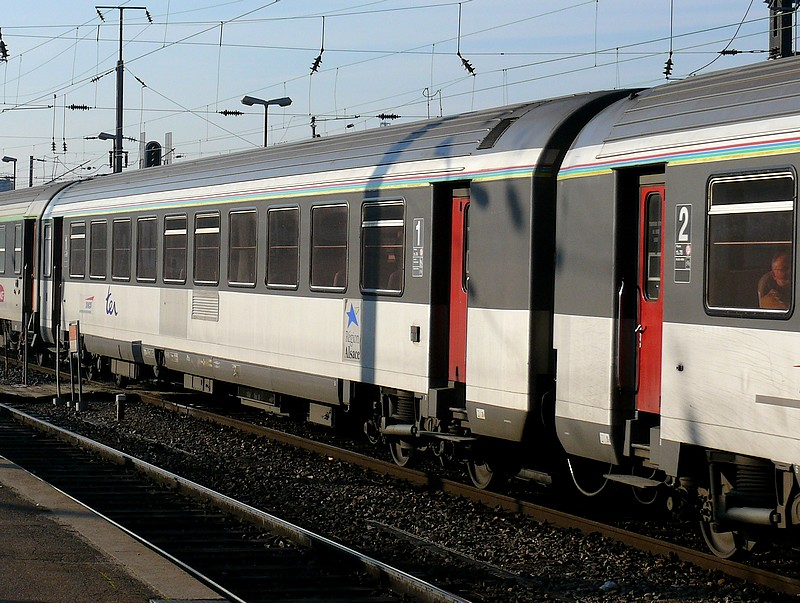
Voitures Corail…
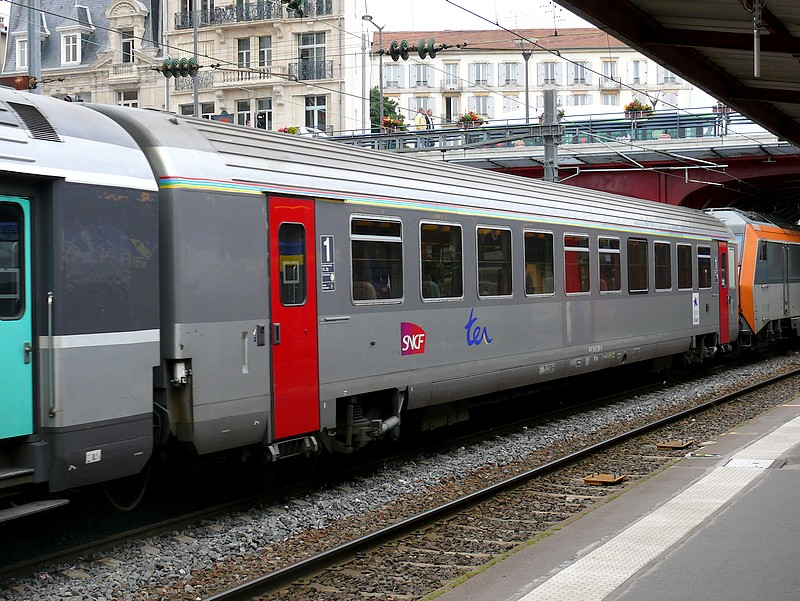
…du TER 200.

### Livrée TER 2002
Elle est à base de gris métallisé souligné de bleu isabelle. Appliquée aux voitures USI, Corail ou V2N, elle identifie les services TER. Des évolutions ont eu lieu, notamment pour personnaliser le matériel mis en œuvre par les différents conseils régionaux. Certaines voitures entrant dans la composition des trains Intercités utilisent également cette livrée.
- Voitures : USI, Corail, rames réversibles régionales (RRR), rames inox omnibus (RIO)

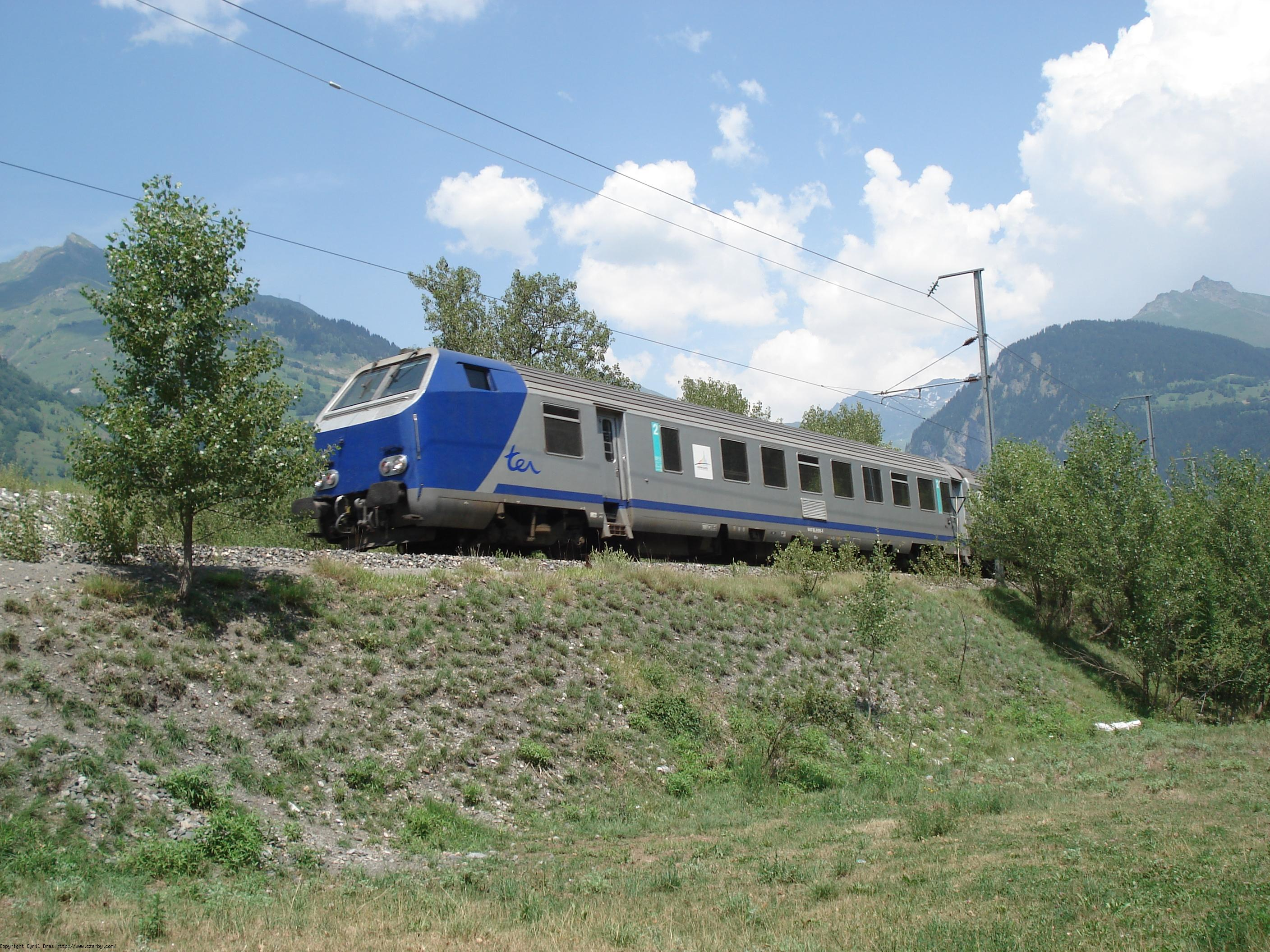
Voiture-pilote Corail en livrée TER.
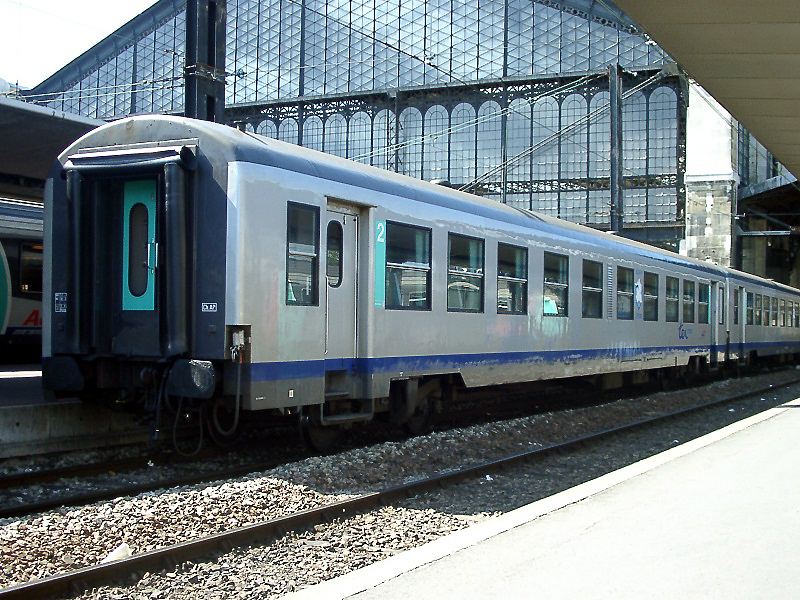
Voiture USI en livrée gris et bleu TER.
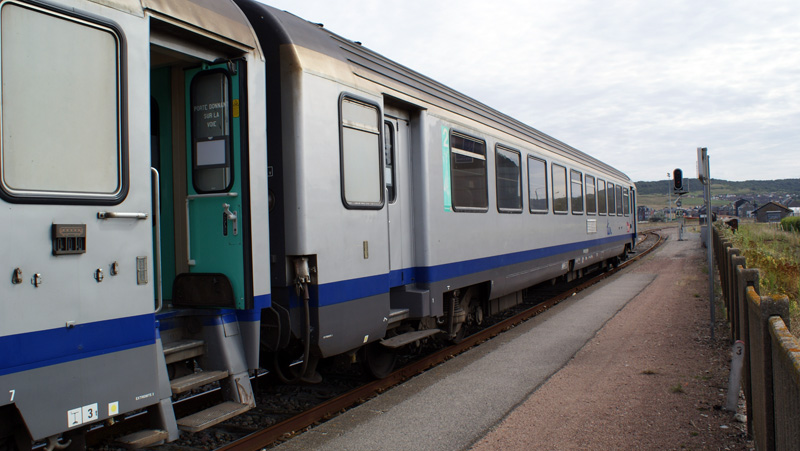
Voitures Corail TER non personnalisées.
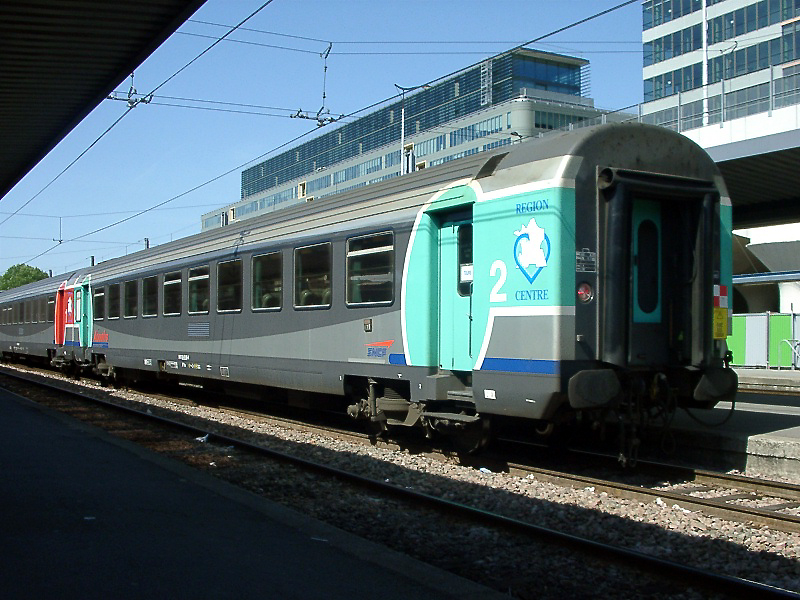
Voiture Aqualys.
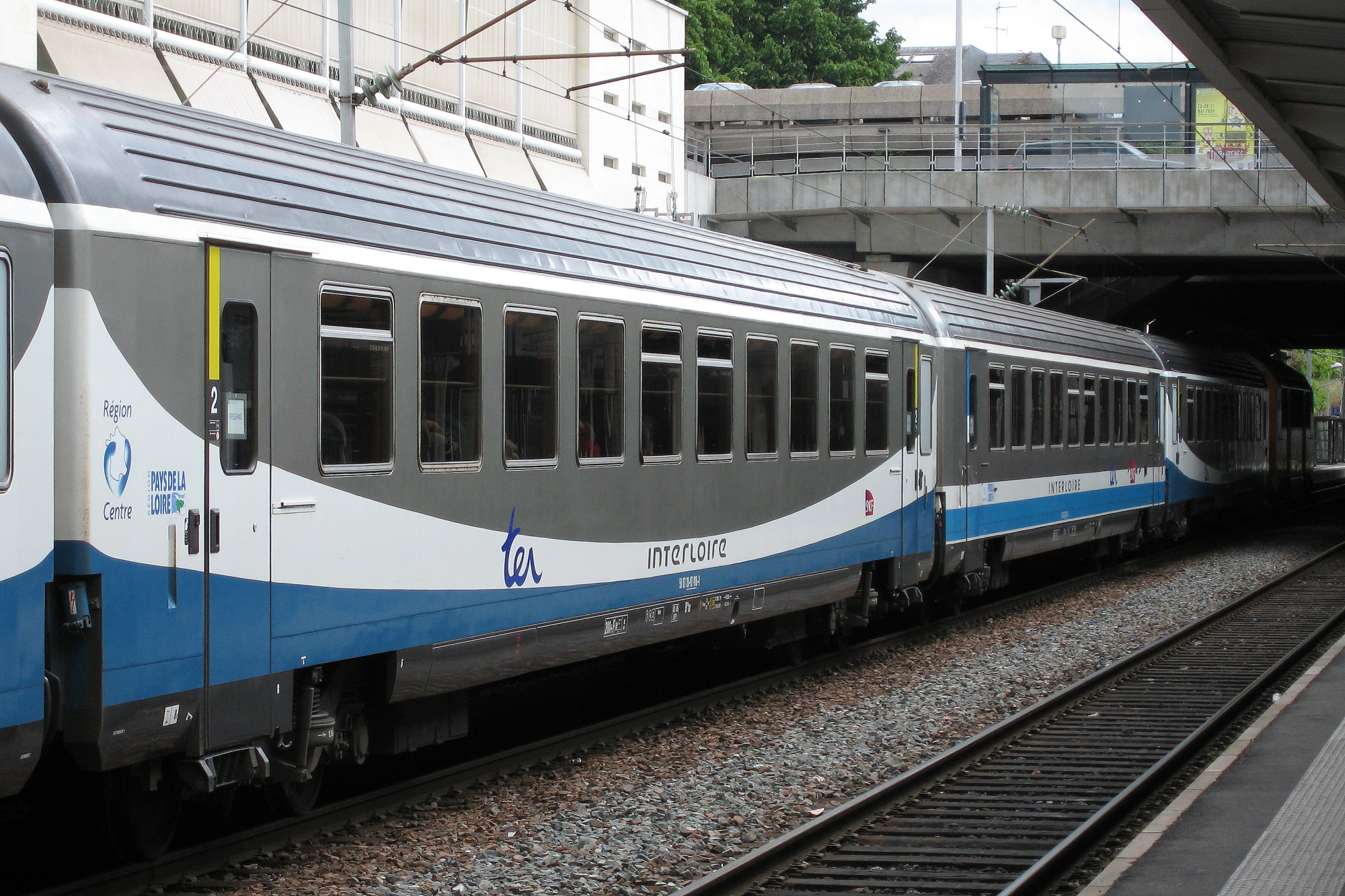
Les deux variantes de la version Interloire.
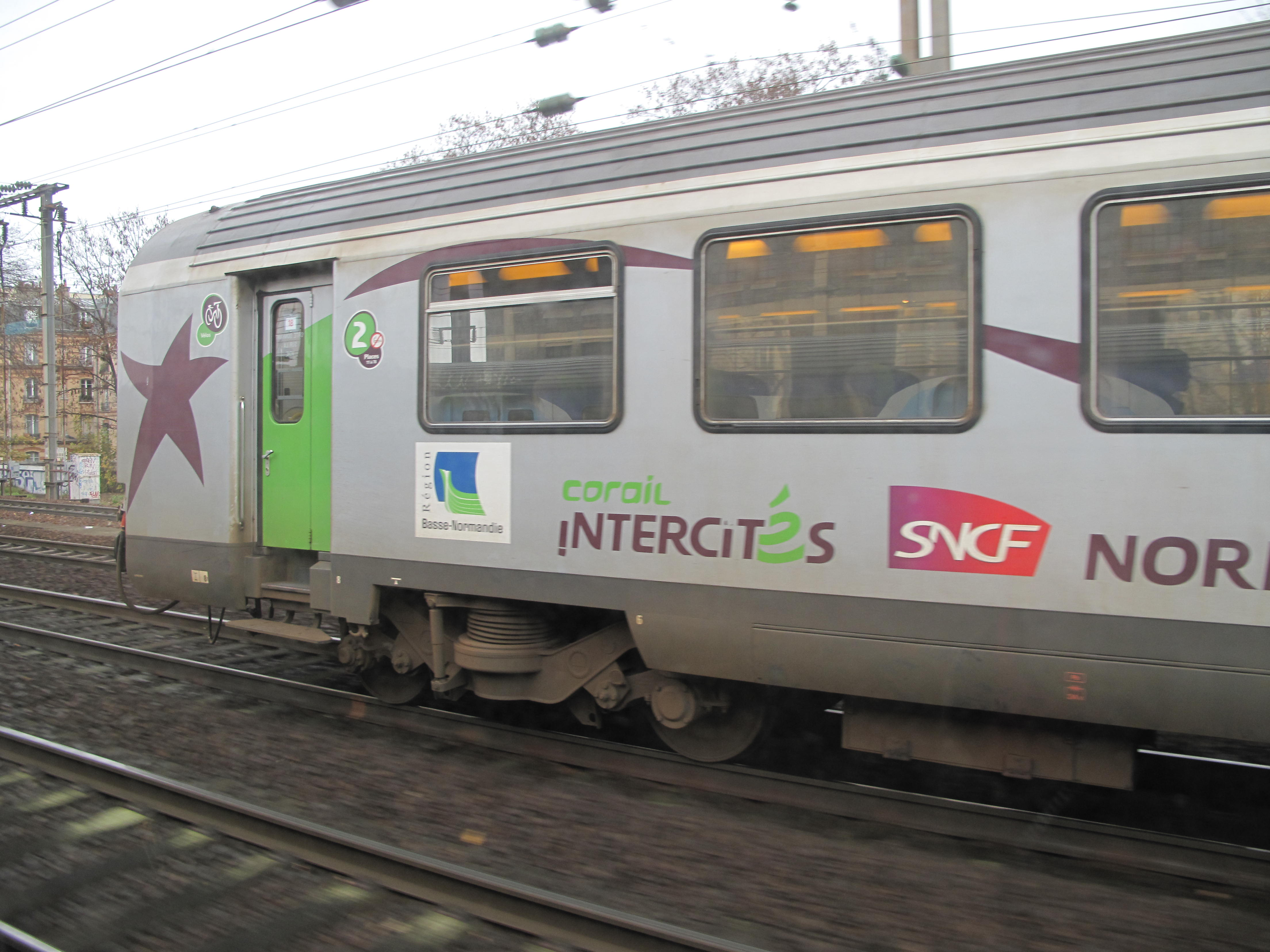
Version Intercités Normandie.
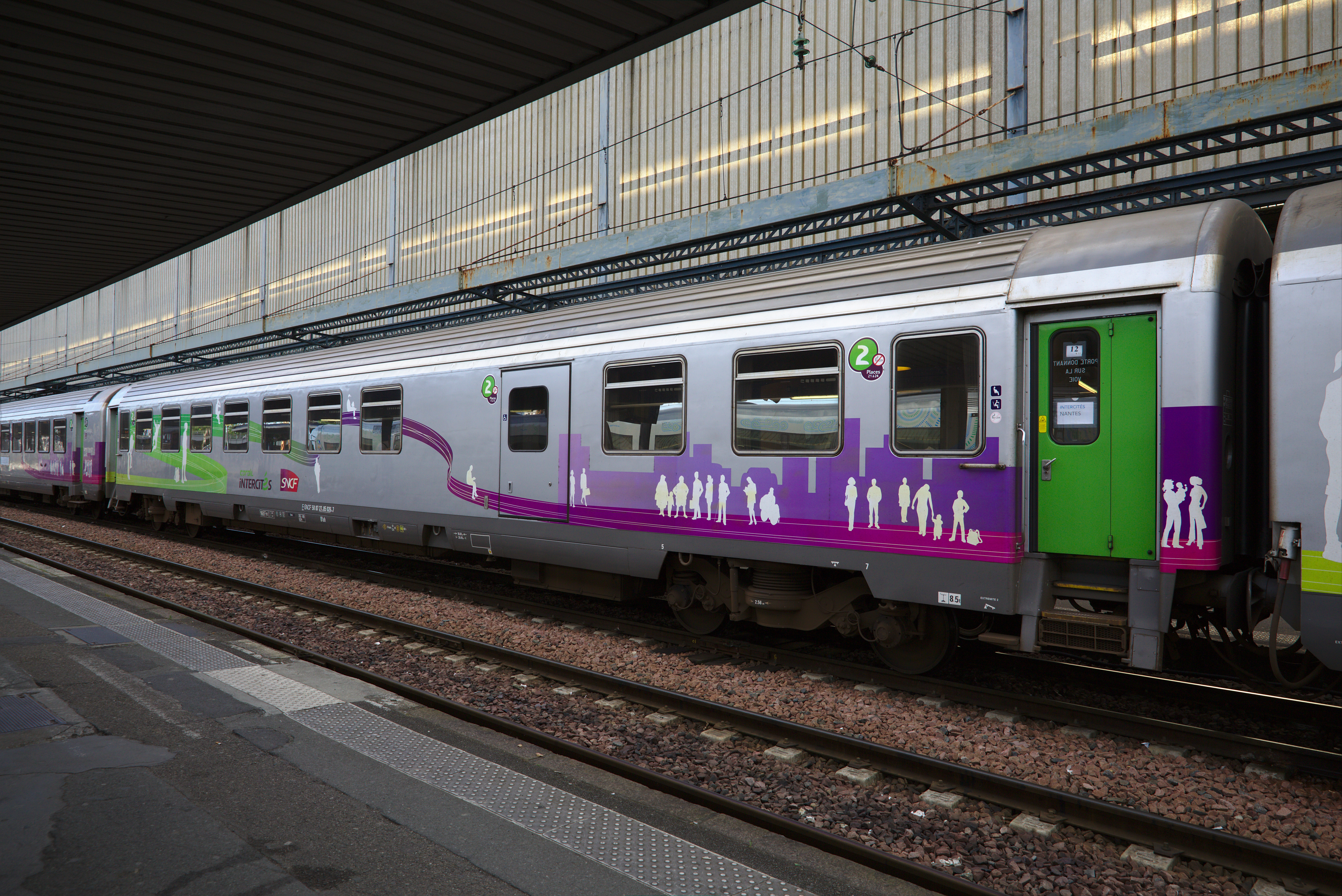
Version Intercités en gare de Bordeaux-Saint-Jean.
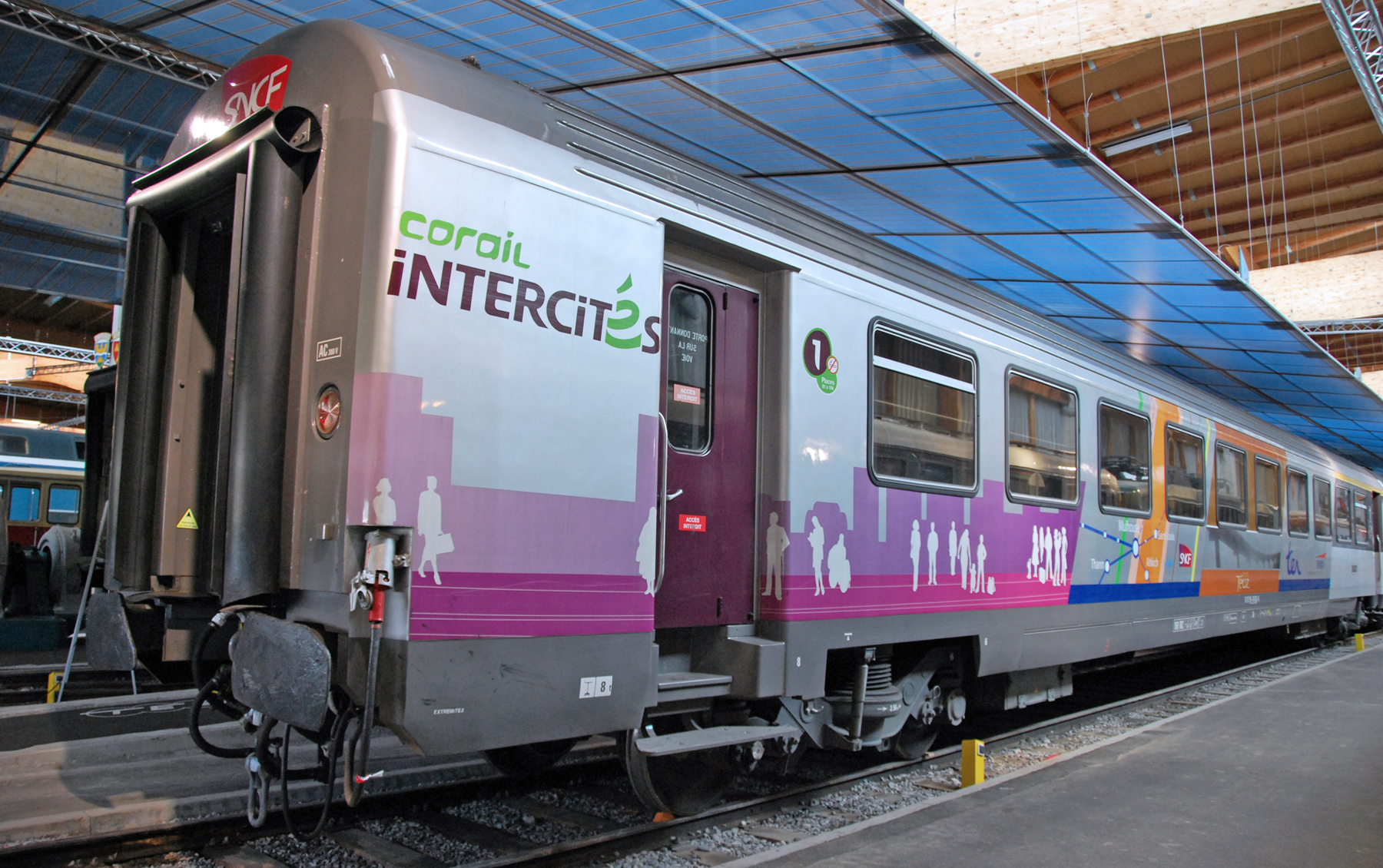
Voiture Corail à la Cité du train présentant différentes variantes.
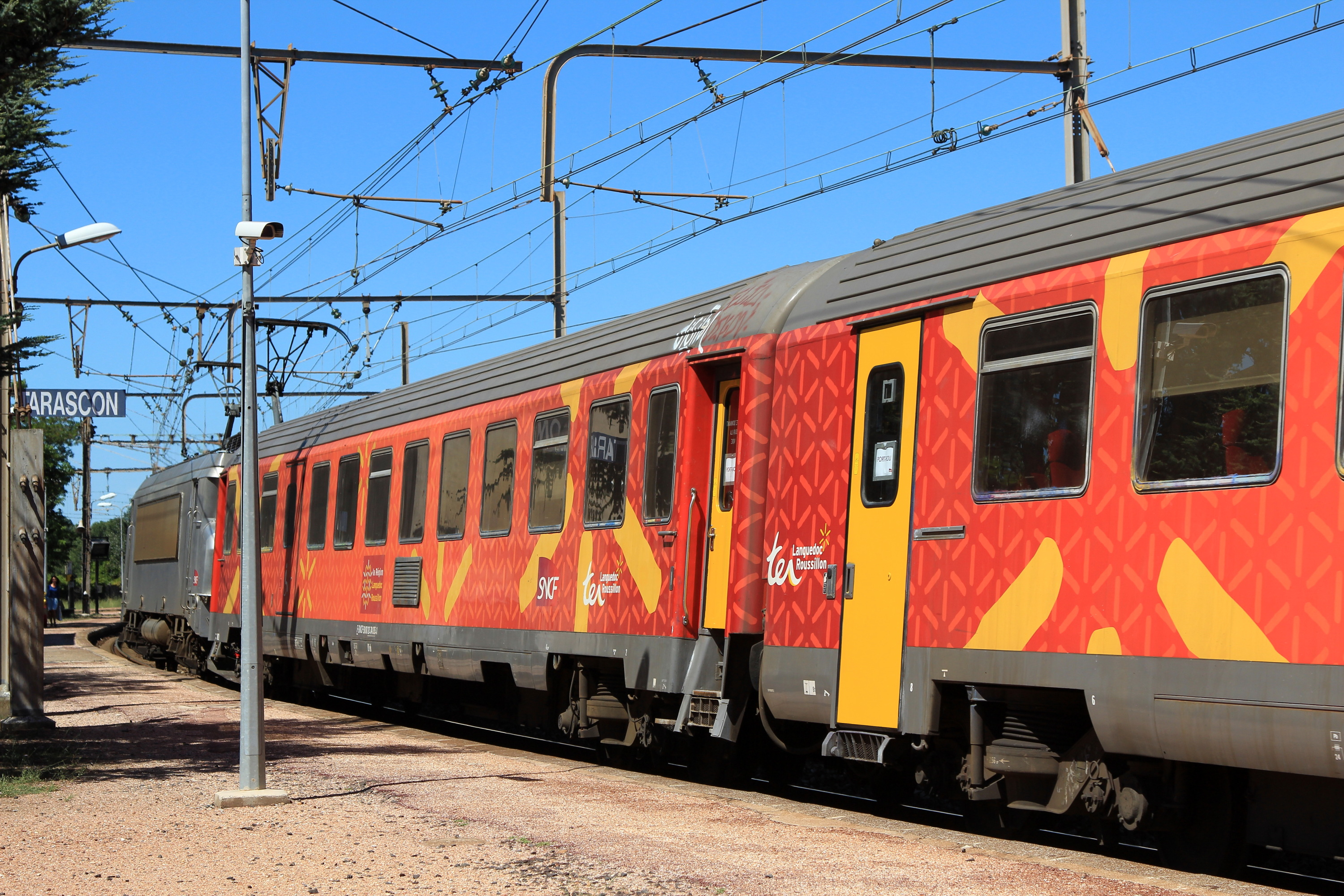
Cas particulier : voitures Corail TER Languedoc-Roussillon.

### Livrée Lunéa 2004
Elle est à base de bleu nuit (bas de caisse gris) et portes jaunes pour trains couchettes.
- Voitures : Voiture Corail de type Vu

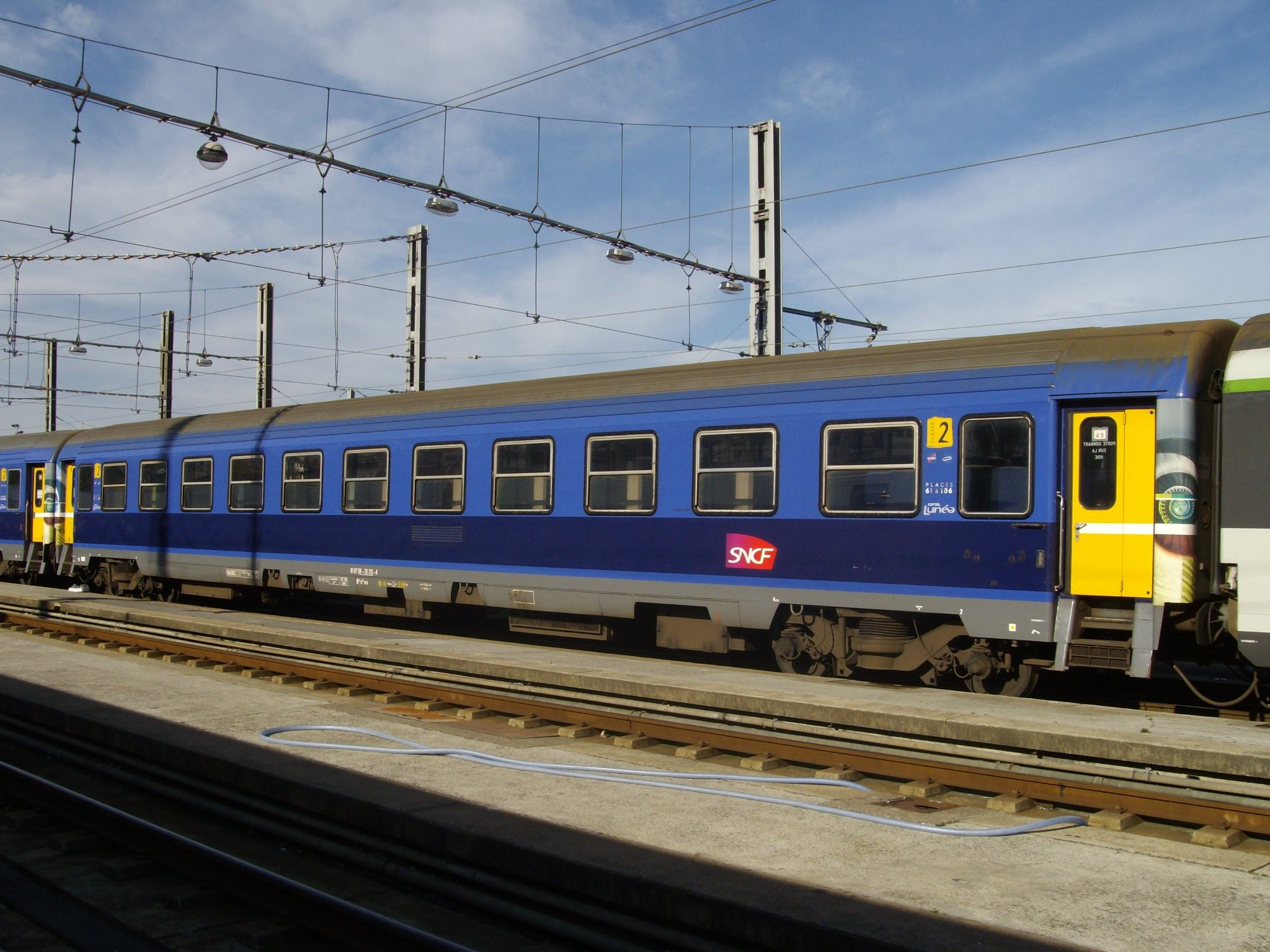
Voiture-couchette Corail Lunéa.
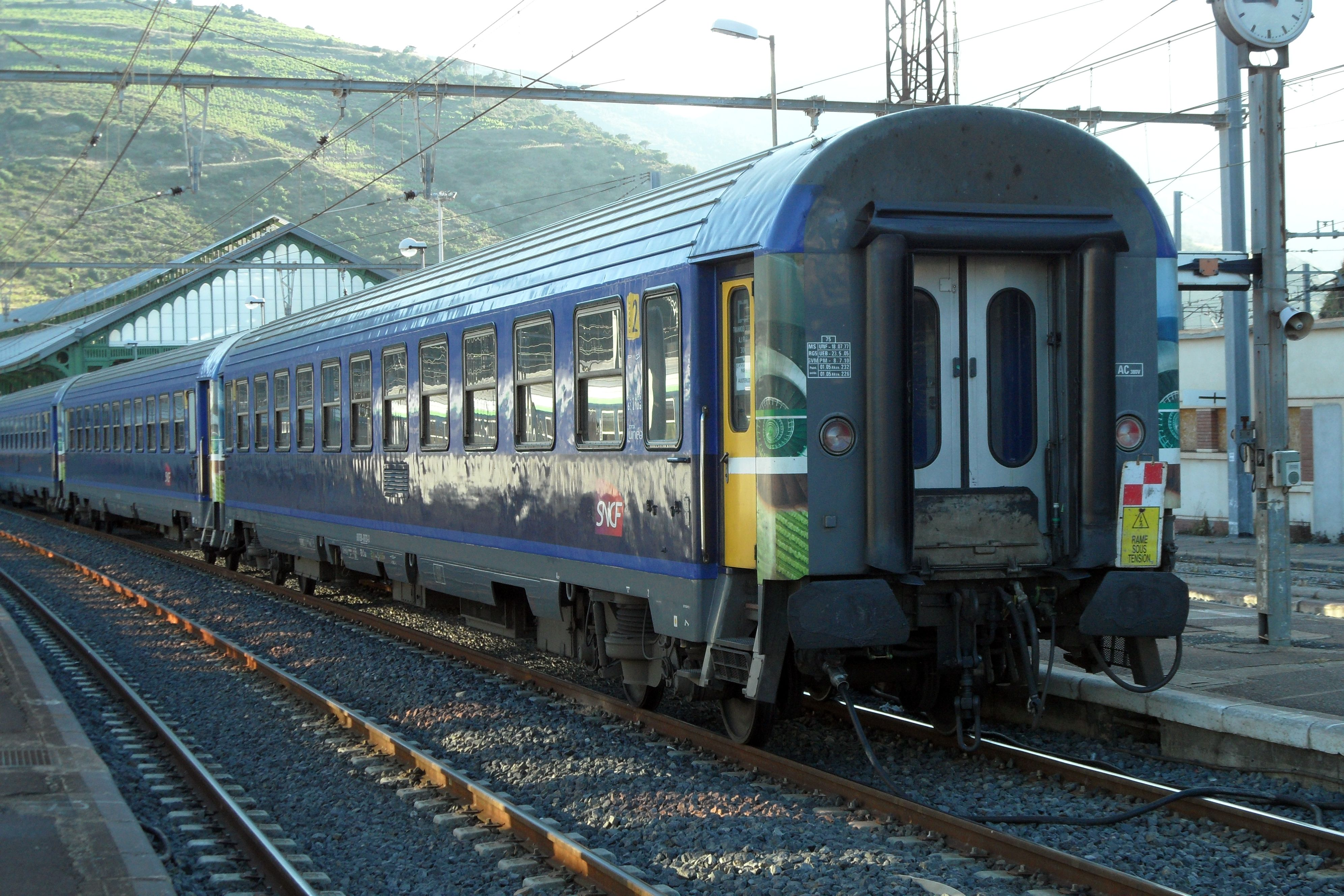
L'arrière d'un Lunéa à Cerbère

### Livrée Téoz
Cette livrée apparait en 2003 dans le cadre du lancement des trains Téoz (Corail rénovés). Les voitures 2de classe sont bleues, les voitures 1re classe sont jaunes et orange et la voiture service est verte. Des images pelliculées décorent les voitures.
- Voitures : Voiture Corail rénovées

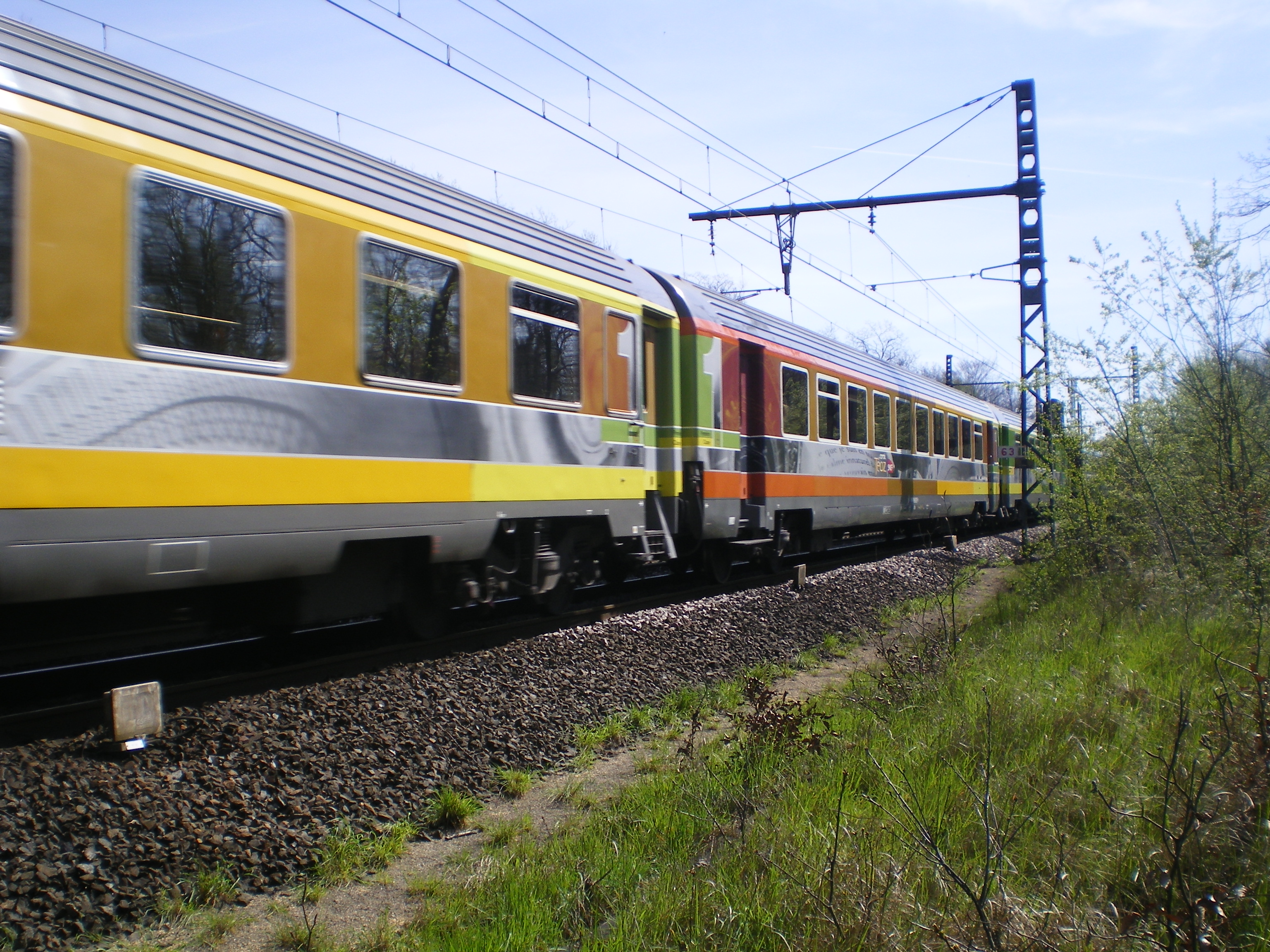
Téoz près de Thomery.
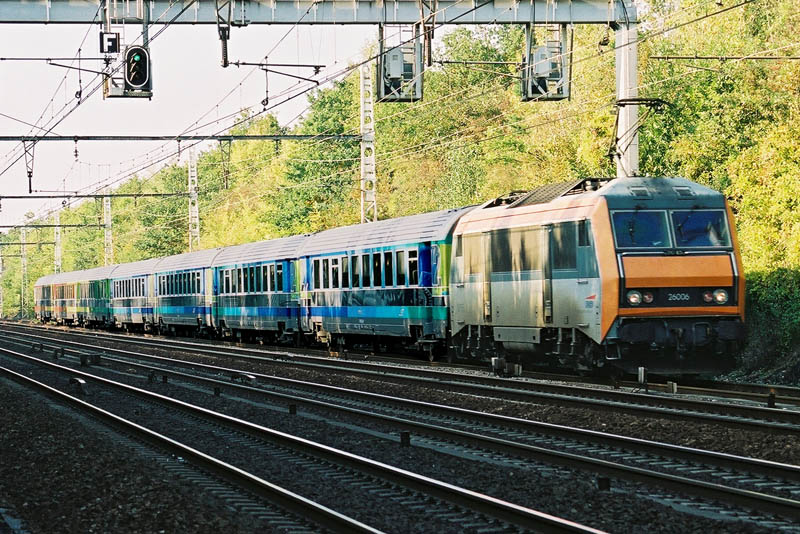
BB 26006 tractant une rame Téoz pour Clermont-Ferrand, en octobre 2003.
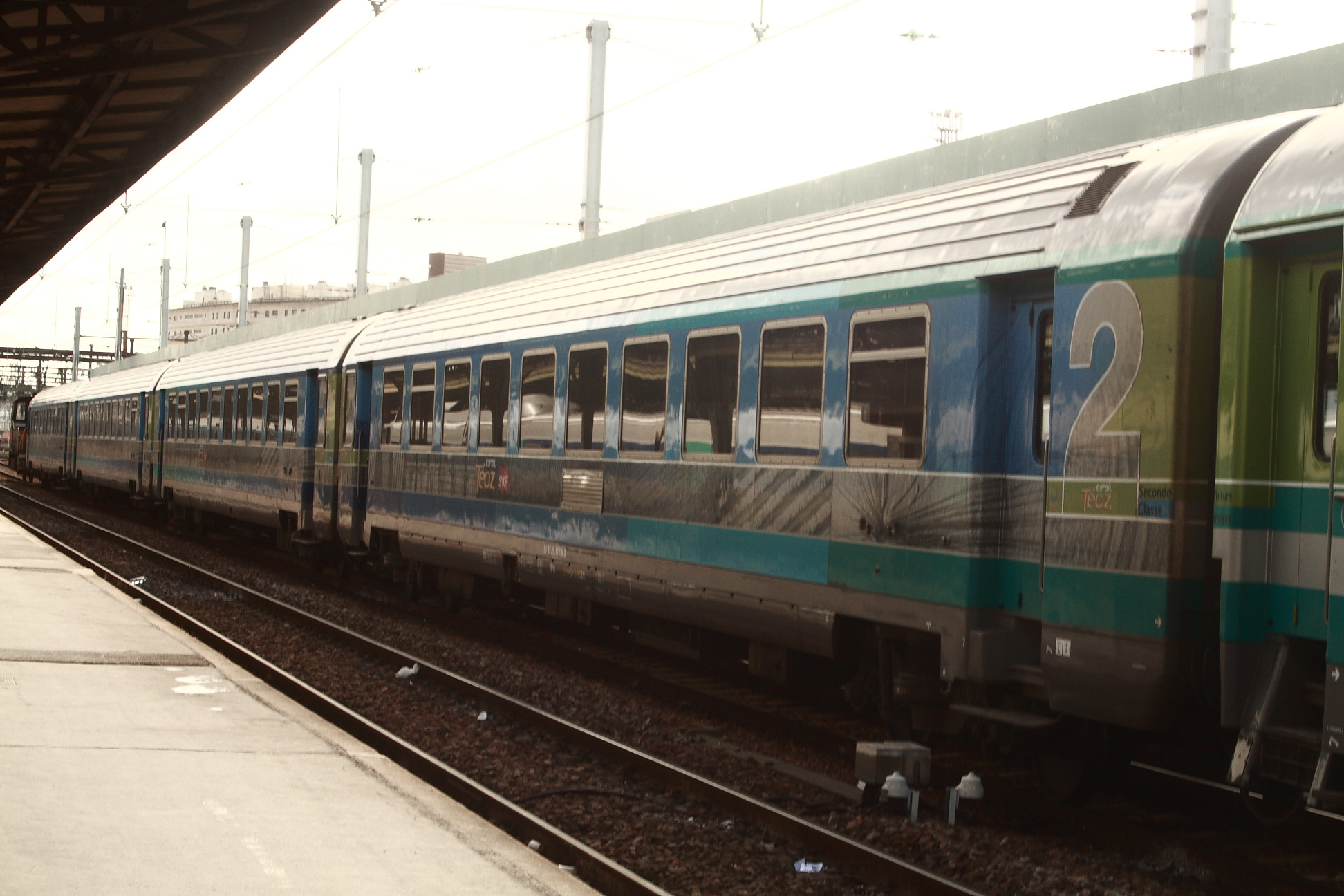
Voitures Téoz de 2e classe à Paris-Gare-de-Lyon.

### Livrée Carmillon
Cette livrée s'applique aux dernières voitures Corail rénovées à partir de 2011. Elle est à base de gris métallisé et de noir, portes et bandeau horizontal « carmillon ». Sur le matériel de nuit, le gris métallisé est remplacé par du blanc.

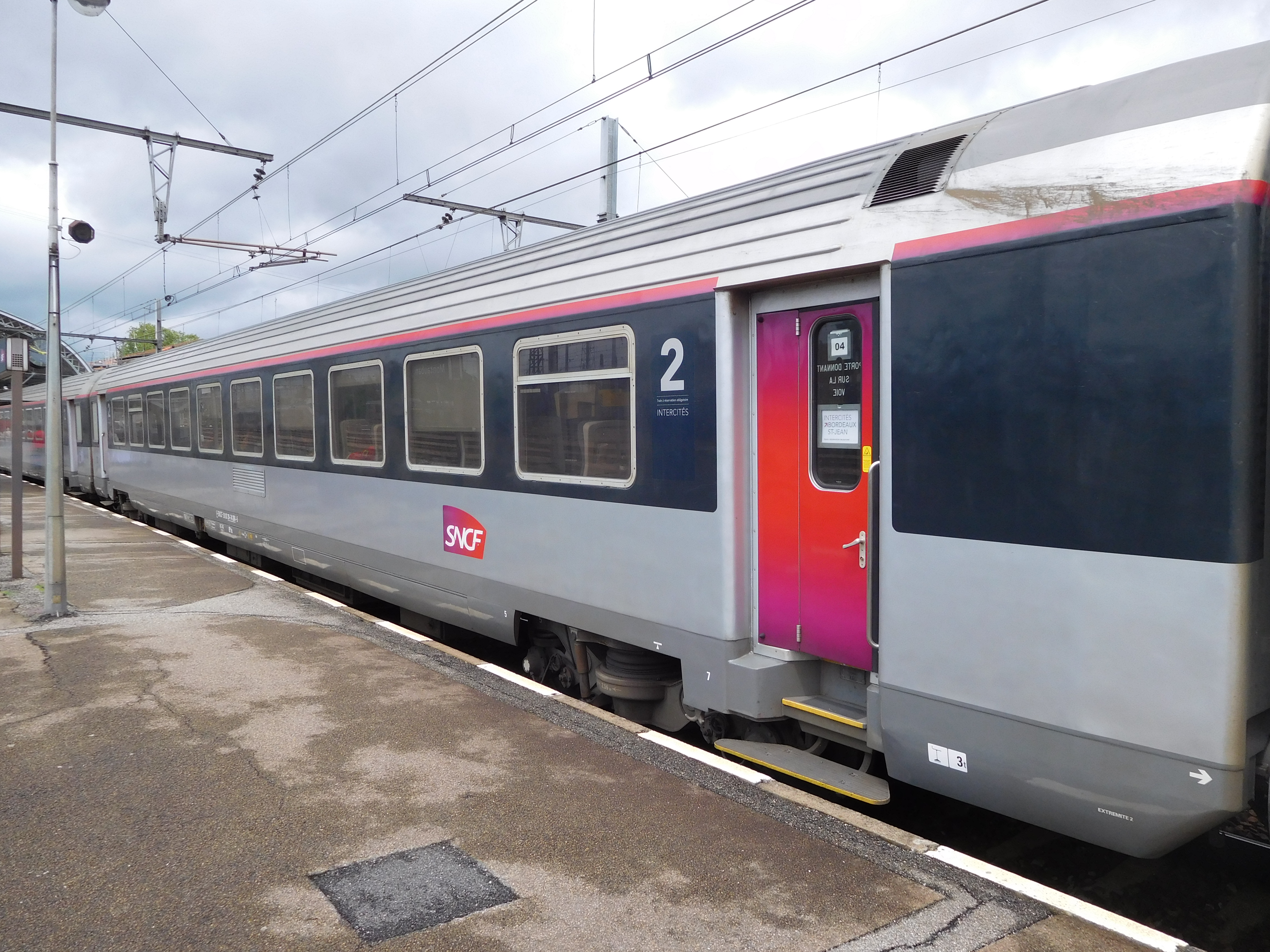
Livrée Carmillon sur voiture Corail à Montauban-Ville-Bourbon.
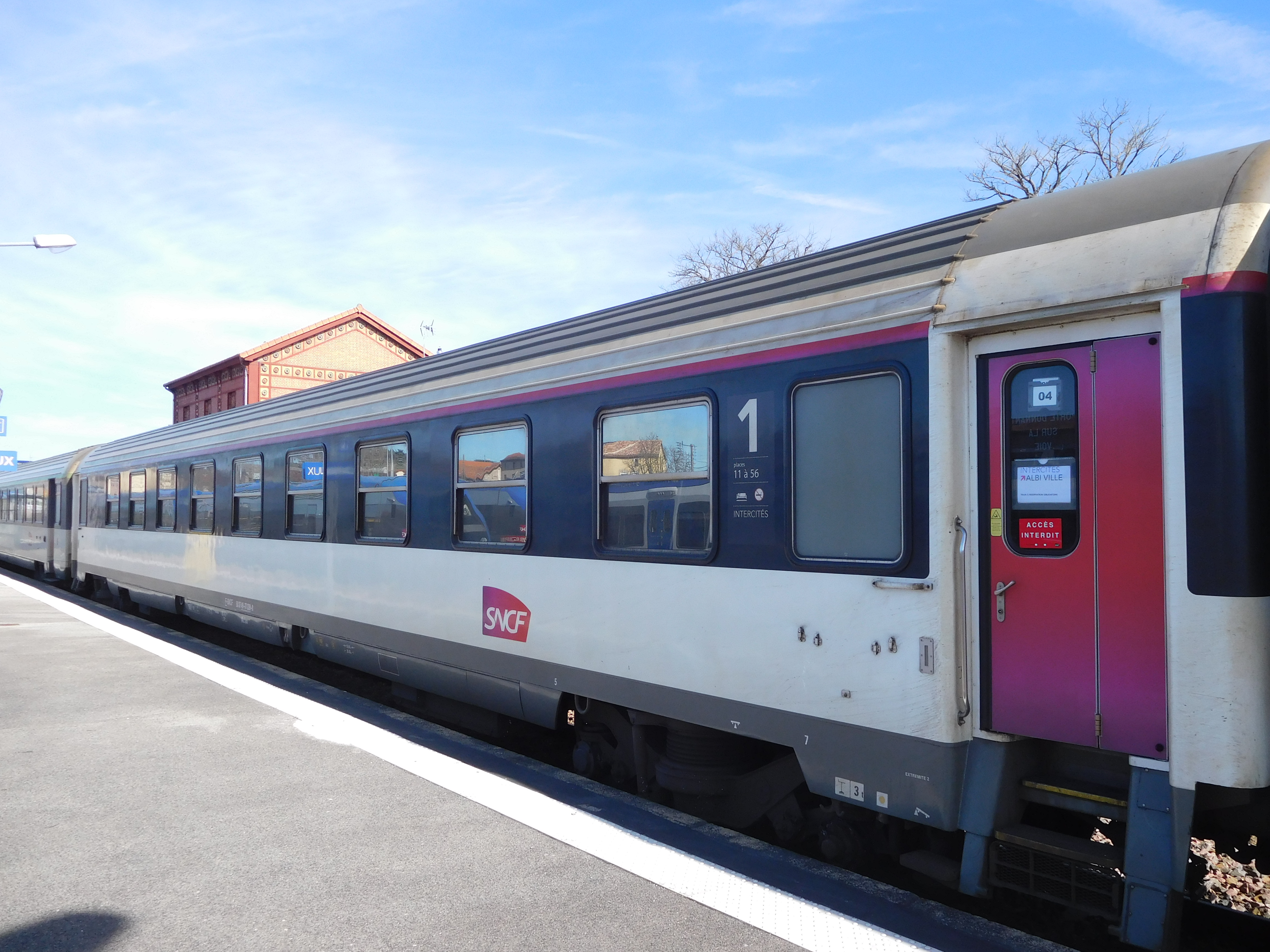
Livrée Carmillon nuit sur voiture-couchettes à Carmaux.

### Livrée Ouigo Train Classique
Cette livrée est apparue avec le lancement du service à bas coûts Ouigo Train Classique, à partir du 11 avril 2022. Les voitures Corail concernées sont peintes en rose, avec des portes bleu ciel.

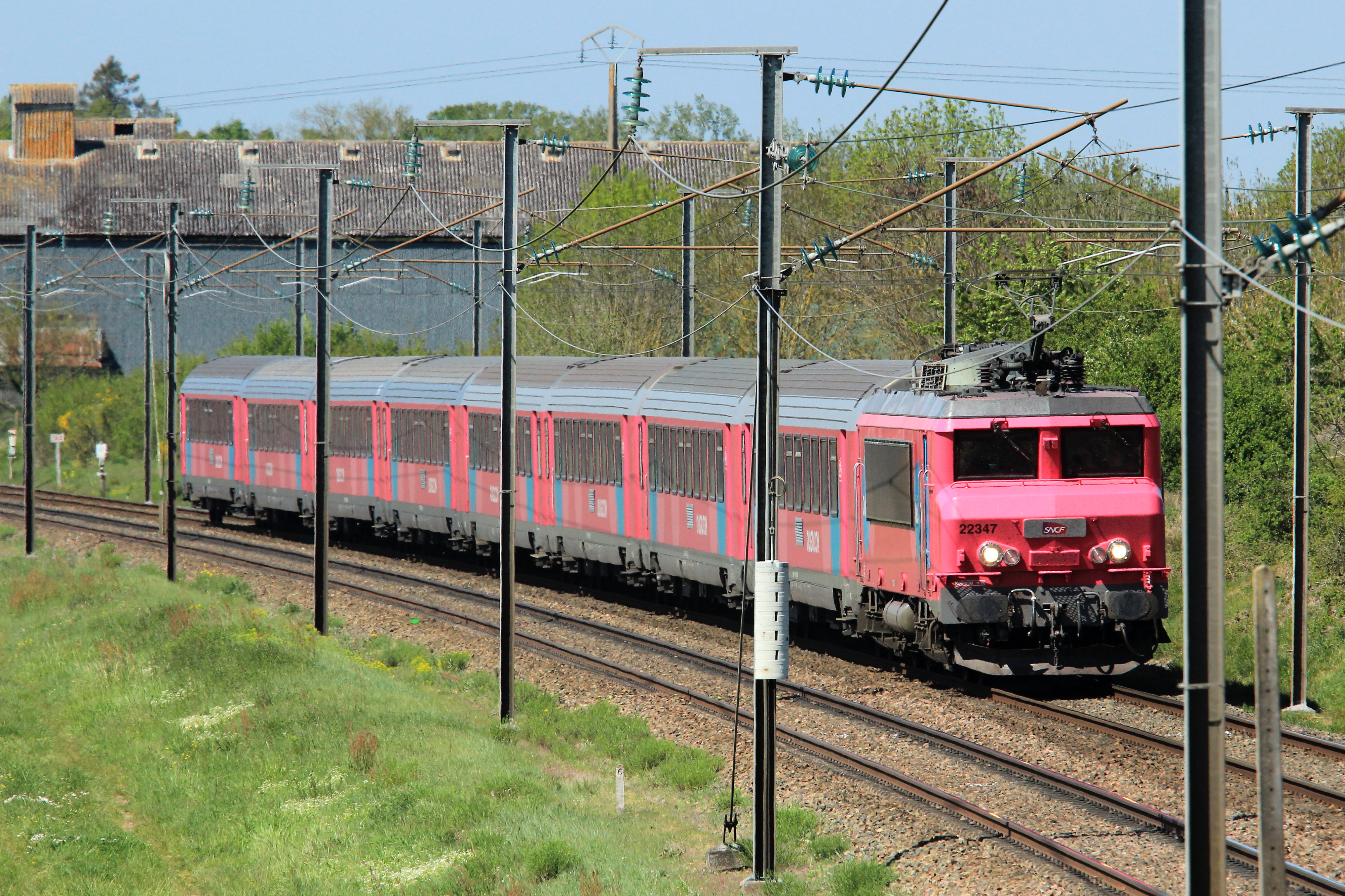
Rame de voitures Corail.
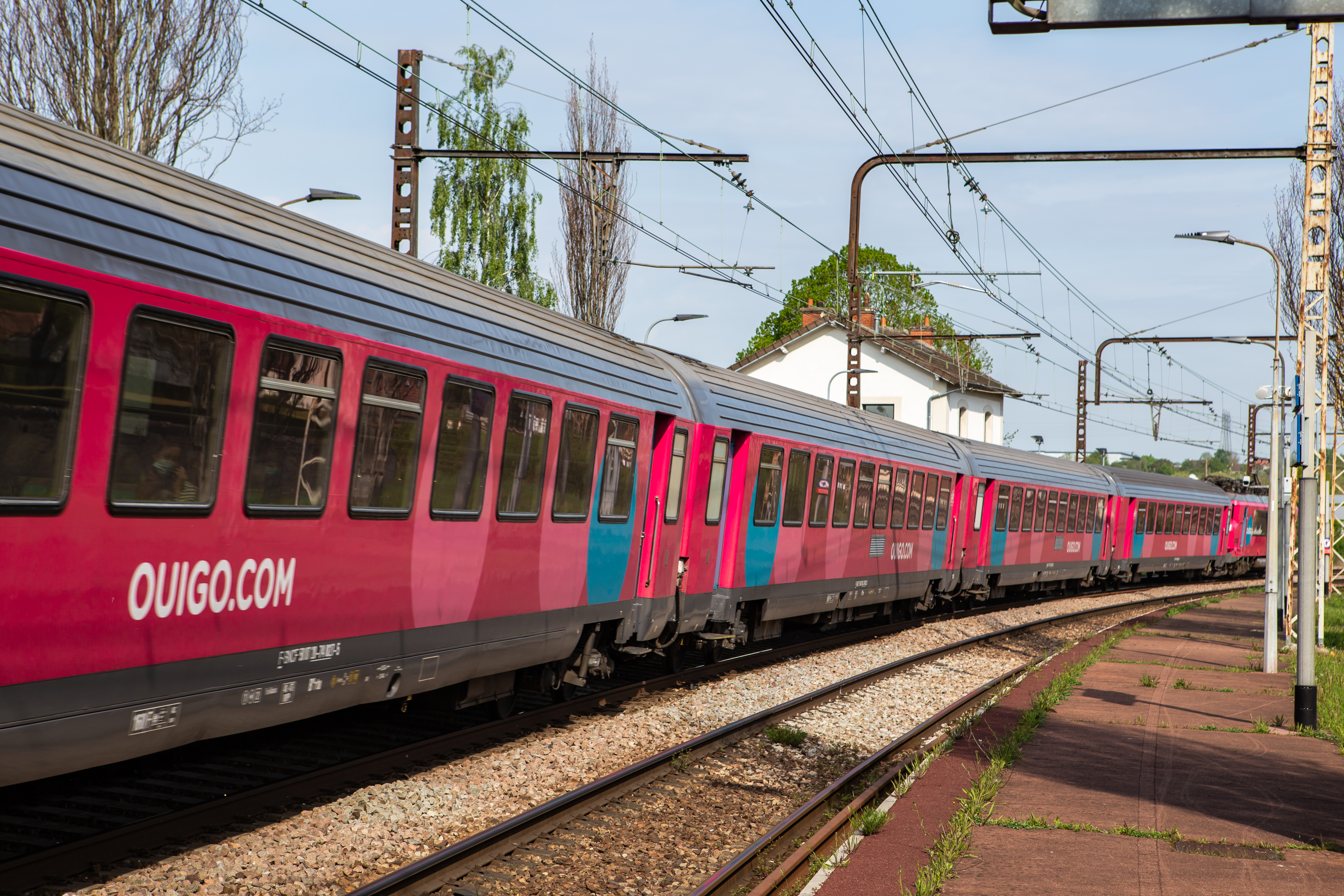
Même composition, à Villabé.

## Matériel de banlieue de Paris

### Livrée inox
Les années 1950 voient l'arrivée en banlieue parisienne de nombreuses rames tractées et rames automotrices inox.
Parmi ces matériels, les Z 6400, mises en service à partir de 1976, se distinguent par une livrée inox dotée d'un large bandeau bleu à hauteur des fenêtres et d'une façade ornée d'un logo SNCF bleu sur fond jaune.

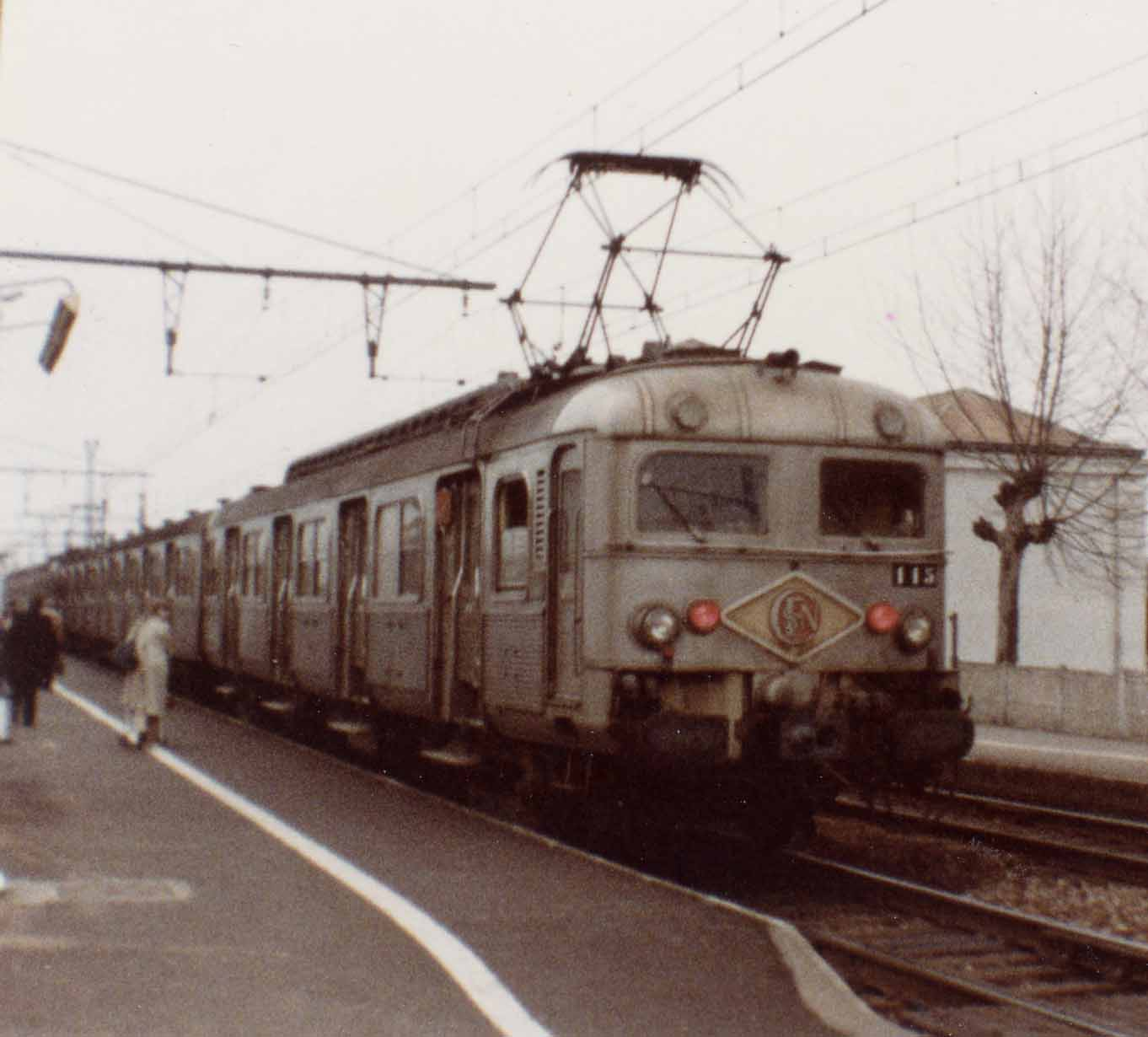
Z 5115.
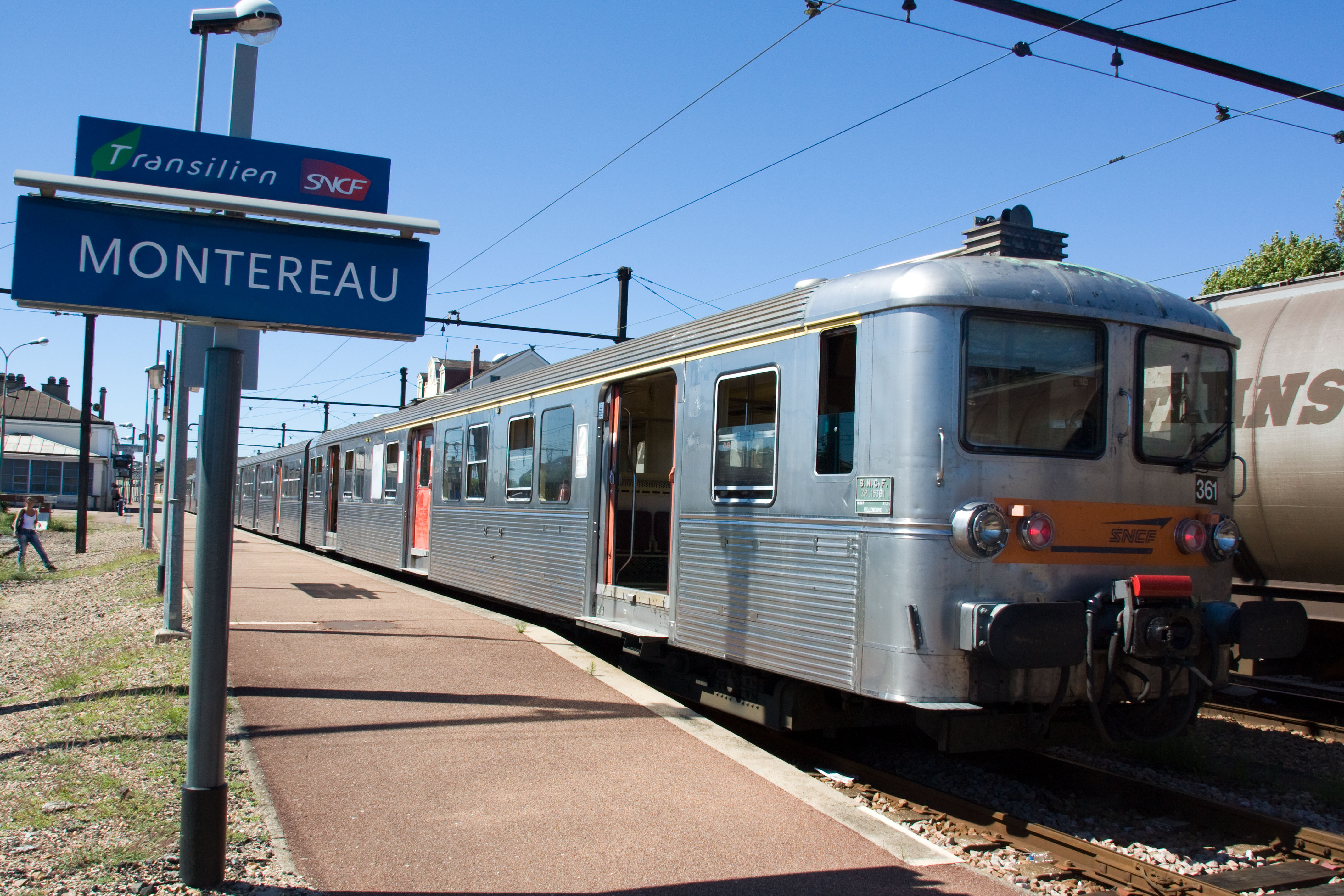
Z 5361.
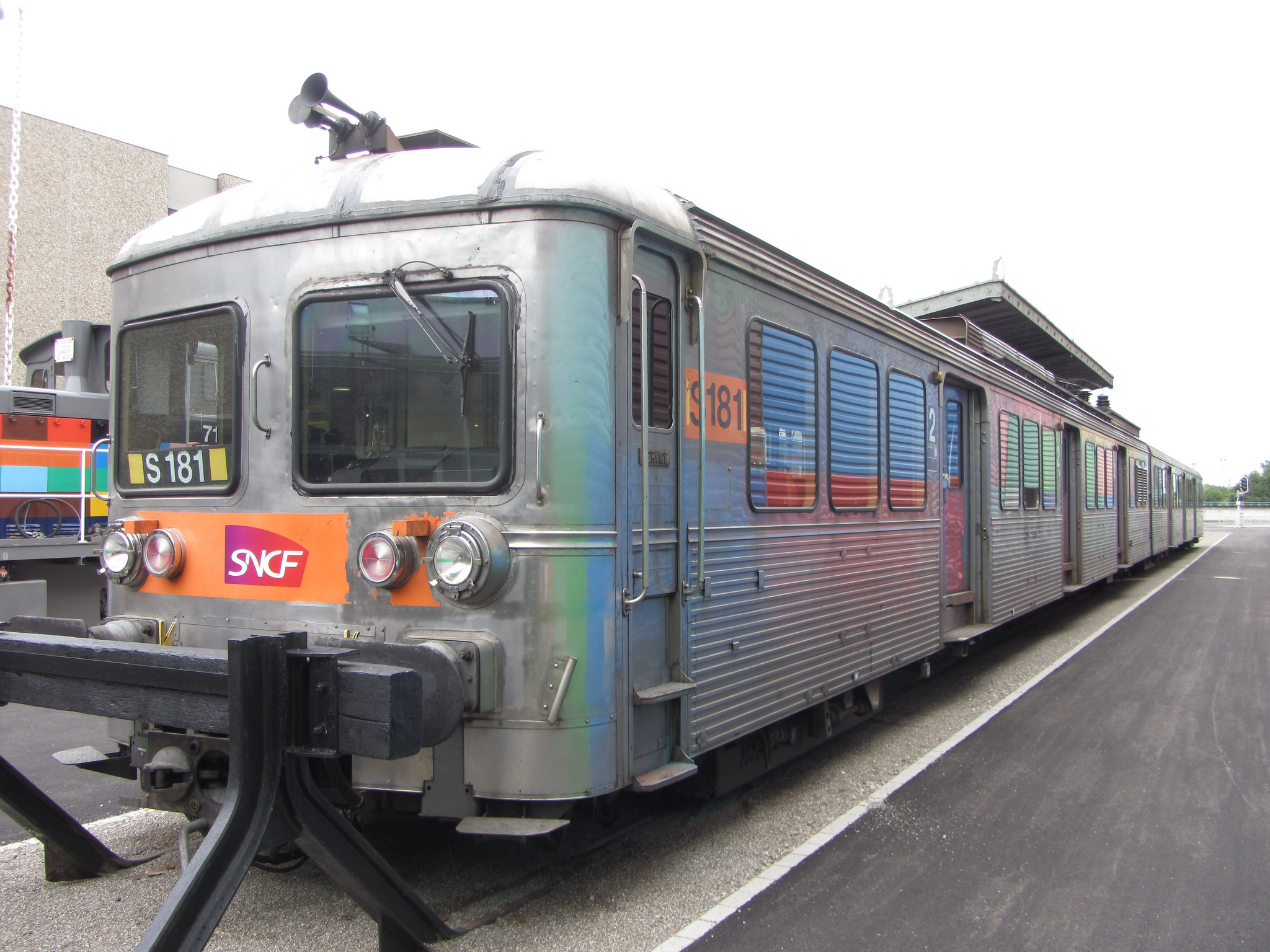
Z 6181.
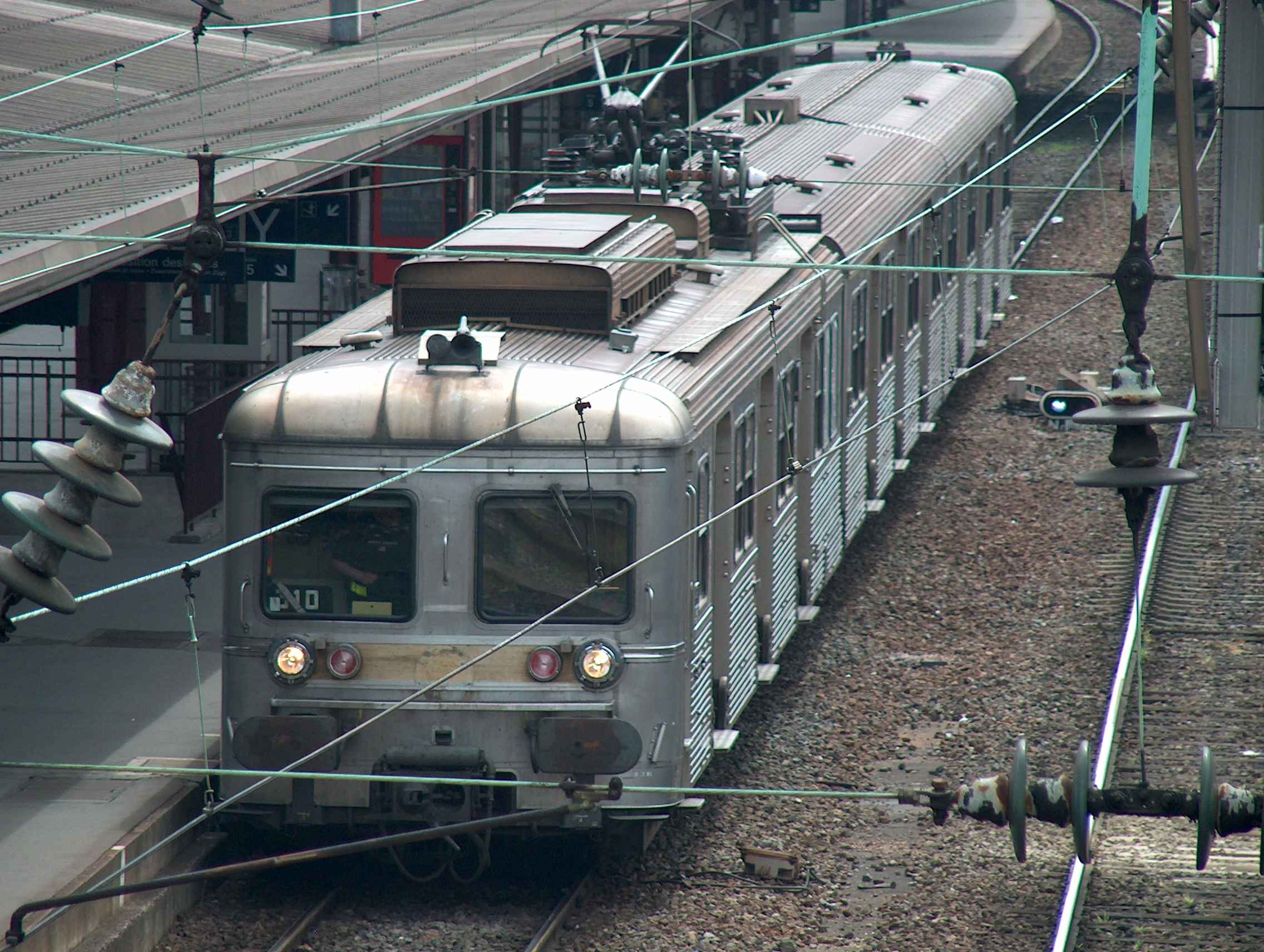
Z 6300.
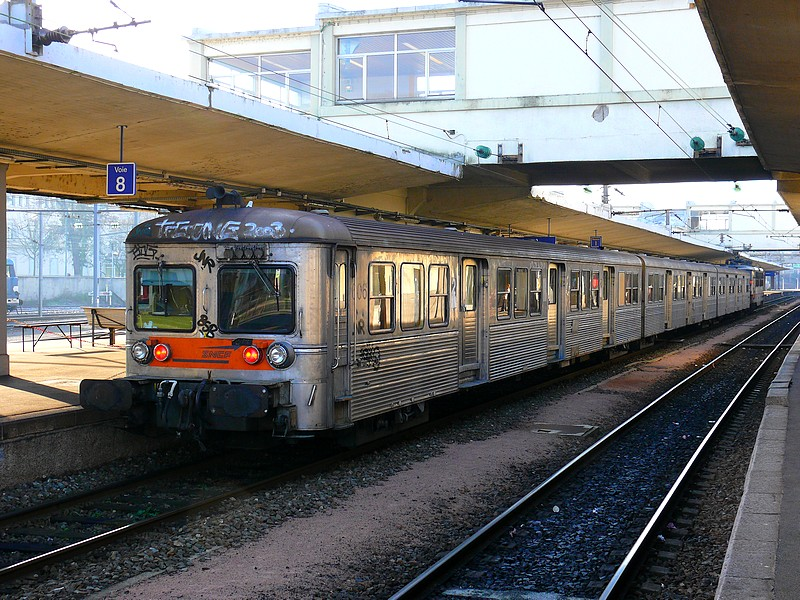
RIB 76.

### Livrée d'origine des voitures à deux niveaux
Les voitures de banlieue à deux niveaux (VB 2N), mises en service à partir de 1975, sont à l'origine habillées d'une livrée gris béton avec un bandeau orange (parfois dit « jaune ») encadré de bandes anthracite. Les VO 2N et VR 2N ont également utilisé cette livrée. Cette livrée disparaît des rames VB2N en 1995, au profit de la livrée Île-de-France.

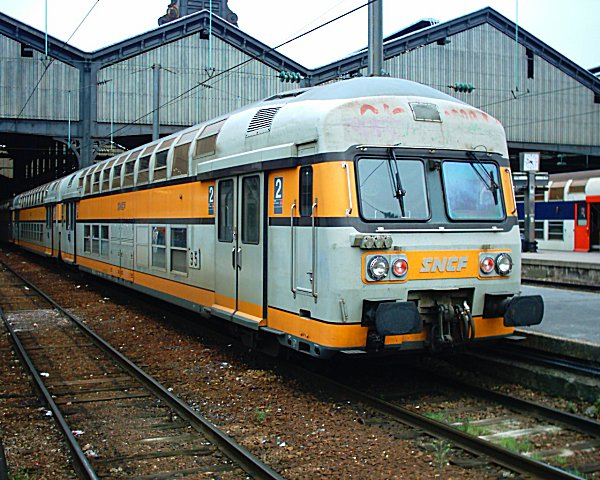
VB 2N 35.
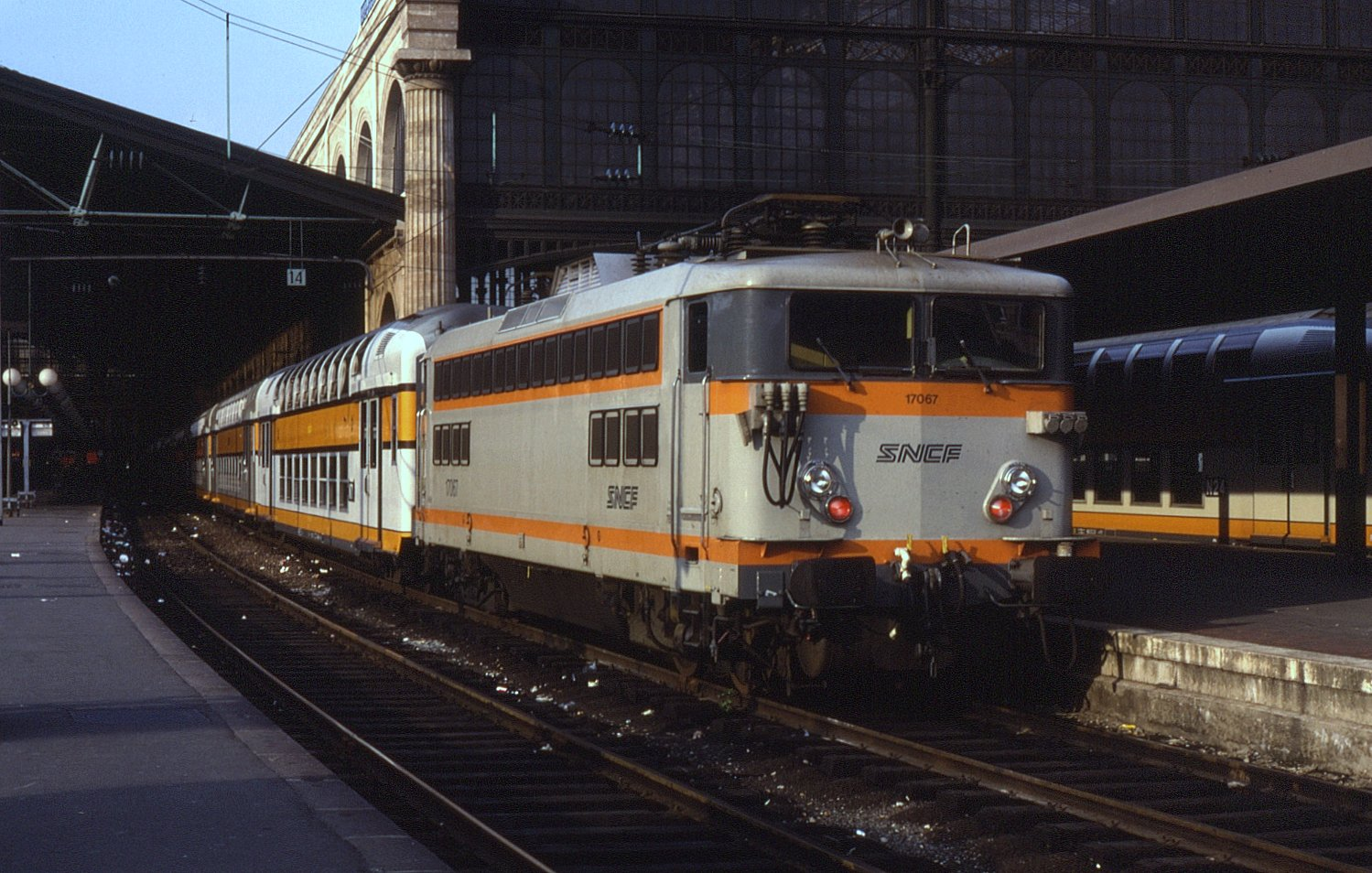
BB 17017 en livrée béton tractant une rame VB 2N.
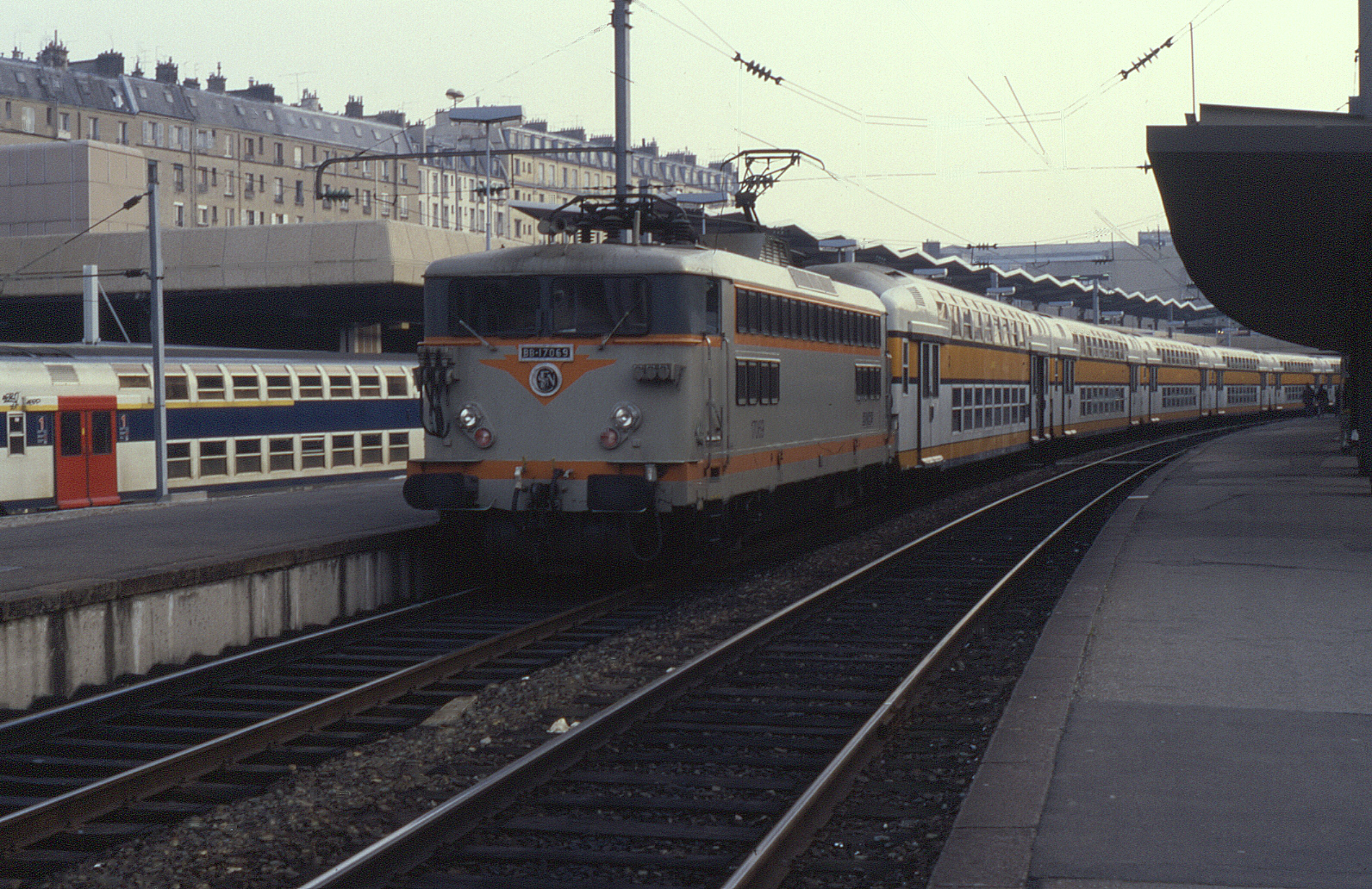
BB 17069 en livrée béton tractant une rame VB 2N.

### Livrée bleu marine
Cette livrée atypique à base de bleu marine est apparue en 1976, lors de la livraison des premières automotrices inox Z 6400, pour la banlieue de Paris Saint-Lazare ainsi que pour la navette ferroviaire Roissy-Rail. Ces rames conserveront cette livrée jusqu'à la perdre progressivement à l'occasion de leur rénovation entre 1999 et 2005, où cette livrée originelle est remplacée par la livrée Île-de-France. 

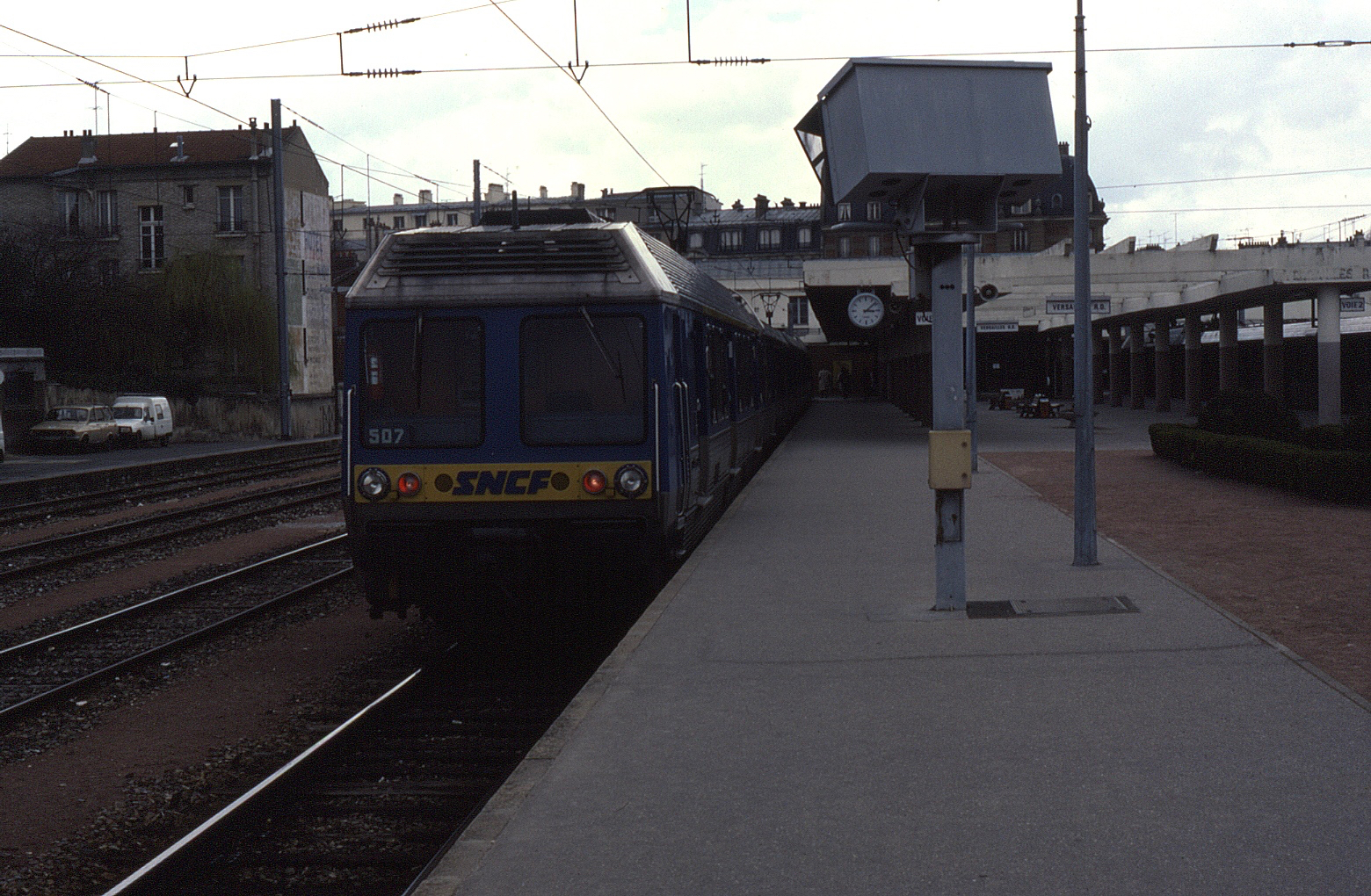
Z 6400.

### Livrée Île-de-France
L'arrivée de matériel neuf en 1980 donne lieu à une livrée dédiée. Cette livrée tricolore bleu-blanc-rouge sera par la suite étendue aux motrices et aux matériels tractés. L'appellation Île de France provient du logo de la région de l'époque (de 1976 à 2000) composé des couleurs bleu, blanc et rouge. La livrée apparaît pour la première fois en 1980 avec les MI 79, puis par les premières générations d'automotrices à deux niveaux (à commencer par les Z 5600) puis se généralise jusqu'au début des années 2000.Le Nord pas de calais avait une livrée similaire , la différence est que les portes et les faces des rames sont jaunes au lieu d'être rouge elle était sur les Z92050 et les VR2N dans cette même région.
De nombreuses séries ont porté cette livrée de leur sortie d'usine jusqu'au changement de livrée durant les rénovations après 15-20 ans de service, à la fin des années 2000. Ces séries sont les MI 79, MI 84, Z 5600, Z 6400, Z 8800, Z 20500, Z 22500 et Z 20900. Dans la famille des rames automotrices à deux niveaux (Z 2N), avec les rénovations où leurs livrées passent à l'occasion en Transilien puis Carmillon, la livrée Île-de-France ne subsiste plus que sur les Z 22500 et les MI 84.

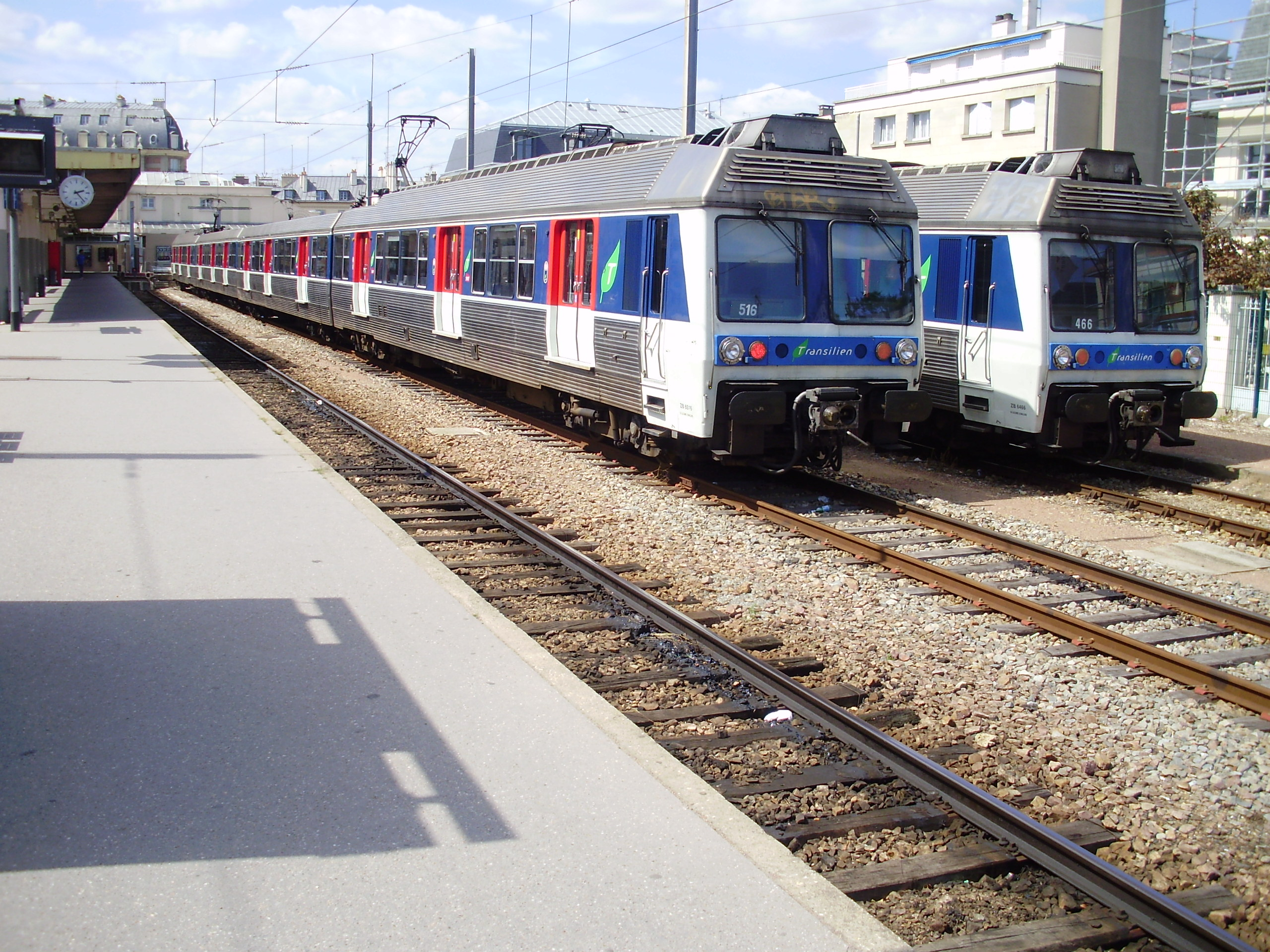
Z 6400.
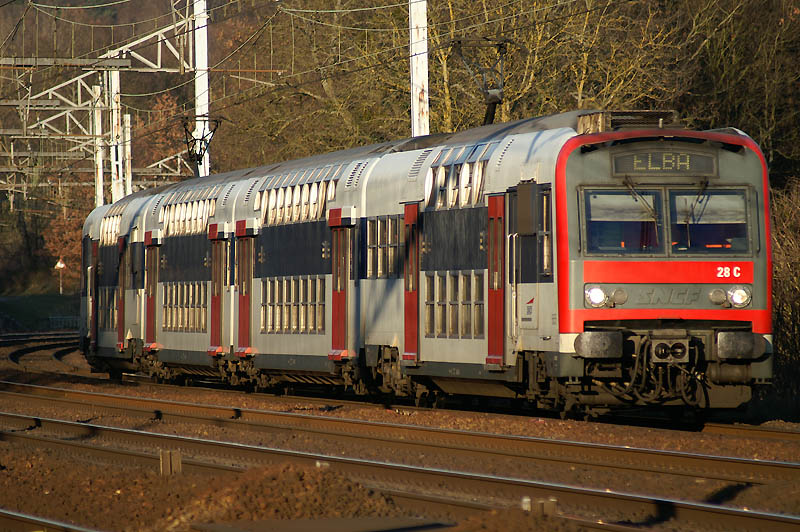
Z 5600.
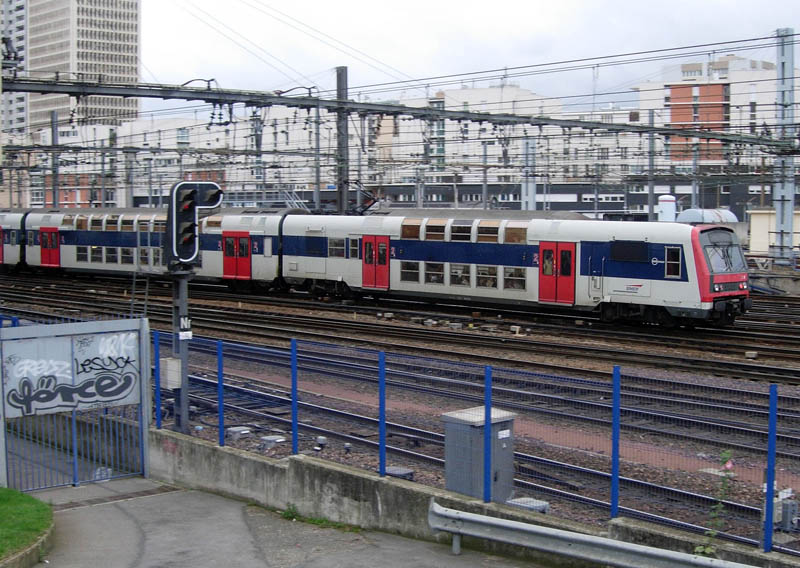
Z 8800.
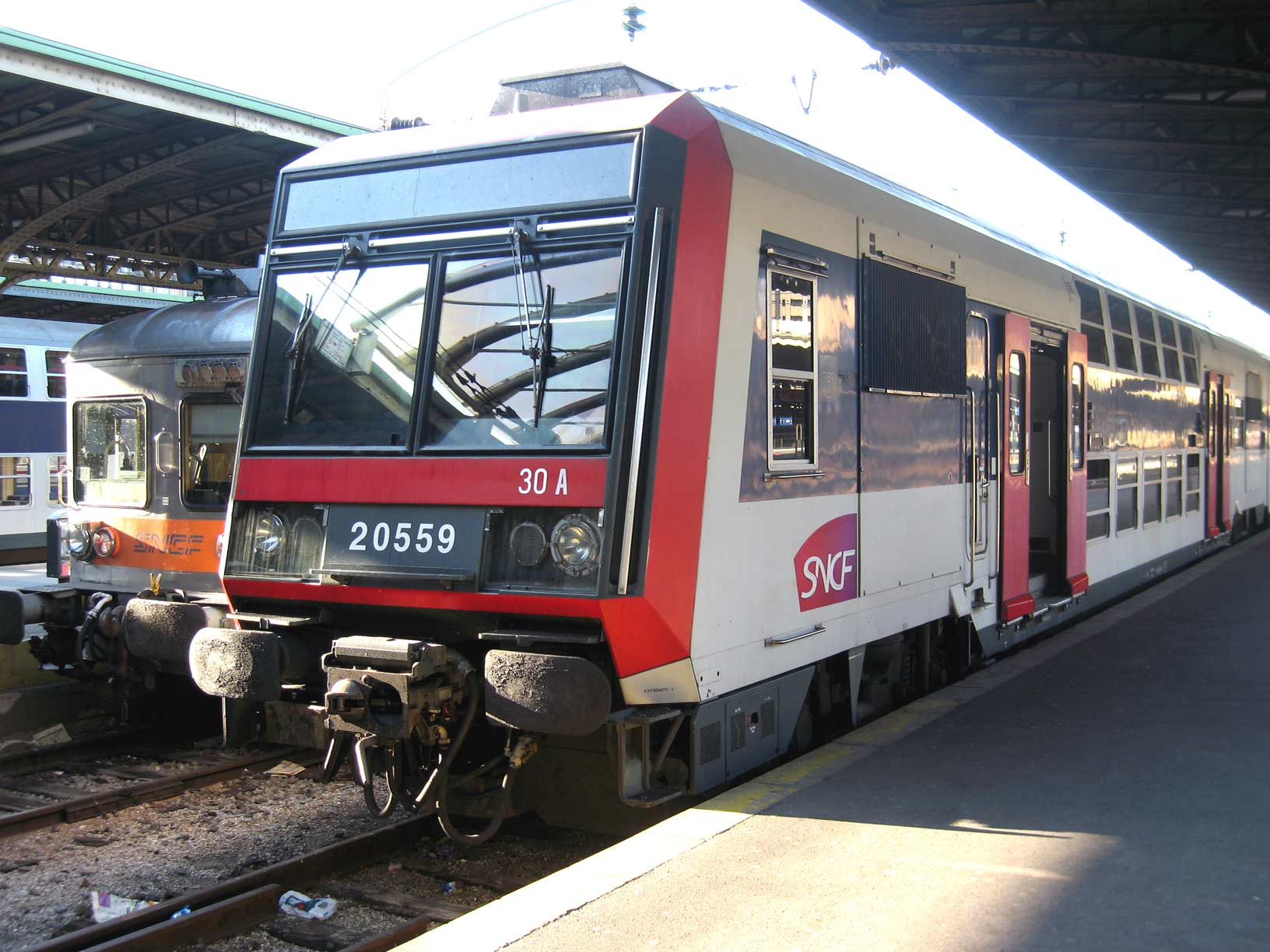
Z 20500.
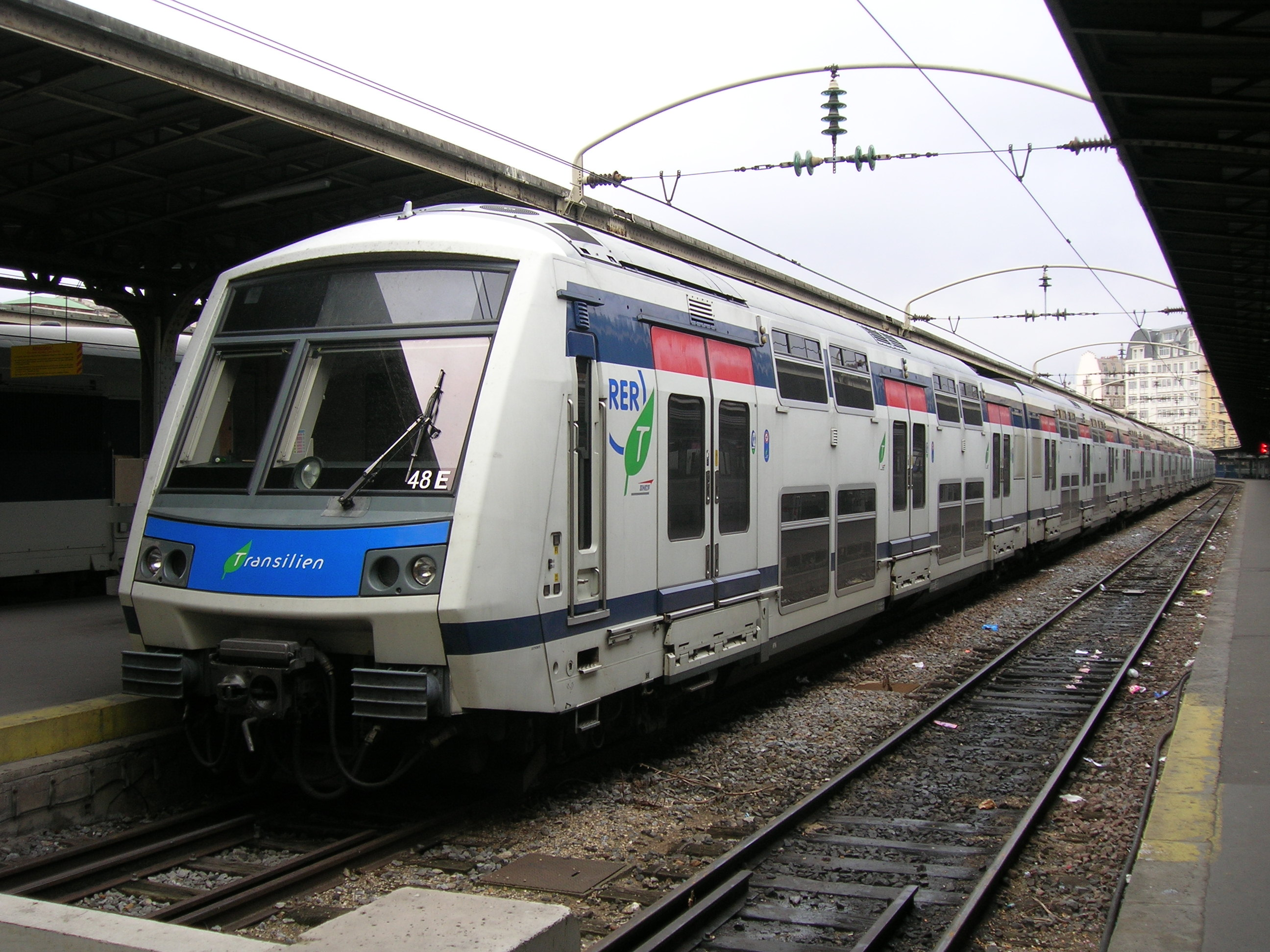
Z 22500.
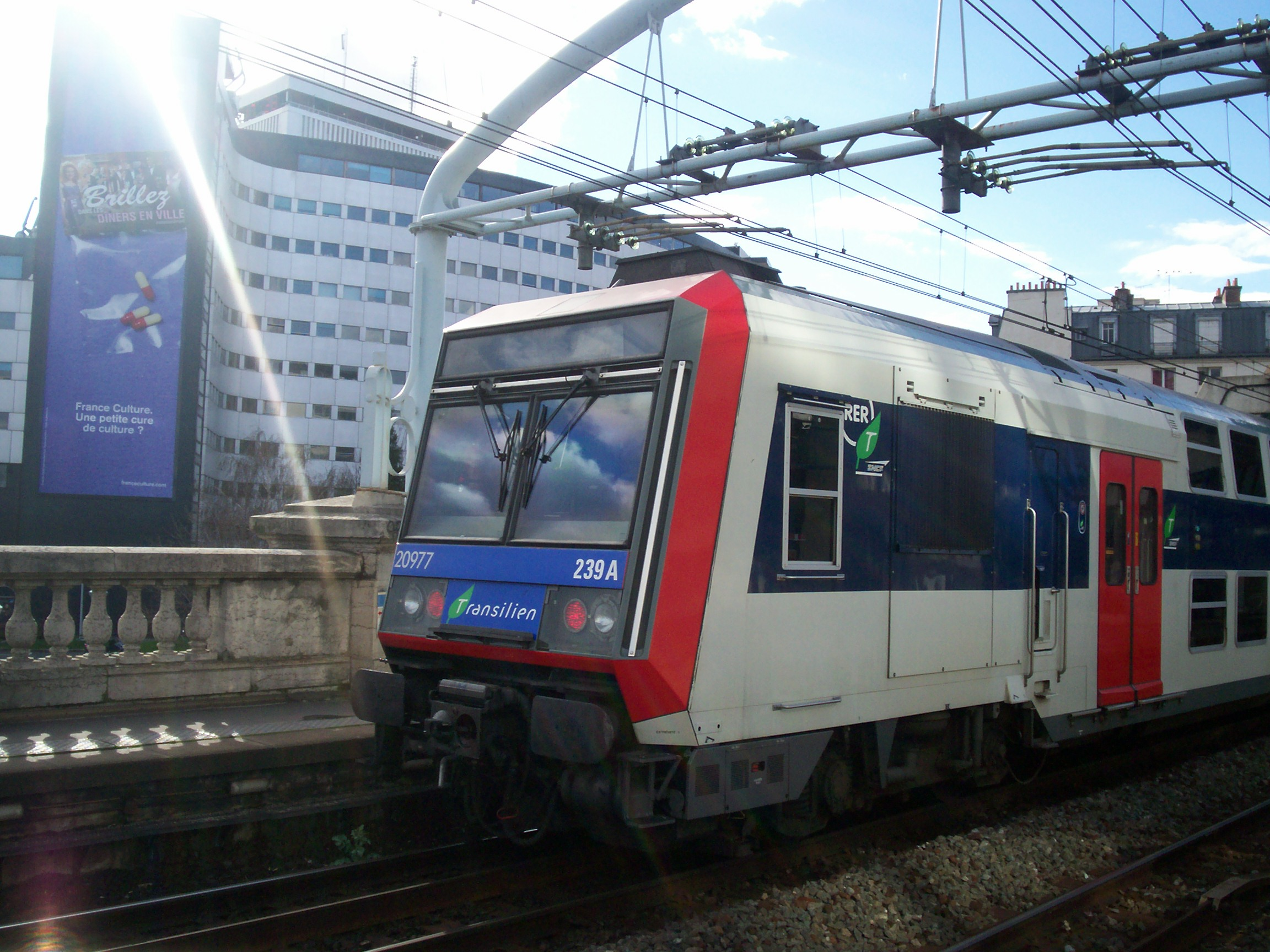
Z 20900.
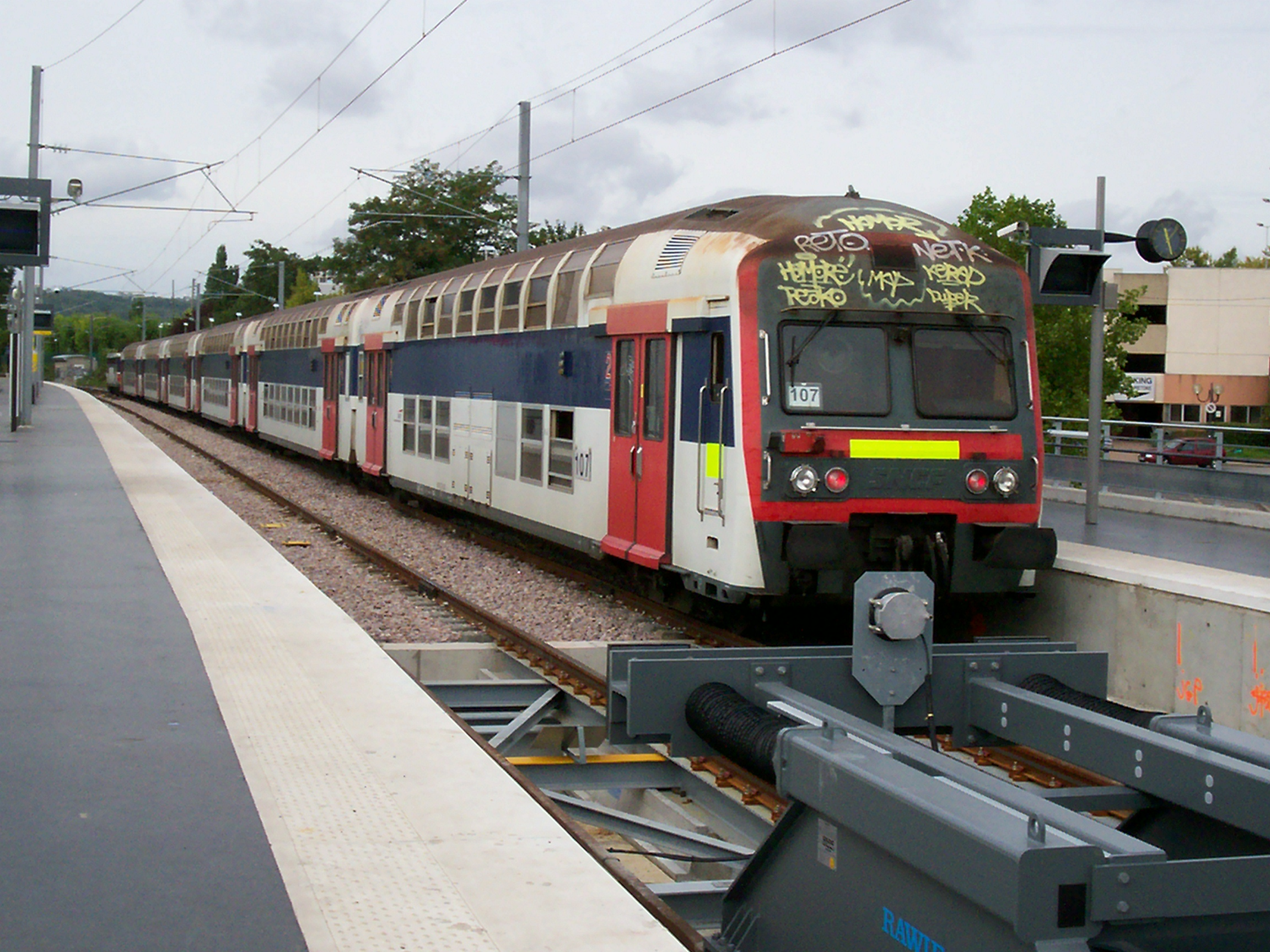
Rame VB 2N.
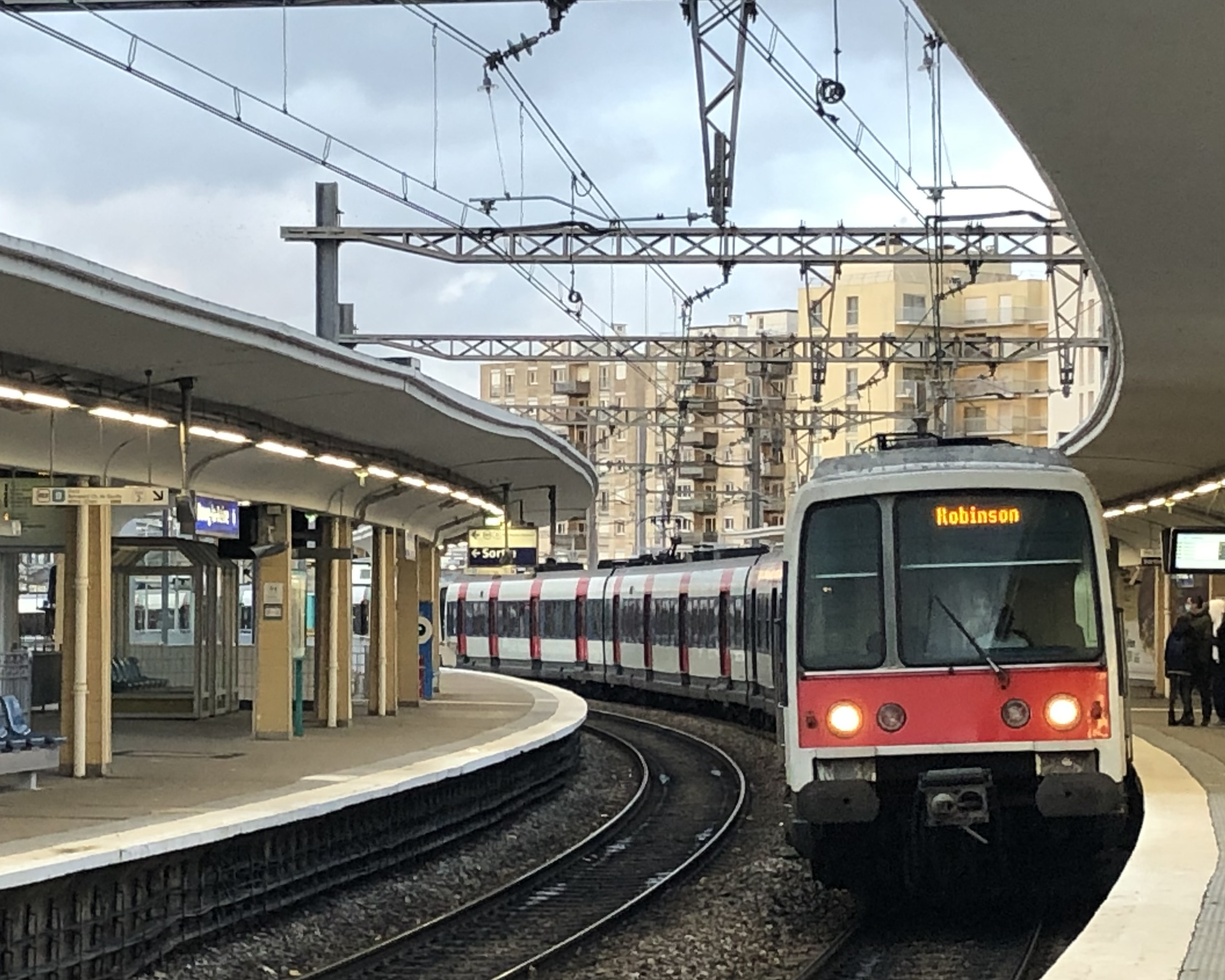
MI 84.
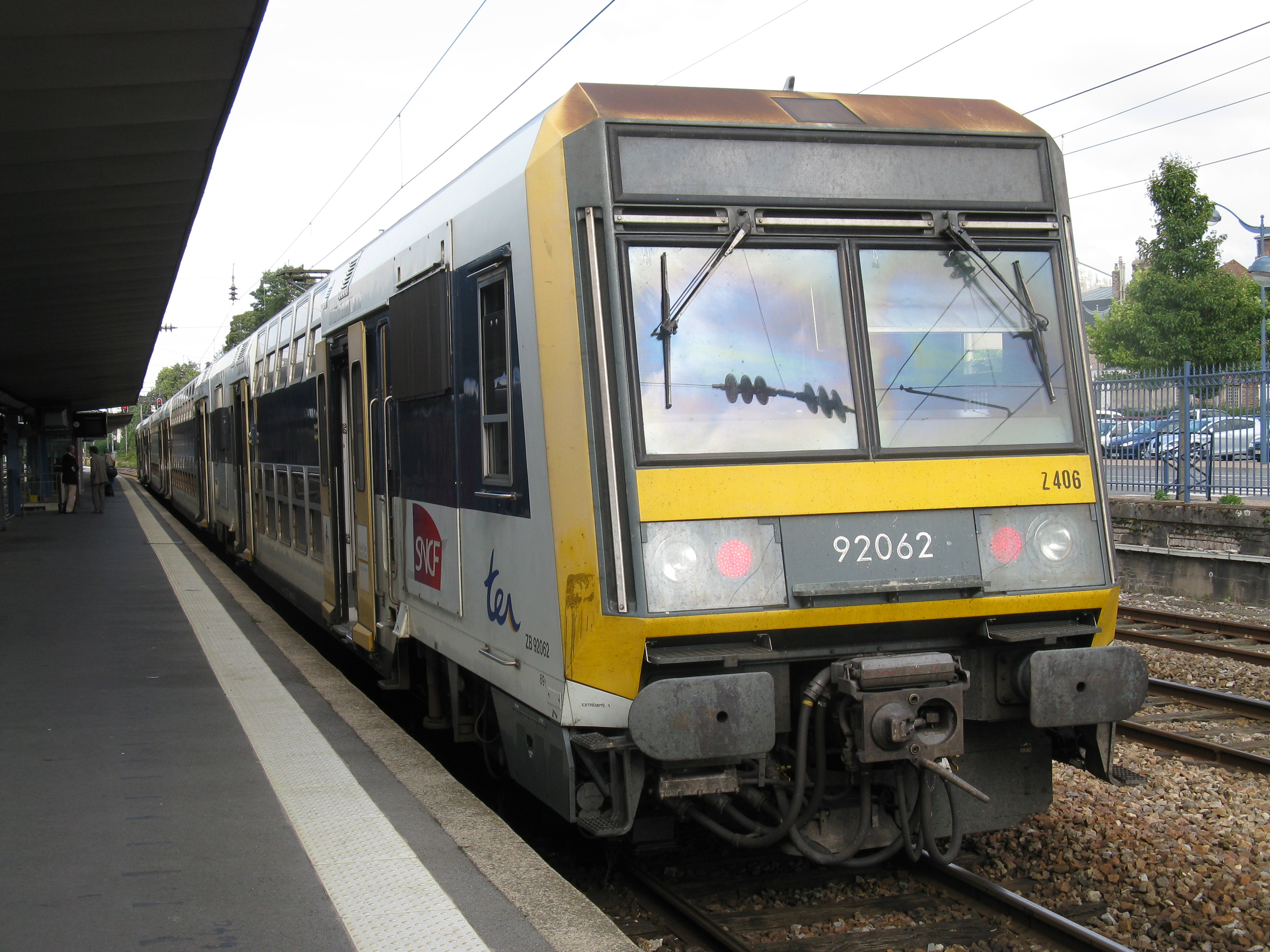
Z 92050

### Livrée Transilien 2002
Le 16 janvier 2002, lors d'une cérémonie à la Gare de l'Est, le Président de la SNCF Louis Gallois, le préfet de la région Île-de-France Jean-Pierre Duport et le président du conseil régional Jean-Paul Huchon, présentent les nouvelles livrées du Transilien. Le design utilisé pour la remise en état du parc et son rajeunissement a été réalisé par deux agences externes en vertu des contrats passés en octobre 2000 : RCP Design Global a assuré la conception extérieure et la signalétique intérieure, et Avant Première les aménagements intérieurs. Tous les véhicules ont reçu une nouvelle livrée bleu institution 239 avec bande blanc 701 et gris transilien avec des panneaux de couleur pour mettre en évidence les portes et les caractéristiques internes. Le tout a été traité avec un revêtement anti graffiti pour réduire l'impact de vandalisme. Les rames sont équipées d'un nouveau design ergonomique des assises, avec des sièges individuels en remplacement des bancs traditionnels. Ils sont couverts de tissu anti-vandalisme en bleu, jaune et rouge. La circulation Inter-voiture et les portes ont été modifiées pour améliorer la répartition des passagers dans les trains.
L’amélioration des trains d’Île-de-France passe ainsi par un nouveau travail de conception des espaces et d’amélioration sensible des services appropriés :
À l’extérieur :
Une nouvelle livrée rajeunit l’ensemble de la rame. Pour rompre l’aspect monotone des voitures, de larges « berlingots » sont assortis aux coloris des fauteuils intérieurs. Elle est conçue en cohérence avec la diversité des sites urbains traversés, la livrée donne un air simple et familier au train quotidien. La nouvelle livrée annonce de l’extérieur le service attendu à l’intérieur, par la signalétique sur les berlingots et propose de nouveaux repères aux voyageurs ; elle offre une image plus tonique du train francilien.
À l’intérieur :
Les espaces deviennent des lieux de vie. L’ambiance générale qui se dégage respecte l’individualité de chaque voyageur. Par leur ergonomie, les sièges sont plus confortables et leur nouvelle disposition donne davantage d’espace ; les vitrages et l’éclairage bleutés apportent une atmosphère agréable et lumineuse ; les nouveaux services prennent en compte tous les besoins des Franciliens (espace vélo, ventilation réfrigérée…). Des espaces sont prévus pour les personnes à mobilité réduite. L’espace et l’intercirculation entre les voitures rendent les déplacements dans la rame plus fluides et donc plus agréables à vivre surtout en cas de forte affluence. La plate-forme est conçue comme le lieu d’accueil des voyageurs

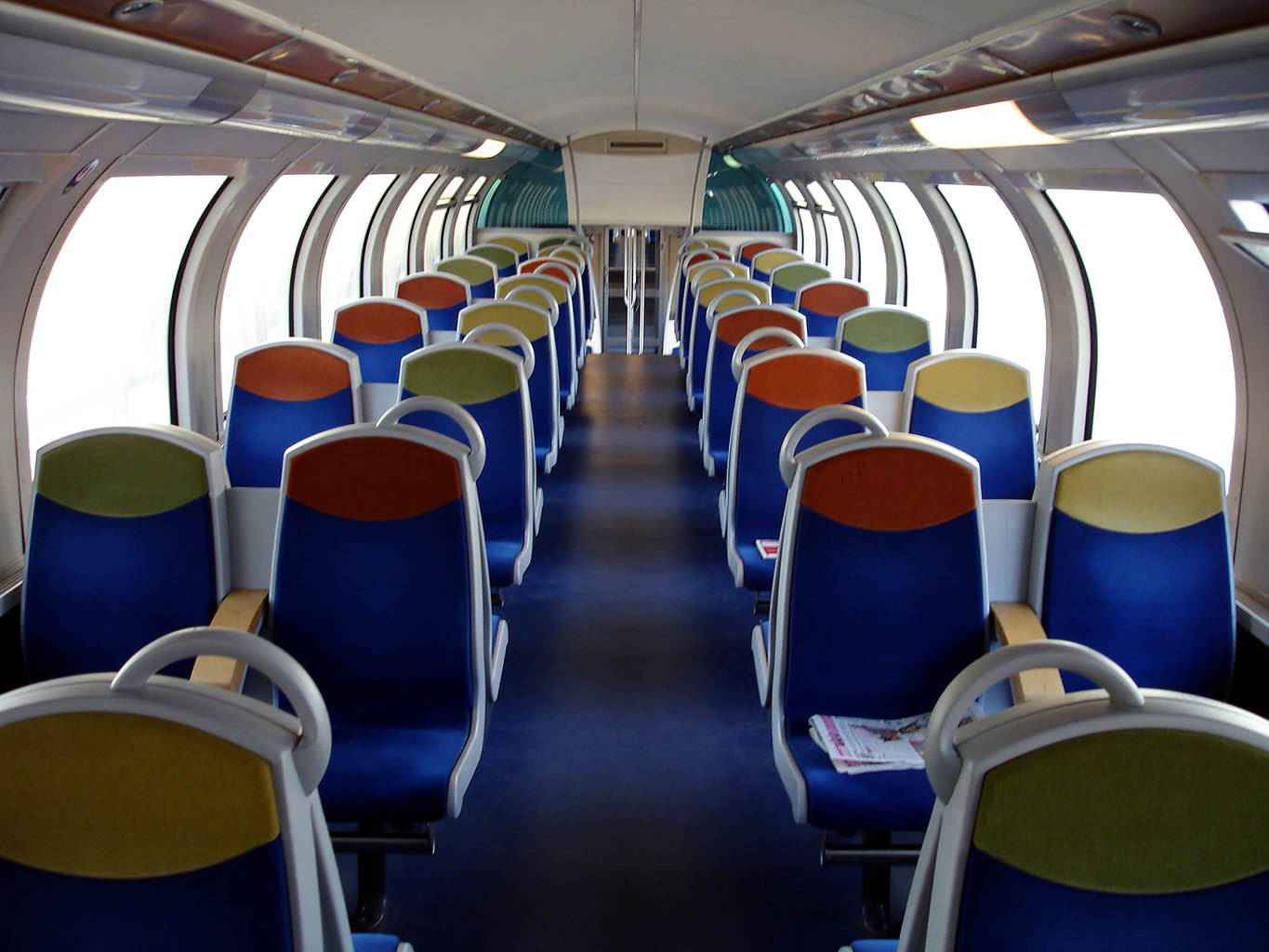
Salle haute du Transilien.
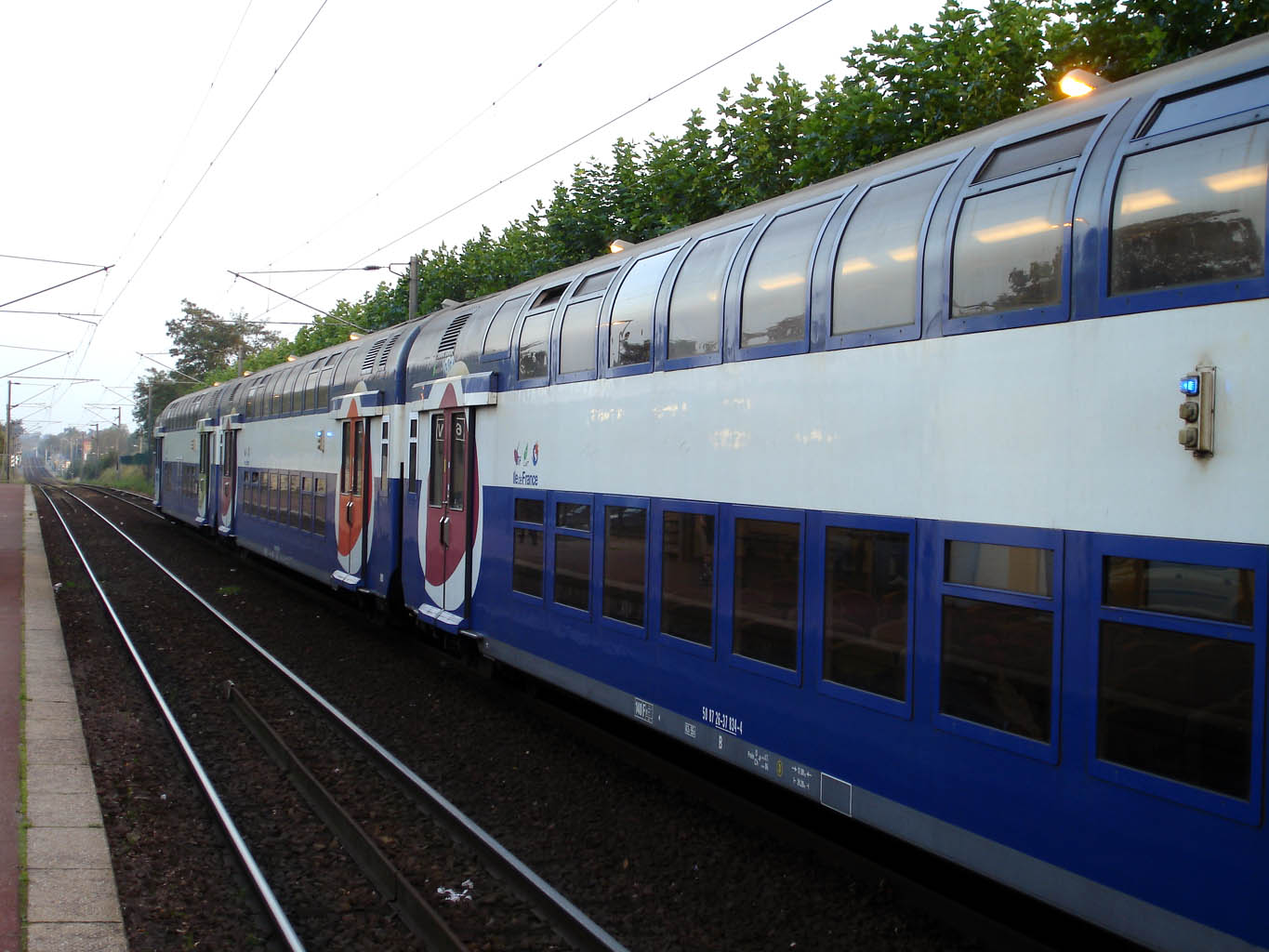
La nouvelle livrée des rames du Transilien.
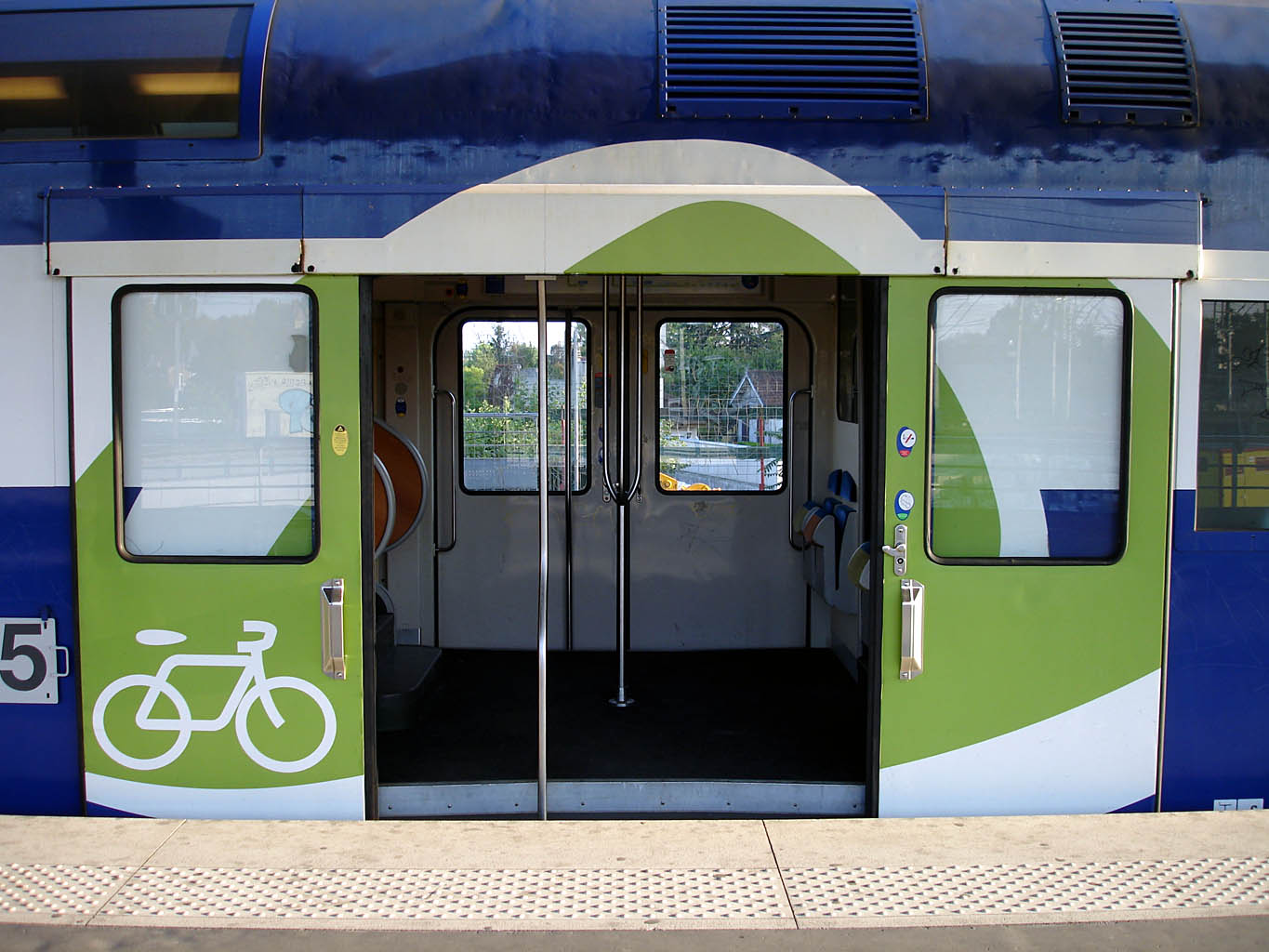
Portes ouvertes.
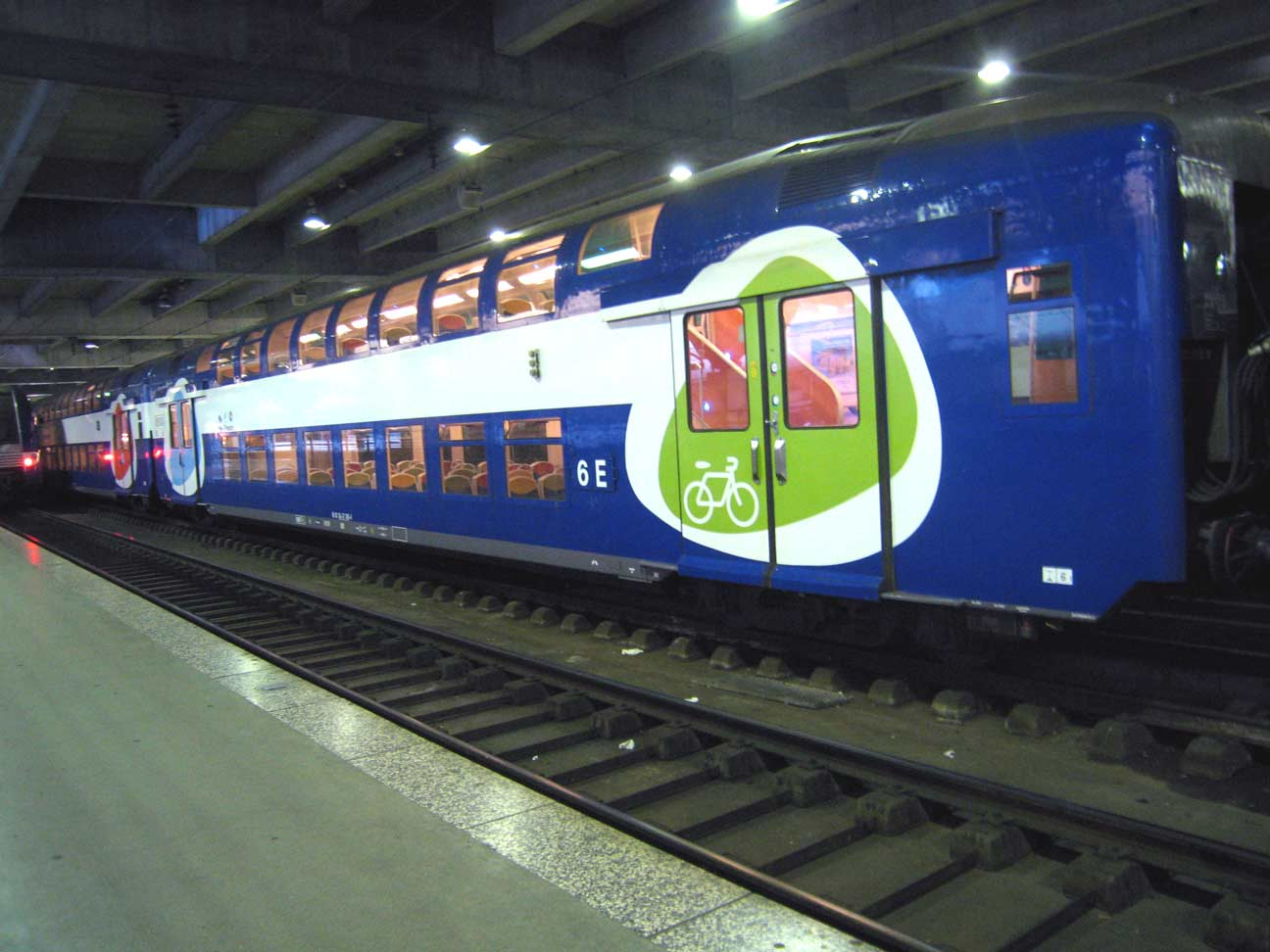
Portes fermées.

- Rames automotrices : Z 5600 • Z 8800 • Z 6400 GCO • Z 20500 • Z 20900 • U 25500

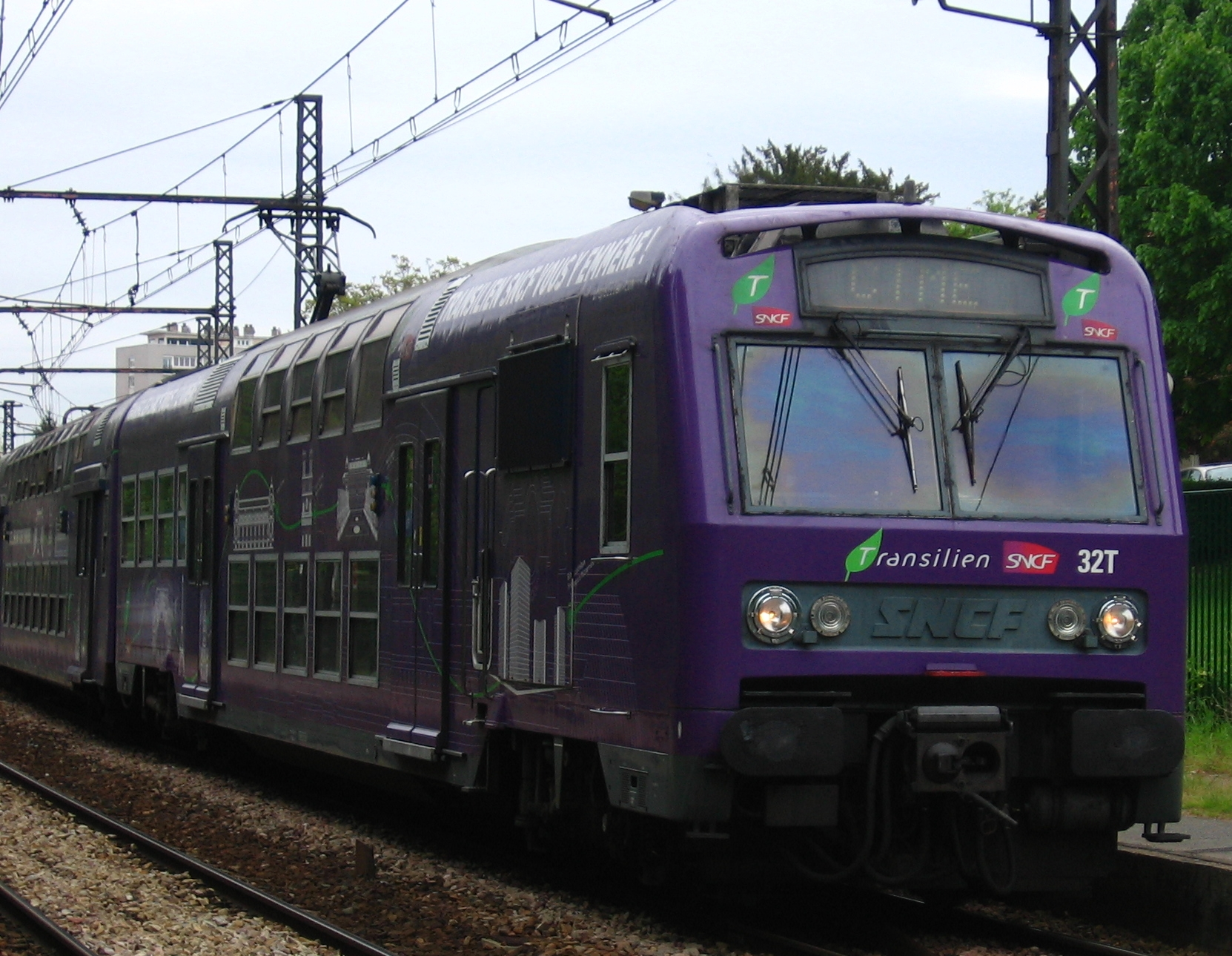
La Z5663/4, rame pelliculée violette Transilien.
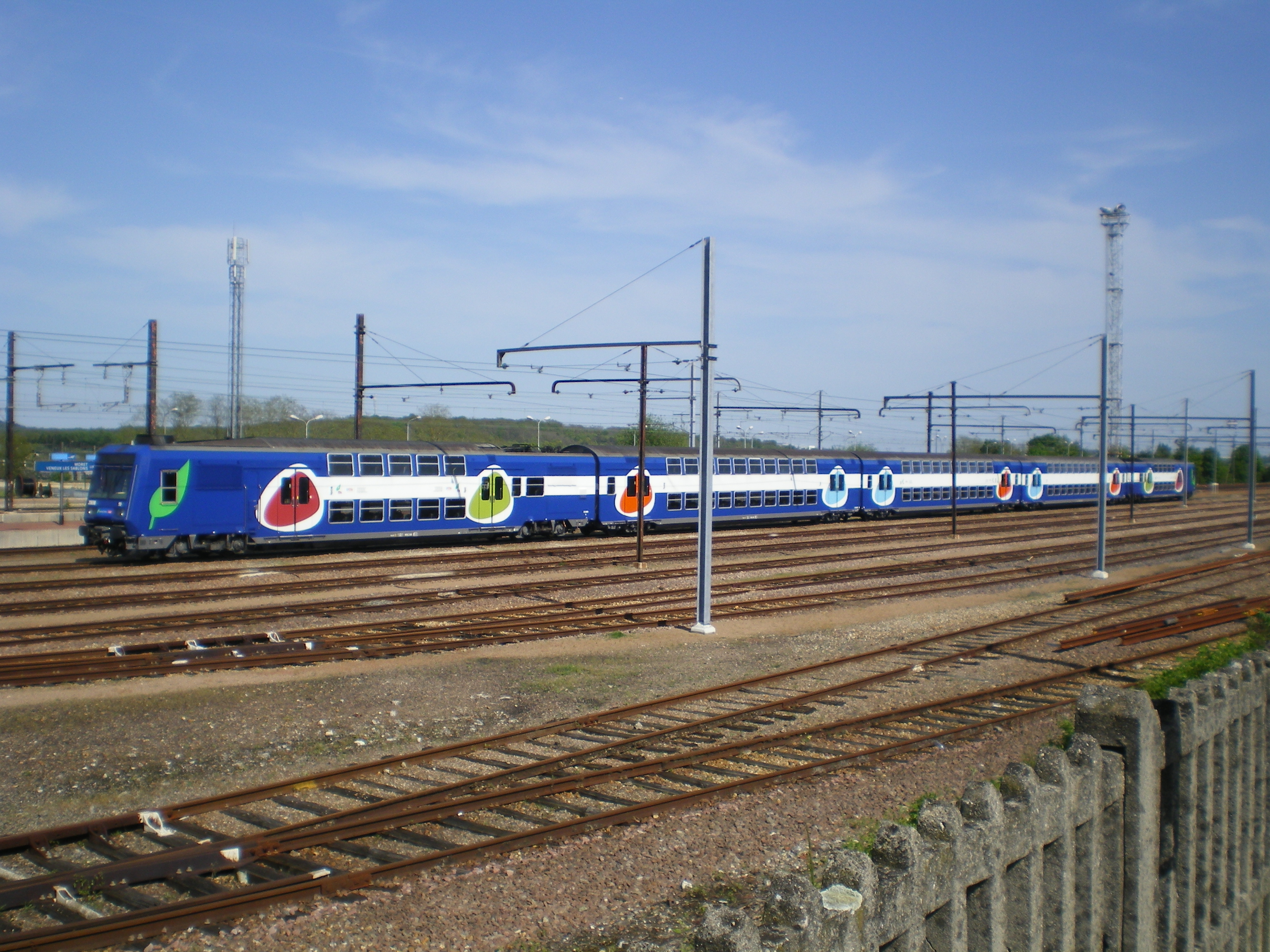
Z 20698 en nouvelle livrée Transilien à Moret-sur-Loing (Seine-et-Marne).

- Voitures : RIB/RIO • VB 2N

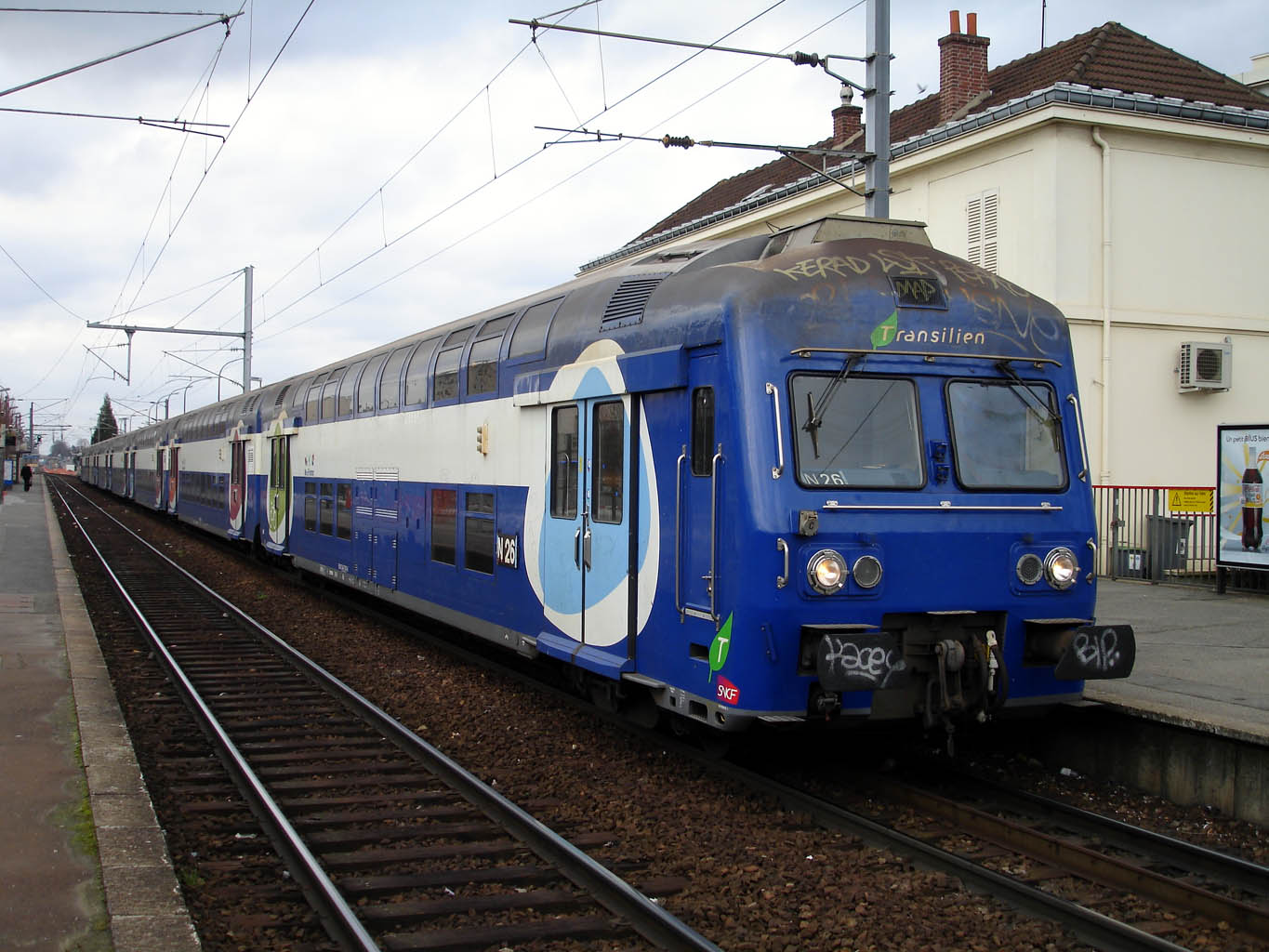
Une rame en gare de Franconville - Le Plessis-Bouchard, en nouvelle livrée bleu nuit Transilien.
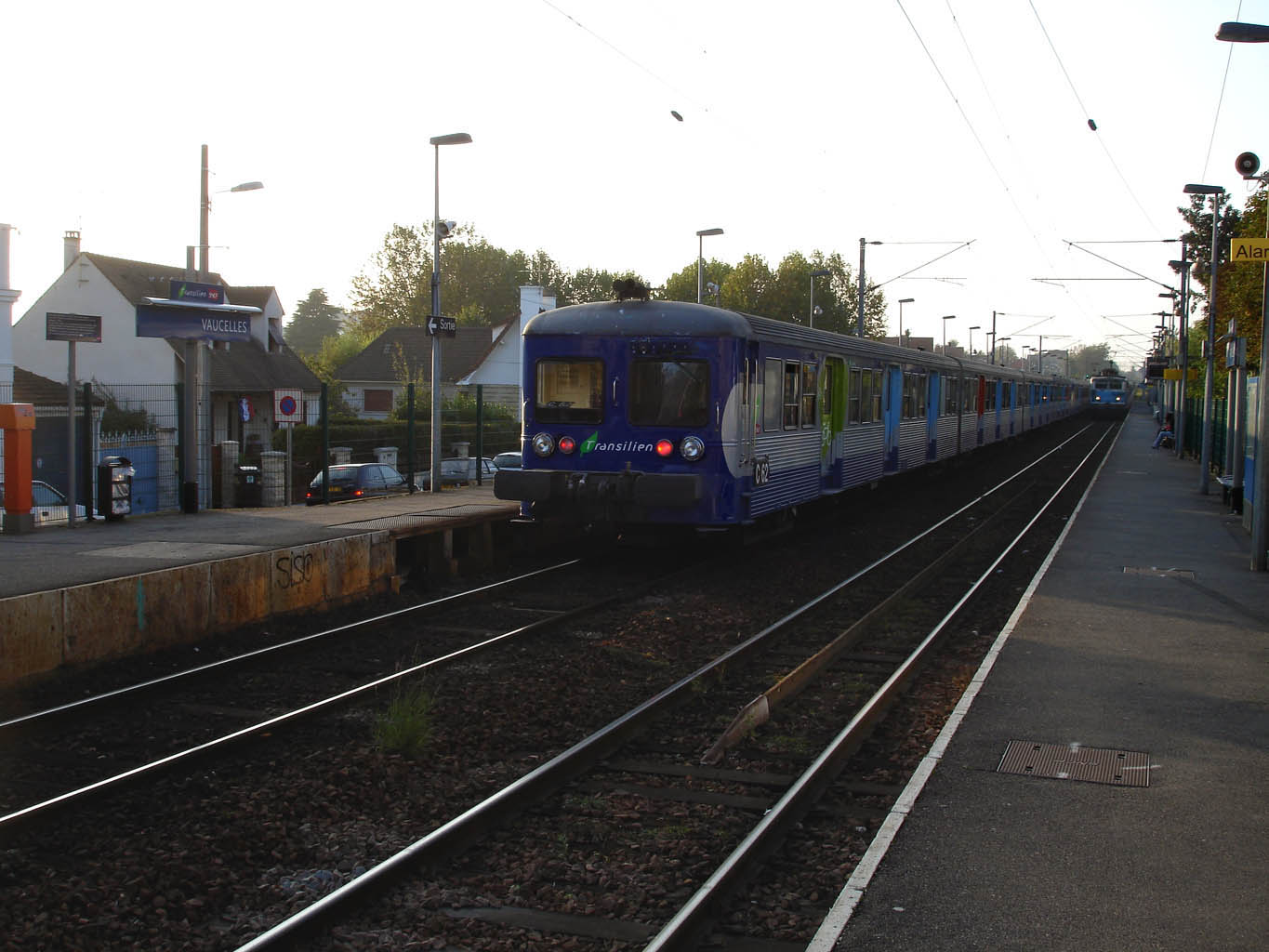
Une RIB en gare de Vaucelles, Val-d'Oise.

### Livrée STIF 2006 - 2008
- Rames automotrices B 82500 et la Z 50005/06

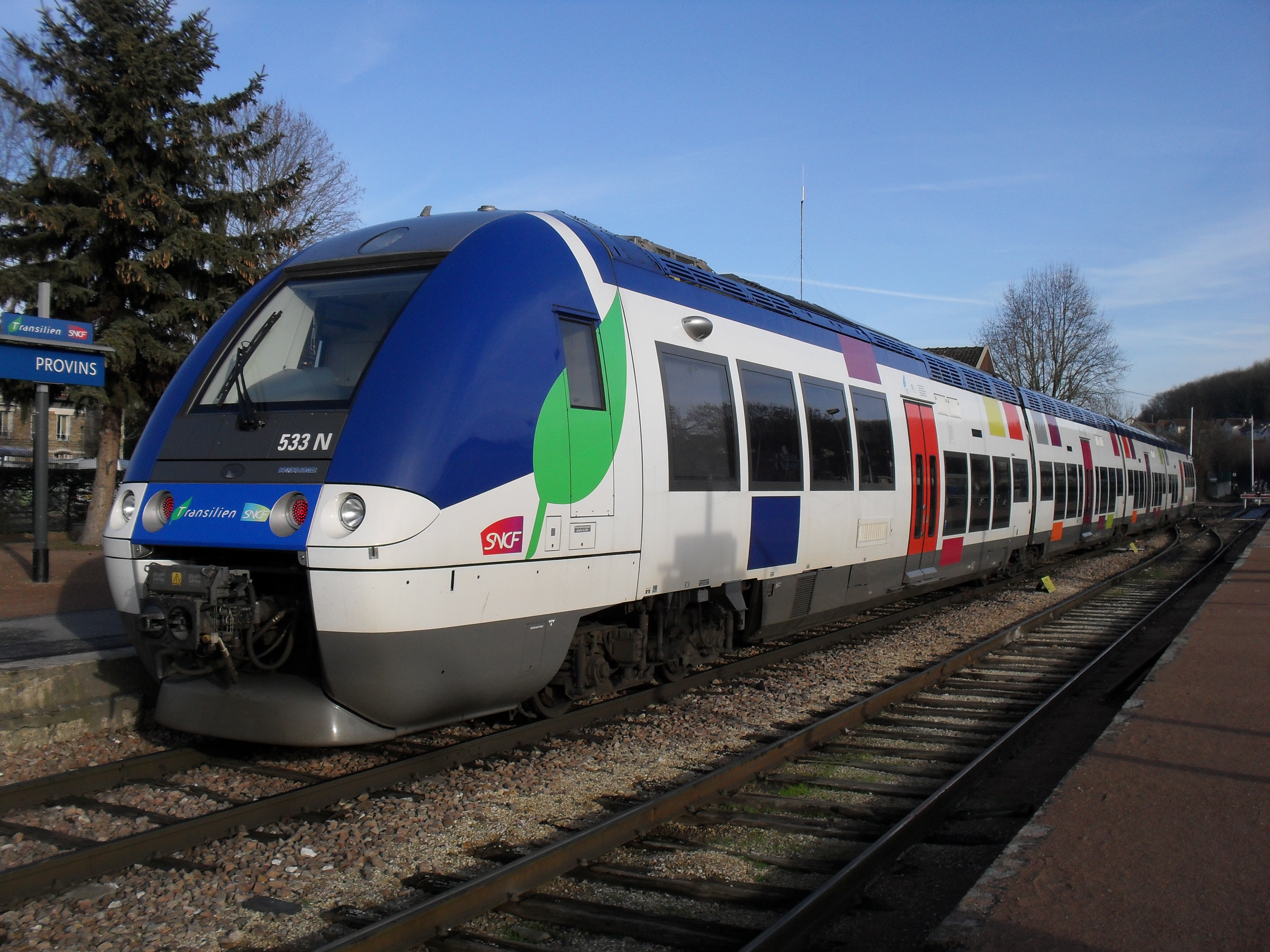
Rame B 82500 à Provins.
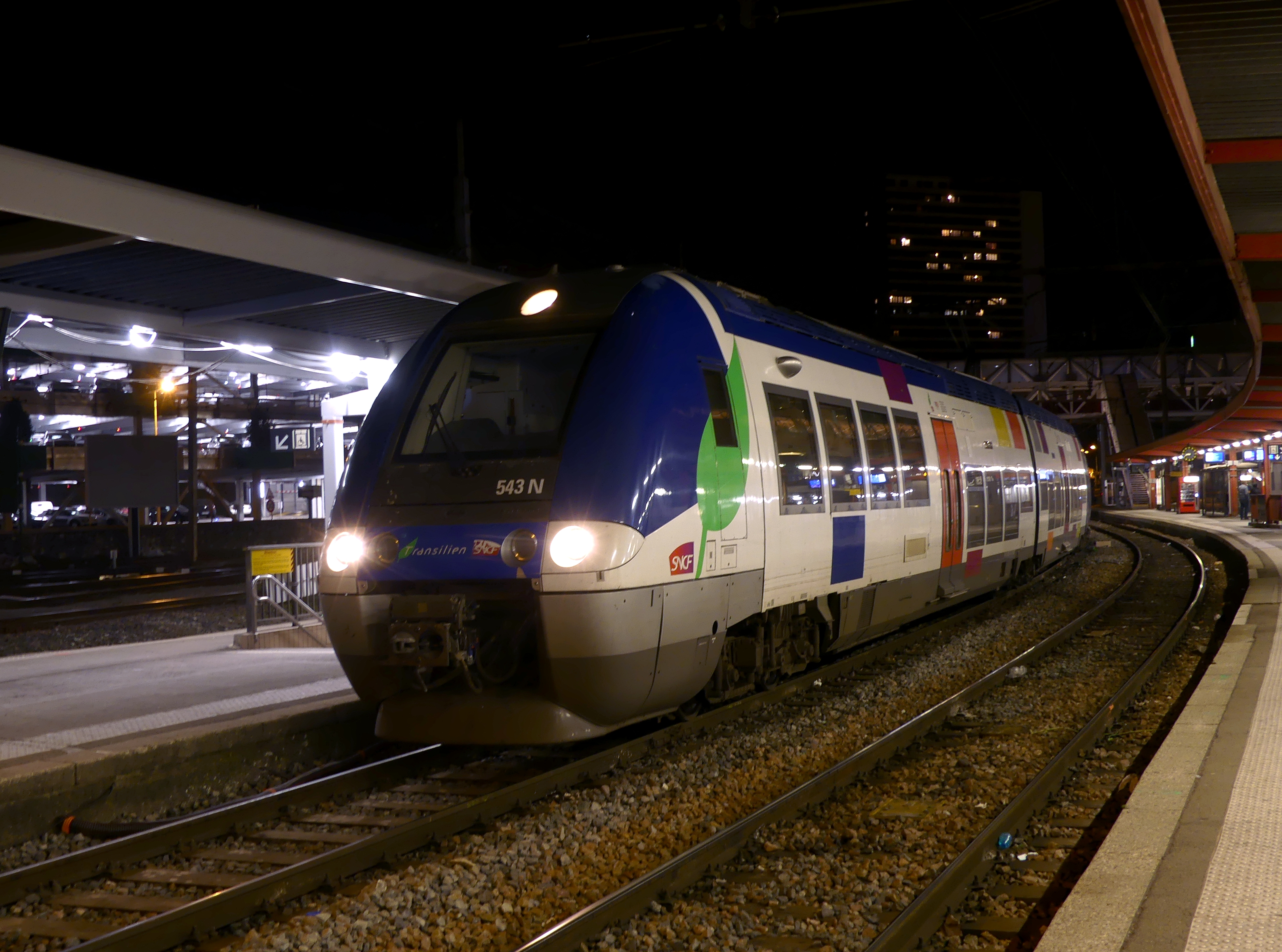
Un AGC en gare de Chambéry

### Livrée STIF 2009
C'est une nouvelle livrée lancée en 2009 avec les rames Z 50000. Cette livrée a été créée en partenariat entre la SNCF et le STIF, d'où son nom. Le « carmillon » , un dégradé de couleur carmin à vermillon, a été créé pour le nouveau logo SNCF en 2005. Les Z 8100 rénovées du RER B disposent d'une livrée particulière à la fois aux couleurs de la RATP et de la SNCF, le matériel étant réparti entre les deux compagnies.
- Rames automotrices : Z 50000 • B 82500 • Z 5600 • Z 8800 • Z 20500 • Z 8100 • Z 20900 rénovées (1re et 2e rame seulement)

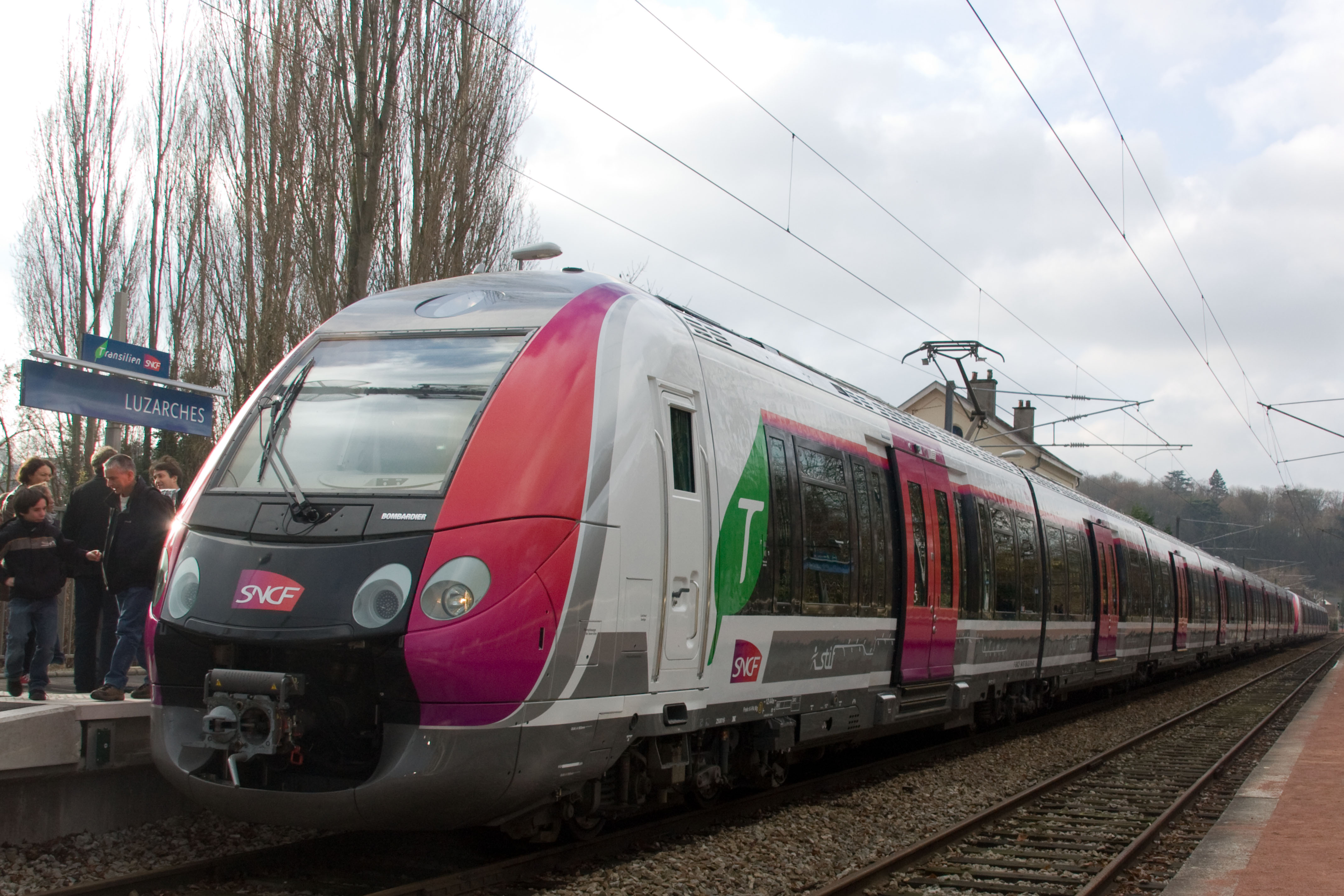
Rame Z 50000 en livrée STIF.
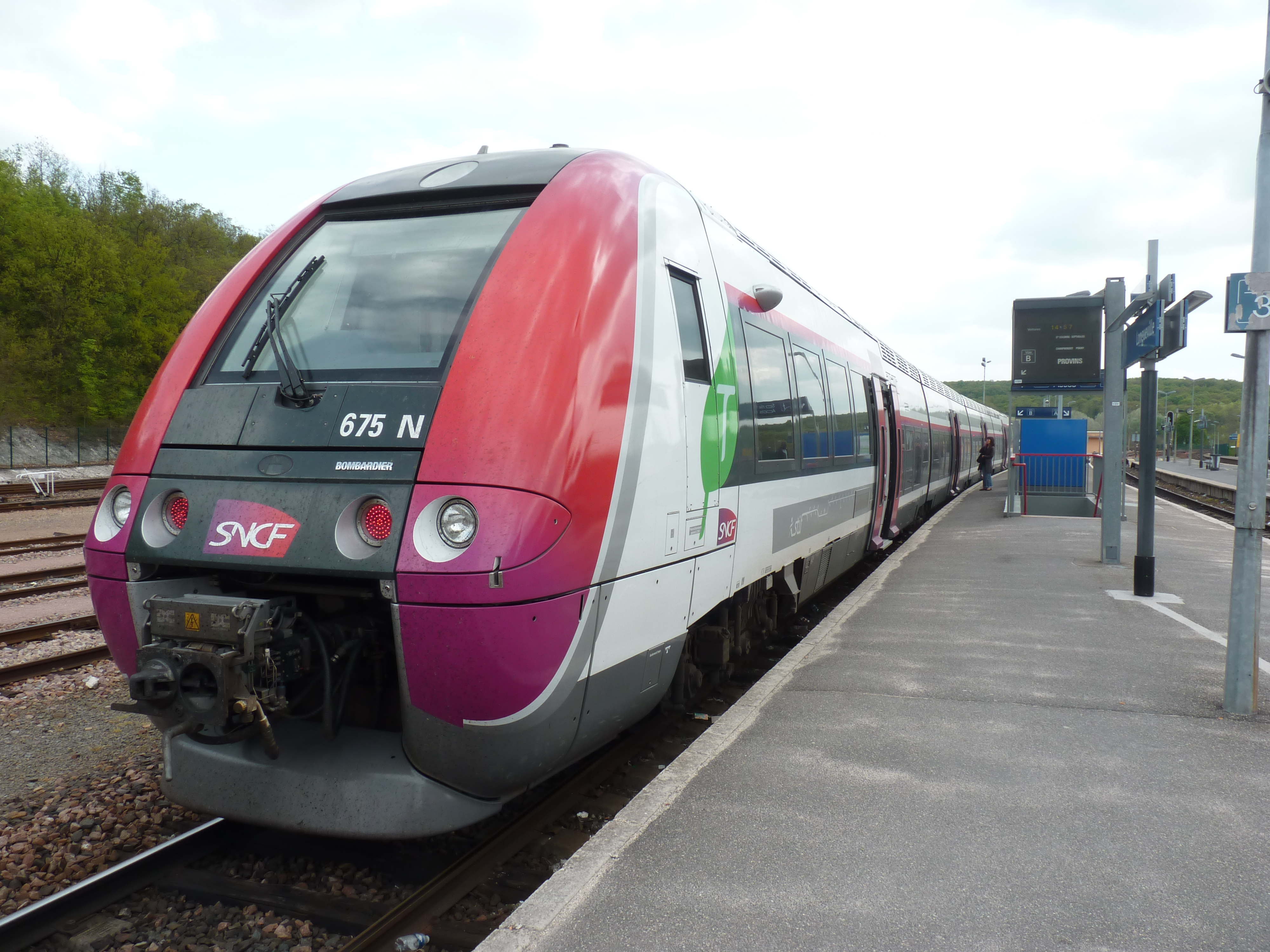
Rame B 82500 en livrée STIF.
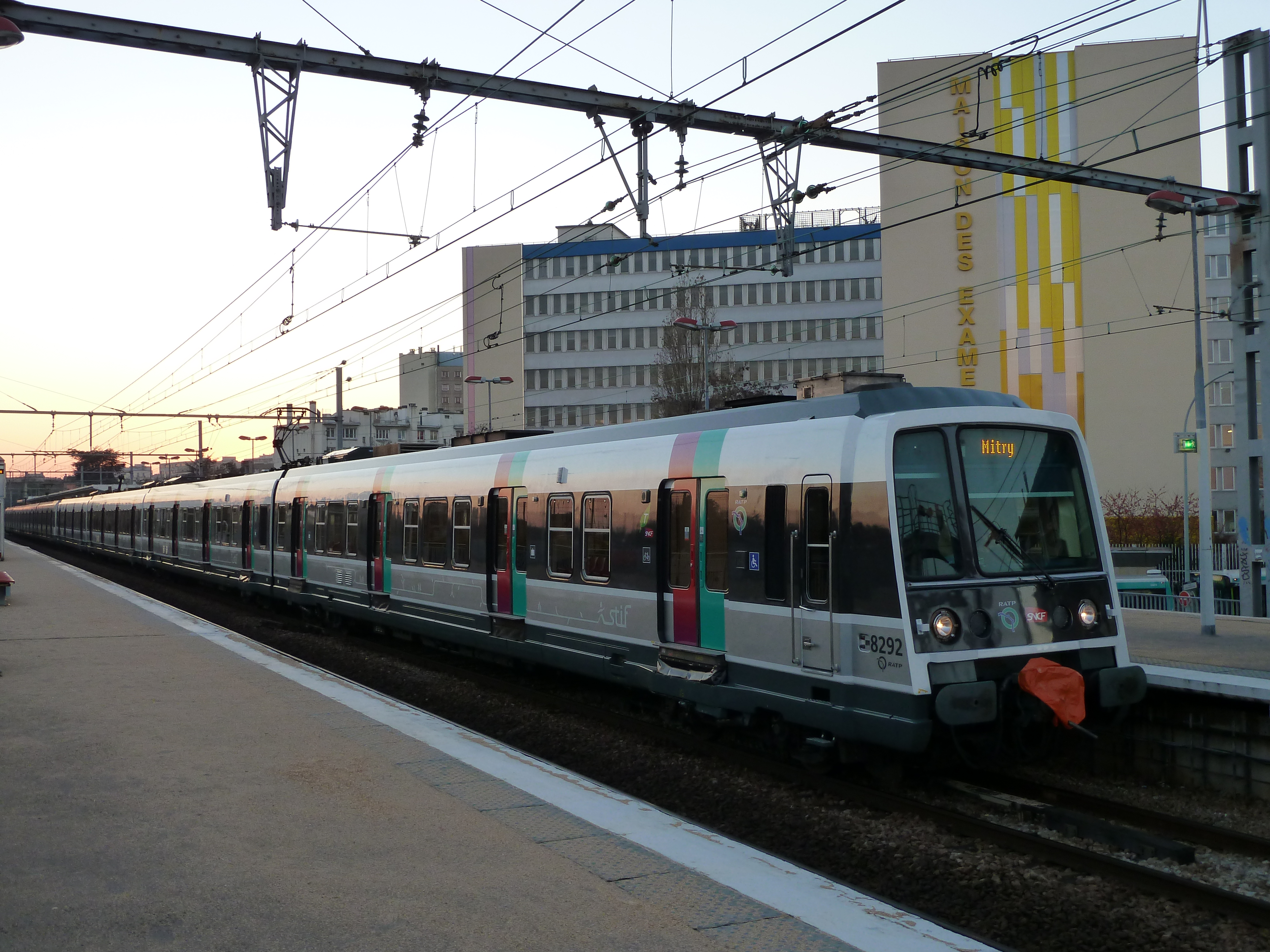
Z 8100 en livrée STIF mixte RATP/SNCF.

### Livrée Île-de-France Mobilités
Cette livrée, constituée de blanc, de bleu et de gris, reprend les couleurs d'Île-de-France Mobilités et doit se substituer progressivement aux livrées existantes de chaque opérateur francilien dont seul le logo figure de façon complémentaire.
- Rames automotrices : Z 50000 • Regio 2N • Z 20900 • Z 20500 • RER NG • Z 8100 Altéo (rénové seulement)

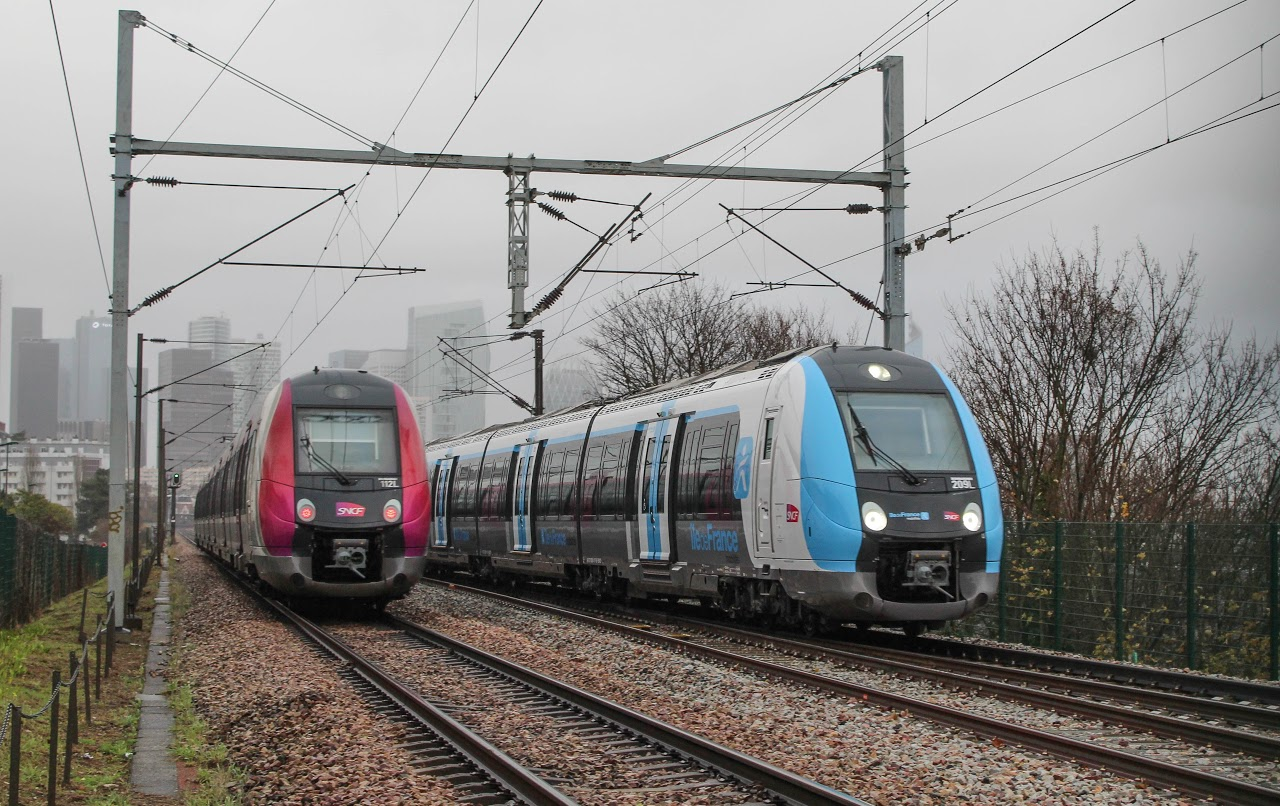
Rame Z 50000 de droite, près de la gare de Suresnes-Mont-Valérien.
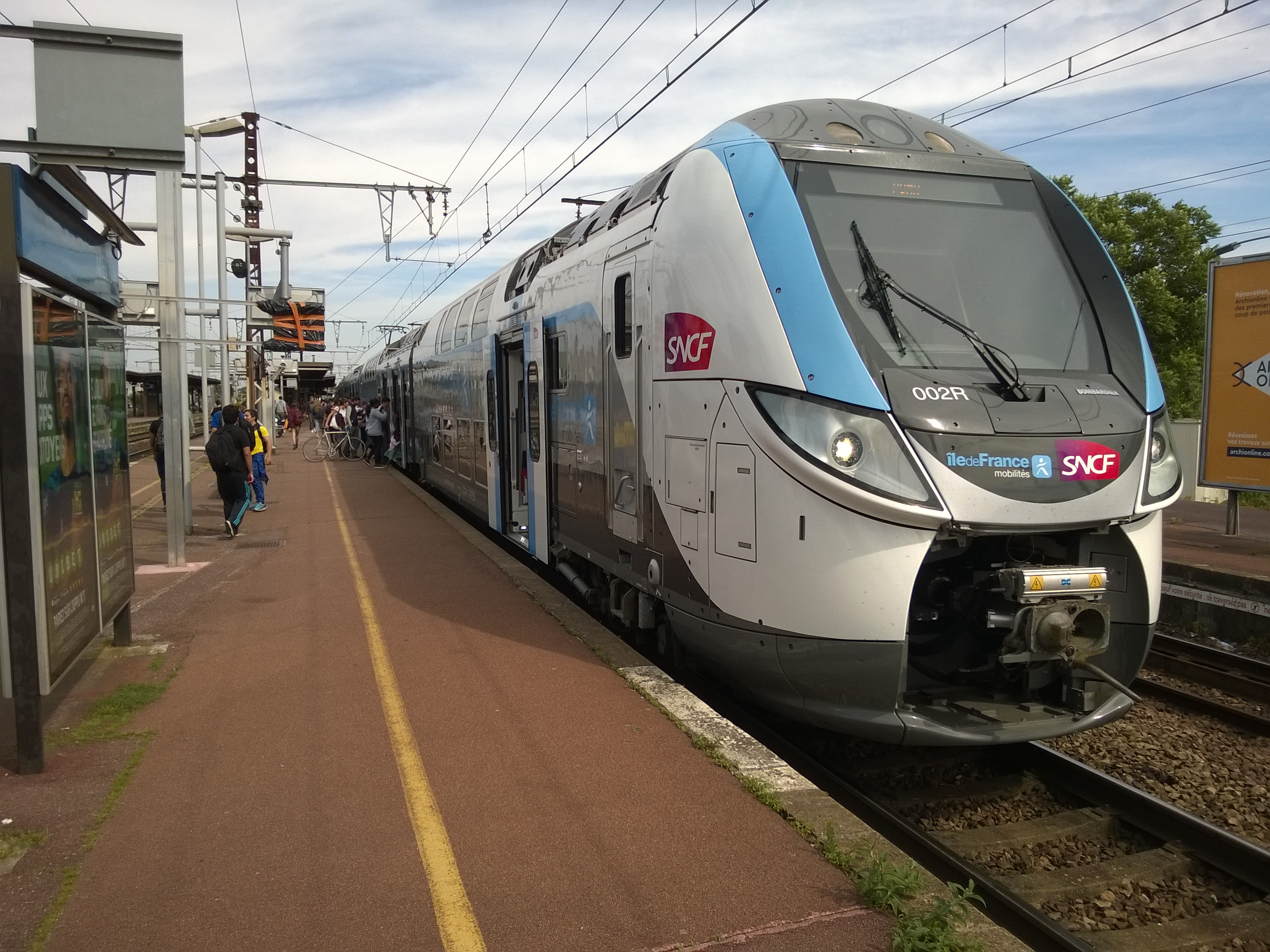
Regio 2N en gare de Melun.
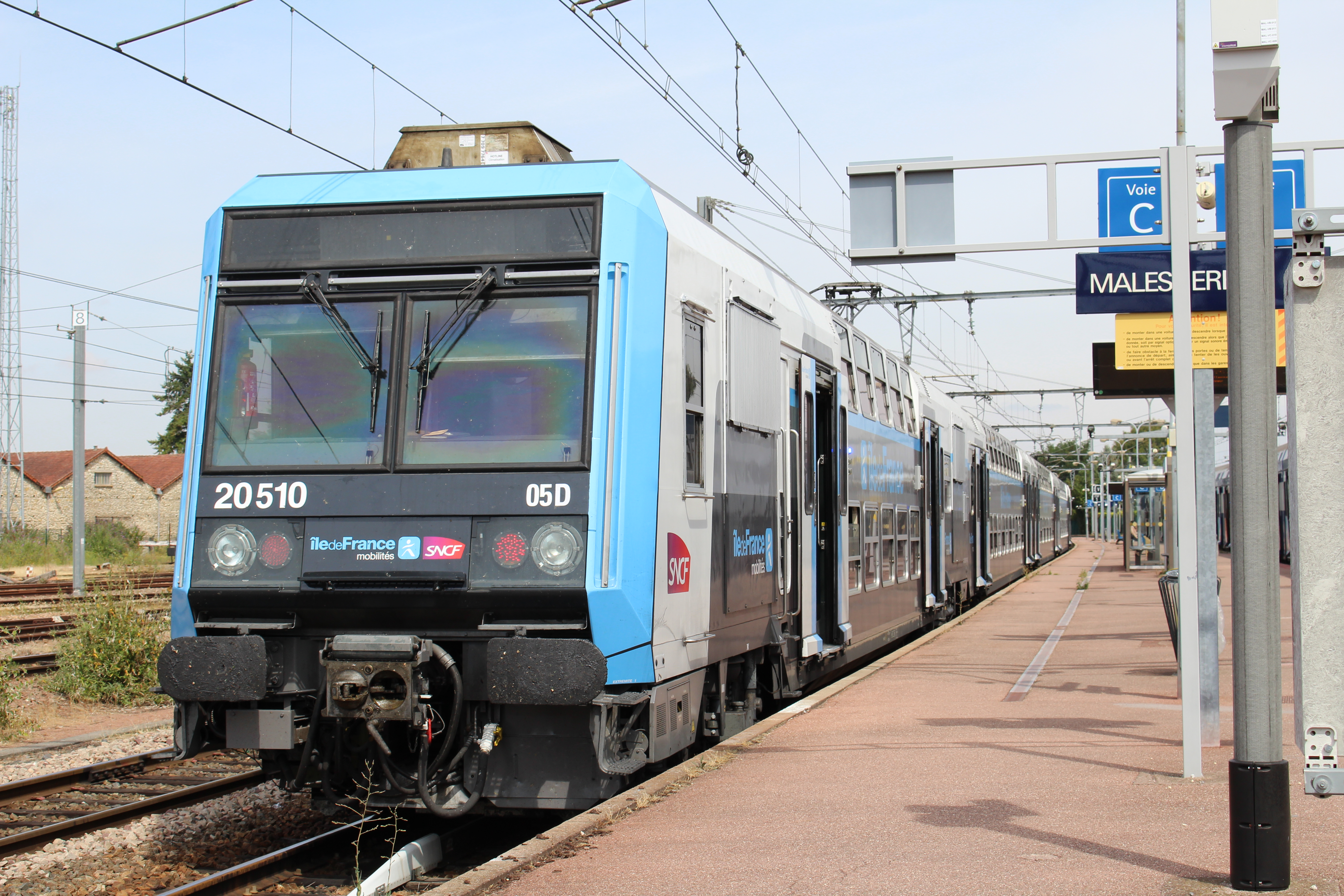
Rame Z 20500 rénovée en gare de Malesherbes.
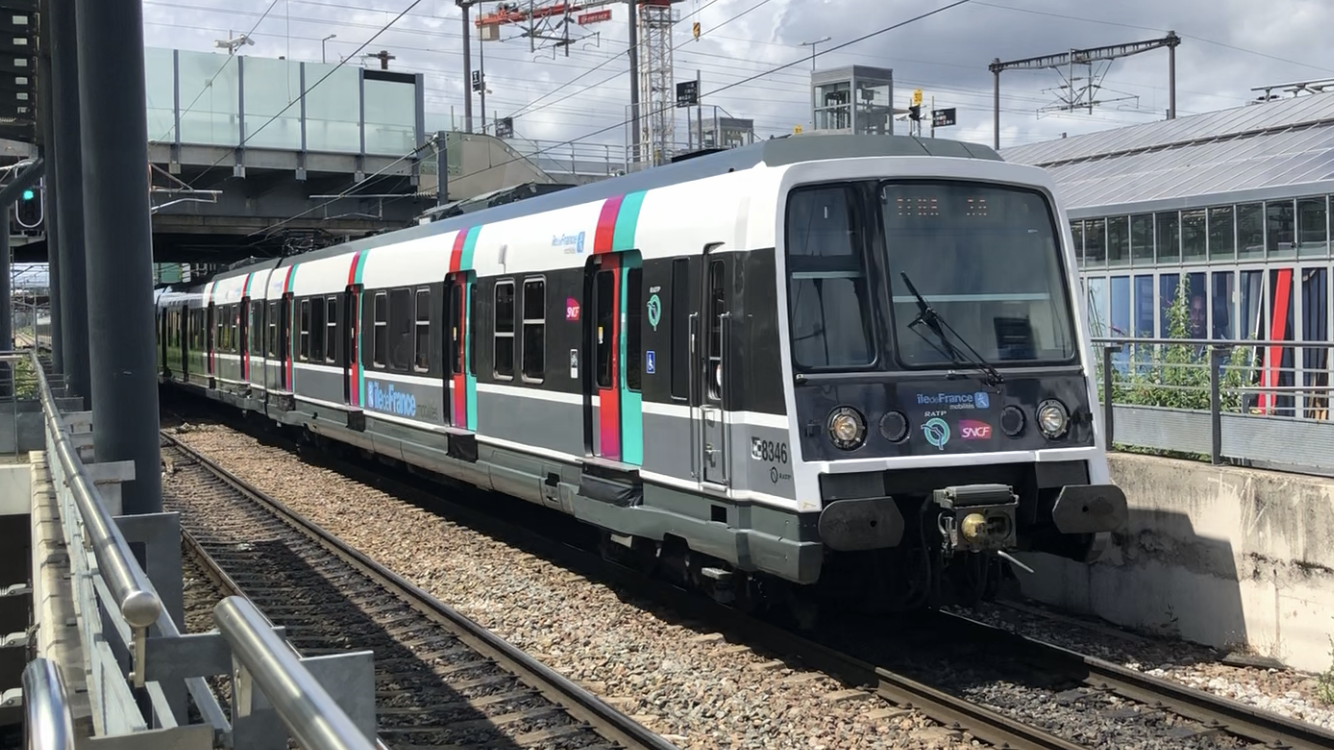
Z8100 (MI 84) rénové
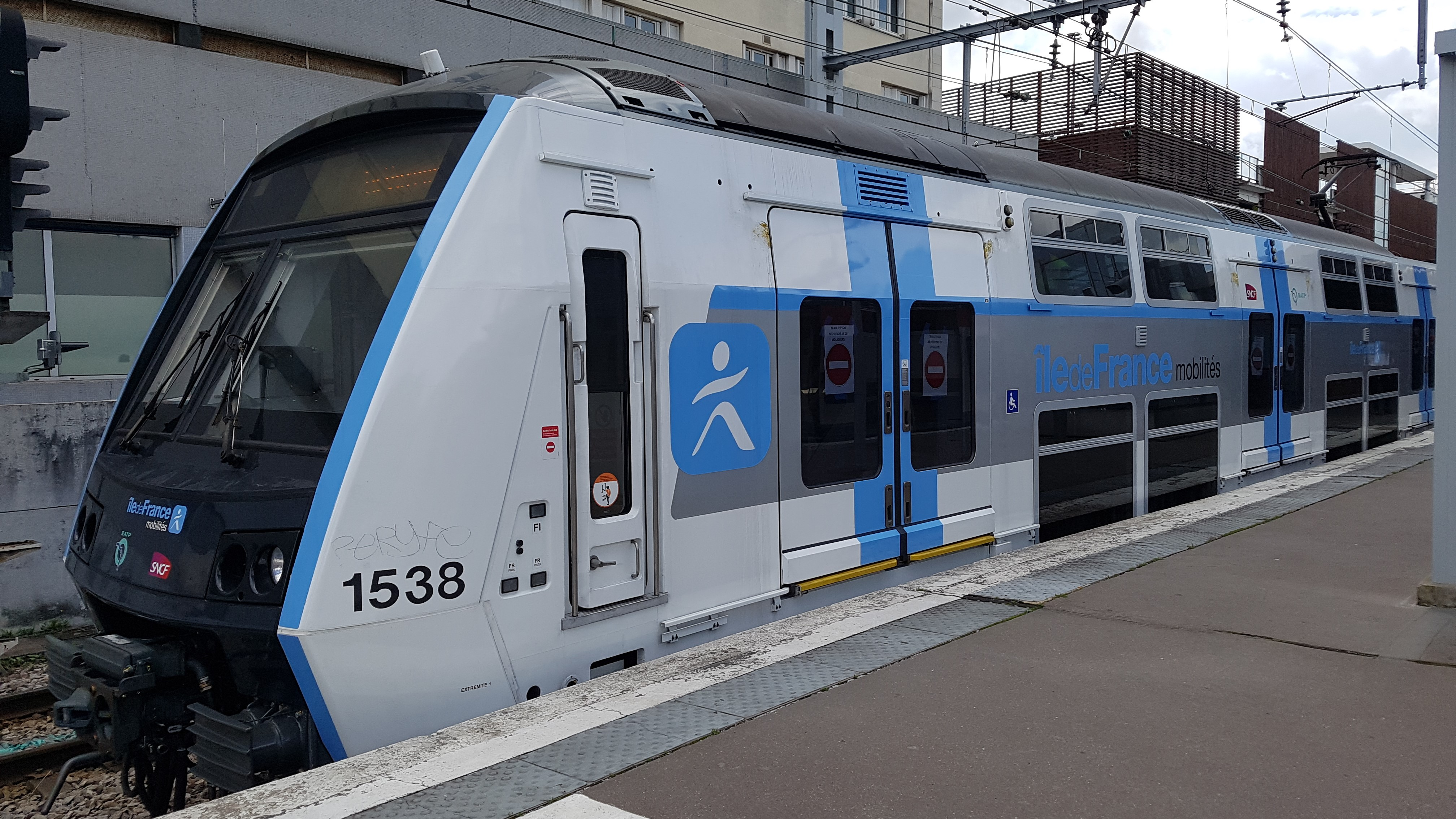
alteo rénové